# السياحة في مصر
تعدّ السِّياحة في مِصر أحد أهم مصادر الدخل القومي بما توفره من عائدات دولارية سنوية، وعوائد العملة الأجنبية التي مكنتها من المشاركة بشكل كبير بالناتج الإجمالي المحلي، ومكافحة البطالة عن طريق توظيف شريحة واسعة من القوى العاملة في مصر. وتعد مصر من أبرز الدول السياحية في العالم بما تستحوذ عليه من أعداد السائحين الوافدين في العالم، وتميزها بوفرة المزارات السياحية على اختلاف أنواعها، وانتشار المعابد والمتاحف والآثار والمباني التاريخية والفنية والحدائق الشاسعة على أرضها، وامتلاكها لبنية تحتية قوية تقوم على خدمة قطاع السياحة بما في ذلك الغرف الفندقية والقرى والمنتجعات السياحية وشركات السياحة ومكاتب الطيران. وتعد مناطق الأقصر، وأسوان، والقاهرة، والإسكندرية، والساحل الشمالي، والبحر الأحمر، وجنوب سيناء من أكثر المناطق جذباً للسياح بشكل عام. ويعود تاريخ السياحة في مصر إلى المصريين القدماء، واستمرت كوجهة ومقصد سياحي مرغوب على مدار القرون الماضية وخلال التاريخ المعاصر.:13:25 واختارت منظمة اليونسكو ست مواقع تراثية ثقافية مصرية متنوعة ما بين مصرية قديمة وقبطية وإسلامية بالإضافة إلى موقع للتراث الطبيعي وذلك ضمن قائمة مواقع التراث العالمي.

## تاريخ السياحة

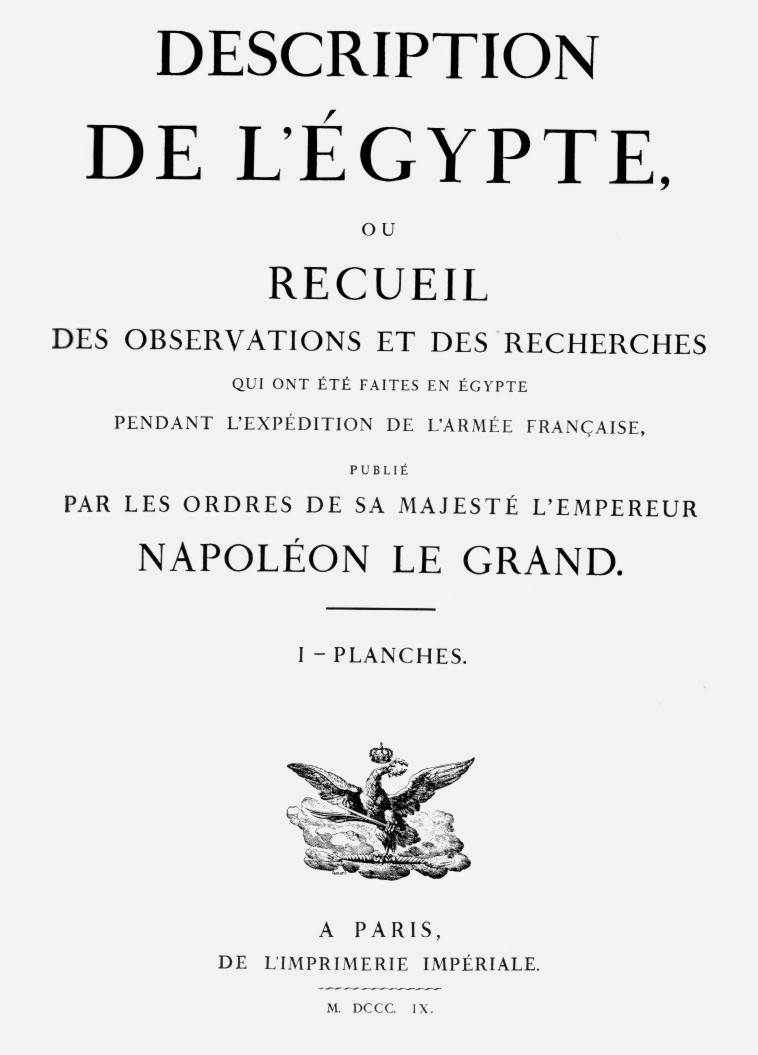
غلاف كتاب وصف مصر باللغة الفرنسية عام 1809.

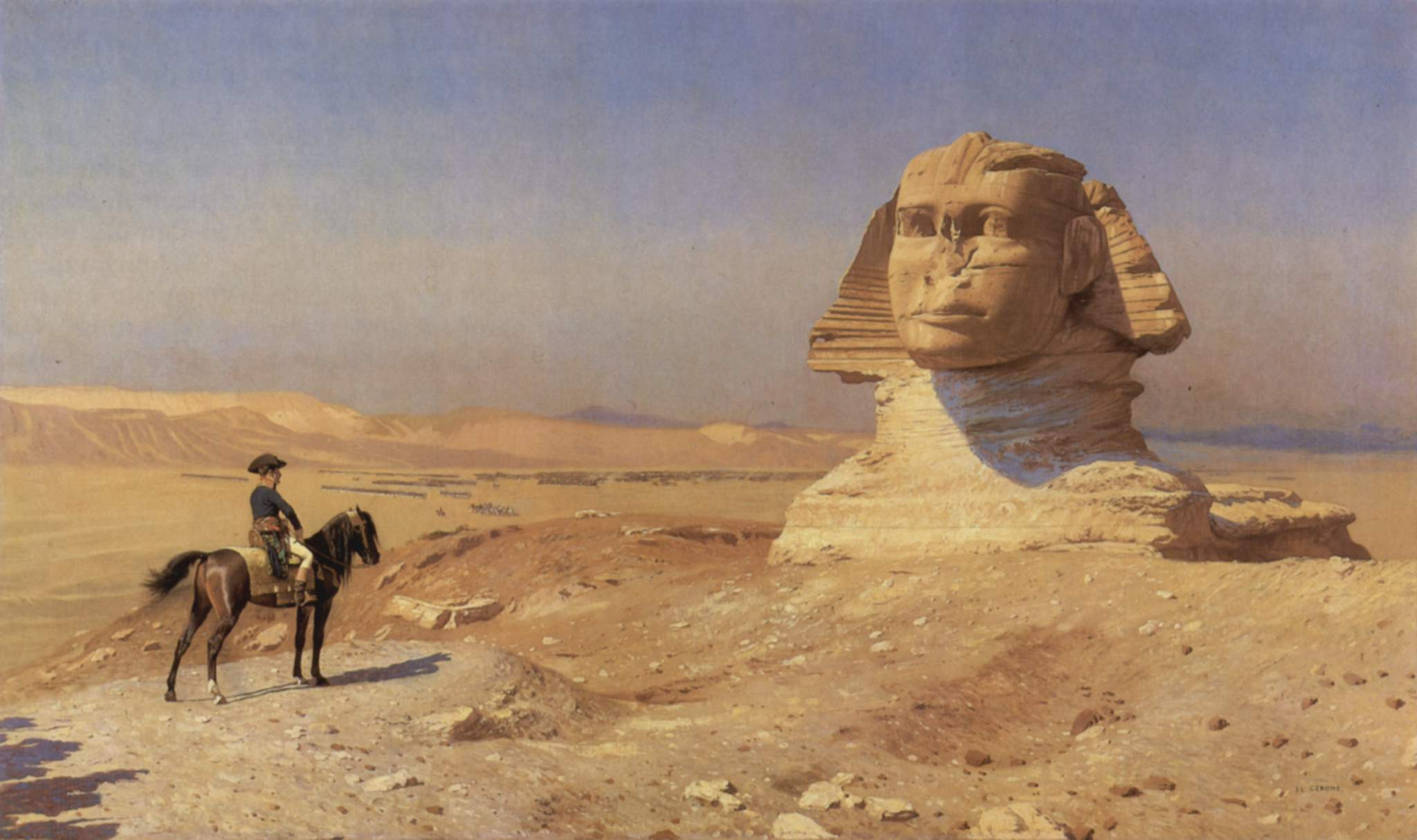
رسم فني لنابليون أمام أبو الهول.

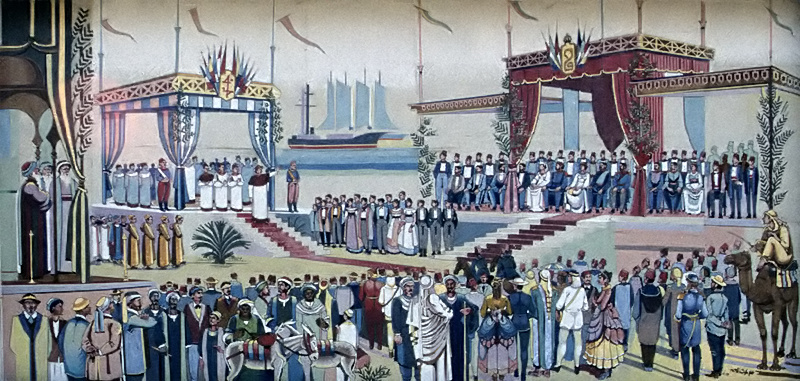
رسم فني لحفل افتتاح قناة السويس.

تطورت ظاهرة السياحة في مصر خلال العصور القديمة، ومارس المصريين القدماء العديد من الأنشطة الترفيهية، وتعلقوا بالسياحة الرياضية بأشكالها المختلفة، واهتم المثقفون ورجال الدين بالسياحة الثقافية، وانتشرت السياحة النيلية في أرجاء الدولة، ووفد إلى مصر أعداد كبيرة من الأقاليم الأجنبية بهدف السياحة العلاجية، كما نشطت حركة السفر والترحال بين أقاليم مصر المختلفة، وسجلت الألواح الأثرية علاقات دولية بين مصر من ناحية وسوريا القديمة من ناحية أخرى تبادلوا خلالها الزيارات التي كان لها كل صفات السياحة بمدلولها الحديث.:13:16 خلال العصور الوسطى شهدت مصر أزهى فترات السياحة نتيجة نشاط الترحال واتساع دائرة الرحلات العربية عقب ظهور الإسلام وانتشاره وامتداد رقعة الدولة الإسلامية بين شبه القارة الهندية وشمال أفريقيا وجنوب أوروبا، وكانت القاهرة من أهم المراكز الحضارية والثقافية في الدولة الإسلامية ومن أكثرها ثراء على غرار عدة عواصم إسلامية أخرى، وكانت قصورها وحدائقها ومكتباتها من المزارات التي جذبت أعداد كبيرة من السائحين، كما ساهم الرواج الاقتصادي واستتباب الأمن والرغبة في المعرفة في رواج السياحة ونشاط الرحلات وتعددها بمصر خلال تلك الفترة.:17:18 ازدادت أهمية مصر السياحية منذ نهاية القرن الثامن عشر وخلال القرن التاسع عشر، ويعزى ذلك إلى عدة عوامل منها الحملة الفرنسية التي أعادت الاتصال بين المصري وحضارته القديمة من خلال العلماء المصاحبين للحملة الذين درسوا الحضارة المصرية وكشفوا النقاب عن الكثير من الآثار ذات القيمة، وقدموا مصر للغرب من خلال مؤلفات تتحدث عنها مثل كتاب وصف مصر، مما أدى إلى ذيوع شهرتها وتوجيه أنظار الدول الأوروبية إليها.:19:20 بوصول محمد علي إلى حكم مصر عاد الاهتمام بحركة السياحة، فأنشأ في عام 1845 «مصلحة المرور» للإشراف على الطريق البري الموصل للهند والأعمال الخاصة بالسائحين والبريد والبضاعة، واعتمد عليها في الإشراف على استراحات الصحراء والخيول والعربات وطعام السائحين، ولتنظيم حركة المرور على الطريق البري بين مدينة القاهرة ومدينتي السويس والإسكندرية وضعت أبراج تلغرافية للإبلاغ عن وصول وقيام البواخر والأفواج السياحية، كما شُيدت الفنادق المجهزة لمبيت وإقامة السائحين.:20:23 وشهد عهد عباس الأول اهتمام خاص بالسياحة وتقديم التسهيلات اللازمة لتحركات السائحين، فتم رصف طريق القاهرة/السويس بالأحجار، ووضعت أول لائحة خاصة بتنظيم إقامة الأجانب والسائحين في مصر في مايو 1849. كما سار سعيد باشا على نهج سابقيه فأصدر في مارس 1857 اللائحة السعيدية التي نظمت الأمور المتعلقة بالسائحين منذ وصولهم إلى مصر وخلال إقامتهم وحتى مغادرتهم. وتدفق الأجانب على مصر في عهد الخديوي إسماعيل سواء للعمل أو السياحة، وساعد على تدفق السياحة إلى مصر خلال تلك الفترة اشتراكها بالمعارض الدولية، واستغلال مناسبة افتتاح قناة السويس للملاحة الدولية للدعاية لمصر سياحياً.:20:25

## البنية التحتية

### الطاقة الفندقية والعمالة السياحية

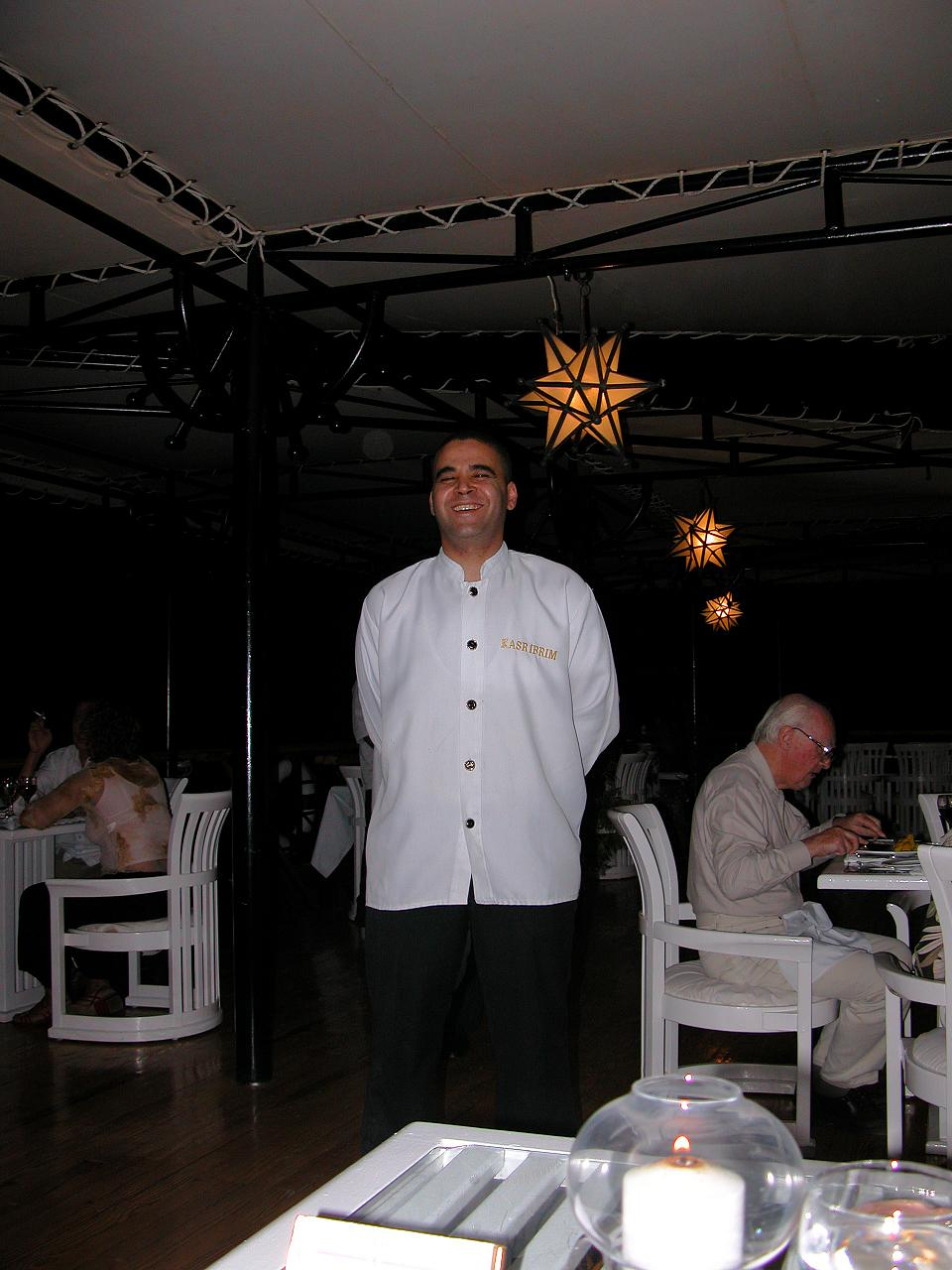
العمالة الفندقية المصرية.

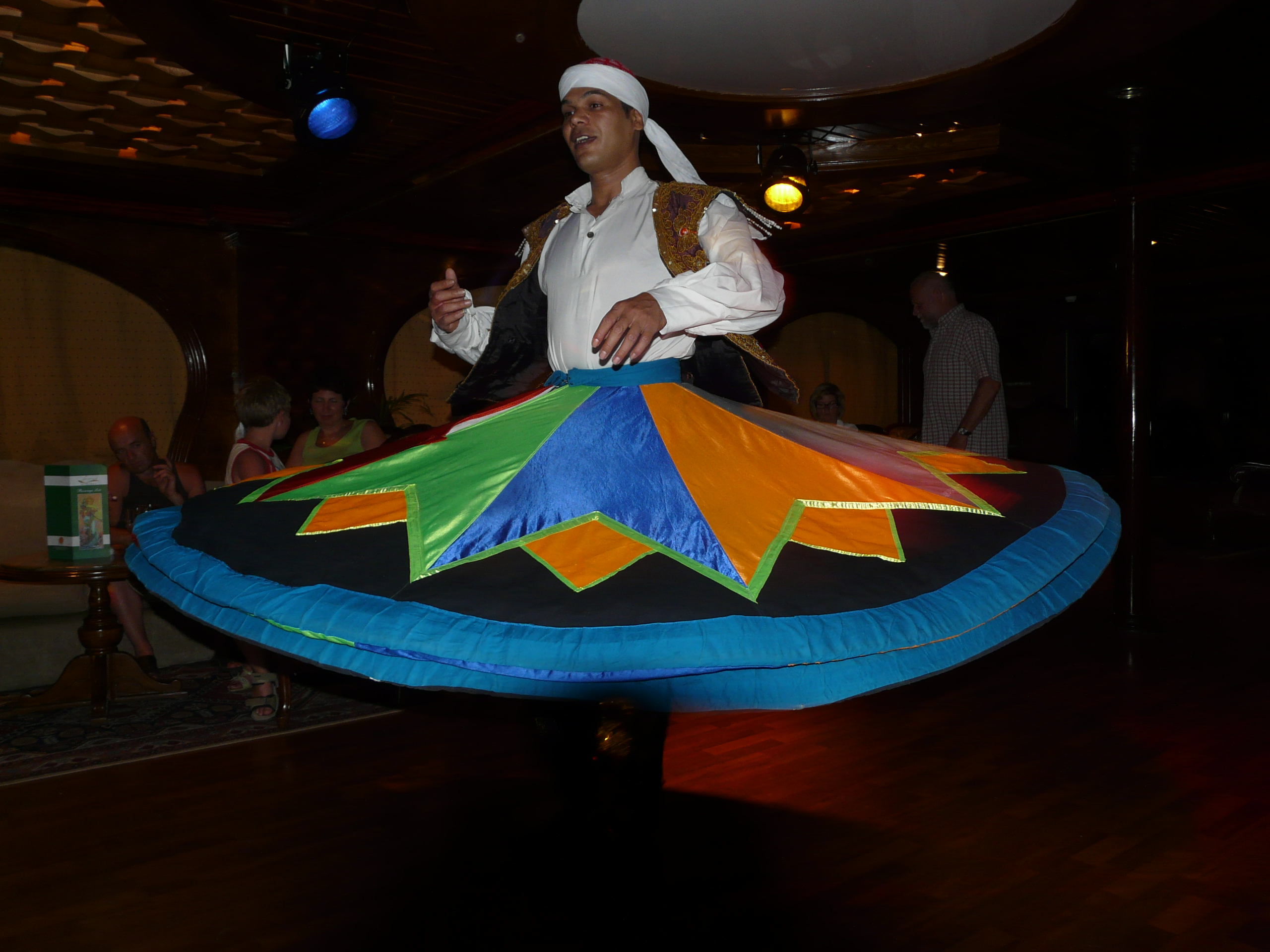
عرض رقصة التنورة الترفيهي.

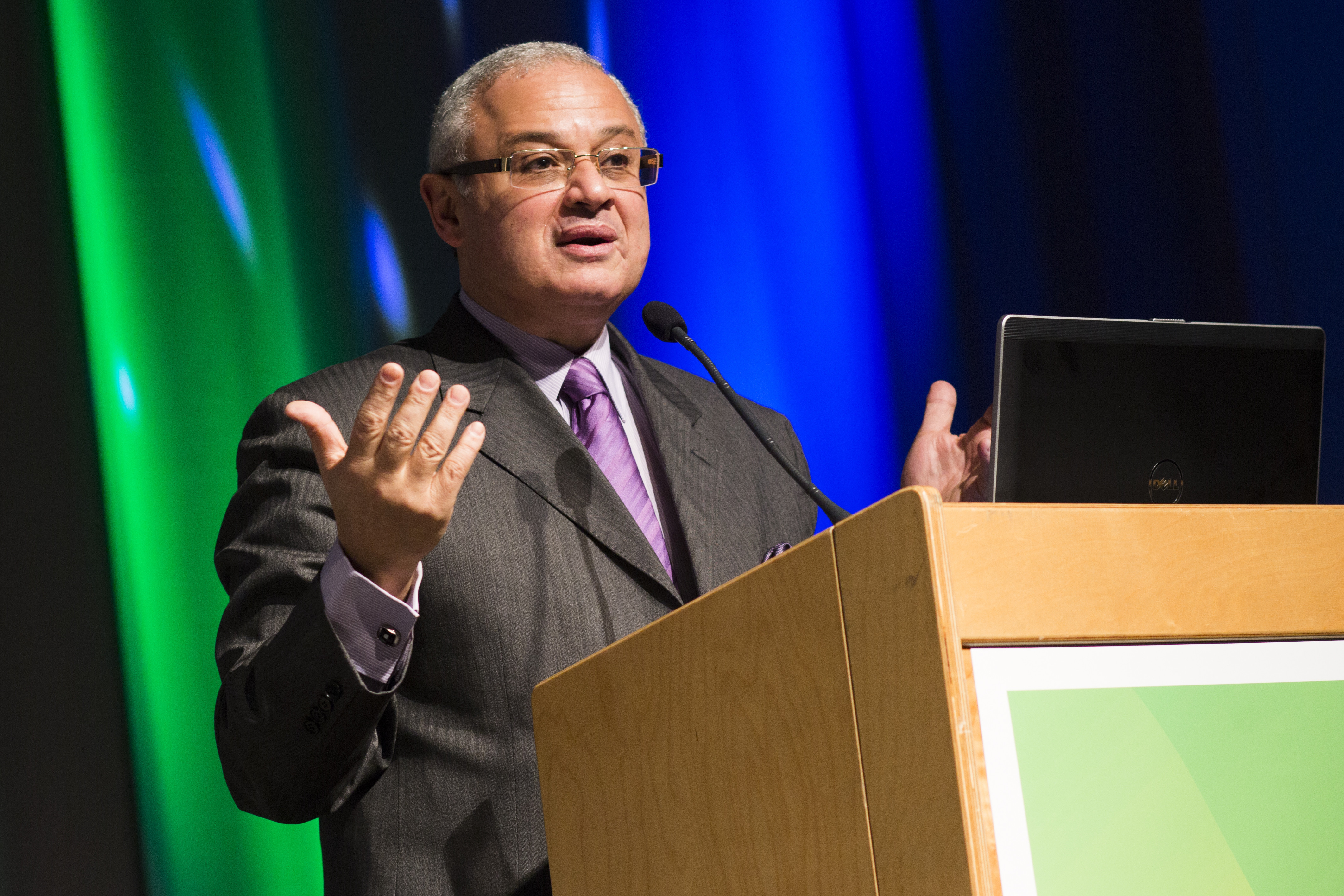
هشام زعزوع وزير السياحة المصري خلال الفترة من أغسطس 2012 حتى مارس 2015 ومن سبتمبر 2015 حتى مارس 2016.

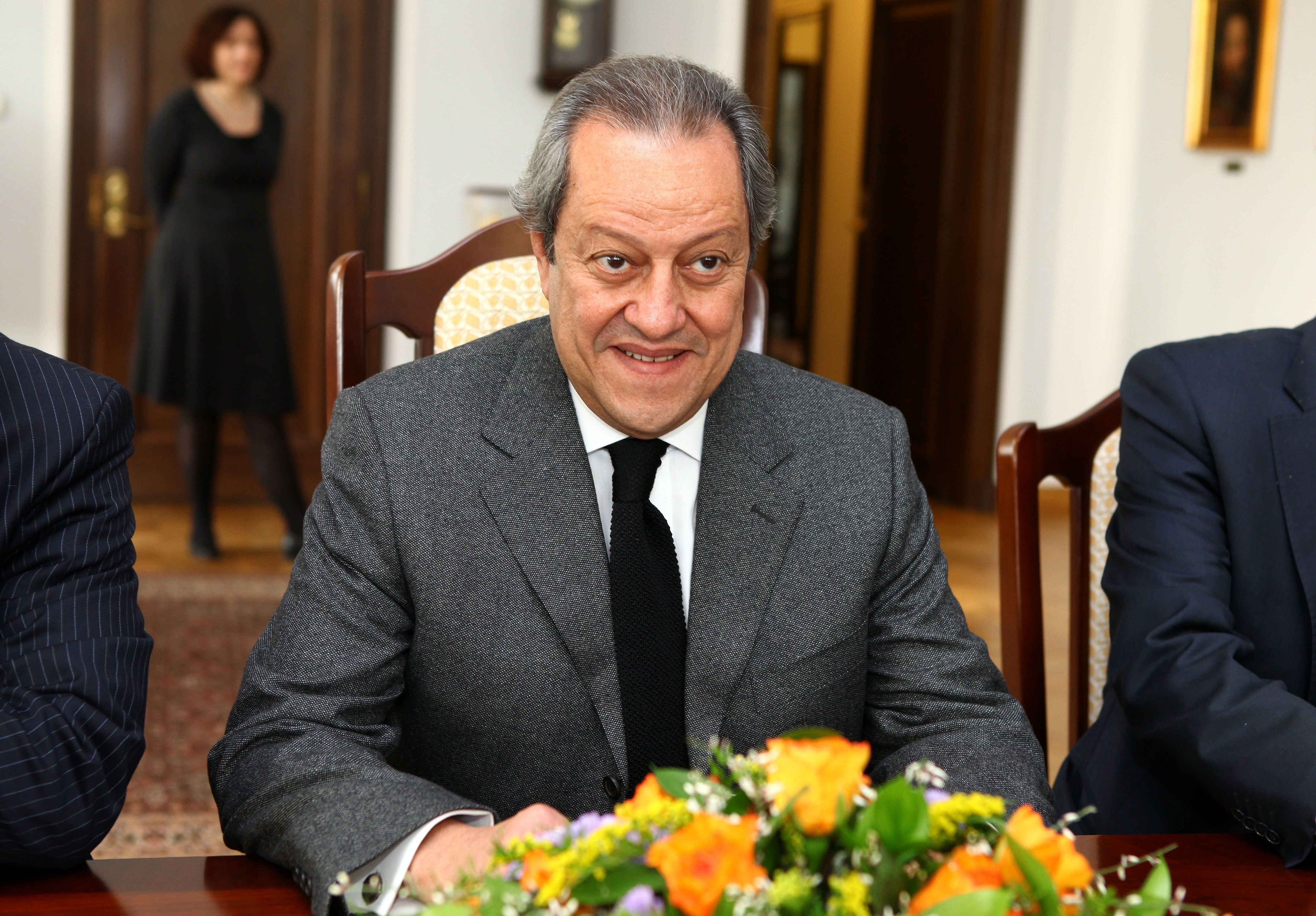
منير فخري عبد النور وزير السياحة المصري خلال الفترة من فبراير 2011 حتى أغسطس 2012.

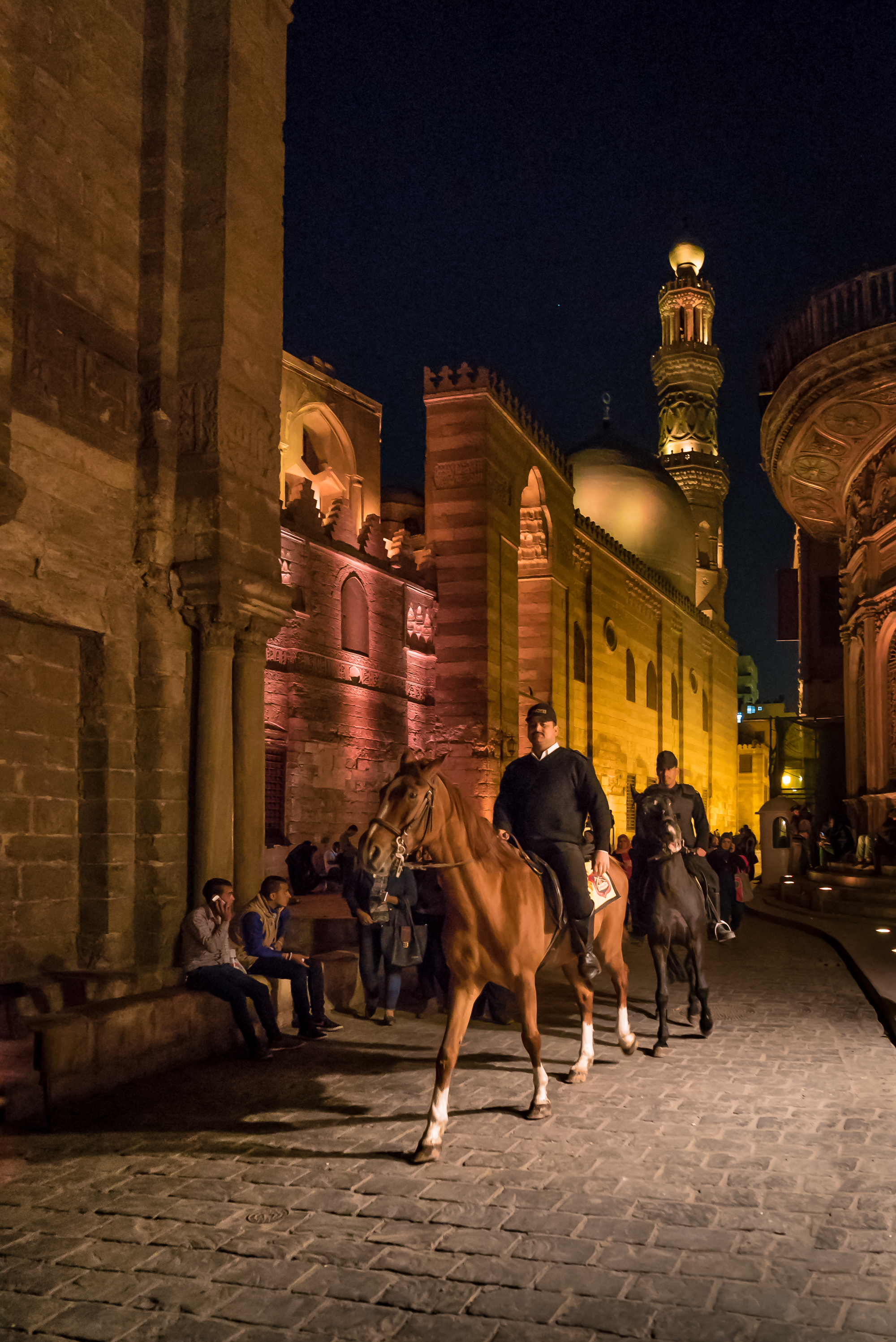
عناصر شرطة السياحة في جولة تأمين بشارع المعز.

زادت الطاقة الاستيعابية للفنادق في مصر خلال العقد الأول من القرن الواحد والعشرين بشكل سريع، فوصل العدد الإجمالي للفنادق عام 2008 إلى 1490 فندق مقابل 914 فندق في عام 1999 و1207 في عام 2004، وزاد عدد الغرف الفندقية إلى 211 ألف في عام 2008 مقابل 94 ألف غرفة في عام 1999 و148 ألف في عام 2004. فيما شهد جانب العرض في قطاعة السياحة نمواً ملحوظاً في عدد وكالات السفر خلال الفترة من 2004 إلى 2008.
| السنة | الطاقة الفندقية | العمالة السياحية "بالألف" |
| ----- | --------------- | ------------------------- |
| 1999  | 93822           | 210                       |
| 2000  | 113611          | 217                       |
| 2001  | 120720          | 217                       |
| 2002  | 132109          | 239                       |
| 2003  | 136510          | 260                       |
| 2004  | 148039          | 285                       |
| 2005  | 170776          | 315                       |
| 2006  | 177613          | 345                       |
| 2007  | 190191          | 380                       |
| 2008  | 210800          | غير معروف                 |

## الجهات المعنية
تعدّ هيئات تنشيط وتنمية السياحة الركيزة الأساسية لانطلاق العمل السياحي، وبدأ المشرع المصري التفكير في إنشاء هيئات تنشيط السياحة عام 1957.:9:10

#### الهيئات الإقليمية لتنشيط السياحة
صدر قرار رئيس الجمهورية رقم 691 لسنة 1957 المعدل بالقرار الجمهوري رقم 191 لسنة 1959 بإنشاء هيئات إقليمية لتنشيط السياحة، على أن تنشأ في كل محافظة سياحية هيئة لتنشيط السياحة تختص بدراسة المحافظة من الناحيتين الطبيعية والتجارية والتاريخية والجغرافية بقصد استغلالها سياحياً، رفع الوعي السياحي بالمحافظة وتنشيط السياحة بها باستخدام الطرق الدعائية، دراسة تحسين أو إنشاء المشاتي والمصايف، واقتراح فرض رسوم لتنشيط السياحة. ويخصص للهيئة ميزانية من وزارة السياحة.:10:12

#### الهيئة المصرية العامة للتنشيط السياحي
في عام 1981، أنشئت الهيئة المصرية العامة للتنشيط السياحي جنباً إلى جنب مع الهيئات الإقليمية لتنشيط السياحة وذلك طبقاً للقرار الجمهوري رقم 134 لسنة 1981، لكي تكون مسؤولة عن وضع تقويم شامل للمقومات السياحية في مصر، وضع خطط وبرامج تنشيط السياحة، القيام بجميع وسائل الجذب السياحي إلى مصر، تقديم المعونة الفنية والتسويقية في مجال تنشيط السياحة.:13:16

#### الهيئة العامة للتنمية السياحية
أنشئت الهيئة العامة للتنمية السياحية طبقاً للقرار الجمهوري رقم 374 لسنة 1991 لكي تتبع وزارة السياحة وتختص بوضع خطط تنمية المناطق السياحية والإشراف على تنفيذها، تنفيذ مشروعات البنية الأساسية في المناطق السياحية، إدارة واستغلال أراضي الدولة التي تخصص للأغراض السياحية.:17:20

#### المجلس الأعلى للسياحة
أنشئ أول مجلس أعلى للسياحة بموجب القانون رقم 447 لسنة 1953 وفي عام 1975 صدر القرار الجمهوري رقم 148 بتنظيم المجلس الأعلى للسياحة ثم صدر القرار رقم 810 لسنة 1975 بتعديل هذا النظام، وفي عام 1985 صدر القرار الجمهوري رقم 226 والذي أعاد تنظيم المجلس الأعلى للسياحة وألغى القرارات السابقة الصادرة بشأنه. يتشكل المجلس برئاسة رئيس مجلس الوزراء وبعضوية وزير السياحة وعدد من الوزراء ورؤساء الهيئات ذات الصلة. يختص المجلس باقتراح التشريعات والنظم ووضع السياسات اللازمة للنهوض بالأنشطة السياحية، إيجاد الحلول المناسبة للمشاكل والصعوبات التي تعترض نمو الحركة السياحية بمصر، التنسيق بين الوزارات المختلفة في تنفيذ خطط التنمية السياحية، تقييم نشاط قطاع السياحة وإنجازاته.:21:23

#### الاتحاد المصري للغرف السياحية
أنشئ الاتحاد المصري للغرف السياحية طبقاً للقانون رقم 85 لسنة 1968 والمعدل بالقانون رقم 123 لسنة 1981. ويشتمل الاتحاد على خمس غرف سياحية هي:
- غرفة شركات ووكالات السفر والسياحة: وتشمل جميع المنشآت التي تقوم بالأعمال والخدمات السياحية.
- غرفة المنشآت الفندقية: وتشمل الفنادق السياحية والبنسونات والاستراحات والبيوت المفروشة المرخص لها باستقبال السائحين.
- غرفة المحال العامة السياحية: وتشمل المحال العامة التي تستقبل السياح كالمطاعم والكازينوهات والملاهي والبوفيهات والمقاهي وغيرها.
- غرفة محال العاديات والسلع السياحية: وتشمل المنتجات النحاسية والمصنوعات الجلدية والخشبية والأشغال اليدوية وغير ذلك من التحف والمصنوعات التذكارية.
- غرفة الغوص والأنشطة البحرية: وتشمل كافة مراكز الغوص والأنشطة البحرية ويخوت السفاري واللانشات.[6]:24:40

## التشريعات

### التنمية والتنشيط السياحي
- قرار رئيس الجمهورية رقم 691 لسنة 1957 في شأن إنشاء هيئات إقليمية لتنشيط السياحة.[7]
  - التعديلات:
    - قرار رئيس الجمهورية رقم 191 لسنة 1959.[8]
- قرار رئيس الجمهورية رقم 134 لسنة 1981 في شأن إنشاء الهيئة المصرية العامة للتنشيط السياحي.[9]
  - التعديلات:
    - قرار رئيس الجمهورية رقم 1523 لسنة 2020.[10]
- قرار رئيس الجمهورية رقم 374 لسنة 1991 في شأن تنظيم الهيئة العامة للتنمية السياحية.[11]

### دعم السياحة
- قانون رقم 8 لسنة 1964 في شأن إنشاء صندوق لتمويل مشروع إنقاذ آثار النوبة وطريقة تمويله.[12]
- قرار رئيس الجمهورية رقم 1443 لسنة 1966 في شأن إنشاء صندوق تمويل مشروعات الآثار والمتاحف.[13]
- قرار رئيس الجمهورية رقم 392 لسنة 2005 في شأن إنشاء صندوق السياحة.[14]
- قانون رقم 19 لسنة 2022 في شأن إنشاء صندوق دعم السياحة والآثار.[15]
  - أدمج فيه:
    - صندوق السياحة المنشأ بقرار رئيس الجمهورية رقم 392 لسنة 2005.
    - صندوق تمويل مشروع إنقاذ آثار النوبة المنشأ بالقانون رقم 8 لسنة 1964.
    - صندوق تمويل مشروعات الآثار والمتاحف المنشأ بقرار رئيس الجمهورية رقم 1443 لسنة 1966.

### الغرف السياحية
- قانون رقم 85 لسنة 1968 في شأن إنشاء الغرف السياحية وتنظيم اتحاد لها.[16]
  - التعديلات:
    - قانون رقم 124 لسنة 1981.[17]
- قانون رقم 27 لسنة 2023 في شأن إنشاء الغرف السياحية وتنظيم اتحاد لها.[18]
  - ألغي بموجبه:
    - القانون رقم 85 لسنة 1968.

### شركات السياحة
- قانون رقم 584 لسنة 1954 في شأن تنظيم شركات ووكالات السفر والسياحة.[19]
- قانون رقم 38 لسنة 1977 في شأن تنظيم الشركات السياحية.[20]
  - ألغي بموجبه:
    - القانون رقم 584 لسنة 1954.

  - التعديلات:
    - قانون رقم 118 لسنة 1983.[21]
    - قانون رقم 25 لسنة 2005.[22]
    - قانون رقم 125 لسنة 2008.[23]

  - اللائحة التنفيذية:
    - قرار وزاري رقم 209 لسنة 2009.[24]
    - قرار وزاري رقم 703 لسنة 2009.[25]
    - قرار وزاري رقم 322 لسنة 2011.[26]
    - قرار وزاري رقم 324 لسنة 2011.[27]
    - قرار وزاري رقم 215 لسنة 2013.[28]
    - قرار وزاري رقم 26 لسنة 2014.[29]
    - قرار وزاري رقم 63 لسنة 2014.[30]
    - قرار وزاري رقم 120 لسنة 2014.[31]
    - قرار وزاري رقم 218 لسنة 2014.[32]

### المنشآت الفندقية والسياحية
- قانون رقم 1 لسنة 1973 في شأن المنشآت الفندقية والسياحية.[33]
  - التعديلات:
    - قانون رقم 102 لسنة 1993.[34]
    - قانون رقم 180 لسنة 2005.[35]
- قانون رقم 1 لسنة 1992 في شأن بيع العاديات والسلع السياحية.[36]
  - التعديلات:
    - قانون رقم 16 لسنة 2004.[37]

  - اللائحة التنفيذية:
    - قرار وزاري رقم 525 لسنة 2011.[38]
- قانون رقم 8 لسنة 2022 في شأن المنشآت الفندقية والسياحية.[39]
  - ألغي بموجبه:
    - القانون رقم 1 لسنة 1973.
    - القانون رقم 1 لسنة 1992.

  - اللائحة التنفيذية:
    - قرار رئيس مجلس الوزراء رقم 705 لسنة 2023.[40]

### الأمن
يعد الأمن السياحي الخطوة الأولى في الترويج والتسويق للحركة السياحية، فبقدر ما تتمتع به الدولة من استقرار أمني يتحدد نصيبها من معدلات الحركة السياحية. ويقوم على مهام الأمن السياحي بمصر الإدارة العامة لشرطة السياحة والآثار، التي تختص بوضع خطط تأمين السائحين وحماية الآثار والمتاحف والمنشآت الثقافية في إطار الخطة العامة لوزارة الداخلية المصرية. وللوفاء بمقومات تلك المهمة تقوم الإدارة بتأمين تحركات الأفواج السياحية بدفع خدمات لصيقة لمرافقة المجموعات السياحية، تأمين المنشآت والمزارات السياحية والأثرية، تأمين العائمات السياحية والرحلات النيلية، مكافحة الجرائم السياحية التي قد يتعرض لها السائح والجرائم الأثرية، متابعة الشركات والمحلات السياحية وتلقي بلاغات السائحين ضدها، نشر سيارات النجدة الشرطية التي تحقق التواجد الأمني كافة المدن السياحية، تأمين إزالة حالات التعدي على الآثار. ونظراً لمكانة مصر عربياً وأفريقياً، ووقوعها وسط منطقة صراعات إقليمية، كانت عرضة لعدة حوادث إرهابية، أشهرها حادث الأقصر عام 1997، حادث القاهرة عام 2005، حادث شرم الشيخ عام 2005، حادث دهب عام 2006، والتي أثرت سلباً على قطاع السياحة خلال تلك الفترة، إلا أن قطاع السياحة عاد واستعاد نشاطه سريعاً خلال عام 2010 ليحقق أعلى عائدات سياحية سنوية.

## التعاون السياحي

علم جامعة الدول العربية.

بدأت صور التعاون العربي في المجال السياحي بانتشار الاتفاقيات السياحية الثنائية بين عدد كبير من الدول العربية تحولت بعد ذلك إلى تعاون متعدد الأطراف داخل إطار جامعة الدول العربية، وعقدت الدول العربية أكثر من 40 اتفاقية سياحية بيئية لدعم وتشجيع السياحة العربية، وصاحب هذه الاتفاقيات مجموعة بروتوكولات وملاحق كما تعرضت للتجديد والتطوير، وكان أكبر عدد من الاتفاقيات السياحية من نصيب مصر التي عقدت 11 اتفاقية ثنائية مع دول عربية مختلفة، وتتمثل أهم أحكام تلك الاتفاقيات في تبادل الخبرات السياحية والمعلومات والإحصاءات والتدريب والتأهيل، بالإضافة إلى توحيد القوانين والتشريعات السياحية، ووضع أسس مشتركة للخدمات والمنشآت السياحية والحفاظ على البيئة والتراث، وتبسيط إجراءات تنقل السياح. ولدعم جهود التنمية السياحية في إطار جامعة الدول العربية تم إنشاء كل من المجلس الوزاري العربي للسياحة في عام 1997 والمنظمة العربية للسياحة عام 2006. وفي أكتوبر 2015 انتخبت مصر كرئيس للمكتب التنفيذي لمقر منظمة السياحة العالمية في كولومبيا.

## أنواع السياحة
حبى الله مصر سمات طبيعية مميزة جعلت منها مقصداً للسياح على مر العصور، فاشتهرت بمدنها ومياهها المعدنية والكبريتية وجوها الجاف الخالي من الرطوبة ورمالها الصالحة لعلاج العديد من الأمراض، وتعددت بها الشواطئ ذات الطبيعة البكر البعيدة عن الملوثات، وانتشرت بأنحائها المعالم الأثرية التي يفد إليها المعجبون من جميع دول العالم. فامتلكت بذلك كل المقومات التي تضعها على خريطة السياحة العالمية.

### السياحة الترفيهية

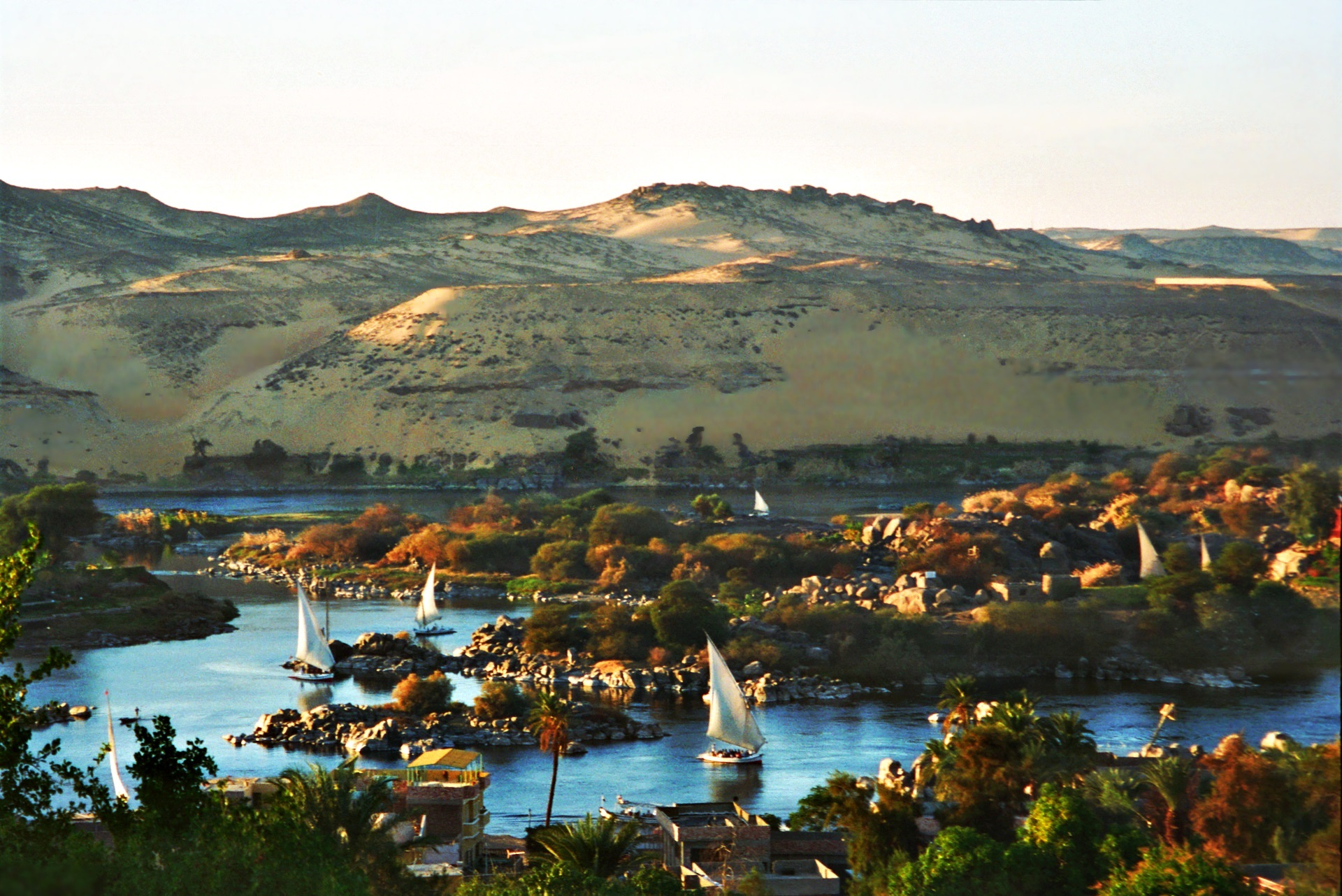
النيل في أسوان.

تجذب السياحة الترفيهية بمصر عدداً كبيراً من السائحين من جميع أنحاء العالم، نظراً لما تملكه مصر من شواطئ متميّزة بطول أكثر من 3000 كم على سواحل البحرين الأبيض والأحمر، والتي يقضي بها السائحون عطلتهم فيما يعرف بسياحة الشواطئ. ومن المدن السياحية الترفيهية بالدرجة الأولى كل من شرم الشيخ ودهب ونويبع وطابا بمحافظة جنوب سيناء والغردقة وسفاجا ومرسى علم بمحافظة البحر الأحمر ومدينة العين السخنة بمحافظة السويس، وتشتهر تلك المناطق بالمياه الصافية والشعاب المرجانية الملونة والأسماك النادرة، وانتشار ممارسة الرياضات البحرية كالغوص والغطس. كذلك إقامة المخيمات والمعسكرات الشاطئية بين الشاطئ والجبال أو المخيمات والرحلات الجبلية، وتنتشر بها المنتجعات السياحية التي تعمل طوال العام. كما تبرز أيضاً مدينة العلمين بمنطقة الساحل الشمالي المطل على البحر المتوسط كمنطقة سياحية واعدة لما تمتاز به من تعدد القرى السياحية الممتدة على طول ساحل البحر. أما السياحة النيلية فهي تجذب أيضاً عدداً ملحوظاً من السائحين وتستحوذ على اهتمامهم، وتشكل الرحلات النيلية وقضاء الأمسيات بالبواخر السياحية على طول نهر النيل عامل جذب سياحي هام، حيث تقوم عدة بواخر نيلية وفنادق عائمة بعبور نهر النيل طولاً من القاهرة إلى الأقصر وأسوان والعكس مروراً بكافة مدن الصعيد المطلة على النهر، ولها مراسي خاصة في كل مدينة لرؤية معالمها الهامة على حدة.

### السياحة الثقافية

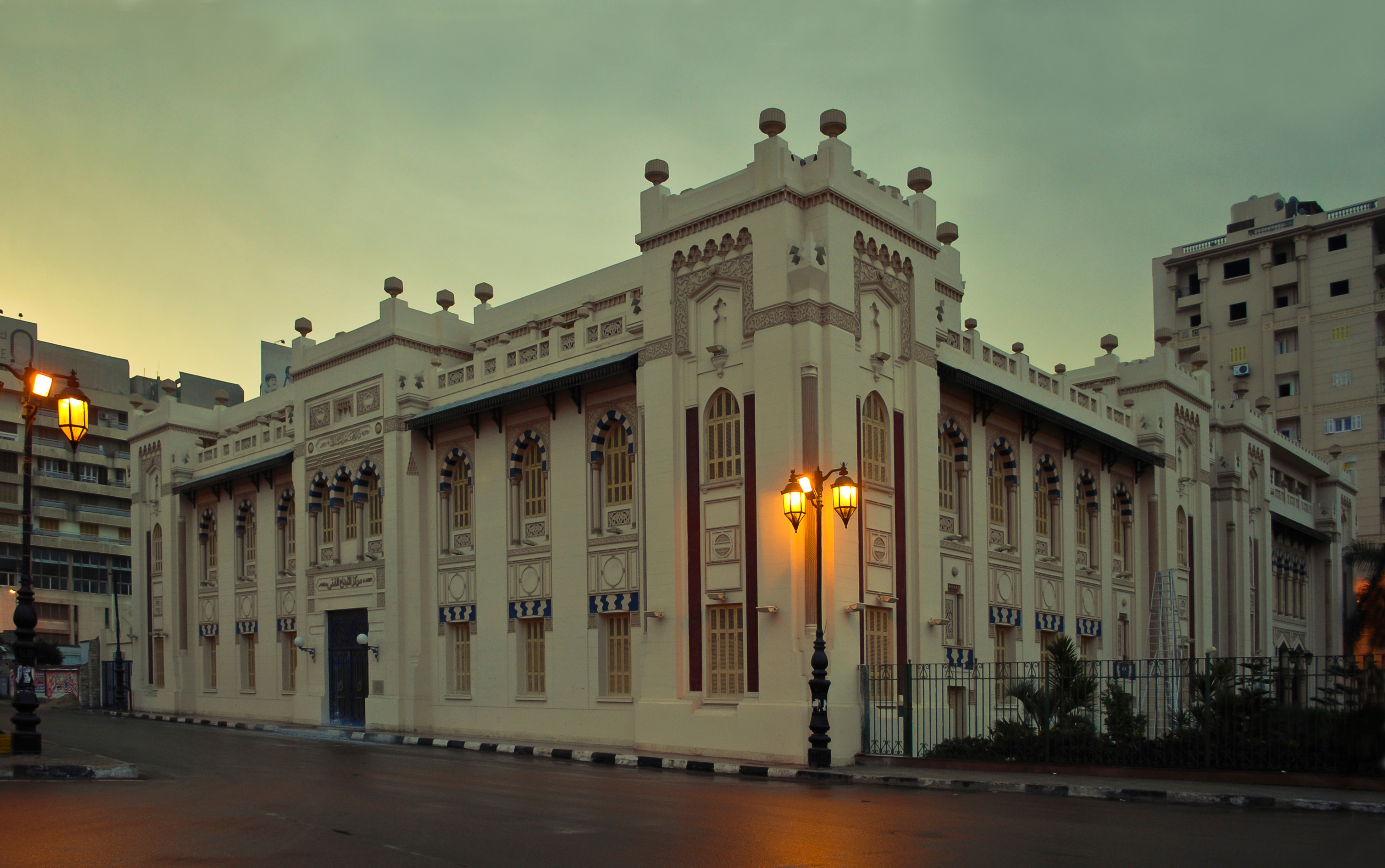
دار أوبرا دمنهور

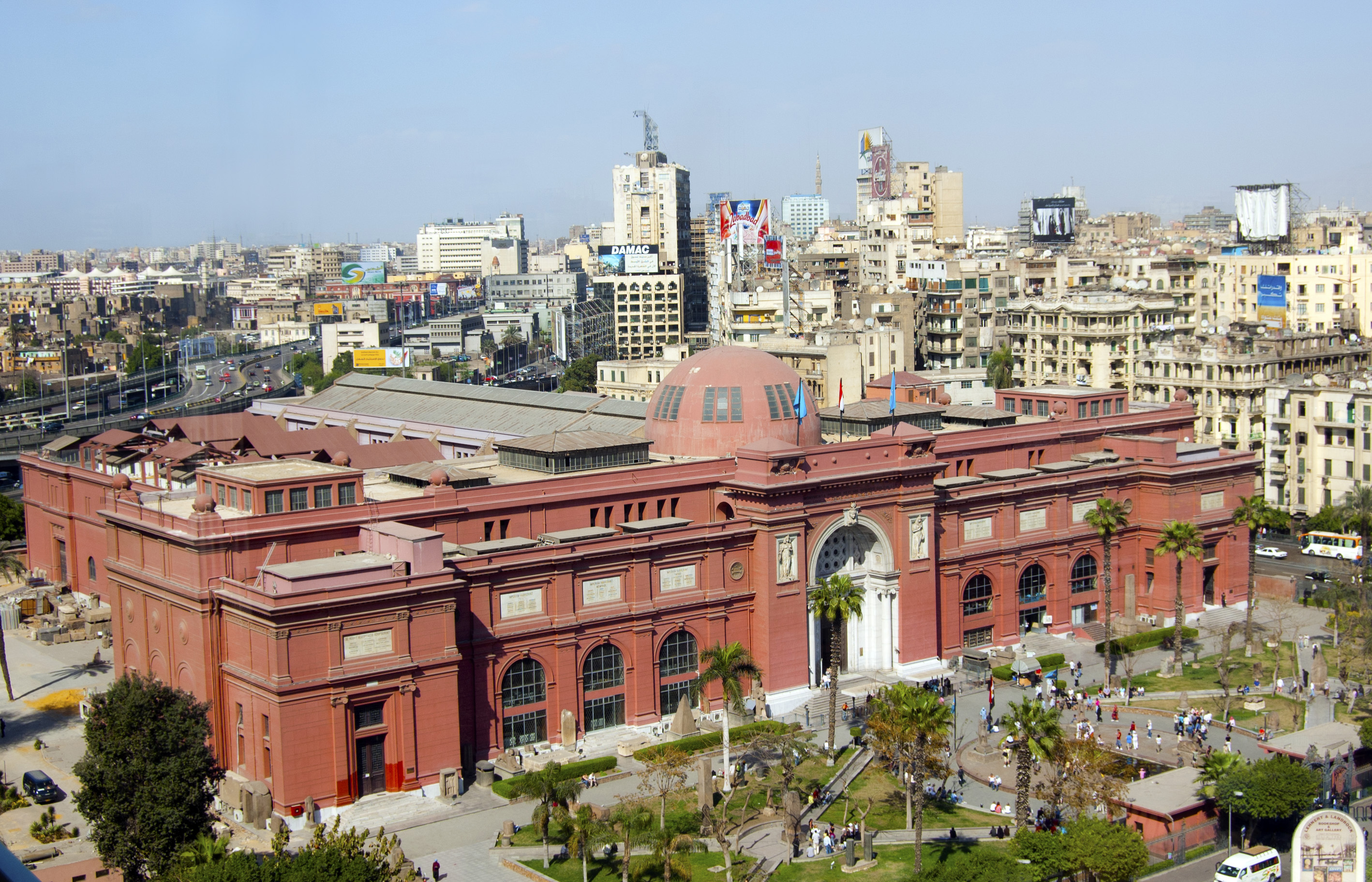
المتحف المصري

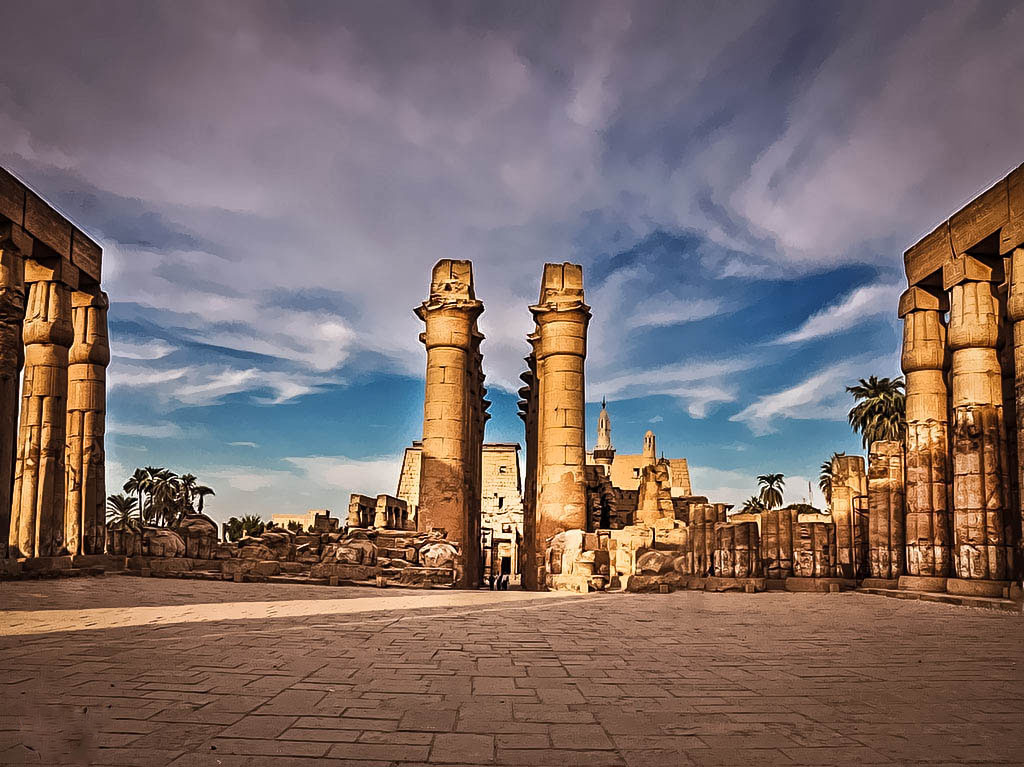
معبد الأقصر.

تعد السياحة الثقافية في مصر أحد أهم عوامل الجذب السياحي إذ تمثل أهم وأقدم أنواع السياحة ولما يتوفر بمصر من آثار فرعونية ويونانية ورومانية، جعلت من مدن بأكملها متاحف مفتوحة وساهمت في نشأة متاحف مصرية ذات مكانة عالمية، وأغرت البعثات الأثرية والرحالة بالقدوم إلى مصر دون انقطاع، وفتنت المؤلفين والكتاب وكانت مصدر إلهام المئات من الكتب بلغات مختلفة.

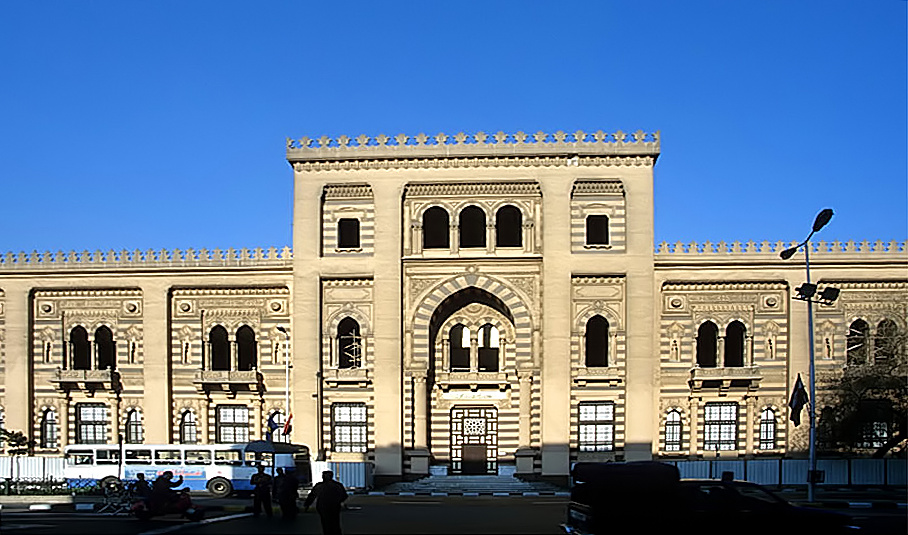
متحف الفن الإسلامي.

ومن أهم المناطق السياحية الثقافية والأثرية في مصر أهرام الجيزة وأبو الهول ومنطقة سقارة ومنطقة دهشور بالجيزة، والمسرح الروماني والحمامات الرومانية ومعبديّ الرأس السوداء والقيصرون وعمود السواري وقلعة قايتباي بالإسكندرية. أما مدينة الأقصر فهي تعد متحف مفتوح بما تضمه من ثلث آثار العالم قاطبة، والتي يعد أشهرها معبد الكرنك ومعبد الأقصر ووادي الملوك ووادي الملكات ودير المدينة. أما أسوان بجانب أنها تعدّ مشتى للسياح لدفء جوها في فصل الشتاء فتضم عدة أماكن تاريخية أثرية مثل معابد أبو سمبل وجزيرة فيلة وجزيرة النباتات. ويضم صعيد مصر بشكل عام عدداً من المعالم التاريخية مثل معبد دندرة بقنا ومنطقة ميديون ببني سويف وتل العمارنة بالمنيا وهرميّ اللاهون والهوارة وقصر قارون بالفيوم. أما الوجه البحري فيضم معبد وادجيت وتل الفراعين بدسوق ومدينة فوه ومنطقة صا الحجر الأثرية ببسيون وأديرة وادي النطرون. وفي سيناء مناطق مثل جبل موسى ودير سانت كاترين. وفي الصحراء الغربية مناطق متفرقة مثل معابد هيبس والقويطة والريان بالخارجة، ومقابر موط والمذوقة وقرية بلاط وقرية القصر بالداخلة، كذلك مدينة باريس وقصر الفرافرة والواحات البحرية.
تنتشر المتاحف كذلك تقريباً في كل محافظة من محافظات مصر وتتنوع ما بين متاحف قومية وفنية وإقليمية، وفي الغالب يختص كل متحف بعرض الآثار التي تخص حقبة أو عصر معين، مثل المتحف المصري ومتحف الفن الإسلامي ومتحف الفن المصري الحديث وقصر الجوهرة وقصر المنيل والمتحف اليوناني الروماني ومتحف النوبة ومتحف الفنون الجميلة والمتحف القبطي والمتحف الزراعي والمتحف الحربي ومتحف العلمين العسكري والمتحف الغارق، بالإضافة إلى المتاحف الضخمة التي ما زالت تحت الإنشاء مثل المتحف المصري الكبير بصحراء الأهرام ومتحف الحضارة بالفسطاط، واللذان سيمثلان نقلة نوعية وثقافية وإضافة كبيرة لتاريخ مصر الثقافي وتراثها الأثري، بما سيضمانه من عدد مهول من القطع الأثرية وأساليب العرض المتحفي ومعامل الترميم الحديثة.

محمية نبق.

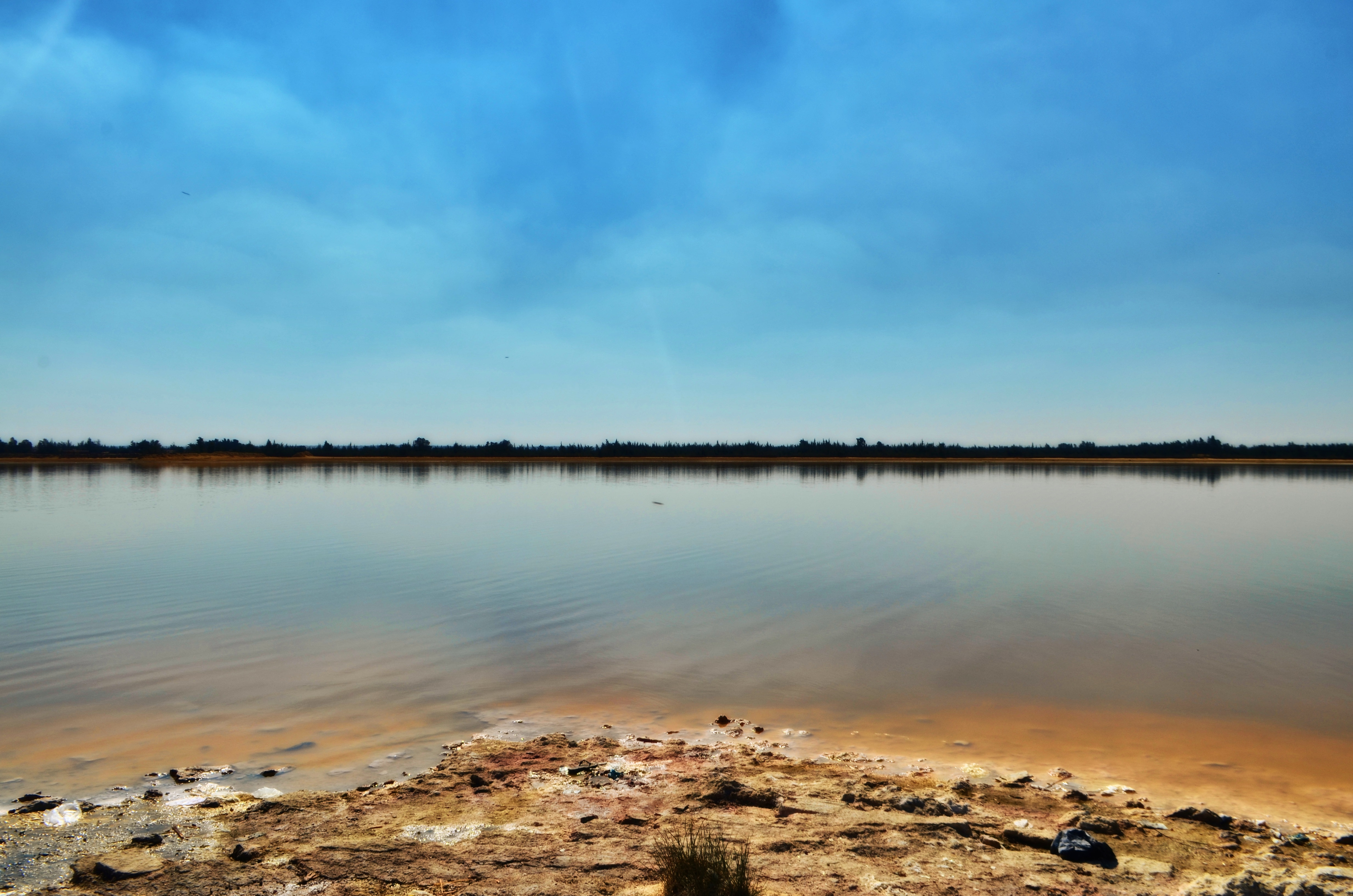
بحيرة نبع الحمراء بوادي النطرون.

### السياحة البيئية
تمتلك مصر عدة مواقع بيئية نادرة تجتذب الزائرين الراغبين بالتعرف على مكوناتها الطبيعية والبرية. وتخضع المحميات الطبيعية في مصر لإشراف وزارة البيئة، وتكون زيارتها في جولات مصحوبة بمرشدين باستخدام وسائل مواصلات ترفيهية أو ركوب القوارب أو المشي بحسب المنطقة، ومن أشهر هذه المحميات محمية رأس محمد ومحمية نبق بشرم الشيخ، محمية سانت كاترين، محمية جبل علبة بحلايب، محمية طابا التي تحتضن الوادي الملون، محمية العميد بمطروح، محمية أبو جالوم بدهب، محمية بحيرة قارون ومحمية وادي الريان بالفيوم والتي يقع بها وادي الحيتان وهو أحد مواقع التراث العالمي في مصر، ويضم أول متحف من نوعه في الشرق الأوسط للحفريات وتغير المناخ، واستراحات للزائرين. كما تعد متاحف الأحياء المائية من معالم المدن الساحلية مثل متحف الأحياء المائية بالإسكندرية.

### السياحة العلاجية
يتعدد وجود الينابيع والعيون الحارة ذات المياه المعدنية والكبريتية في مصر، التي تختلف في العمق والسعة ودرجة الحرارة،
وتحتوى مياهها على عدة أملاح معدنية وبعض المعادن ذات القيمة العلاجية مثل كربونات الصوديوم والماغنسيوم والحديد، كما أظهرت القياسات المعملية ملاءمة نسبة الملوحة في هذه الموارد المائية الطبيعية للأغراض الاستشفائية. وذلك بجانب ما تتمتع به المناطق الاستشفائية من مُناخ جاف واعتدال درجة الحرارة والرطوبة وما تحويه من رمال وطمي صالح للاستشفاء من عدة أمراض، كالأمراض الروماتيزمية والجلدية وأمراض العظام والجهاز الهضمي والجهاز التنفسي وانتشار الأعشاب والنباتات الطبية على أرضها والتي يستخرج منها العقاقير والزيوت النباتية والعطرية. وتتعدد المناطق التي تتمتع بميزة السياحة العلاجية في مصر مثل: حلوان وعين الصيرة والعين السخنة والغردقة والفيوم وواحات الصحراء الغربية ووادي النطرون وأسوان وسفاجا وسيناء.

### السياحة الرياضية

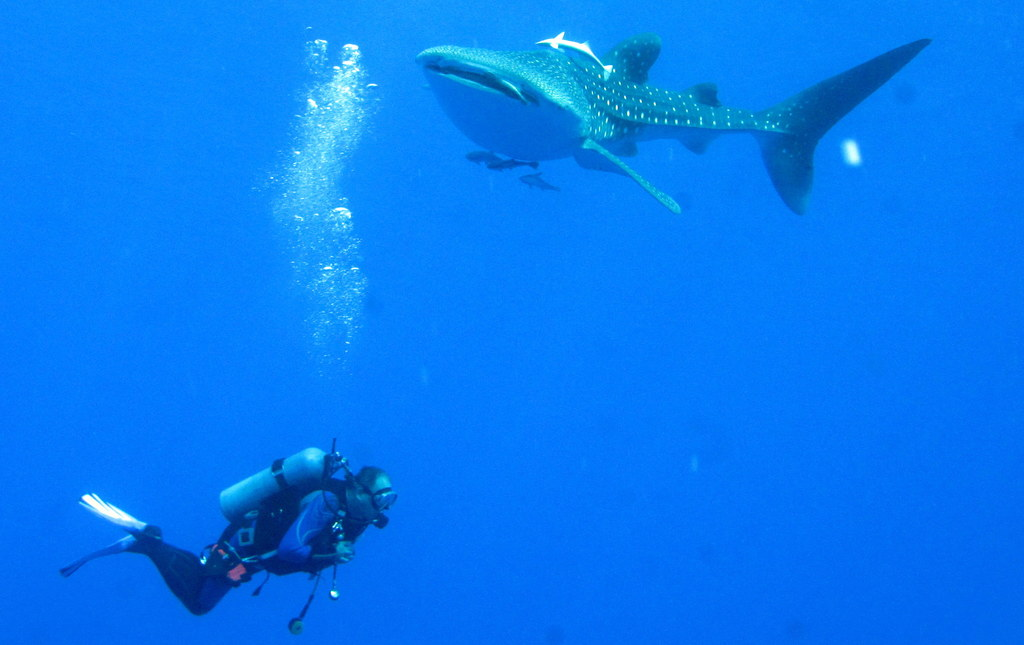
رياضة الغوص بالبحر الأحمر.

تعدّ السياحة الرياضية في مصر إحدى الوسائل الهامة في الترويج والجذب السياحي، وتمتلك مصر بنية تحتية قوية في عدة رياضات مثل كرة القدم، كرة اليد، الكرة الطائرة، الاسكواش، الفروسية، الجولف، الرياضات البحرية والصيد، البولينج، والتي أهلتها لاستضافة عدة بطولات دولية وقارية، اجتذبت العديد من الزائرين من دول مختلفة لحضور فعاليتها والاستمتاع بمشاهدة رياضييهم وفرقهم الرياضية، فاستضافت مصر كأس الأمم الأفريقية لكرة القدم أعوام 1959، 1974، 1986، 2006 2019 ، واستضافت بطولة أفريقيا لكرة اليد للرجال لخمس مرات كان آخرها عام 2016، فيما فازت في نوفمبر 2015 بحق استضافة بطولة العالم لكرة اليد للرجال عام 2021، ونالت حق تنظيم بطولة كأس أمم أفريقيا للكرة الطائرة للرجال عام 2015، واسند إليها تنظيم بطولة العالم للكرة الطائرة للشباب تحت 23 سنة رجال والمقرر لها عام 2017، وتنظم مصر سباق ماراثون مصر الدولي بمدينة الأقصر، وسباق رالي الفراعنة الذي يبدأ من الساحل الشمالي وحتى منطقة أهرام الجيزة، وبطولة الأهرام الدولية للإسكواش، كما نجحت في تنظيم بطولة العالم للإسكواش للمرة الأولى في ديسمبر 2015.

### سياحة المهرجانات
تقيم مصر عدة من مهرجانات تحظى بإقبال جماهيري من الداخل والخارج، وذلك بقصد تحقيق عدة أهداف منها الترويج السياحي وتنويع مفردات الجذب السياحي، وتشجيع أنشطة التسوق، ورعاية الأحداث الفنية، ومن أهم تلك التجمعات مهرجان السياحة والتسوق، مهرجان يوم السياحة العالمي، مهرجان تعامد الشمس بمعبد أبو سمبل، الاحتفال السنوي لاكتشاف مقبرة توت عنخ أمون بالأقصر، مهرجان القاهرة الدولي للأغنية الشعبية، مهرجان القاهرة السينمائي الدولي، مهرجان الإسكندرية السينمائي الدولي، المهرجان الدولي للأفلام التسجيلية، مهرجان الإسماعيلية للفنون الشعبية، مهرجان القاهرة الدولي للمسرح التجريبي، مهرجان القاهرة للإعلام العربي، مهرجان عيد وفاء النيل، المهرجان الدولي لصيد الأسماك ببورسعيد، المهرجان الدولي للفروسية.

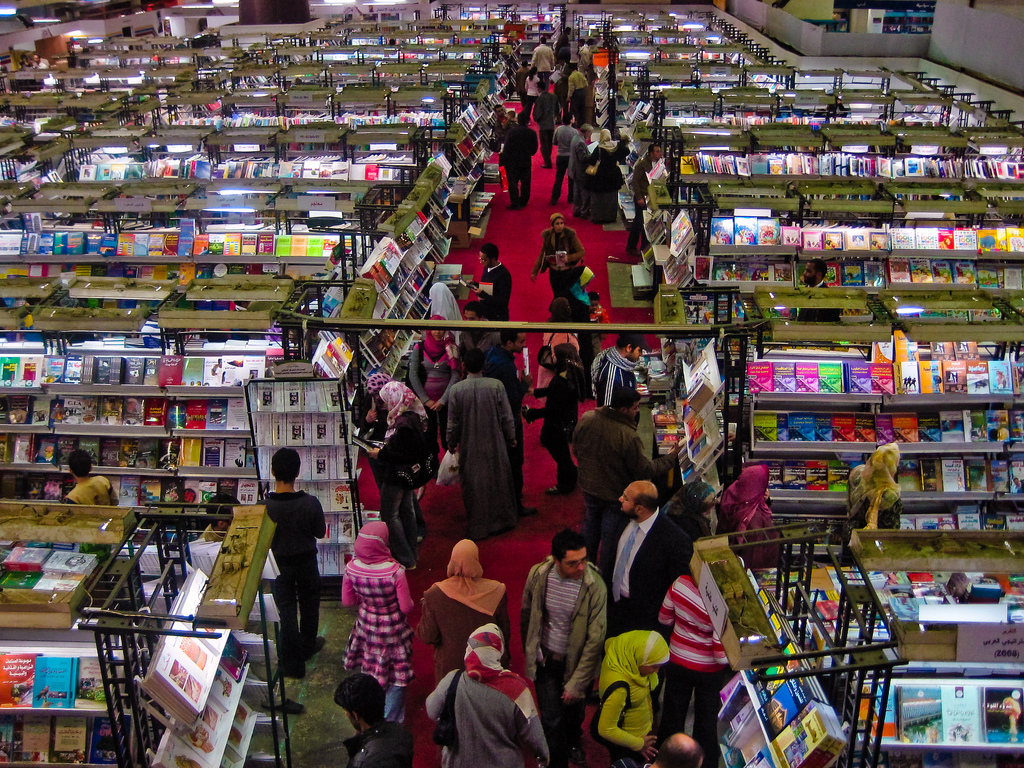
معرض القاهرة الدولي للكتاب.

### سياحة المؤتمرات
تمثل سياحة المؤتمرات والمعارض نمطاً سياحياً هاماً في مصر لما تتمتع به من موقع جغرافي متميز ومكانة سياسية مكنتها من استضافة عشرات المؤتمرات الدولية سنوياً في المجالات السياسية والاقتصادية والثقافية والطبية والمهنية. ويتركز انعقاد تلك مؤتمرات في القاهرة والإسكندرية وشرم الشيخ والغردقة والإسماعيلية لما يتوافر بتلك المدن من مراكز دولية للمؤتمرات تتمتع بإمكانيات فنية وتكنولوجية وتجهيزات حديثة من أجهزة سمعية وترجمة فورية بمختلف اللغات جعلتها قبلة مرغوبة من قبل منظمي المؤتمرات الدولية، وتمثل الهيئة المصرية العامة للمعارض والمؤتمرات الجهة المنوط بها أعمال تنظيم واستضافة المؤتمرات والمعارض داخل مصر. ونجحت مصر في تنظيم عدة مؤتمرات دولية ناجحة مثل مؤتمر دعم وتنمية الاقتصاد المصري، ومعرض القاهرة الدولي للكتاب، واستضافة العديد من المؤتمرات الدولية ومنها أول بورصة سياحية دولية باسم بورصة البحر المتوسط، المؤتمر الدولي الأول للبحر المتوسط لسيدات الأعمال، مؤتمر اتحاد شركات ومنظمات السياحة لدول أمريكا اللاتينية «كوتال»، مؤتمر الاتحاد العام لوكلاء السفر وشركات السياحة الإيطالية «فيافيت». كما فازت منذ عامين بجائزة معرض إيماكس 2012 بألمانيا لسياحة «الحوافز والمؤتمرات».

### السياحة الدينية

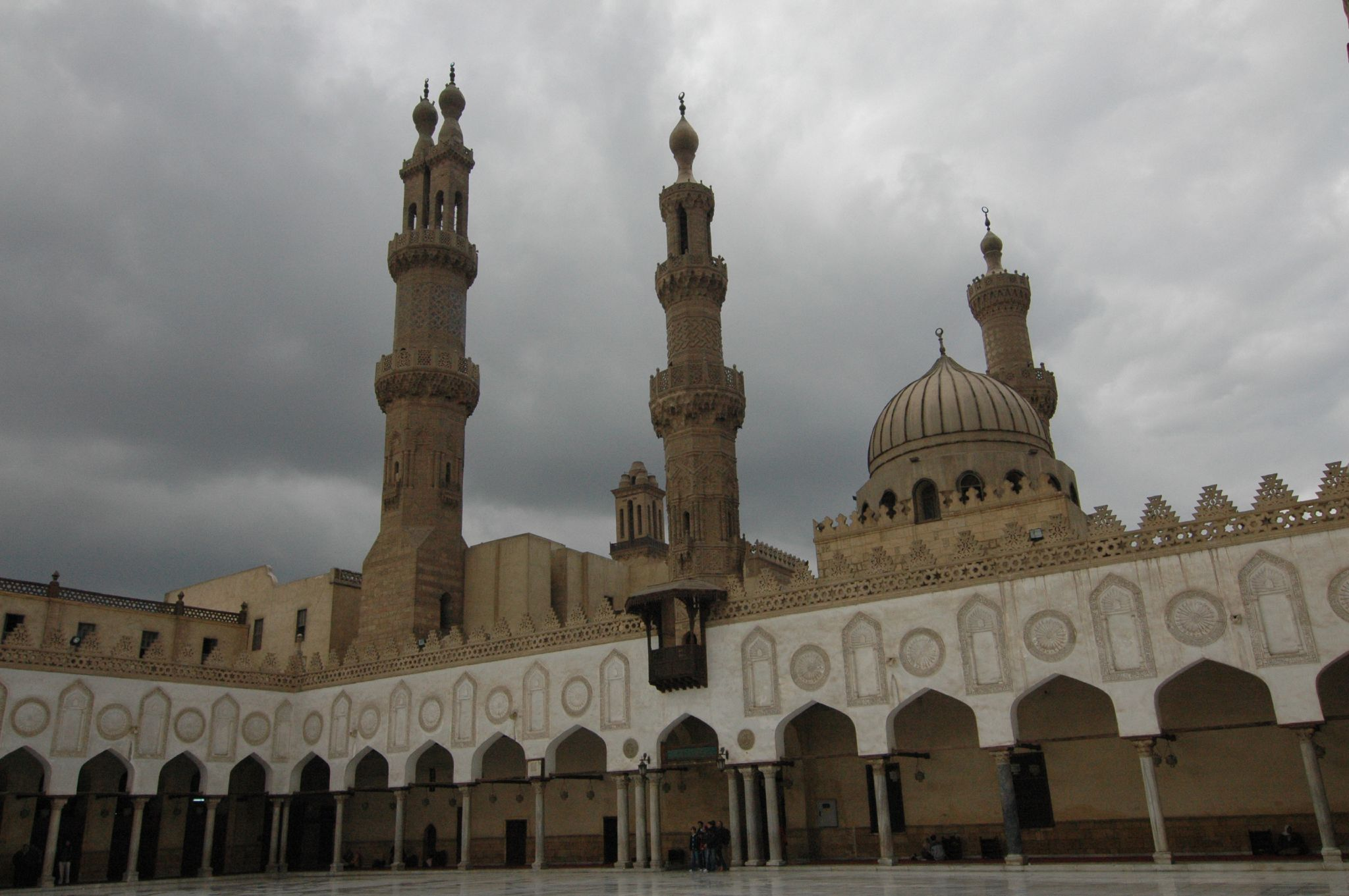
الجامع الأزهر.

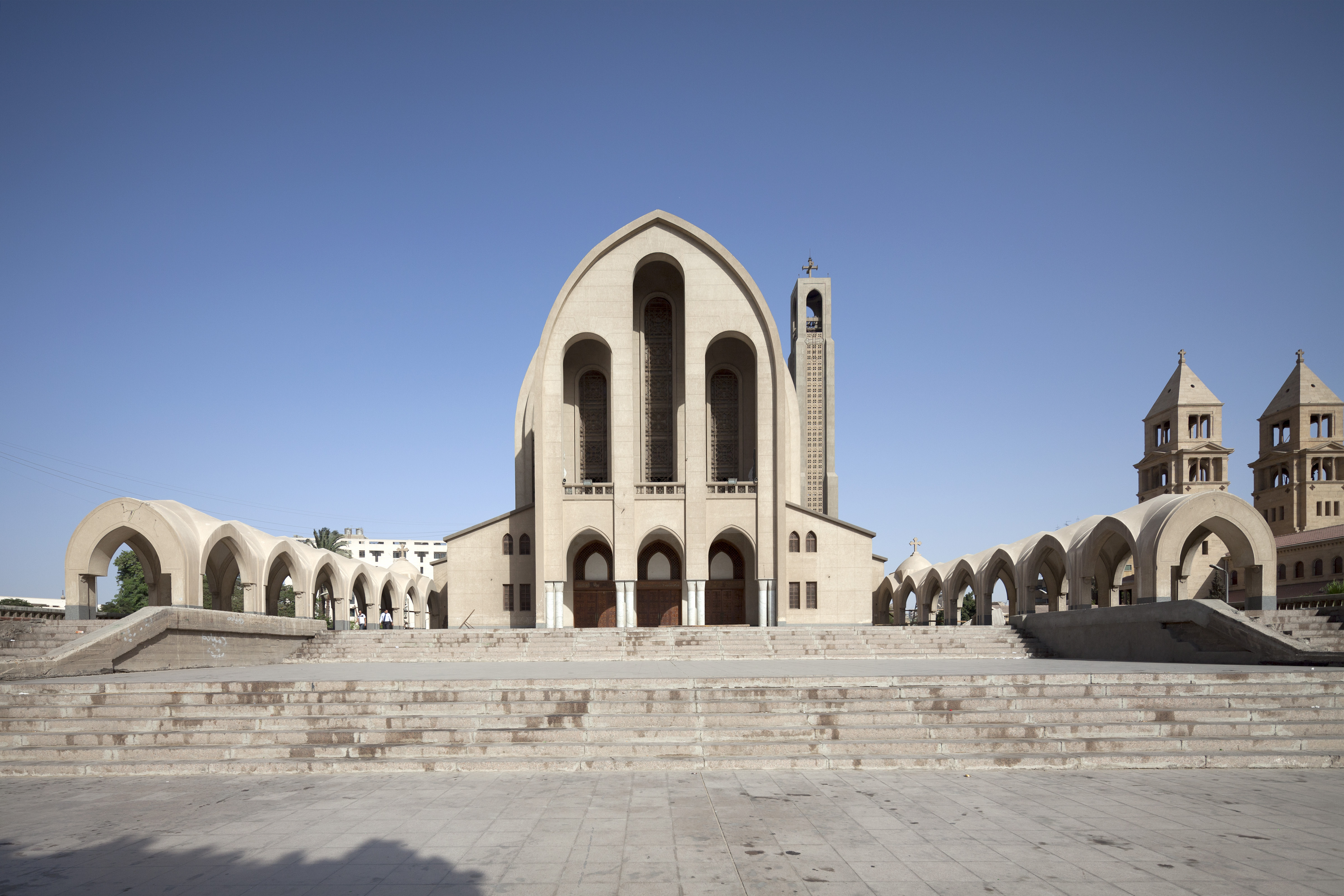
المقر الباباوي بالعباسية.

تزخر مصر بالكثير من الأماكن الدينية المقدسة سواء اليهودية أو المسيحية أو الإسلامية والتي يفد إليها مئات الزائرين فيما يعرف بالسياحة الدينية، وتنتشر بربوعها آثار ومقدسات الديانات السماوية الثلاث، فمنها المعالم الإسلامية التاريخية مثل مسجد الحسين ومسجد ابن طولون والجامع الأزهر، والعديد من المباني والقلاع التي تسجل تاريخ مصر الإسلامي ومنها قلعة صلاح الدين بالقاهرة وقلعة قايتباي بالإسكندرية وقلعة نخل بسيناء. وكذلك المواقع المسيحية القديمة التي تسجل مسار العائلة المقدسة مثل كنيسة القديس سيرجيوس التي لجأت إليها العائلة المقدسة أثناء لجوئها إلى مصر والكنيسة المعلقة ودير سانت كاترين ودير الأنبا أنطونيوس مؤسس الرهبنة ودير الأنبا بولا في البحر الأحمر ودير درونكا بأسيوط والعديد من الأديرة والكنائس الأثرية الأخرى. كما يقع على أرضها عدة مواقع ذات دلالة دينية يهودية مثل جبل موسى بسيناء وكنيس بن عزرا وكنيس شعاري شمايم بالقاهرة وكنيس إلياهو هانبي وكنيس إلياهو حزان بالإسكندرية.

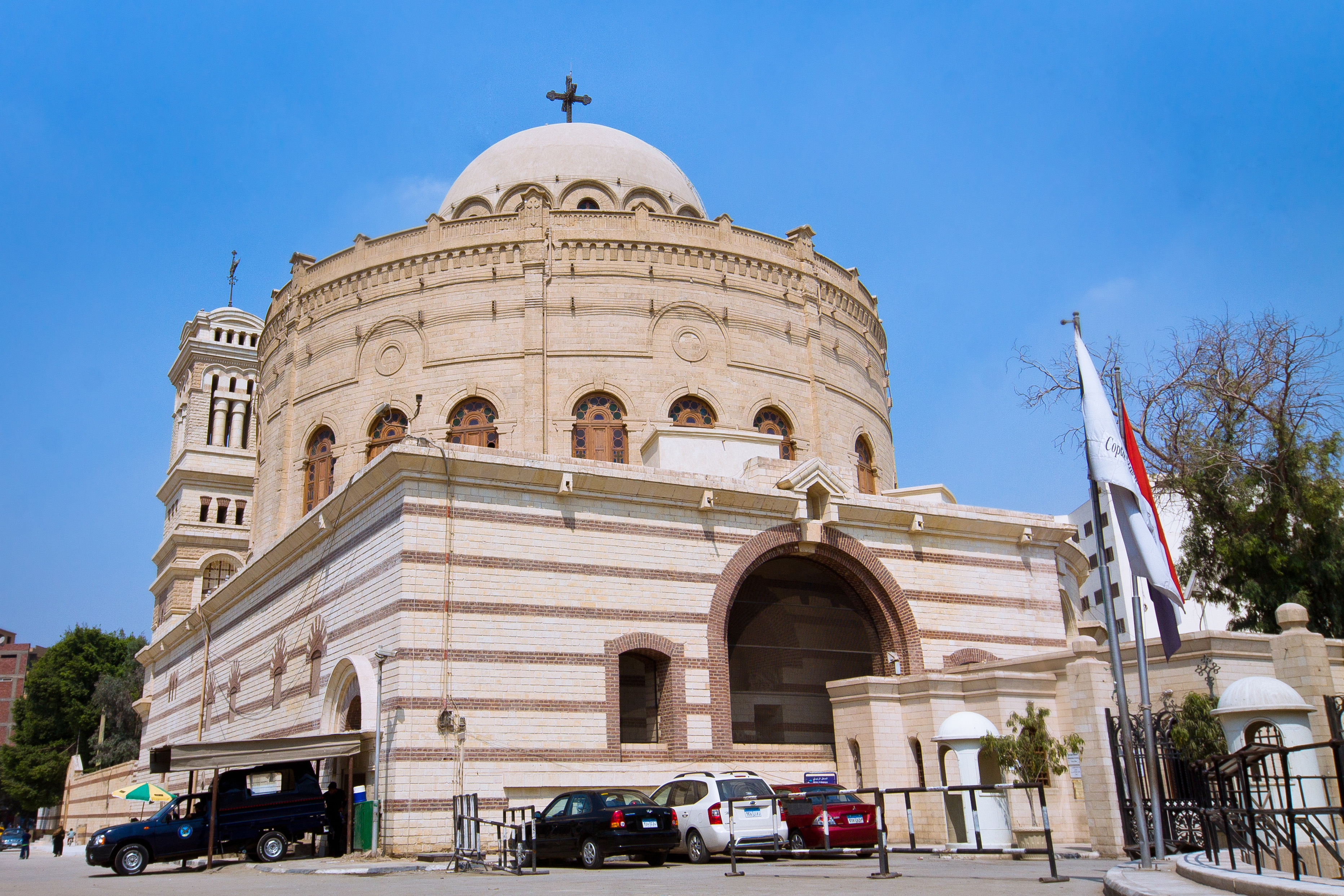
كنيسة القديس جورج
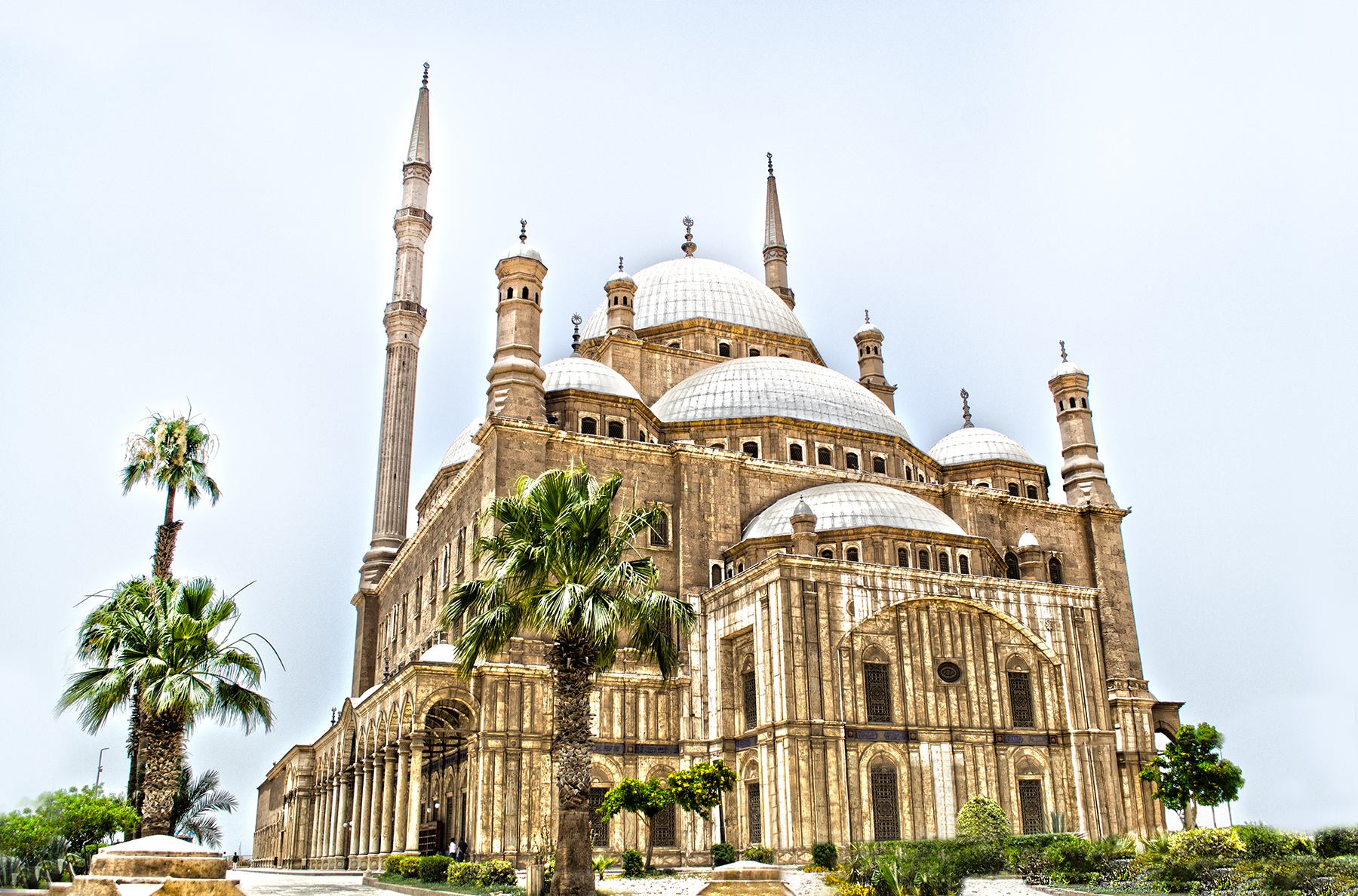
مسجد محمد علي
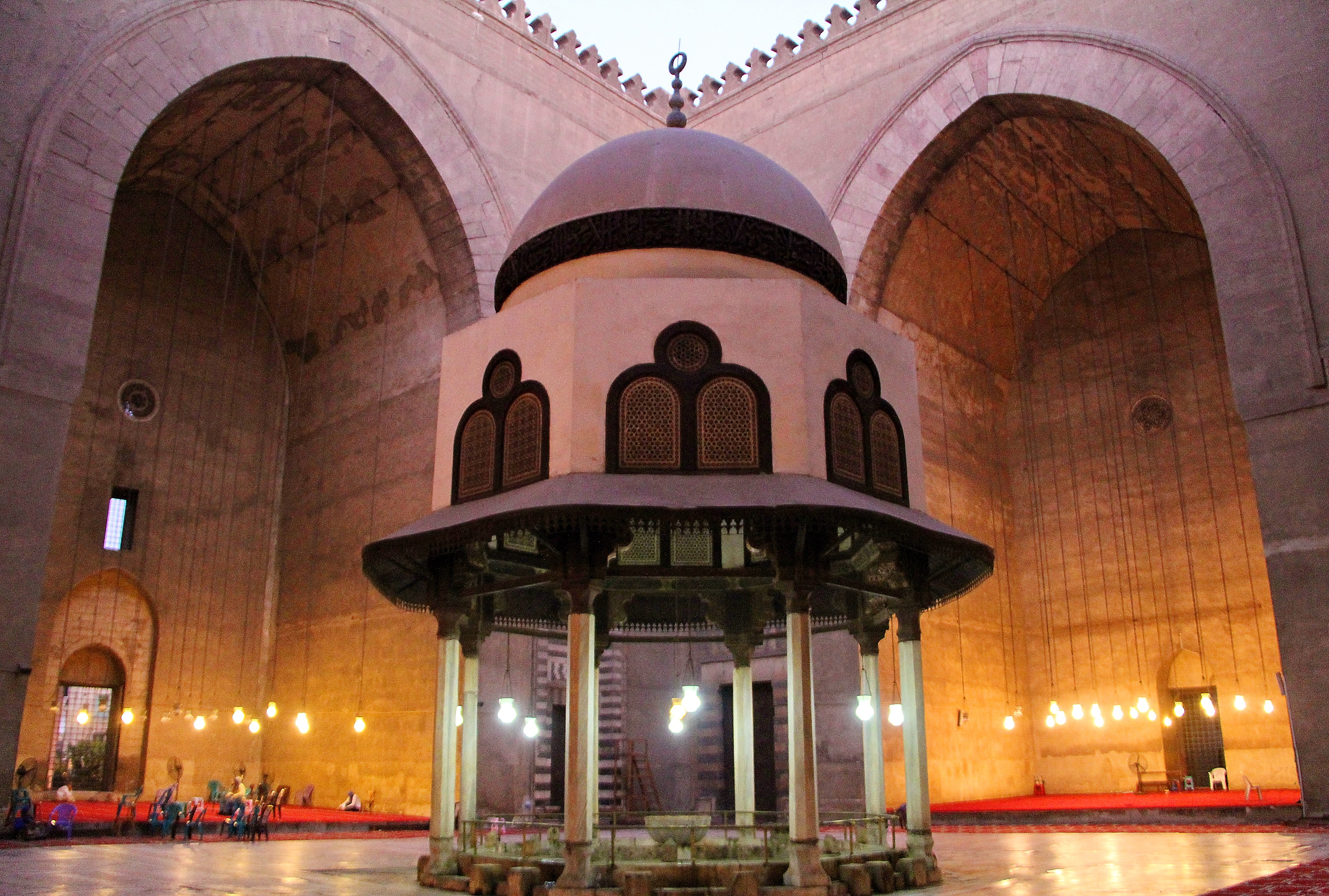
مسجد السلطان حسن
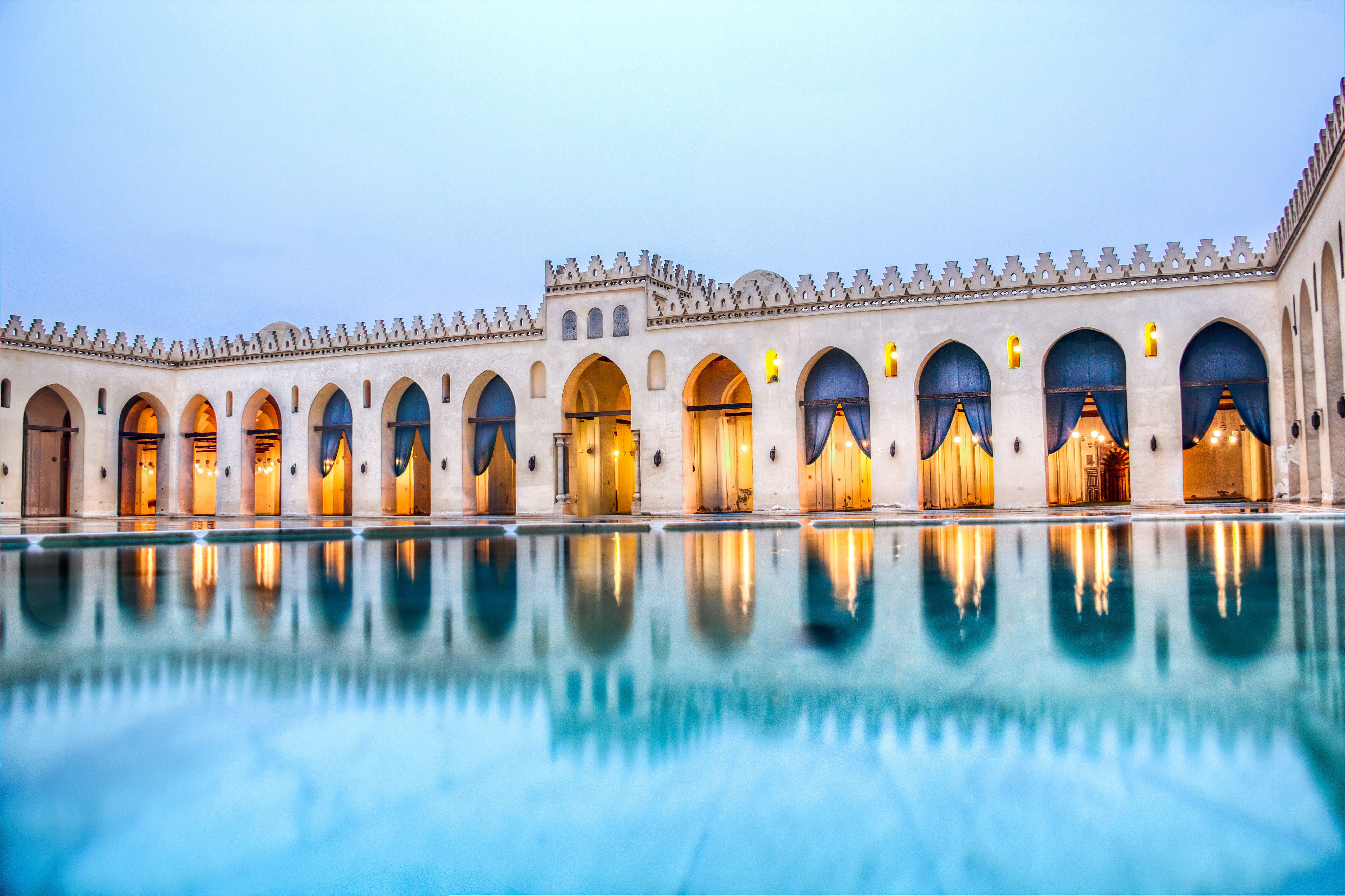
مسجد الحاكم بأمر الله
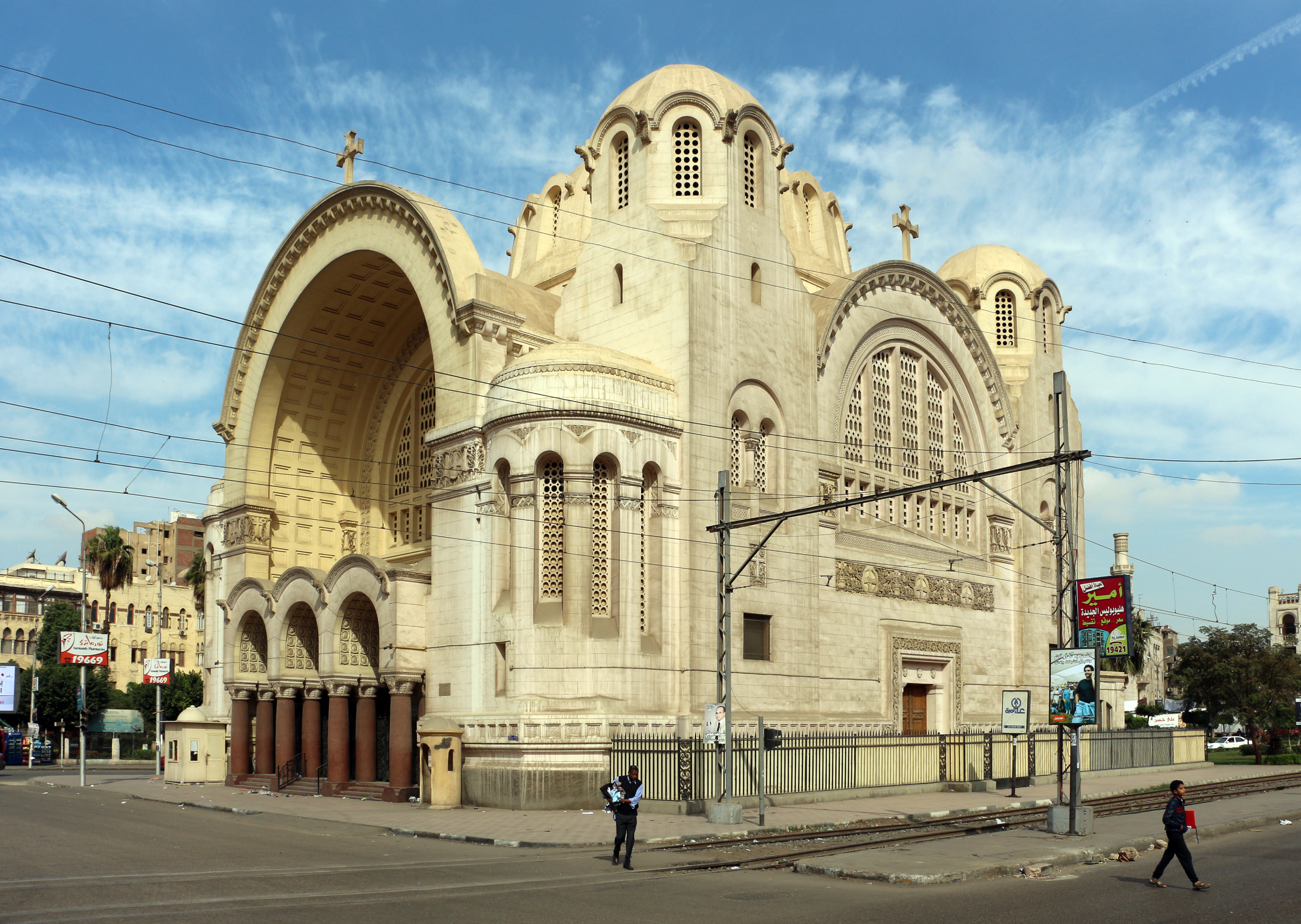
كنيسة البازيليك

## مواقع التراث العالمي

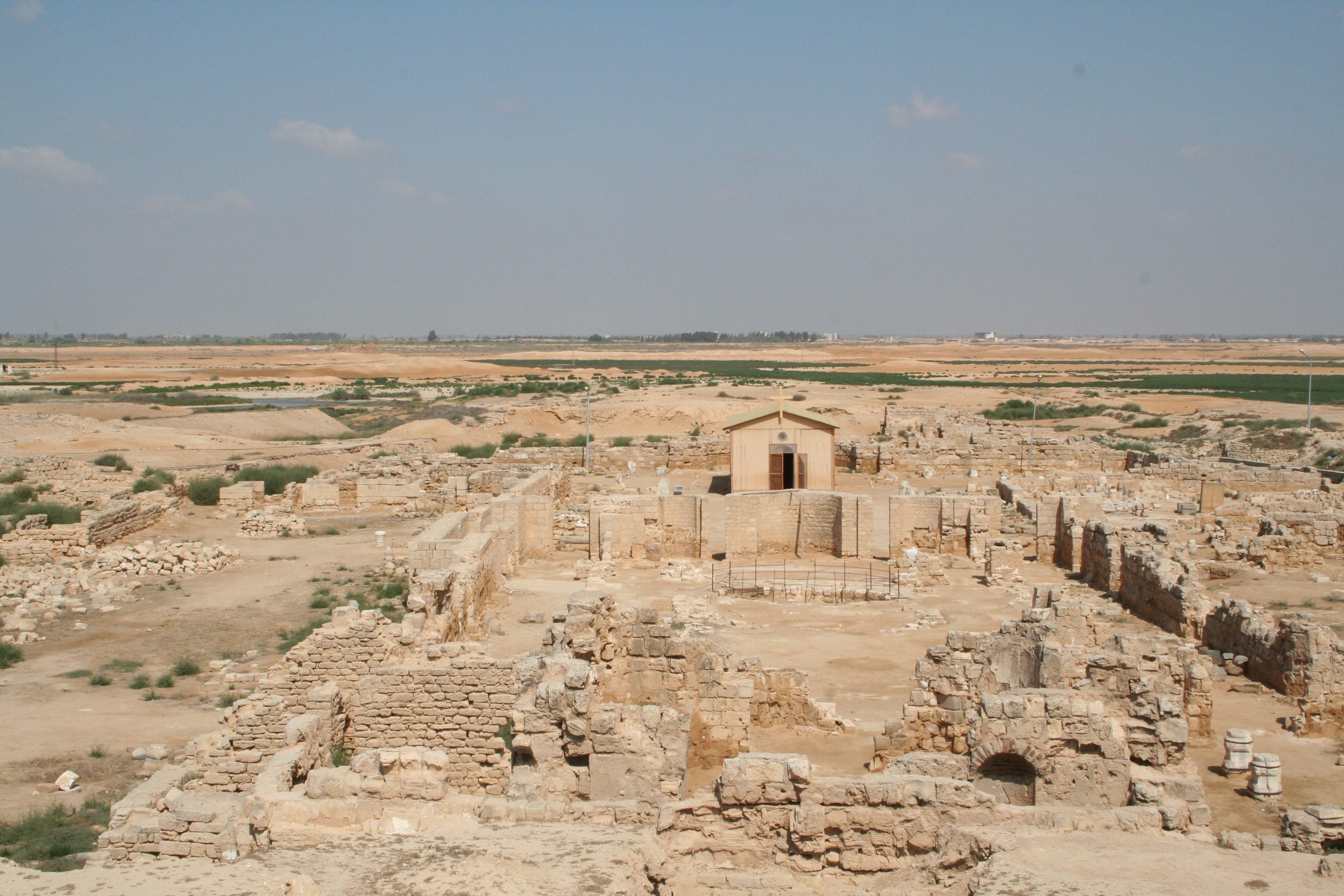
منطقة أبو مينا الأثرية.

### أبو مينا
تقع منطقة أبو مينا الأثرية بالكيلو 65 بالصحراء الغربية غرب مدينة الإسكندرية المنطقة وتضم 4 كنائس أثرية منها الشمالية والكبرى والجنوبية تعود إلى القرن السادس الميلادي. كانت المنطقة حتى العصور الوسطى المبكرة أهم مركز مسيحي للحج في مصر. اكتشفت المنطقة عام 1905 على يد عالم الآثار الألماني (كوفمان) حيث تمكن في صيف عام 1907 من الكشف عن أجزاء كبيرة منه. وفي عام 1979 قررت لجنة اليونسكو إدراج هذا المكان ضمن قائمة التراث العالمي. وبذلك أصبح واحداً من أهم الأماكن التاريخية بمصر.

### مدينة طيبة القديمة ومقبرتها

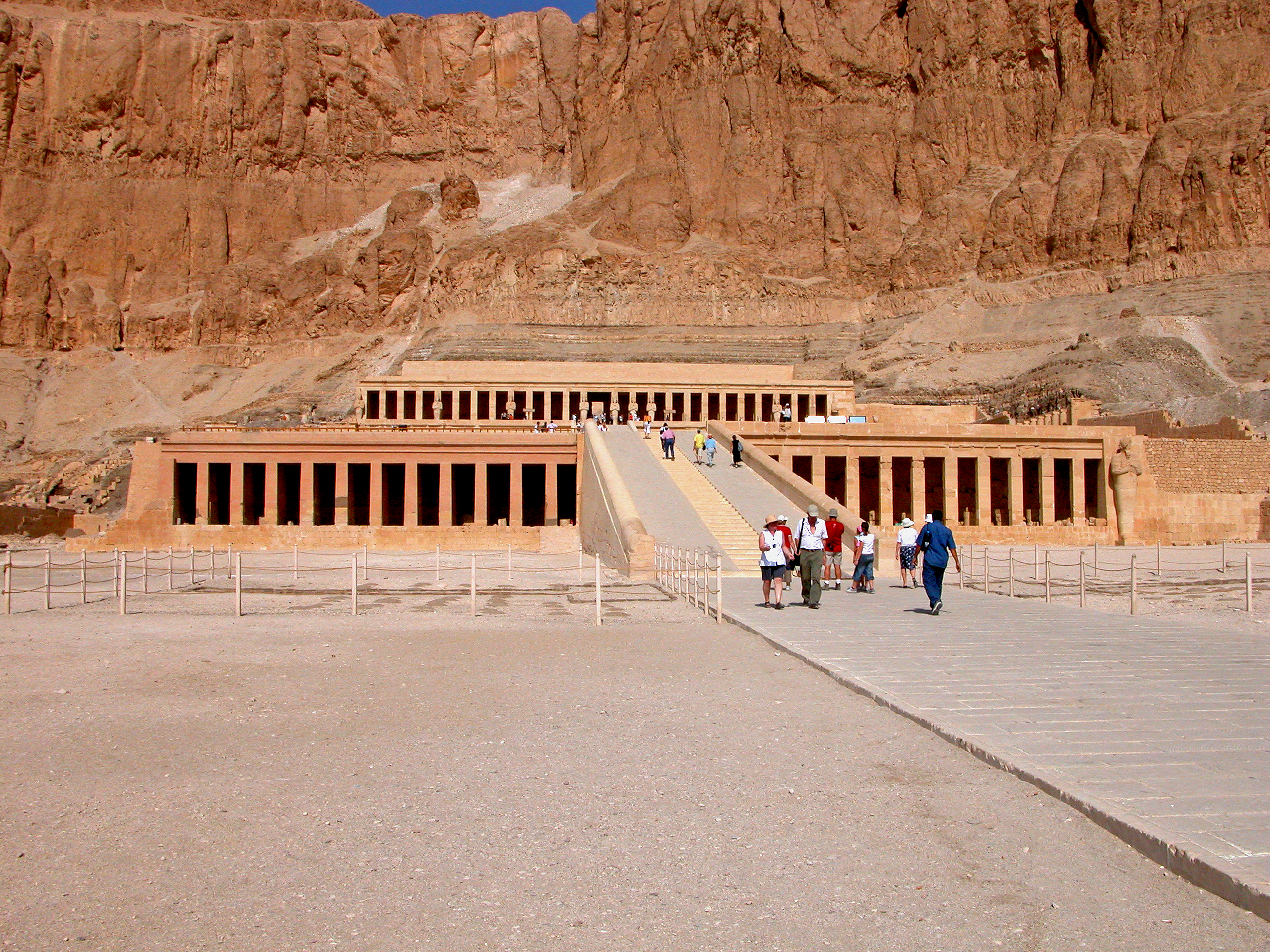
معبد حتشبسوت بمدينة الأقصر.

طيبة هي مدينة فرعونية قديمة بمصر العليا كانت عاصمة مصر في عصري الإمبراطوريتين الوسطى والحديثة، وهي مدينة الإله آمون عند قدماء المصريين. شهدت المدينة على الحضارة المصرية في أزهى عصورها، ويوجد بها حوالي 14 من أهم المعابد المصرية القديمة بما في ذلك معبد الكرنك ومعبد الأقصر ومعبد حتشبسوت ووادي الملكات ووادي الملوك الذي يوجد به 63 مقبرة ما بين المقابر الملكية ومقابر النبلاء أو كبار الموظفين وهو الموقع الذي اختاره ملوك الأسرة الثامنة عشرة من الدولة الحديثة ليكون المكان المقدس لمقابرهم، ولم يكشف في هذا الوادي عن مقبرة كاملة إلا مقبرة الفرعون الذهبي توت عنخ آمونعلى يد هوارد كارتر في 4 نوفمبر 1922، وكشف أيضاً في الوادي عن مقابر ملكية أخرى، وأول مقبرة نقرت بالوادي هي مقبرة الملكة حتشبسوت. يطلق على المدينة حالياً الأقصر وتعد مدينة متحفية من الطراز الأول وقررت لجنة اليونسكو إدراجها ضمن قائمة التراث العالمي في عام 1979.

### القاهرة الإسلامية

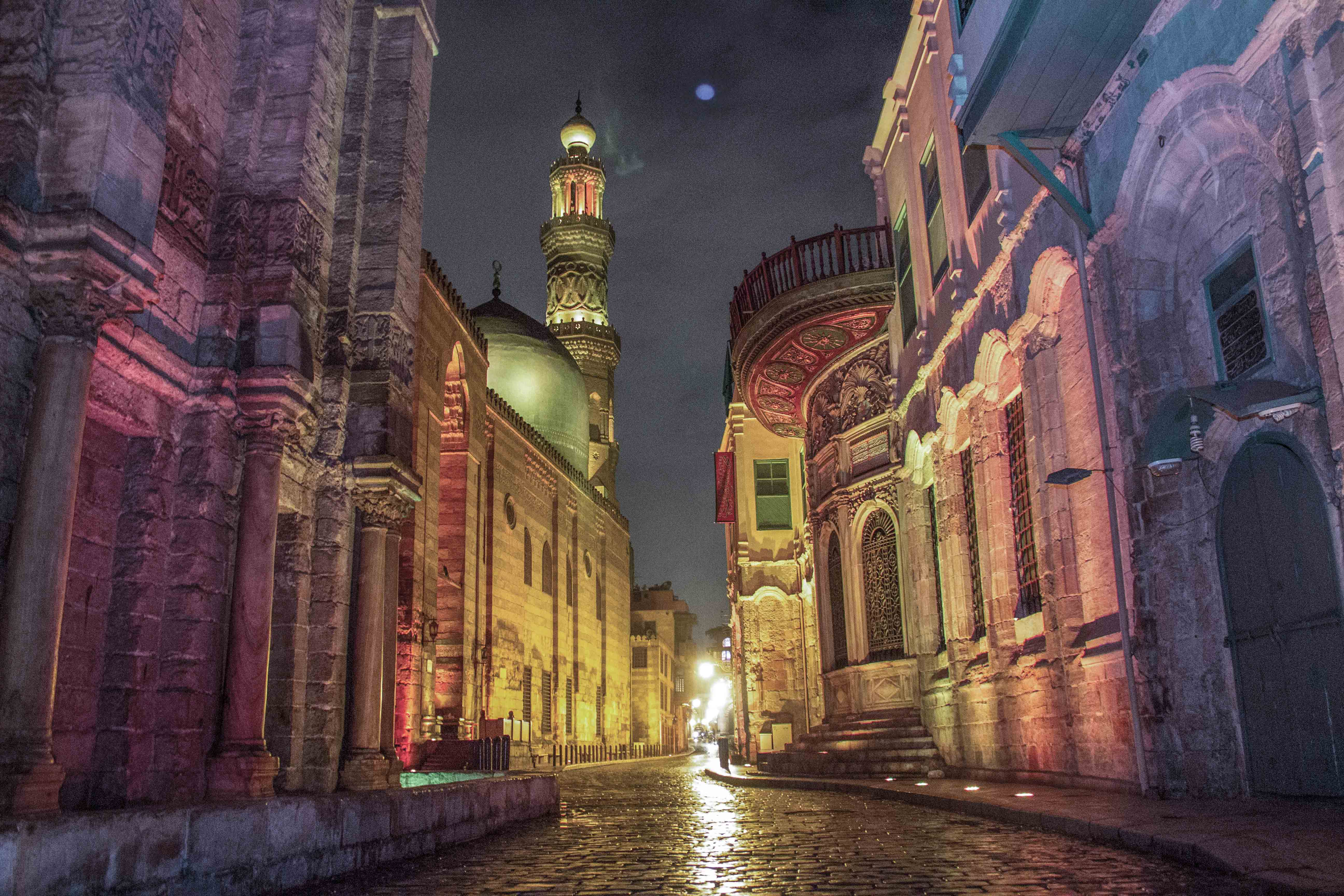
شارع المعز بالقاهرة الفاطمية.

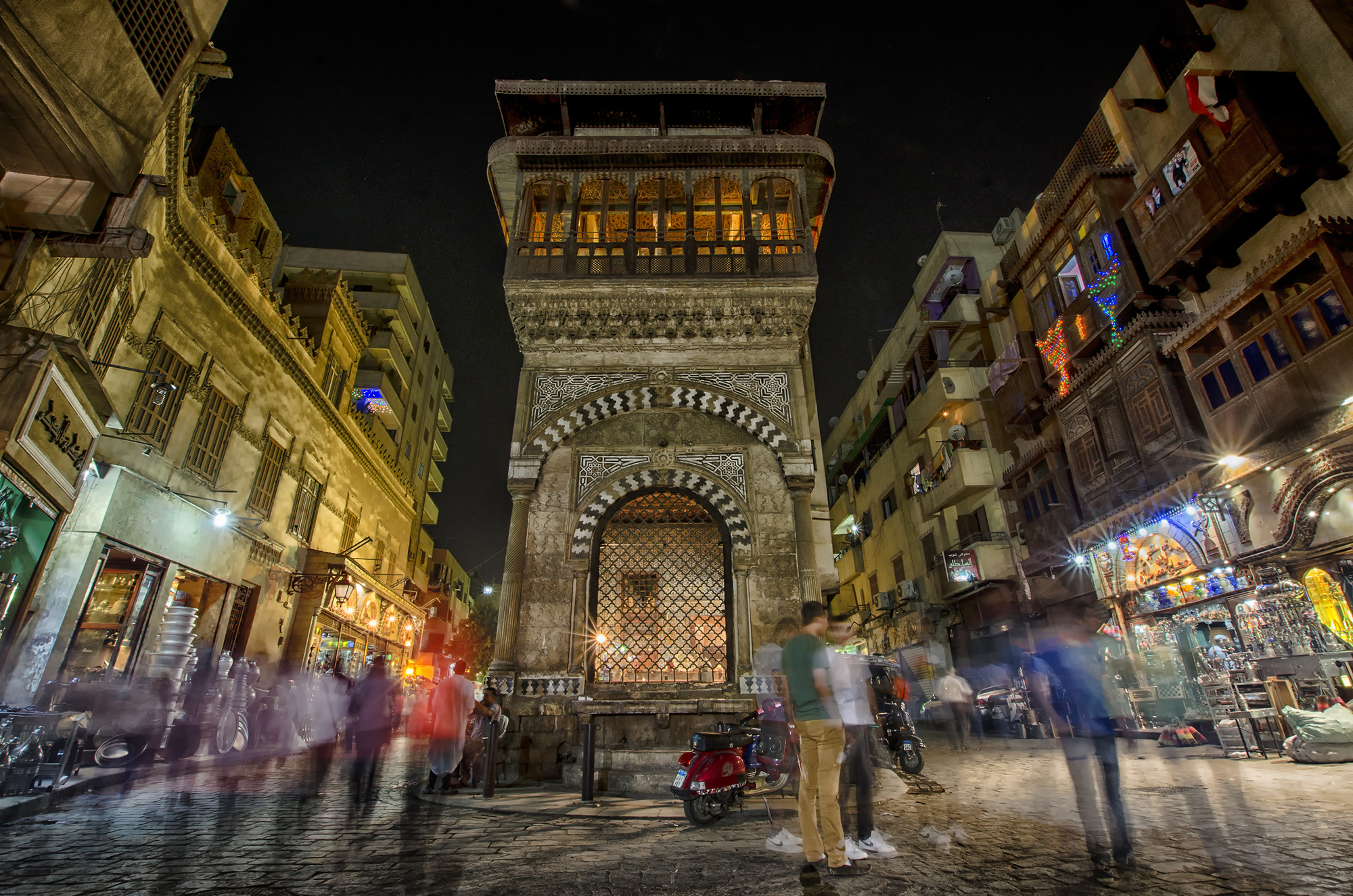
سبيل وكتاب عبد الرحمن كتخدا.

تعد القاهرة القديمة إحدى أقدم مدن العالم الإسلاميّة بما تضمه من جوامع ومدارس وحمامات وينابيع. تأسست المدينة في القرن العاشر وأصبحت مركزاً للعالم الإسلامي ووصلت لعصرها الذهبي في القرن الرابع عشر. تضم القاهرة التاريخية أنواعاً من العمائر رفيعة الطراز مثل المدارس والوكالات والخنقاوات والأسبلة والحمامات والبيوت والقصور الأثرية مثل بيت السحيمي وقصر الأمير بشتاك، والأسواق مثل خان الخليلي والصاغة والنحاسين، والأحياء العتيقة مثل التربيعة والخيامية وتحت الربع، ويحيط بها أسوار وبوابات مثل باب النصر وباب الفتوح والتي كانت تغلق قديماً في المساء لحفظ الأمن والنظام. كما تحتضن المدينة عدداً ضخماً من المساجد القديمة منها جامع عمرو بن العاص الذي يعد أول بناء أقيم في الفسطاط، وجامع ابن طولون الذي يعدّ ثالث مسجد أنشئ في مصر بعد جامع عمرو بن العاص وجامع العسكر وبدأ بناءه عام 876 وأتم تشييده في عام 879، فيما يعد الجامع الأزهر أول عمل معماري فاطمي عاصر تأسيس القاهرة وظل باقياً حتى اليوم وأنشأه جوهر الصقلي قائد المعز لدين الله فبدأ العمل في بنائه عام 970 وانتهى من تأسيسه عام 972، وفي عهد الخليفة الظافر بأمر الله شيد مسجد الحسين عام 1154.

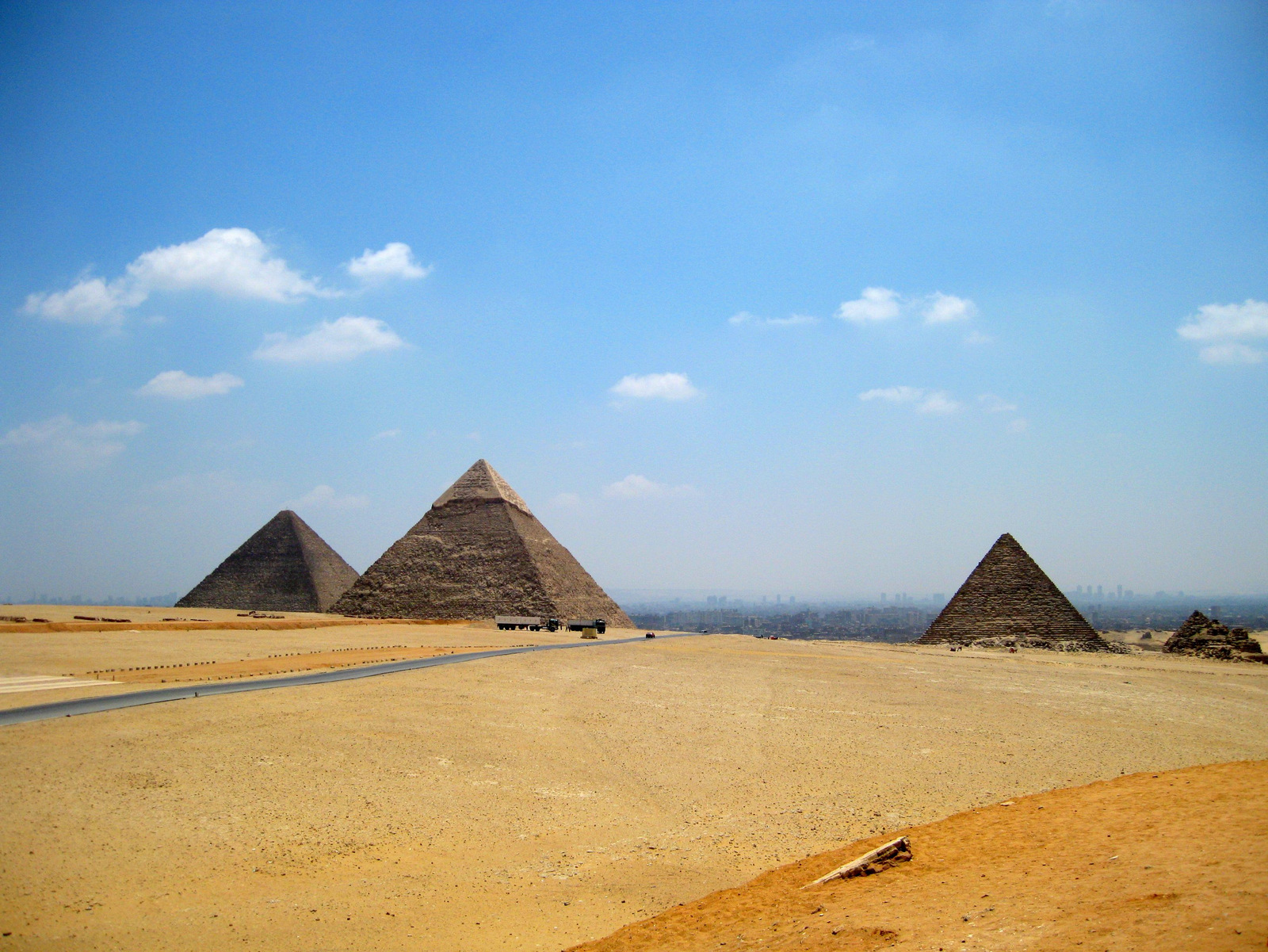
أهرام الجيزة.

### ممفيس ومقبرتها، منطقة الأهرام من الجيزة إلى دهشور
ممفيس أو منف هي مدينة مصرية قديمة أسسها الملك مينا كأول عاصمة لأول حكومة مركزية في تاريخ العالم القديم وذلك في عصر الدولة القديمة وكانت فيها عبادة الإله بتاح، ومكانها الحالي بالقرب منطقة سقارة على بعد 19 كم جنوب القاهرة بقرية ميت رهينة. ويضم الموقع أيضاً الهرم الأكبر أو هرم خوفو الذي يصل ارتفاعه إلى 138.8 متر وهو الأثر الوحيد الباقي حتى الآن من عجائب الدنيا السبع، بالإضافة إلى هرم خفرع بارتفاع 136.4 متر هرم منقرع بارتفاع 65.5 متر وعدد كبير من أهرام الملكات والمقابر القديمة والمصطبات. وقررت لجنة اليونسكو إدراجها ضمن قائمة التراث العالمي في عام 1979.

### معالم النوبة من أبو سمبل إلى فيلة

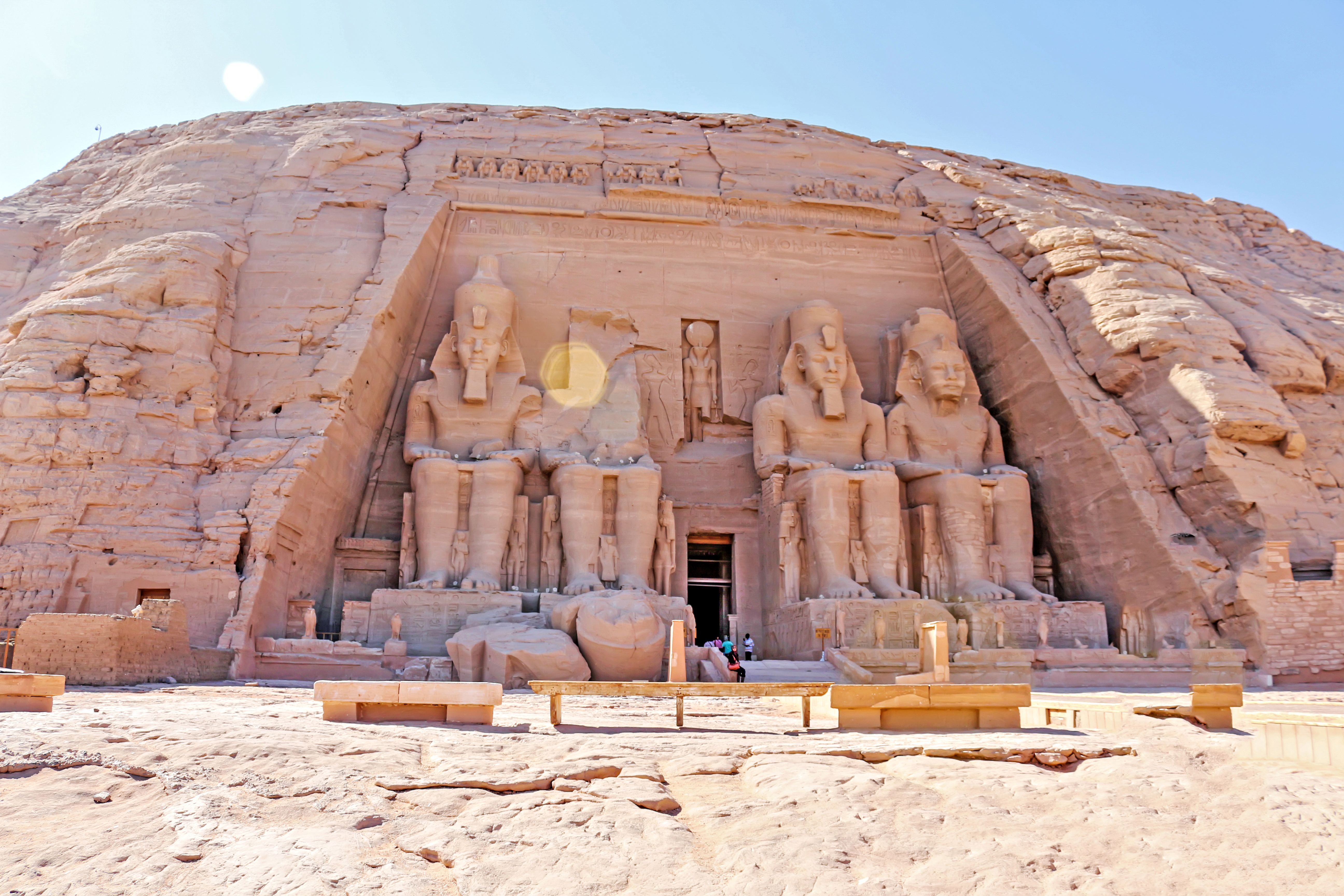
معبد أبو سمبل.

معالم النوبة هي أحد المعالم المصرية القديمة ذات الطابع المميز والتي تضم معبد أبو سمبل الذي نحت كاملاً داخل جبل صخري في جنوب مصر، وشيده رمسيس الثاني ليخلد ذكرى نصره في معركة قادش. ظل المعبد آلاف السنين قابعاً على الشاطئ الغربي لنهر النيل على بعد أكثر من 1200 كم من القاهرة و290 كم جنوب غرب أسوان، وبمرور الوقت بدأت رمال الصحراء تزحف على تماثيله حتى غطتها تقريباً، وفي عام 1813 أعيد اكتشافه، وبعد أقل من 150 عام على إعادته للحياة هددته مياه بحيرة ناصر التي كانت ستغمره تماماً عند الانتهاء من إنشاء السد العالي، فتحرك العالم لإنقاذ أحد أهم الآثار العالمية والذي يعدّه اليونسكو معلماً حضارياً شديد الأهمية. بدأ التخطيط لإنقاذ أبو سمبل عام 1963 ليمثل أكبر مشروع إنقاذ أثري شهده التاريخ، وبدأ تنفيذ المشروع في 10 أكتوبر 1965 عن طريق نقل المعبد كاملاً بعد تقطيعه وإعادة تركيبه في مكان آخر أكثر أماناً، وتم رفع آخر قطعة من المعبد في أبريل 1966، وتكلفت عملية التقطيع وإعادة التركيب وقت تنفيذ المشروع 40 مليون دولار، دفعت مصر الثلث والولايات المتحدة الثلث بينما كان الثلث الأخير تبرعات من شعوب عدة دول. أشرف على التنفيذ مهندسون ألمان بينما كانت الأيدي العاملة مصرية بالكامل، وتم تنفيذ عملية النقل بدقة متناهية واستخدمت الطرق اليدوي لتقطيع الأحجار بينما استخدم التقطيع الميكانيكي على الجسم الخارجي للجبل بتطبيق معايير شديدة الدقة بسمك تقطيع 6 مل، ونتج عن تلك العملية خمسة آلاف قطعة بلغ وزنها حوالى 250 ألف طن من الأحجار المكونة للمعبد بخلاف حوالي 300 ألف طن من صخور الجبل التي سيعاد تركيبها فوق المعبد ليكون بنفس شكله القديم. أعيد تجميع المعبد من الداخل وركبت التماثيل بطريقة لا تعتمد على استخدام أي لواصق يمكن أن تظهر آثار القطع عبر تقنية التداخل باستخدام البروز الحجري الذي تم الاحتفاظ به أثناء التقطيع بينما رصت باقي الأحجار بنفس ترتيبها القديم ليكتمل بناء المعبد تماماً كهيكل وفيما يخص احتواؤه بالجبل قام المهندسون ببناء قبة خراسانية تغطى المعبد كاملاً ليتم وضع أحجار الجبل فوقها وذلك لإعطاء الشكل السابق مع ضمان حماية المعبد من أي أحمال خارجية، وتم افتتاح المعبد عام 1968 بعد اكتمال عملية النقل. ومما يدل على دقة التنفيذ أثناء عملية النقل هو استمرار تعامد أشعة الشمس على وجه تمثال رمسيس الثاني الموجود في قدس أقداس المعبد مرتين في السنة يوم ميلاده ويوم تتويجه، كما كان الوضع قبل تنفيذ المشروع. وقررت لجنة اليونسكو المنطقة ضمن قائمة التراث العالمي في عام 1979.

### منطقة القديسة كاترين

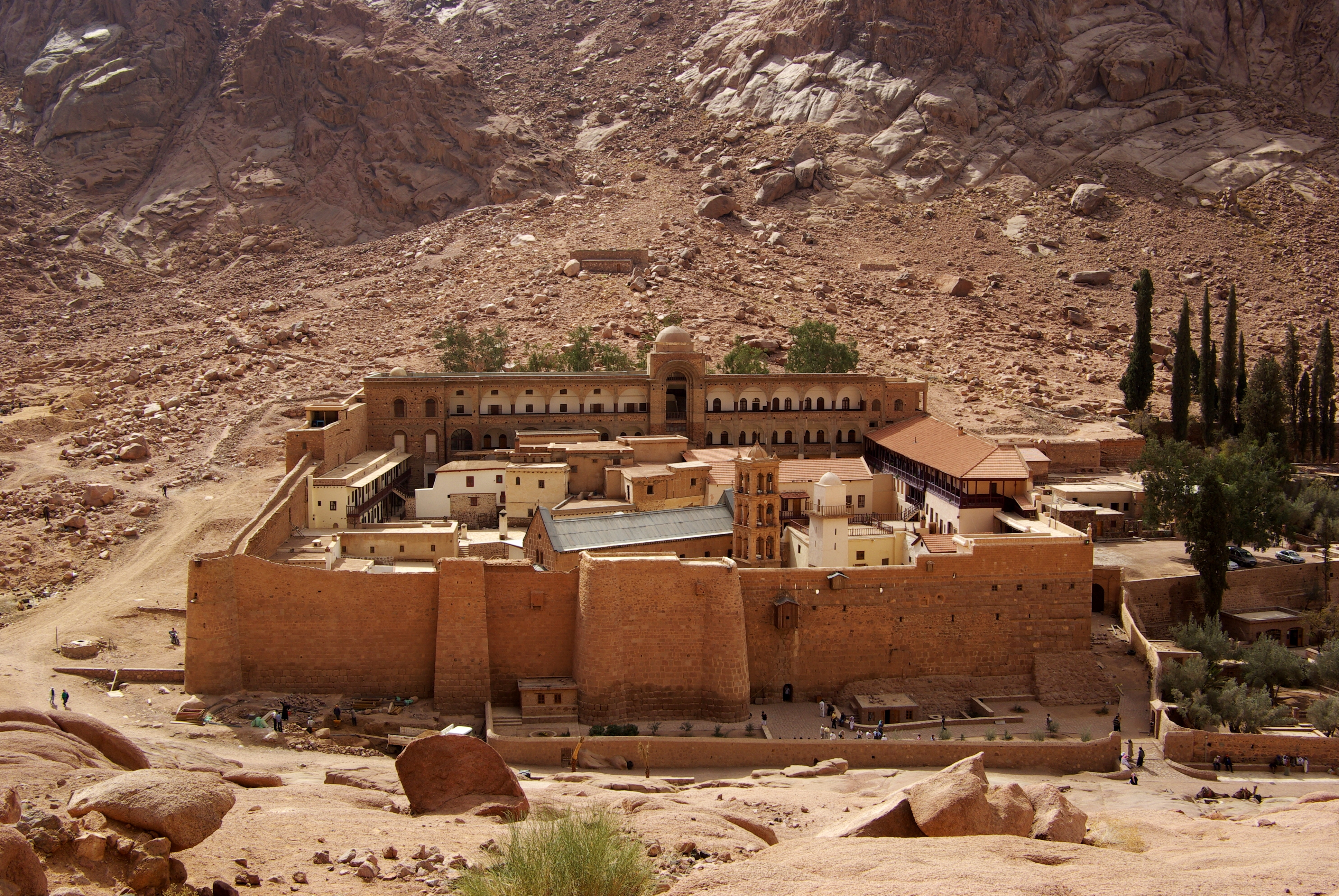
دير سانت كاترين.

يقع دير القديسة كاترين الأرثوذكسي عند قدم جبل حورب، المذكور في العهد القديم، حيث حصل موسى على لوحة الوصايا وهو الموقع الذي يقدسه المسلمون أيضاً ويدعونه جبل موسى. والمنطقة مقدّسة للديانات السماويّة الثلاث المسيحية والإسلام واليهودية المنتشرة في العالم أجمع. تأسس الدير في القرن السادس وهو الدير المسيحي الأقدم الذي حافظ على وظيفته الأساسيّة. جدران الدير ومبانيه ذات طابع هندسي بيزنطي. وفي الدير مكتبة تضم مجموعة كبيرة من المخطوطات والأيقونات المسيحيّة القديمة. وهو يقع في منطقة تضمّ العديد من المواقع والنصب التراثيّة والدينيّة. يقصد الدير أفواج سياحية من جميع بقاع العالم، ويديره رئيس الدير وهو أسقف سيناء، والذي لا يخضع لسلطة أية بطريرك أو مجمع مقدس ولكن تربطه علاقات وطيدة مع بطريرك القدس لذلك فإن اسمه يذكر في القداسات، ورهبان وكهنة الدير من اليونانيين وليسوا عرباً أو مصريين، شأنهم شأن أساقفة كنيسة الروم الأرثوذكس في القدس التي يسيطر عليها اليونانيين من عهود طويلة. وقررت لجنة اليونسكو إدراج المنطقة ضمن قائمة التراث العالمي في عام 2002.

### وادي الحيتان

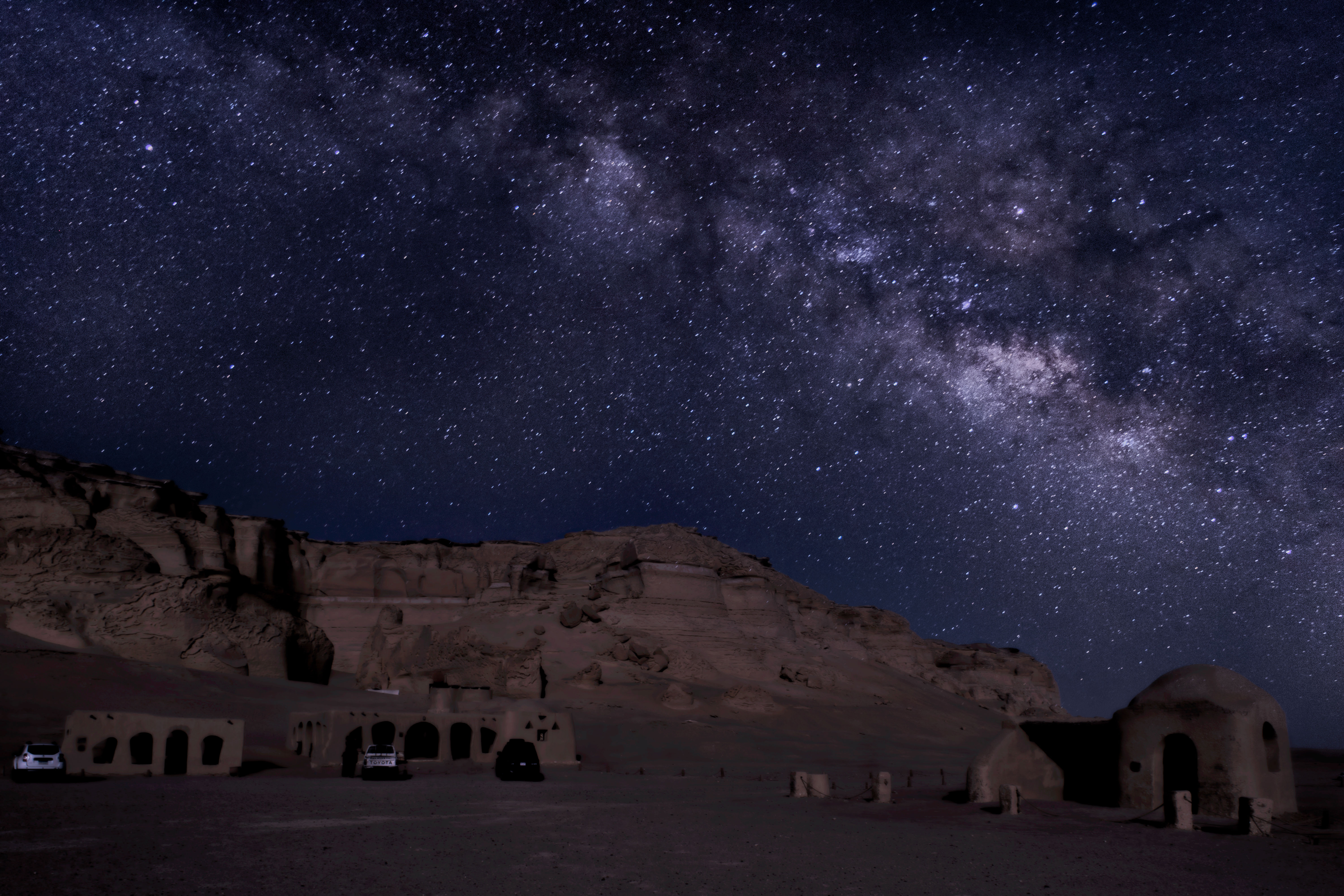
وادي الحيتان.

يقع وادي الحيتان بالشمال الغربي لمحمية وادي الريان في صحراء مصر الغربيّة بمحافظة الفيوم، ويتضمّن بقايا أحفوريّة متحجّرة نفيسة يرجع عمرها إلى حوالي 40 مليون عام لهياكل متحجرة لحيتان بدائية وأسنان سمك القرش وأصداف وغيرها من الحيوانات البحرية المنقرضة. يعدّ الوادي بما يحتضنه من بقايا أحفوريّة بعددها وتركّزها ونوعيّتها الفريدة متحفاً مفتوحاً وتمثّل تلك البقايا المتحجرة برماله إحدى أبرز محطات تطوّر الحيتان من ثدييات بريّة إلى ثدييات بحريّة، وهو أكبر مواقع العالم الشاهدة على هذه المرحلة من التطوّر حيث يعكس طبيعة الحيتان وحياتها في خلال فترة تحوّلها. في يوليو 2005 قررت اليونسكو في اجتماع لجنة التراث العالمي الذي استضافته مدينة دربن بجنوب أفريقيا تسجيل المنطقة بقائمة المحميات الطبيعية كأول موقع طبيعي مصري يتم تسجيله بالقائمة كتراث طبيعي عالمي، وذلك لما ساهم به اكتشاف الوادي من مساعدة العلماء على معرفة مراحل تطور حياة هذا الكائن الثديي الذي تحول على مر السنيين من كائن بري إلى كائن بحري.

## المقاصد السياحية

### القاهرة الكبرى
تعد القاهرة الكبرى بمحافظتها (القاهرة، الجيزة، القليوبية) موقع سياحي من الطراز الأول حيث يتعدد بها المزارات السياحية التي يفد إليها الزائرين من الداخل والخارج ويقع على أرضها المئات من المعالم السياحية من مختلف العصور التي قد يتجاوز أعدادها ما قد يوجد بدولة صغيرة بأكملها. حيث تمثل أهرام الجيزة وهرم زوسر أشهر الآثار الفرعونية ويبرز برج القاهرة كعلامة مميزة للمدينة. ومن أشهر قصور القاهرة قصر محمد علي بشبرا الخيمة، قصر الأمير محمد علي بالمنيل، قصر البارون إمبان، قصر الزعفران، قصر الأمير بشتاك، قصر الأمير طاز. والقصور الرئاسية التاريخية التي تشمل قصر الاتحادية، قصر القبة، قصر الطاهرة، قصر عابدين. فيما تحتضن القاهرة القديمة البوابات التاريخية والمباني العريقة مثل قلعة صلاح الدين، باب الفتوح، باب النصر، باب زويلة (باب المتولي)، بيت السحيمي، بيت زينب خاتون، بيت الكريتلية، سبيل وكتاب عبد الرحمن كتخدا، سبيل محمد علي، خان الخليلي، حصن بابليون. وذلك بخلاف المتاحف التي يصل عددها للعشرات وعلى رأسها المتحف المصري، متحف الفن المصري الحديث، متحف الفن الإسلامي، المتحف الحربي، المتحف الإسلامي، المتحف القبطي، المتحف المكشوف في ميت رهينة. بالإضافة للأماكن الفنية والثقافية مثل دار الأوبرا المصرية ودار الكتب والوثائق القومية ومبنى ماسبيرو والمنشآت الرياضية مثل ستاد القاهرة الدولي. أطلق على القاهرة مدينة الألف مئذنة بسبب وجود العديد من المساجد التي يعود الكثير منها إلى العصور الوسطى والتي تتسم بجمال التصميم وفن الهندسة المعمارية الرفيع. ومن أشهر المساجد التاريخية بالمدينة الجامع الأزهر، مسجد السلطان حسن، مسجد الحسين، مسجد الظاهر برقوق، مسجد الظاهر بيبرس، مسجد الحاكم بأمر الله، مسجد ابن طولون، مسجد الرفاعي، مسجد عمرو بن العاص، مسجد محمد علي، مسجد الأقمر، مسجد الغوري، مسجد المؤيد شيخ، مسجد قاني باي الرماح، مسجد المحمودية، مدرسة الناصر قلاوون، مدرسة المنصور قلاوون. كما تعد القاهرة مركزاً للآثار القبطية التي تضم كل من الكنيسة المعلقة، كاتدرائية القديس مرقس، كنيسة العذراء مريم، كنيسة القديس أبو سرجة، كنيسة القديسة بربارة. وتضم أرجاء القاهرة عدة حدائق ترفيهية على مساحات شاسعة يقبل عليها الكبار والصغار على حد سواء ومنها حديقة الأزهر، حديقة الأزبكية، الحديقة الدولية، الحديقة اليابانية، حديقة الأورمان، حديقة حيوان الجيزة، القرية الفرعونية، القرية الكونية.

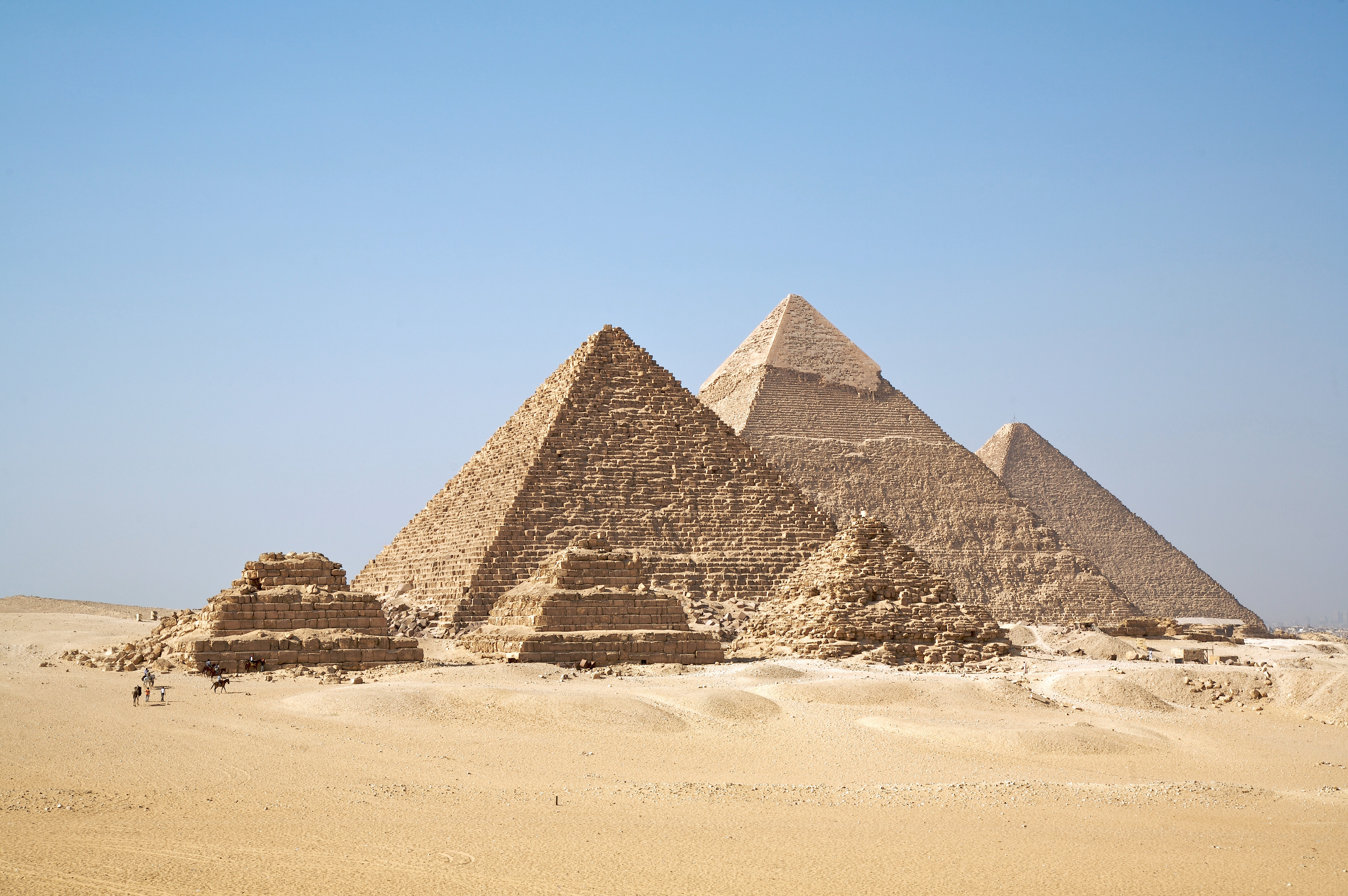
أهرام الجيزة
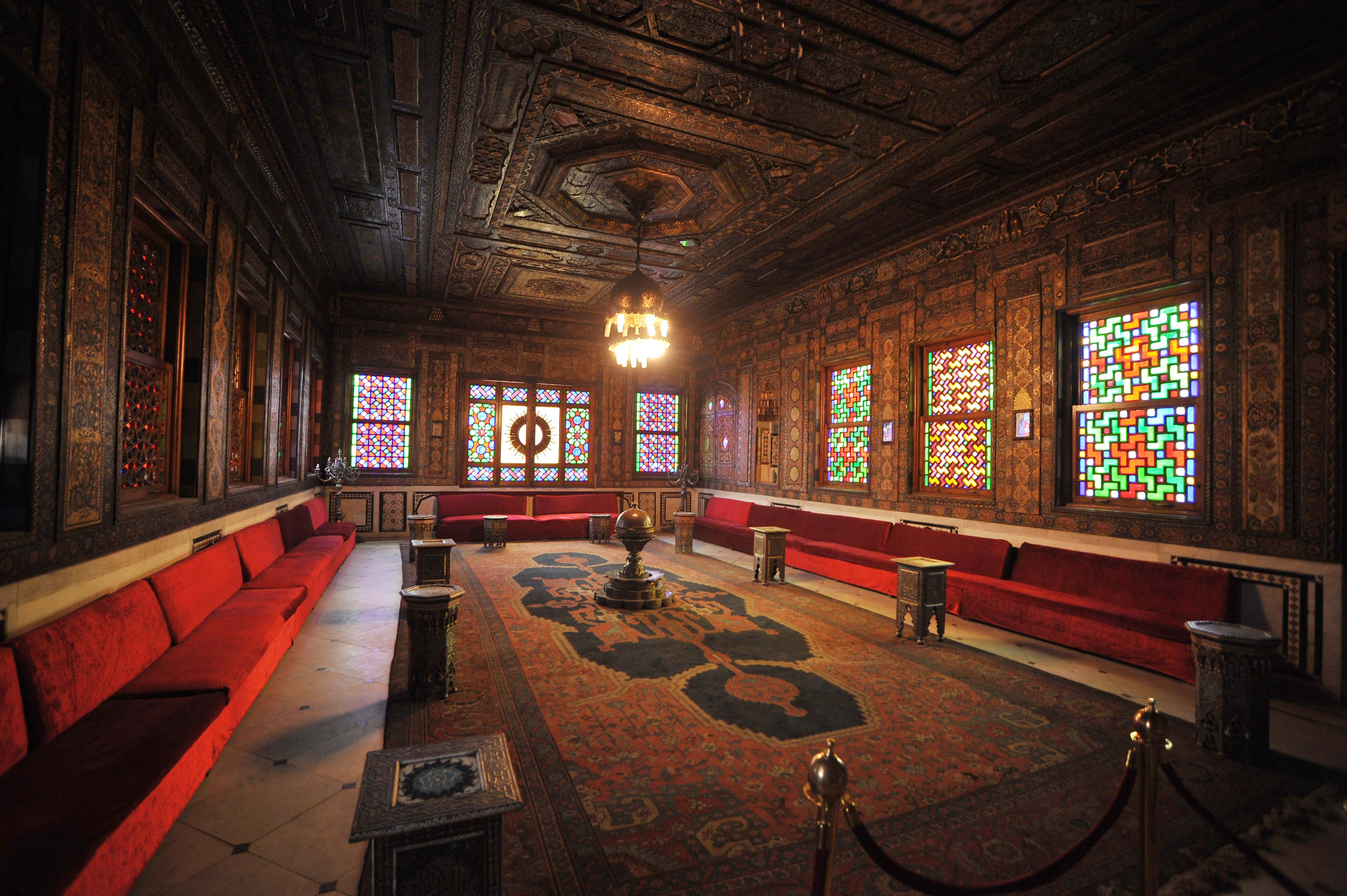
قصر الأمير محمد علي بالمنيل
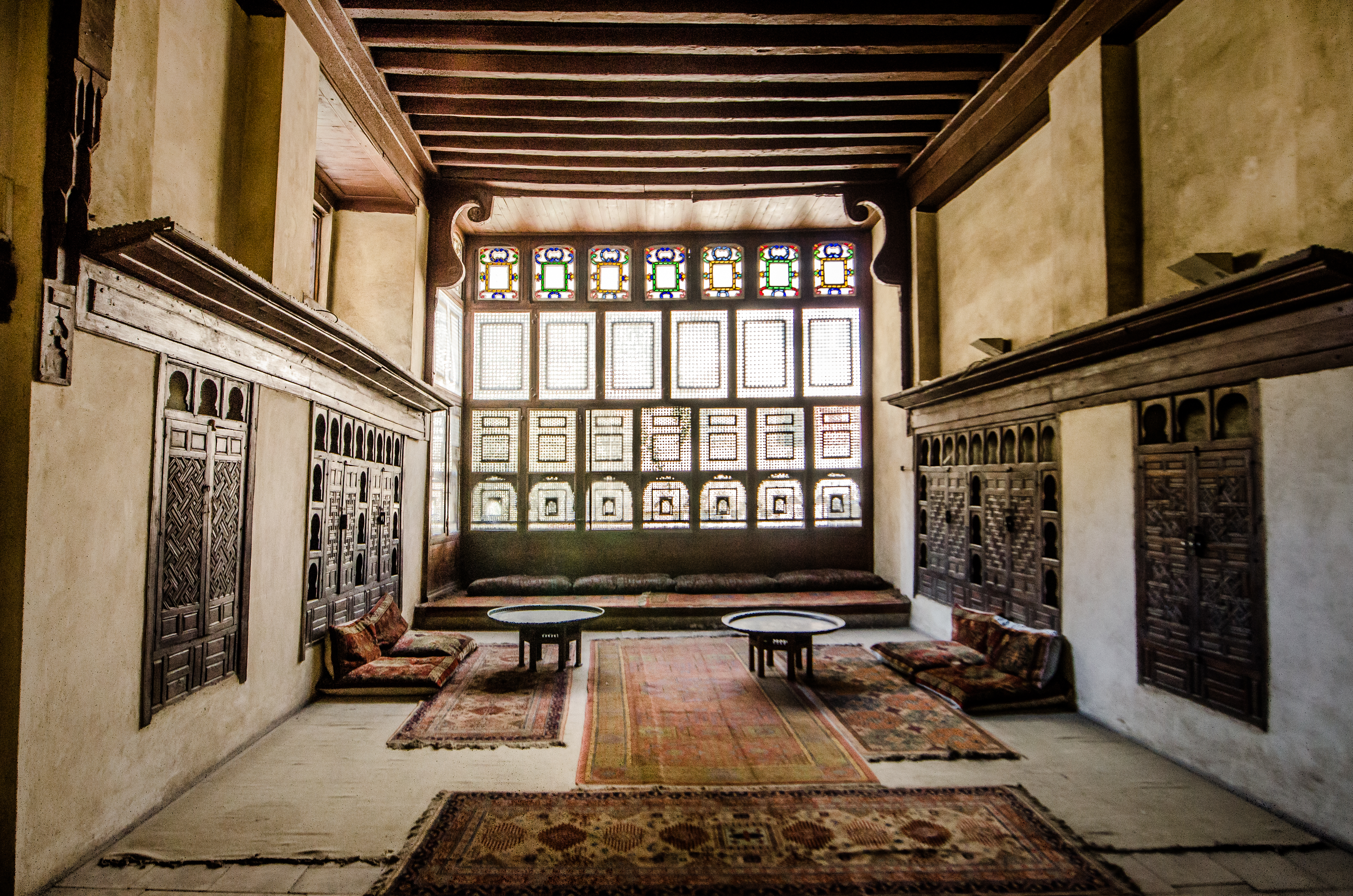
بيت السحيمي
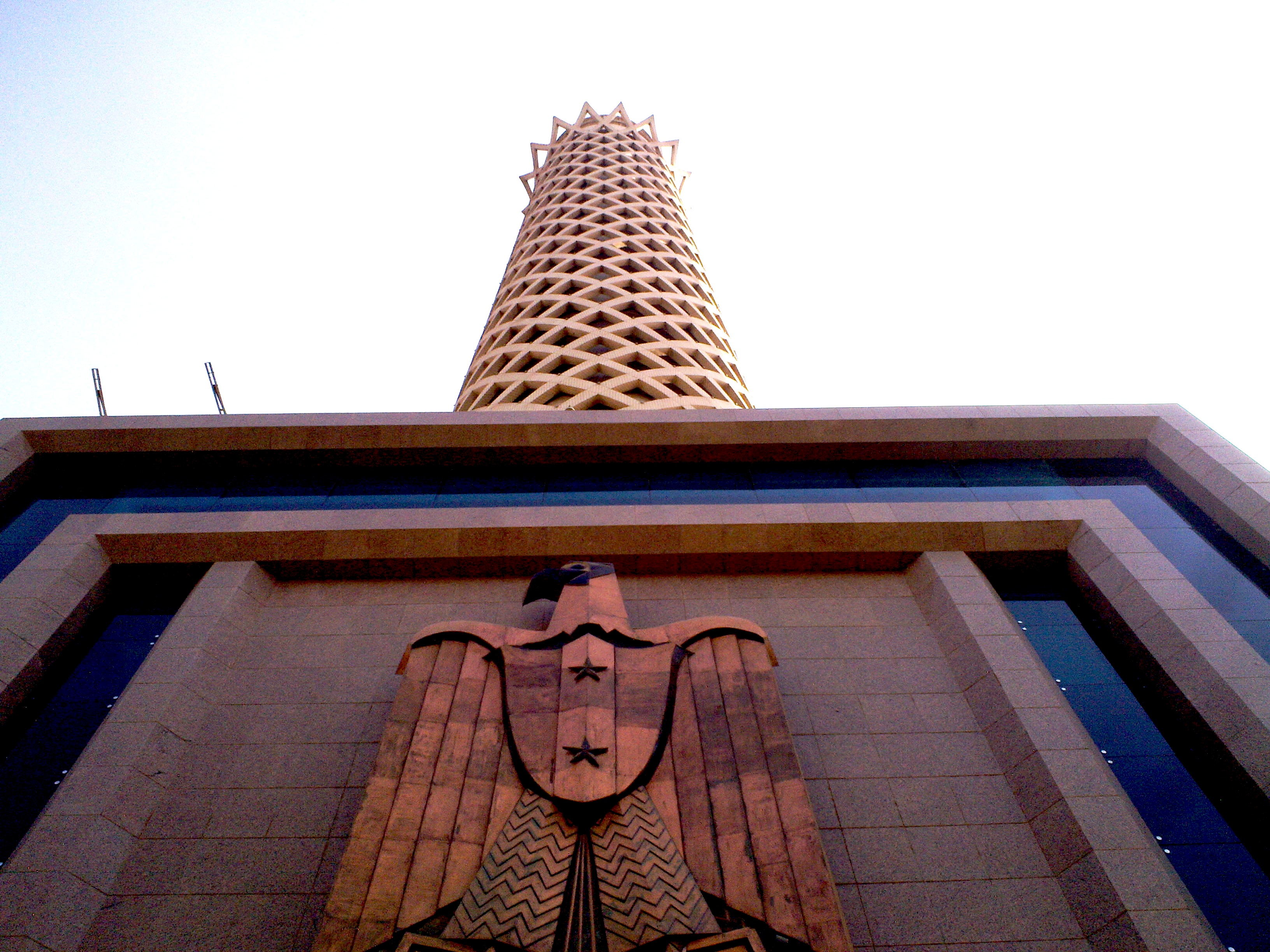
برج القاهرة
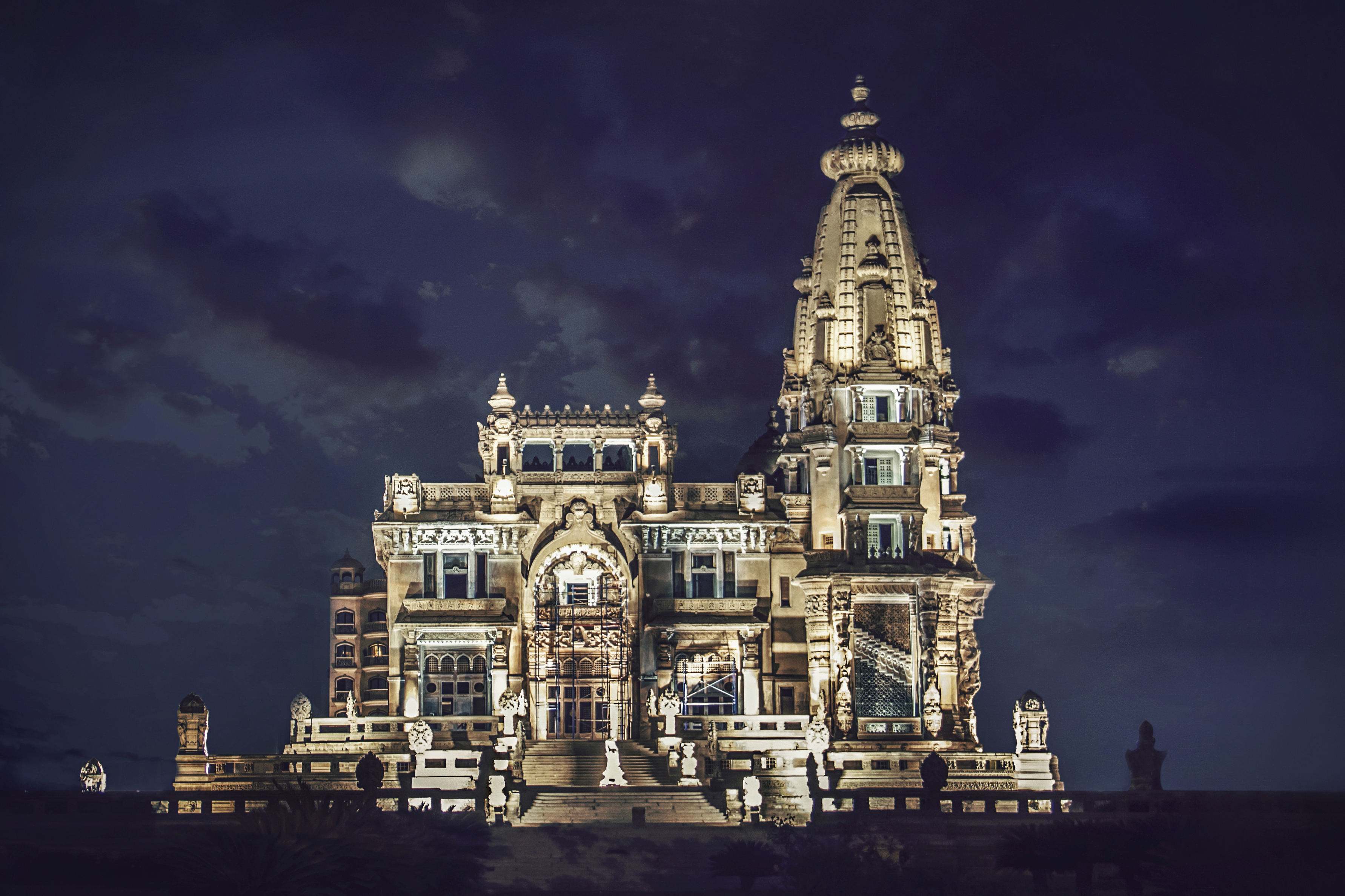
قصر البارون متحف بمصر الجديدة

### الإسكندرية

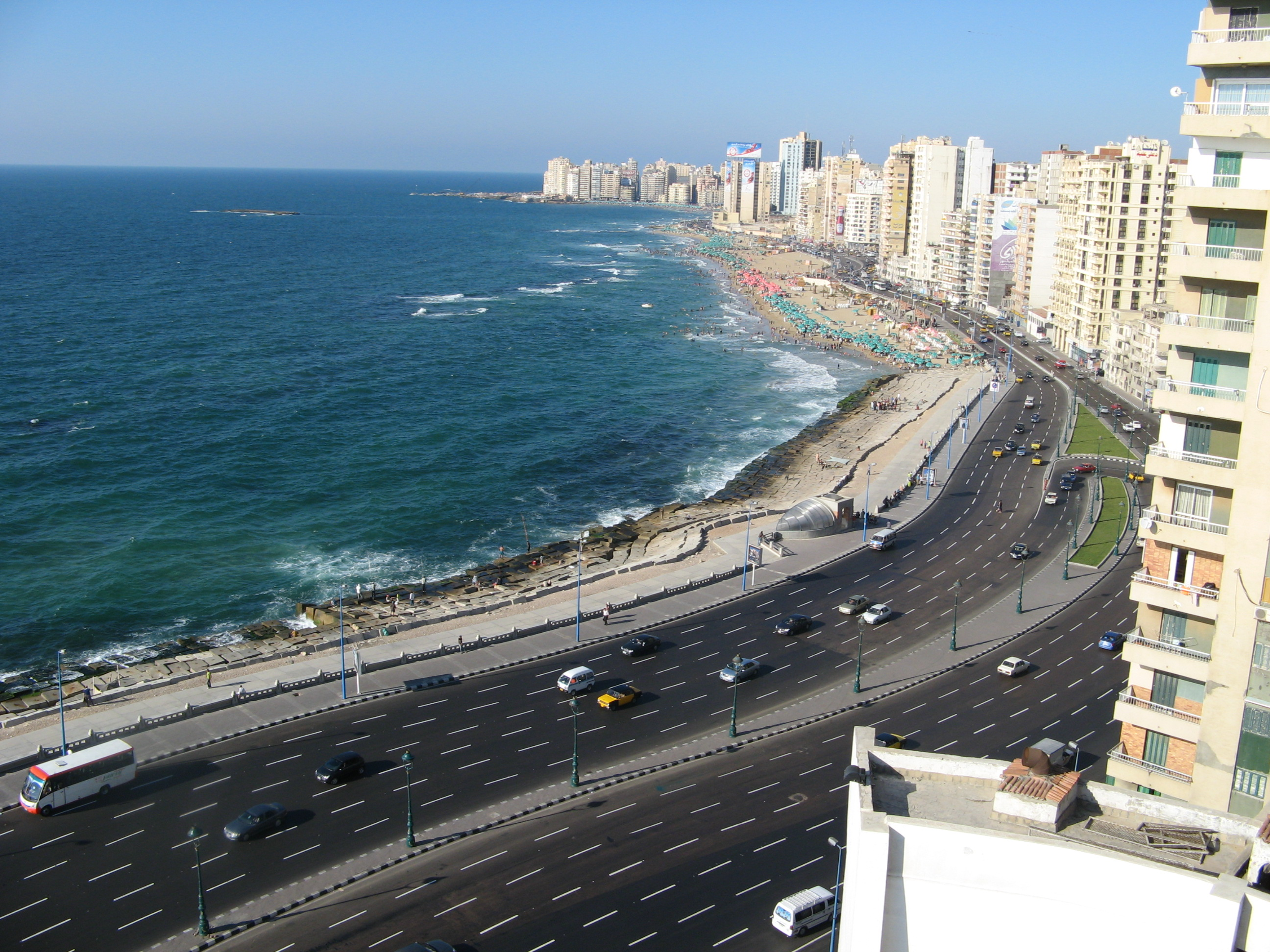
نهار الإسكندرية.

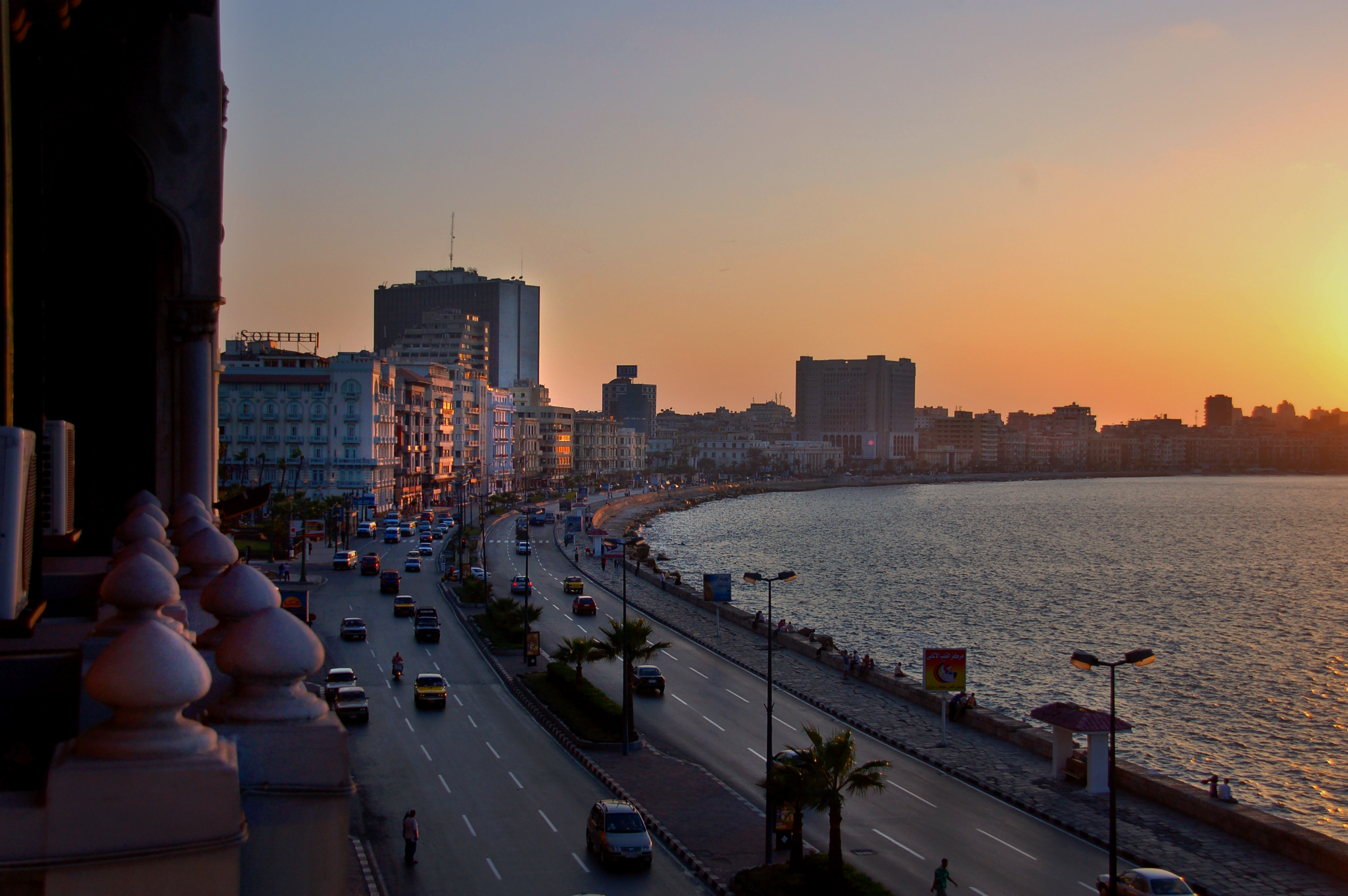
الإسكندرية ليلاً.

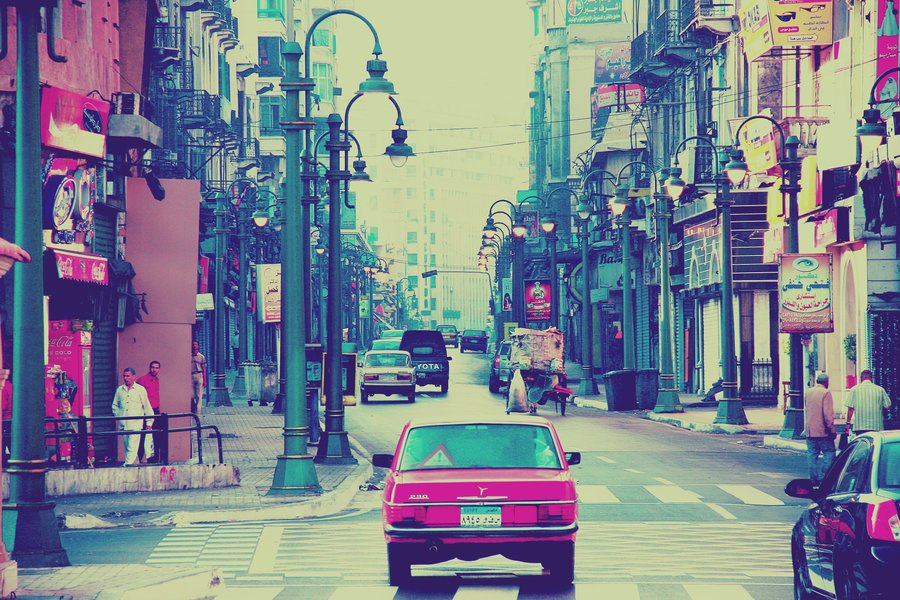
شوارع الإسكندرية.

تضم الإسكندرية العديد من المقاصد السياحية الثقافية والأثرية التي تشمل كل من عمود السواري الذي يعدّ من أشهر المعالم الأثرية بالمدينة، ويعدّ أعلى نصب تذكاري في العالم. وقلعة قايتباي في منطقة بحري بأقصى غرب الإسكندرية، والتي شيدت في الموقع القديم لفنار الإسكندرية الذي تهدم سنة 702هـ على أثر الزلزال المدمر الذي حدث في عهد السلطان الناصر محمد بن قلاوون. والمسرح الروماني في منطقة كوم الدكة وسط المدينة، وهو أحد آثار العصر الروماني. ومكتبة الإسكندرية الجديدة التي تعد من أحدث وأبرز الصروح الثقافية في مصر والعالم، والتي أنشئت بهدف إعادة أمجاد مكتبة الإسكندرية القديمة التي كانت منارة للعالم منذ نحو ألفي سنة. ودار أوبرا الإسكندرية أو مسرح سيد درويش الذي شيد في عام 1918 وافتتح عام 1921. بالإضافة إلى المقابر الأثرية التي تشمل مقابر مصطفى كامل الأثرية، التي يرجع تاريخها إلى العصر اليوناني والروماني. ومقابر الأنفوشي الأثرية في منطقة بحري غرب الإسكندرية، والتي يرجع تاريخها إلى القرن الثالث قبل الميلاد في أواخر العصر البطلمي وأوائل عصر الرومان. ومقابر كوم الشقافة الأثرية في منطقة كوم الشقافة جنوب حي مينا البصل، والتي ترجع أهميتها نظرًا لاتساعها وكثره زخارفها وتعقيد تخطيطها، كما أنها من أوضح الأمثلة على تداخل الفن الفرعوني بالفن الروماني في المدينة وأروع نماذج العمارة الجنائزية. ومقابر الشاطبي الأثرية، والتي تعود لنهاية القرن الثاني وبداية القرن الثالث قبل الميلاد. كما تضم المدينة عدة متاحف تتمثل في متحف الإسكندرية القومي بوسط المدينة، ويضم ما يزيد عن 1800 قطعة أثرية تمثل جميع العصور التي مرت بها المدينة من العصر الروماني وحتى العصر الحديث. والمتحف اليوناني الروماني، الذي يعرض تشكيلة واسعة من الآثار التي عثر عليها في الإسكندرية وما حولها، وهي في معظمها آثار من العصر البطلمي والعصر الروماني اللاحق له. ومتحف المجوهرات الملكية الذي يعرض مجوهرات الأسر المالكة التي حكمت مصر. ومجمع متاحف محمود سعيد الذي يضم متحف الفنان محمود سعيد ومتحف الفنانين أدهم وانلي وسيف وانلي ومتحف الفن المصري الحديث. ومتحف الفنون الجميلة الذي تم بناءه في عام 1954. ومتحف ومعهد الأحياء المائية الذي أنشئ للإشراف العلمي والفني على المصايد ولدراسة أحياء البحار والبحيرات المصرية ويضم مجموعة نادرة محنطة وحية لمختلف الأسماك والأحياء المائية. كما يقع بالمدينة عدداً من القصور الأثرية منها قصر المنتزه وهو أحد القصور الملكية وبناه الخديوي عباس حلمي الثاني عام 1892، وقصر رأس التين الذي يعد أقدم القصور الموجودة بالمدينة، ويُعد القصر حاليًا واحداً من ضمن القصور الرئاسية في مصر. بالإضافة إلى قصر أنطونيادس، وقصر الصفا. شيد على أرض المدينة عدداً من المساجد الشهيرة تشمل مسجد المرسي أبو العباس، مسجد القائد إبراهيم، مسجد الإمام البوصيري، مسجد ياقوت العرش، مسجد سيدي جابر الأنصاري، مسجد سيدي جابر الشيخ، مسجد حاتم، مسجد سيدي بشر، مسجد المواساة، مسجد النبي دانيال، مسجد العطارين. فيما تعد الإسكندرية مركزًا لبطريركية من البطريركيات الخمس الكبرى، وهي إلى جانب الإسكندرية القدس وروما والقسطنطينية وأنطاكية. ومن أهم الكنائس القبطية في المدينة الكاتدرائية المرقسية، كنيسة كيرلس الأول كنيسة القديس جرجس، كاتدرائية القديس مرقس (سان مارك)، كنيسة السيدة العذراء، وكنيسة تكلا هيمانوت. فيما يقع بها عدداً من أهم كنائس الروم الأرثوذكس وهي كنيسة القديس أنطوني (سانت أنطوني)، كنيسة الملائكة ميخائيل وجبرائيل، كنيسة القديسة كاترين (سان كاترين). فيما يقع بها منطقة أبو مينا الأثرية التي تعد أحد مواقع التراث العالمي. ونظراً لطبيعة الإسكندرية الساحلية، يفد إليها عدداً ضخماً من المصريين والأجانب للتمتع بجمال شواطئها صيفاً، والتي يسمح لزائريها بالدخول مجانا في بعضها ومقابل تذكرة دخول في البعض الآخر ومن شواطئ الإسكندرية الشهيرة ميامي، جليم، الهانوفيل، المكس، أبو هيف، سيدى بشر، المندرة، العصافرة، البيطاش، ستانلي. كما تضم المدينة عدة حدائق عامة مميزة مثل حدائق المنتزة الملكية وحدائق الشلالات، وحدائق أنطونيادس وحديقة حيوانات النزهة، والحديقة الدولية.

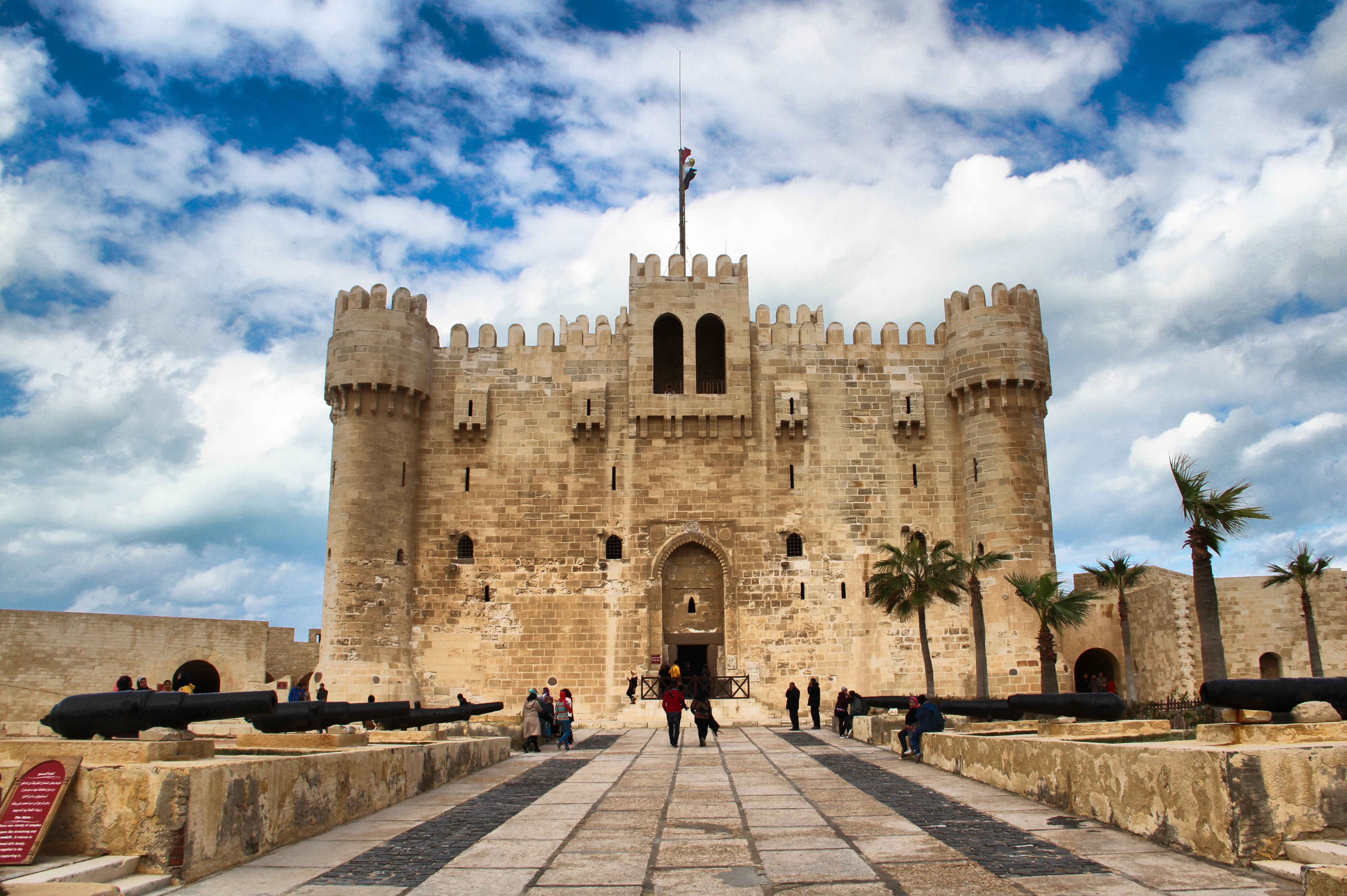
قلعة قايتباي
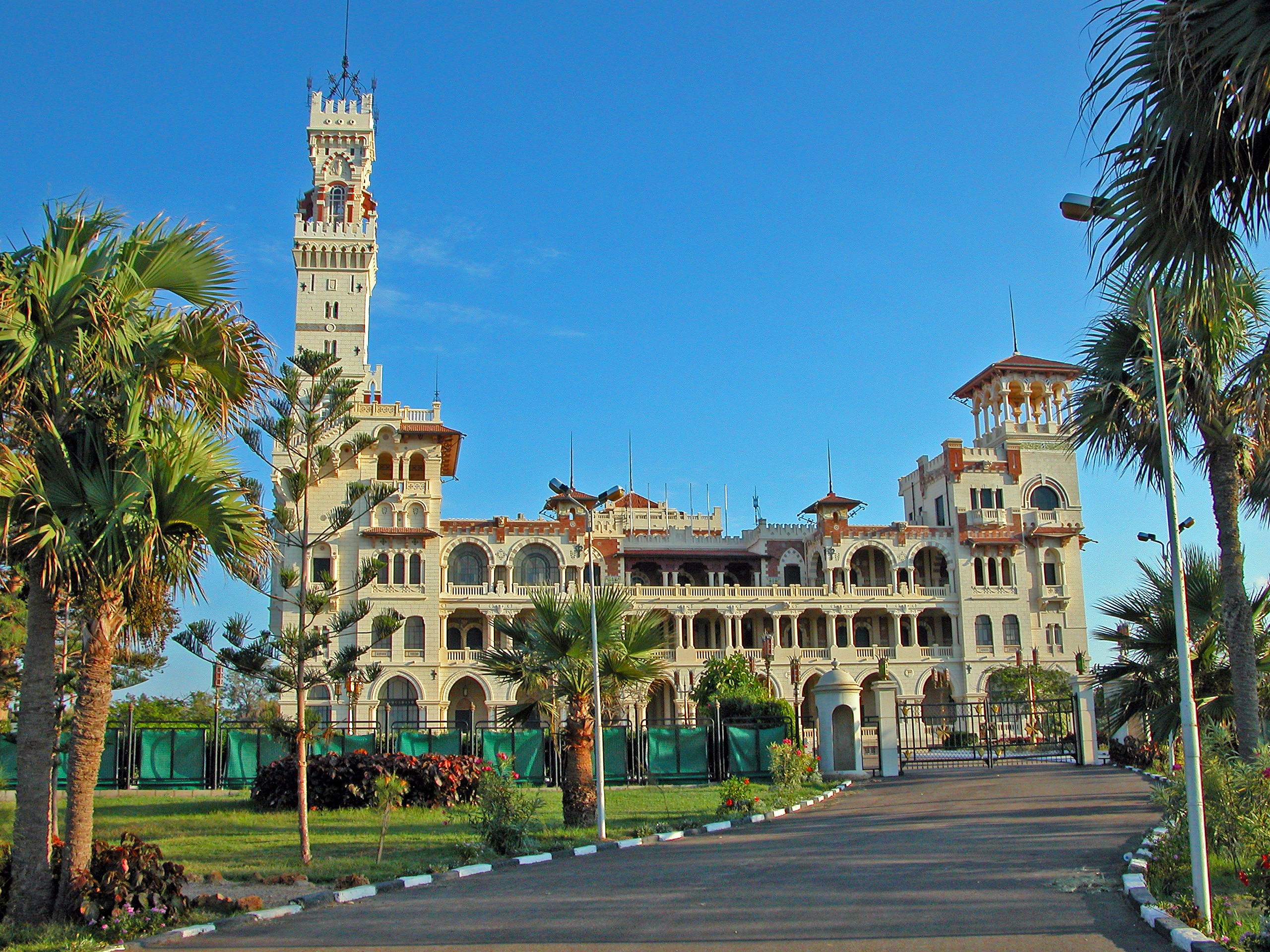
قصر المنتزه
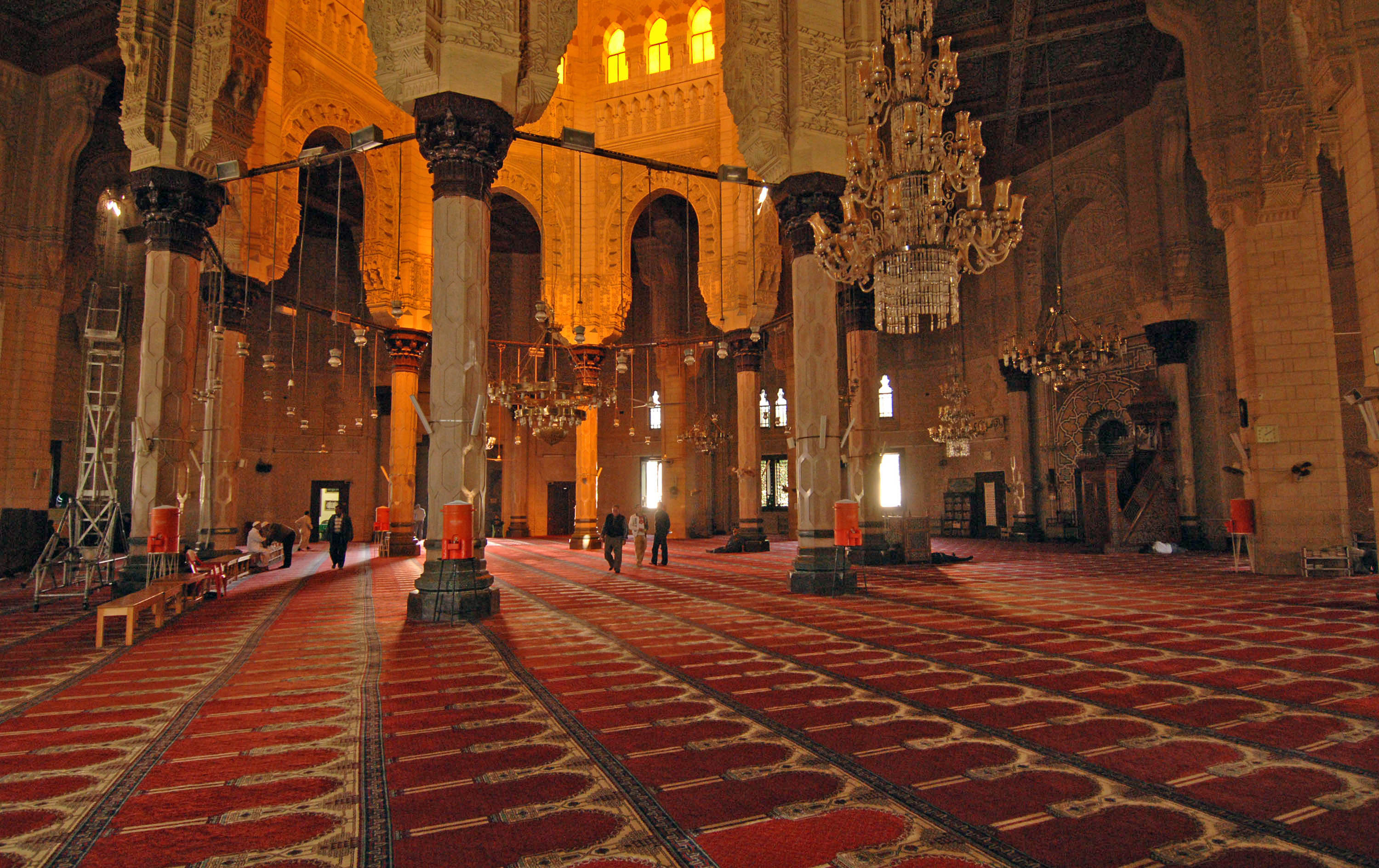
مسجد المرسي أبو العباس
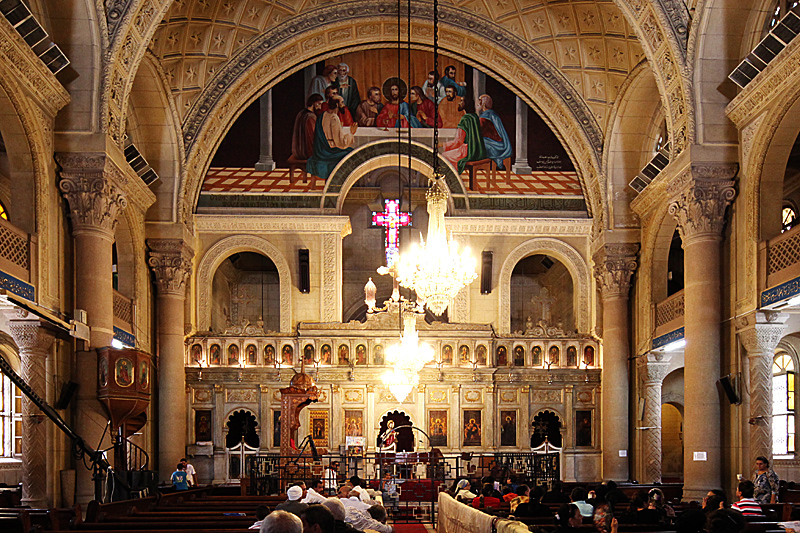
الكاتدرائية المرقسية
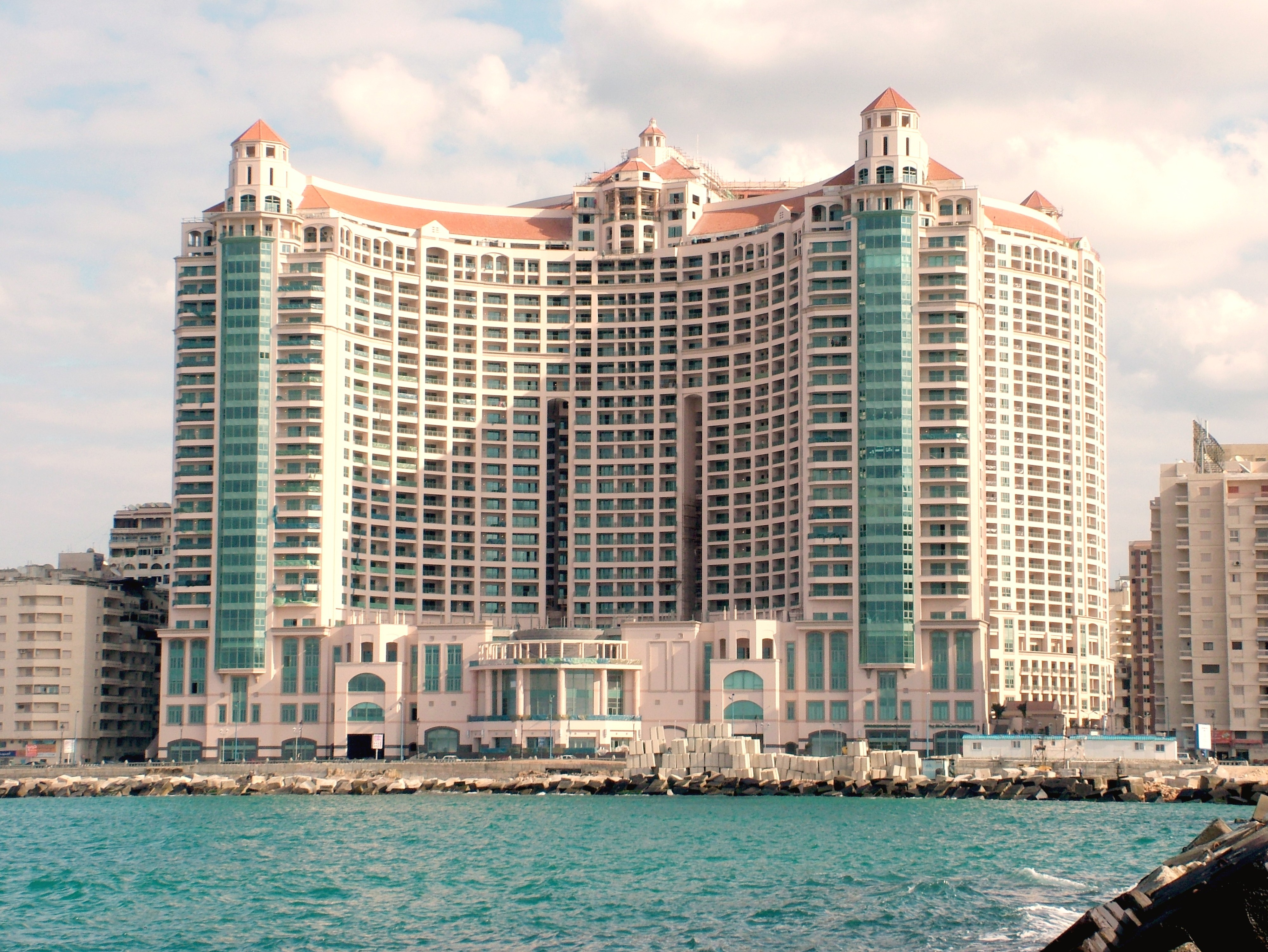
فندق سان ستيفانو
مكتبة الإسكندرية

### جنوب سيناء

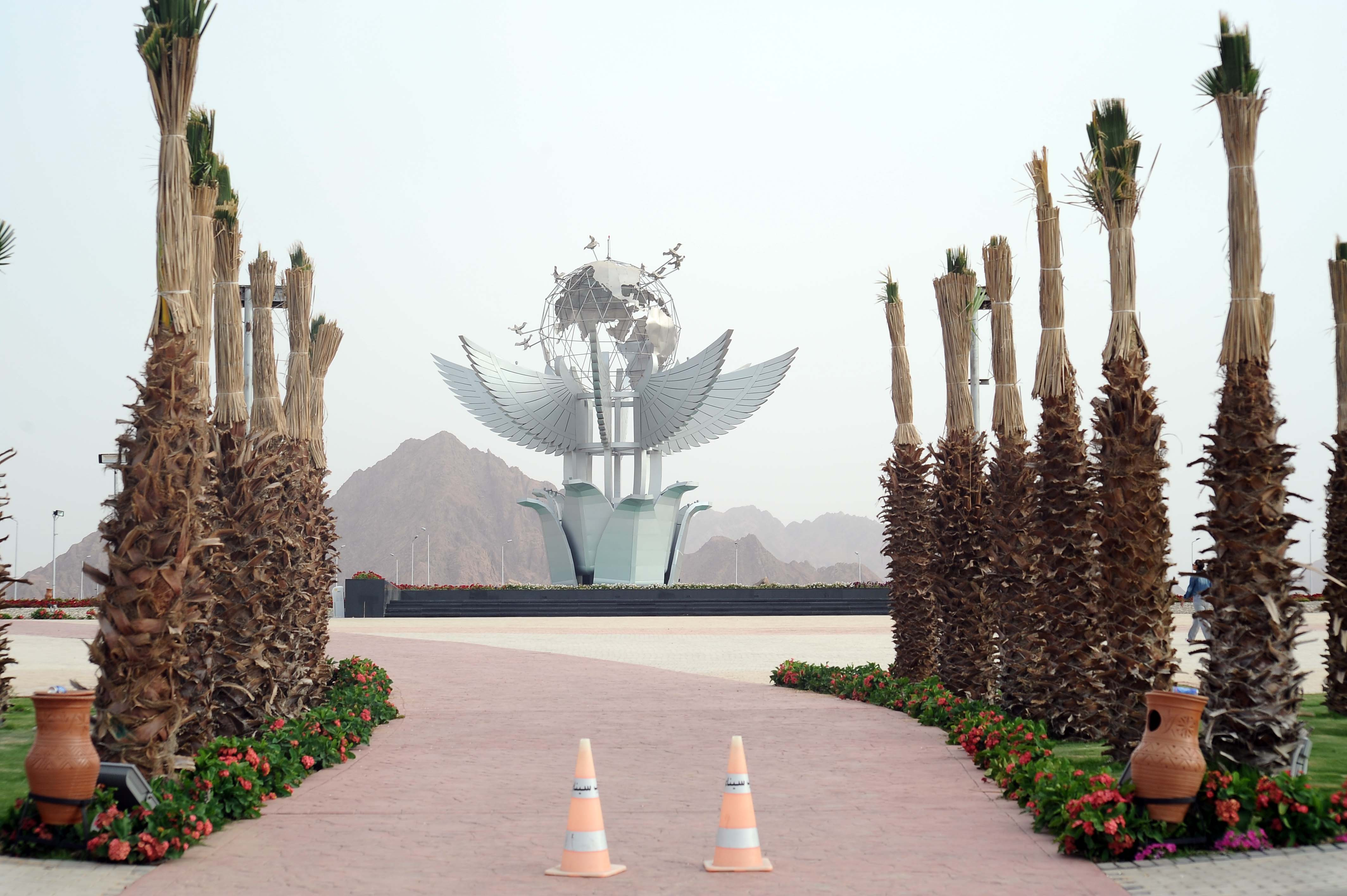
أيقونة السلام بشرم الشيخ

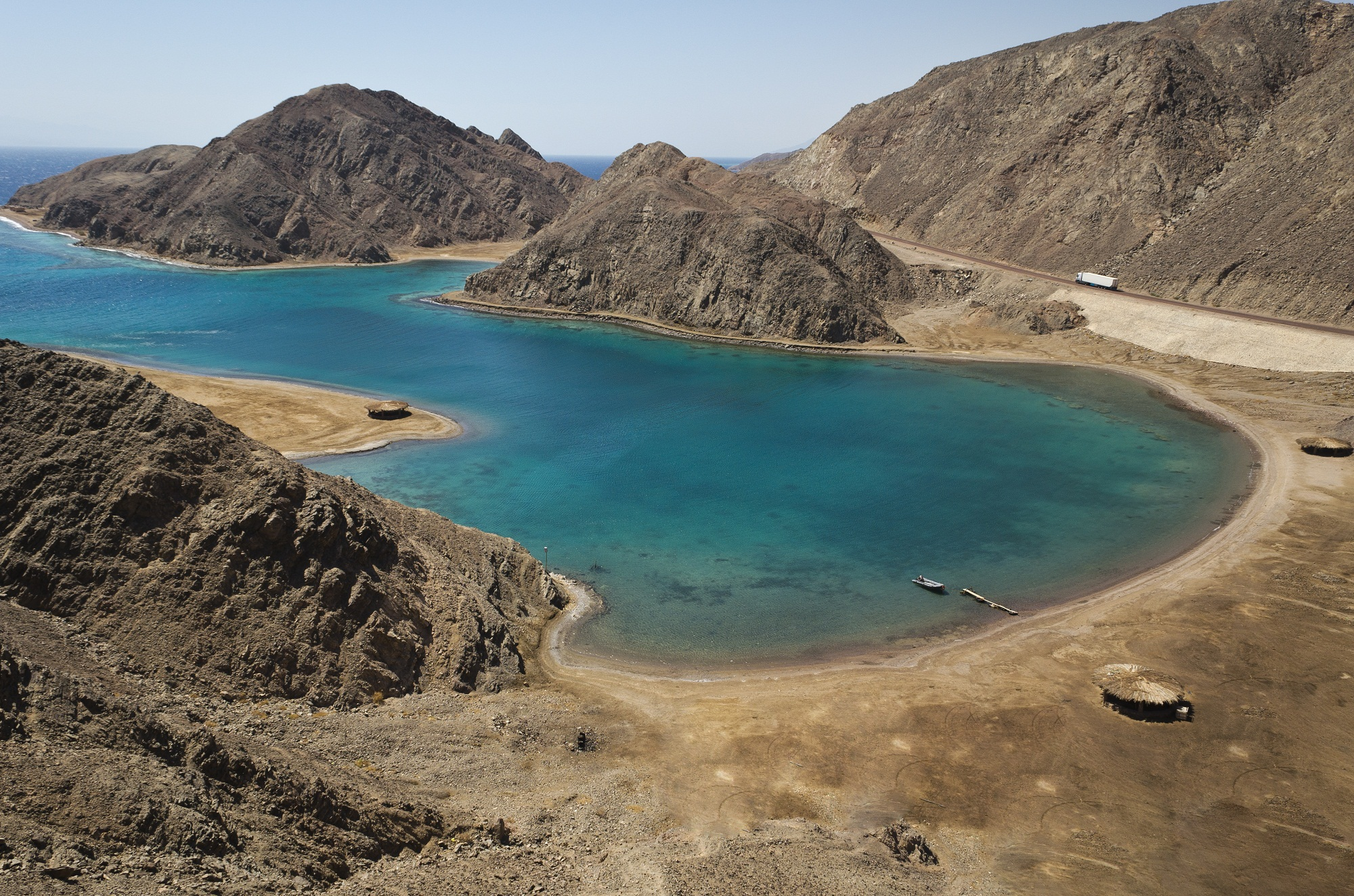
خليج فيورد بطابا.

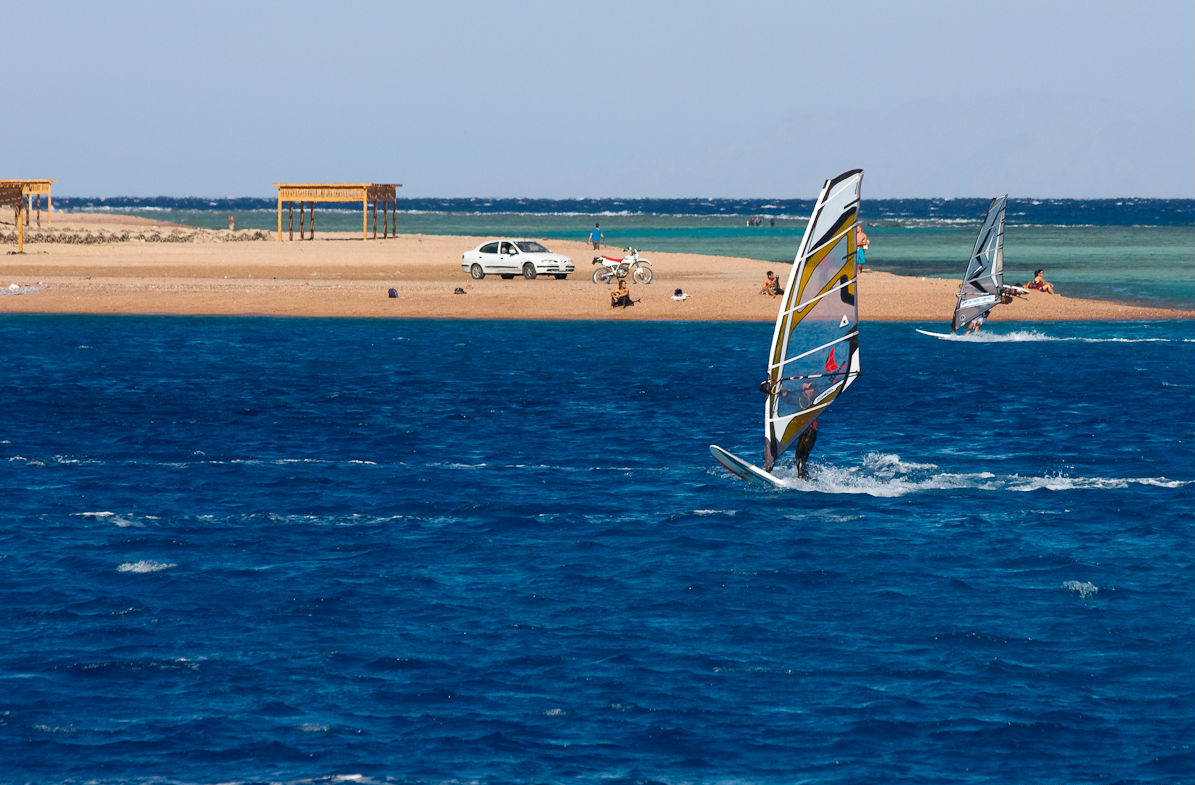
شاطئ دهب.

تمثل محافظة جنوب سيناء قلب السياحة الترفيهية في مصر بما تضمه من مدن يفد إليها السائحون من كل مكان بغرض الترفيه وقضاء العطلات والاستمتاع بجمال الطبيعة وعلى رأسها شرم الشيخ التي تحتضن خلجان البحر الأحمر بما تملكه من إمكانيات طبيعية ومميزات مناخية ومنها خليج القرش وخليج نعمة الذي يعدّ قلب المدينة حيث تتعدد به المطاعم والمقاهي والأسواق التجارية وسلاسل الفنادق والمنتجعات العالمية وتشتهر المدينة بممارسة الرياضات البحرية كالصيد والسباحة مع الأسماك الملونة، ومشاهدة الشعاب المرجانية والغوص والإبحار بالقوارب الشراعية والتزلج على الماء. كما ينتشر بها المحميات والجزر التي تعد من مناطق الغوص النادرة والتي تتمثل في محمية رأس محمد ومحمية نبق وجزيرة تيران وجزيرة صنافير ومن معالم المدينة جامع شرم الشيخ الكبير وكنيسة السمائيين وحديقة السلام وأيقونة السلام وتعد مدينة طابا التي تقع على رأس خليج العقبة أحد المقاصد السياحية ذات الطابع الفريد بسواحلها التي تطل على مجموعة من الشواطئ والخلجان والبحيرات وأماكن الغوص، وظهيرها الصحراوي بما فيه من سلاسل الجبال والهضاب. تشتمل المدينة على العديد من المعالم السياحية المميزة منها منصة العلم والقرية البدوية ومتحف طابا وتبرز بها مواقع الغطس المتنوعة ومنها خليج فيورد ومحمية طابا وجزيرة فرعون التي يقع بها قلعة صلاح الدين فيما يمثل الوادي الملون بصخوره الرملية الملونة أحد العجائب الطبيعية بالمدينة. كما تشكل مدينة دهب أحد المقاصد السياحية الهامة بما تحويه من أماكن سياحية بارزة تتمثل في محمية أبو جالوم ومنطقة البلوهول وهي أحد أماكن الغوص المشهورة عالمياً، منطقة الكانيون وهي من مناطق الغوص الممتازة، جزيرة كورال التي يقع بها بقايا قلعة تاريخية بناها الصليبيون، منطقة المليل وهي طريق يوازي طريق الساحل يضم بعض الفنادق الصغيرة والكافيتريات والمنازل، منطقة المسبط وهي المنطقة التجارية السياحية الرئيسية بالمدينة، منطقة المشربة وتضم عدداً كبيراً من الكافيتريات ومراكز الغوص وتضم أيضاً الأثر الوحيد الموجود هناك وهو تل المشربة وهي مخازن خاصة بأحد الموانئ القديمة، وتضم دهب خليجين هما اللاجونا أو غزالة الذي يتميز بوجود الشاطئ الرملي الوحيد بالمدينة والقورة الذي يقع وسط المدينة بالإضافة إلى المنتجعات الممتدة على طول شواطئها والتي تندمج مع الطبيعة المحيطة بها بالأكشاك المصنوعة من الأخشاب وجريد النخيل المعدة لإقامة السائحين. وكذلك تشتهر نويبع بغناها بالمعالم السياحية البديعة والطبيعة الصحراوية البدوية الساحرة التي تتخللها الكهوف والسهول المدمجة في هدوء مياه البحر الأحمر وتتعدد بها الأودية التي تشكل قطع فنية فريدة مثل وادي الشواشي أو وشواشي ووادي غربة. وتذخر نويبع بمواقع الغطس العميقة والضحلة التي تصلح لمحترفي ومبتدئي الغطس. ومن هذه المواقع المتميزة موقع تي ريف ومنطقة أبو لولو أو هيلتون هاوس وموقع أم أم رايشر وموقع بواكي ويشكل مخيم رأس شيطان أحد معالم المدينة الهامة. كما تضم المدينة عدة معالم أثرية منها قلعة نويبع وقلعة الترابين وتجمع نواميس

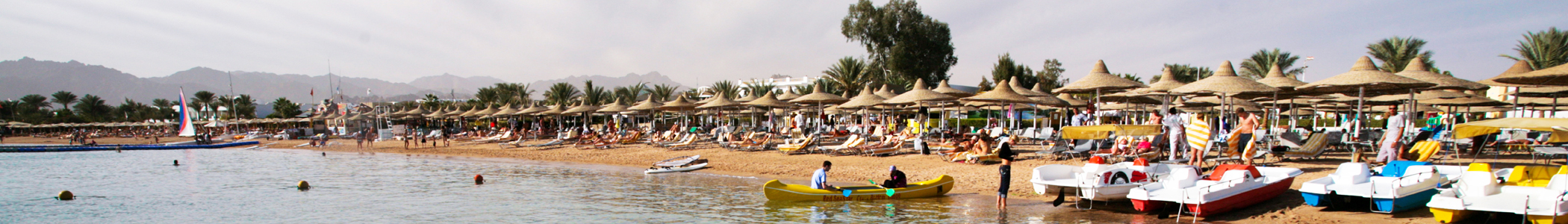
شاطئ شرم الشيخ

### البحر الأحمر

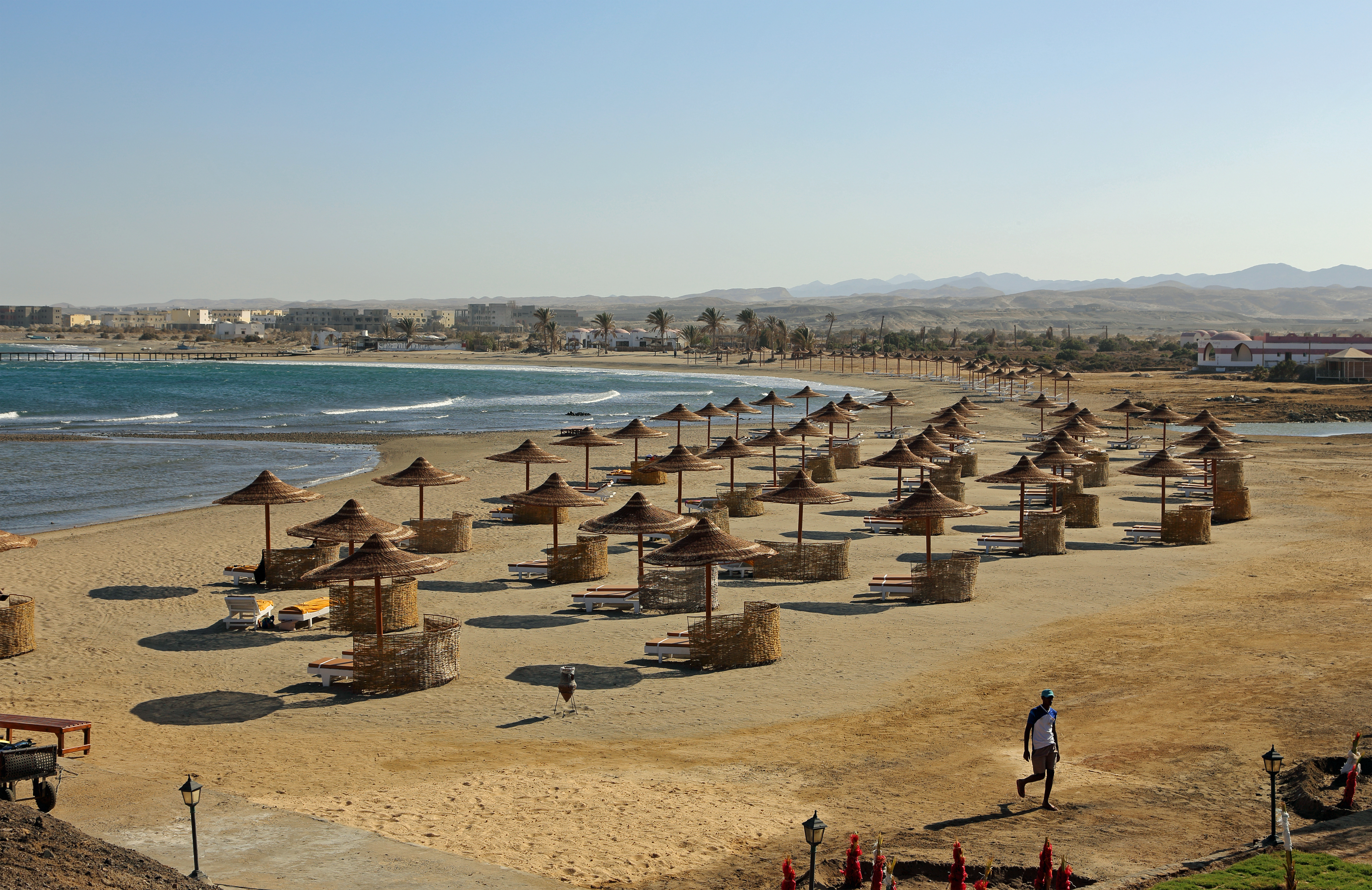
شاطئ مرسى علم.

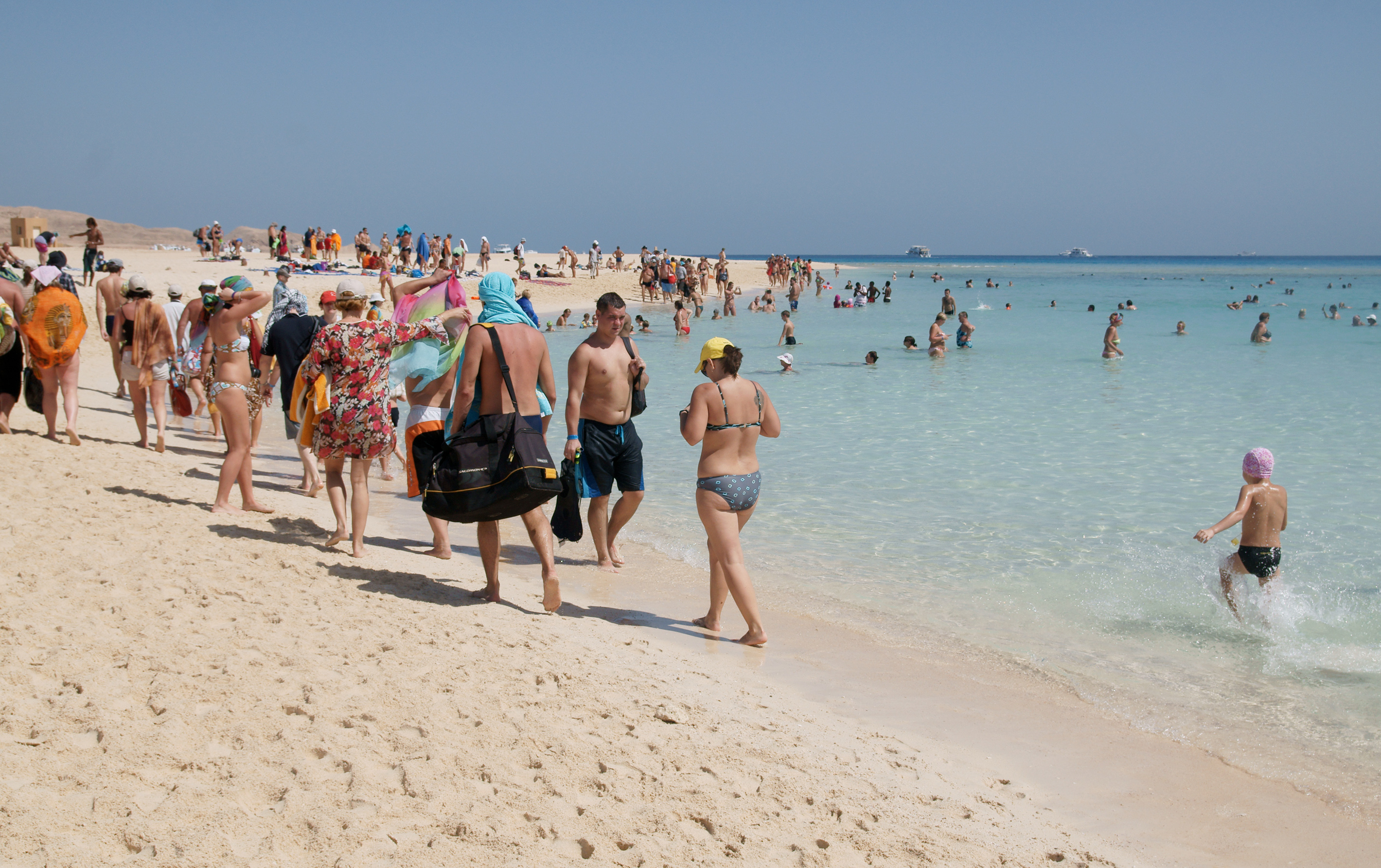
سياح أجانب على شاطئ الغردقة عام 2010.

تمثل مدينة الغردقة ذات الطابع السياحي قلب محافظة البحر الأحمر بما تملكه من مقومات جعلتها محط أنظار ووجهة محببة لعدد كبير من الجنسيات الأجنبية. ونظراً لطبيعة المدينة الساحلية أصبحت مقصداً عالمياً لسياحة الترفيه والاستجمام وممارسة الرياضات البحرية ففازت عام 2015 بجائزة أفضل وجهة سياحية عربية كما تم اختيارها لتكون المقر الإقليمي لمنظمة السياحة العربية. وتحظى المدينة بمكانة خاصة في قلوب هواة الغوص والرياضات المائية لانتشار مواقع الغوص والجزر والشعاب المرجانية والأسماك النادرة بسواحل وحدود المدينة ومنها شعاب بليندا وشعاب أبو قطرة وشعاب أبو نحاس وشعاب أم العش وشعاب أم قمر وشعاب العروف وشعاب طويلة وأبو نقاد وسيول. وشعاب كارلوس وجزر الجفتون وجزيرة أبو منقار وجزيرة شدوان وأبو رمادا  والفنادير ويتعدد بها المنتجعات وموانئ اليخوت السياحية في عدة مناطق وعلى مساحات شاسعة منها سوما باي ومكادي باي وسهل حشيش والجونة ومجاویش ومن معالمها الفنية والسياحية متنفس الصحراء ومسجد الميناء وضريح أبى الحسن الشاذلي ودير الأنبا أنطونيوس ودير الأنبا بولا وكاتدرائية الأنبا شنودة، ودير مارمينا كما تنتشر المئات من الألواح الهيروغليفية بوادي الحمامات ويقع بالمدينة أيضاً المعهد القومي لعلوم البحار والمصايد والجراند أكواريم أو متحف الأحياء المائية وتعدّ مدينة مرسى علم أحد الوجهات السياحية العالمية بما تحتضنه من منتجعات أميزها منتجع بورت غالب الذي جاء في المرتبة 24 من 41 وجهة سياحية رشحتها صحيفة نيويورك تايمز الأمريكية كأفضل الوجهات السياحية التي يمكن زيارتها خلال عام 2011 حول العالم، لما يتصف به المنتجع من هدوء وجمال الطبيعة البعيدة عن الملوثات وما يتمتع به المنتجع من خيارات للإقامة الفاخرة تتمثل في فنادق سياحية عالمية، وملعب للجولف ونادي لليخوت، ومباني سكنية ومجمعات تجارية وأماكن ترفيهية، ومارينا دولية فازت لخمس أعوام متوالية بلقب أفضل ميناء سياحي مصري.

### الساحل الشمالي

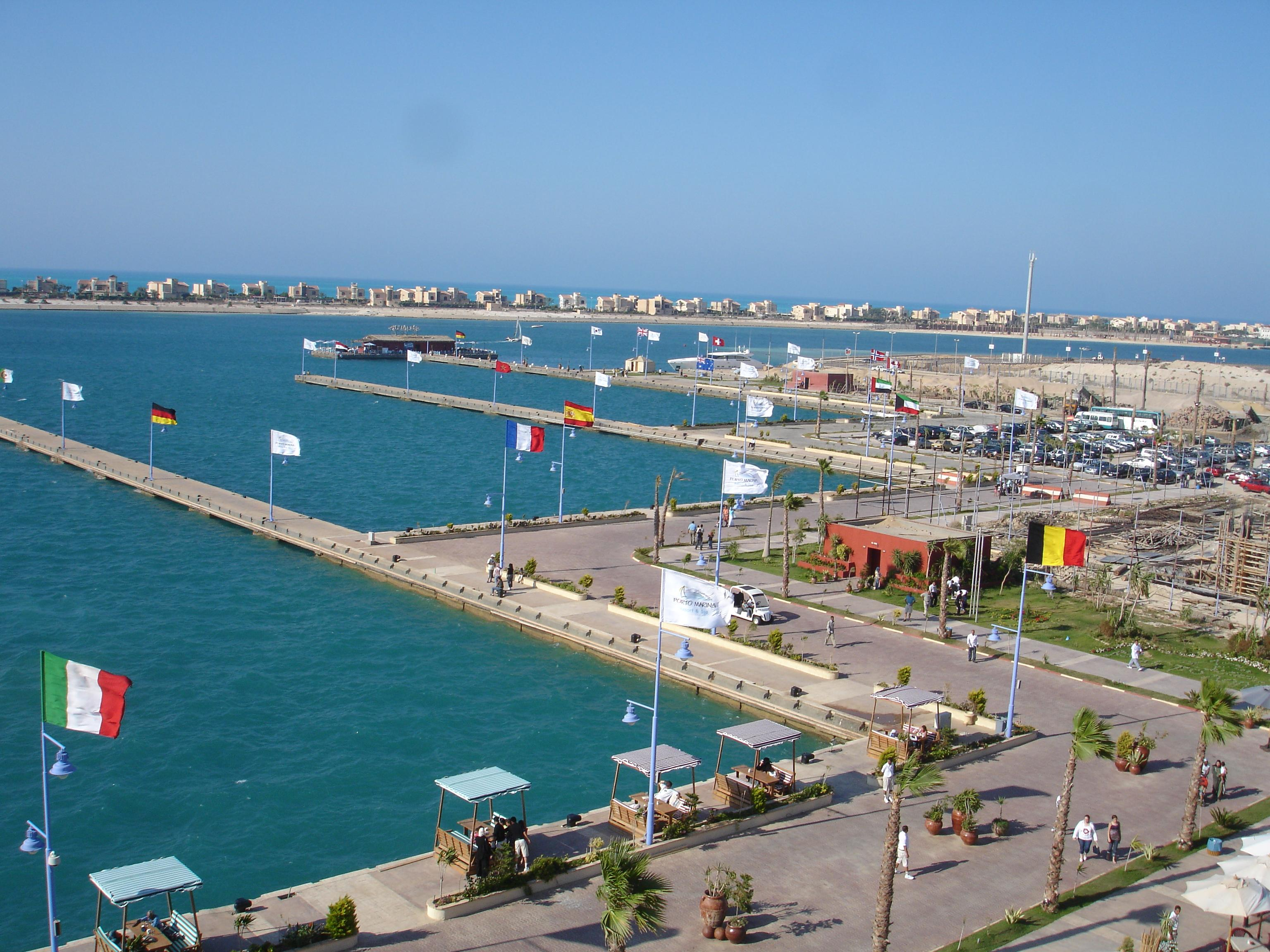
مرسى اليخوت ببورتو مارينا

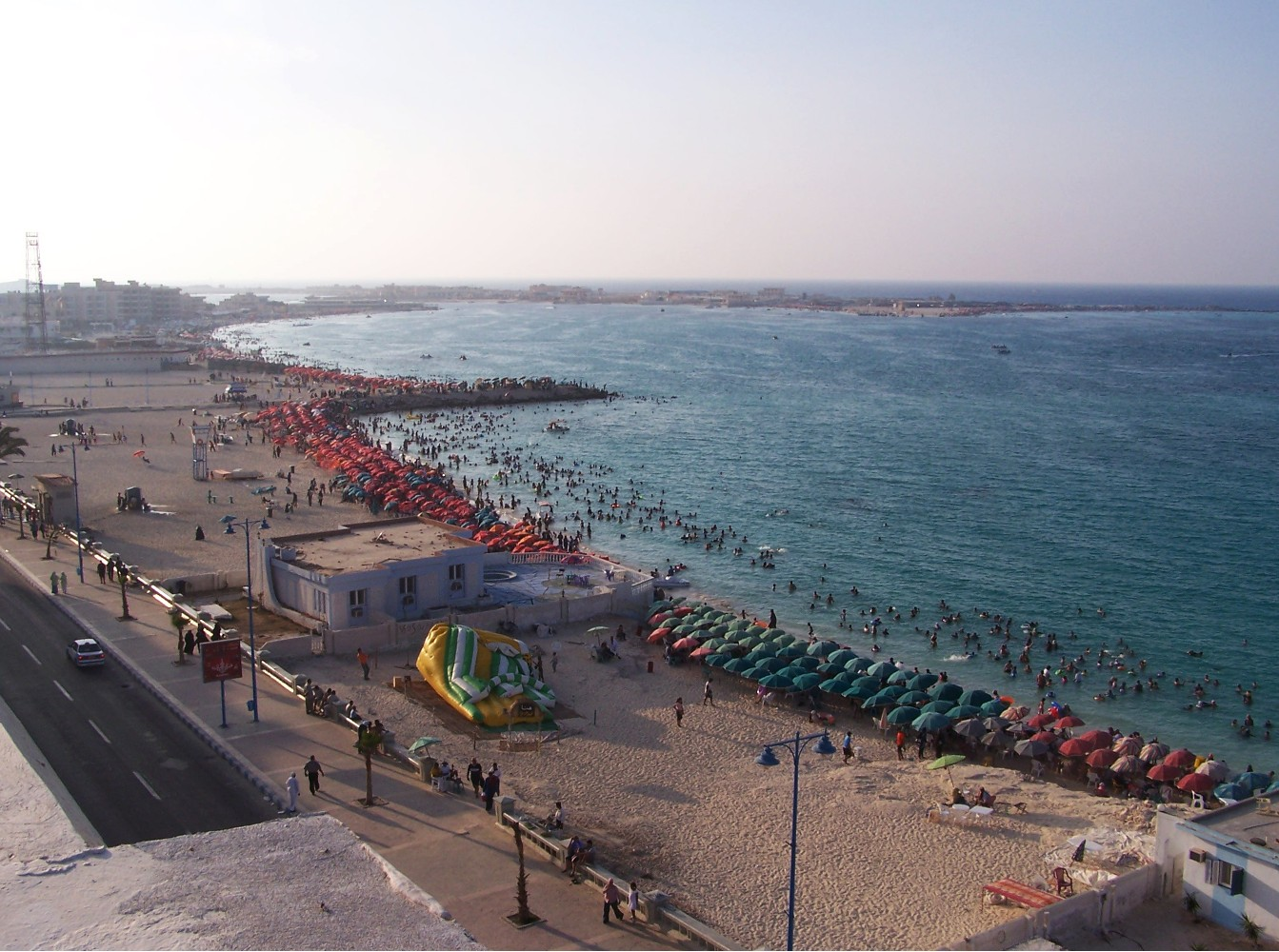
شاطئ مرسى مطروح

يمتد الساحل الشمالي على مسافة 1050 كم من مدينة رفح شرقاً إلى السلوم غرباً بأقصى شمال مصر على ساحل البحر الأبيض المتوسط، ويتميز بمياهه الزرقاء ورماله الذهبية الناعمة، وعلى عكس ساحل البحر الأحمر، لا يوجد بالساحل الشمالي المصري جبال أو مرتفعات وتتميز أرضه بأنها سهلية تنتشر بها بعض النباتات والحشائش القصيرة. إلا أن عبارة الساحل الشمالي في مصر اصطلح إطلاقها عموماً على المنطقة الغربية من الساحل الشمالي اعتباراً من مدينة العلمين وحتى مرسى مطروح، وخاصة المنتجعات السياحية الواقعة بمارينا العلمين. تعد مدينة العلمين مقصداً سياحياً دولياً خصوصاً للدول التي شاركت بالحرب العالمية الثانية حيث يرقد بأرضها رفات ضحايا معركتي العلمين الأولى والثانية التي درات بين قوات دول الحلفاء والمحور. وتنقسم تلك المقابر ما بين مقبرة الكومنولث التي تضم رفات 7367 ضحية من بريطانيا ونيوزيلاندا وأستراليا وجنوب أفريقيا وفرنسا والهند وماليزيا، والمقابر الإيطالية التي يرقد فيها رفات 4634 جندي، والمقابر الألمانية التي تضم رفات 4280 جندي. ويقع بالعلمين أيضاً متحف العلمين العسكري، ومتحف مارينا العلمين، فيما ينتشر بها المنتجعات السياحية الراقية التي تعد درة وقلب الساحل الشمالي المصري ومنها منتجع مراسي بمنطقة سيدي عبد الرحمن، ومنطقة مارينا السياحية التي تضم عدة منتجات سياحية أشهرها بورتو مارينا، وتشتمل على المئات من المساكن المصيفية والشاليهات وعدد من المطاعم والفنادق ومركز تجاري، وتمثل حالياً أحد أبرز المنتجعات السياحية الصيفية المصرية والأكثر إقبالاً لما تزخر به من وسائل الترفيه والراحة بجانب الصفات الطبيعة الساحرة. ويستمتع عدد ضخم من الوافدين بشواطئ مدينة مرسى مطروح التي أشهرها شاطئ مطروح العام، رومل، الفيروز، العوام، الليدو، الغرام، كليوباترا، مينا حشيش، الرميلة، الأبيض، الأصيل، عجيبة.

### الصعيد والنوبة

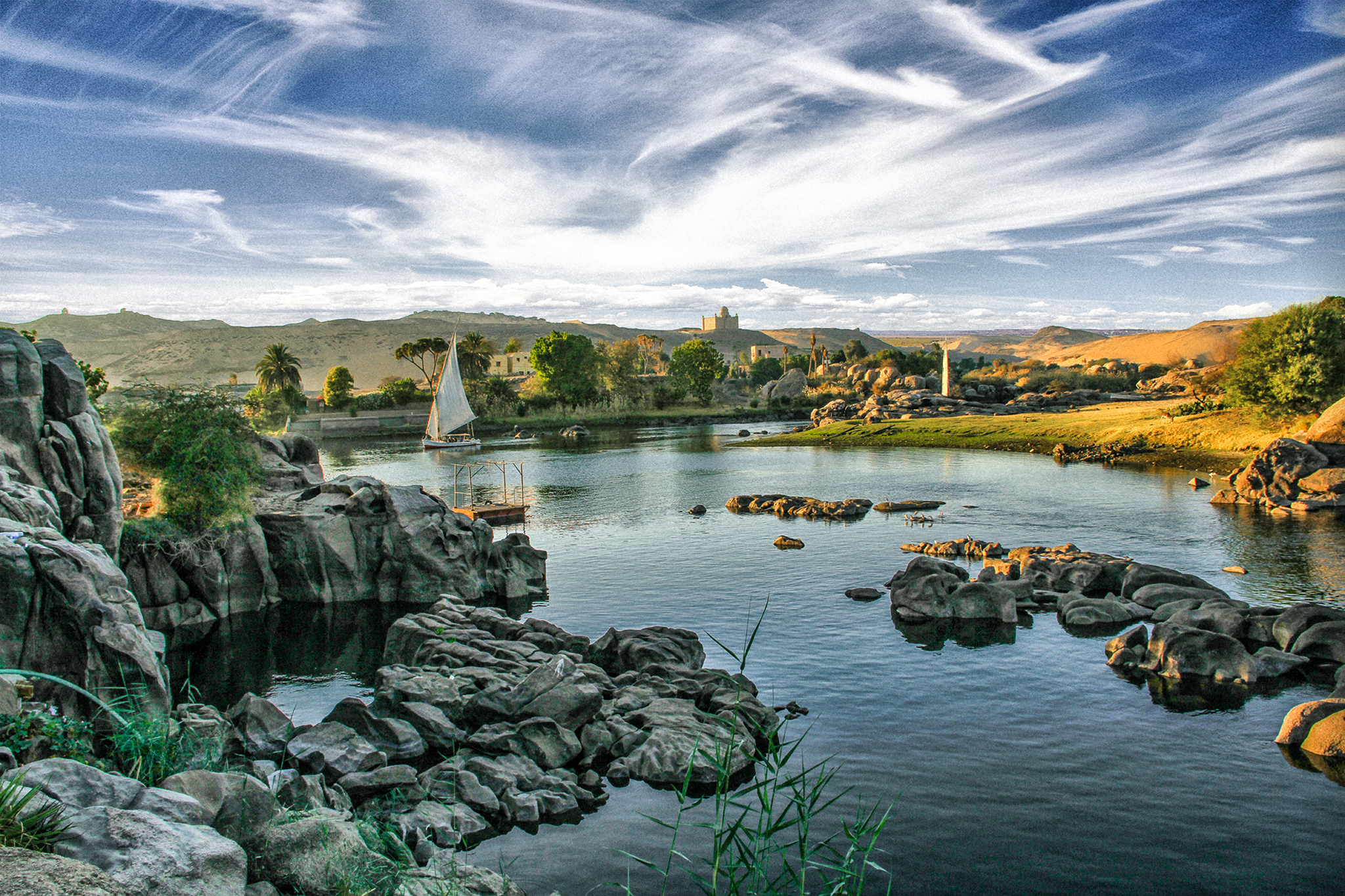
النيل في أسوان

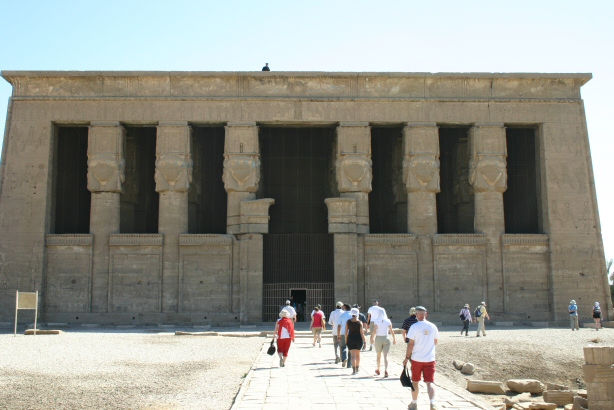
معبد دندرة بقنا

تنتشر المعالم الأثرية والسياحية بمدن النوبة التي لا يكاد يخلو فيها مكان من مشاهد الحضارة المصرية القديمة. وعلى طول صعيد مصر شيدت المعابد والأهرام والأديرة والمساجد التاريخية وحديثاً بنيت المتاحف لحفظ وعرض التراث المصري القديم. فبسوهاج يقع معبد سيتي الأول أو معبد أبيدوس، معبد رمسيس الثاني الذي يضم تمثال ميريت آمون، الدير الأحمر، دير الأنبا شنودة، كنيسة أبى سيفين، المسجد الصيني. وبالمنيا تقع منطقة تل العمارنة التي تمثل عاصمة مصر في عهد الملك إخناتون، منطقة بني حسن الأثرية، منطقة تونة الجبل، منطقة الأشمونين، مدينة هيرموبوليس، مقبرة بيتوسريس، متحف ملوي، كنيسة ملوي، قصر عبد المجيد باشا، قصر فورتنية. وبقنا يقع معبد دندرة، معبد الحيطة، معبد قوص، آثار نجع حمادي، معبد قفط. وتحتضن بني سويف أحد الأهرام المصرية القديمة وهو هرم ميدور بمنطقة آثار ميدوم، ويقع بها منطقة آثار أبوصير، منطقة آثار المضل، دير الحمام، الجامع الكبير بدلاص.
وجنوباً بمنطقة النوبة تبرز مدينة الأقصر كأيقونة المدن المصرية القديمة وكمتحف مفتوح ومن أشهر معالمها معبد الأقصر، معبد الكرنك، معبد حتشبسوت، معبد الرمسيوم، معبد مدينة هابو، مقابر وادي الملوك والملكات، متحف الأقصر. فيما تمثل مدينة أسوان قلب الجمال الطبيعي والأثري بالمنطقة بجزرها النيلية وبما تضمه من معالم أثرية مبهرة أبرزها جزيرة إلفنتين بحدائقها الرائعة وما تحويه من قطع أثرية ثمينة، وجزيرة فيلة التي تفصل نهر النيل إلى قناتين وشيد عليها معبد فيلة الذي تم نقلة إلى جزيرة أنجيليكا، وجزيرة إيزيس، وضريح أغاخان المستوحى من العمارة الفاطمية في القاهرة، بحيرة ناصر التي تعد أكبر بحيرة من صنع البشر في العالم، معبد أبو سمبل الذي شيده رمسيس الثاني ليتمّ تسليط ضوء الشمس على الغرف الداخلية به مرّتين كل عام الأولى في ذكرى اعتلائه العرش، والثانية يوم ميلاده، معبد كلابشة وهو معبد مصري قديم مكرس للإله مانودليس أُعيد بناؤه في العصر الإغريقي الروماني، معبد بيت الوالي وكشك كيرتاسي، معبد وادي السيبو ومعبد الدر ومقبرة بنوت، فيما يظهر متحف النوبة كعلامة مميزة للمدينة والذي شيد بغرض حفظ الآثار المصرية القديمة وعرضها بطريقة حديثة وعلمية.

### واحات مصر

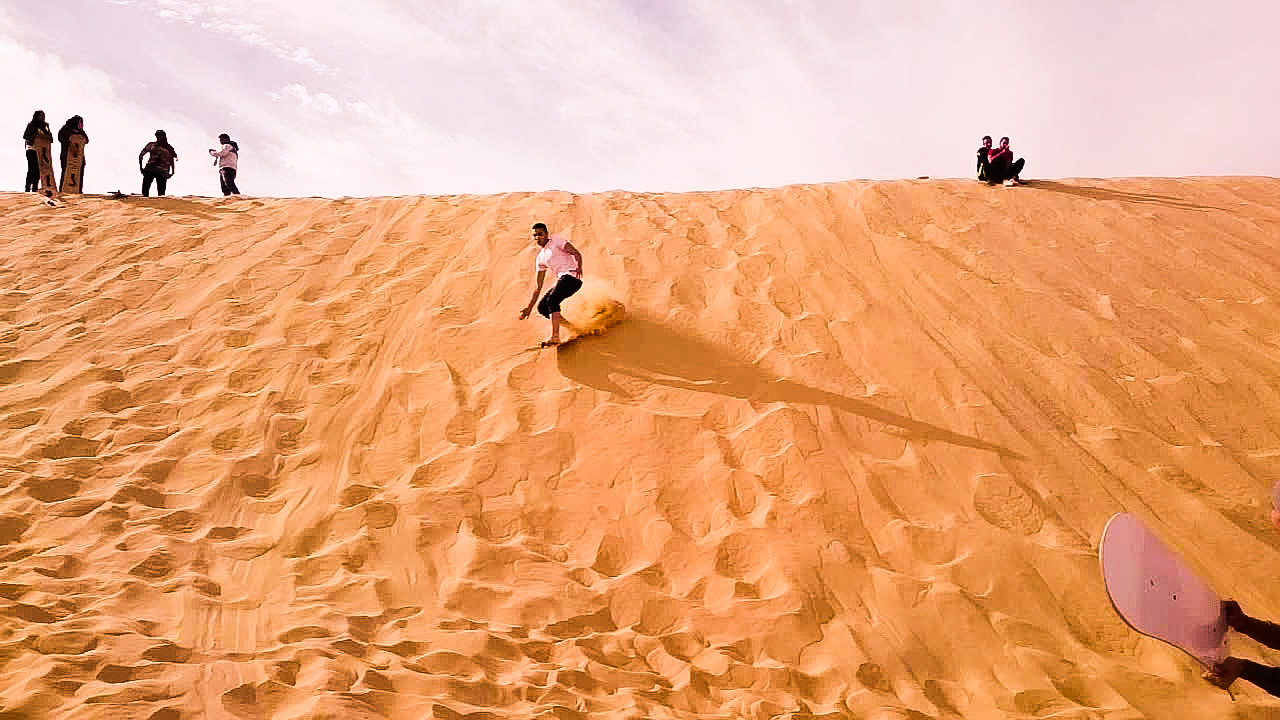
التزلج على الرمال بوادي الريان.

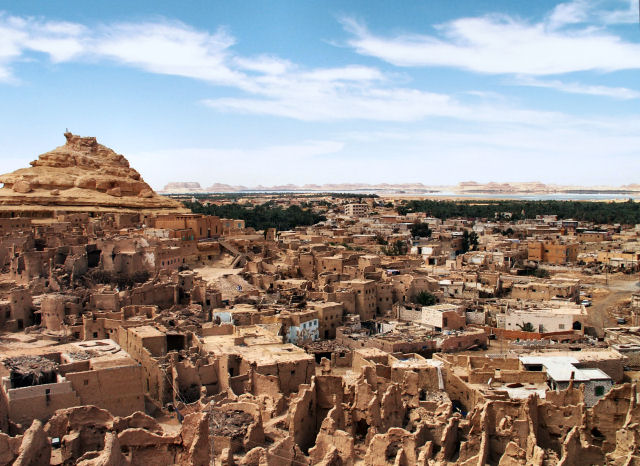
قلعة شالي الأثرية بواحة سيوة.

حبى الله مصر بعدد غير قليل من الواحات التي ما زالت تحتفظ برونقها وجمالها الطبيعي إلى الآن بعيداً عن صخب المدينة، بما فيها من عيون وآبار وينابيع وأشجار ووديان وهضاب وسحر الطبيعة الصحراوية، وتمتلئ العيون الطبيعية المنتشرة بالواحات بالمياه الكبريتية الدافئة الصالحة للاستشفاء من الأمراض الروماتيزمية، ويفد إليها الزائرين من هواة رحلات السفاري والسهرات البدوية الغنائية. للاستمتاع ومشاهدة المعالم الطبيعية والسياحية فبواحة سيوة تقع أطلال قصر شالي، معبد الوحي الذي زاره الإسكندر الأكبر، معبد آمون، ضريح سليمان، جبل الموتى، بحيرة فطناس، حمام كليوباترا، مركز سيوة لتوثيق التراث، صحاري بحر الرمال العظيم. وتضم واحة الفيوم وادي الريان، وادي الحيتان، محمية قارون، قصر قارون، قصر الصاغة، منطقة أم البريجات الأثرية، منطقة أم الأثل، أطلال كرانيس الأثرية، أطلال ديمية السباع، مقابر اللاهون، هرم اللاهون، هرم هوارة، دير العزب، السبع سواقي. وتعدّ واحة الخارجة مكان مثالي للقيام برحلة سفاري شيقة في الصحراء الغربية، وزيارة الأماكن المصرية القديمة مثل معبد هيبس، معبد دوش، مقابر البجوات، دير الكاشف، قصر اللبخة، دابشية، قلعة أم الدباديب، دير منيرا، معبد نادورا، معبد قصر الزيان، كنيسة السلام الأثرية، مقبرة الأمير خالد الأثرية، متحف آثار الوادي الجديد. وتعدّ الواحات الداخلة من أكثر الواحات المصرية جذباً للسياح، وتحتوي وحدها على أكثر من 500 ينبوع ساخن مثل بئر طرفاوي وبئر الجبل إلى جانب بقايا مدن يعود تاريخها إلى القرون الوسطى مثل قريتي القصر وبلاط، وعين السبيل، وتتوسط الواحة مدينة موط التي تعود إلى العصور الفرعونية. وتتميز واحة الفرافرة بالعزلة في الصحراء الغربية، التي يغلب عليها اللون الأبيض بفضل تكويناتها الصخرية الطبشيرية العجيبة، وينتشر بصحرائها الجبال الكرستالية والصخور التي تتغذ عدة أشكال مألوفة. كما يقع بها متحف بدر وقصر الفرافرة وينابيع بئر سيتا الساخنة وبحيرة المفيد. وتمتد الواحات البحرية على مساحة شاسعة من الصحراء التي تحيط بها تلال سوداء من أحجار الكوارتز اشتهرت باسم الصحراء السوداء. كما تضم عدداً كبيراً من الأماكن المذهلة مثل مقابر البطليمية، متحف الباويطي، جبل الدست وجبل المغرفة، أسود الطين، البحيرة المالحة.

## الأزمات والمؤثرات السلبية

### تأثير الحوادث الإرهابية
كان للتهديدات الأمنية أثراً مستمراً على قطاع السياحة المصري على مدى السنوات العشرين الأخيرة. حيث قُتل 58 سائحاً أجنبياً عام 1997 في حادث الأقصر، فيما أودى حادث سيناء بحياة 32 شخصاً معظمهم من الأجانب عام 2004، وأسفر حادث القاهرة عام 2005 عن مقتل وإصابة عدد من السياح الأجانب بوسط القاهرة، وتسبب حادث شرم الشيخ عام 2005 في مقتل 88 شخصاً معظمهم مصريون، كما أودى حادث دهب عام 2006 بحياة 23 شخصاً معظمهم مصريون، ووقع سياح مكسيكيين عام 2015 ضحية لهجوم خاطئ من قوات الأمن المصرية أثناء توغلهم بمنطقة محظورة معتقدة أنهم مجموعة إرهابية، وذلك بخلاف الحرب التي تشنها قوات الأمن المصرية على الإرهاب في سيناء، والأنباء التي تتناقلها وسائل الإعلام المحلية والأجنبية عن سقوط ضحايا بين فترة وأخرى من الجانبين. تسببت تلك الحوادث المتعاقبة بإحداث خسائر فادحة بقطاع السياحة المصري نظراً لتحذير السفارات الأجنبية ودول الضحايا من السفر لمصر في تلك الأوقات ودعوة سائحيها بمصر إلى العودة لبلادهم.

### تأثير الأحداث السياسية

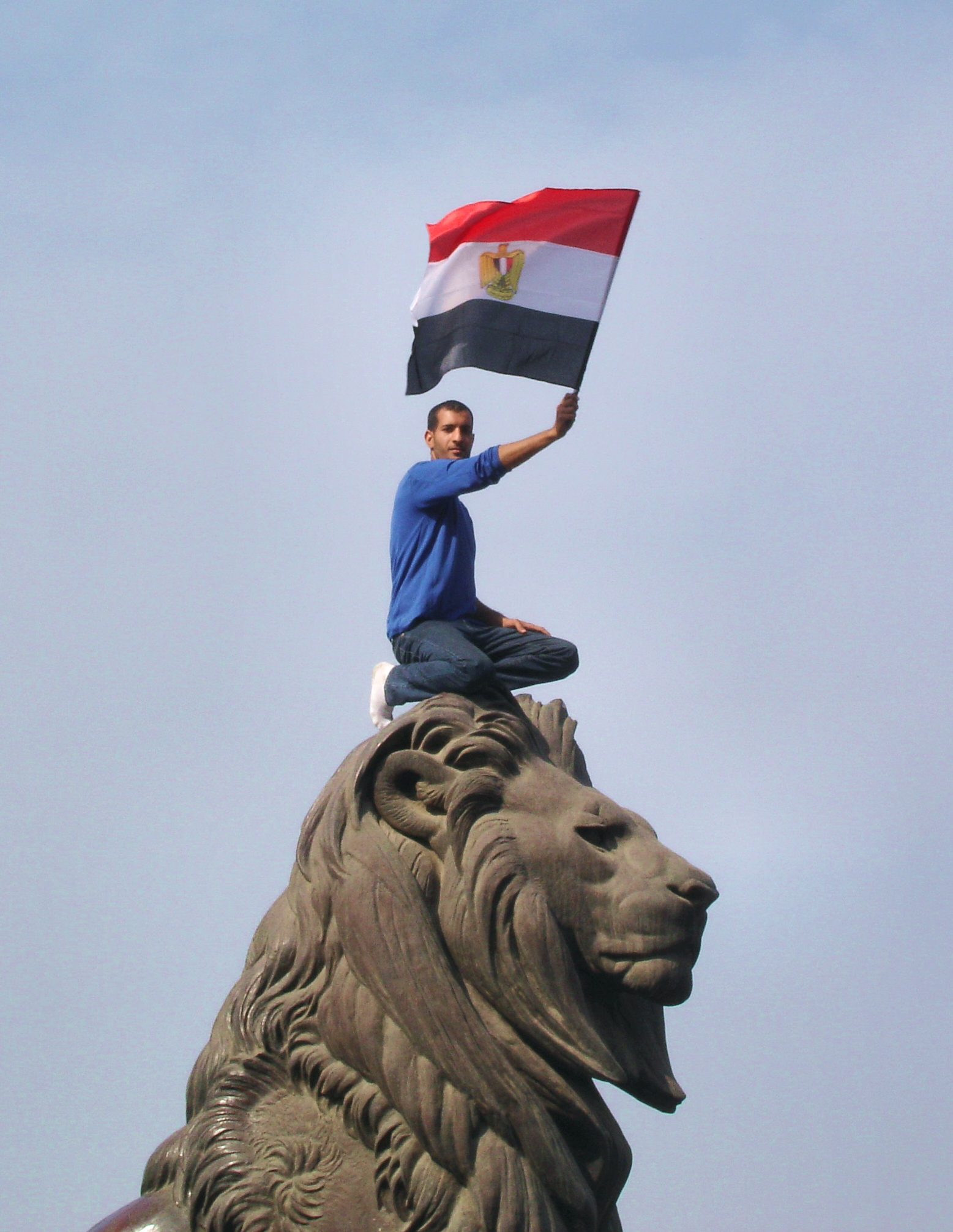
أحد المحتجين أثناء ثورة 25 يناير فوق أسد كوبري قصر النيل.

كان للأحداث السياسية المتعاقبة التي بدأت مع ثورة 25 يناير وتخللها هجمات على صحفيين أجانب مثل البريطانية نتاشا سميث والجنوب إفريقية لارا لوجان في ميدان التحرير بالقاهرة ثم أحداث 30 يونيو التي أعقبها اعتداءات على منشآت الدولة الحيوية، أثر ملحوظ على قطاع السياحة في مصر بشكل سلبي. حيث تراجع عدد السياح خلال ثورة 25 يناير بأكثر من 37% في ذلك العام، منخفضا من 14.7 مليون في 2010 إلى 8.8 مليون فقط في نهاية عام 2011، مما أثر على نطاق واسع من الأعمال المعتمدة بشكل مباشر أو غير مباشر على السياحة، من خدمات الضيافة والسكن والنقل والسفر والرحلات.
في عام 2013 احتلت مصر المرتبة 85 بين دول العالم في مجال السياحة والسفر، متراجعة عن المركز 75 الذي كانت تحتله عام 2011. وبنهاية الشطر الأول من عام 2014 انخفض عدد السياح مرة أخرى بنسبة 25% مقارنة بذات الوقت من عام 2013، وانخفضت عائدات قطاع السياحة بنسبة 25% أيضاً. إلا أنها عادت لتتقدم قليلاً عام 2015 محتلة الموقع 83.

### تأثير حوادث الطرق
تعد مشكلة حوادث الطرق في مصر من أكبر معوقات الجذب السياحي، حيث تسببت الزيادة في الخسائر البشرية في المواطنين المصريين والسياح الأجانب نتيجة التعرض لحوادث الطرق في انخفاض نسبة الإقبال السياحي الأجنبي بمصر، نظراً لما تسببه من معاناة إنسانية كبيرة لضحايا الحوادث وأسرهم، فضلاً عن التأثير الضار على الممتلكات العامة والخاصة ومبالغ التأمين والتعويضات. وبلغ عدد حوادث الطرق التي وقعت خلال الفترة ما بين يناير 1990 وأكتوبر 2008 حوالي 426.4 ألف حادث، أسفرت عن مقتل نحو 100.9 ألف شخص، وإصابة 440 ألف مصاب تقريباً. فيما يبلغ معدل الوفيات بسبب حوادث السيارات في مصر 222 حالة وفاة لكل 1000 كم من الطرق، مقارنة بالمتوسط العالمي الذي يتراوح ما بين 4 إلى 20 حالة وفاة. كما تقدر تكلفة تلك الحوادث بحوالي 16 مليار جنيه سنوياً.

### تأثير حوادث الطيران

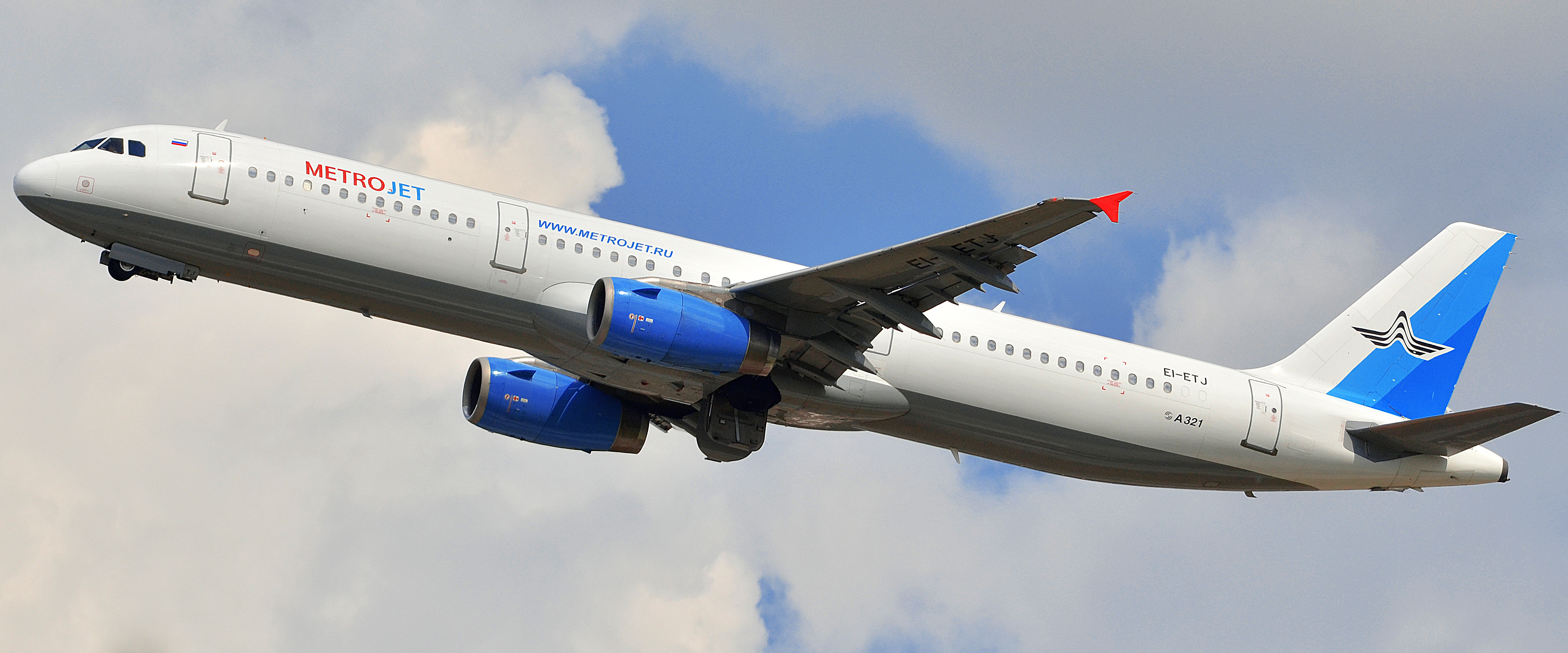
الطائرة الروسية المنكوبة.

أثارت حوادث الطيران بمصر على مدار الأعوام السابقة حالة من الحذر والترقب لدى السائحين من السفر إلى مصر. أبرز تلك الحوادث تتمثل في كل من حادث الرحلة 604 التابعة لخطوط فلاش الجوية المصرية سنة 2004 حين اصطدمت طائرة من نوع بوينغ 737 كلاسيك بمياه البحر الأحمر بعد وقت قصير من إقلاعها من مطار شرم الشيخ الدولي، ما تسبب في مقتل جميع من كان على متن الطائرة ومن بينهم عدد كبير من السياح الأجانب. حادث سقوط منطاد الأقصر السياحي الذي وقع عام 2013 ويعد أسوأ حادث مسجل في تاريخ البالونات الطائرة لما نتج عنه من مقتل 19 شخص جميعهم من السائحين الأجانب. حادث الرحلة 9268 الذي وقع في أكتوبر 2015 لطائرة روسية من نوع إيرباص إيه 321 وهي في طريقها من شرم الشيخ إلى سان بطرسبورغ، وكان له أثر بالغ على قطاع السياحة المصري وخصوصاً في منطقة سيناء، حيث أدى إلى عزوف السياح الروس عن زيارة مصر والذين كانوا يمثلون السواد الأعظم من زائري منتجعات شرم الشيخ مما أضر بشدة باقتصاد المدينة الذي يعتمد بشكل رئيسي على السياحة. حادث الرحلة 804 الذي وقع في مايو 2016 لطائرة مصرية داخل المجال الجوي المصري أثناء قدومها من مطار باريس شارل ديغول في فرنسا إلى مطار القاهرة وعلى متنها 66 راكباً.

معدل نمو إجمالي الناتج المحلي العالمي عام 2009.

### تأثير الأزمة المالية العالمية
بدأ الاقتصاد العالمي منذ سبتمبر 2008 في مواجهة أزمة مالية استثنائية، أسفرت عن حالة من الركود الاقتصادي العالمي، بدأت من الولايات المتحدة ثم انتقلت إلى أوروبا ودول العالم المتقدم، وكان الأقل تأثراً بها الدول الأقل نمواً ومنها مصر. وتمشياً مع الهبوط في الحركة السياحية العالمية التي تأثرت بالأزمة المالية، تعرض الطلب على السياحة في مصر لتراجع ملموس خلال تلك الفترة، مما أصاب سلباً أعداد السائحين الدوليين وعدد الليالي في قطاع السياحة المصري وأدى إلى تباطؤ في الحركة السياحية أثناء احتداد الأزمة.

## الإحصائيات
تعدّ أوروبا الغربية هي المصدر الأكبر للسياح إلى مصر يليها أوروبا الشرقية ثم منطقة الشرق الأوسط وأفريقيا وتظل الولايات المتحدة والجنسيات الأخرى في ذيل تلك القائمة من حيث عدد الوافدين إلى مصر. وقديماً كانت مصر تعتمد على التراث الثقافي والأثري لجذب السائحين، ولكن منذ التطور الملحوظ الذي شهدته مناطق المواقع السياحية في البحر الأحمر وجنوب سيناء أصبحت السياحة الترفيهية تمثل السبب الرئيسي للزيارة.

### تطور نسبة الإيرادات السياحية إلى الناتج المحلي
| العام المالي   | 2008/2009 | 2009/2010 | 2010/2011 | 2011/2012 | 2012/2013 | 2013/2014 | ملاحظات |
| النسبة المئوية | 5.5       | 5.3       | 4.5       | 3.6       | 3.6       | 1.8       | :8      |

### التوزيع النسبي للسائحين وفقاً لأماكن الزيارة خلال عام 2013

الدخل من السياحة (1982 – 2003)

| المنطقة        | الأقصر | أهرام الجيزة | أسوان | القاهرة | المتحف المصري | الإسكندرية | جنوب سيناء | المتحف القبطي | أخرى | ملاحظات |
| النسبة المئوية | 22.6   | 18.7         | 14.9  | 11.6    | 8.5           | 6.9        | 4.5        | 3.1           | 8.3  | :10     |

### التوزيع النسبي للسائحين الوافدين إلى مصر
| العام          | 2008                                               | 2009                                               | 2010                                               | 2011                                               | 2012                                               | 2013                                               | ملاحظات |
| النسبة المئوية | أوروبا 75.0 الشرق الأوسط 13.1 أفريقيا 3.1 آسيا 4.8 | أوروبا 75.1 الشرق الأوسط 12.5 أفريقيا 3.6 آسيا 4.5 | أوروبا 75.9 الشرق الأوسط 12.0 أفريقيا 3.3 آسيا 4.8 | أوروبا 73.2 الشرق الأوسط 15.4 أفريقيا 4.4 آسيا 3.9 | أوروبا 73.0 الشرق الأوسط 17.0 أفريقيا 3.7 آسيا 3.6 | أوروبا 73.7 الشرق الأوسط 15.8 أفريقيا 4.2 آسيا 3.5 | :10     |

### العائدات السياحية
| السنة | العدد الكلي للسياح "القيمة بالمليون" | السنة | العدد الكلي للسياح "القيمة بالمليون" |
| ----- | ------------------------------------ | ----- | ------------------------------------ |
| 2004  | 8.1:17                               | 2013  | 9.5                                  |
| 2005  | 8.6:17                               | 2014  | 9.9                                  |
| 2006  | 9.1:17                               | 2015  | 9.3                                  |
| 2007  | 11.1:17                              | 2016  | 5.4                                  |
| 2008  | 12.8:17                              | 2017  | 8.3                                  |
| 2009  | 12.5:17                              | 2018  | 11.3                                 |
| 2010  | 14.7                                 |       |                                      |
| 2011  | 9.8                                  |       |                                      |
| 2012  | 11.5                                 |       |                                      |

| السنة     | إجمالي العائدات "القيمة بالدولار" | السنة     | إجمالي العائدات "القيمة بالدولار" |  |  |
| --------- | --------------------------------- | --------- | --------------------------------- |  |  |
| 2004/2005 | 6.4 مليار                         | 2013/2014 | 5.1 مليار                         |  |  |
| 2005/2006 | 7.2 مليار                         | 2014/2015 | 7.4 مليار                         |  |  |
| 2006/2007 | 8.2 مليار                         | 2015/2016 | 3.8 مليار                         |  |  |
| 2007/2008 | 10.8 مليار                        | 2016/2017 | 4.4 مليار                         |  |  |
| 2008/2009 | 10.5 مليار                        | 2017/2018 | 9.8 مليار                         |  |  |
| 2009/2010 | 11.6 مليار                        | 2018/2019 | 12.6 مليار                        |  |  |
| 2010/2011 | 10.6 مليار                        | 2019/2020 | 9.86 مليار                        |  |  |
| 2011/2012 | 9.4 مليار                         | 2020/2021 | 4.9 مليار                         |  |  |
| 2012/2013 | 9.8 مليار                         | 2021/2022 | 10.7 مليار                        |  |  |

## معرض صور

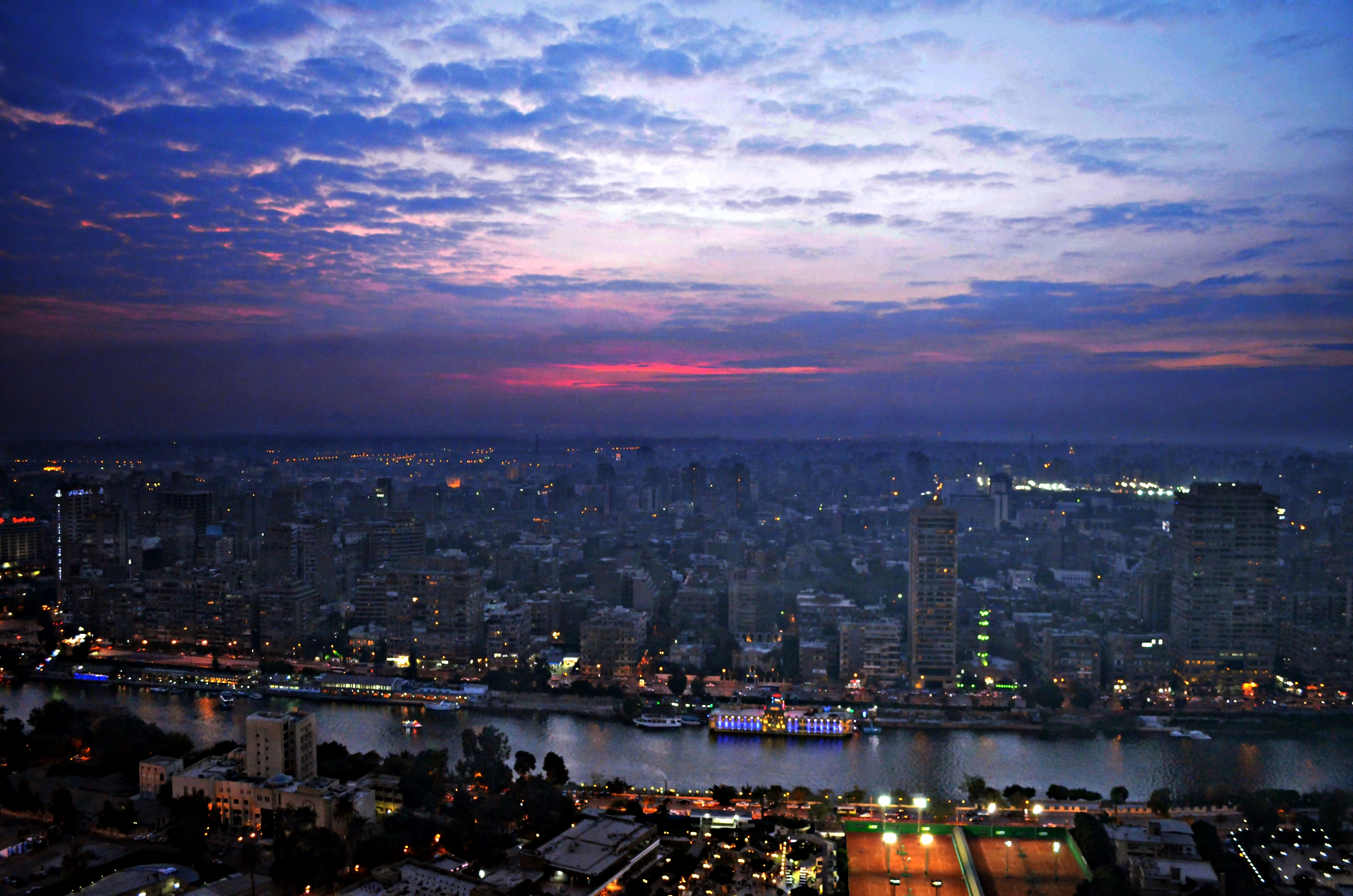
الغروب بمدينة الجيزة
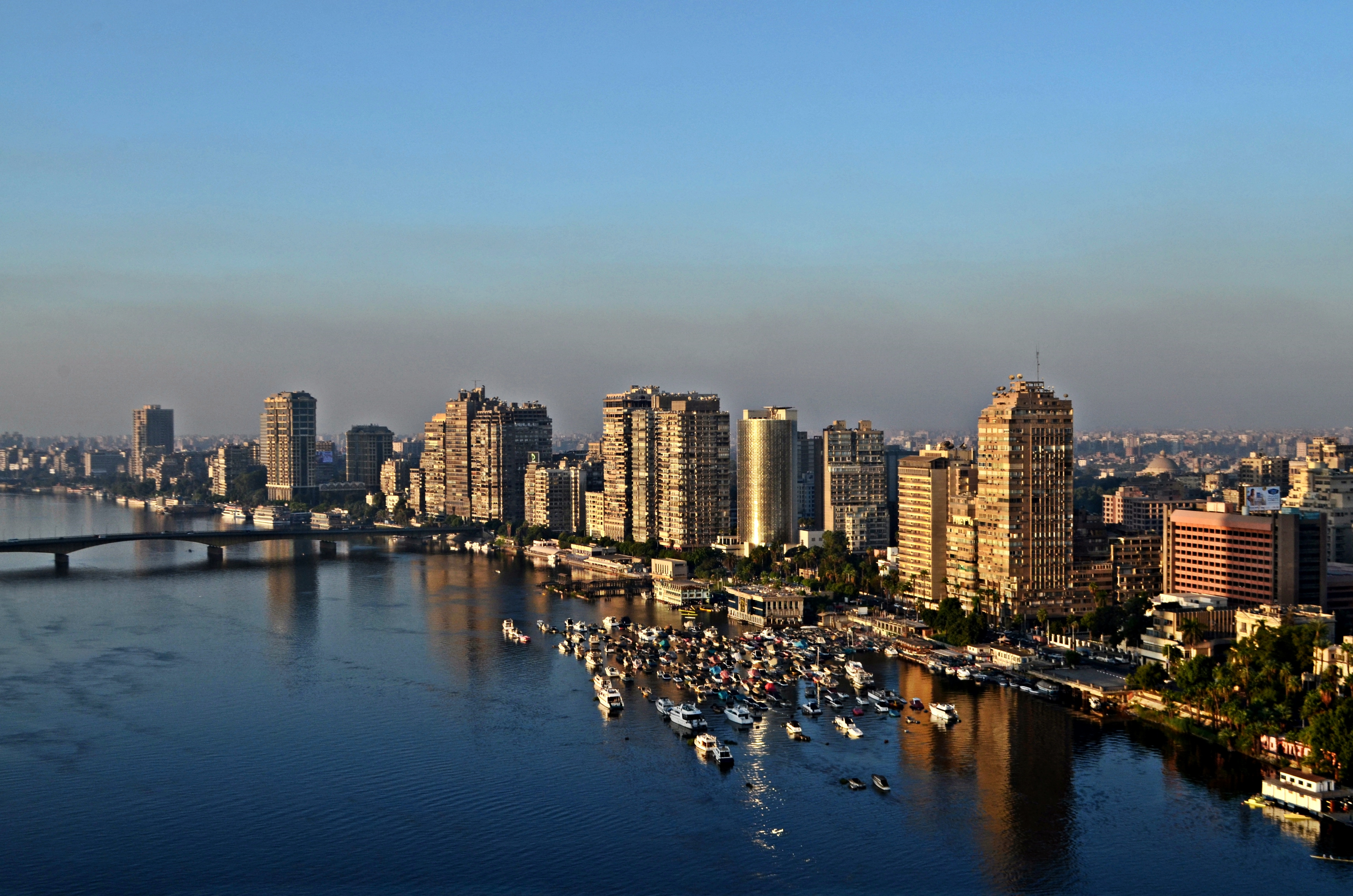
كورنيش النيل بمدينة الجيزة
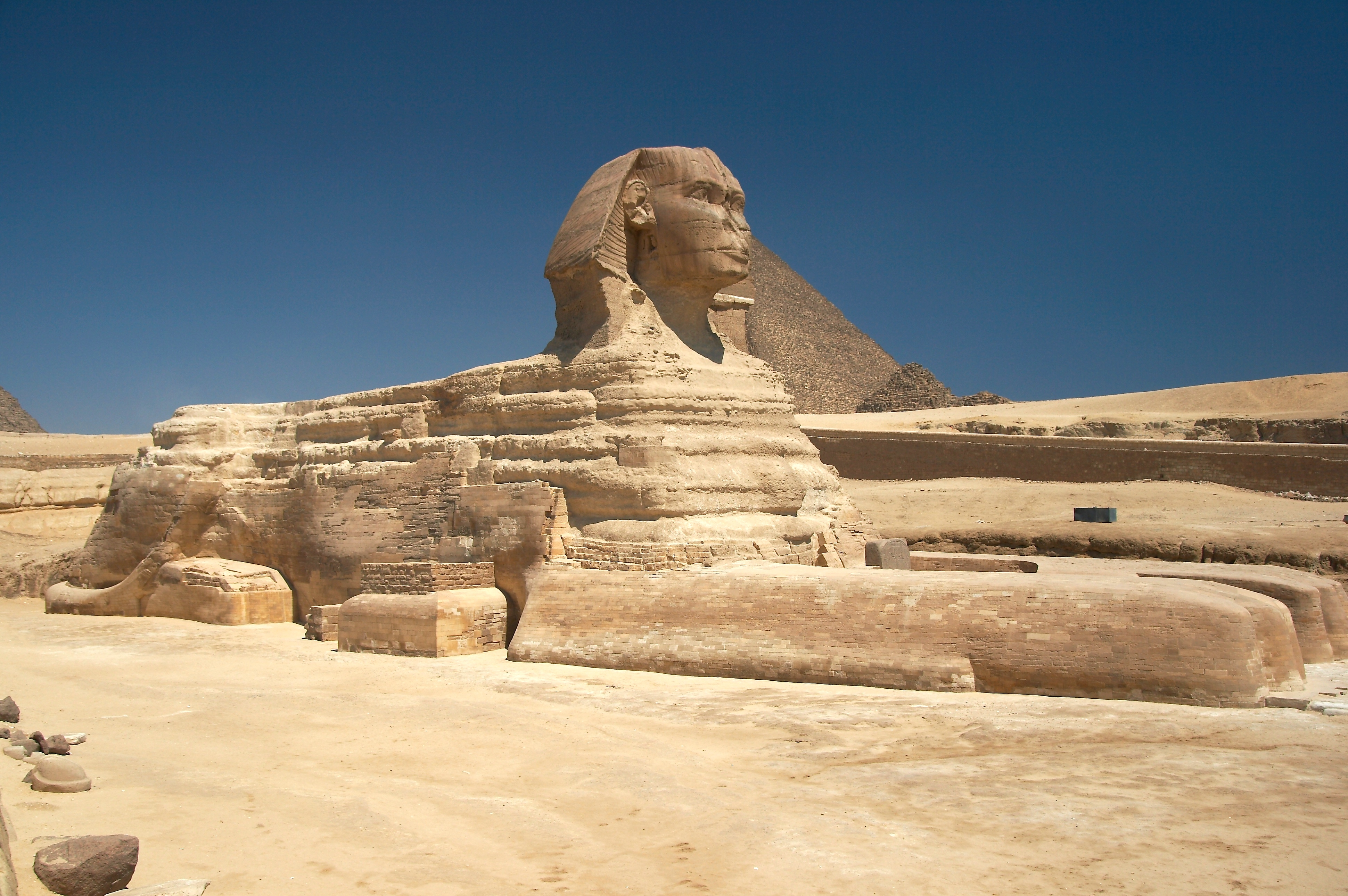
أبو الهول "الجيزة"
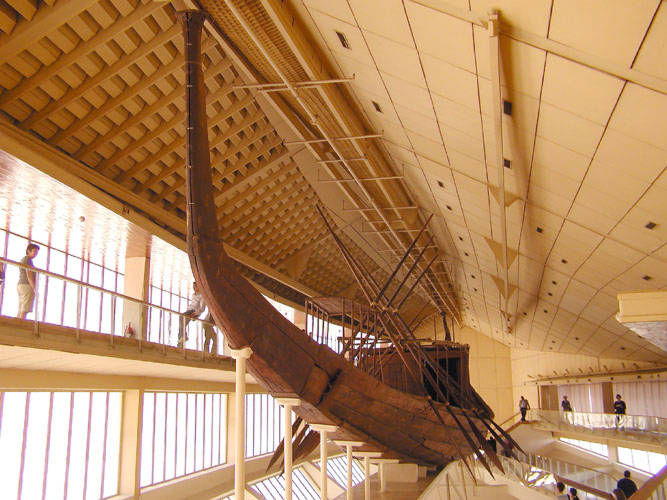
مراكب الشمس "الجيزة"
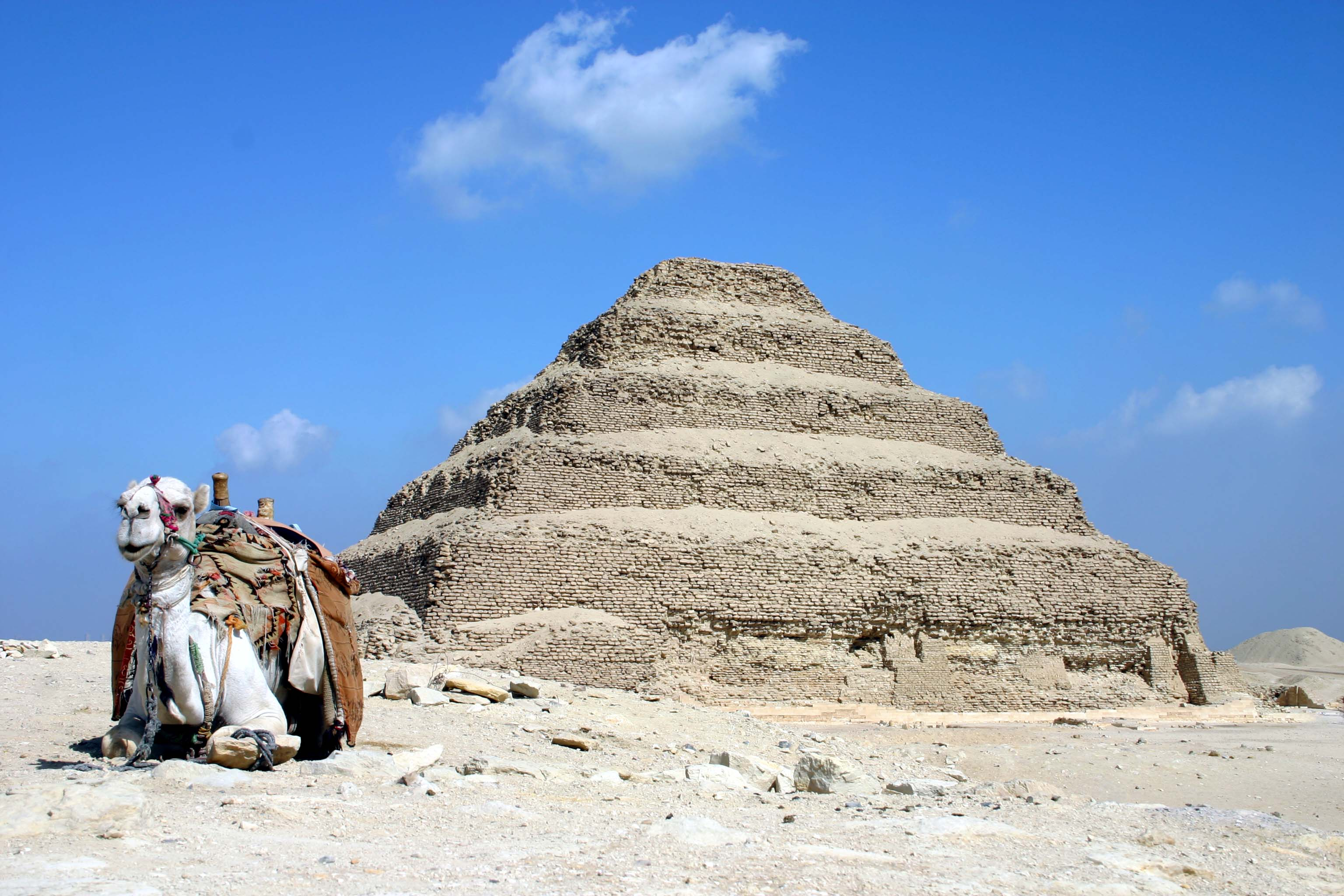
هرم زوسر "سقارة، البدرشين"
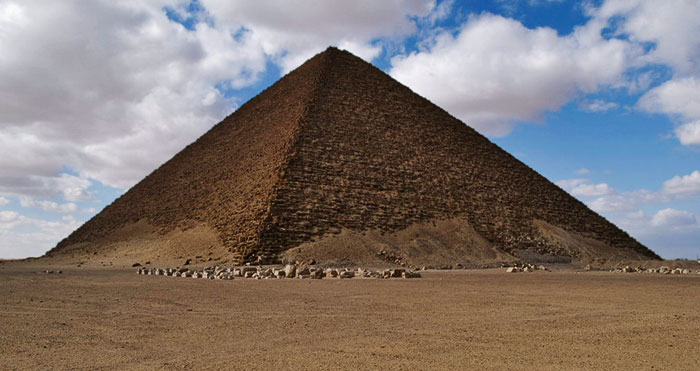
الهرم الأحمر "دهشور"
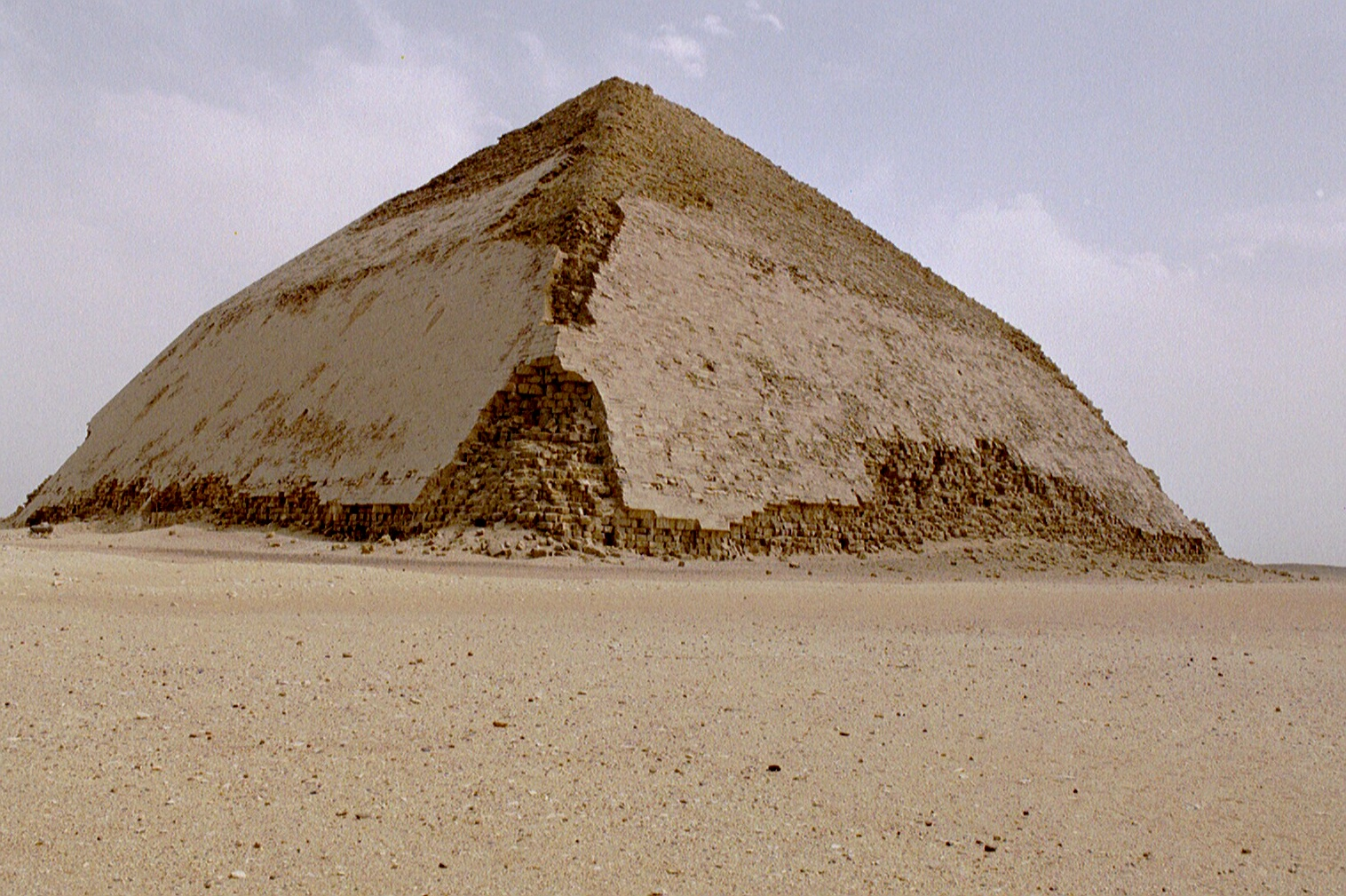
هرم سنفرو "دهشور"
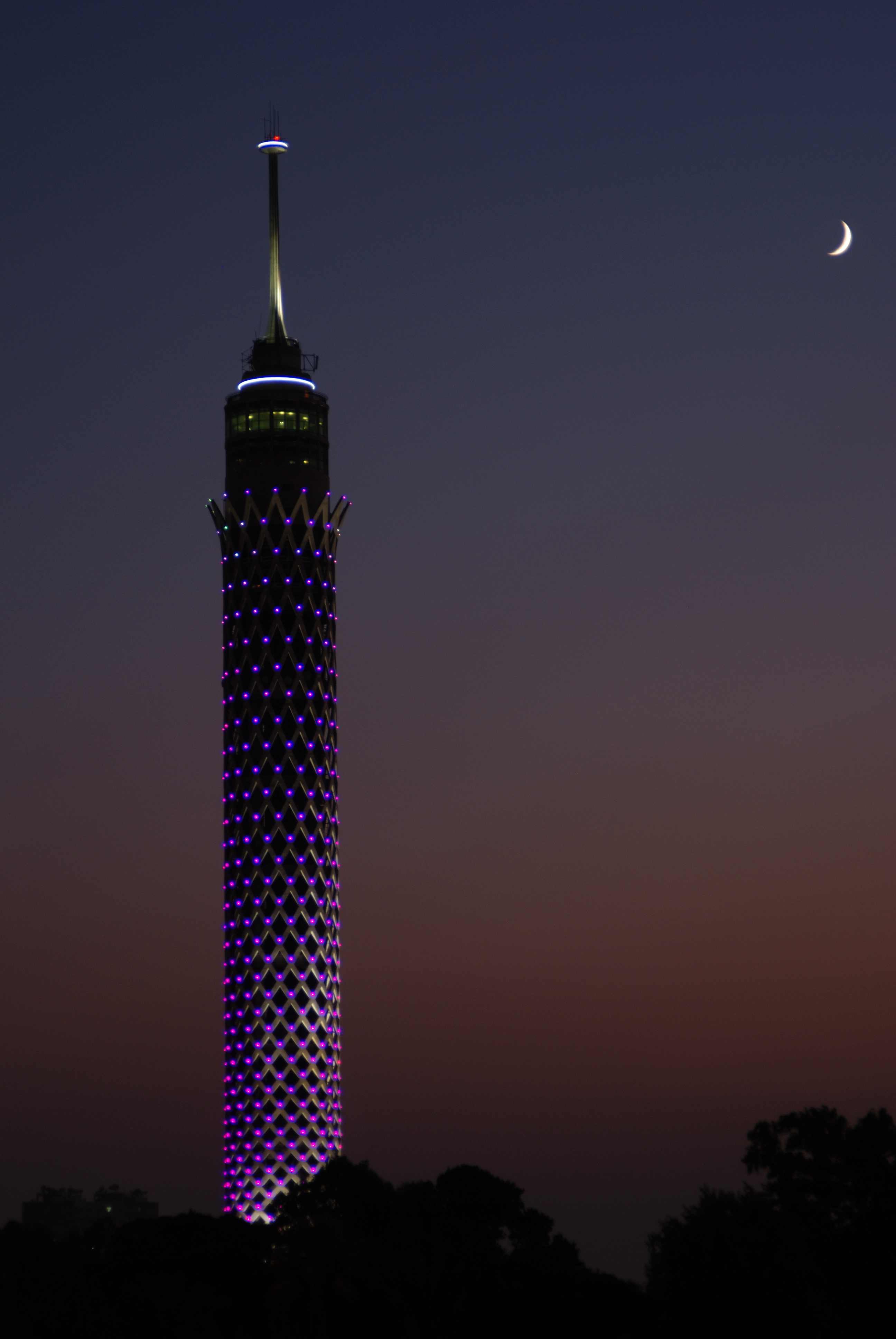
برج القاهرة
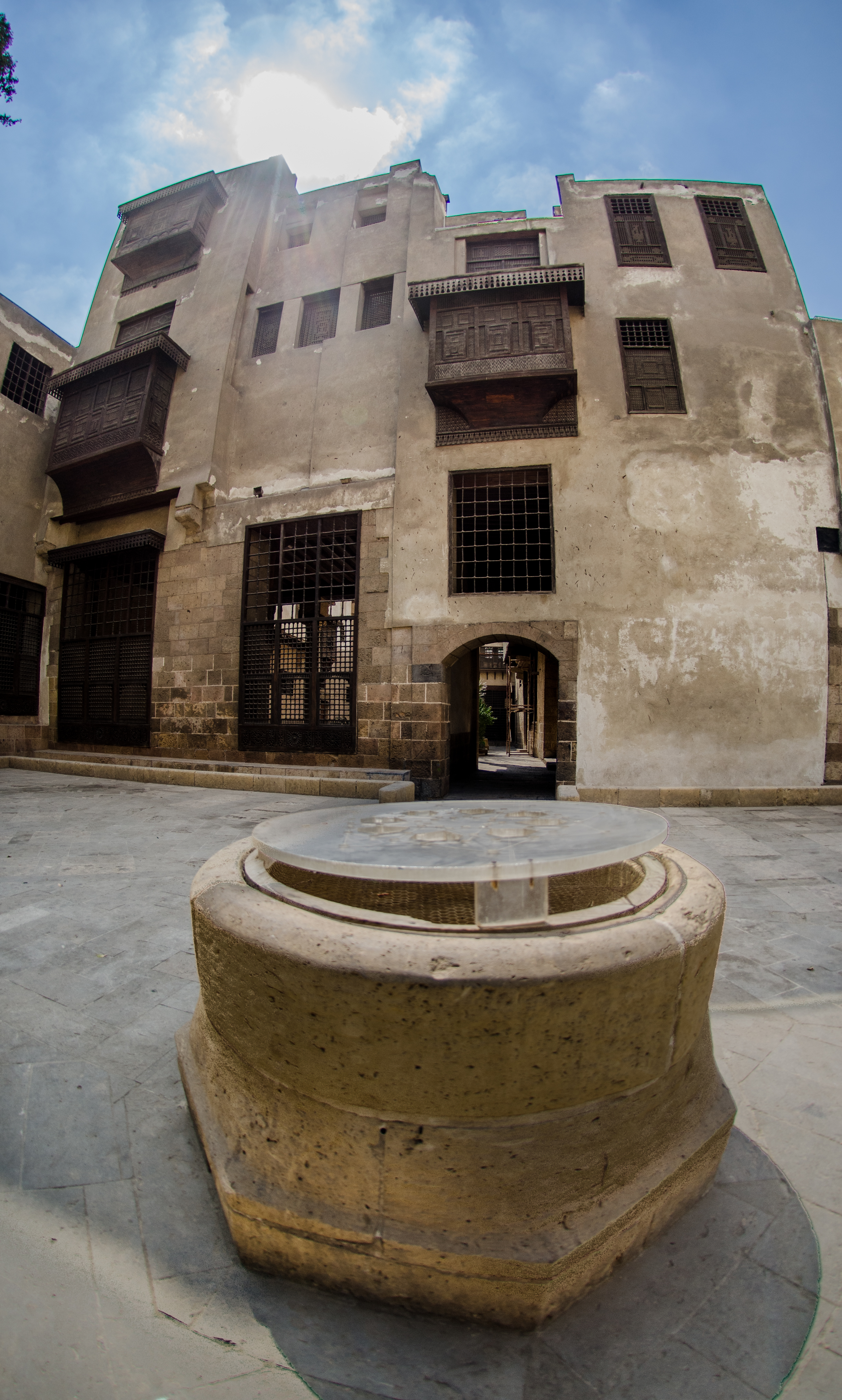
بيت السحيمي "القاهرة"
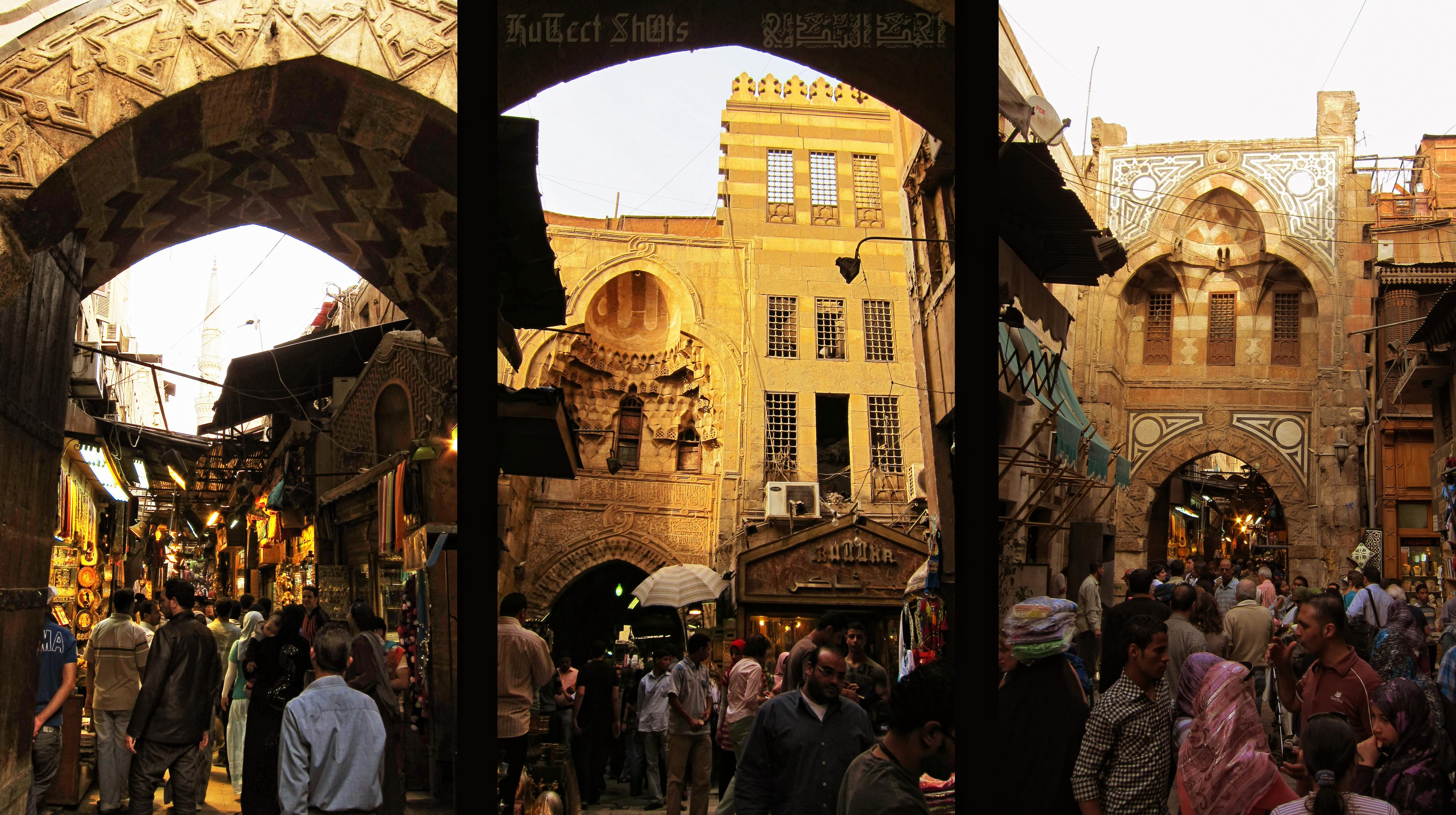
خان الخليلي "القاهرة"
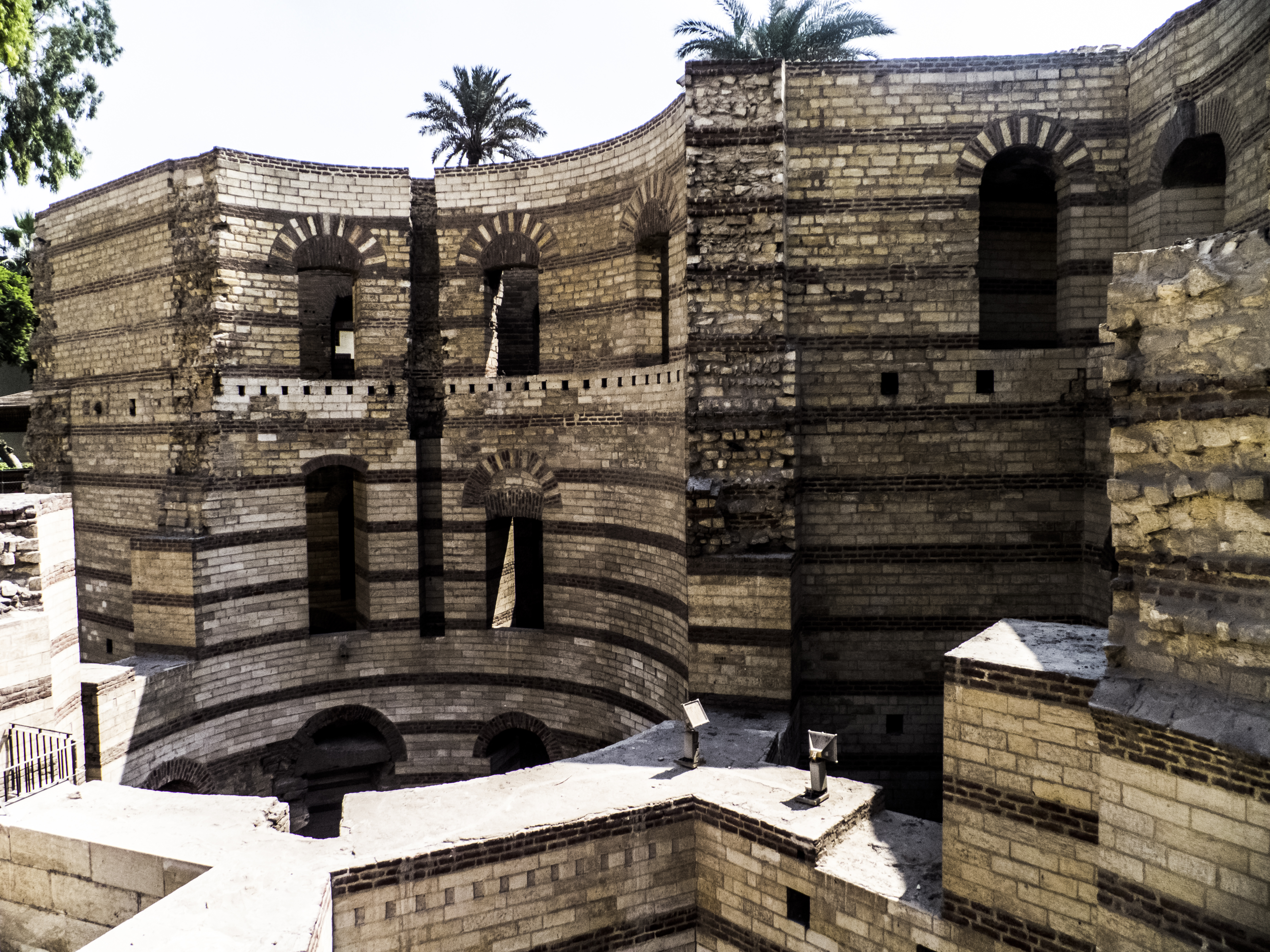
حصن بابليون "القاهرة"
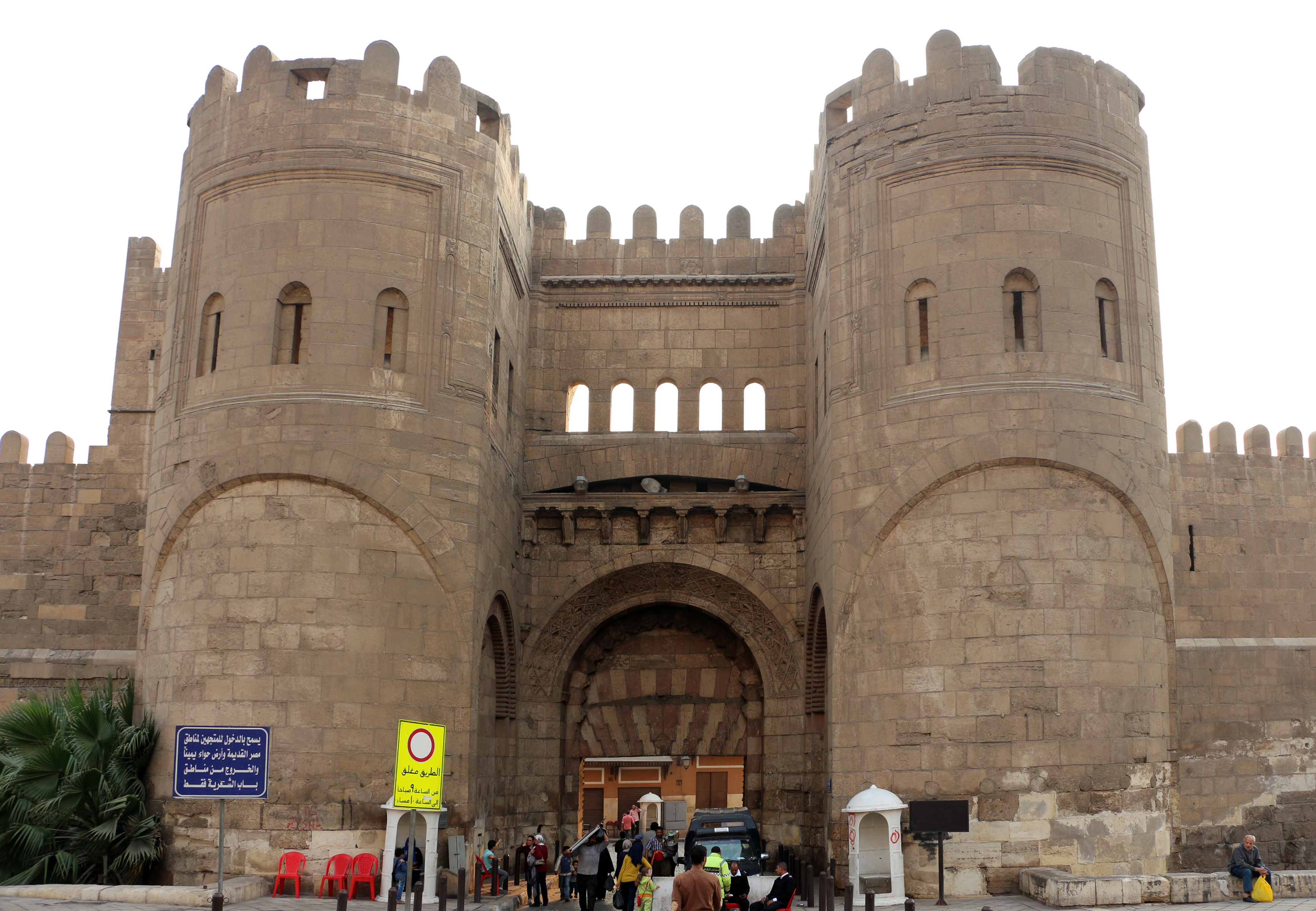
باب الفتوح "القاهرة"
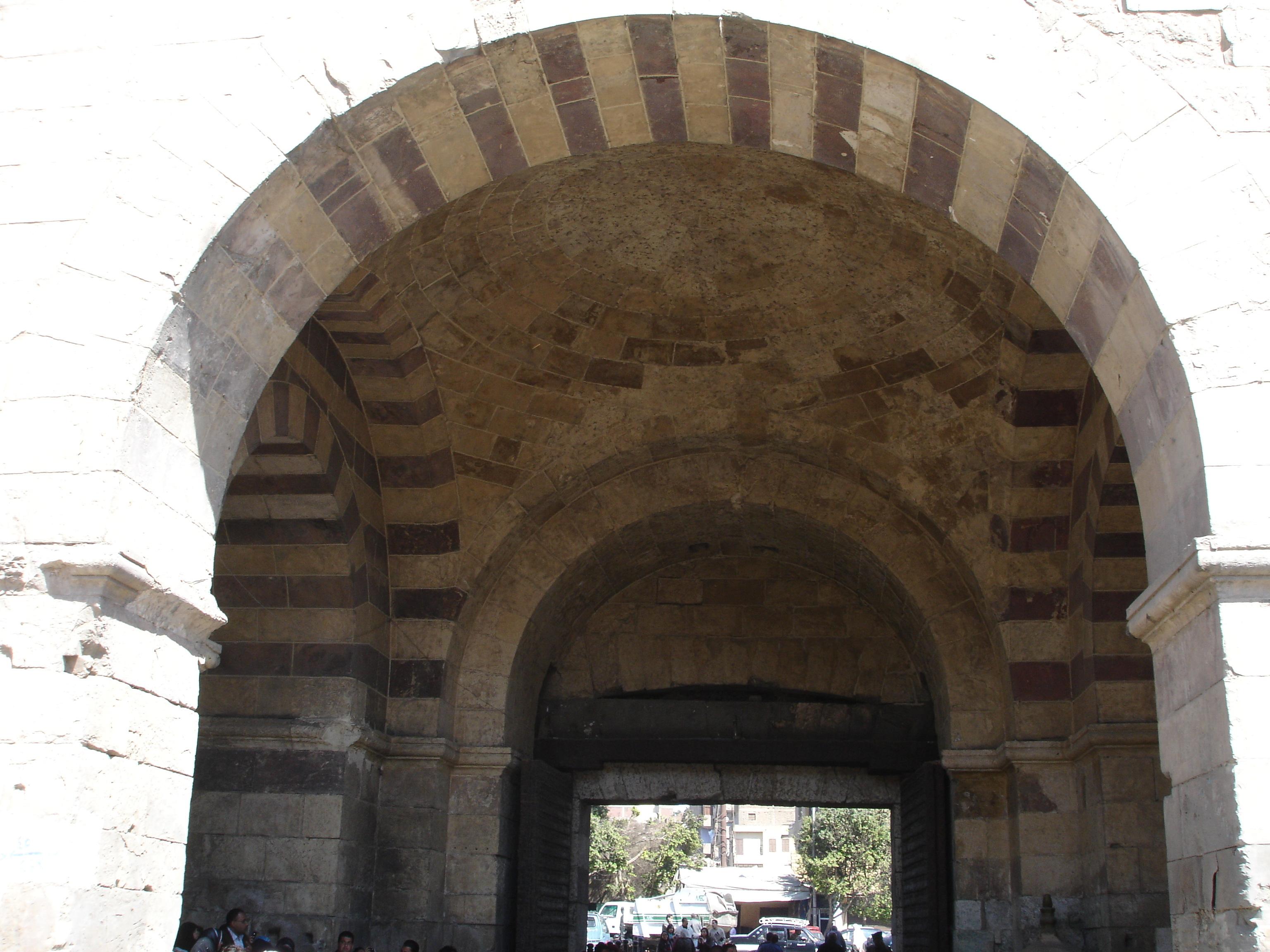
باب النصر "القاهرة"
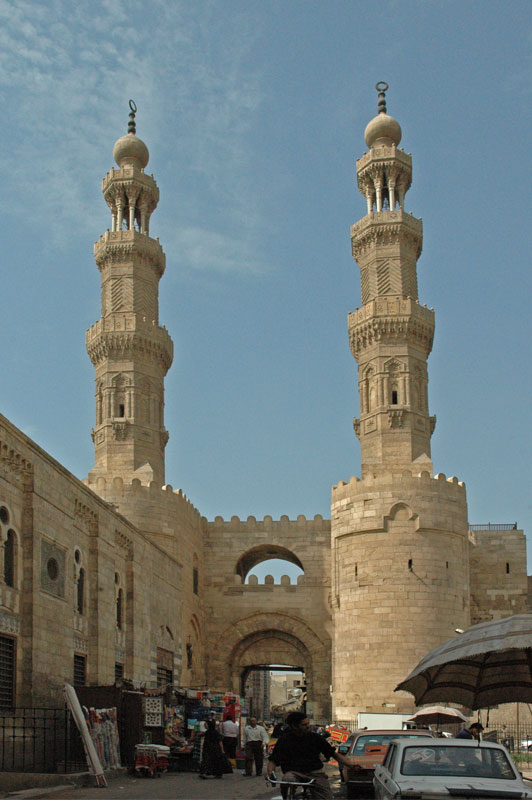
باب زويلة (باب المتولي) "القاهرة"
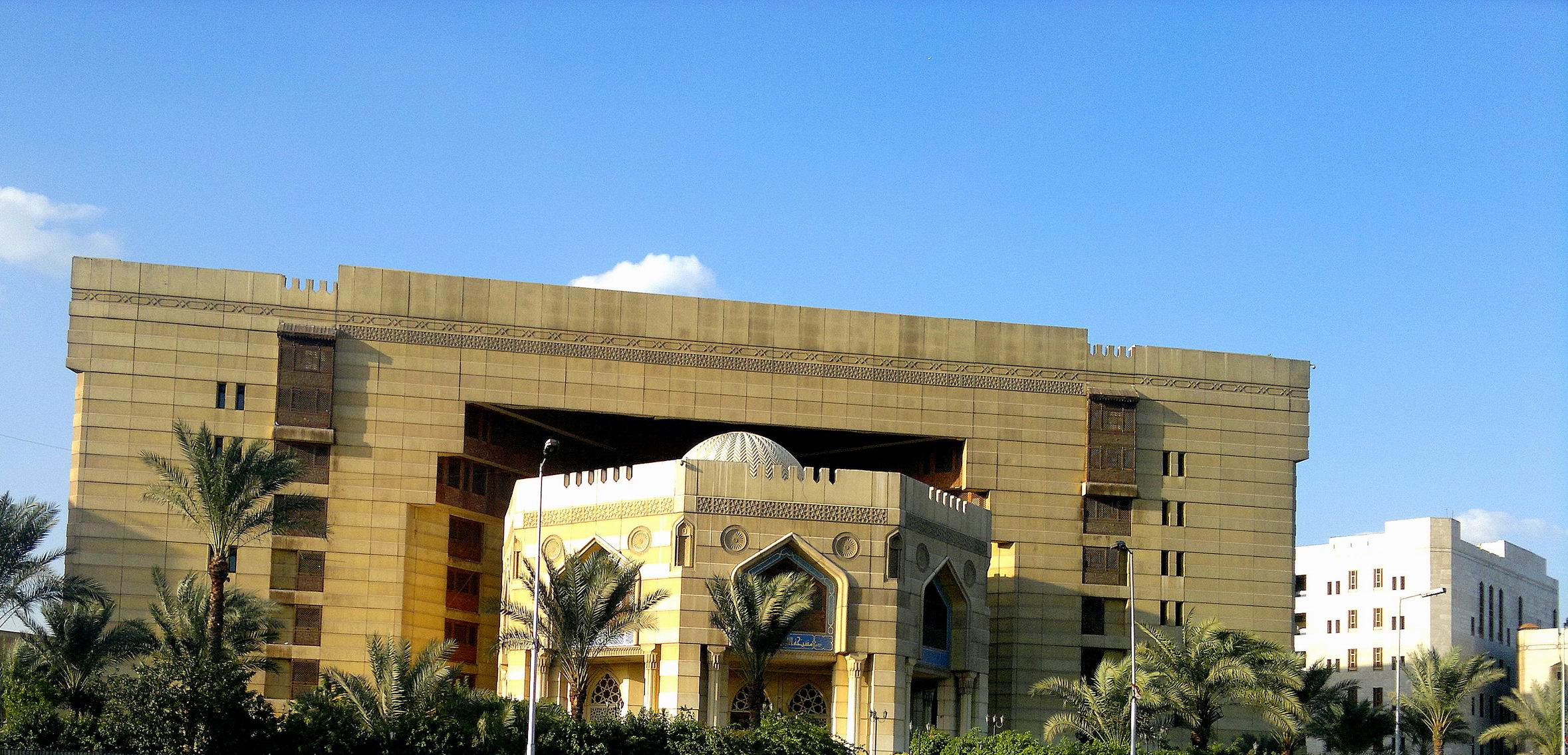
مبنى مشيخة الأزهر الشريف "القاهرة"
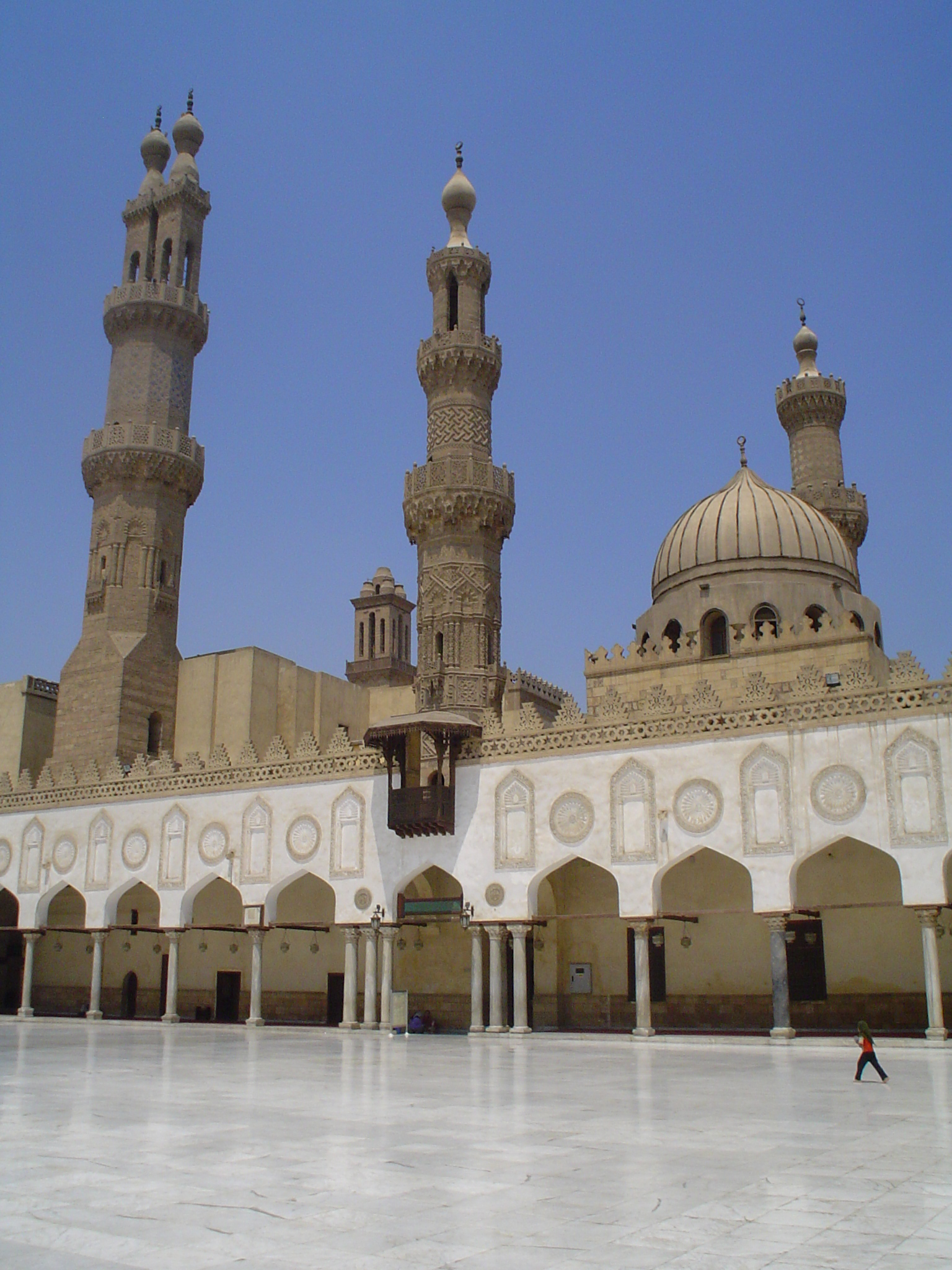
الجامع الأزهر "القاهرة"
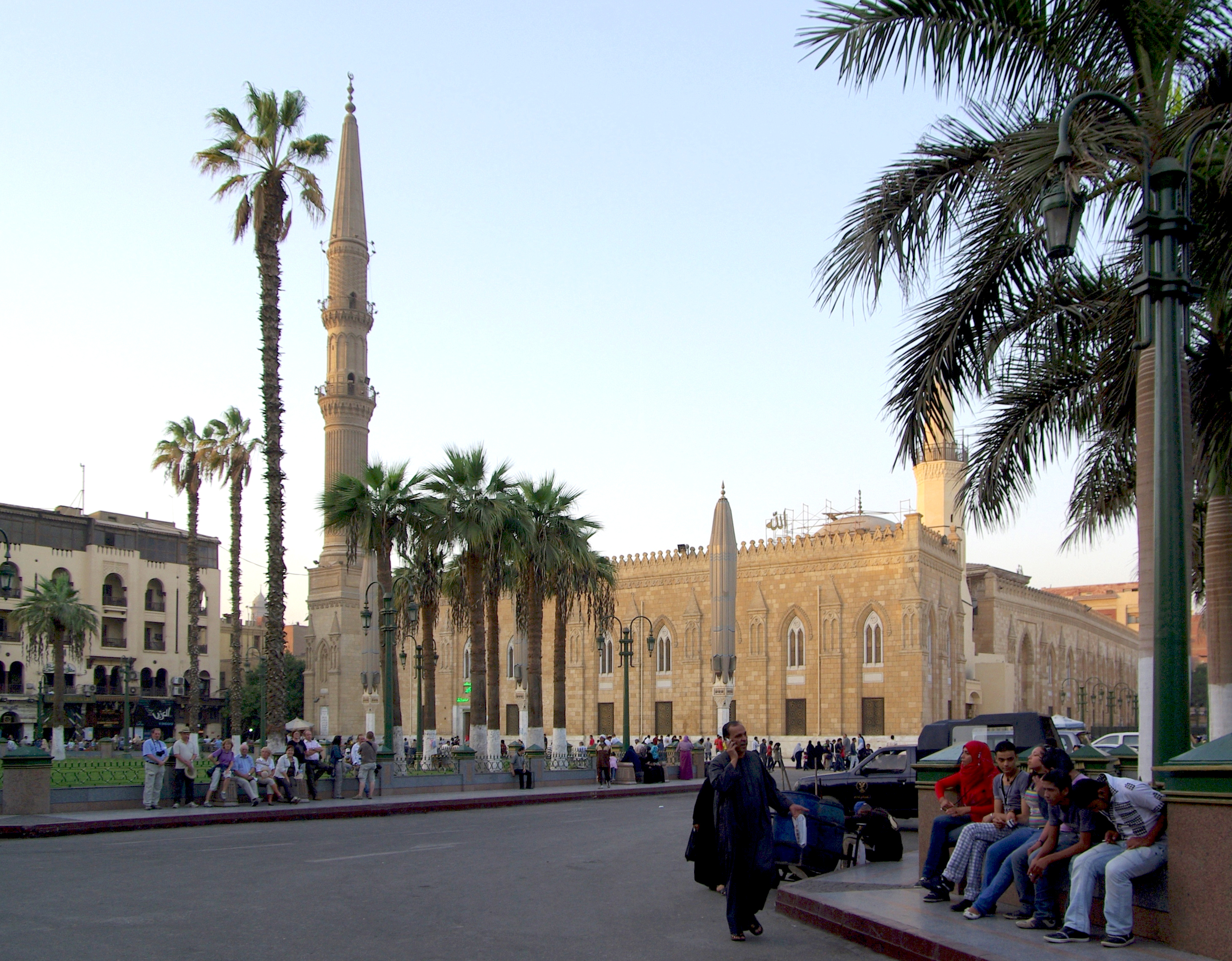
جامع الحسين "القاهرة"
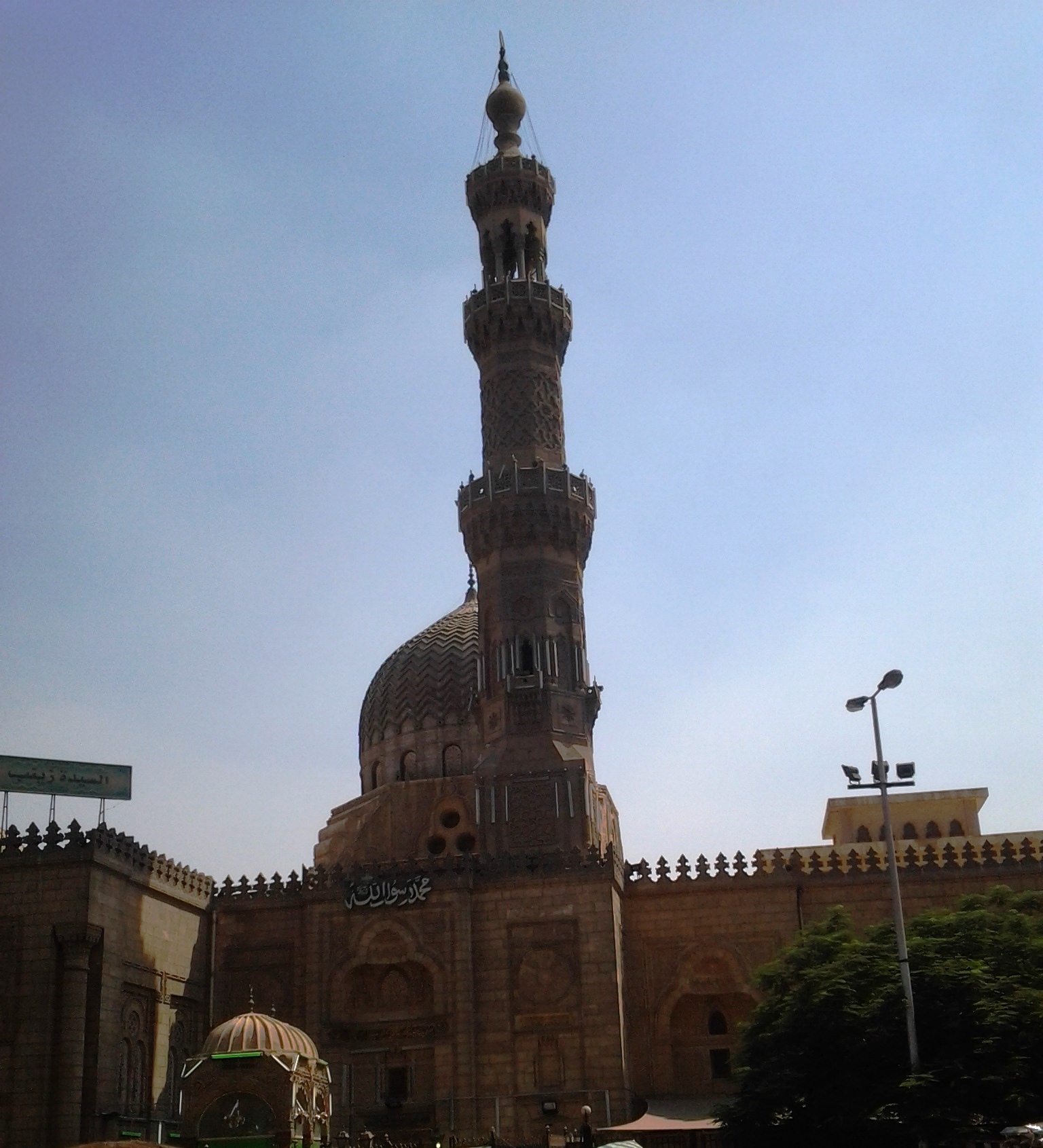
جامع السيدة زينب "القاهرة"
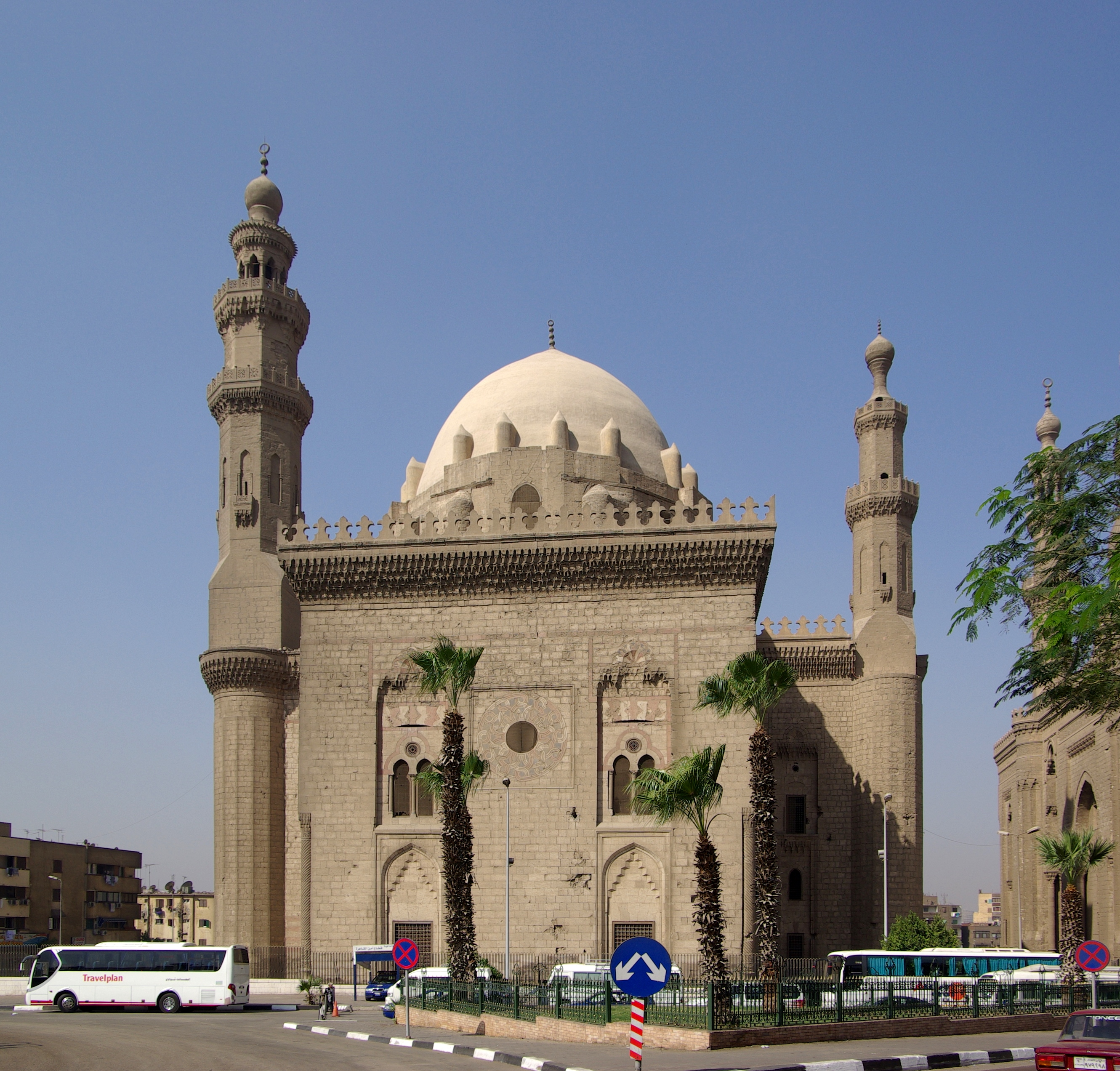
جامع السلطان حسن "القاهرة"
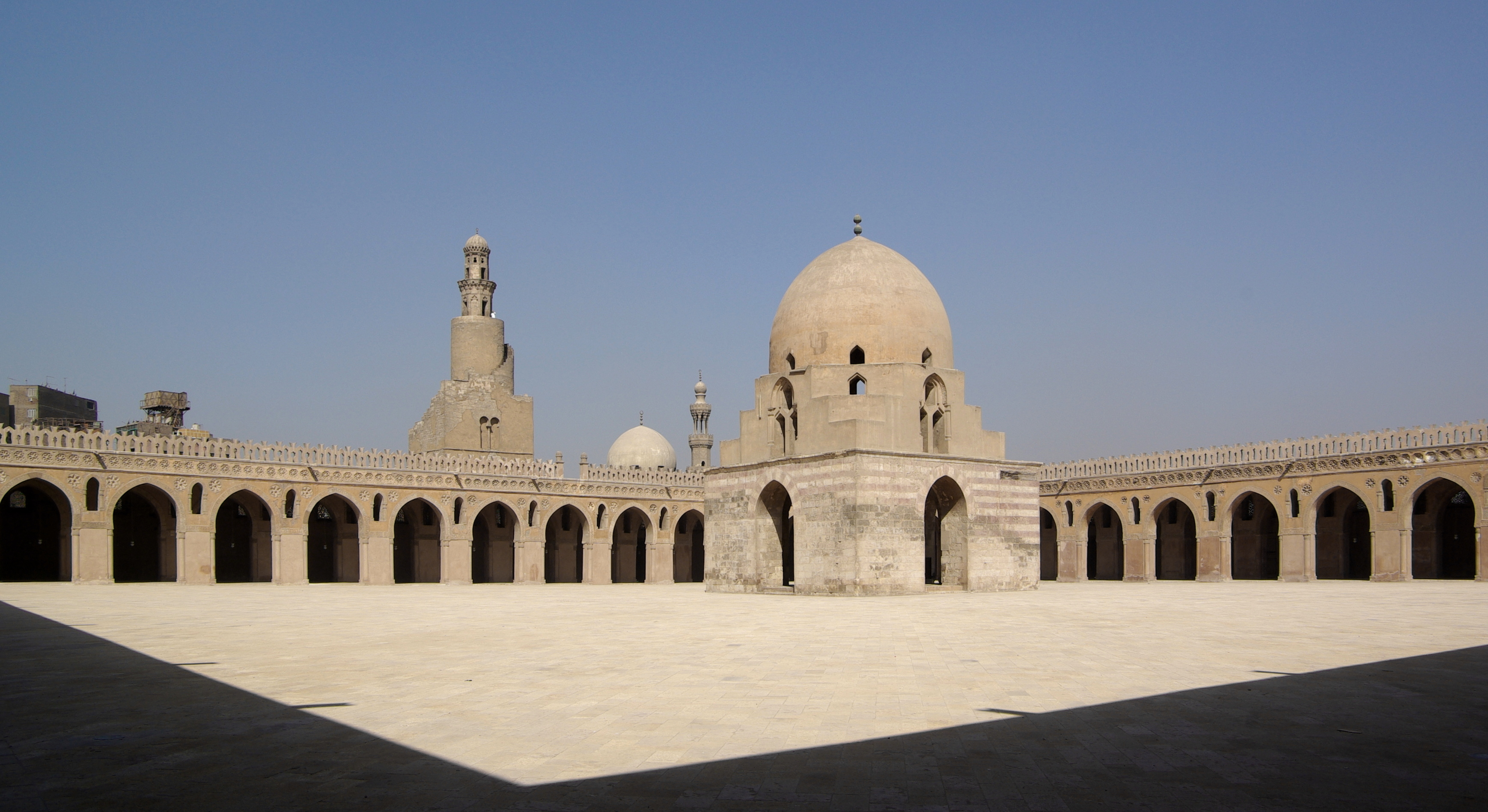
جامع أحمد بن طولون "القاهرة"
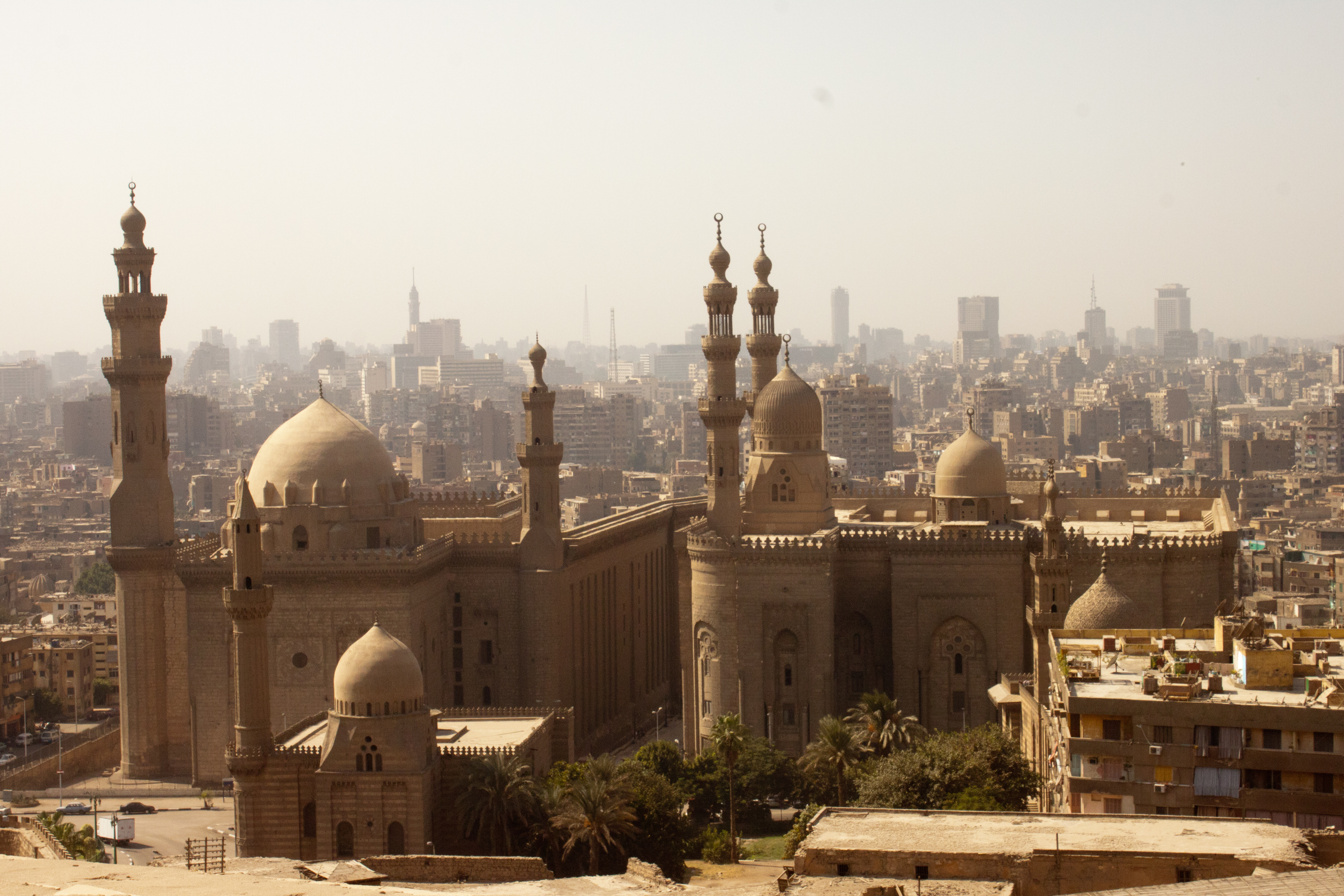
جامع الرفاعي "القاهرة"
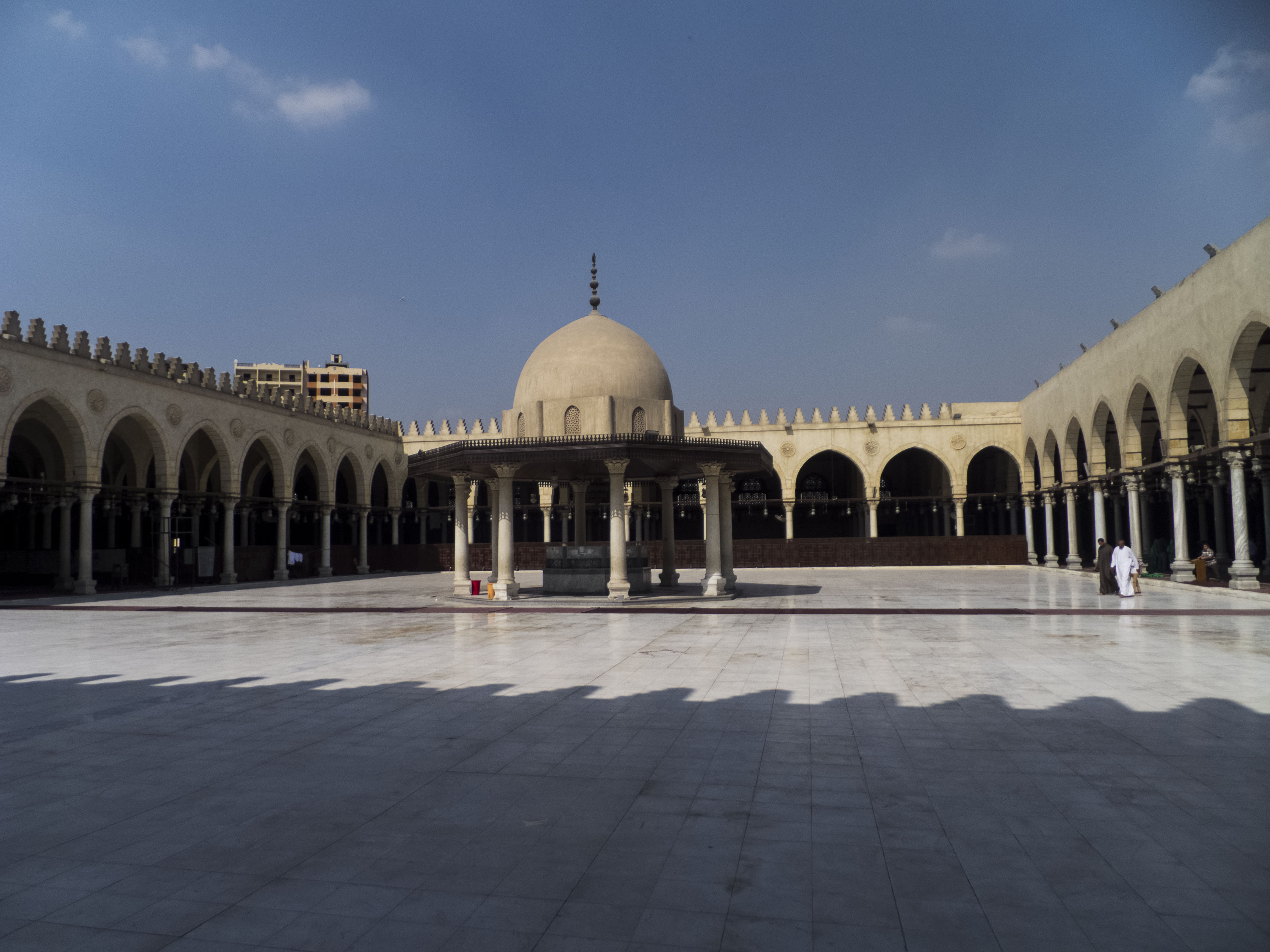
جامع عمرو بن العاص "القاهرة"
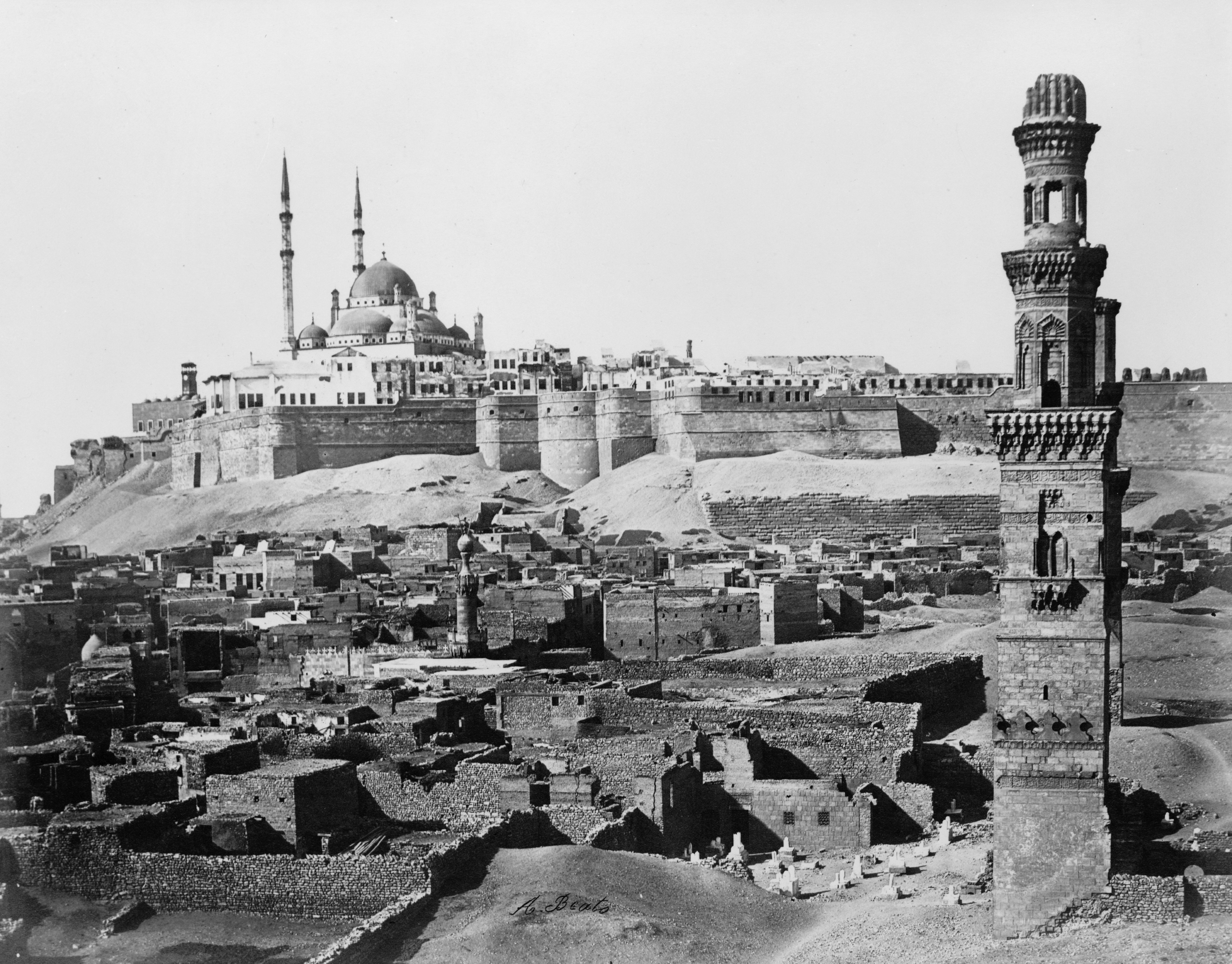
قلعة صلاح الدين "القاهرة"
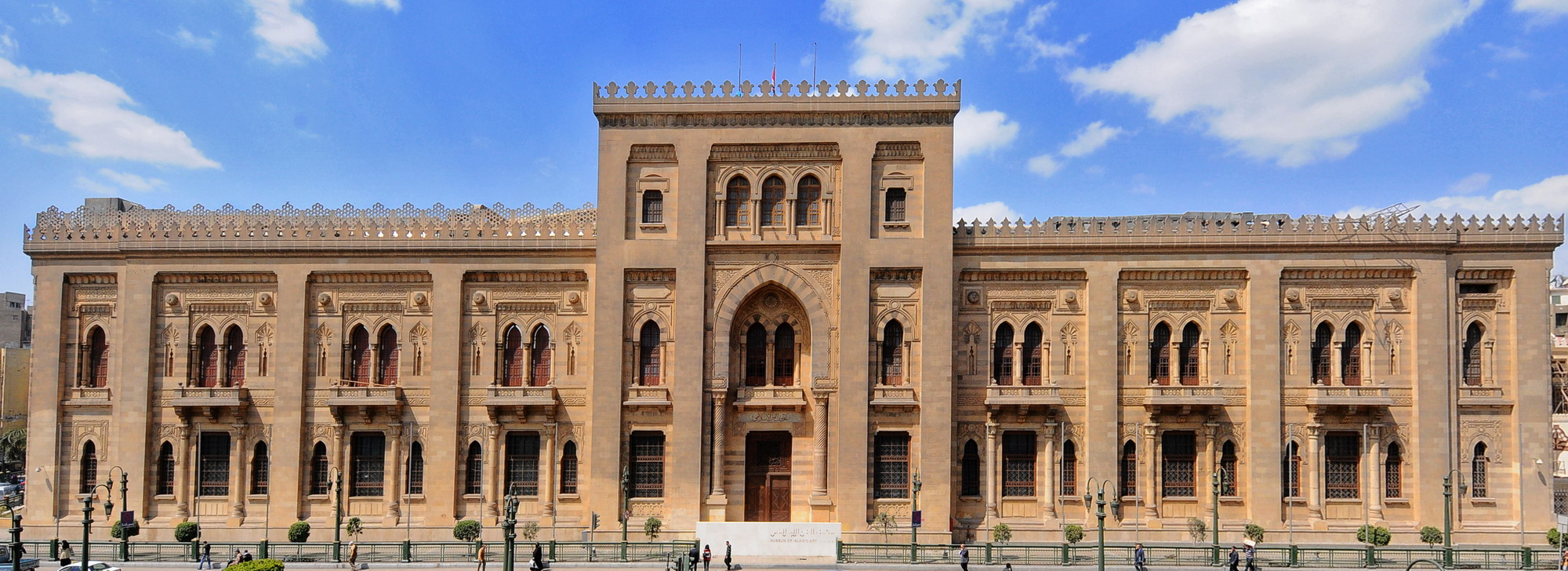
المتحف الإسلامي "القاهرة"
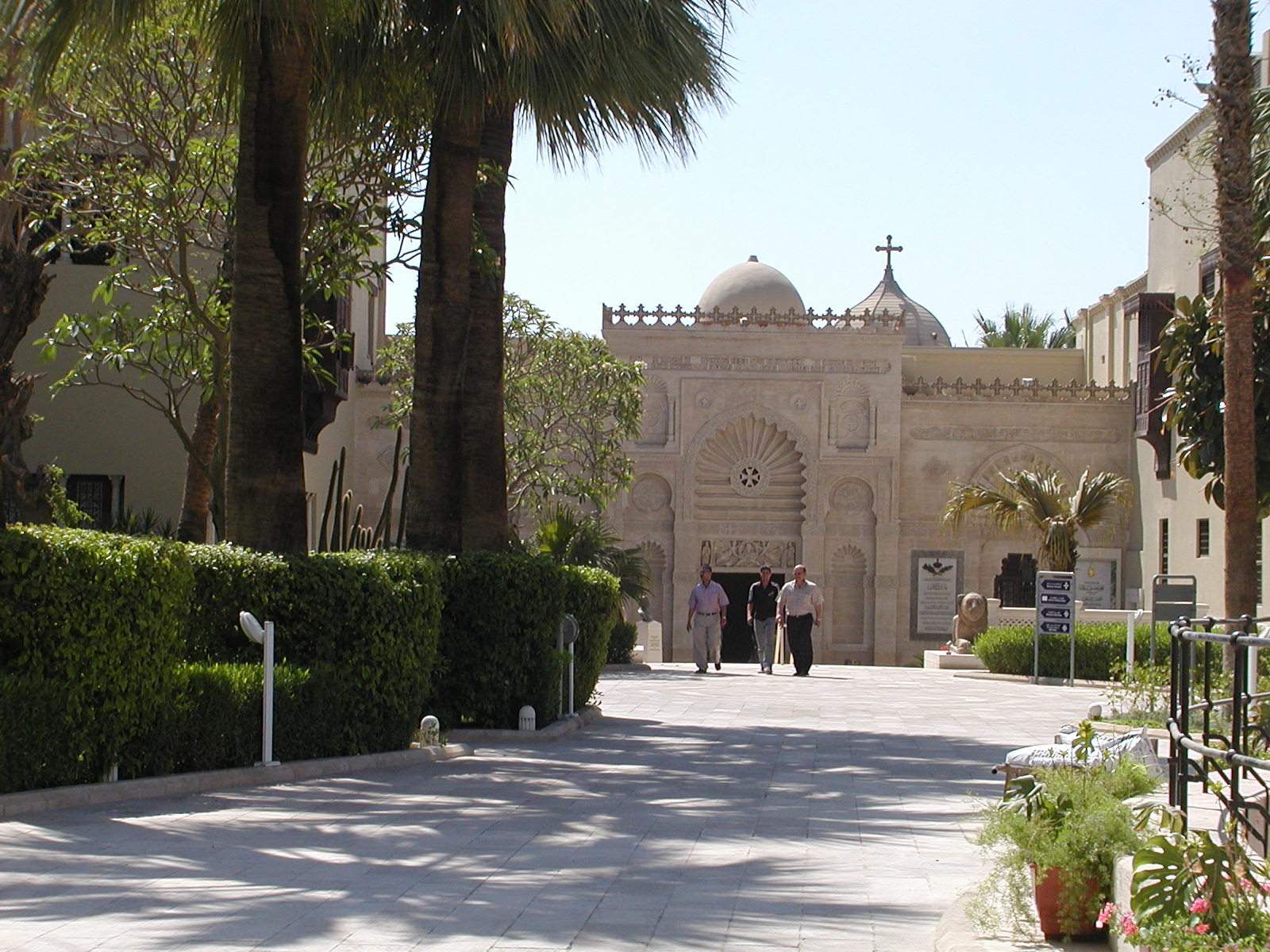
المتحف القبطي "القاهرة"
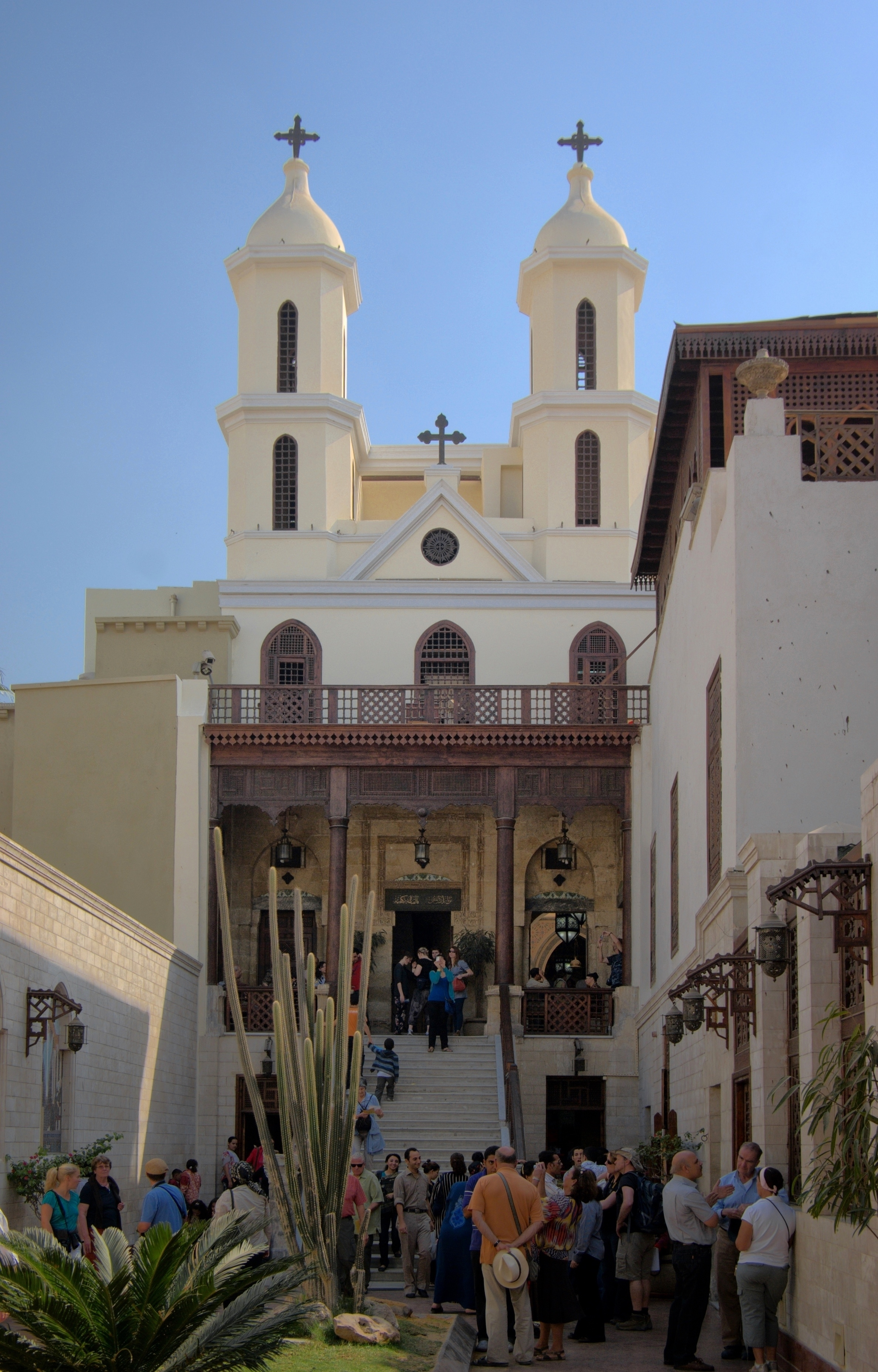
الكنيسة المعلقة "القاهرة"
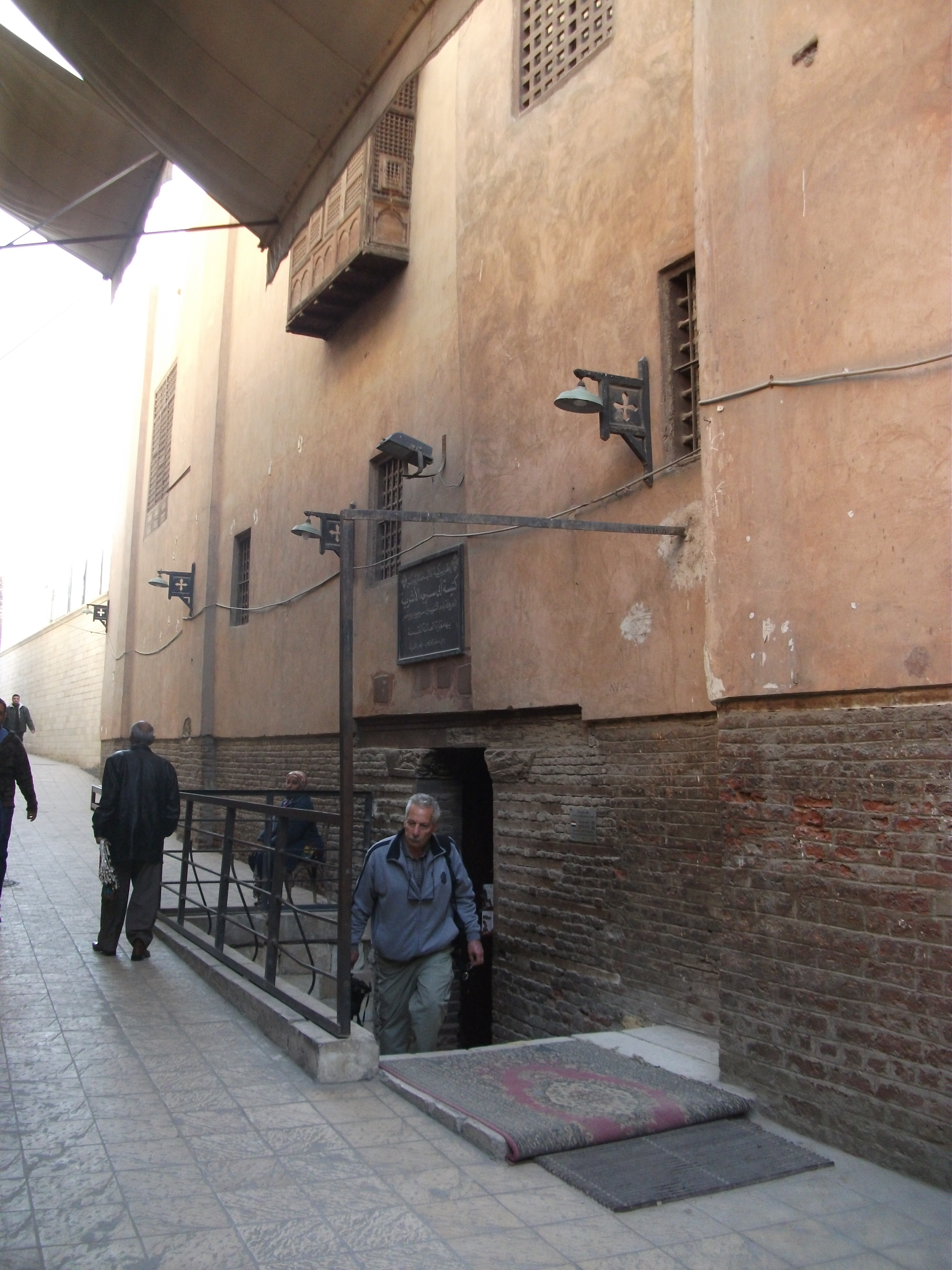
كنيسة القديس أبو سرجة "القاهرة"
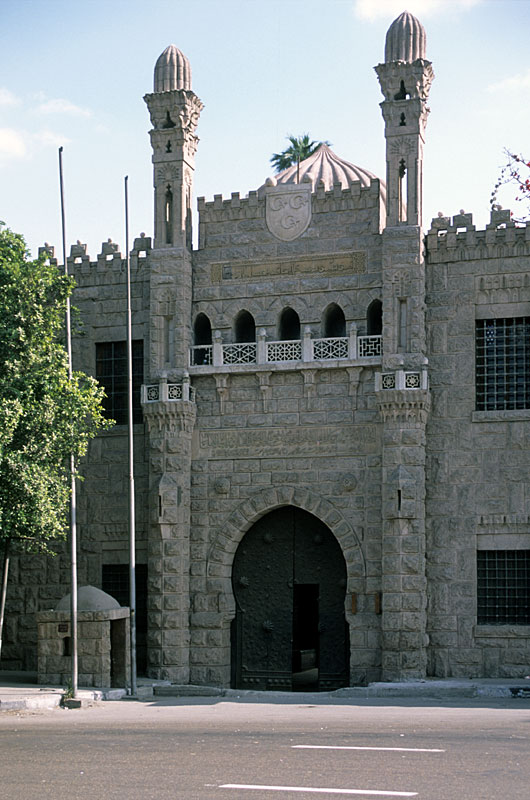
قصر محمد علي بالمنيل "القاهرة"
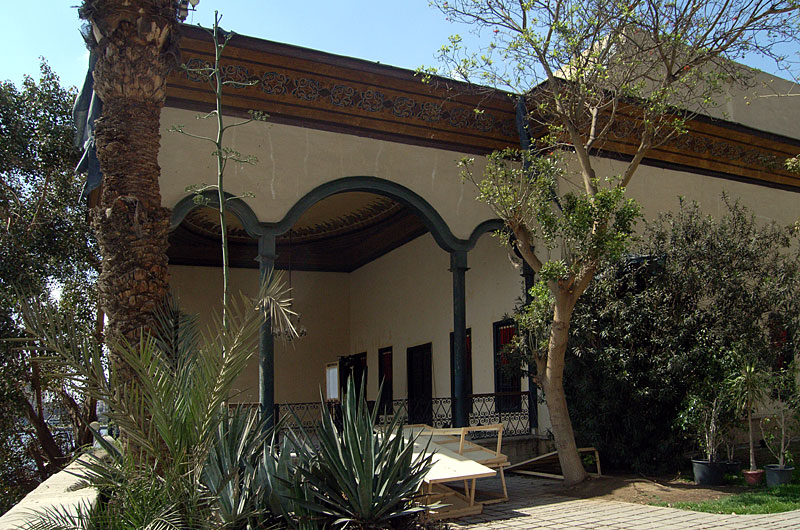
قصر المانسترلي "القاهرة"
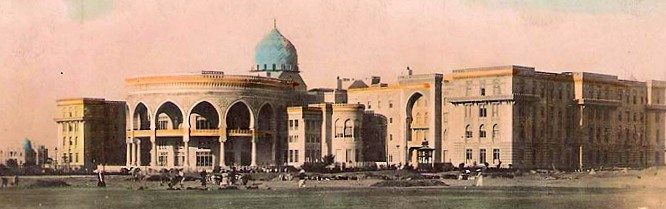
قصر الاتحادية (القصر الجمهوري) "القاهرة"
قصر القبة (قصر رئاسي) "القاهرة"
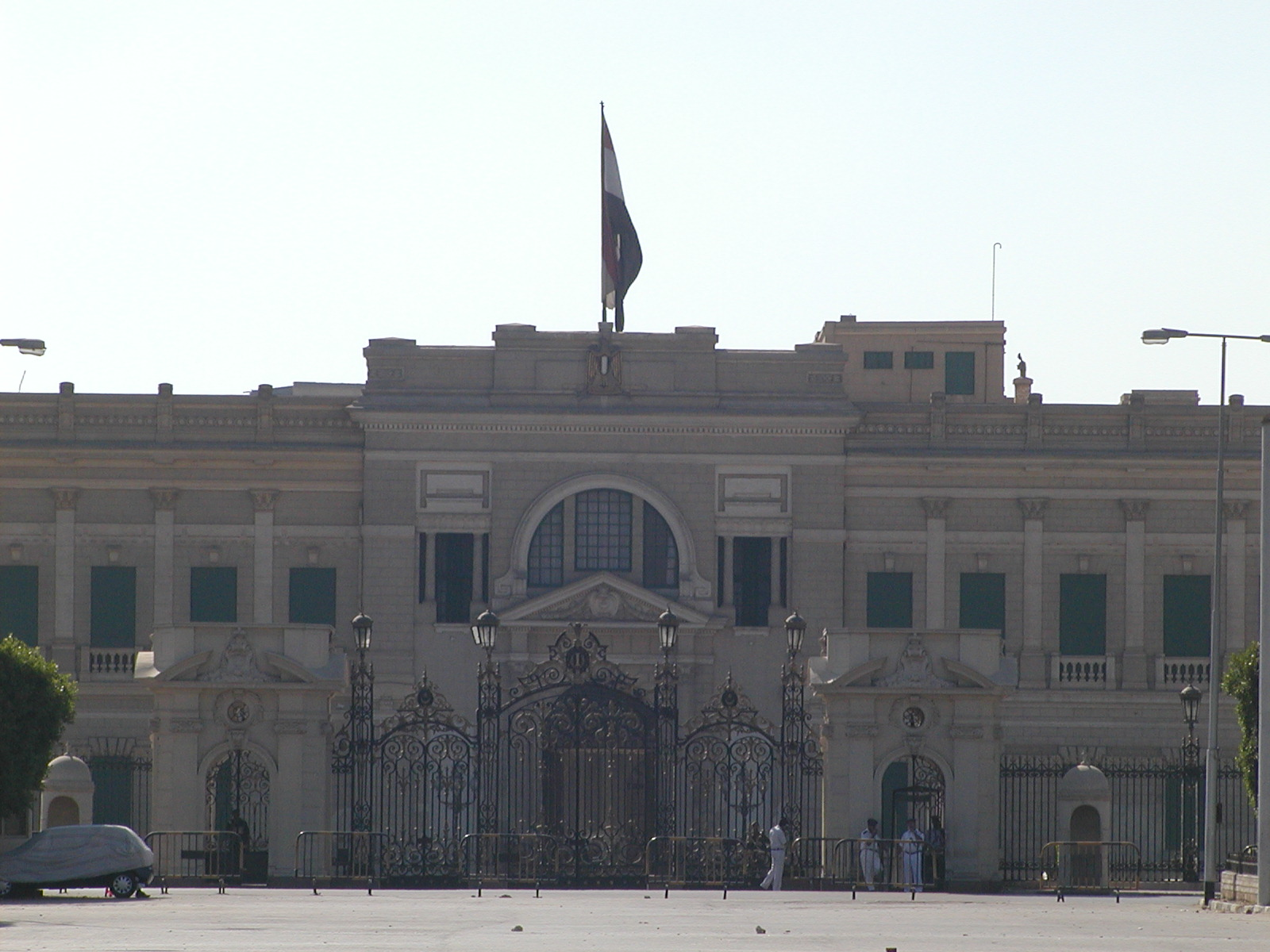
قصر عابدين (قصر رئاسي) "القاهرة"
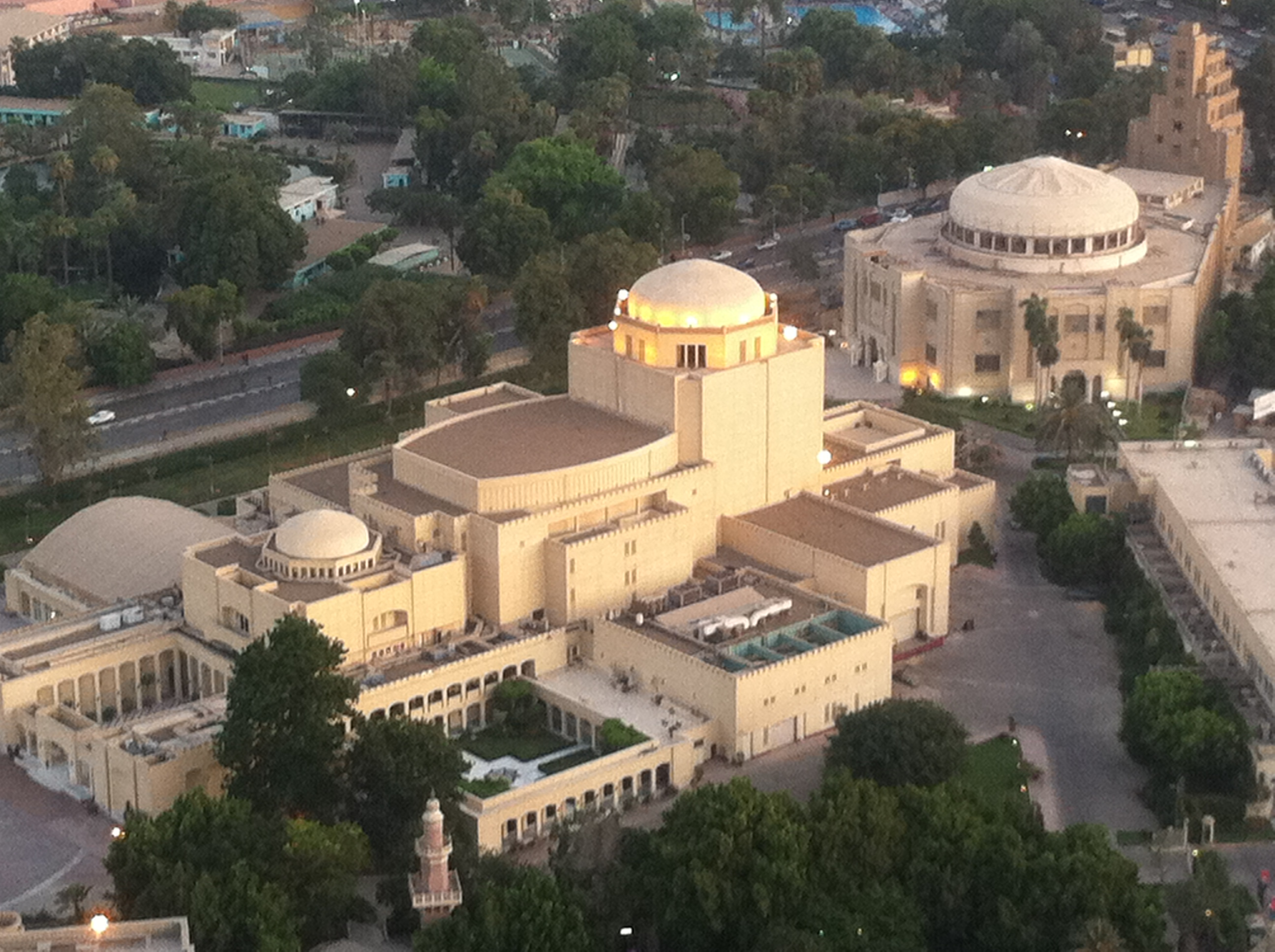
دار الأوبرا المصرية "القاهرة"
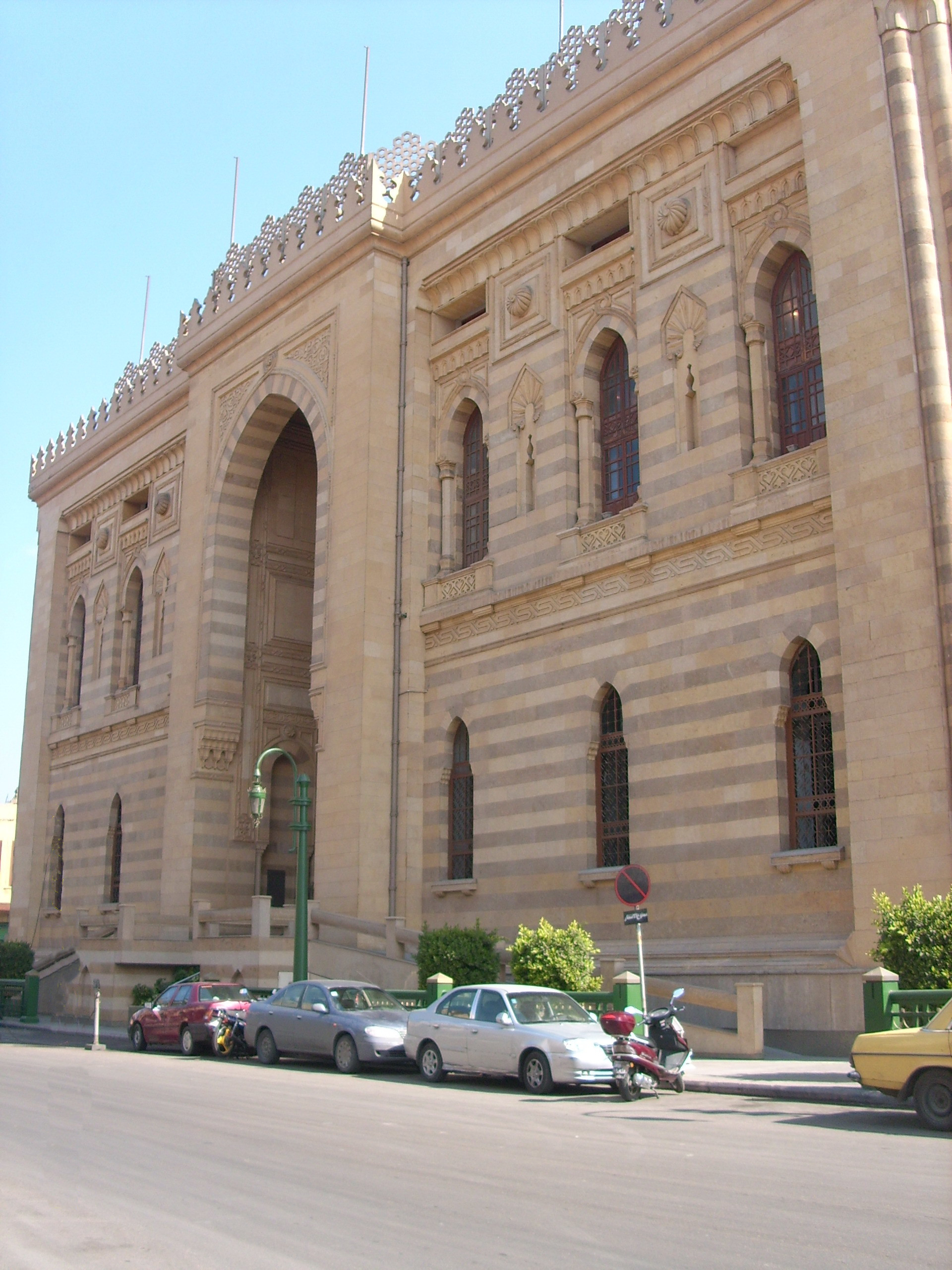
دار الكتب والوثائق القومية "القاهرة"
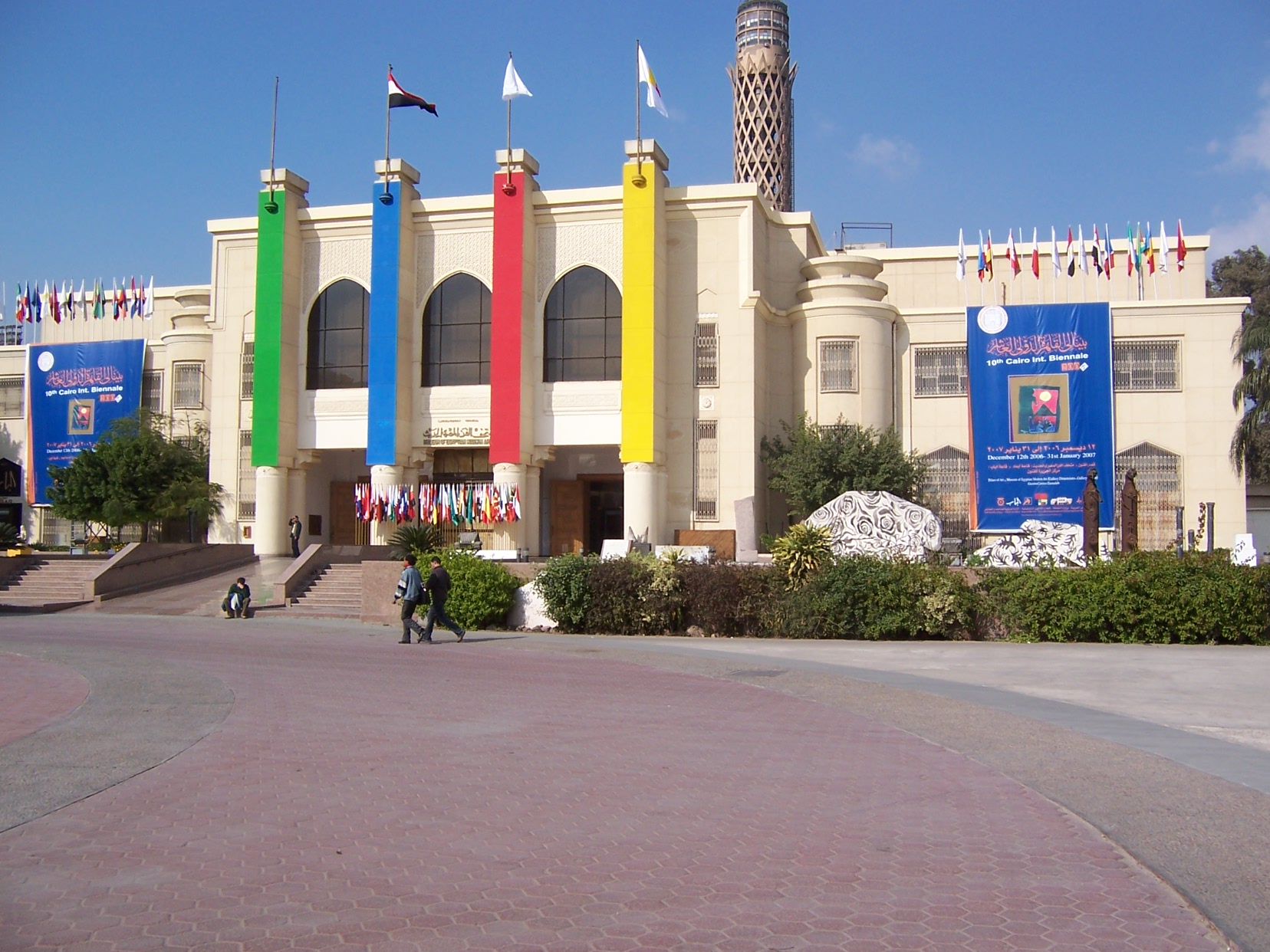
متحف الفن المصري الحديث "القاهرة"
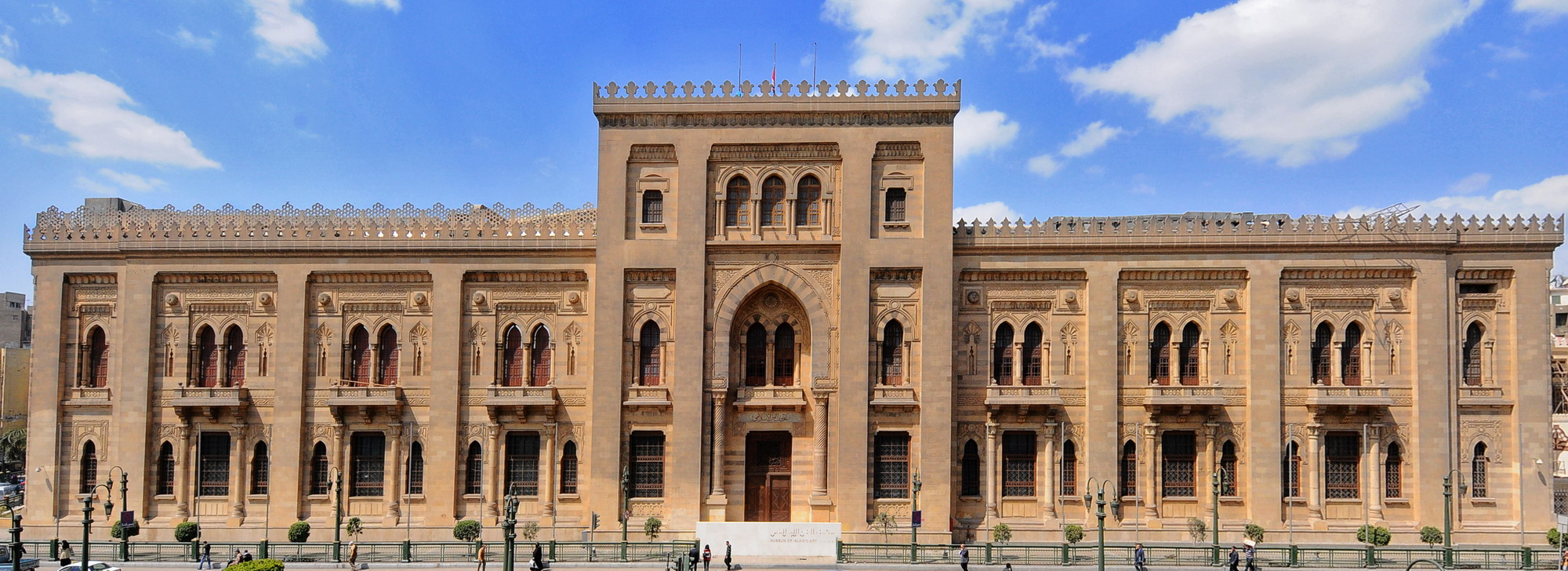
متحف الفن الإسلامي "القاهرة"
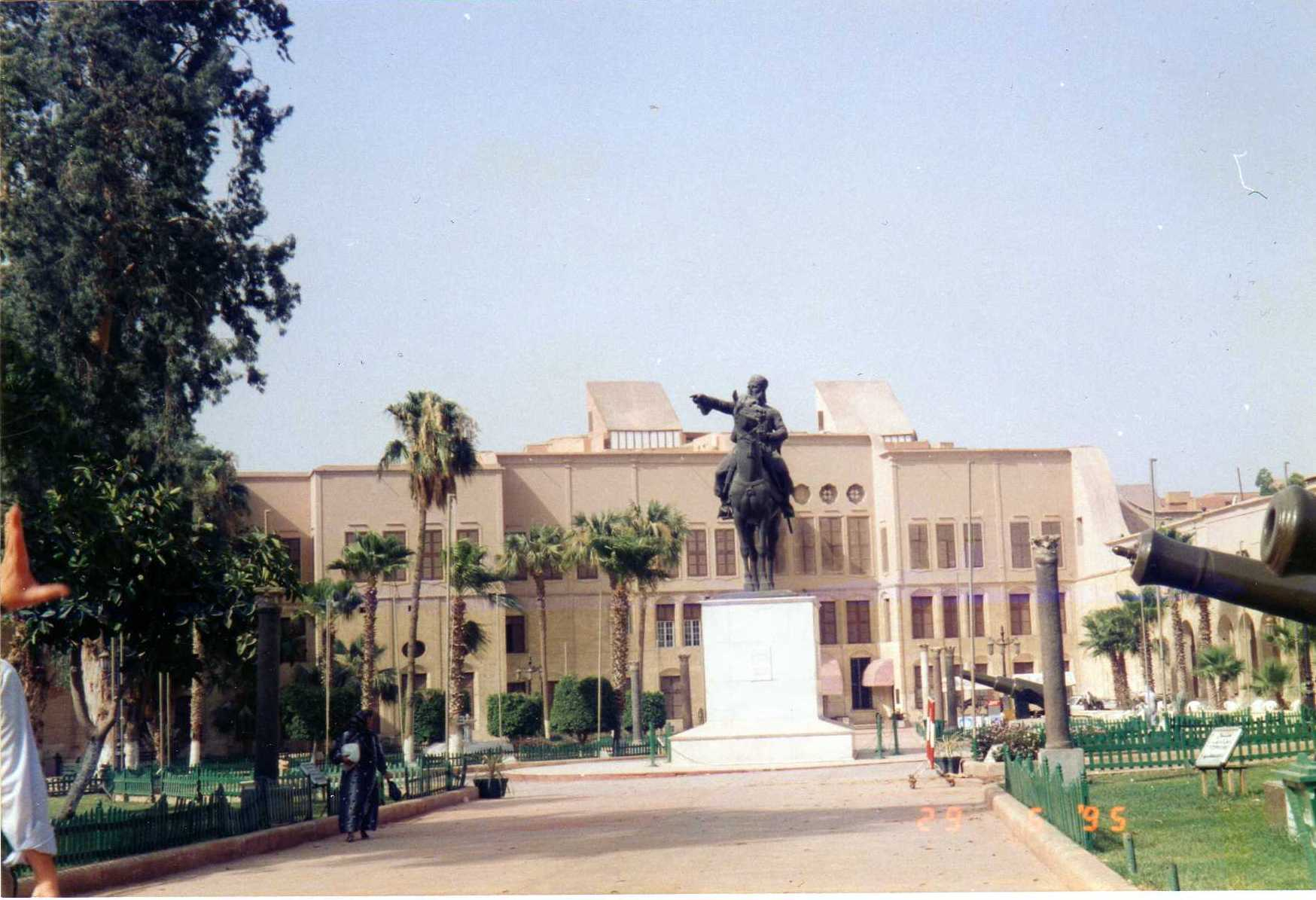
المتحف الحربي "القاهرة"
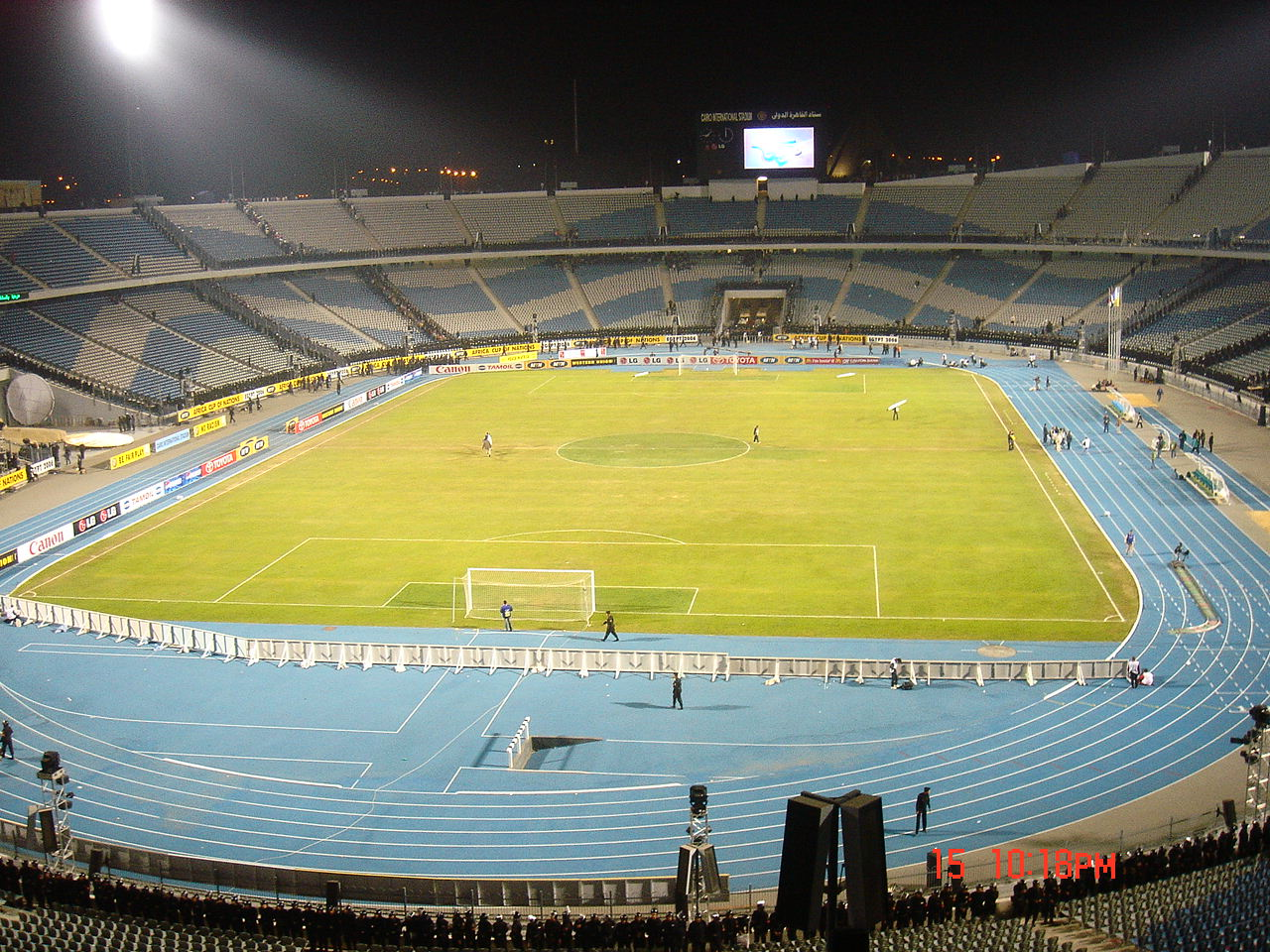
ستاد القاهرة الدولي
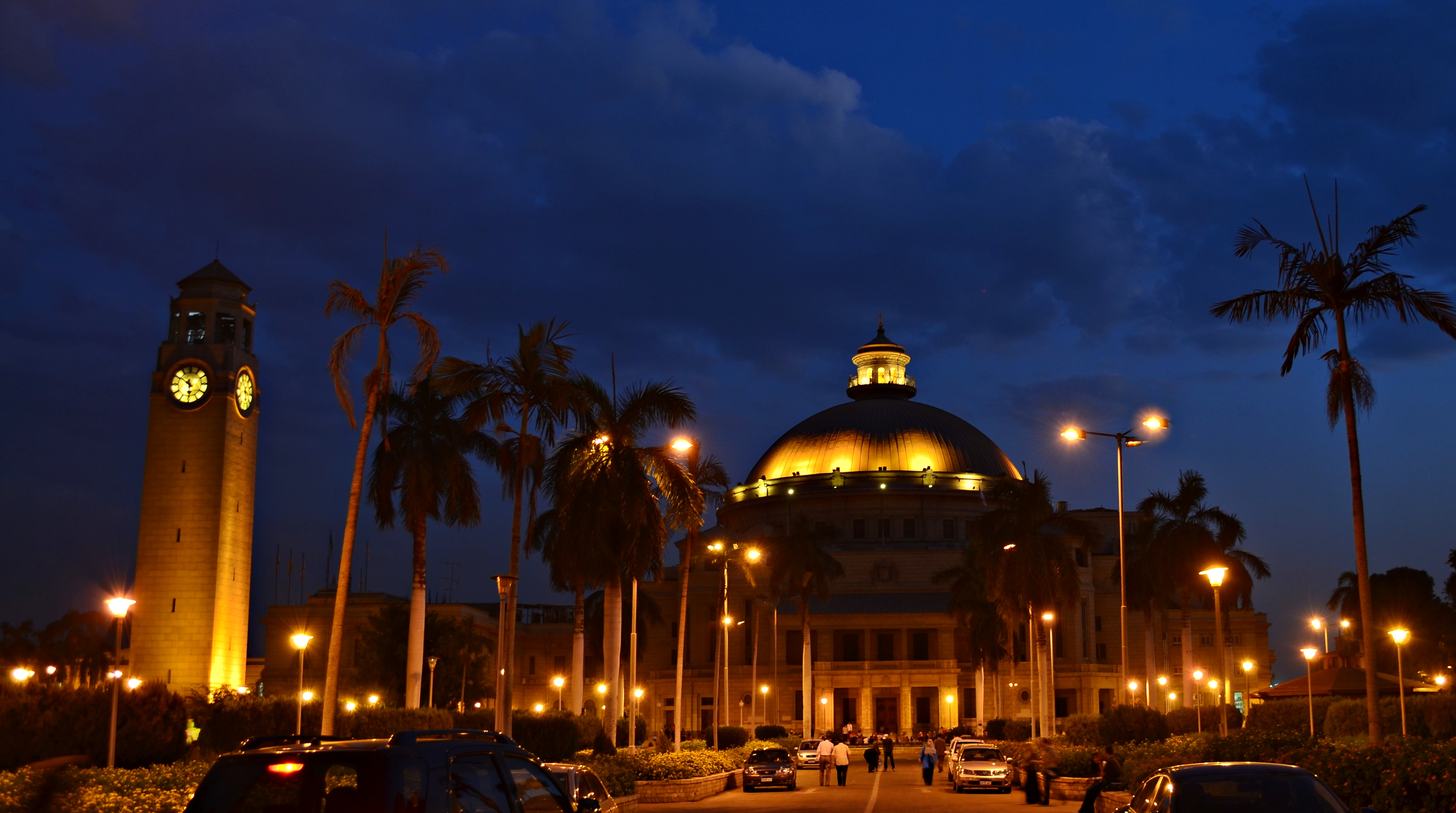
جامعة القاهرة
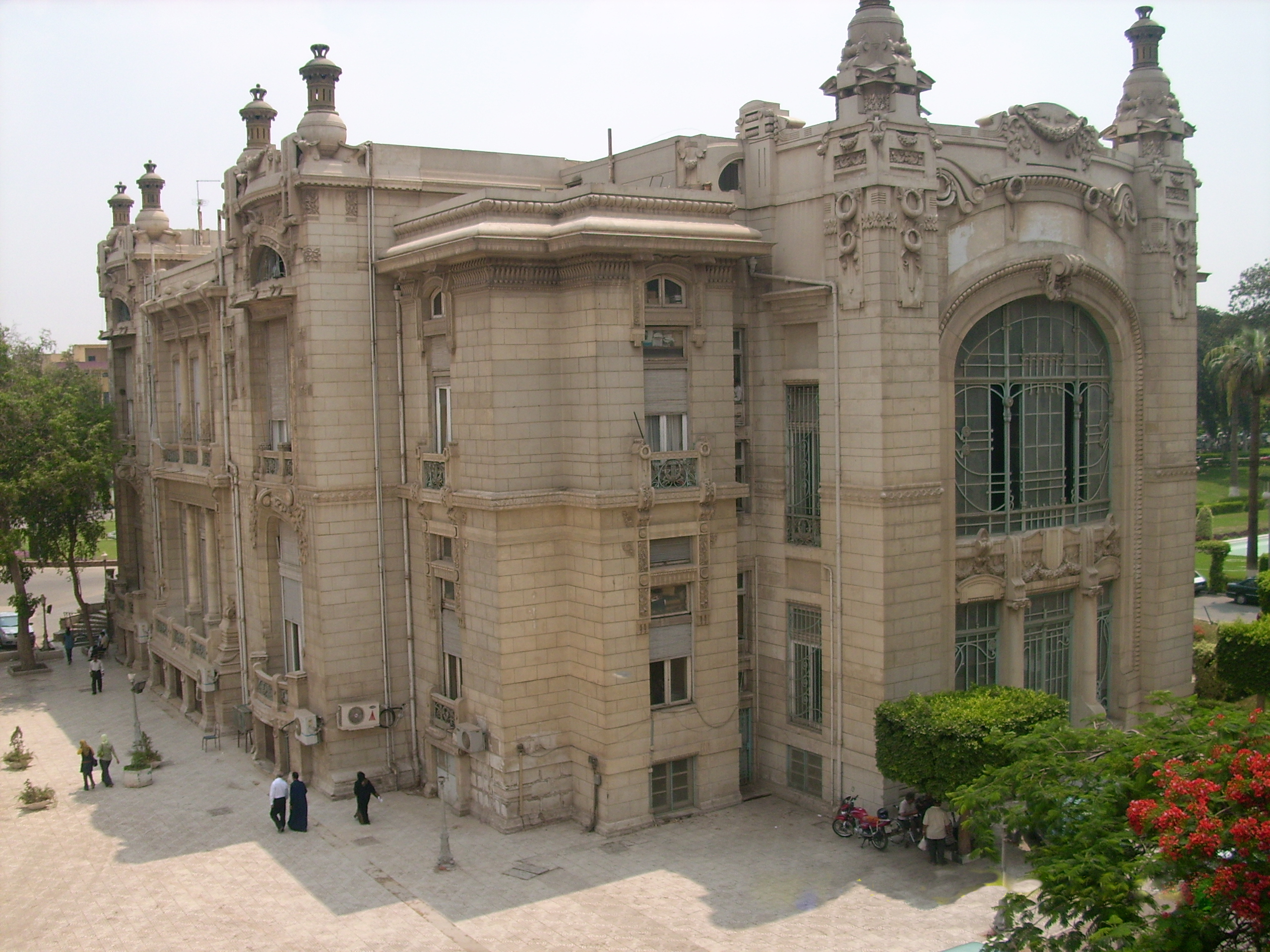
قصر الزعفران بجامعة عين شمس "القاهرة"
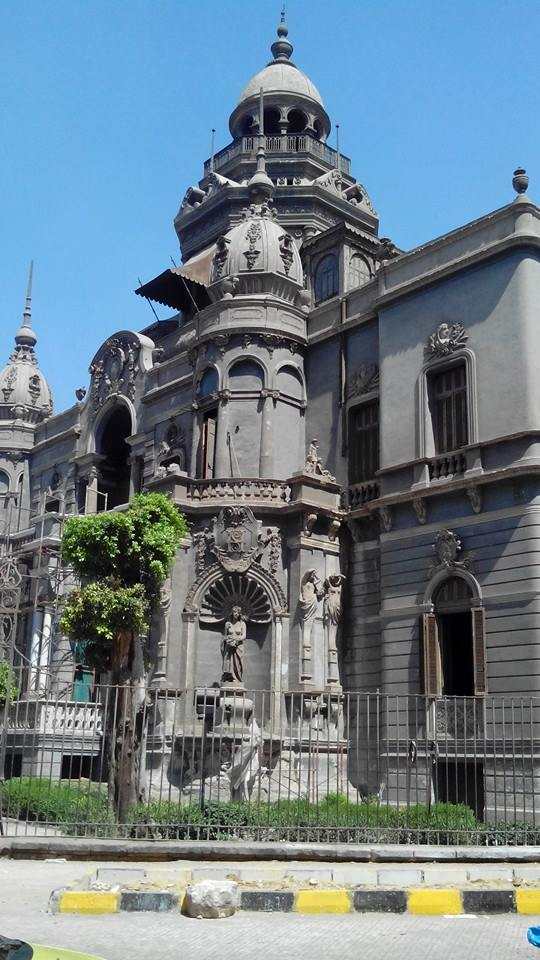
قصر السكاكيني "القاهرة"
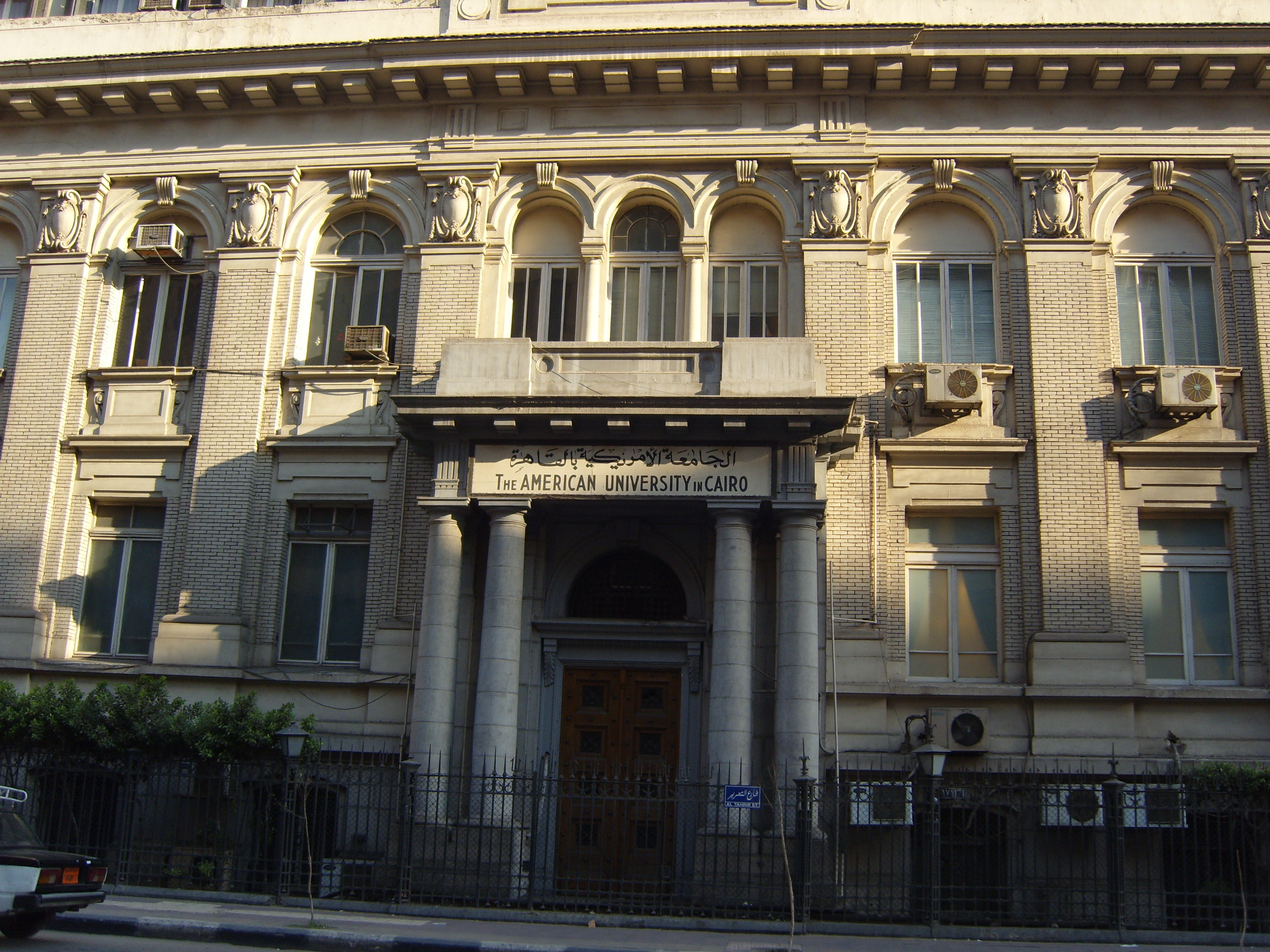
المقر القديم للجامعة الأمريكية أو (قصر خيري باشا) "القاهرة"
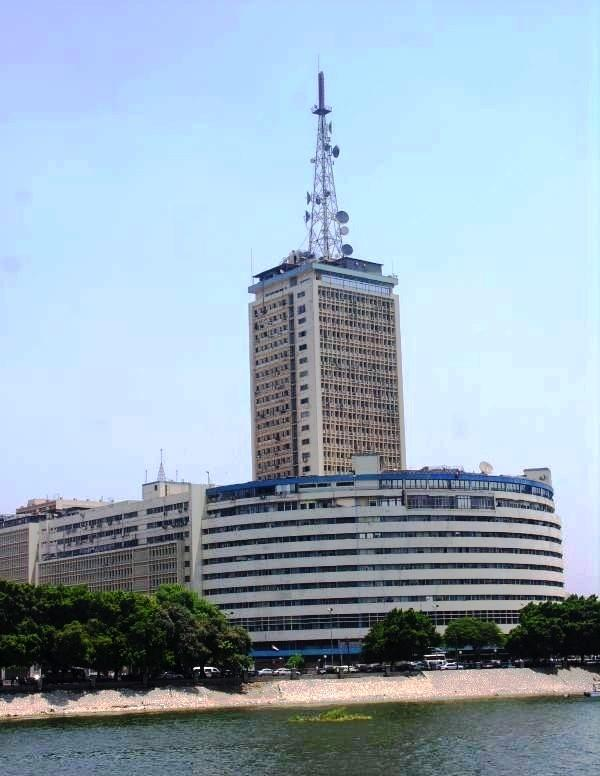
مبنى الإذاعة والتليفزيون المصري (ماسبيرو) "القاهرة"
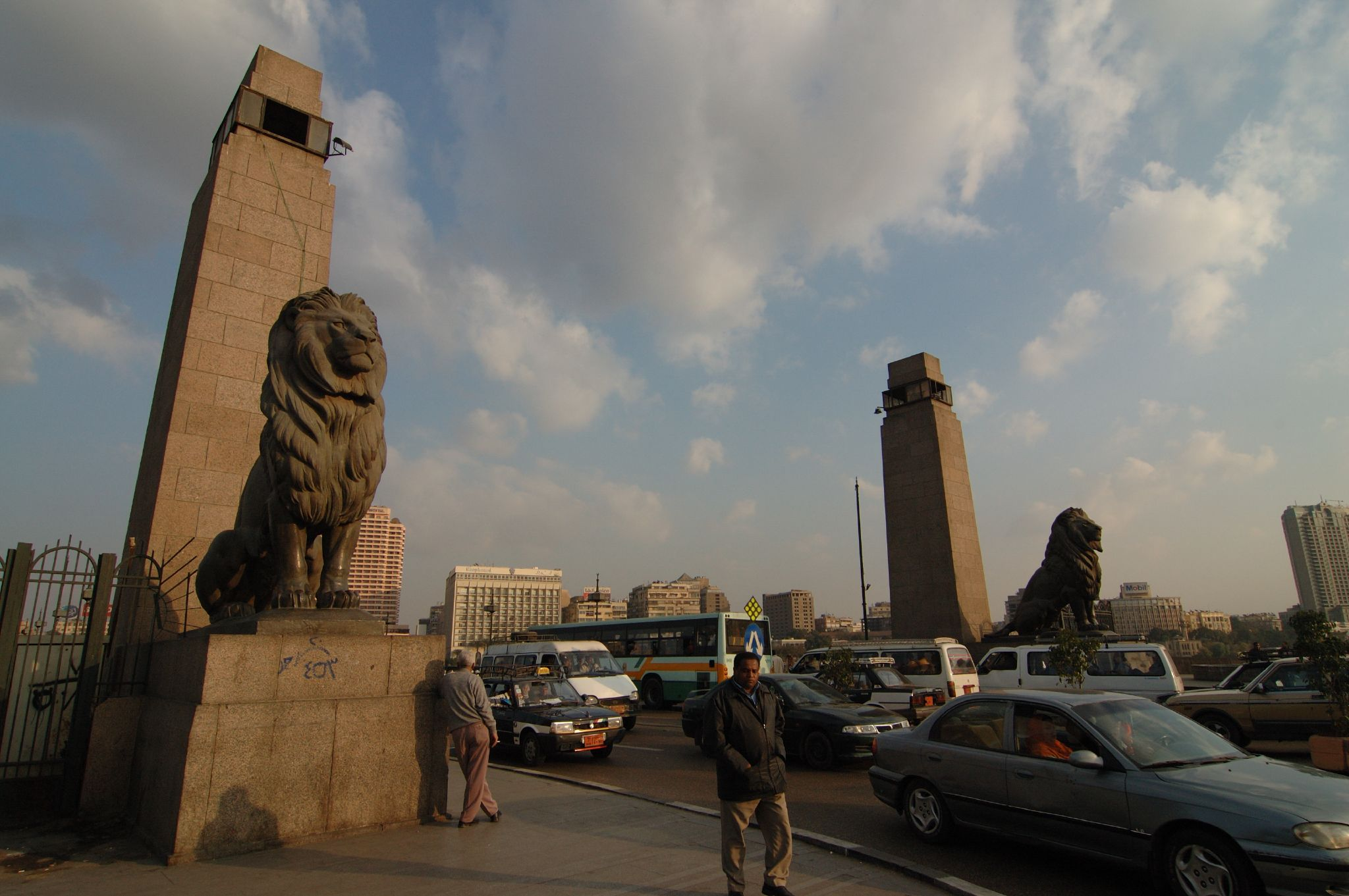
كوبري قصر النيل "القاهرة"
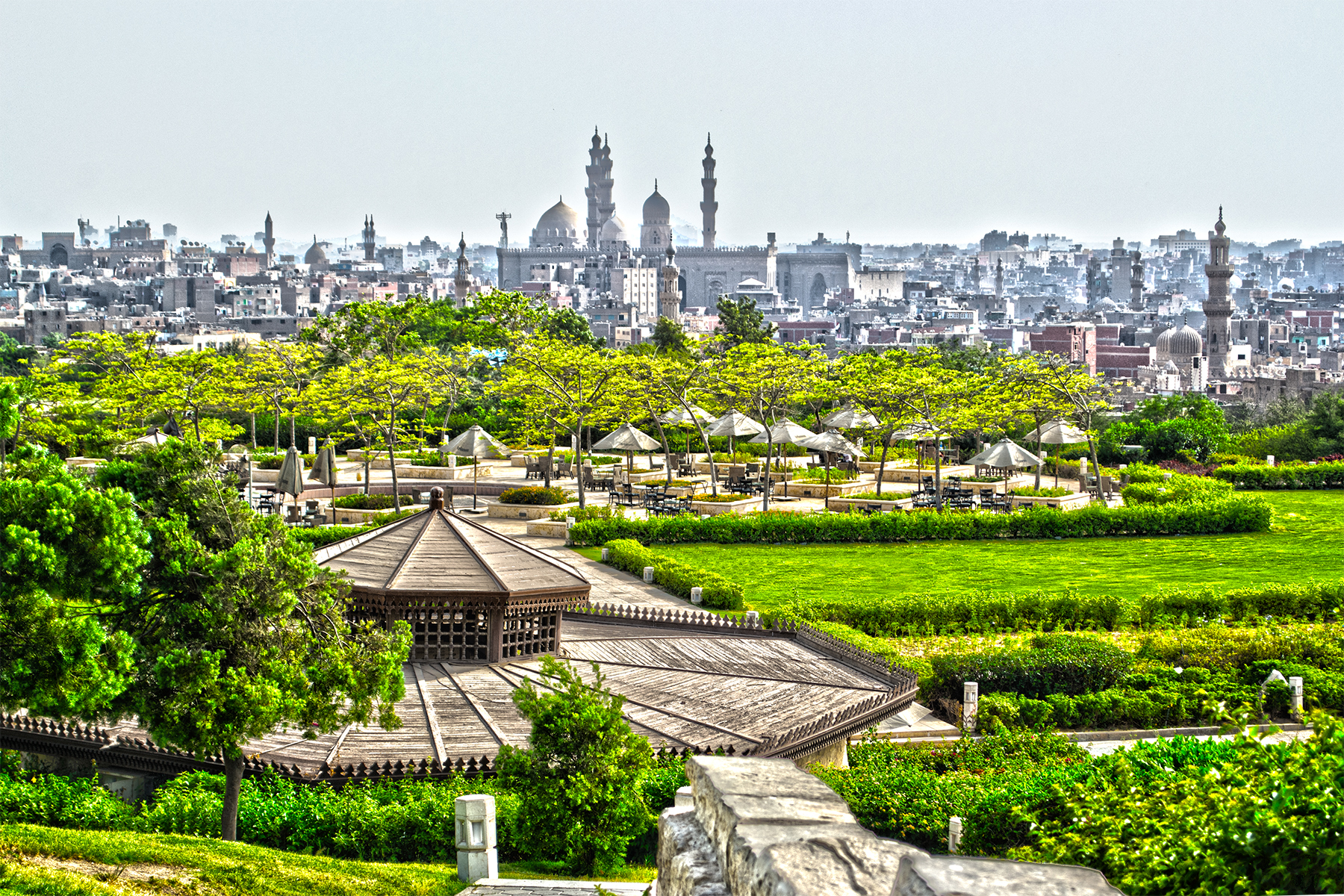
حديقة الأزهر "القاهرة"
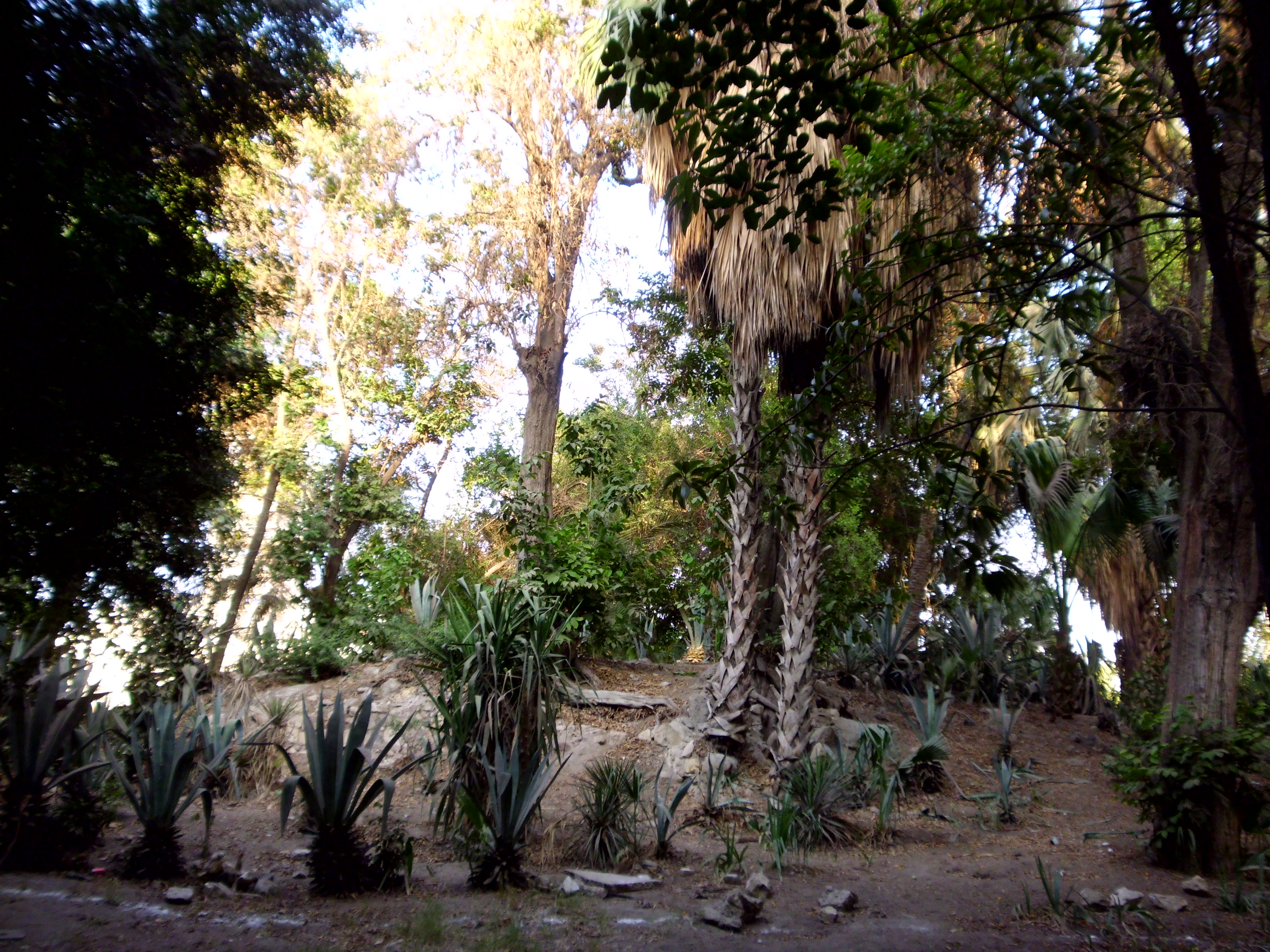
حديقة الأزبكية "القاهرة"
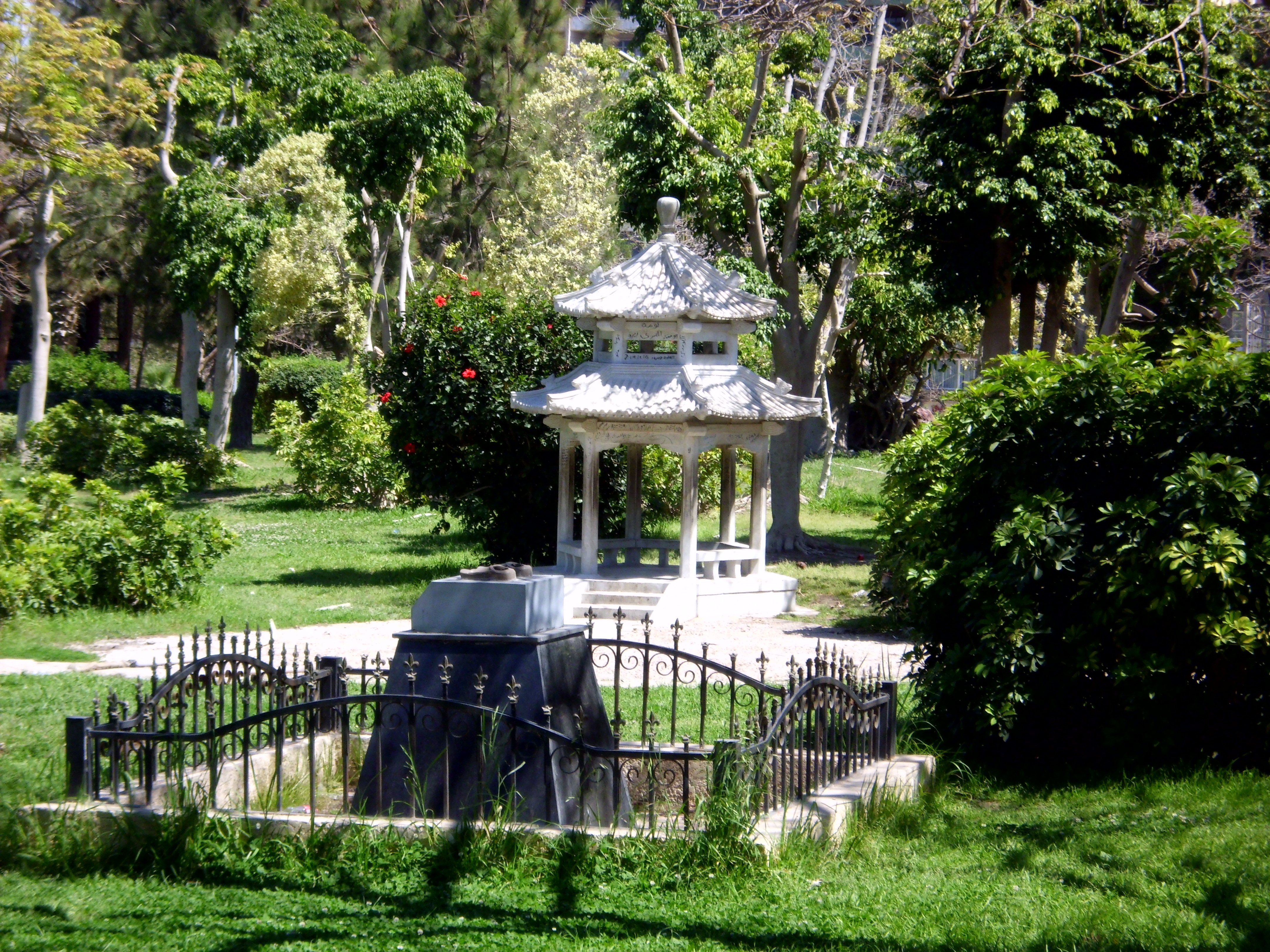
الحديقة الدولية "القاهرة"
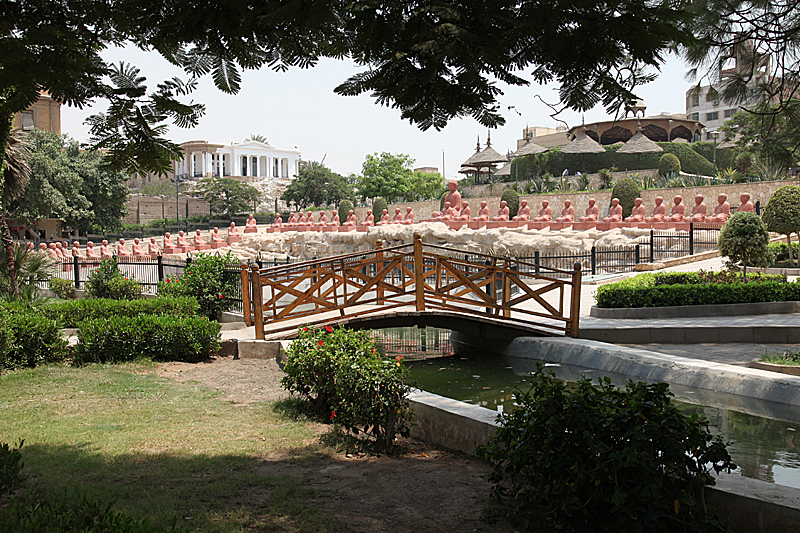
الحديقة اليابانية "حلوان"
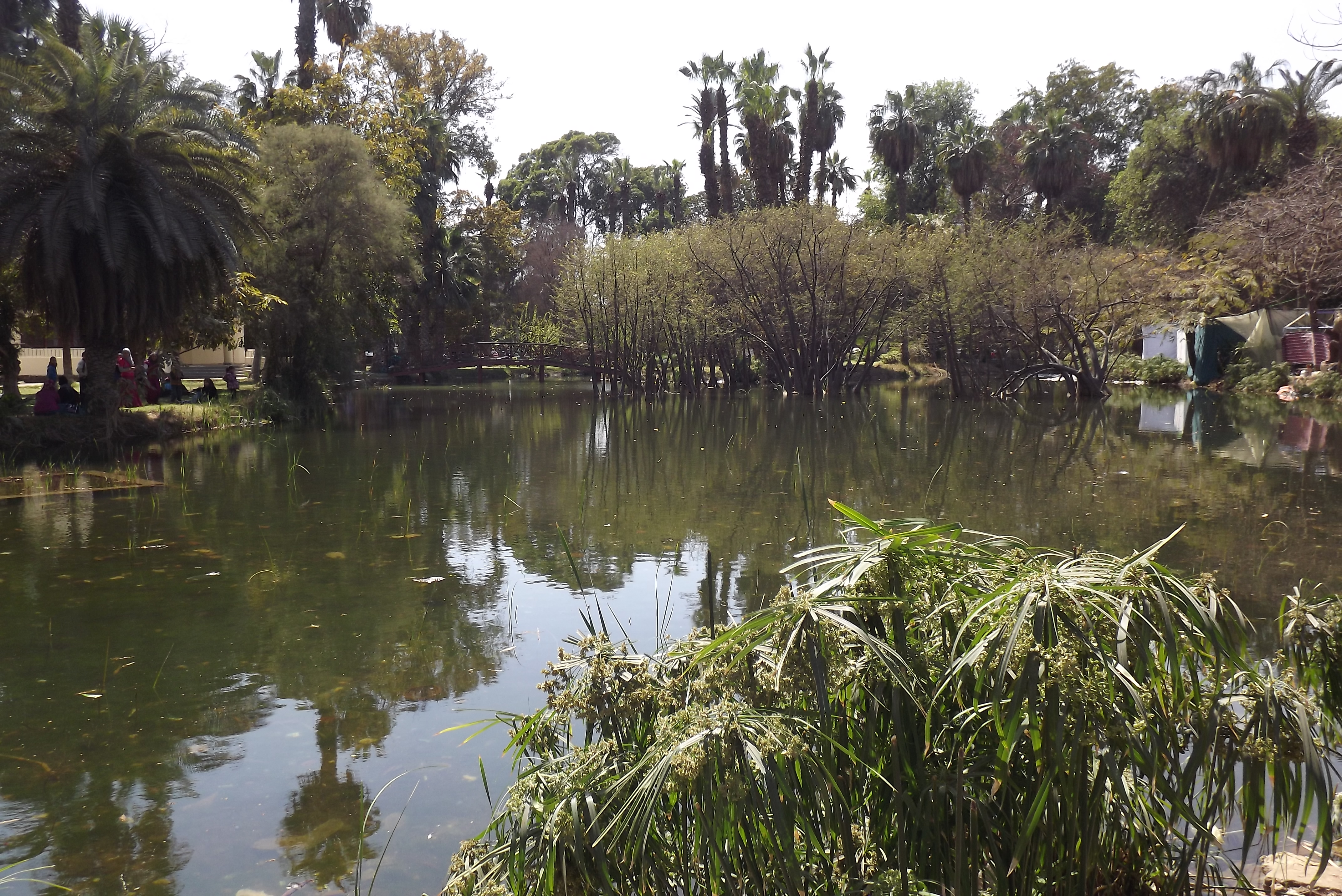
حديقة الأورمان "الجيزة"
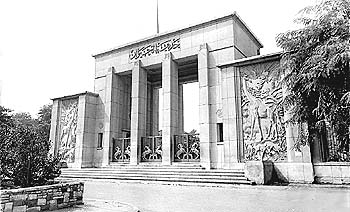
حديقة حيوان الجيزة "الجيزة"
القرية الفرعونية "الجيزة"
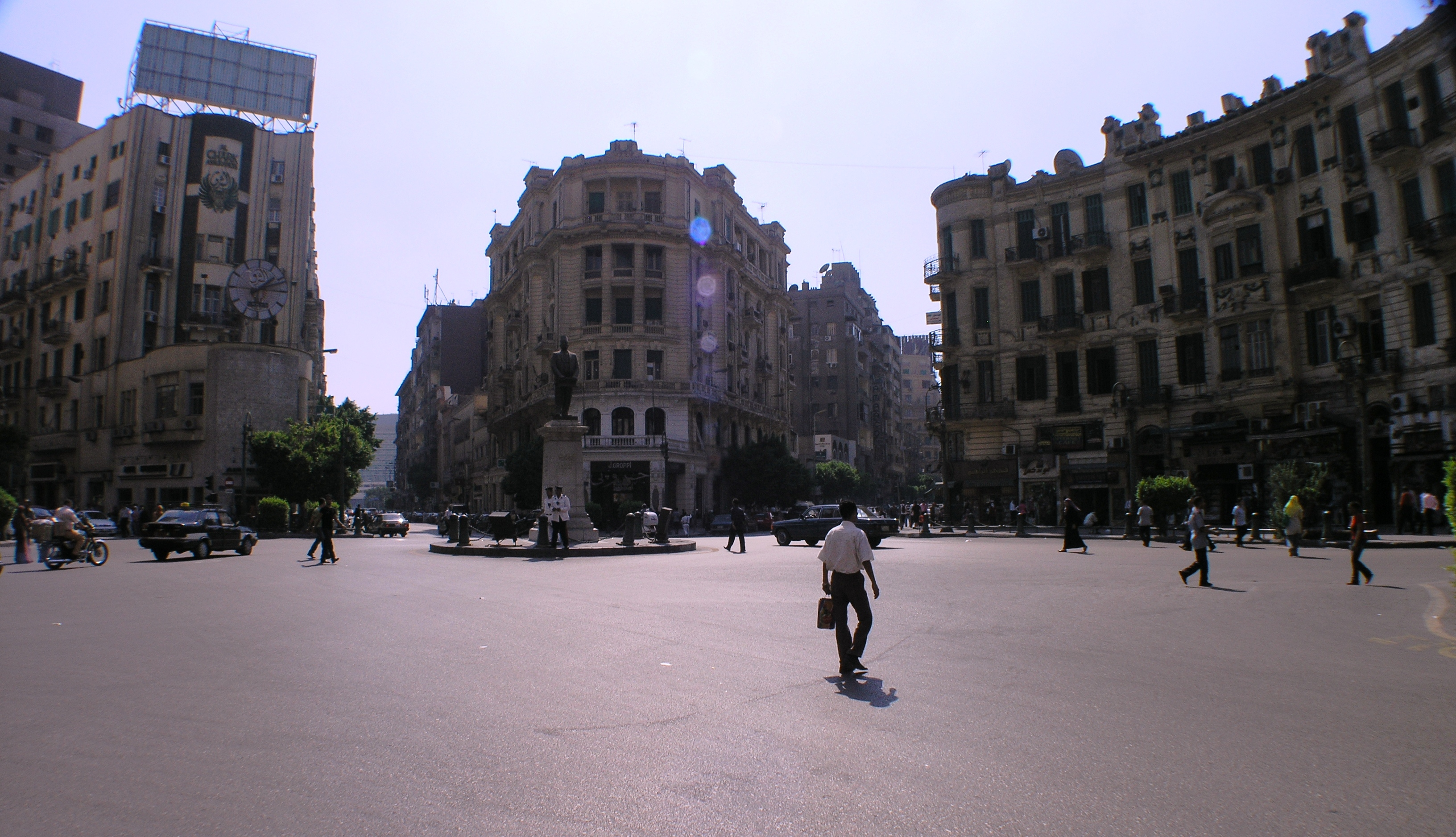
وسط المدينة "القاهرة"
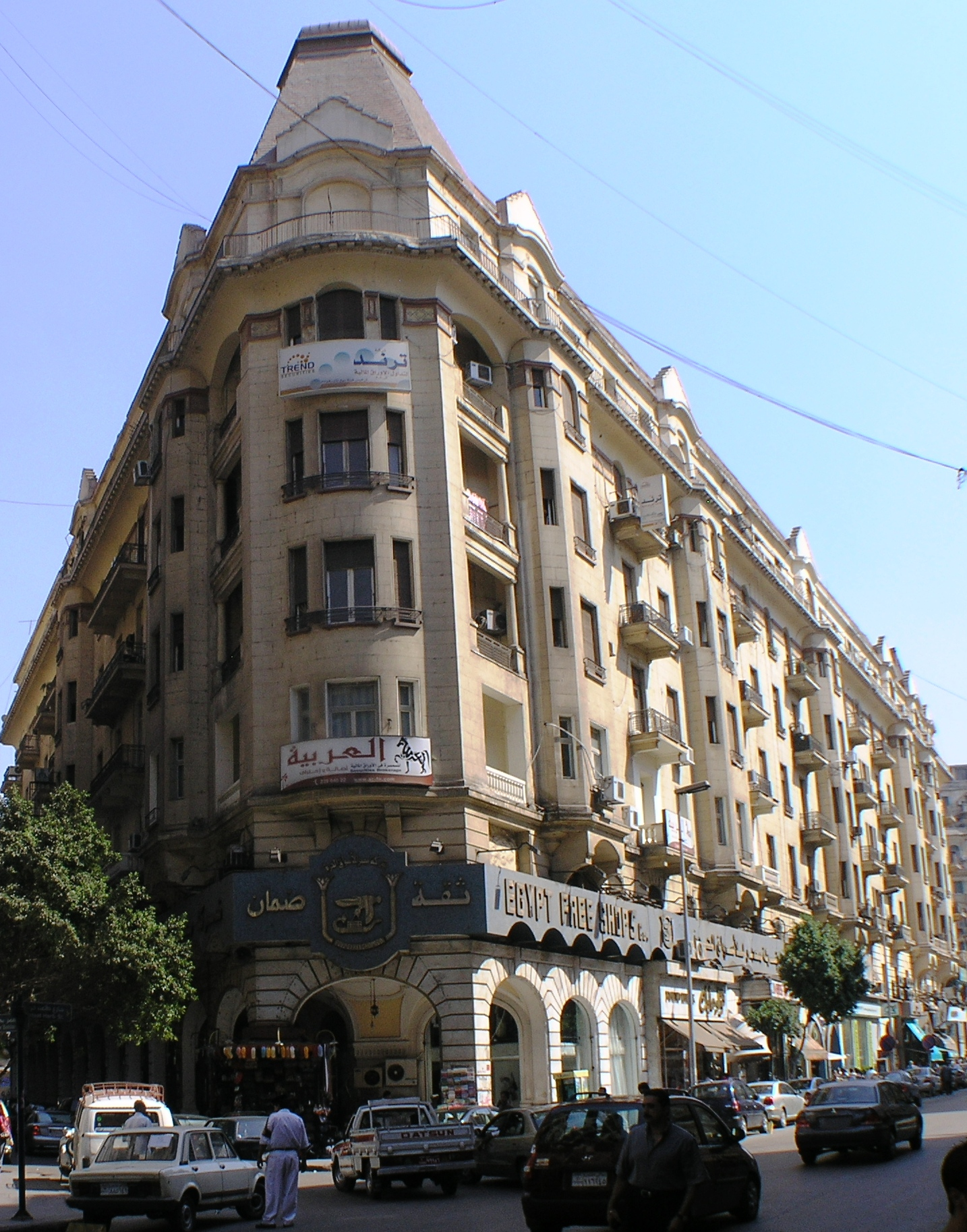
وسط المدينة "القاهرة"
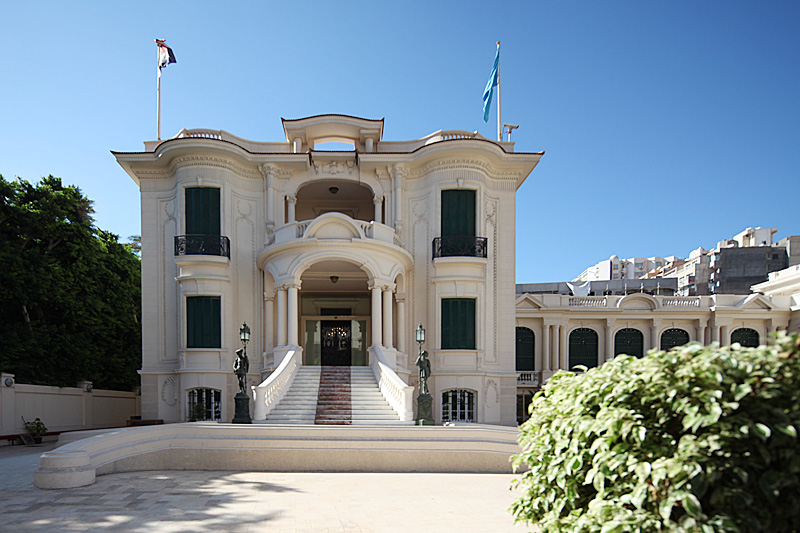
متحف المجوهرات الملكية "الإسكندرية"
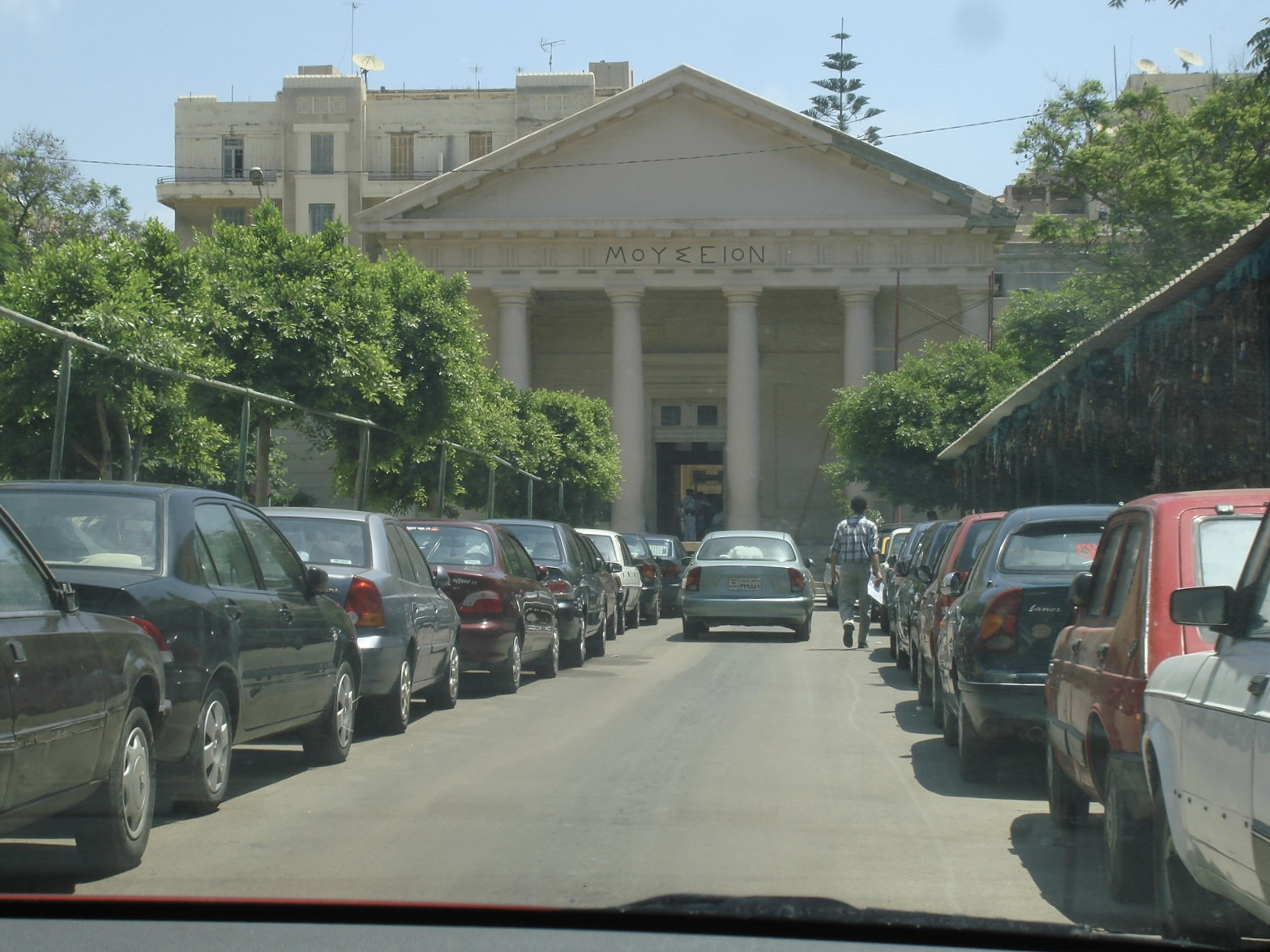
المتحف اليوناني الروماني "الإسكندرية"
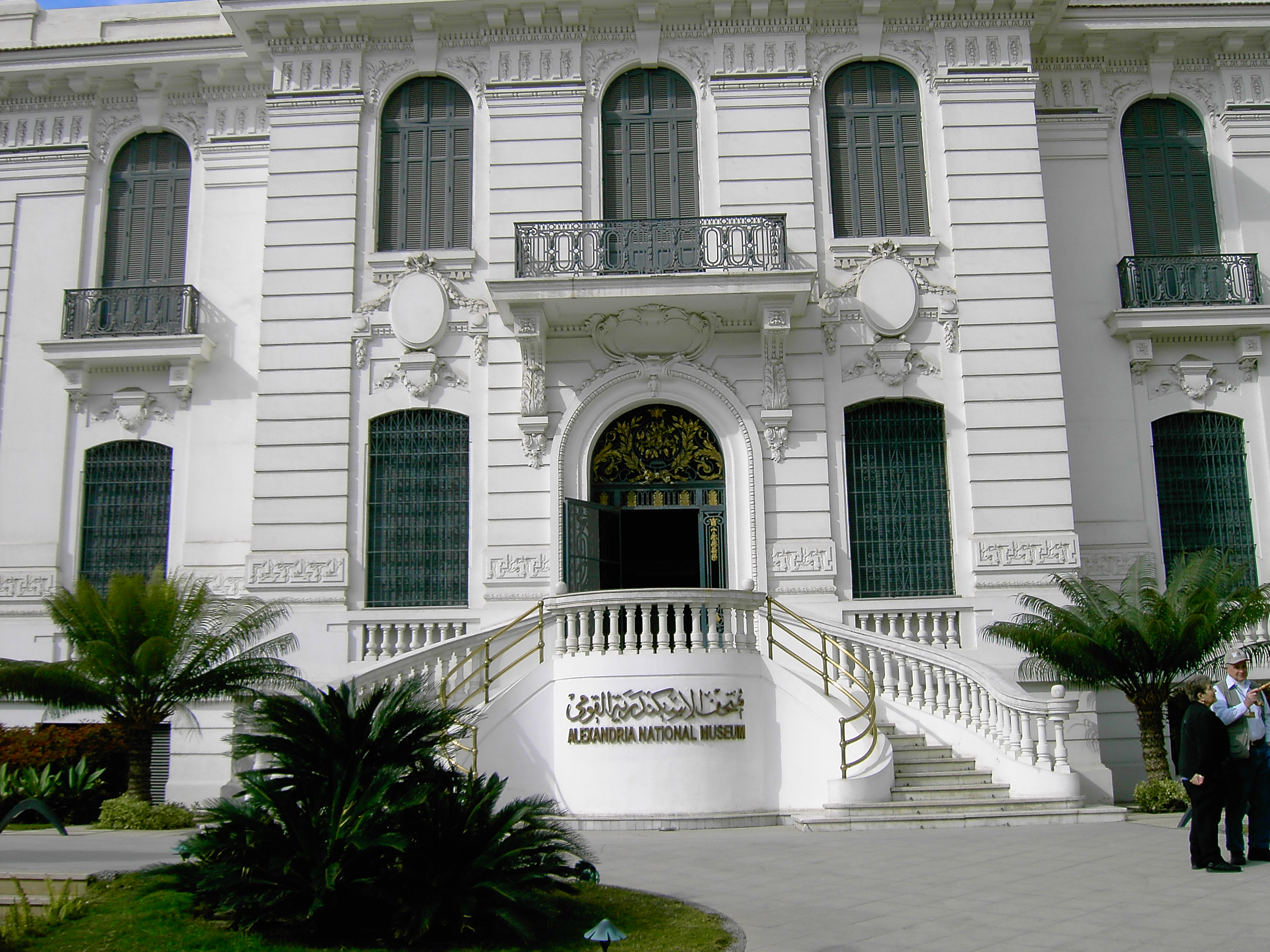
متحف الإسكندرية القومي "الإسكندرية"
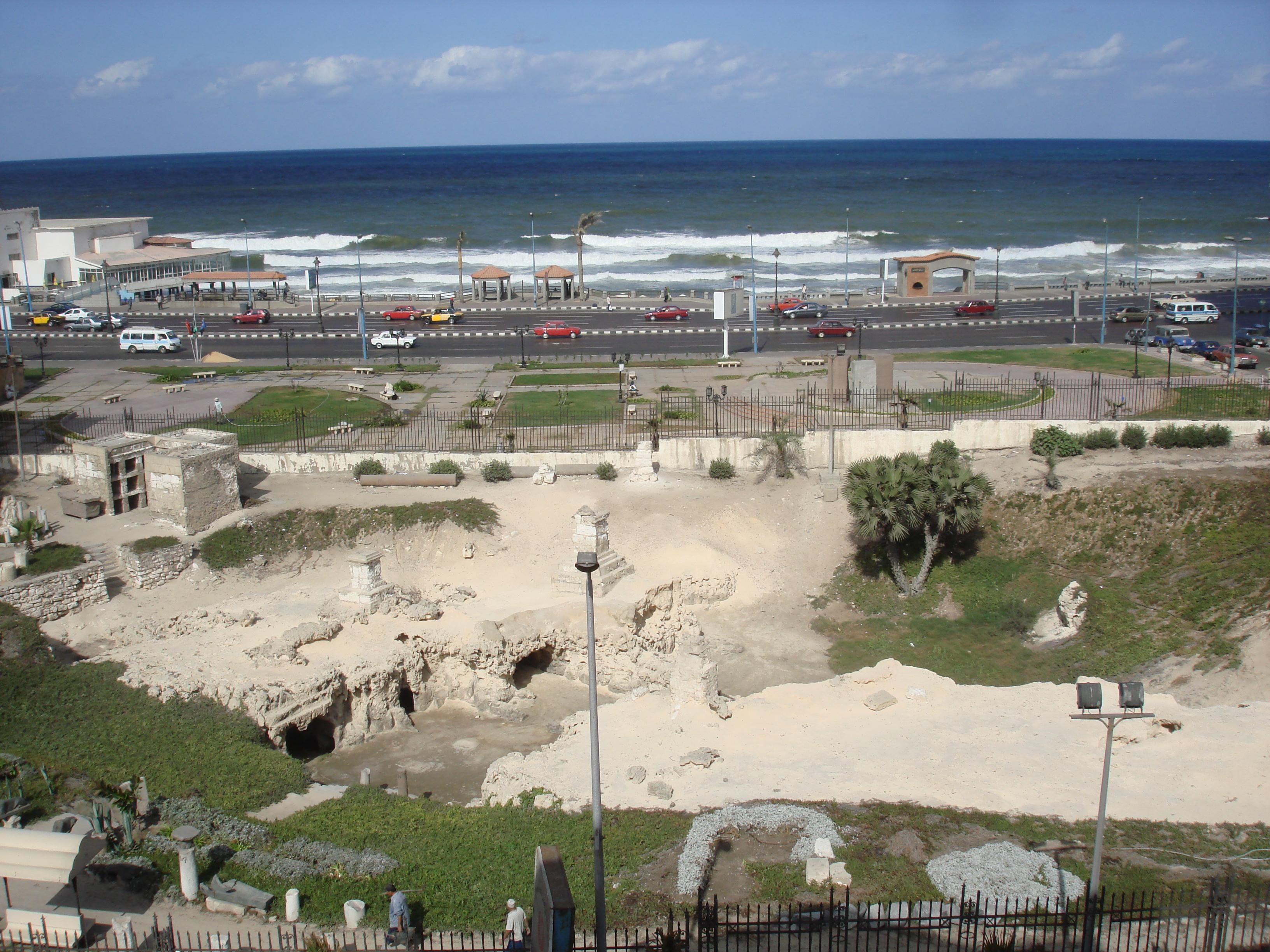
مقابر الشاطبي "الإسكندرية"
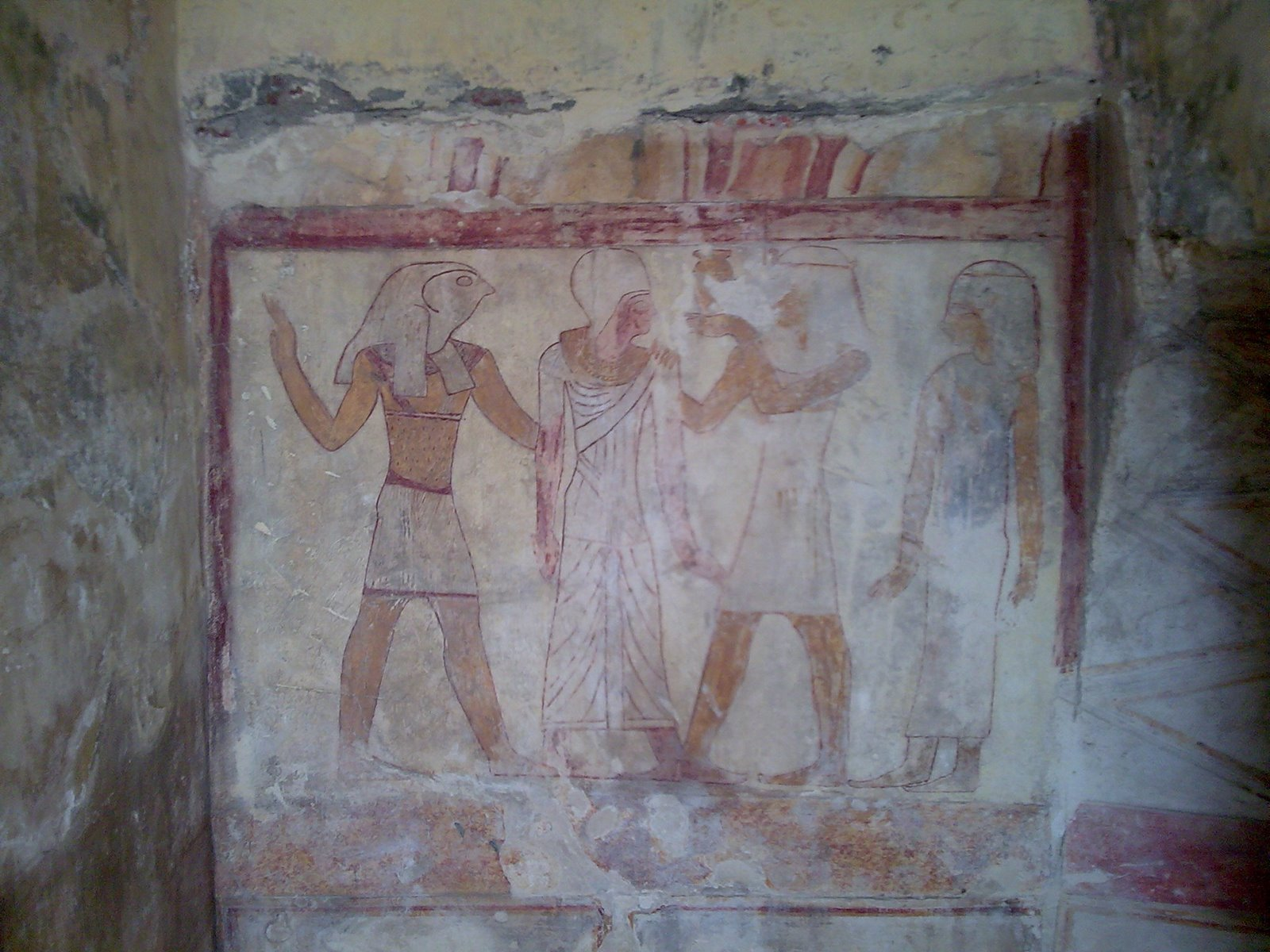
مقابر الأنفوشي "الإسكندرية"
مقابر كوم الشقافة الأثرية "الإسكندرية"
مقابر مصطفى كامل الأثرية "الإسكندرية"
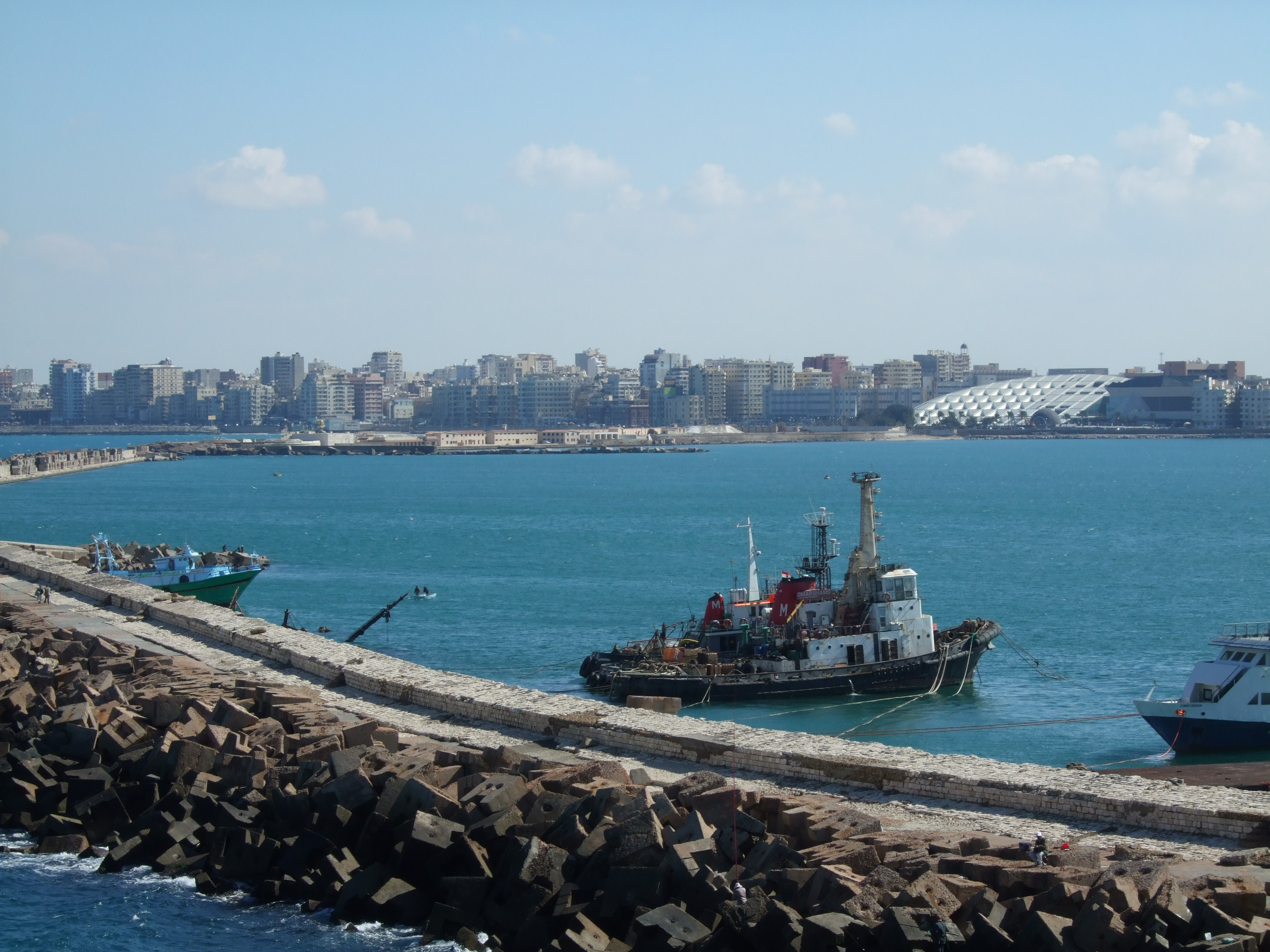
الميناء الشرقي "الإسكندرية"
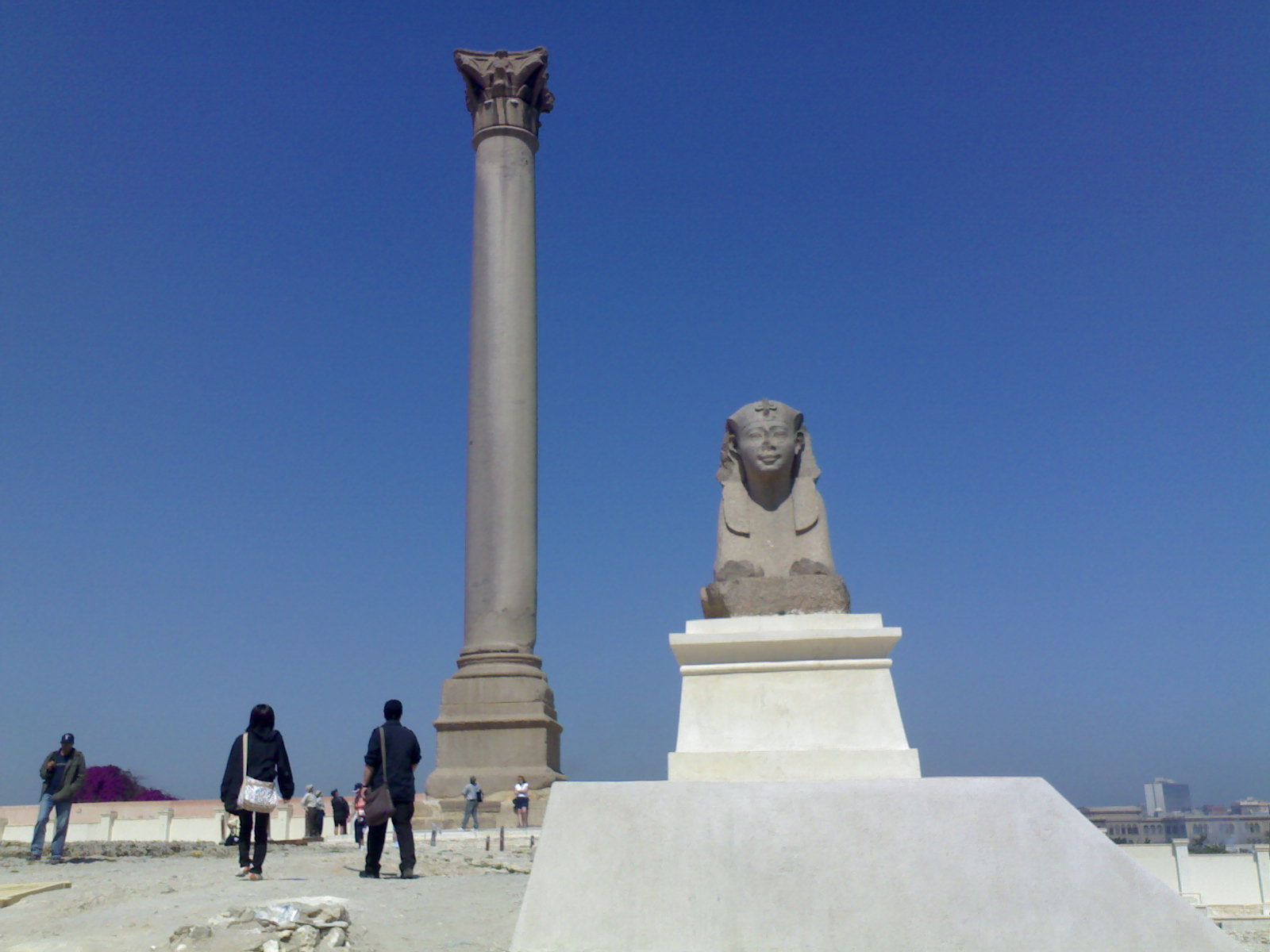
عمود السواري "الإسكندرية"
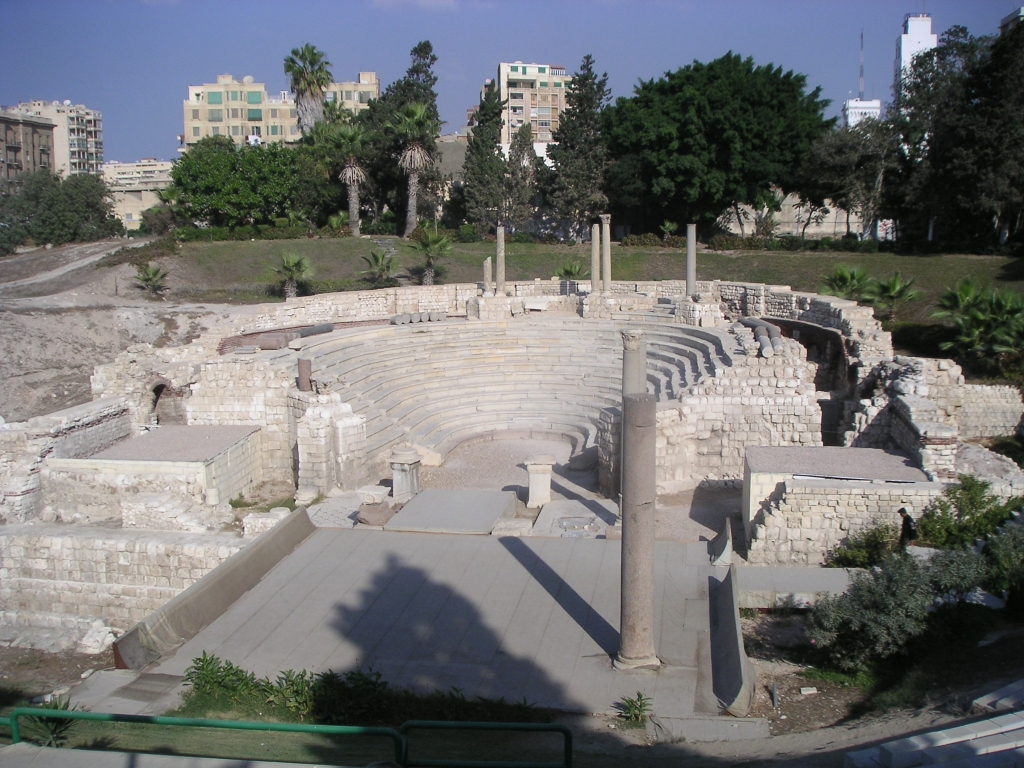
المسرح الروماني "الإسكندرية"
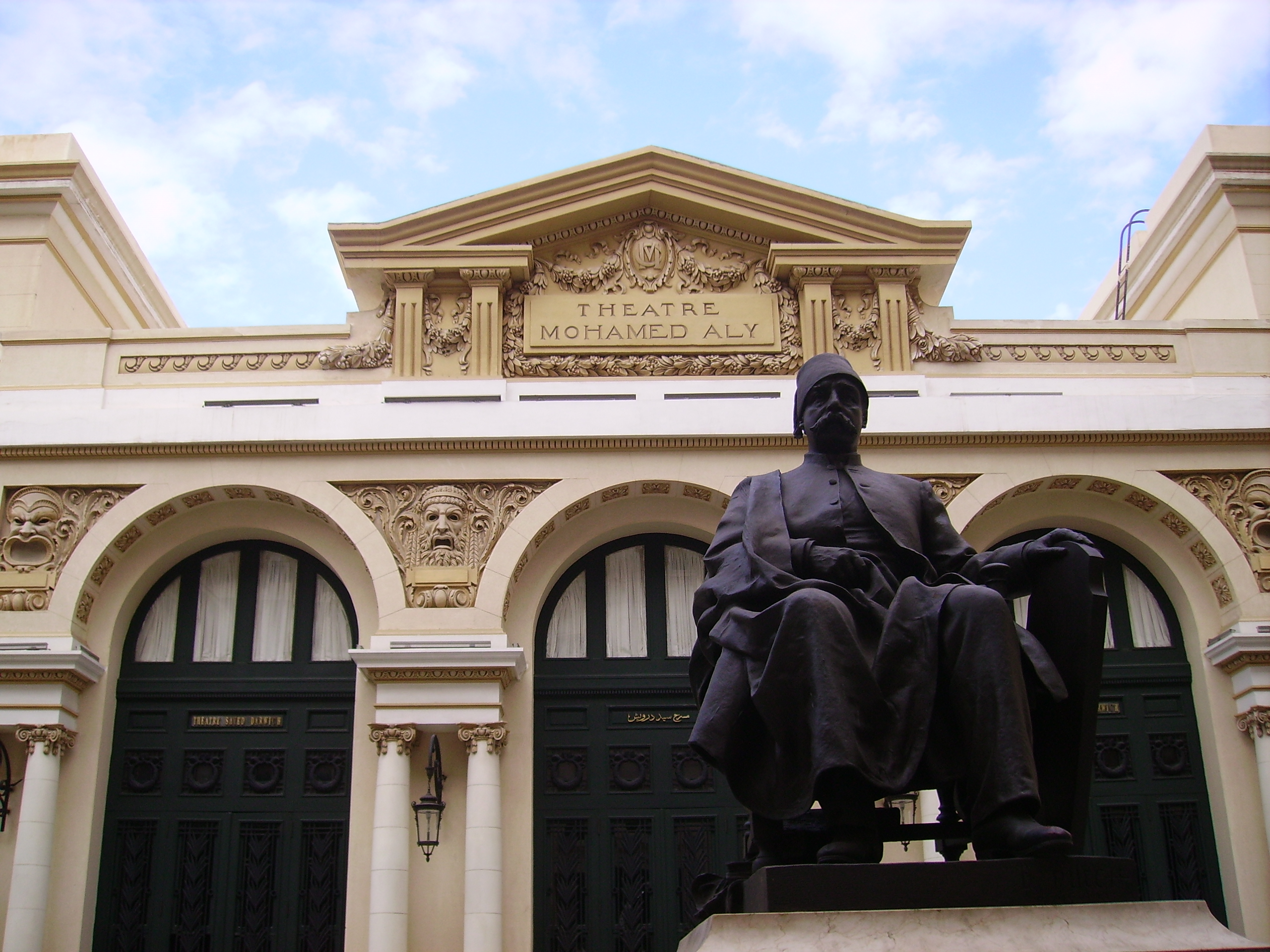
دار أوبرا الإسكندرية
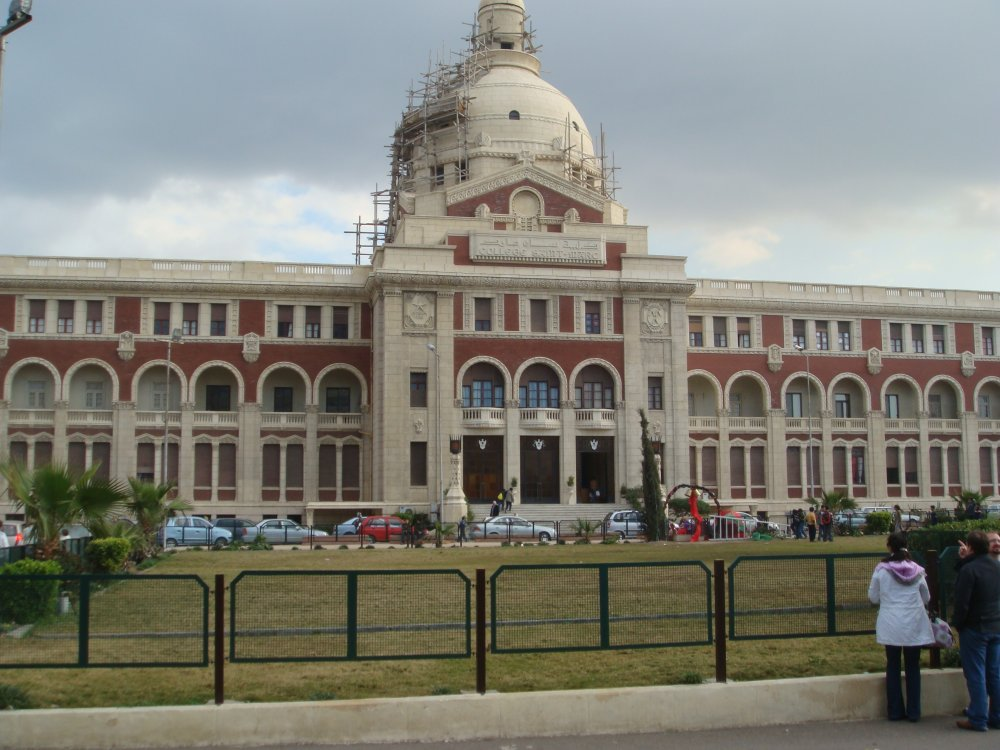
كلية سان مارك "الإسكندرية"
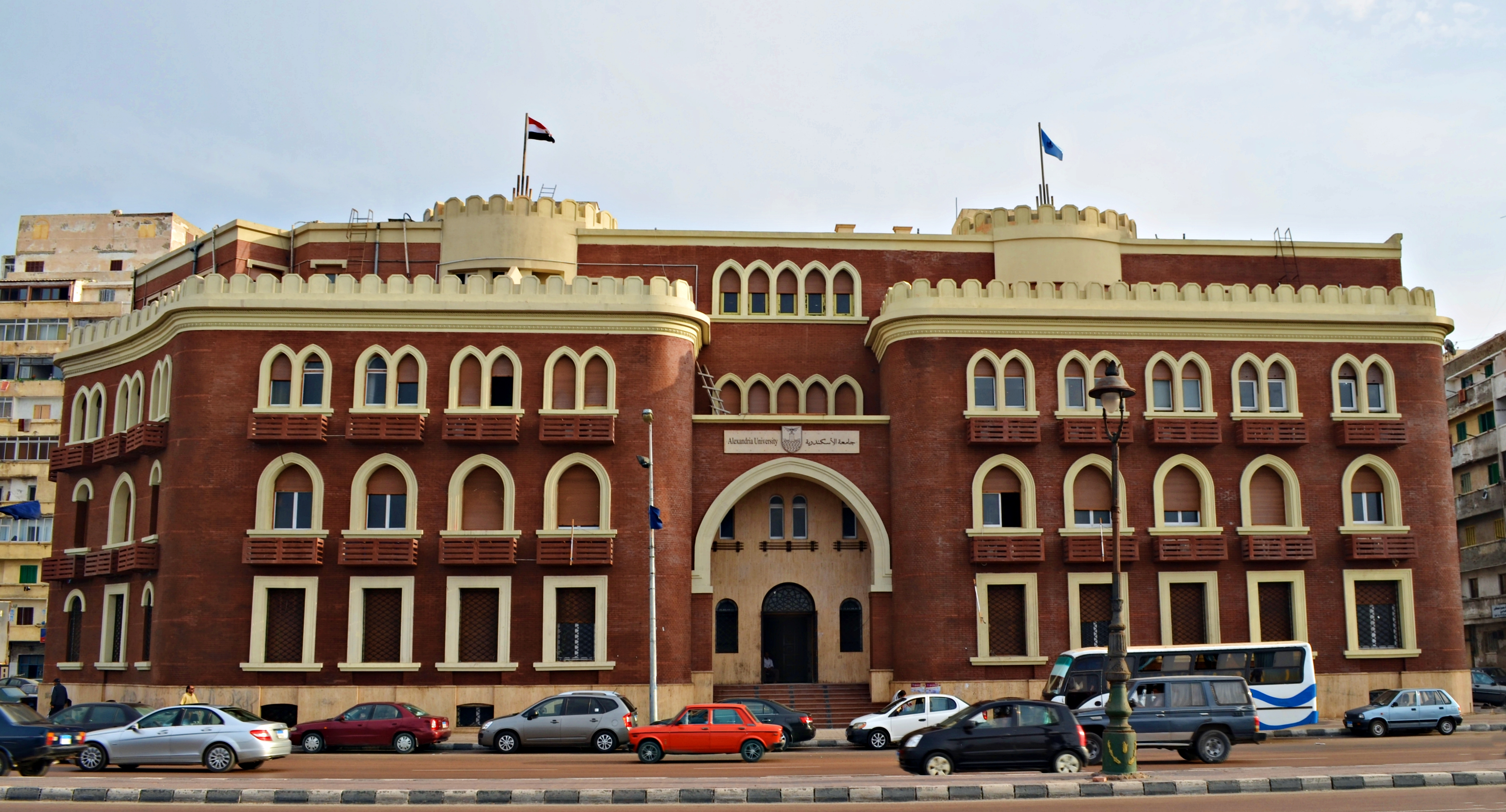
جامعة الإسكندرية
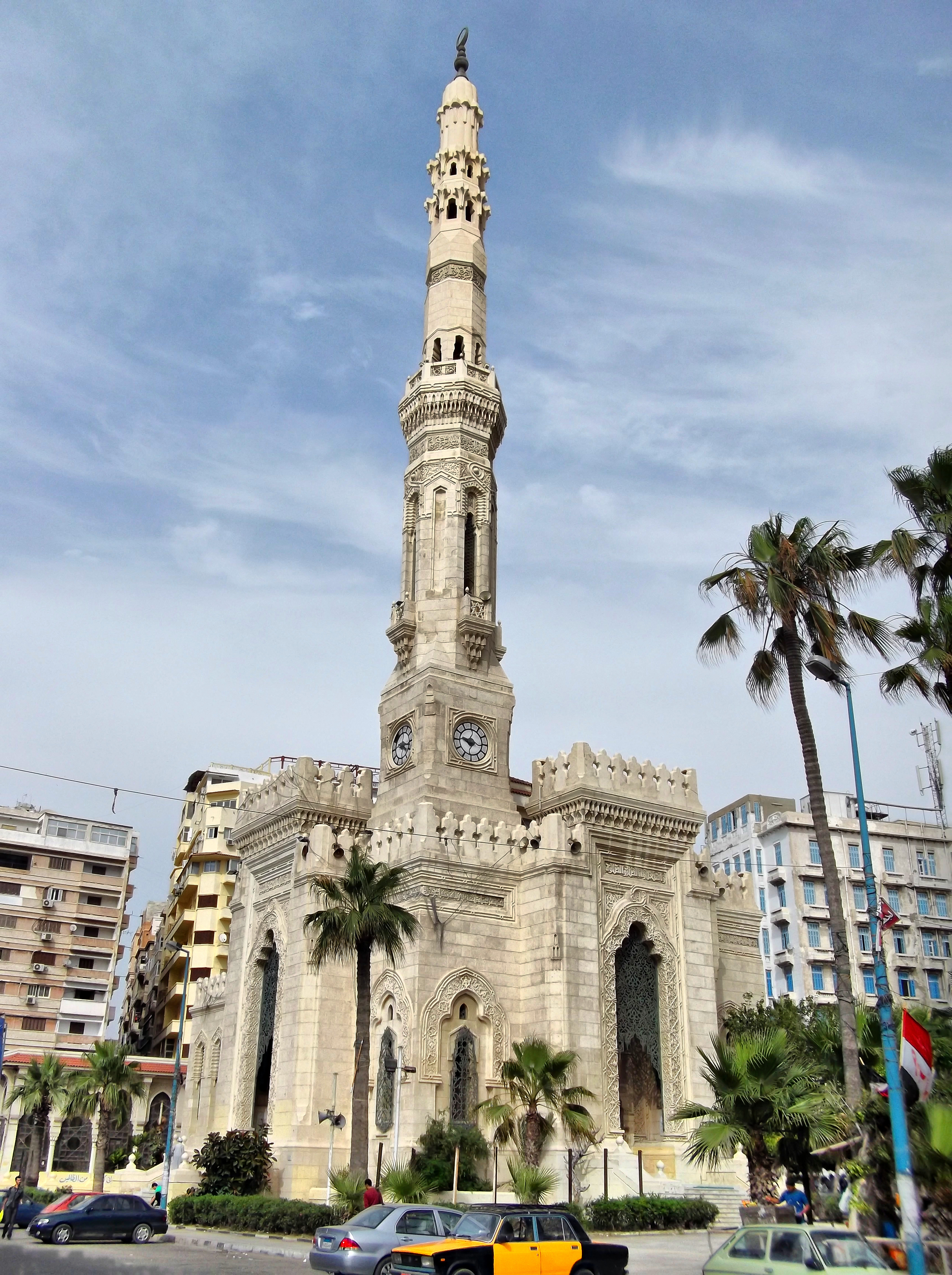
جامع القائد إبراهيم "الإسكندرية"
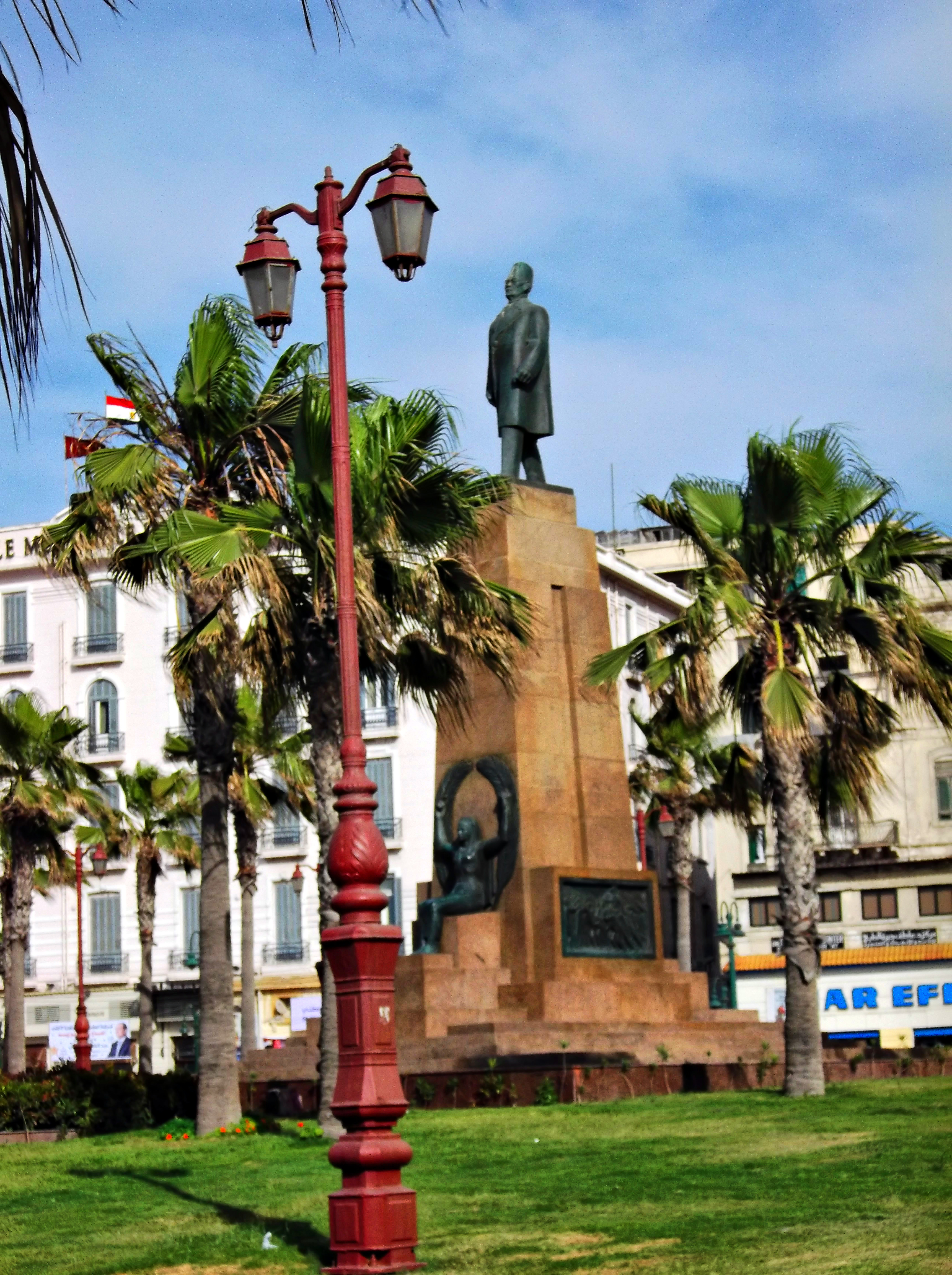
تمثال سعد زغلول بمحطة الرمل "الإسكندرية"
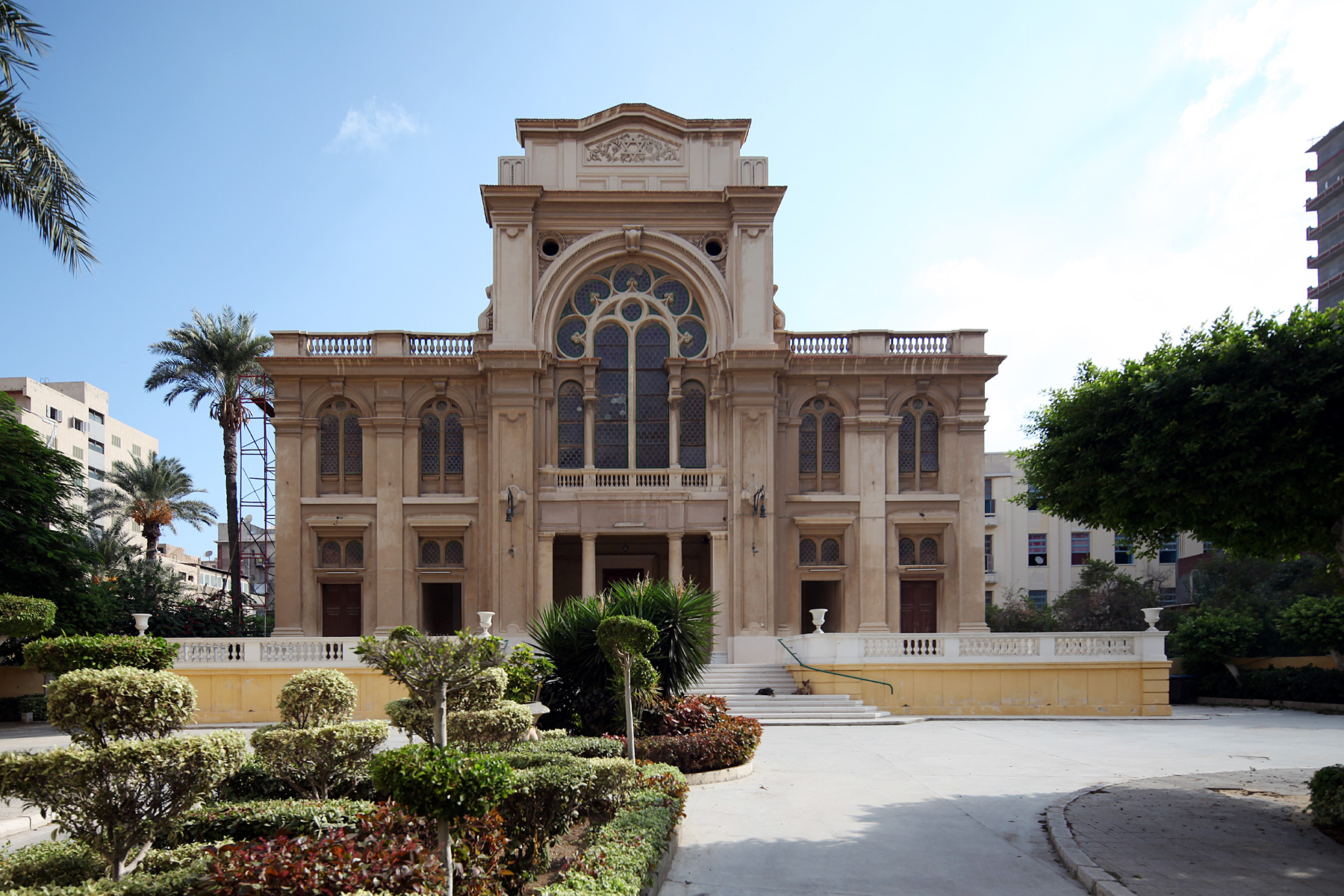
كنيس إلياهو هانبي "الإسكندرية"
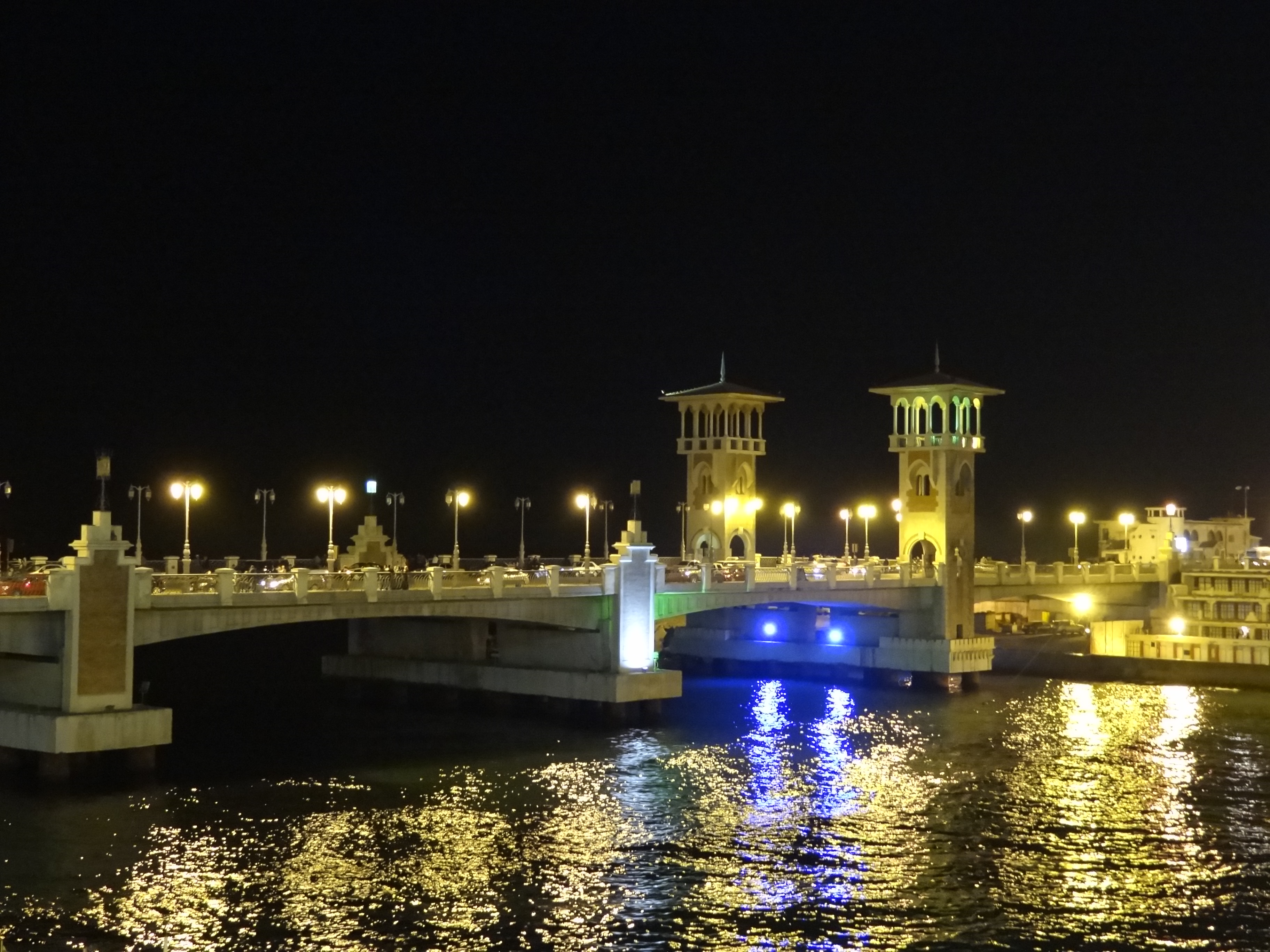
كوبري ستانلي "الإسكندرية"
شاطئ ستانلي "الإسكندرية"
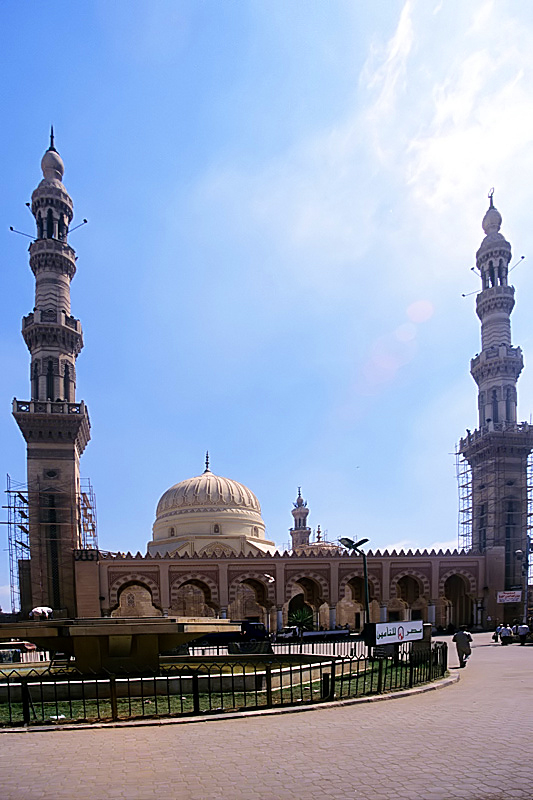
مسجد البدوي بمدينة طنطا "الغربية"
مسجد الدسوقي بمدينة دسوق "كفر الشيخ"
أطلال مدينة بوتو القديمة (تل الفراعين) بمدينة دسوق "كفر الشيخ"
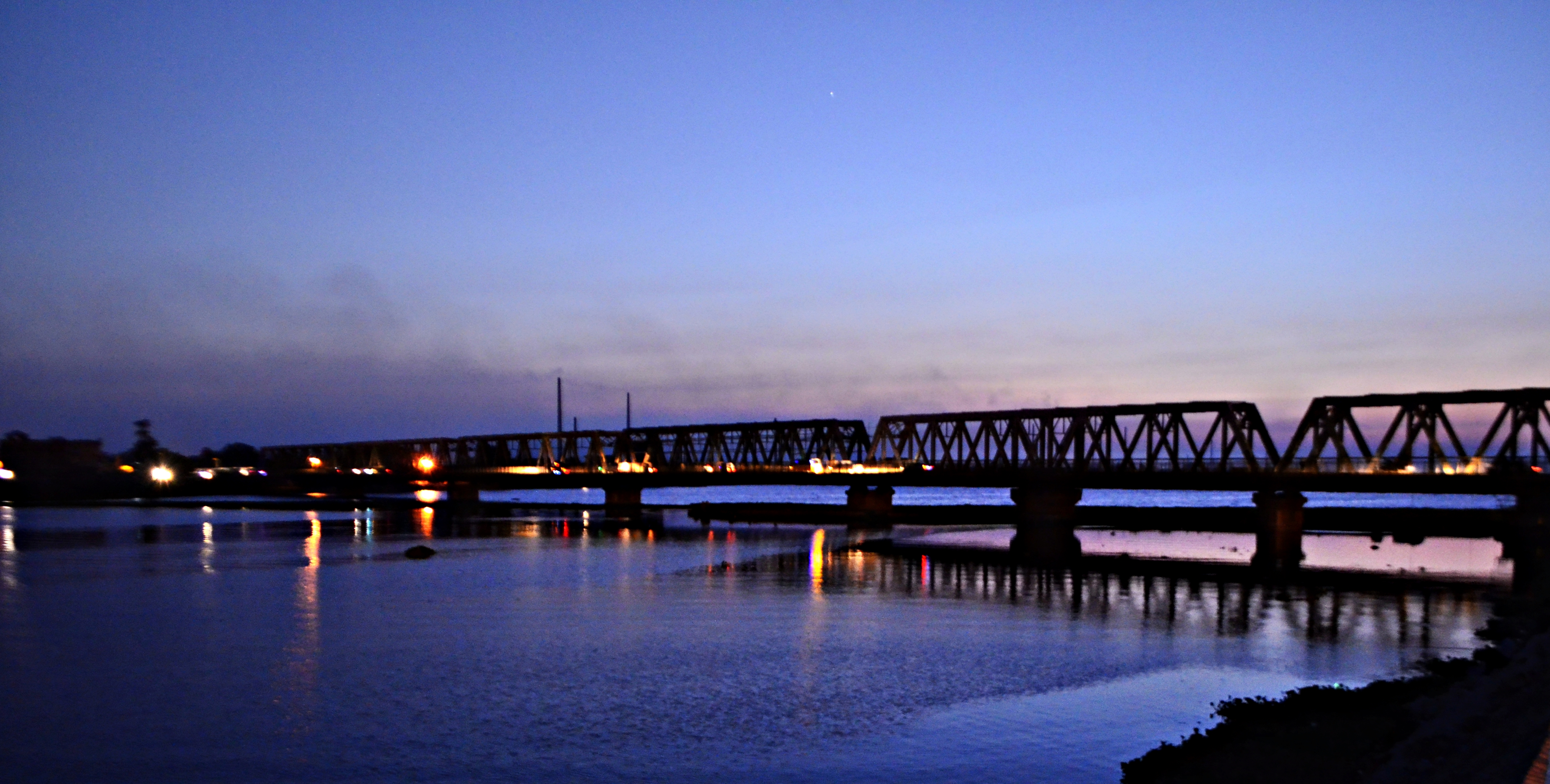
النيل بمدينة دسوق "كفر الشيخ"
مدينة بلطيم "كفر الشيخ"
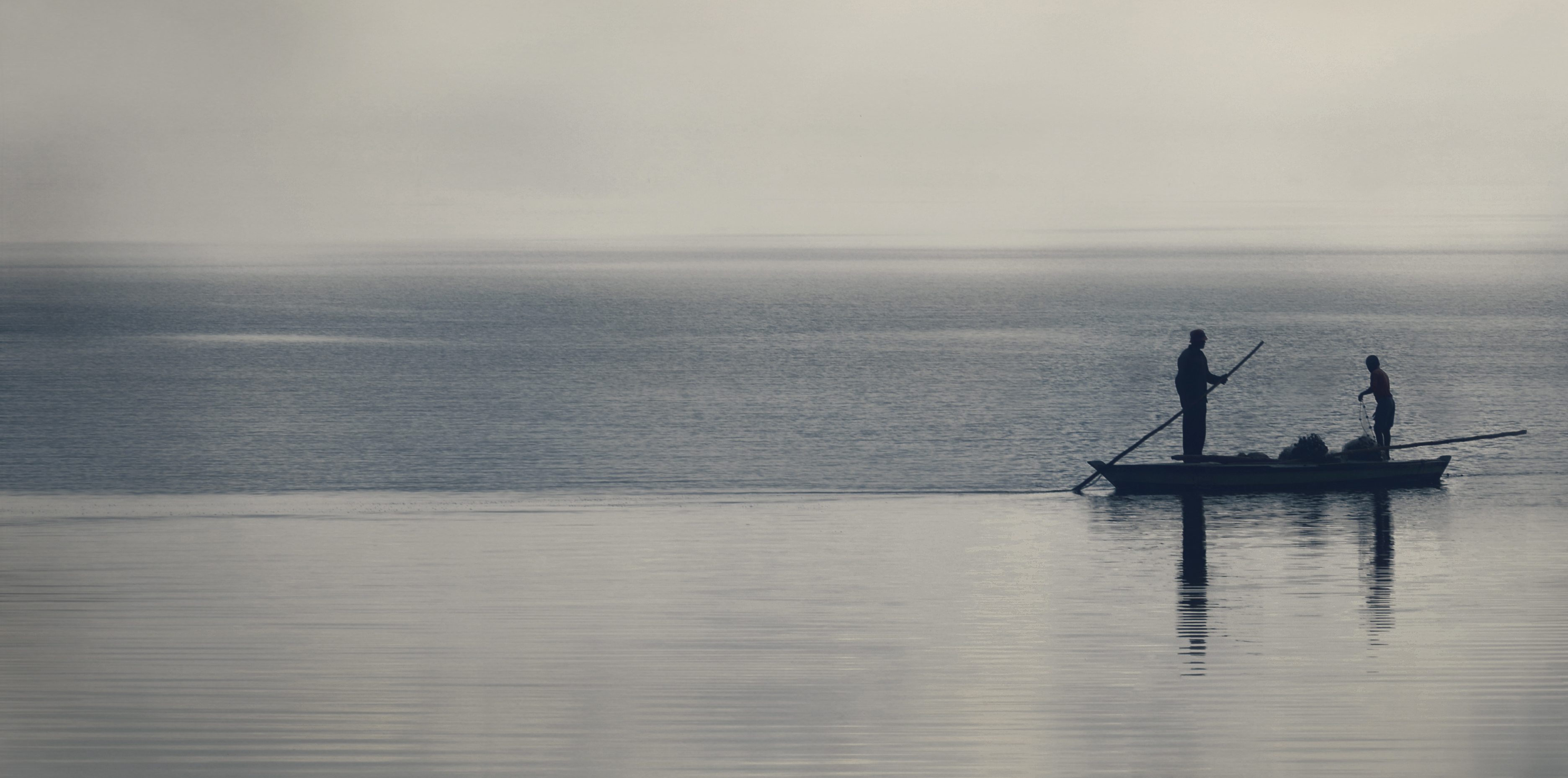
بحيرة البرلس "كفر الشيخ"
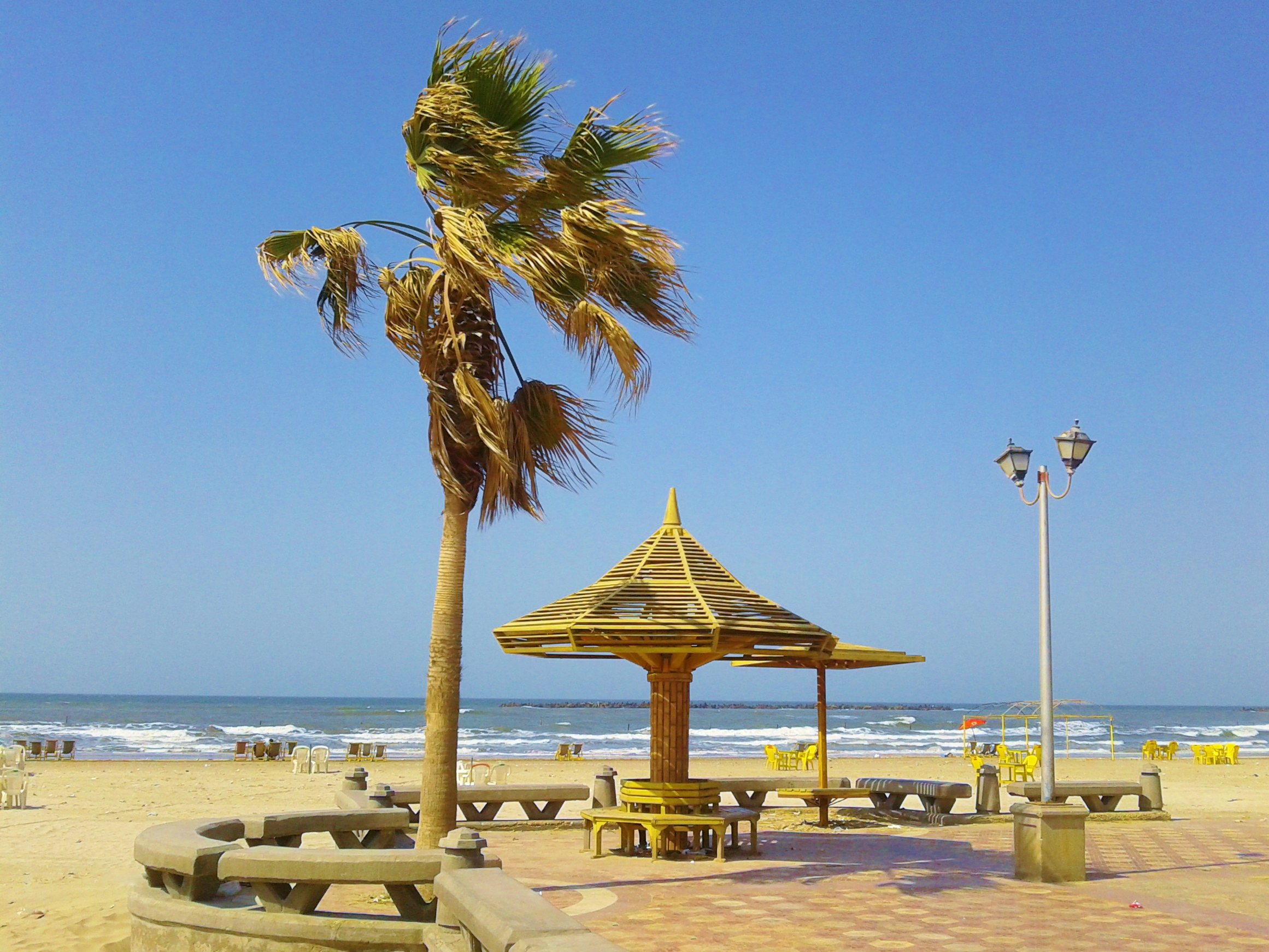
شاطئ رأس البر "دمياط"
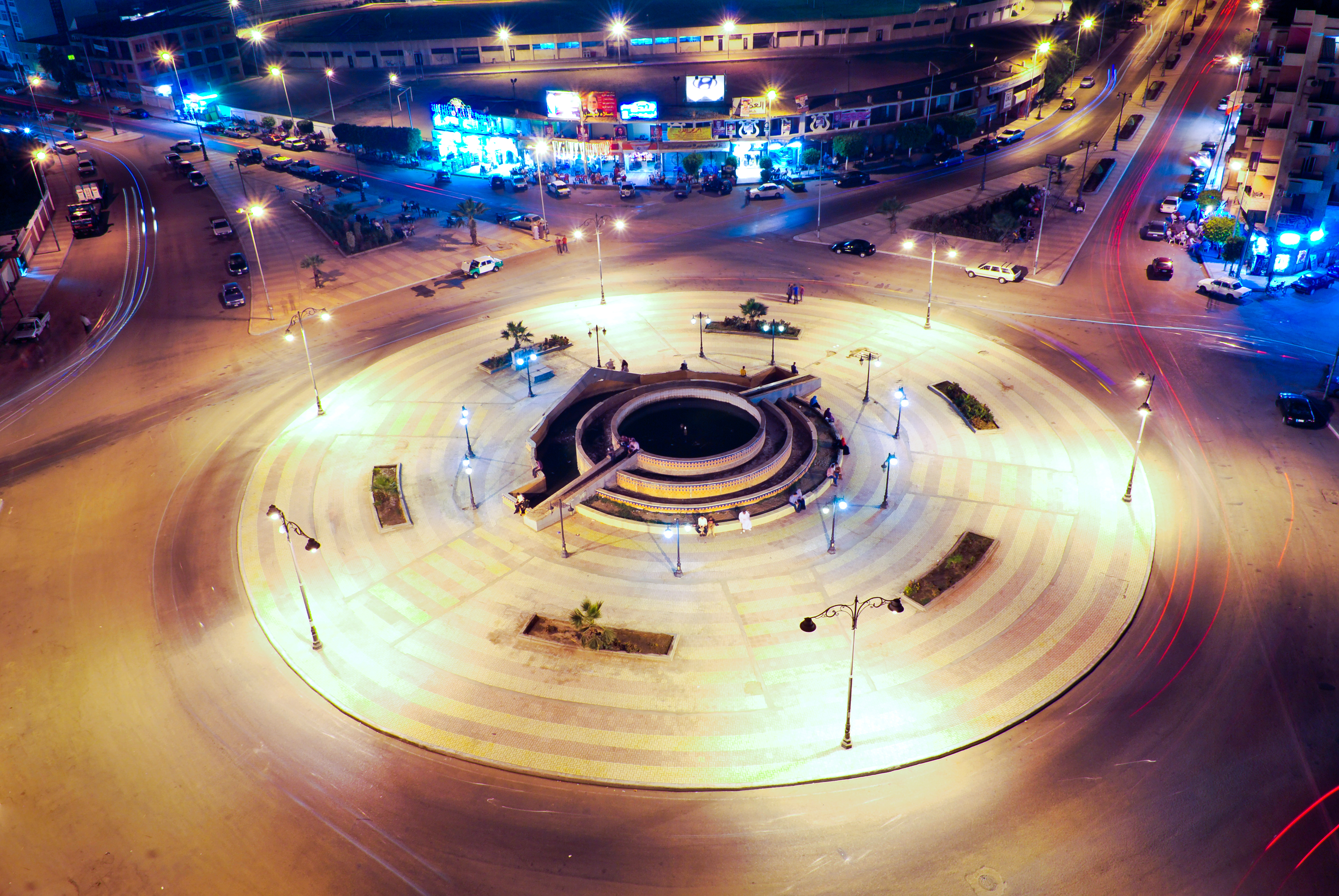
ميدان جلال قريطم بمدينة دمنهور "البحيرة"
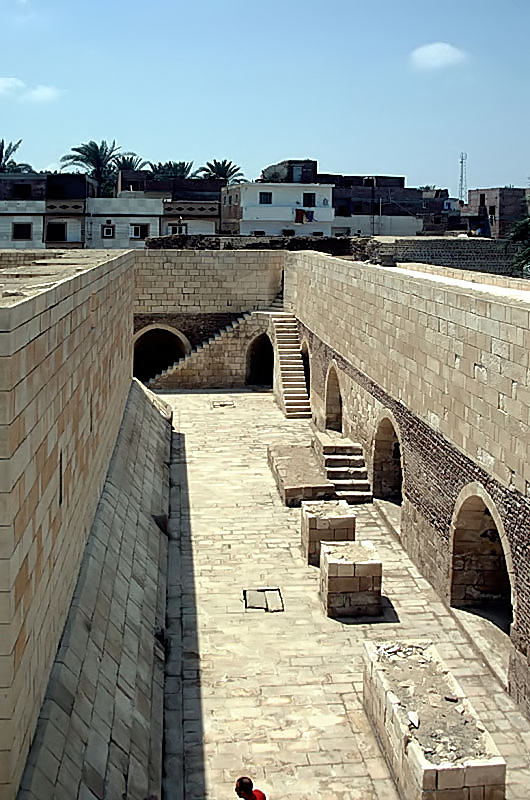
قلعة قايتباي بمدينة برشيد "البحيرة"
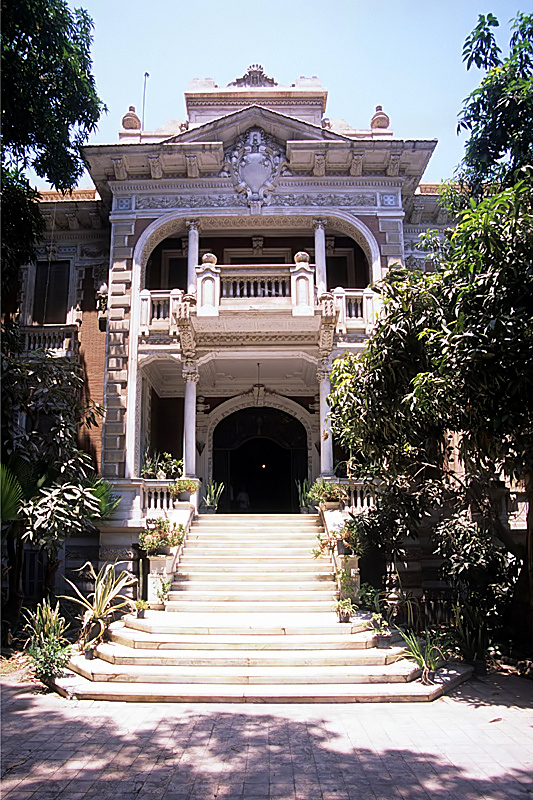
قصر كمال بك الشناوي بمدينة المنصورة "الدقهلية"
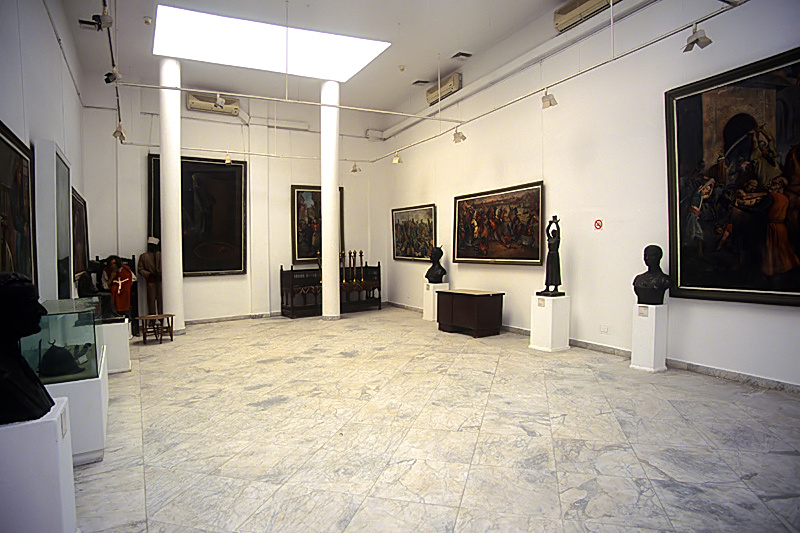
دار ابن لقمان بمدينة المنصورة "الدقهلية"
مدينة ميت غمر "الدقهلية"
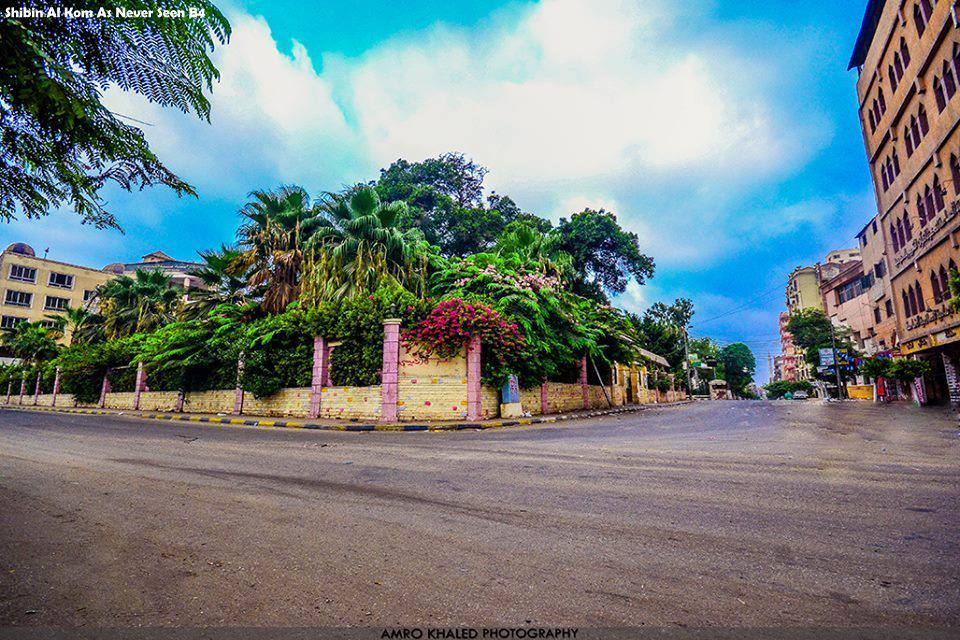
حديقة العلياء بمدينة شبين الكوم "المنوفية"
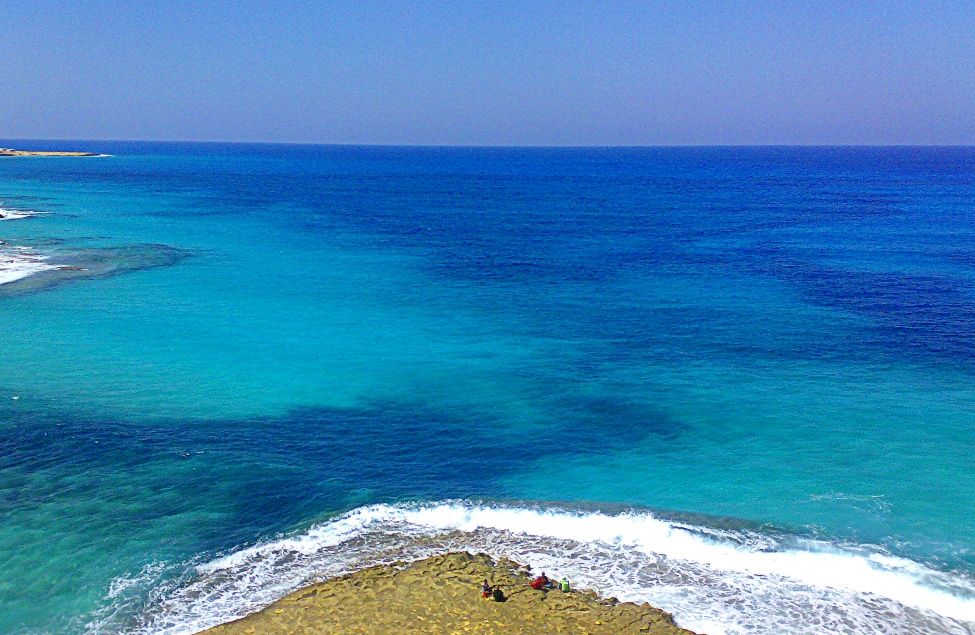
شاطئ عجيبة "مرسى مطروح"
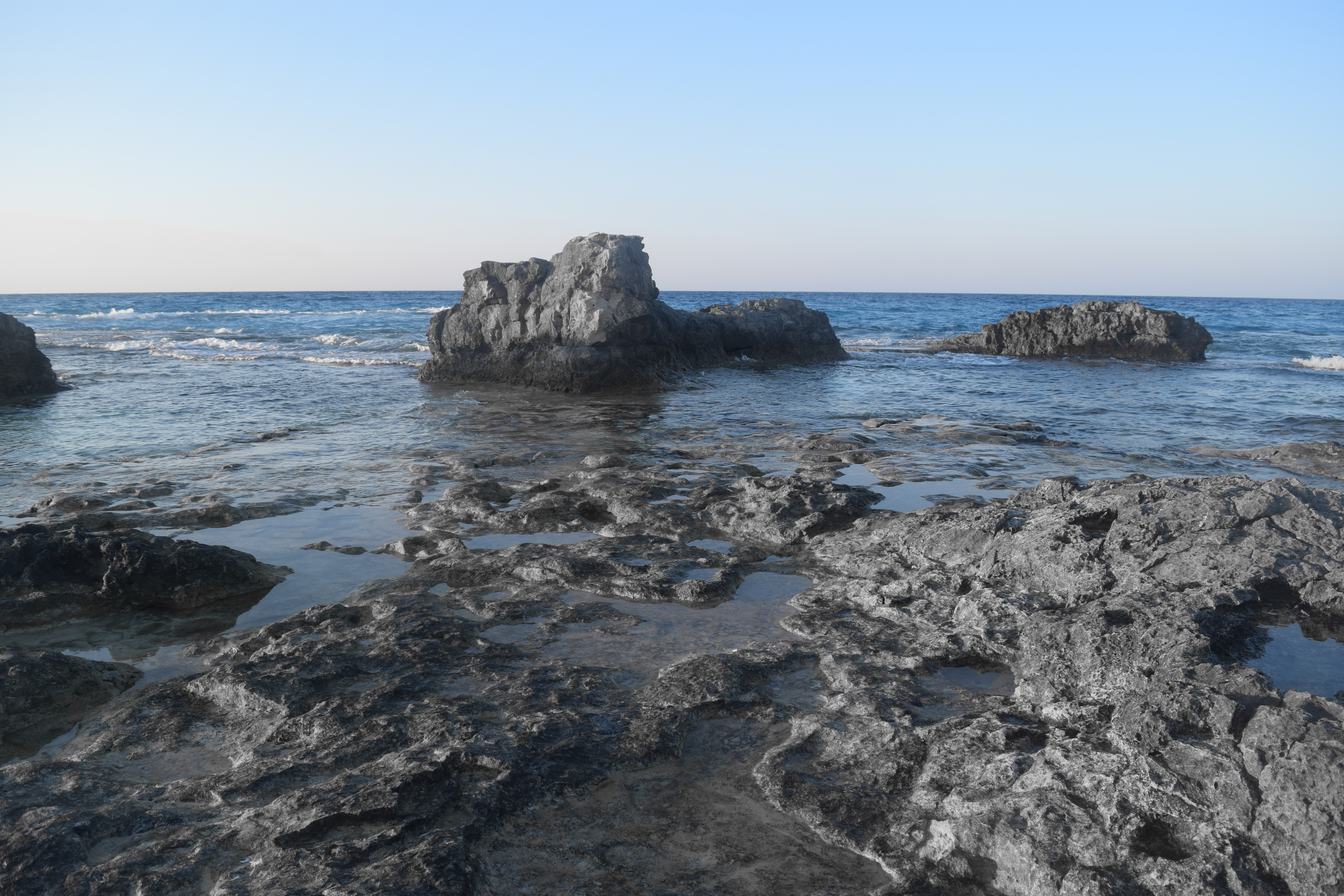
شاظئ الغرام "مرسى مطروح"
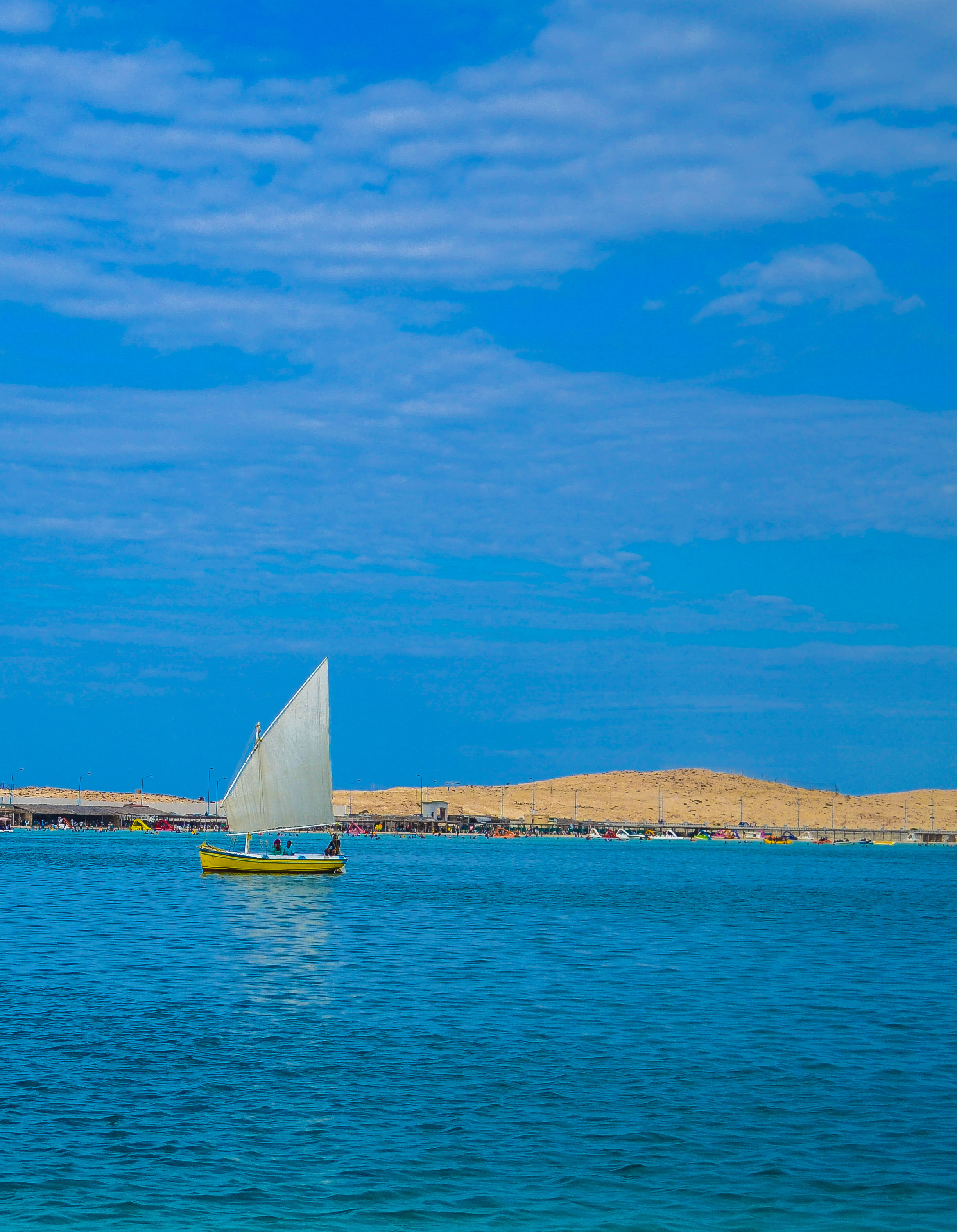
شاطئ روميل "مرسى مطروح"
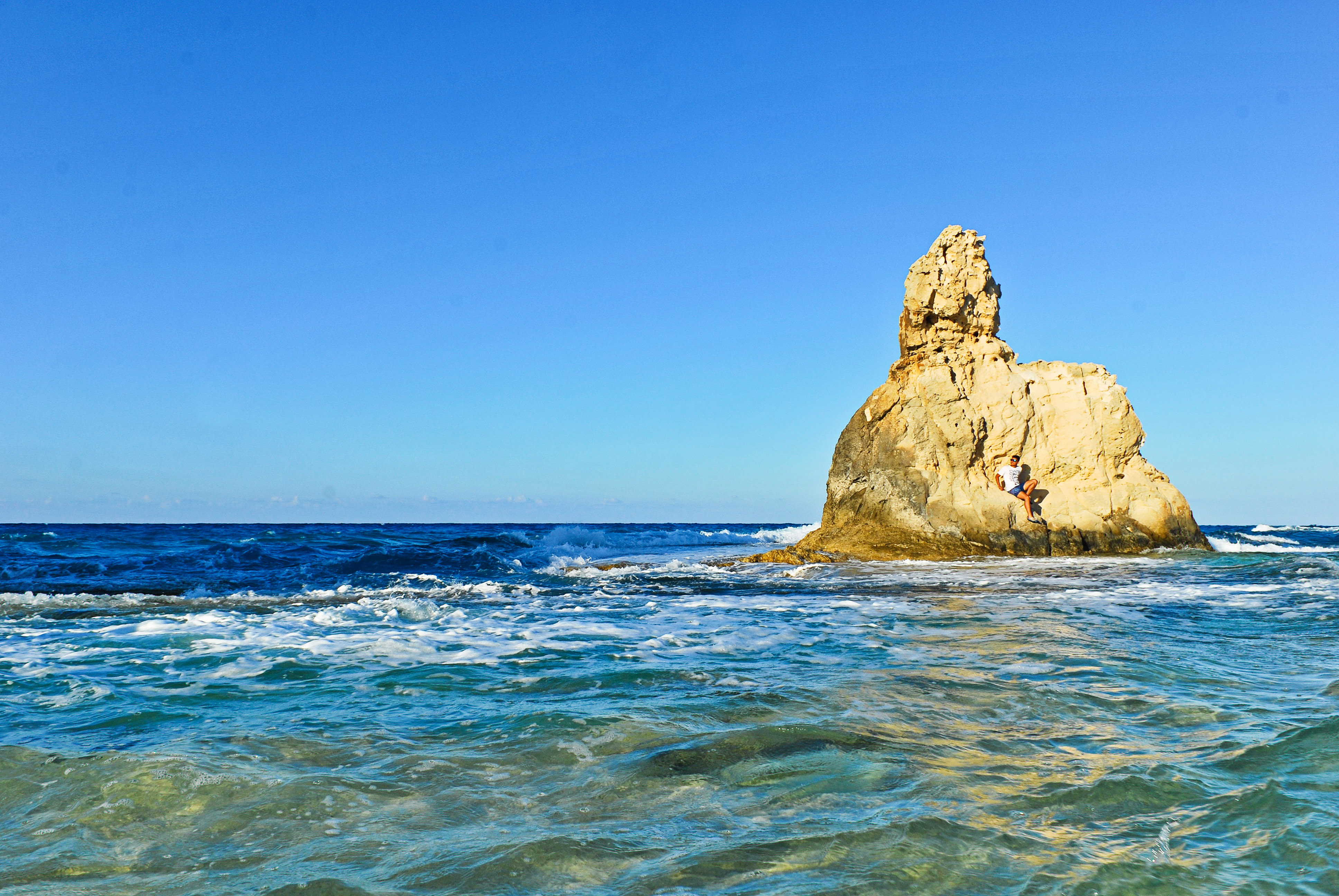
شاطىء وحمام كليوبترا "مرسى مطروح"
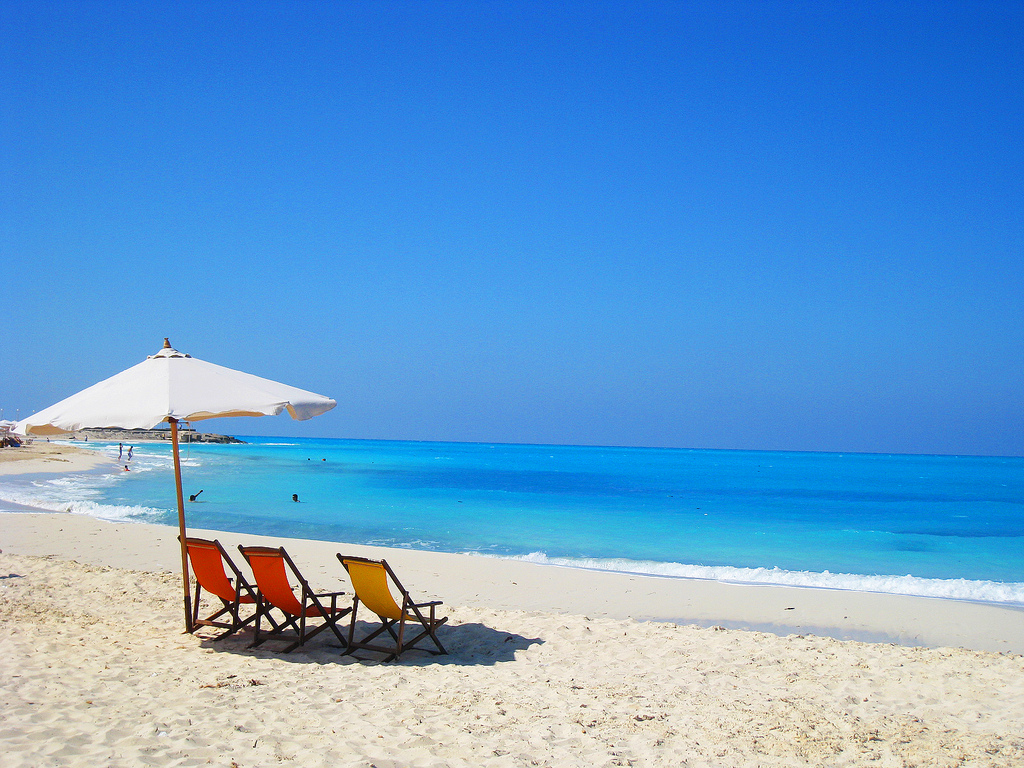
مارينا "العلمين"
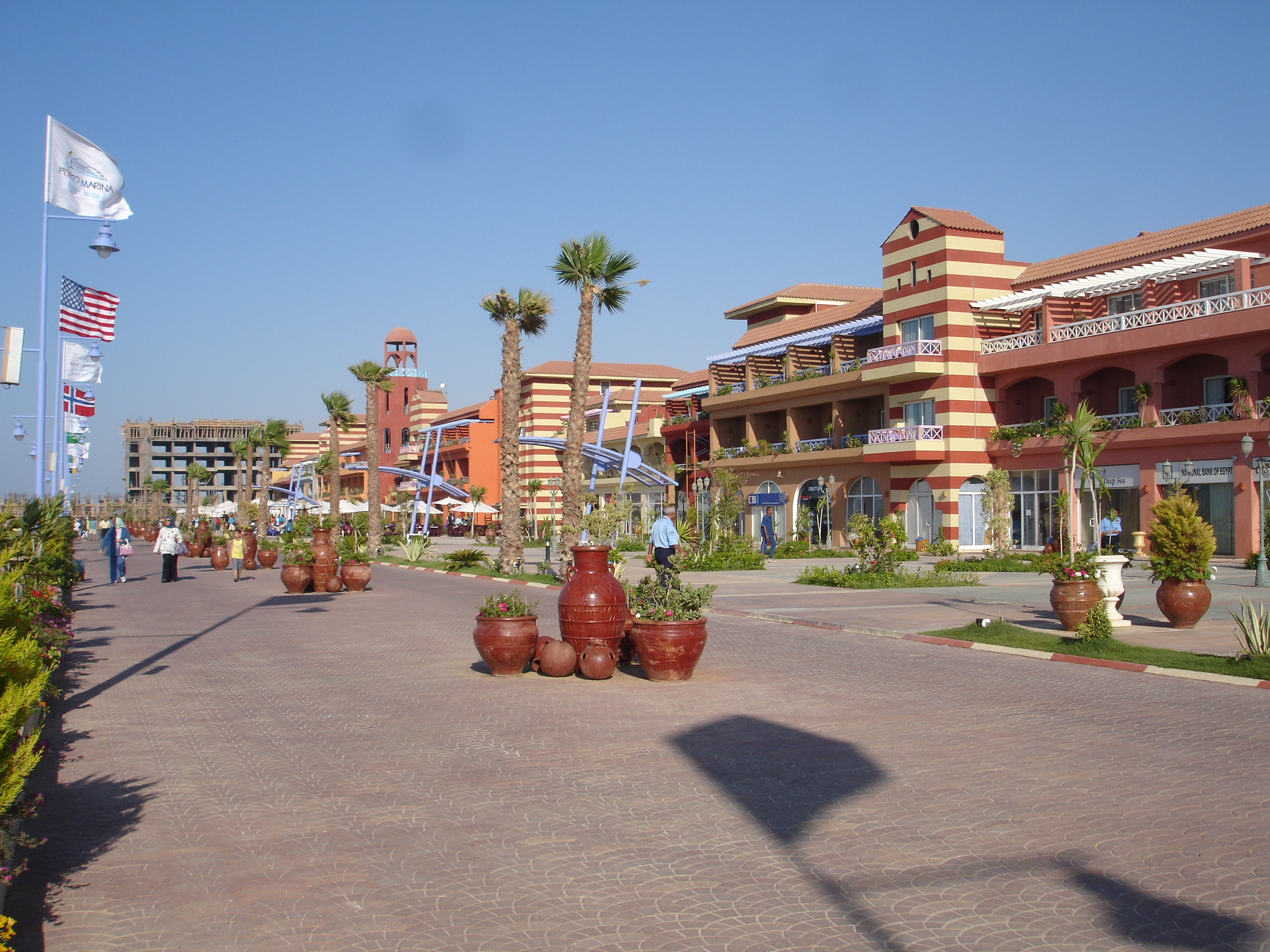
بورتو مارينا "العلمين"
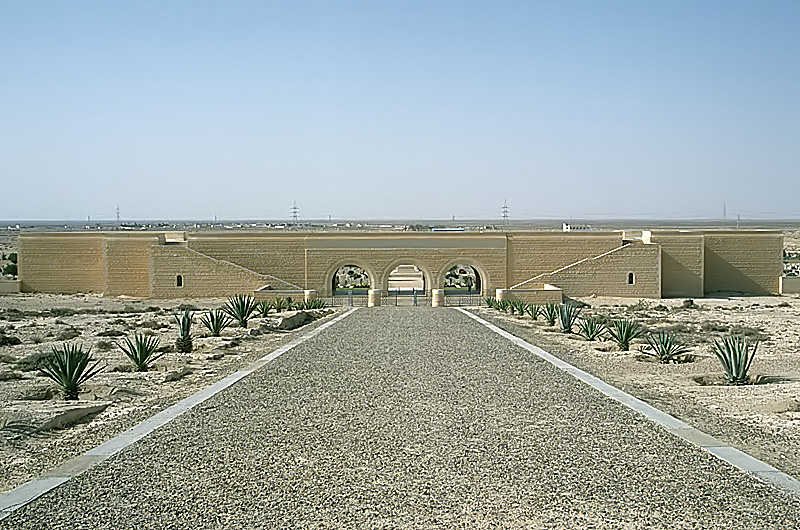
مدخل مقابر الكومنولث "العلمين"
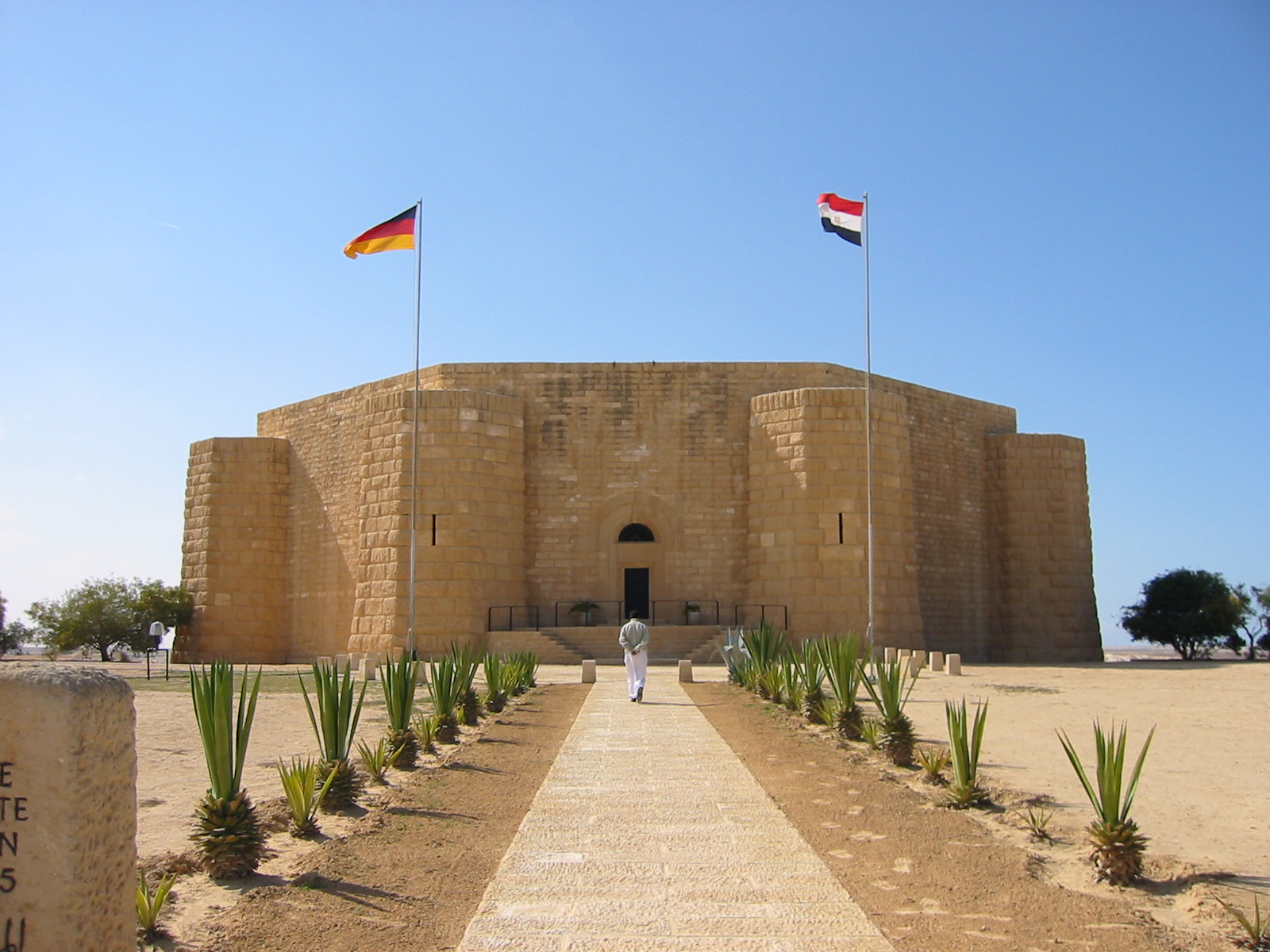
النصب التذكاري الألماني "العلمين"
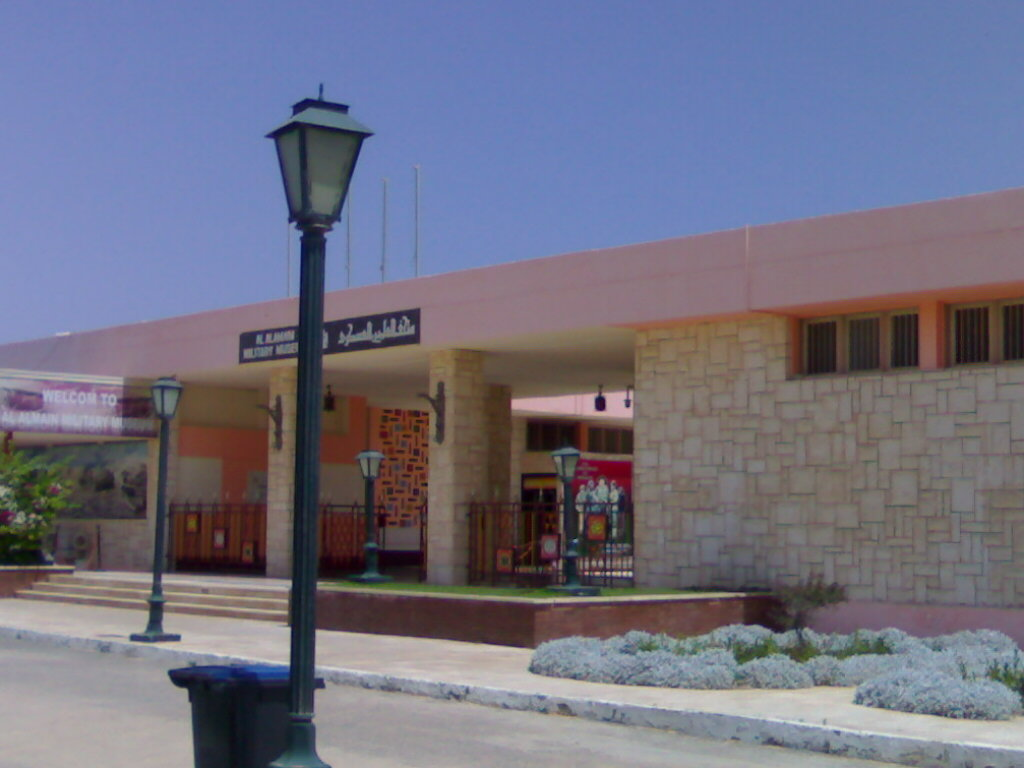
متحف العلمين العسكري
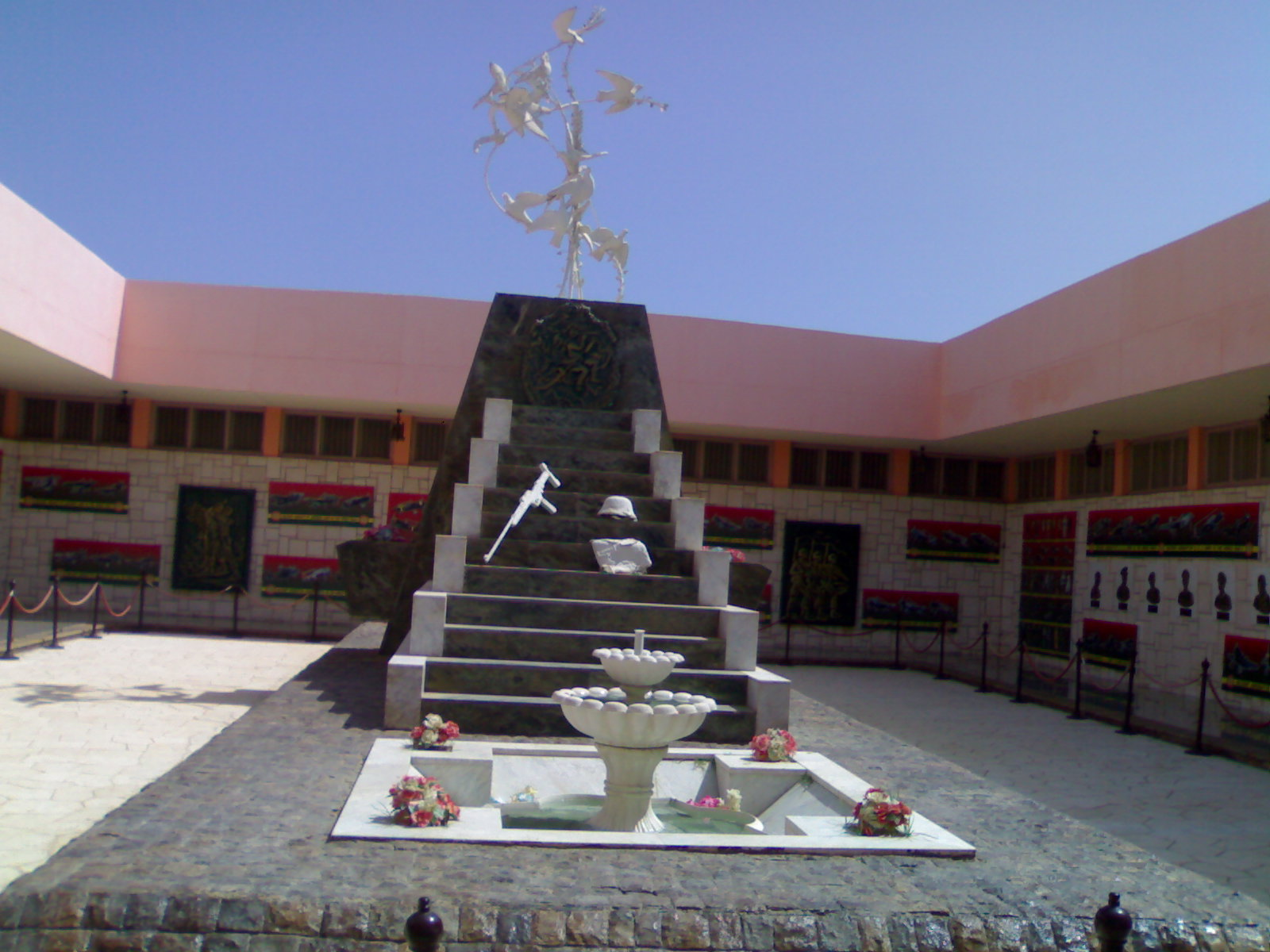
نصب السلام التذكاري الذي يتوسط البهو الرئيسي لمتحف العلمين العسكري
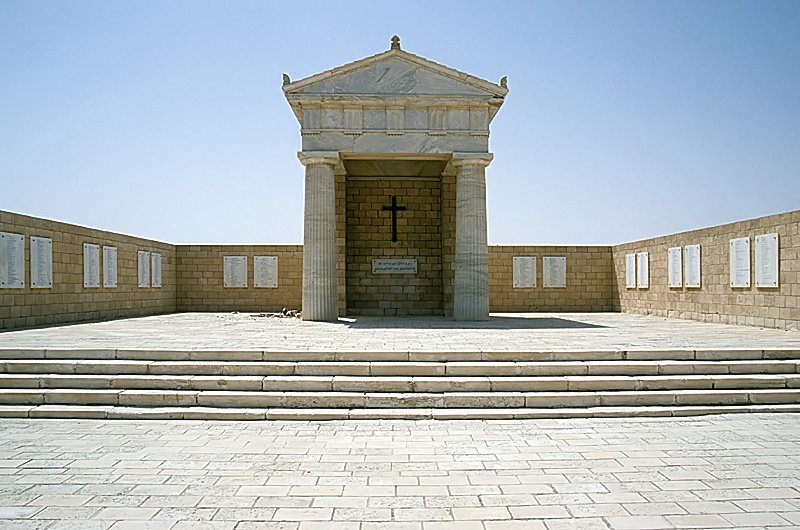
النصب التذكاري اليوناني "العلمين"
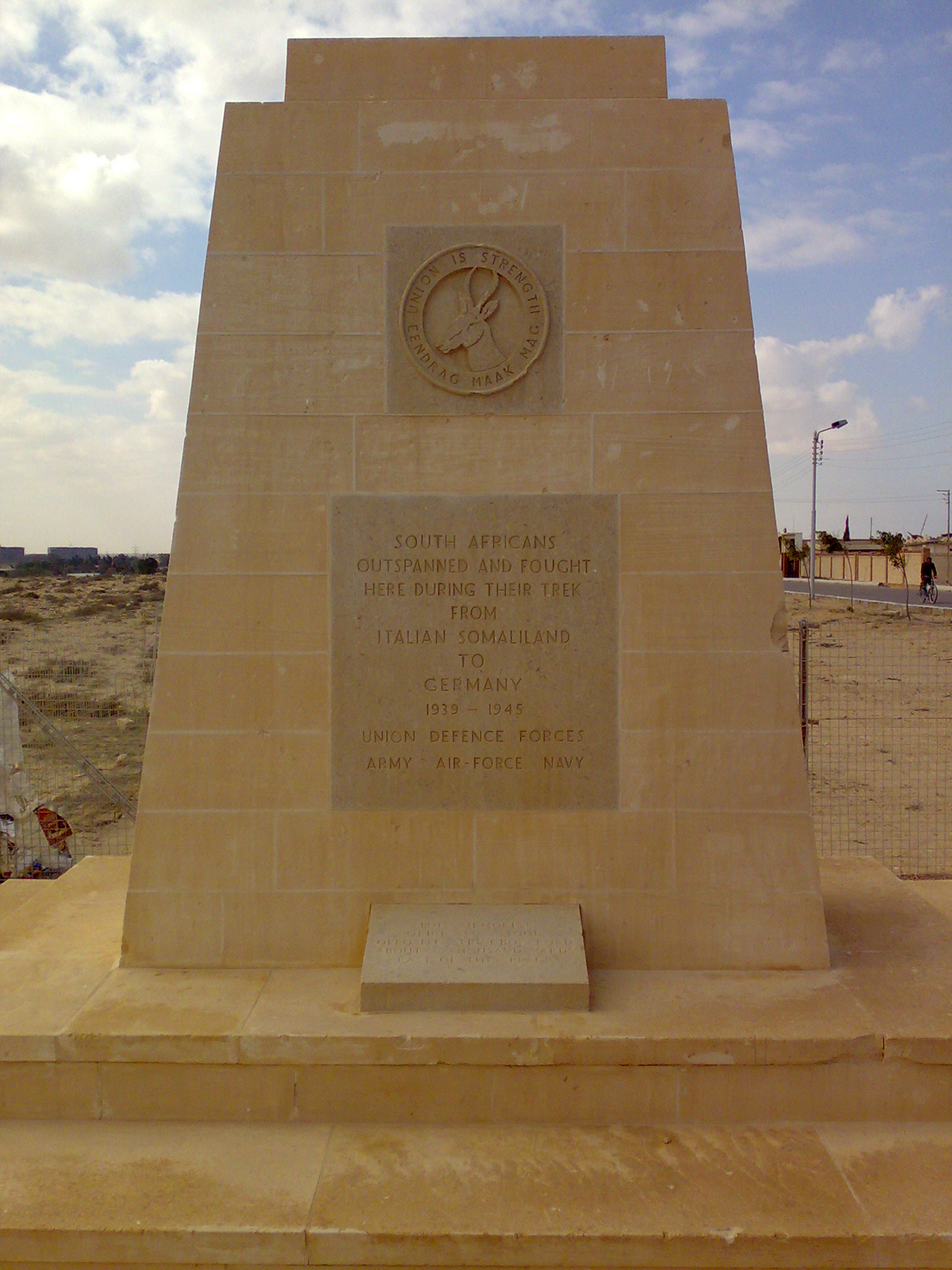
النصب التذكاري الجنوب أفريقي "العلمين"
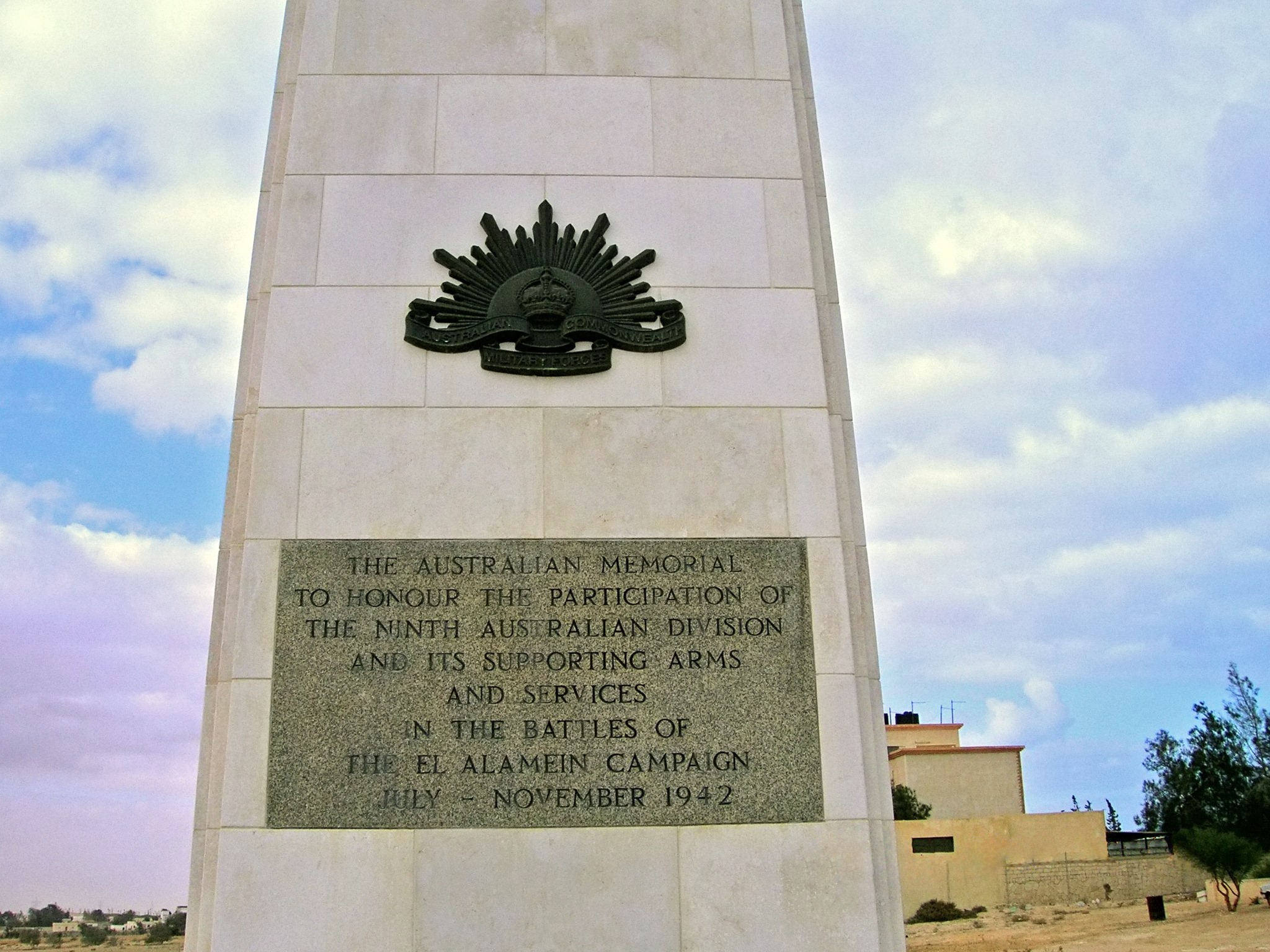
النصب التذكاري الأسترالي "العلمين"
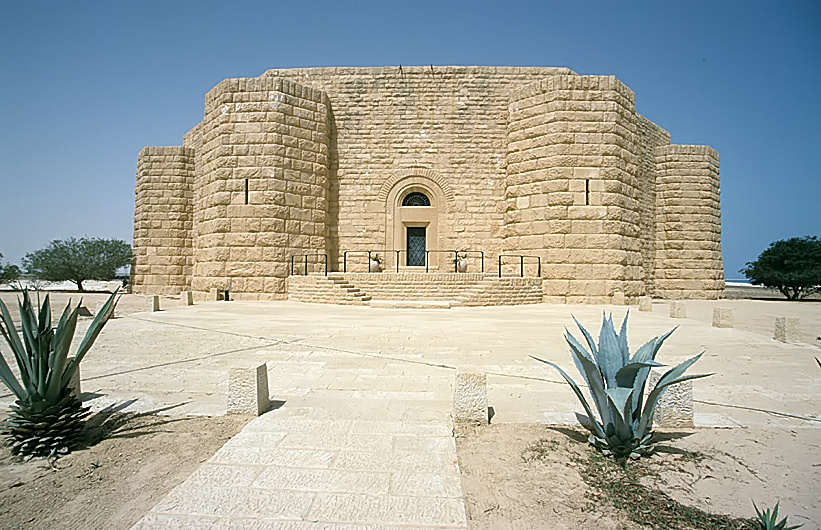
المبنى الرئيسي للنصب التذكاري الألماني "العلمين"
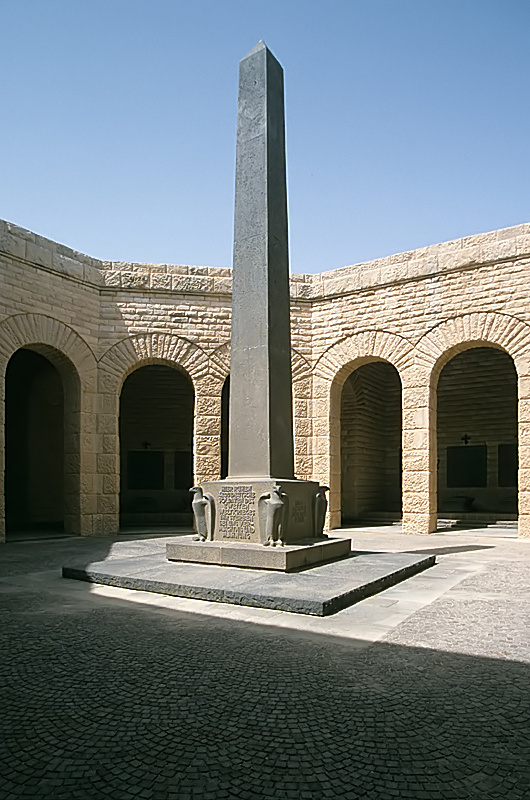
مسلة من البازلت بارتفاع 12 متر تمثل النصب التذكاري الألماني "العلمين"
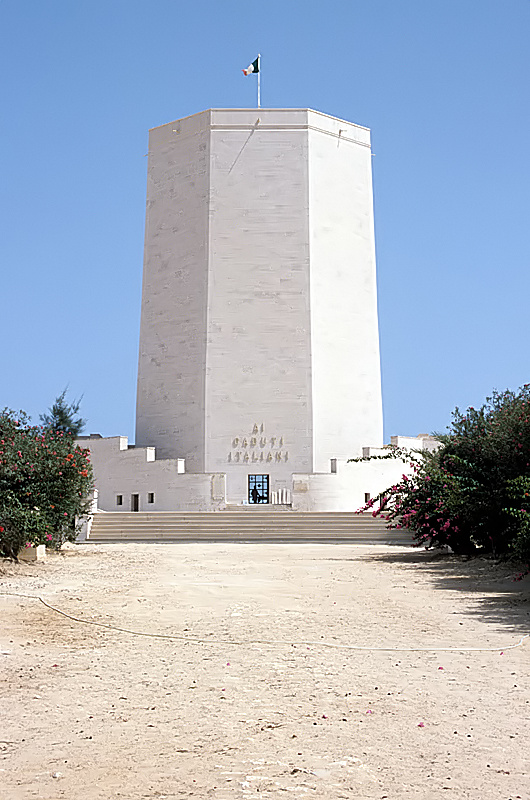
البرج الرئيسي للنصب التذكاري الإيطالي "العلمين"
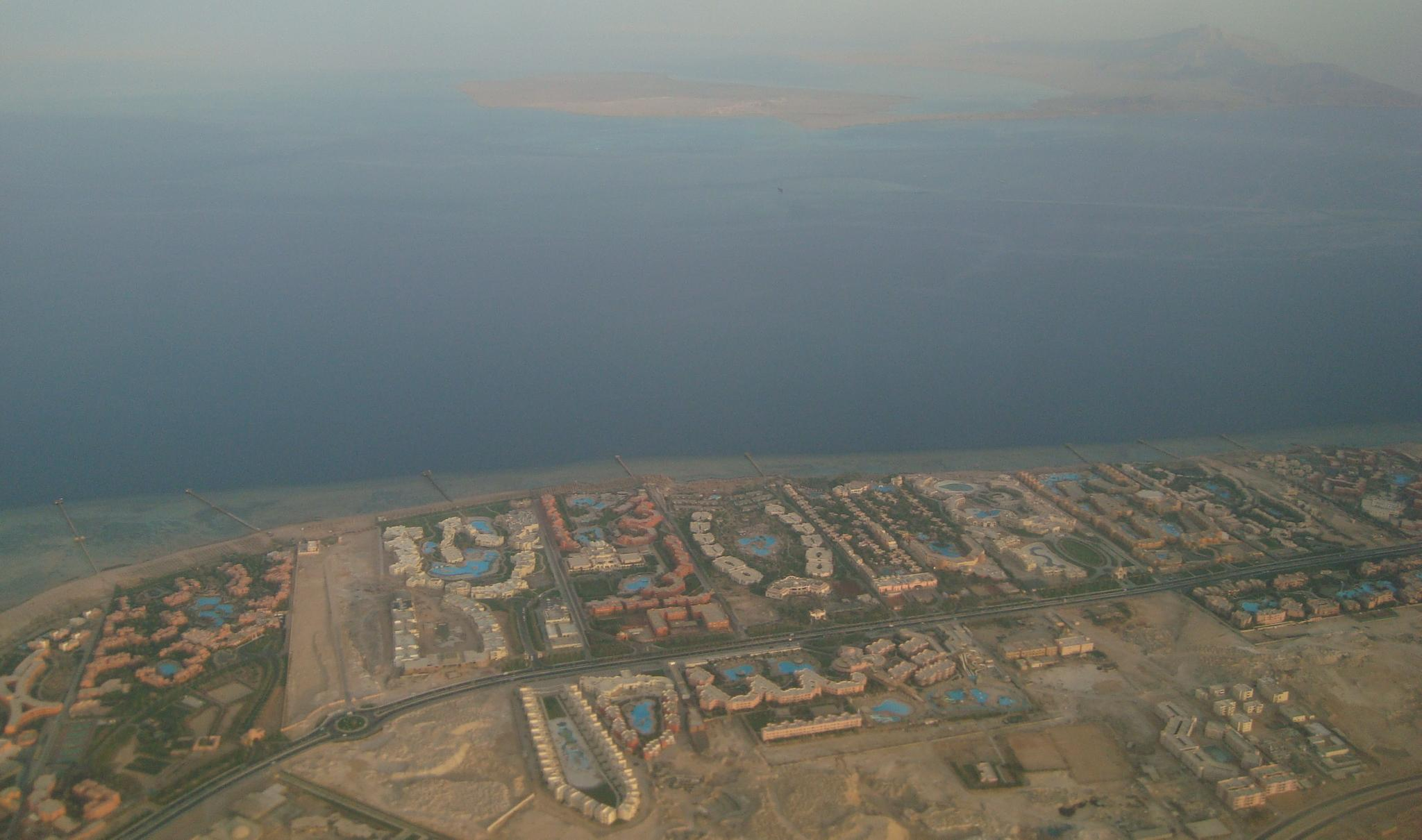
تصوير جوي لساحل شرم الشيخ
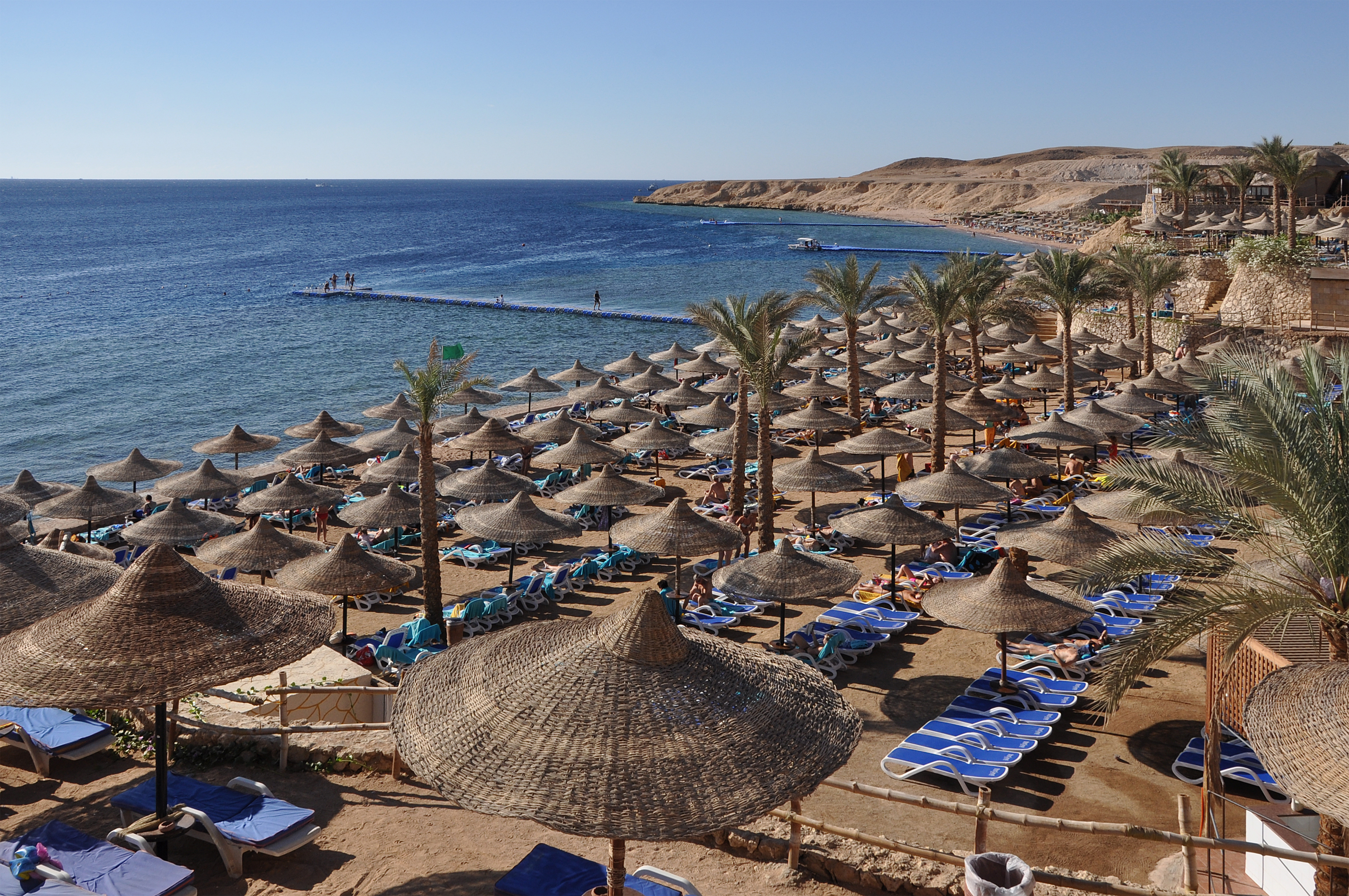
شاطئ شرم الشيخ
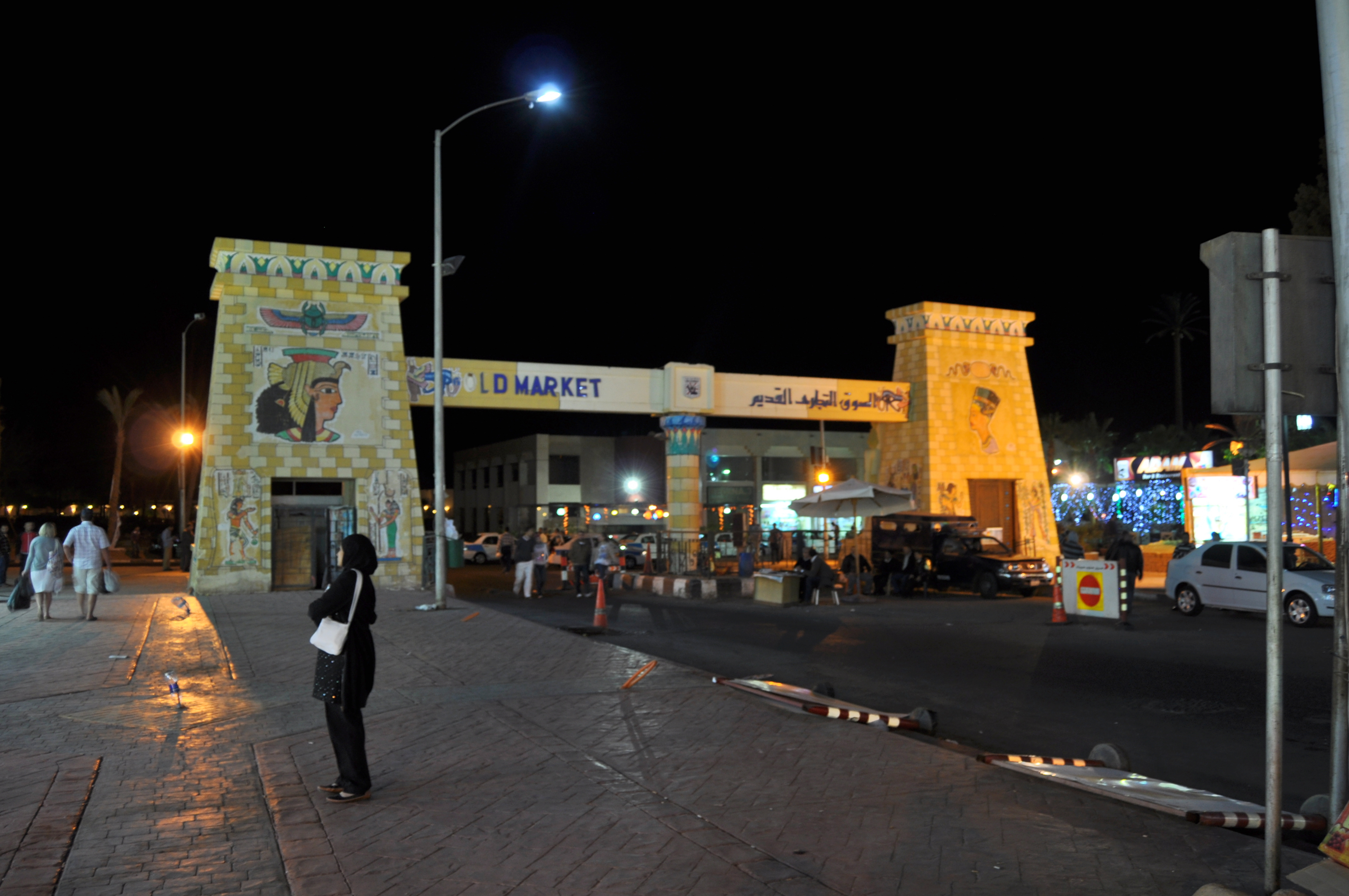
السوق التجاري القديم "شرم الشيخ"
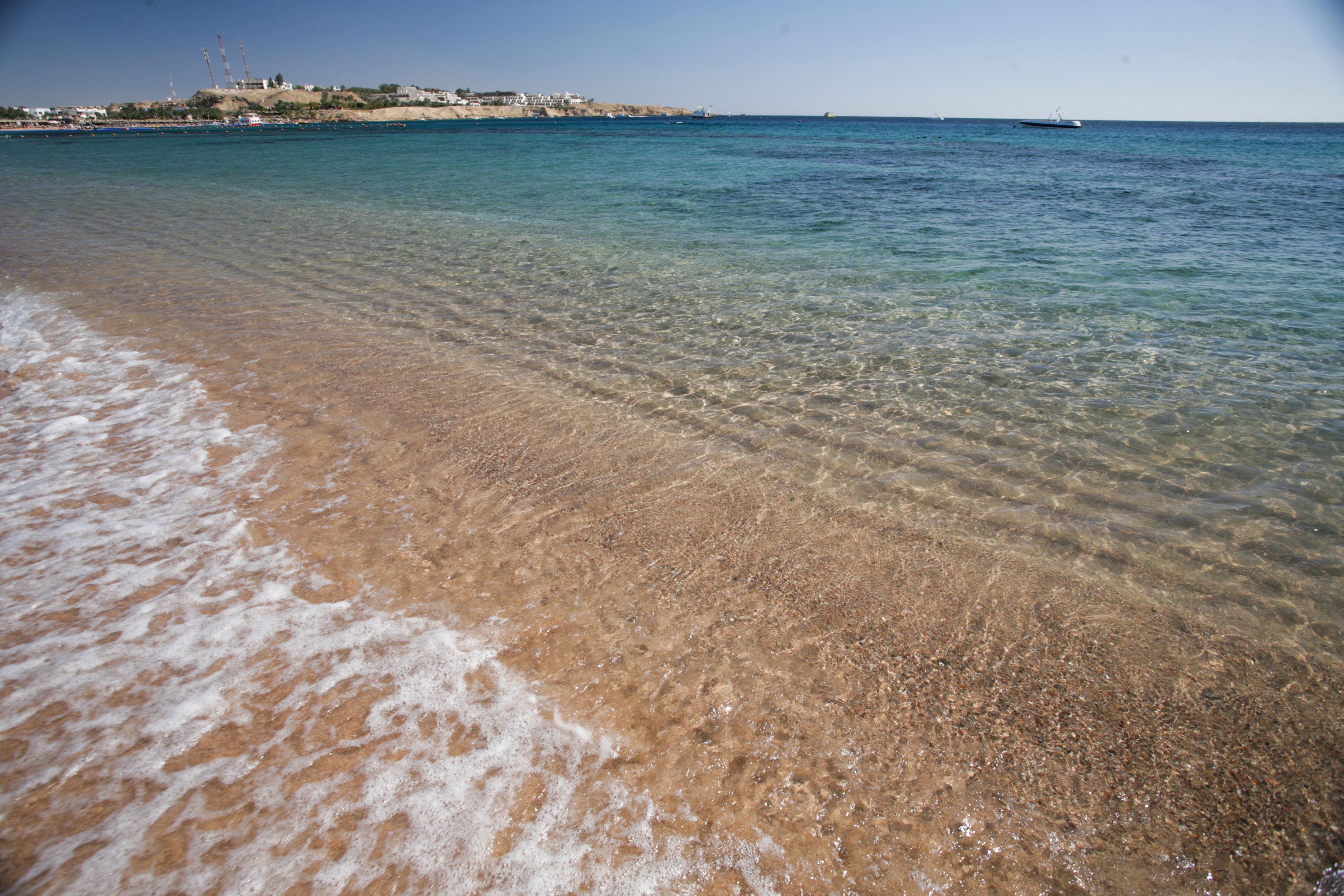
شاطئ خليج نعمة "شرم الشيخ"
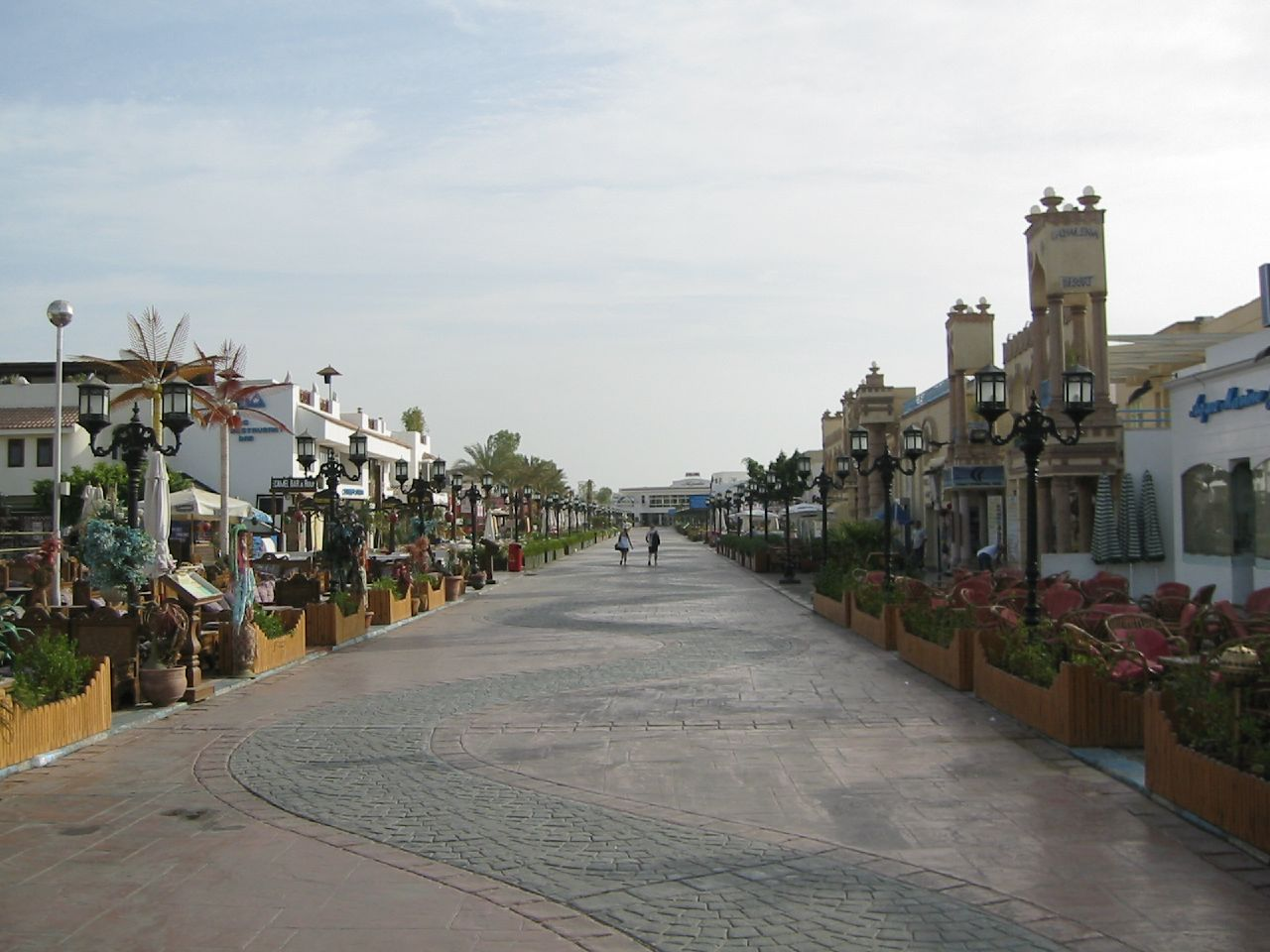
خليج نعمة "شرم الشيخ"
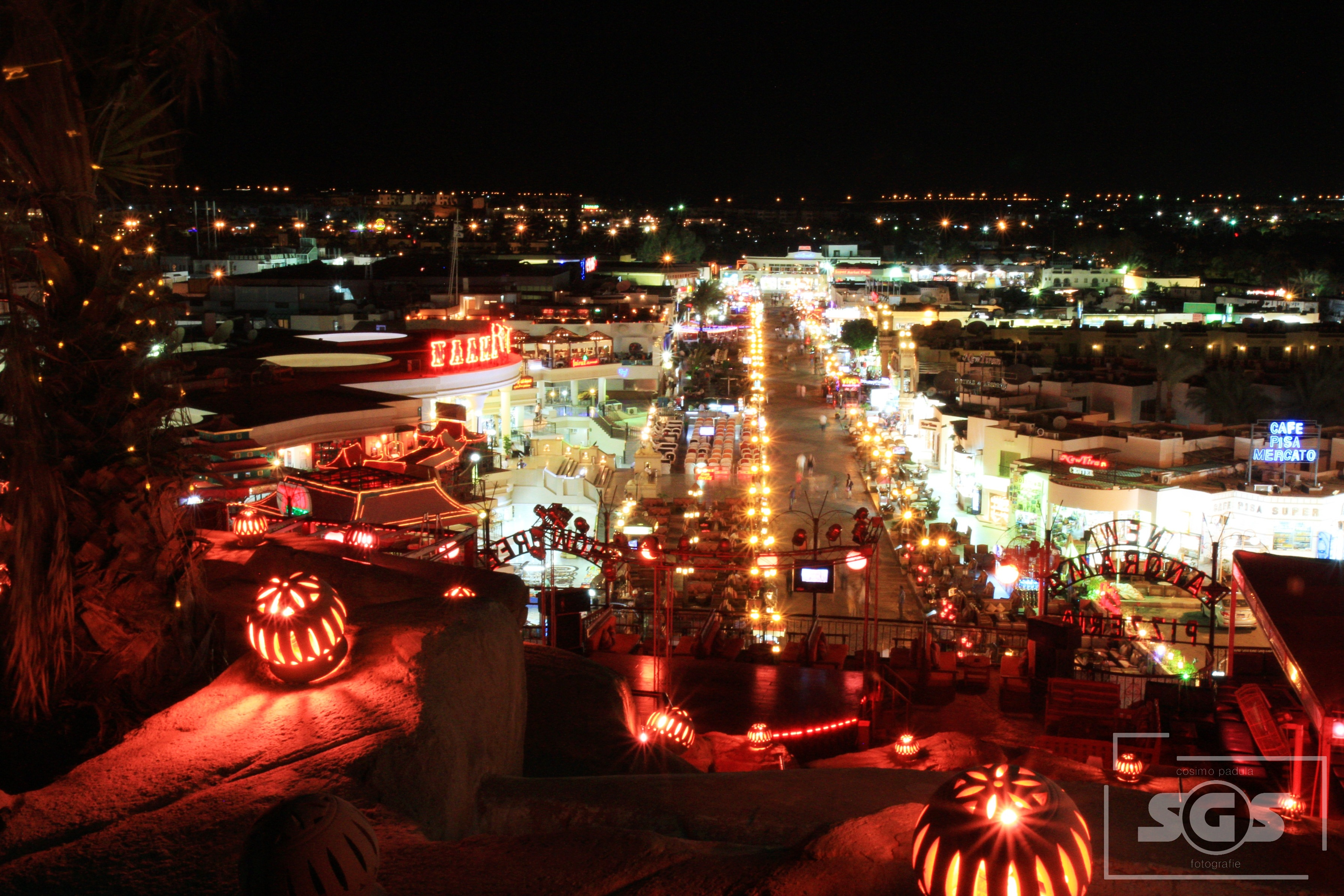
خليج نعمة ليلاً "شرم الشيخ"
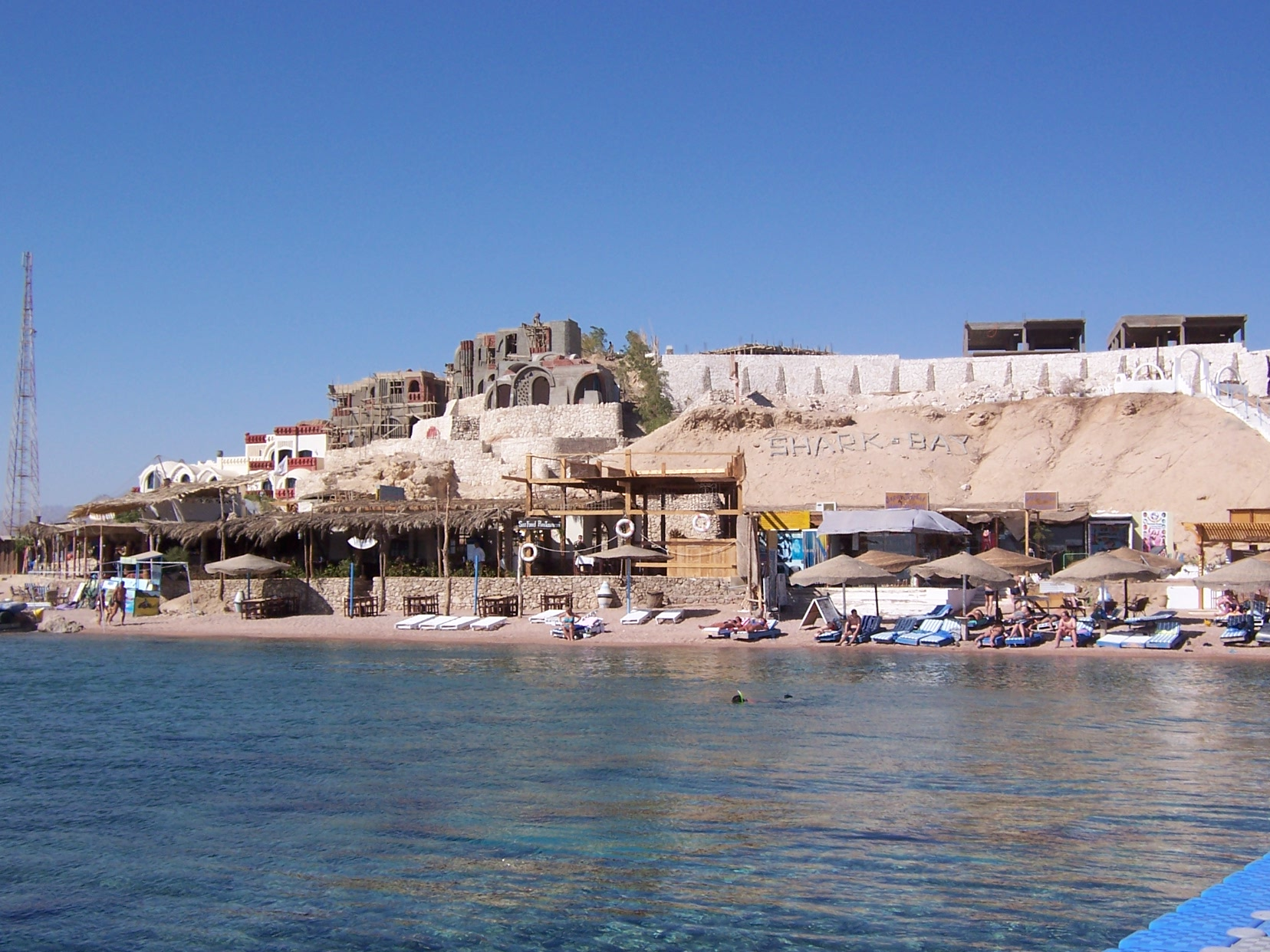
خليج القرش "شرم الشيخ"
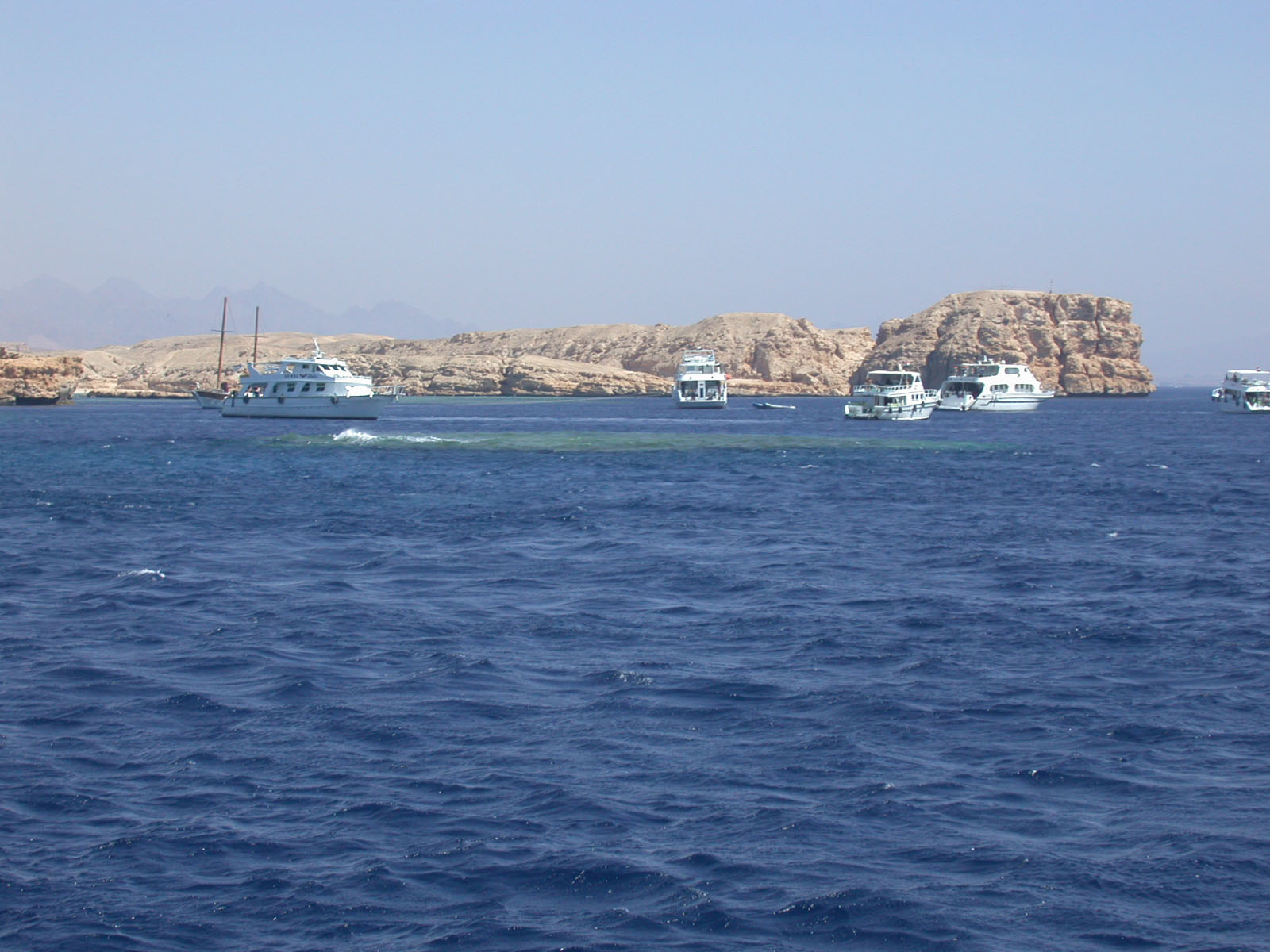
محمية رأس محمد "شرم الشيخ"
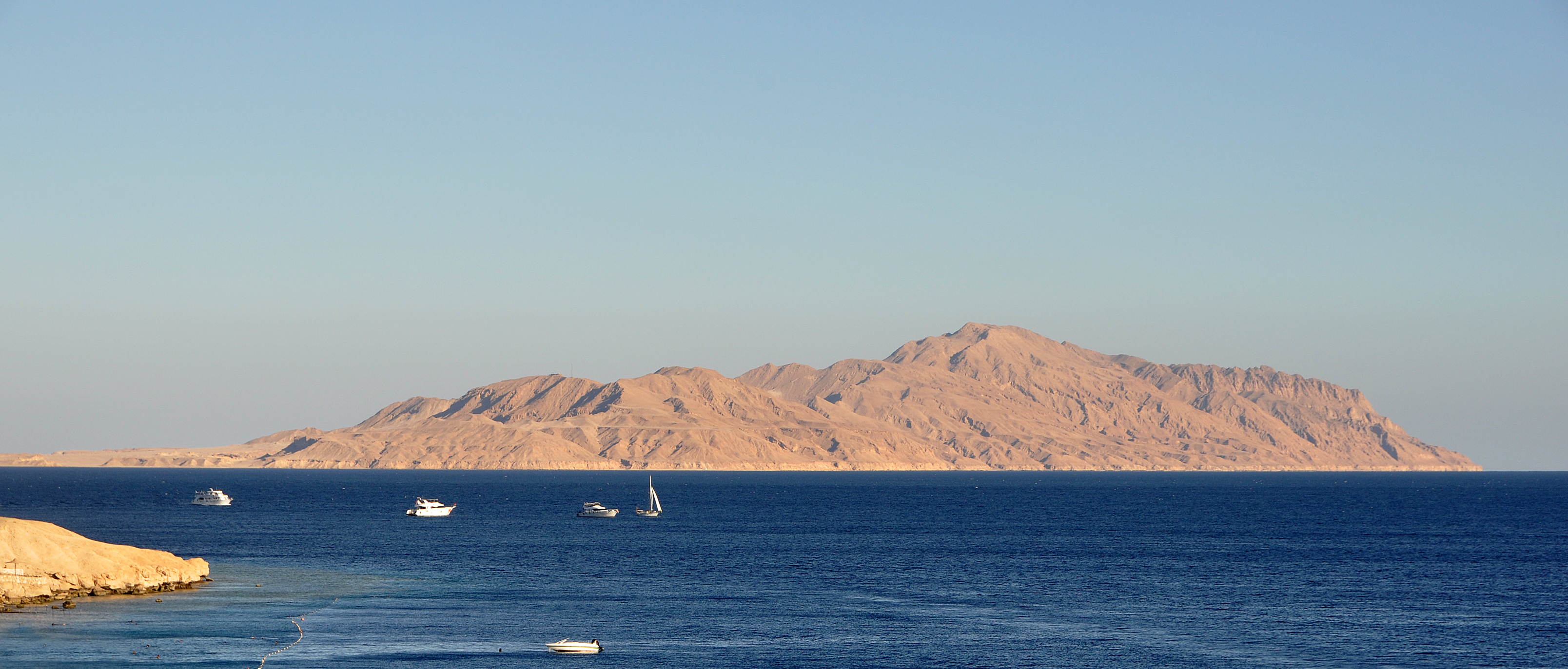
جزيرة تيران "شرم الشيخ"
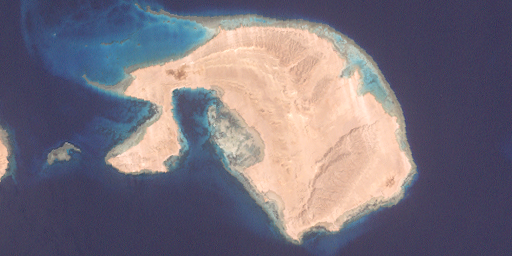
جزيرة صنافير "شرم الشيخ"
تصوير جوي لشاطئ محمية نبق "شرم الشيخ"
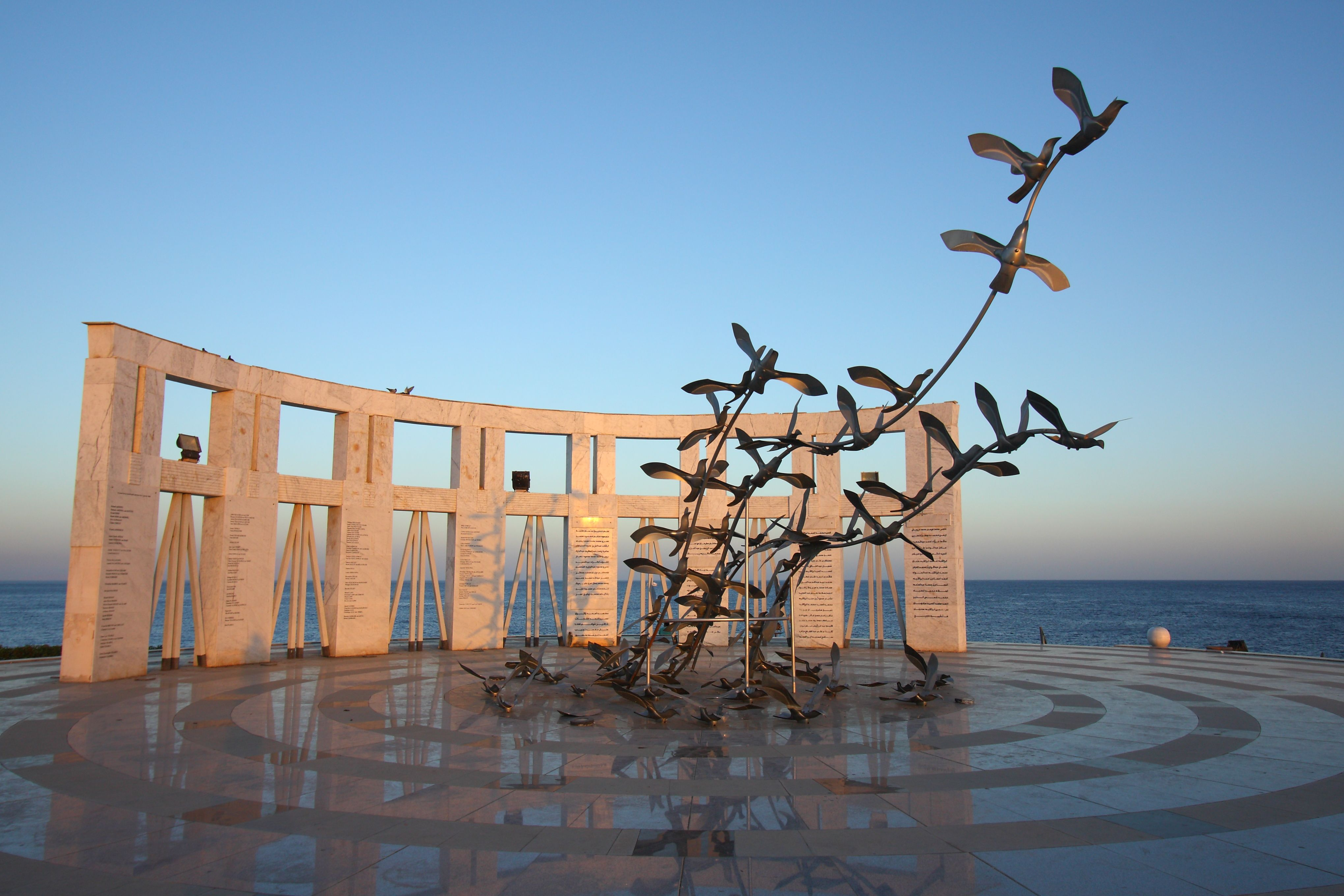
نصب تذكاري "شرم الشيخ"
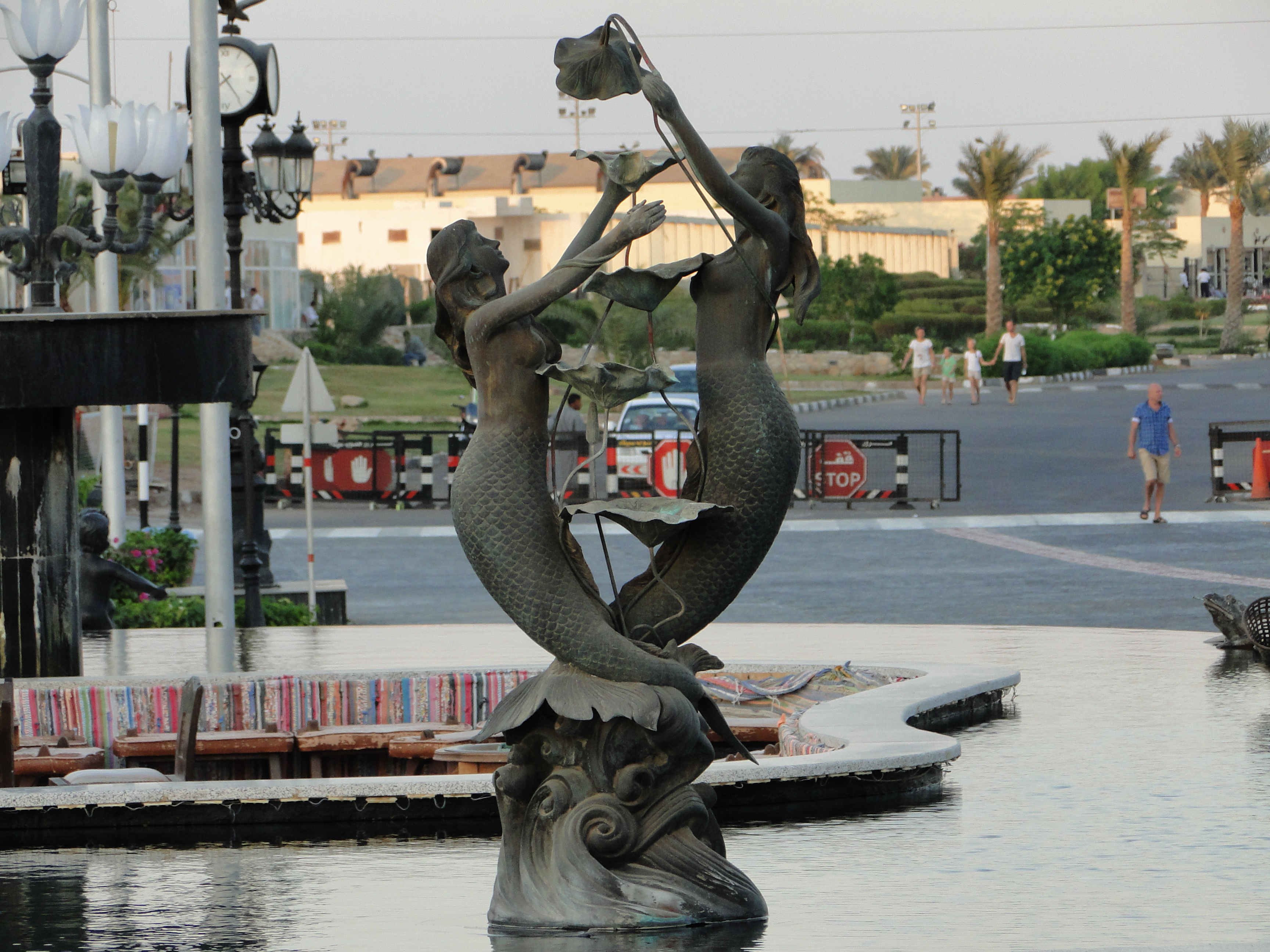
سوهو سكوير "شرم الشيخ"
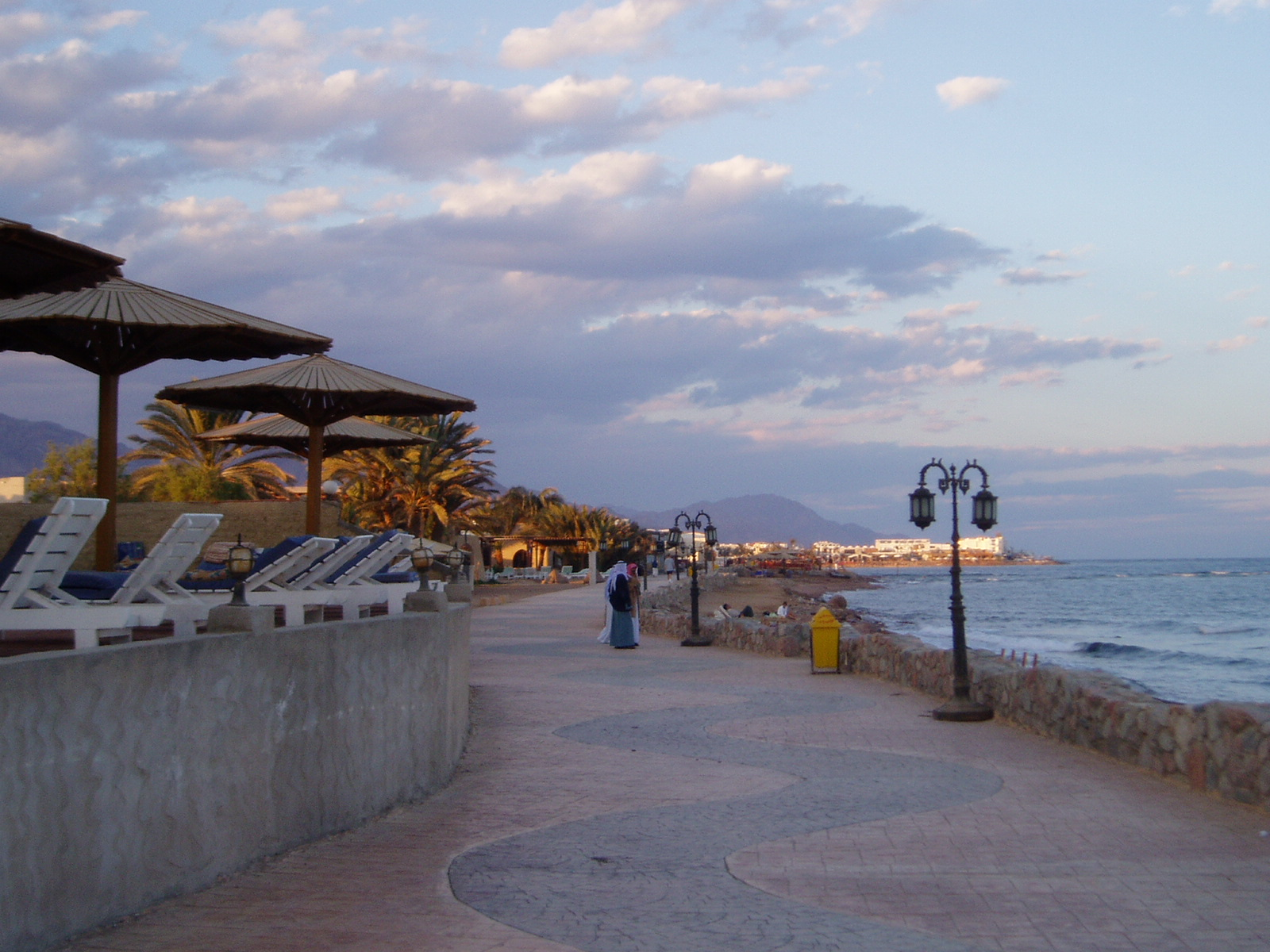
كورنيش دهب ليلاً
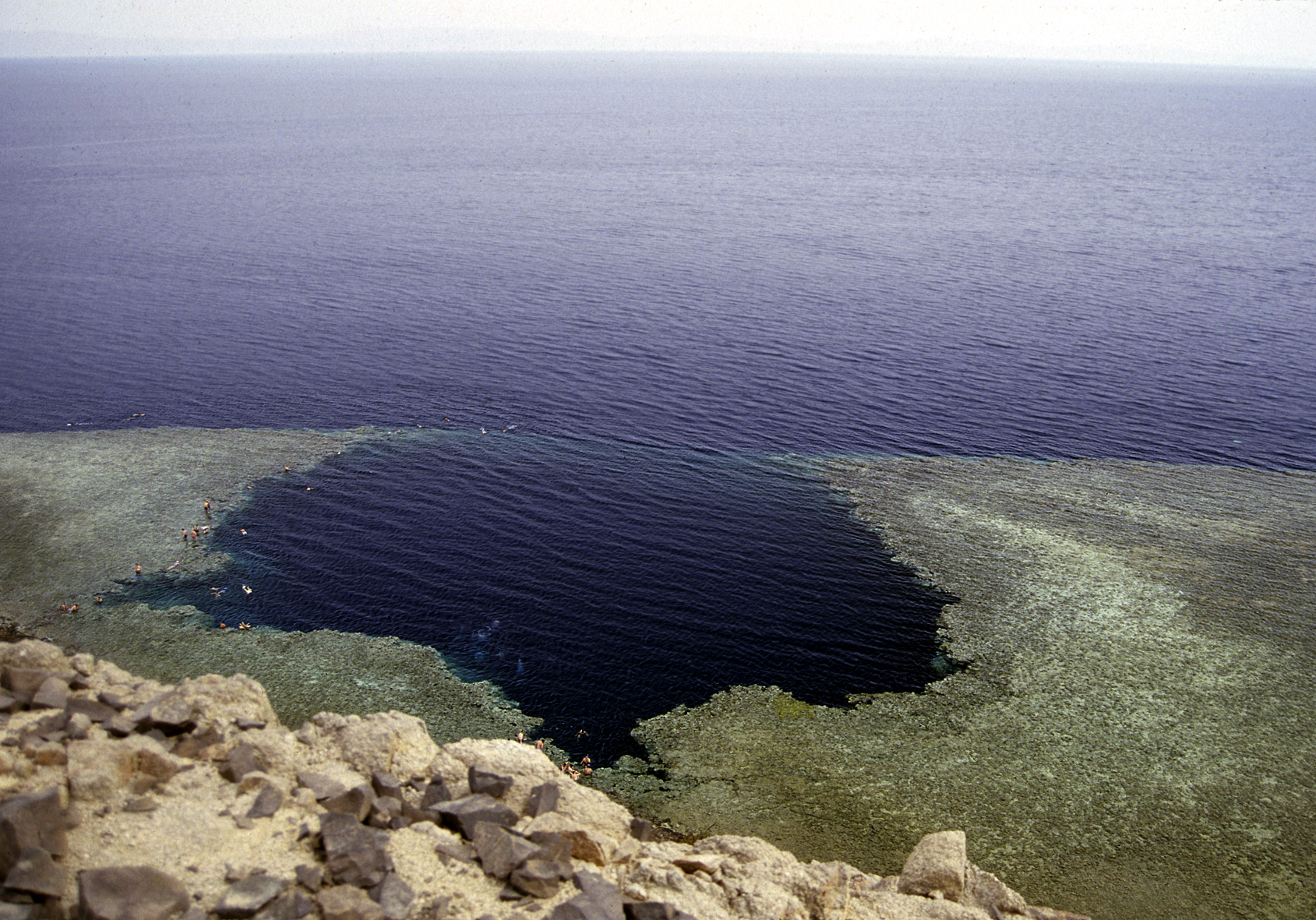
البلوهول "دهب"
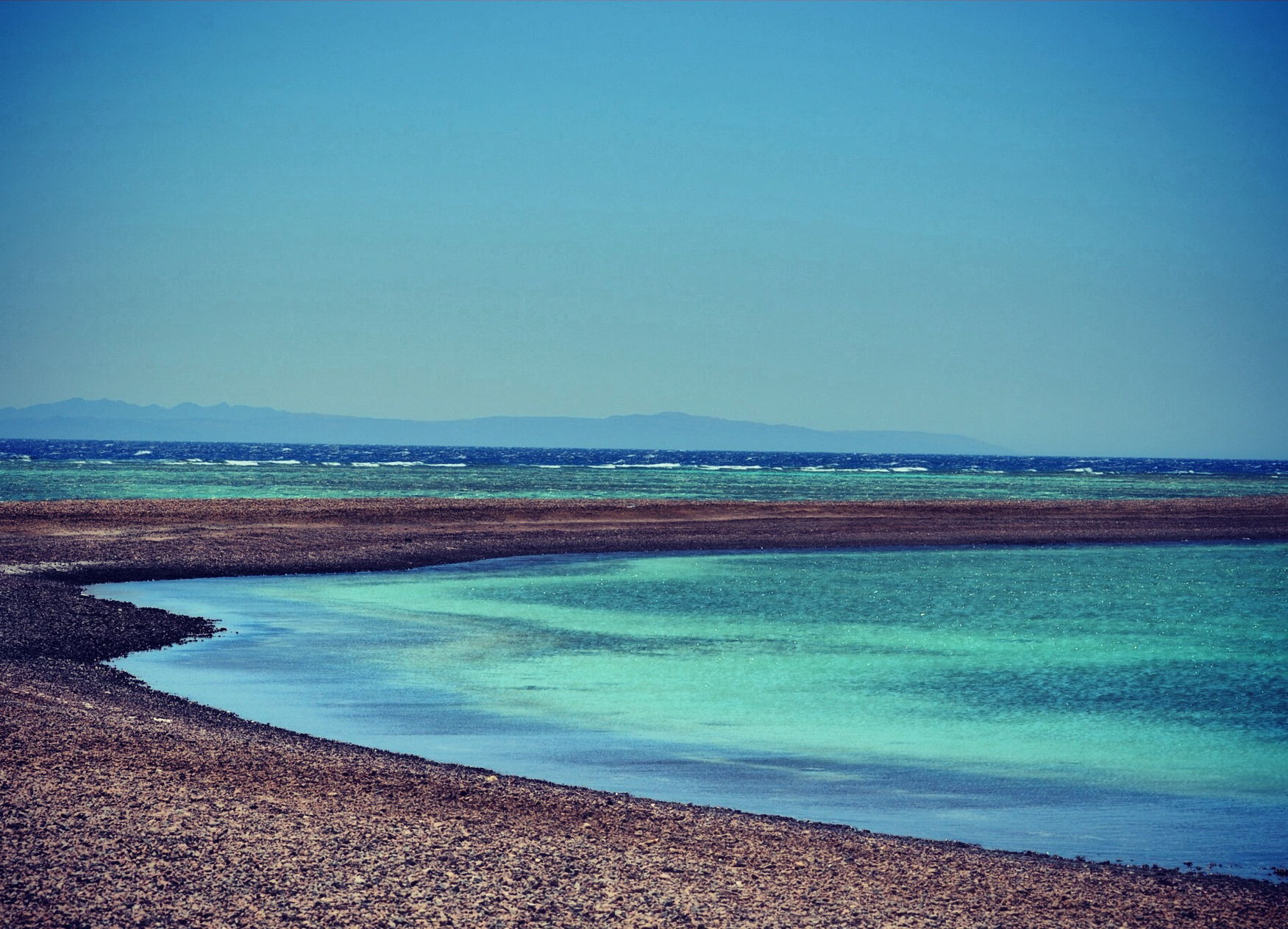
خليج اللاجونا "دهب"
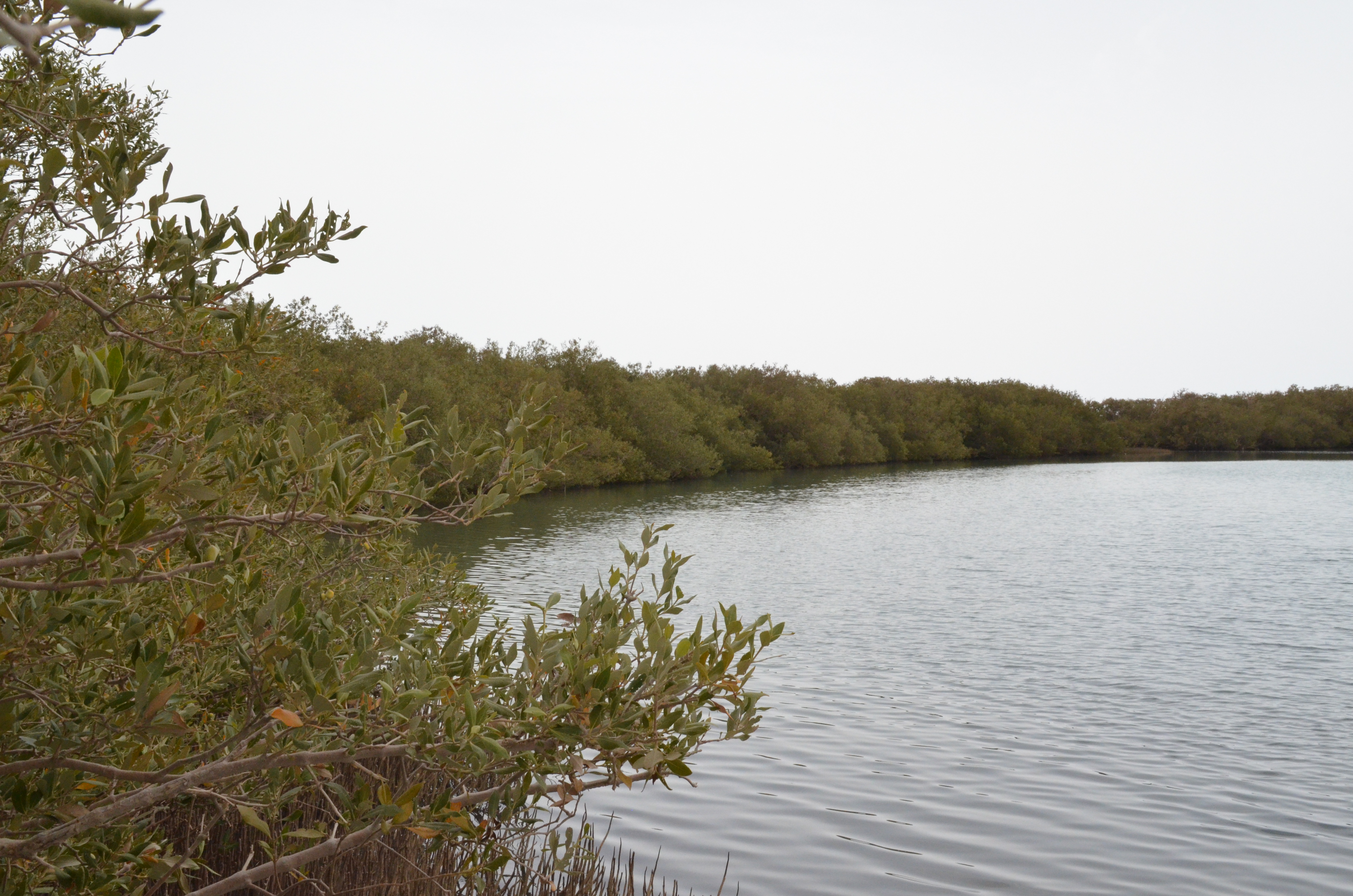
محمية نبق "دهب"
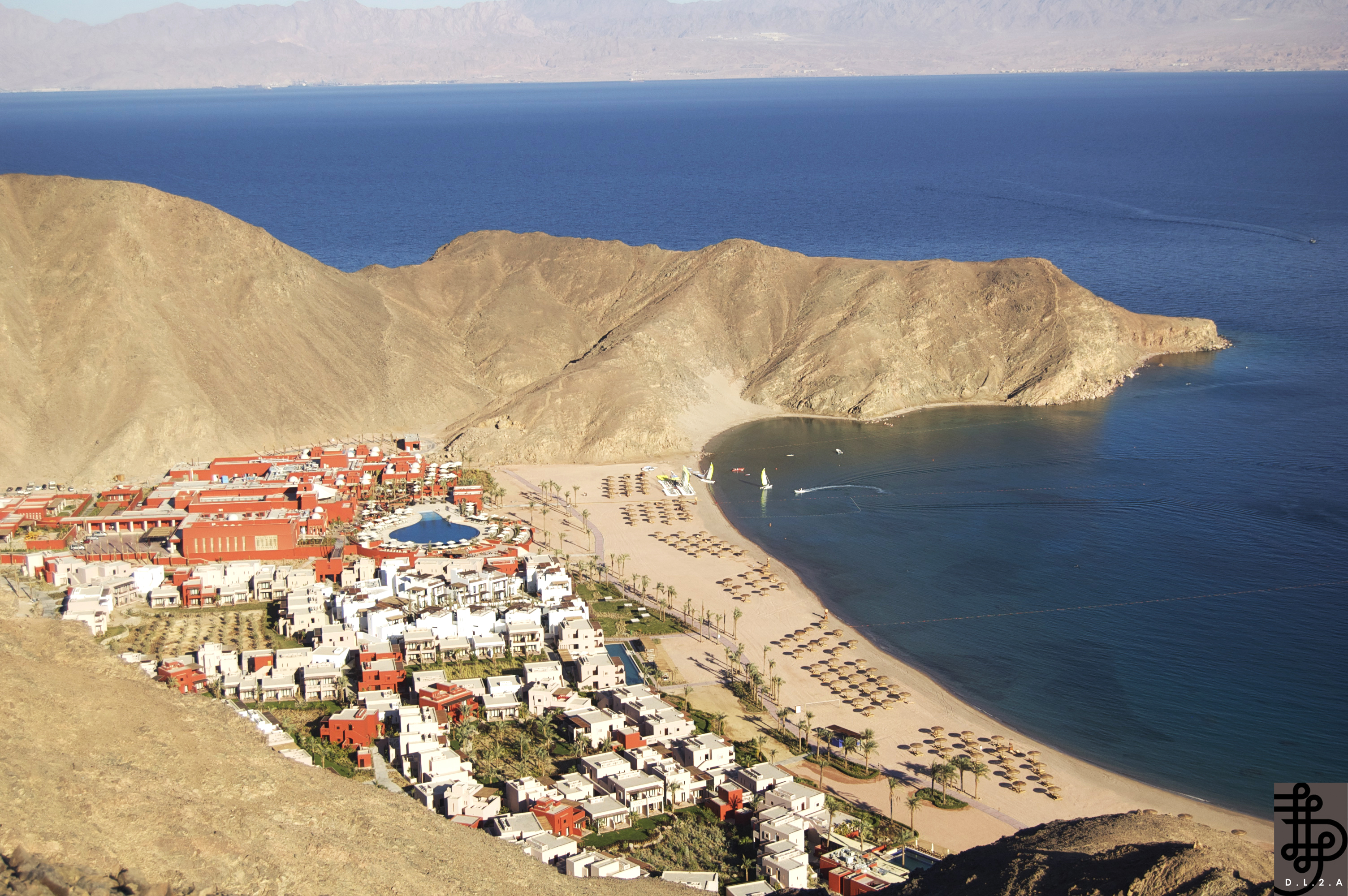
طابا
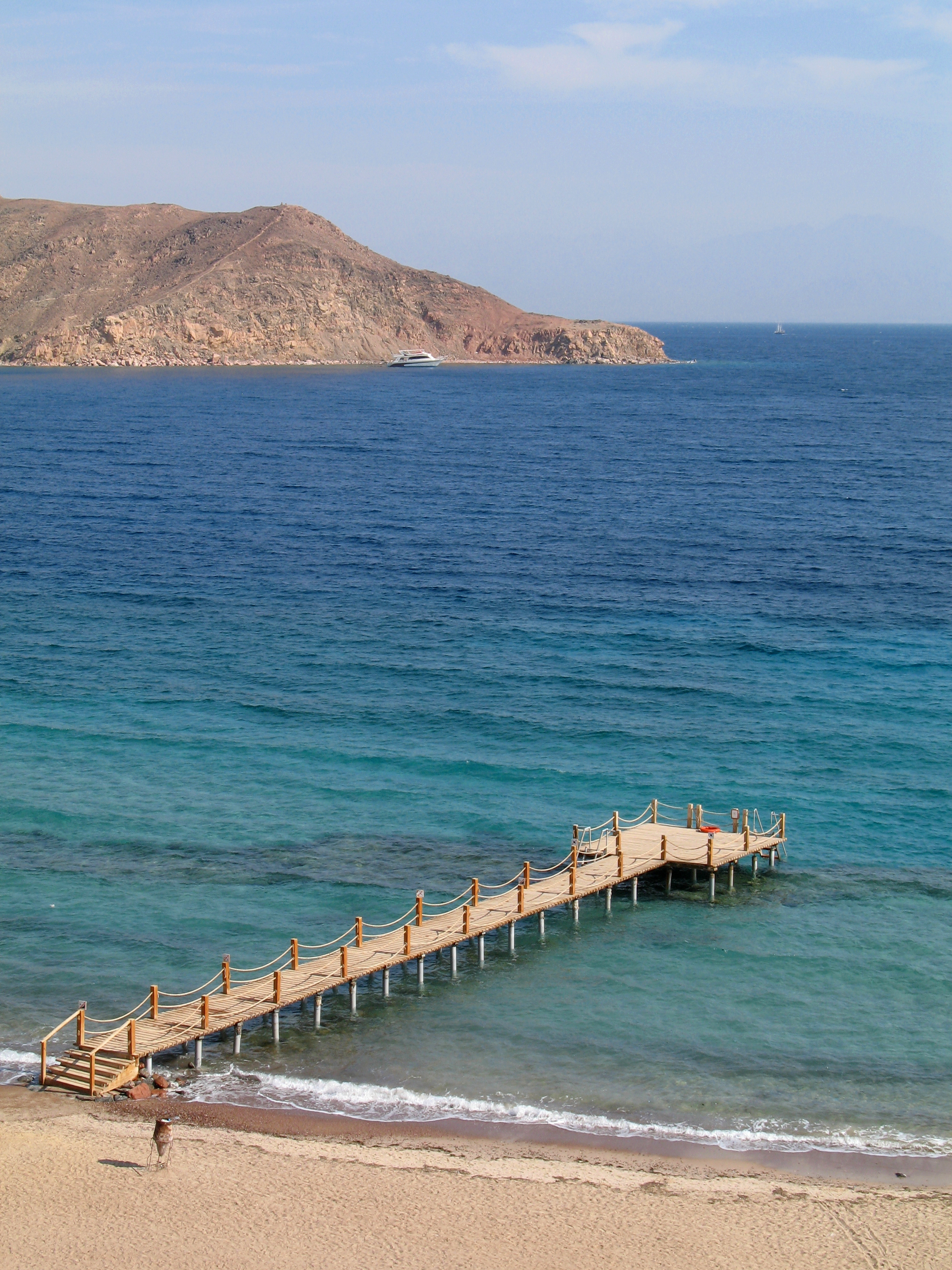
طابا هايتس
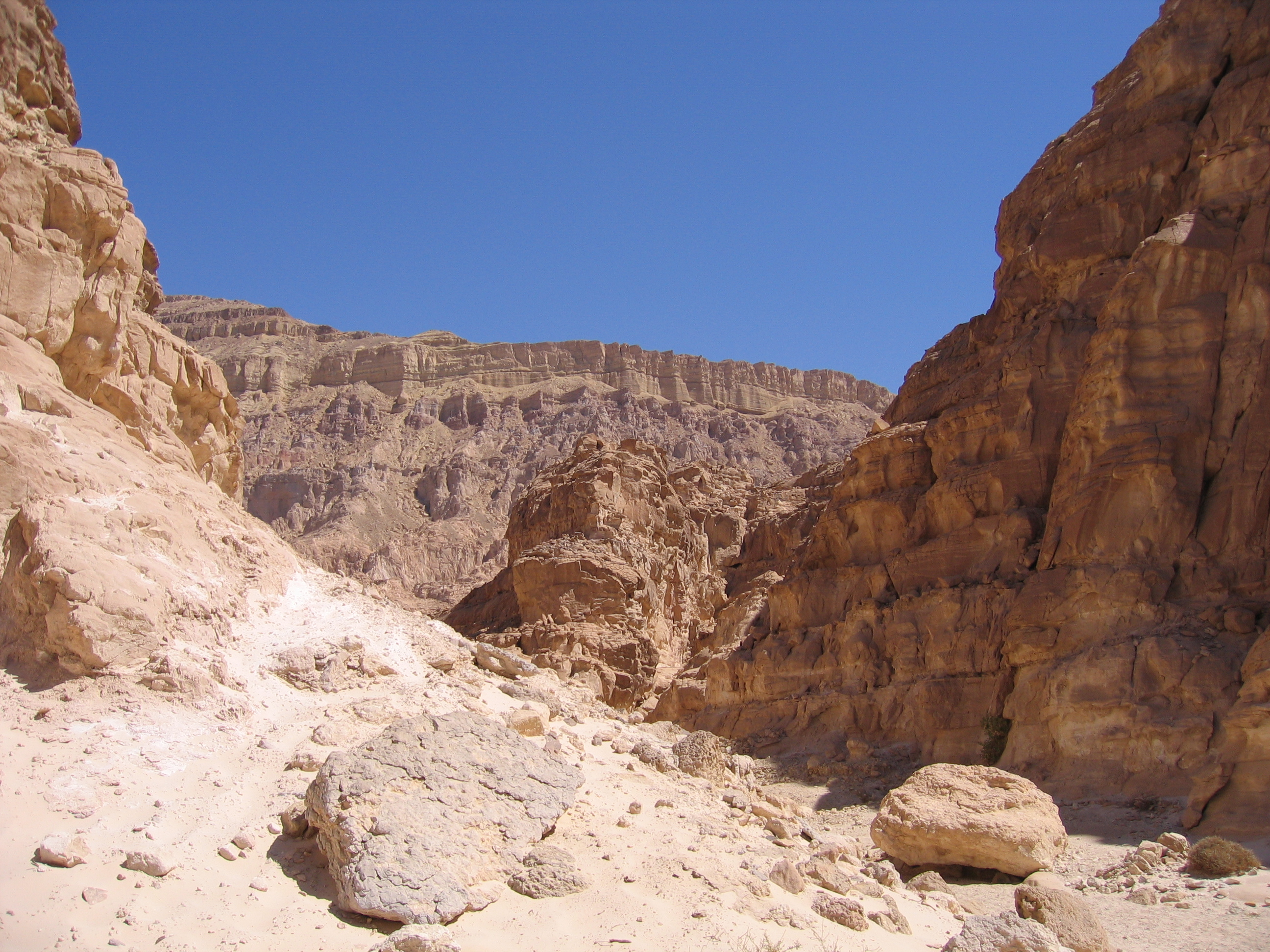
الوادي الملون "طابا"
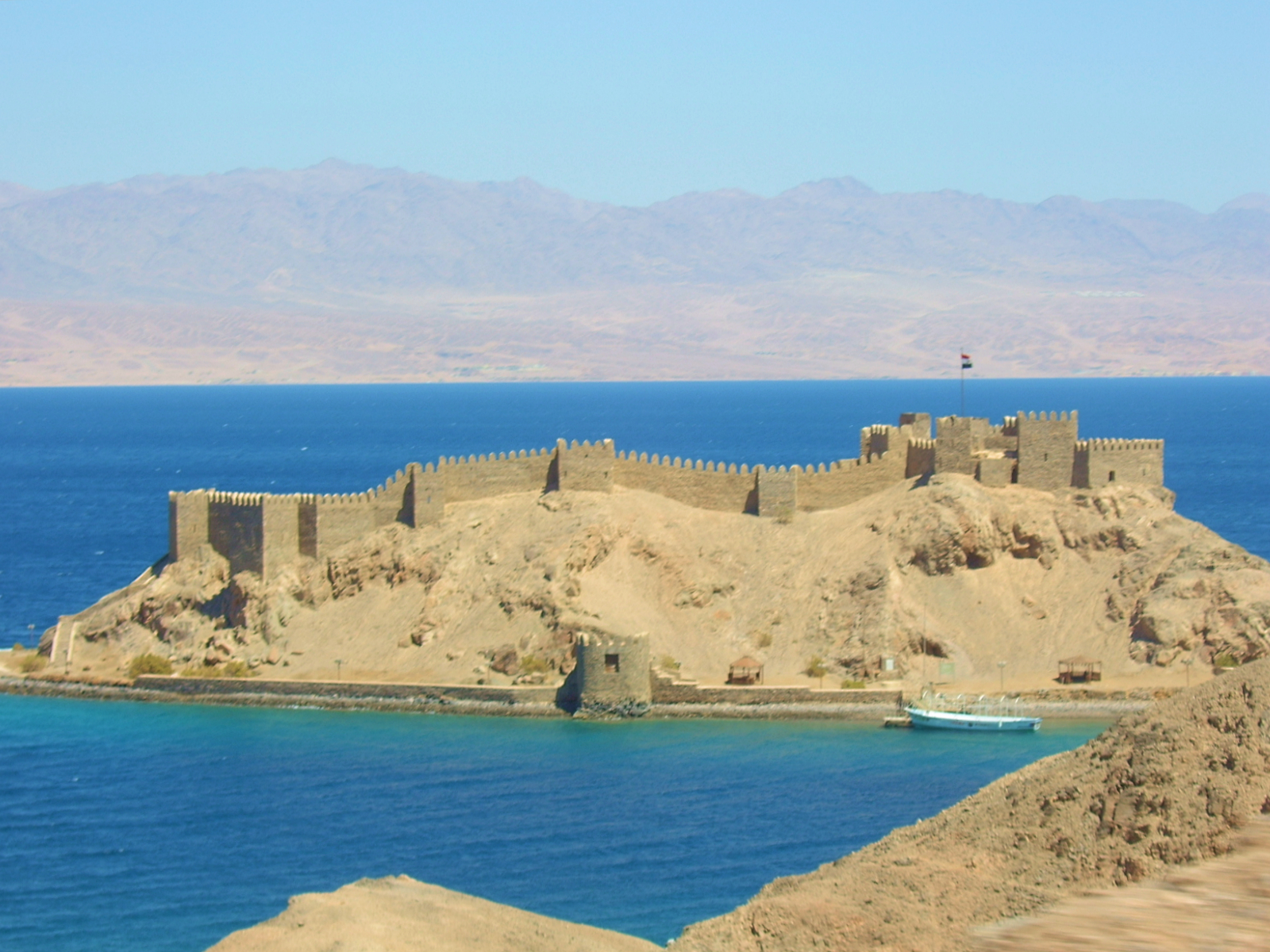
جزيرة فرعون "طابا"
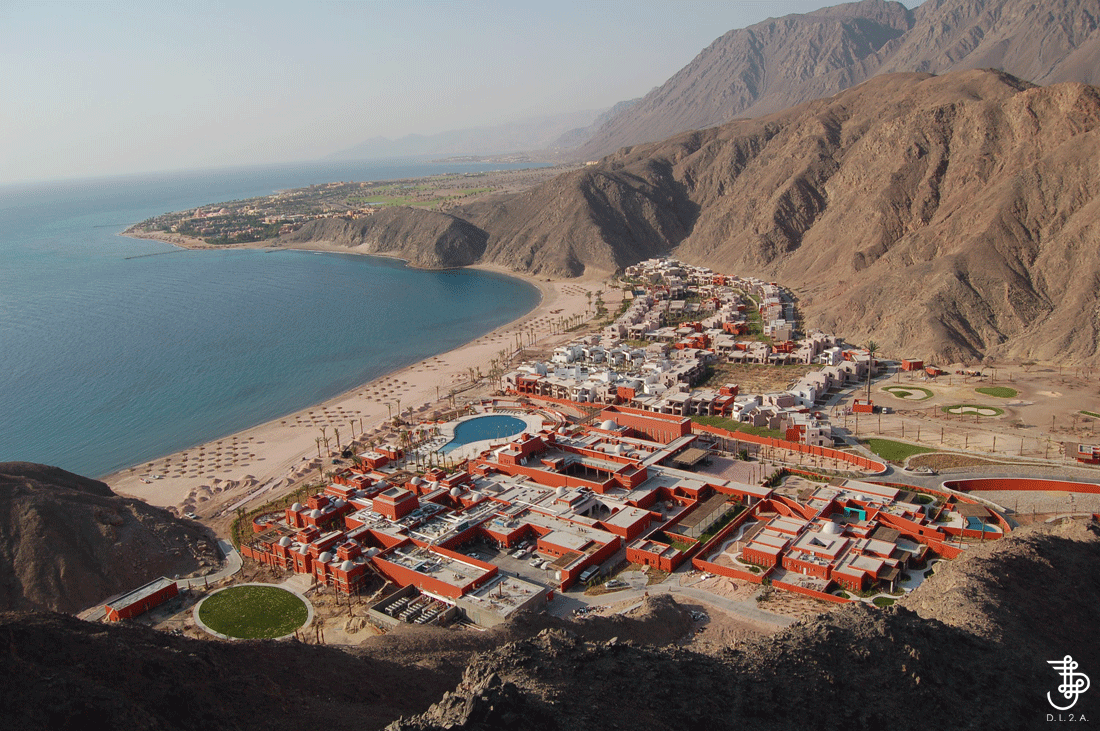
كلوب ميد "نادي البحر الأبيض المتوسط" "طابا"
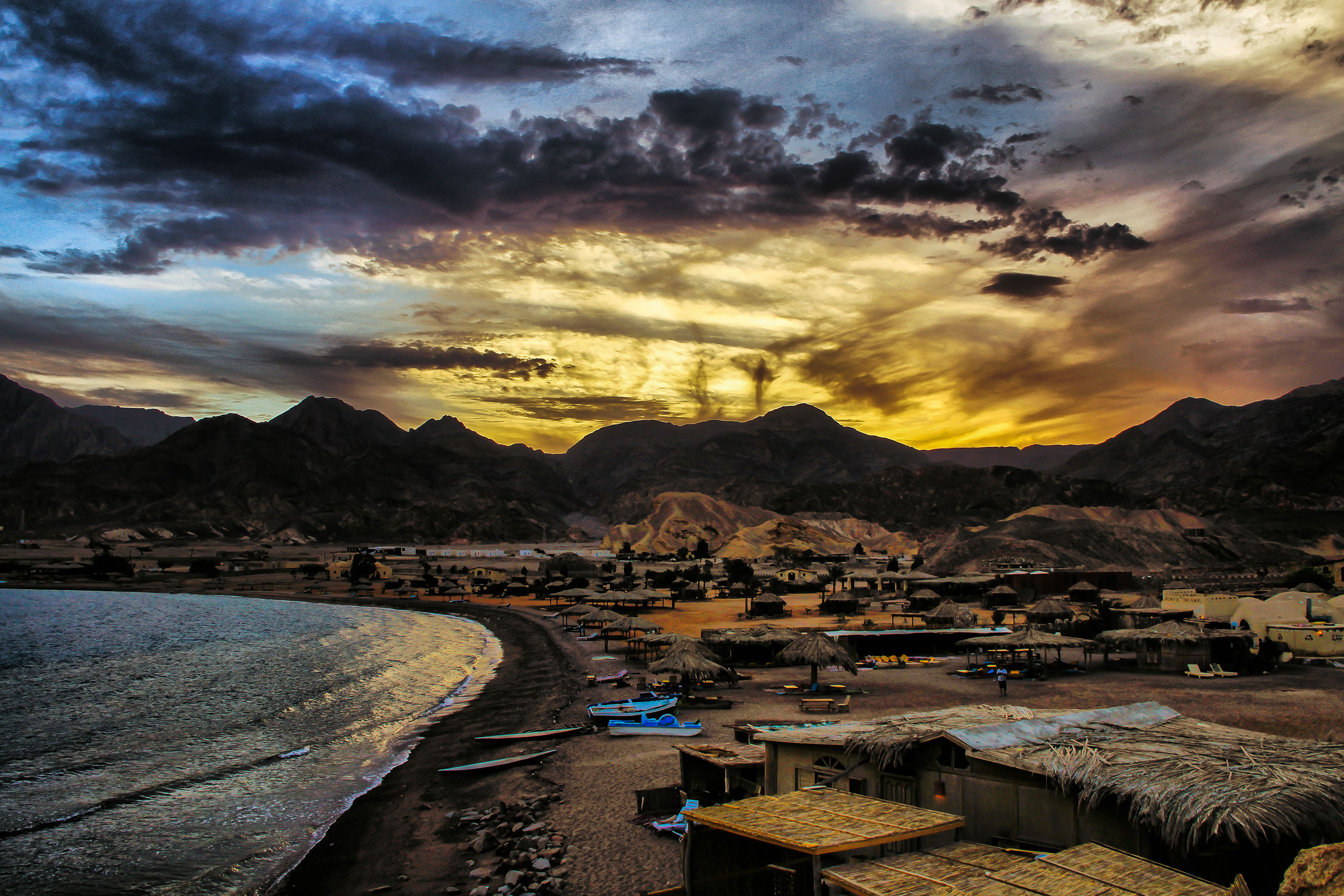
شاطئ نويبع ليلاً
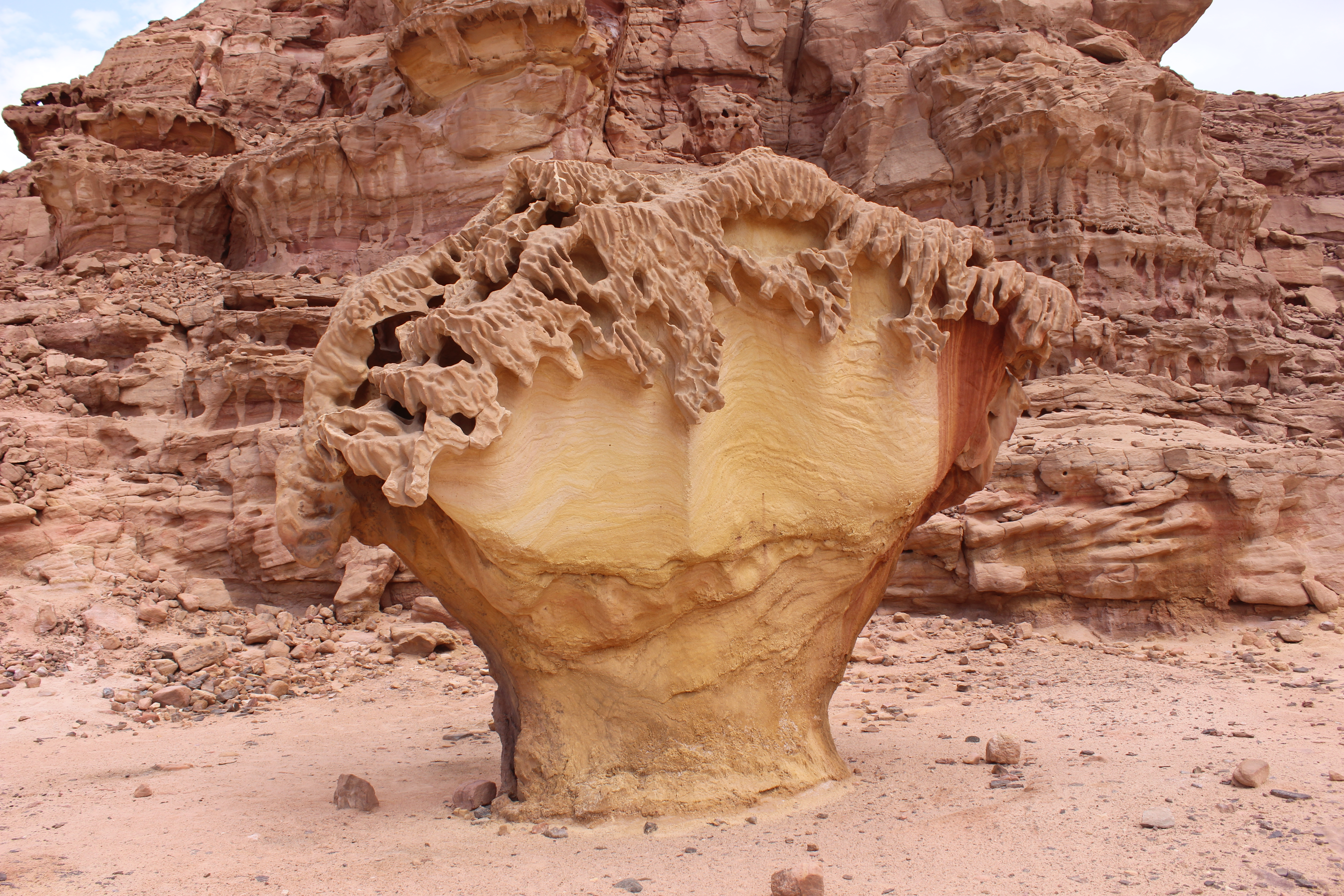
واحة عين خضرة "نويبع"
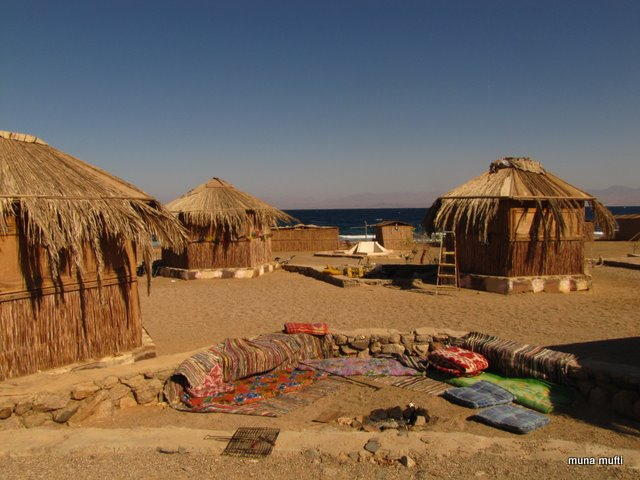
فريدم كامب - رأس شيطان "نويبع"
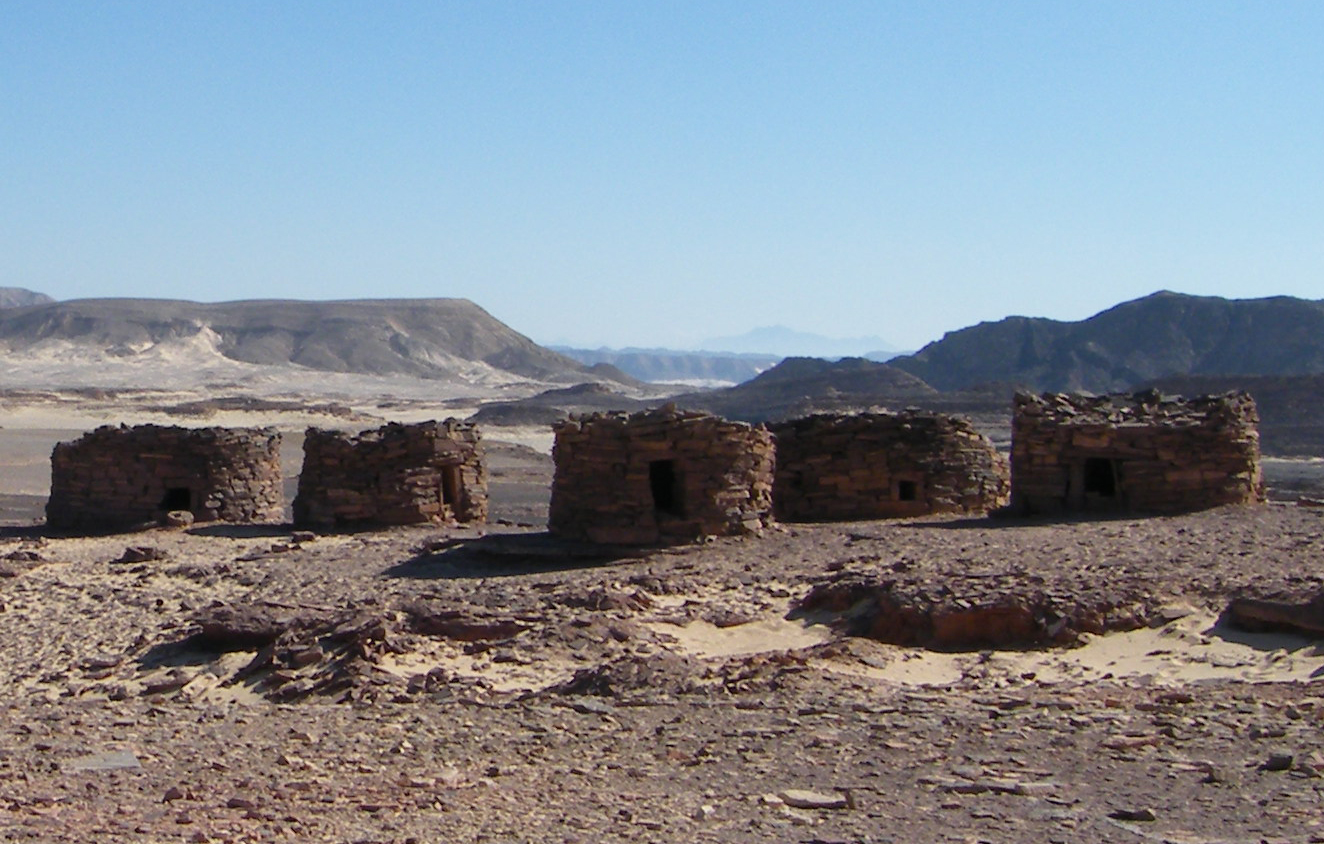
منطقة النواميس الأثرية "نويبع"
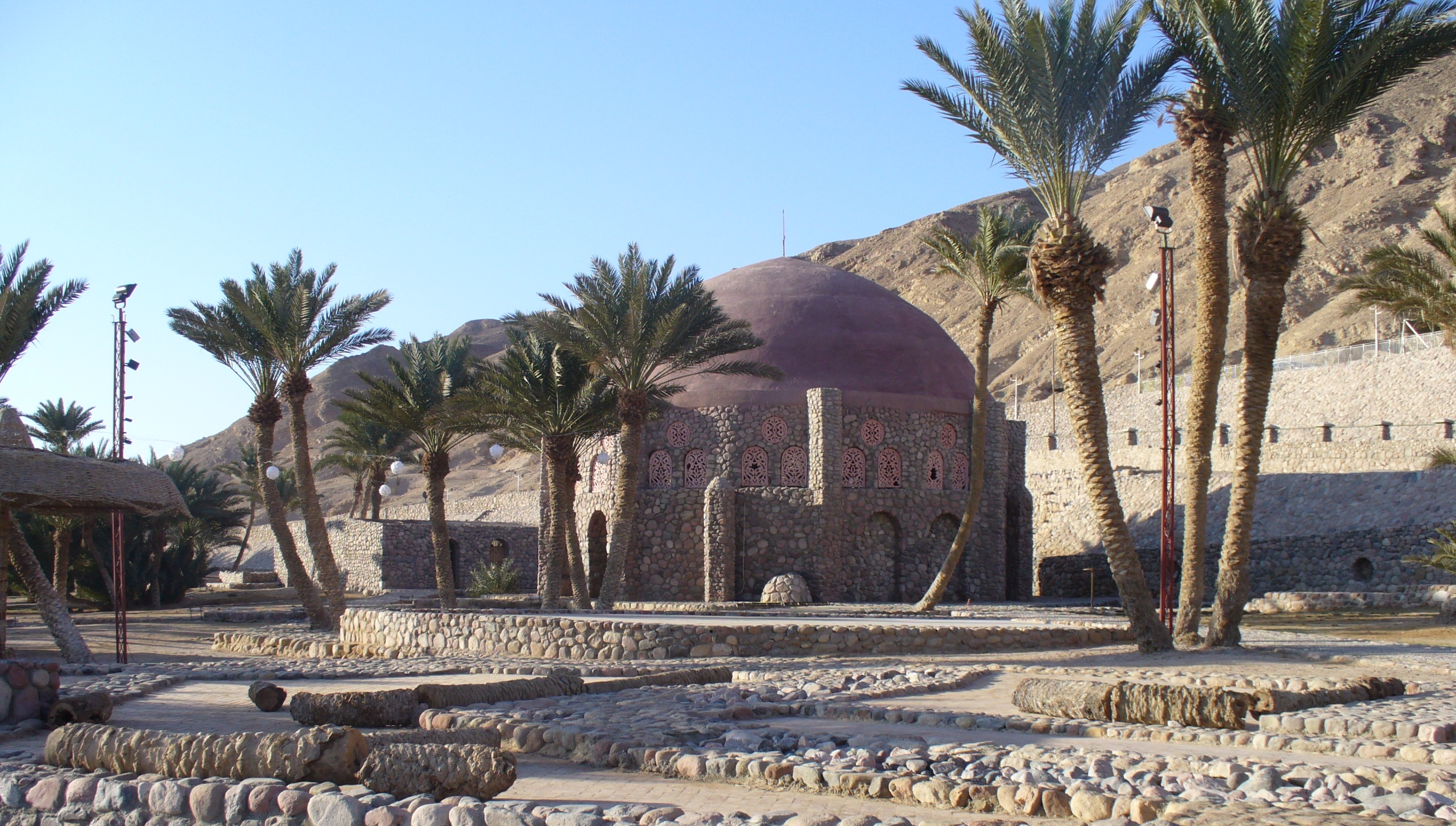
حمام موسى "الطور"
حمام فرعون "أبو زنيمة"
قلعة الجندي "رأس سدر"
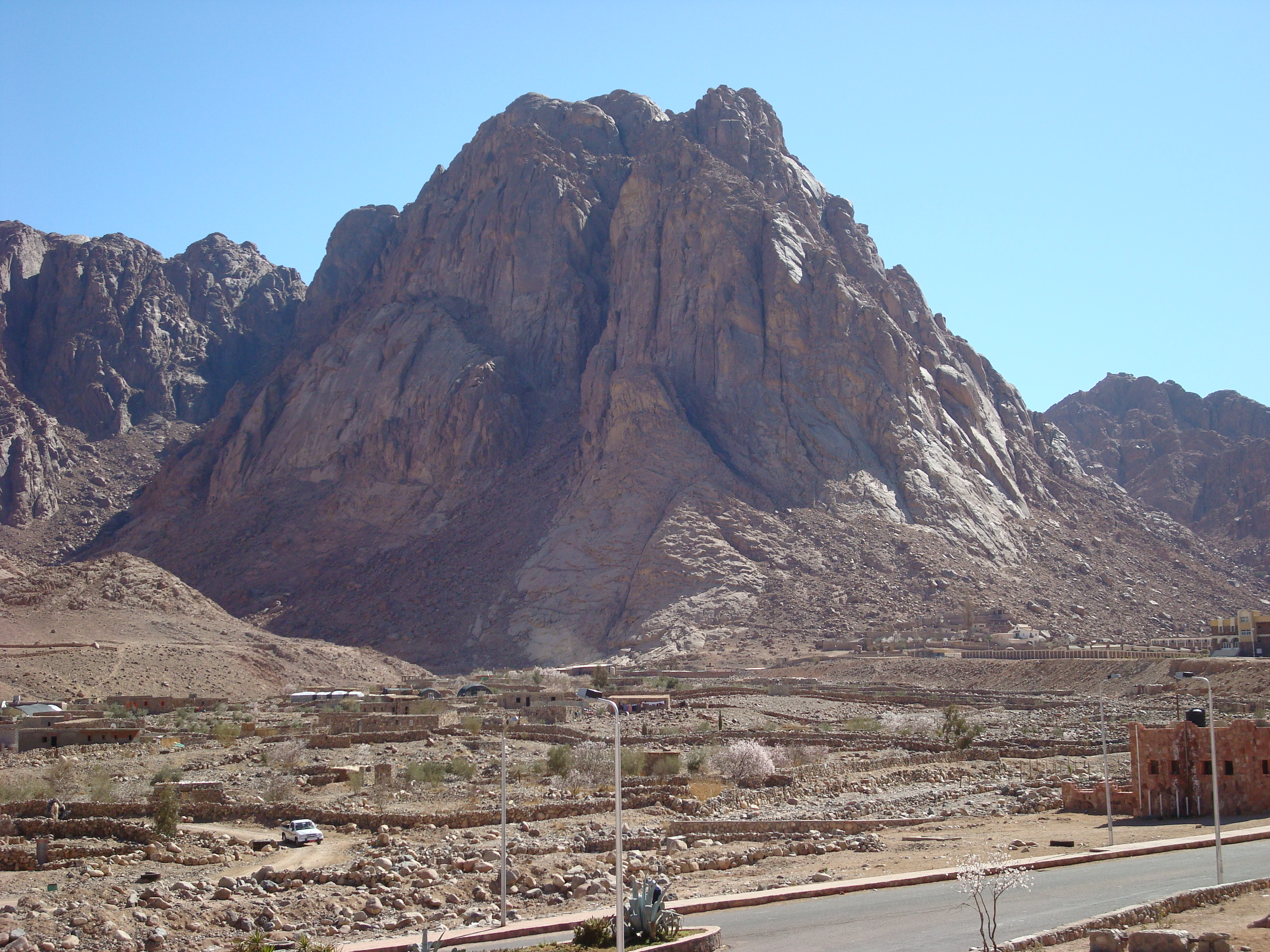
محمية سانت كاترين
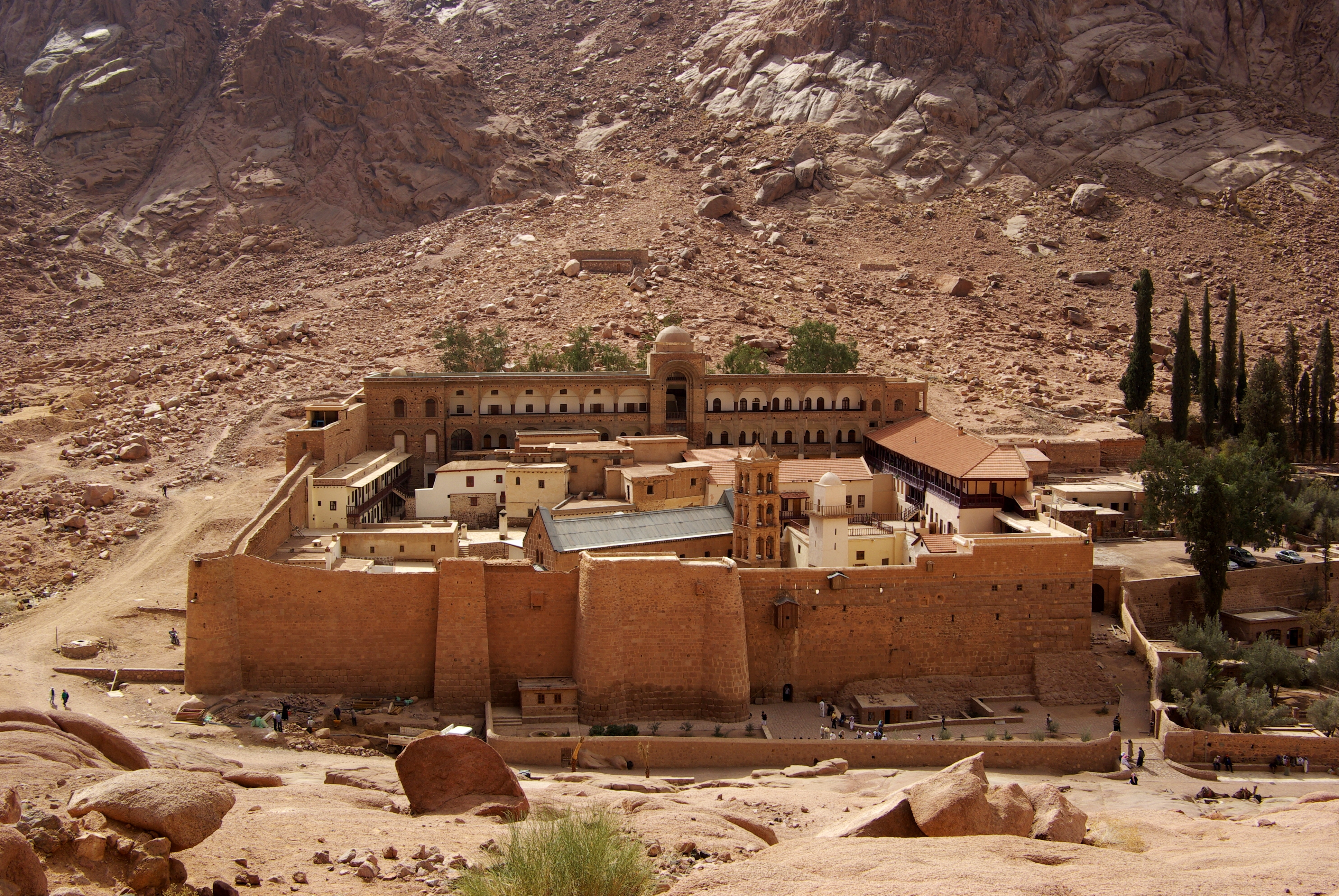
دير سانت كاترين
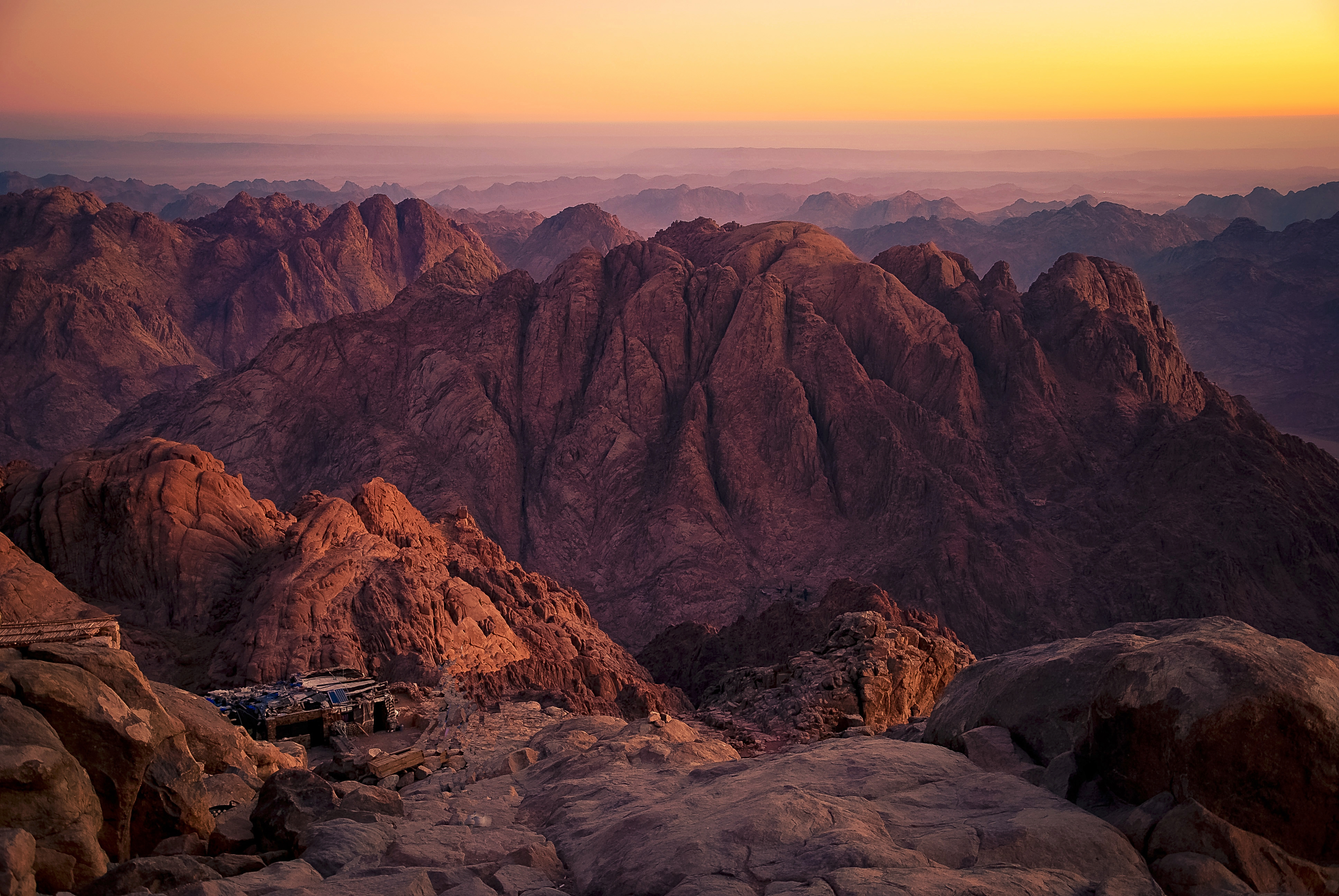
جبل موسى
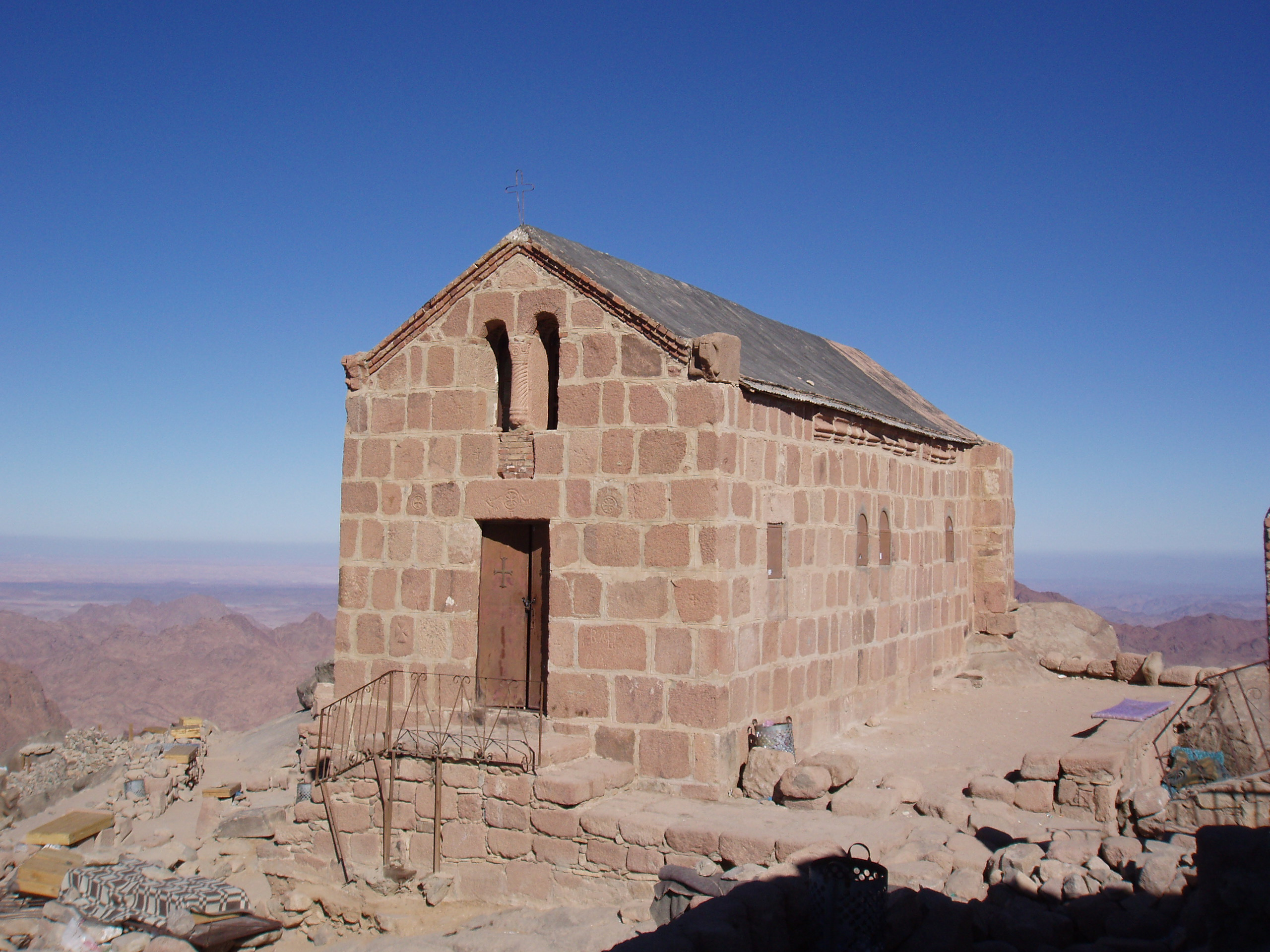
الكنيسة اليونانية على قمة جبل موسى
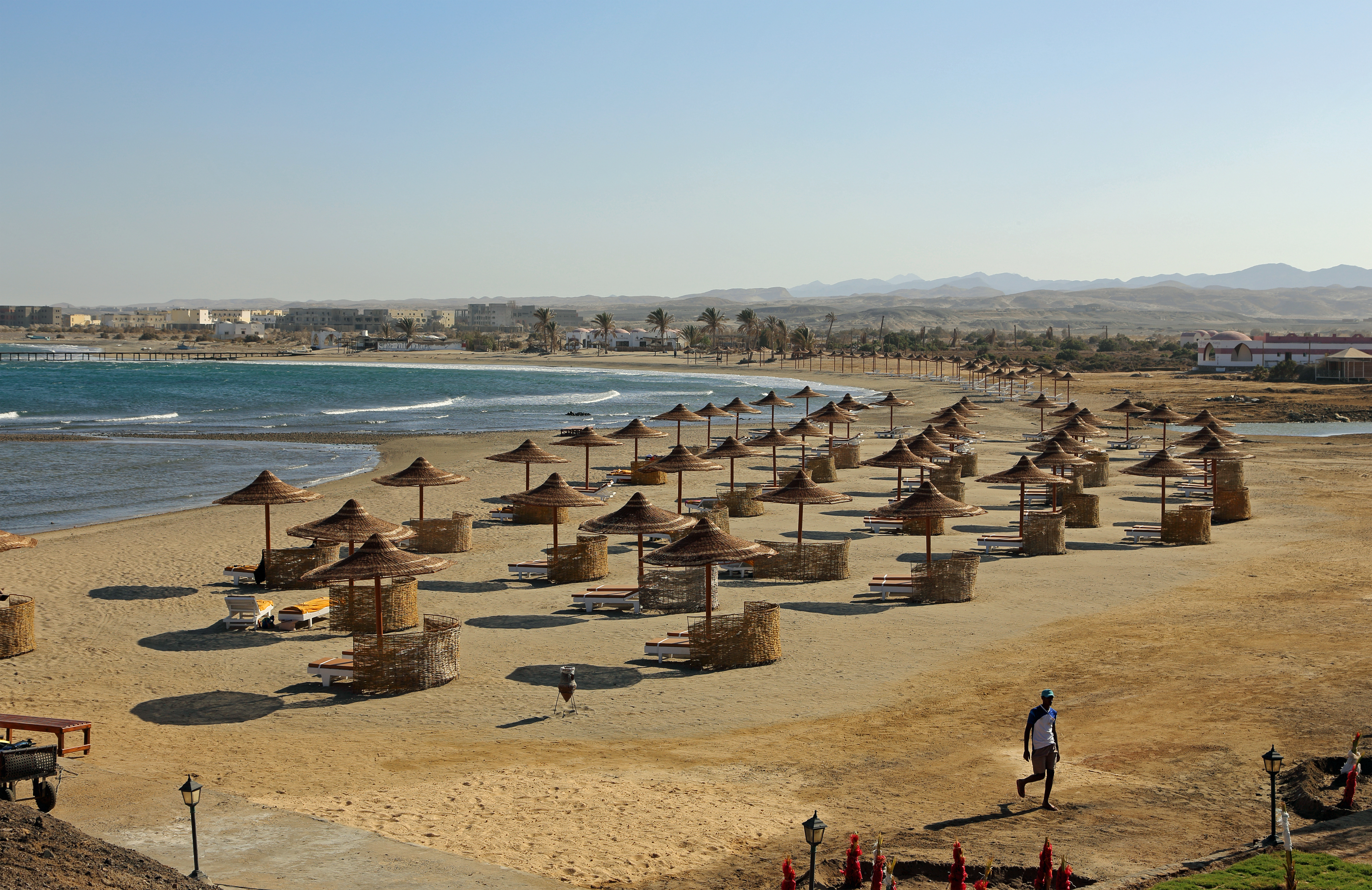
شاطئ مرسى علم
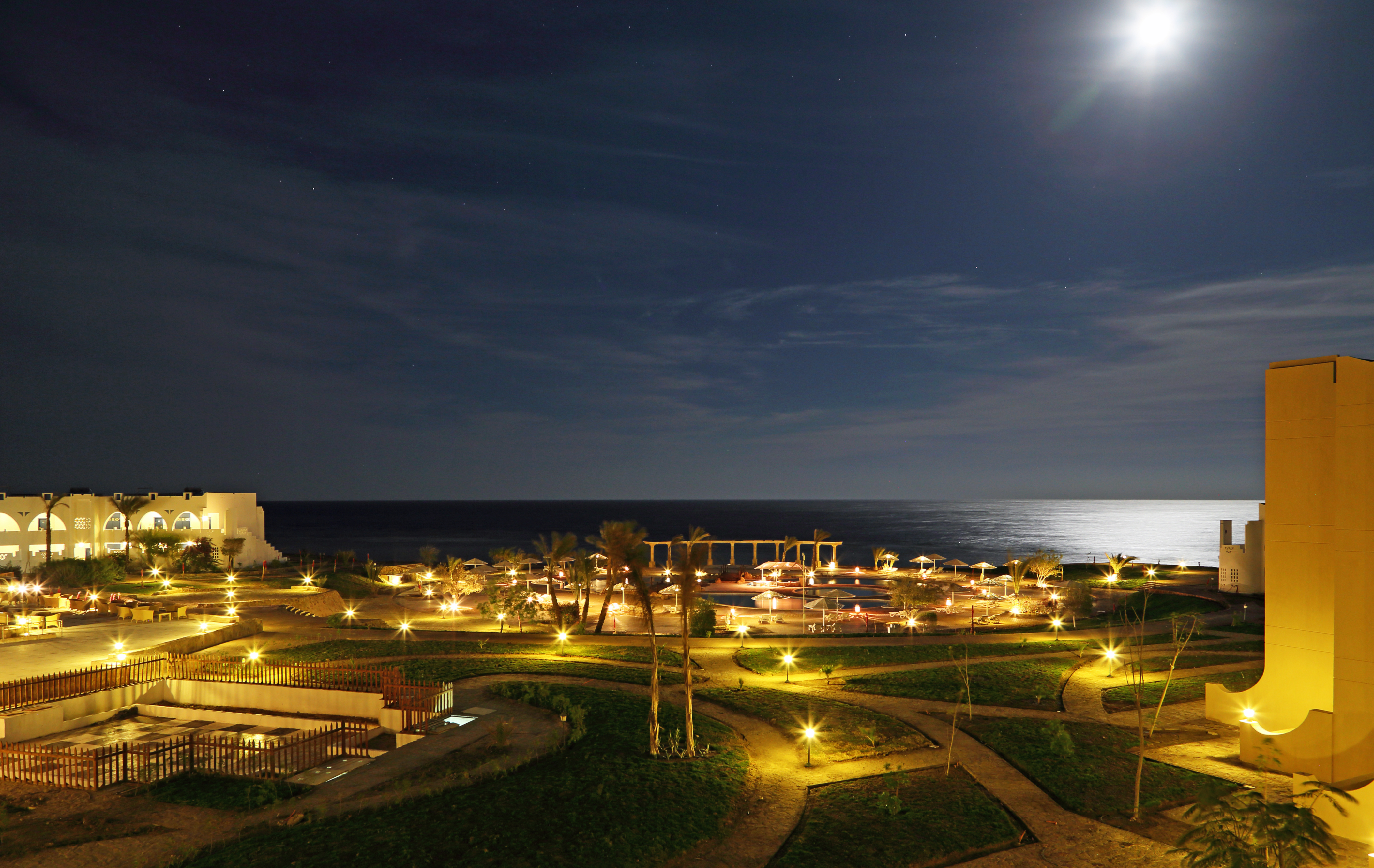
الغروب في مرسى علم
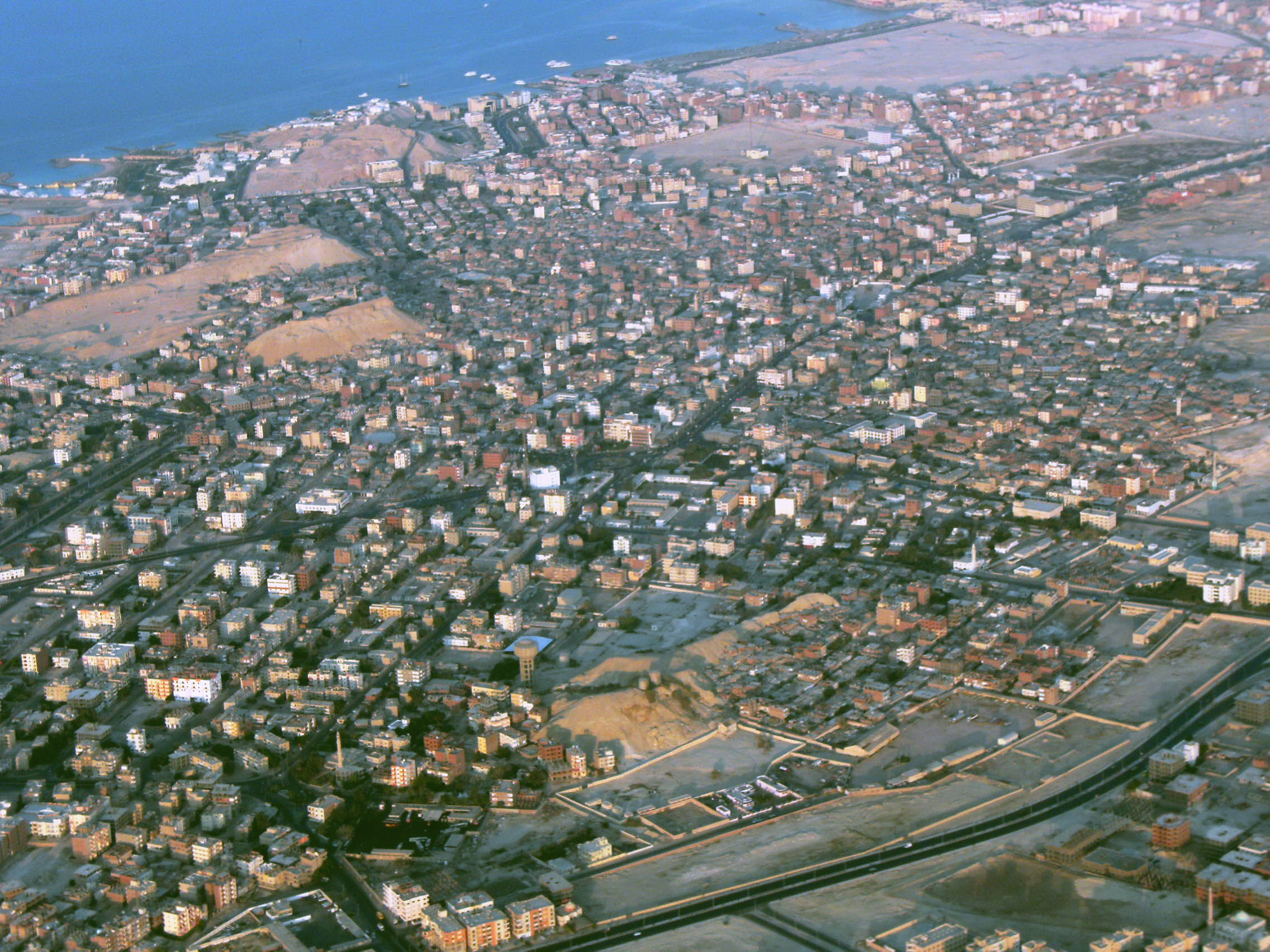
تصوير جوي لساحل الغردقة
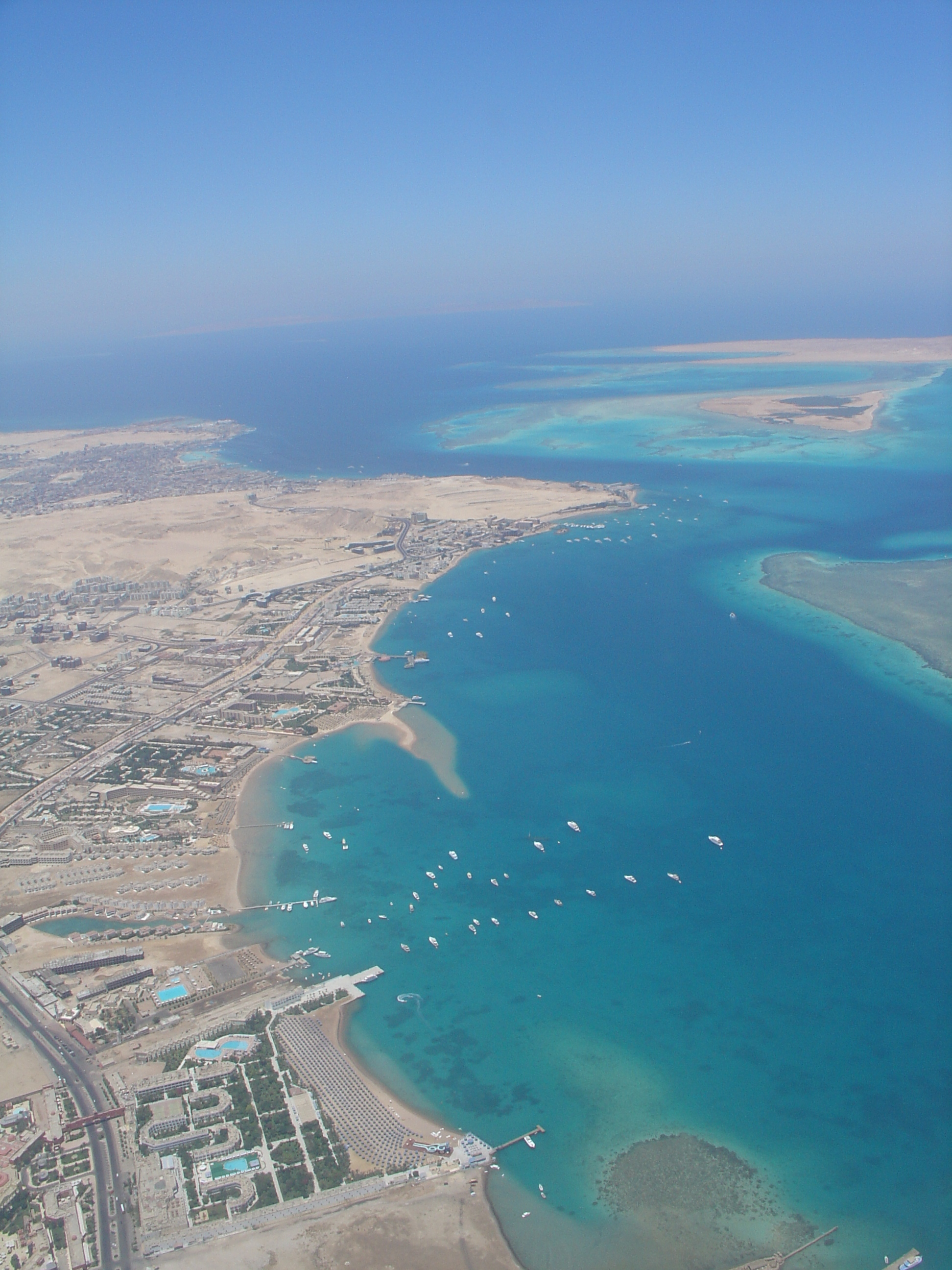
تصوير جوي لساحل الغردقة
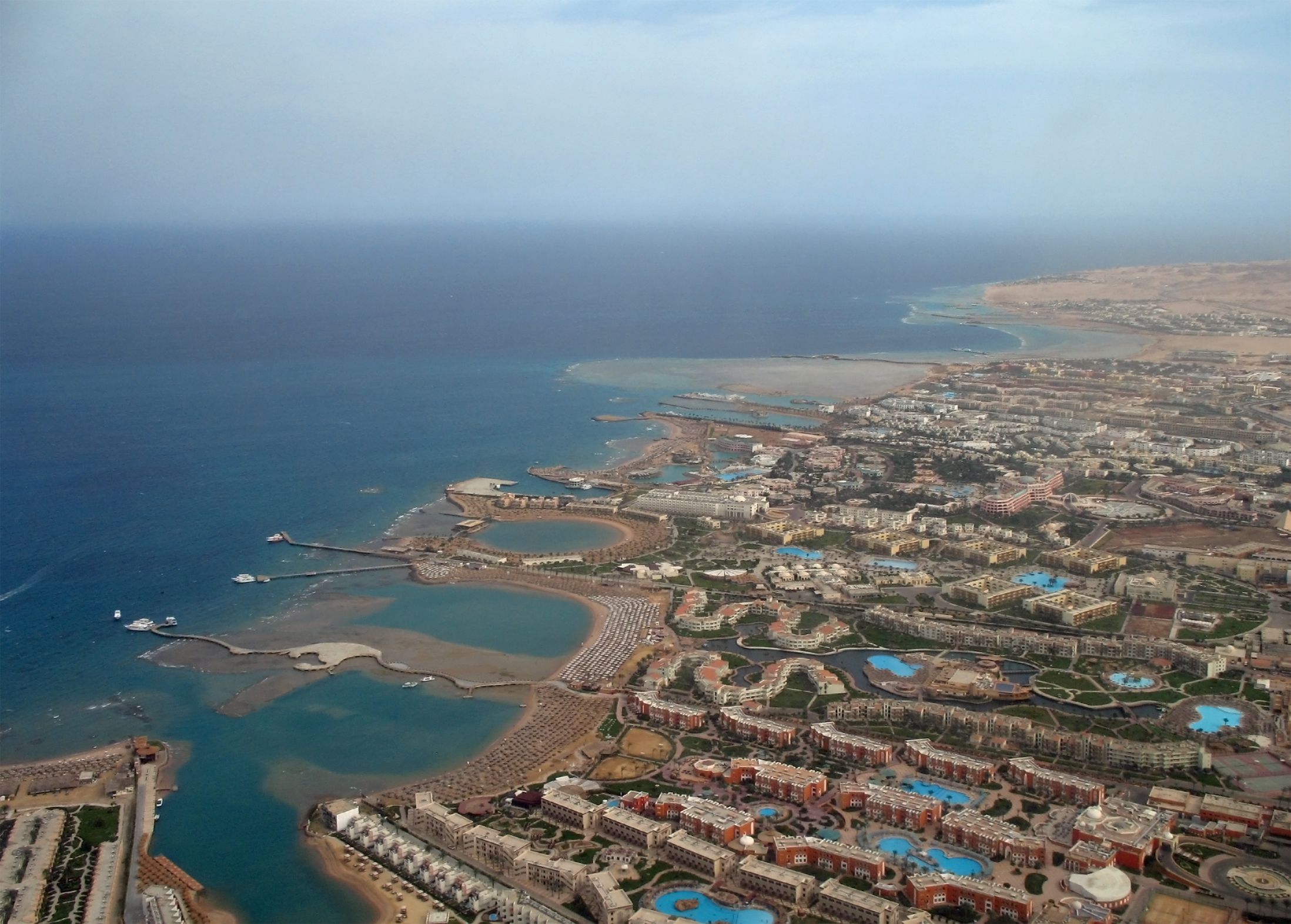
ساحل الغردقة
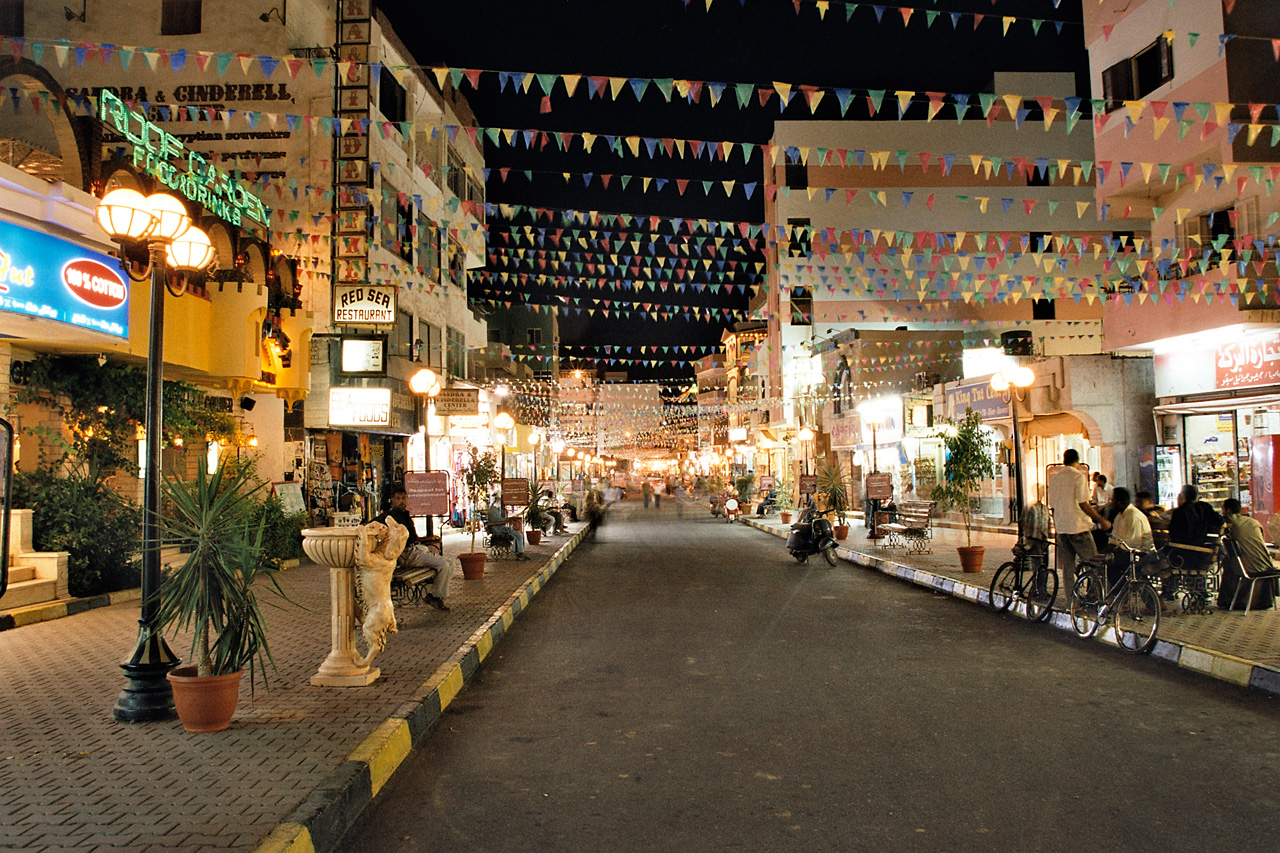
حي الدهار "الغردقة"
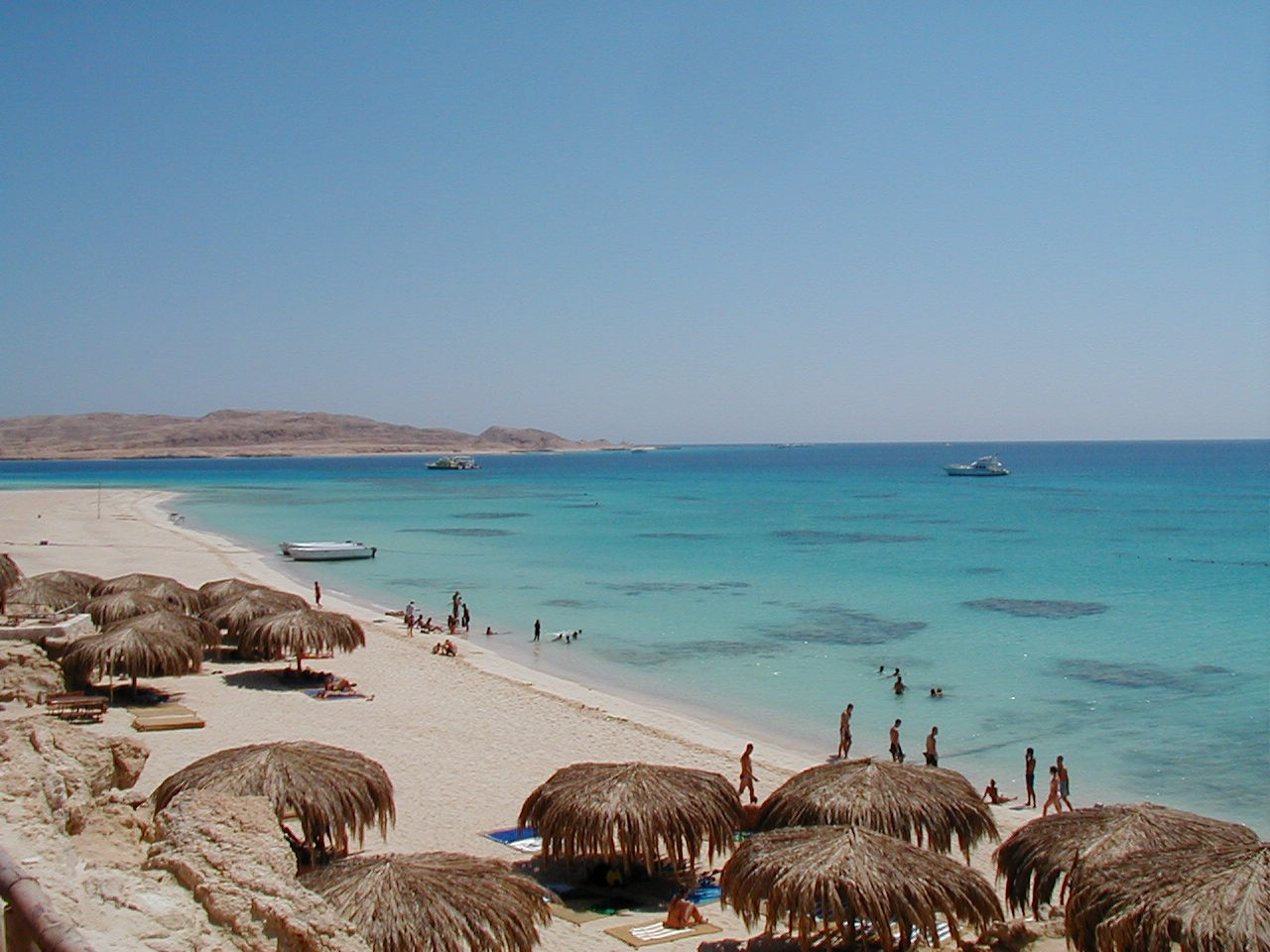
المحمية "الغردقة"
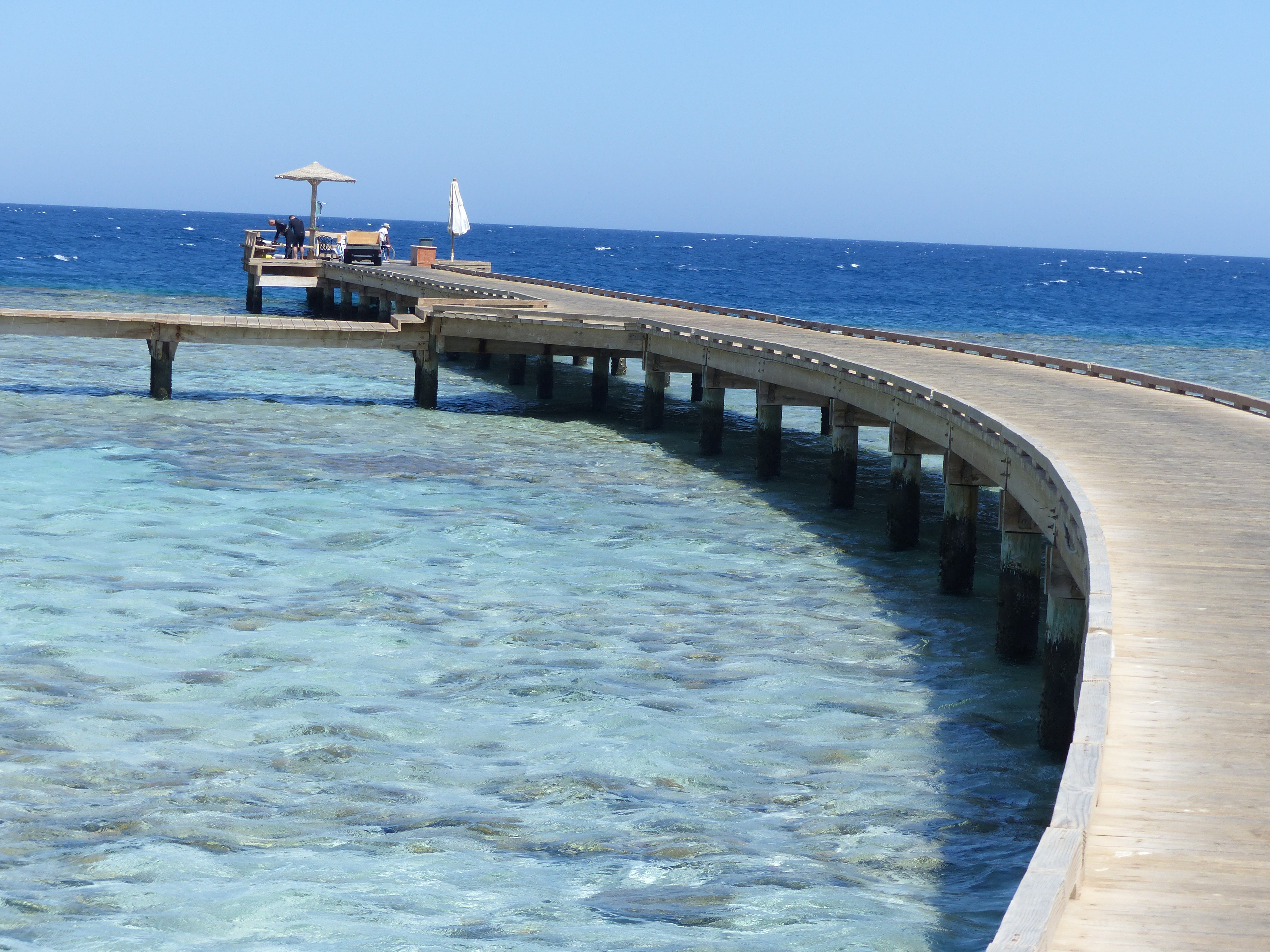
خليج سوما "الغردقة"
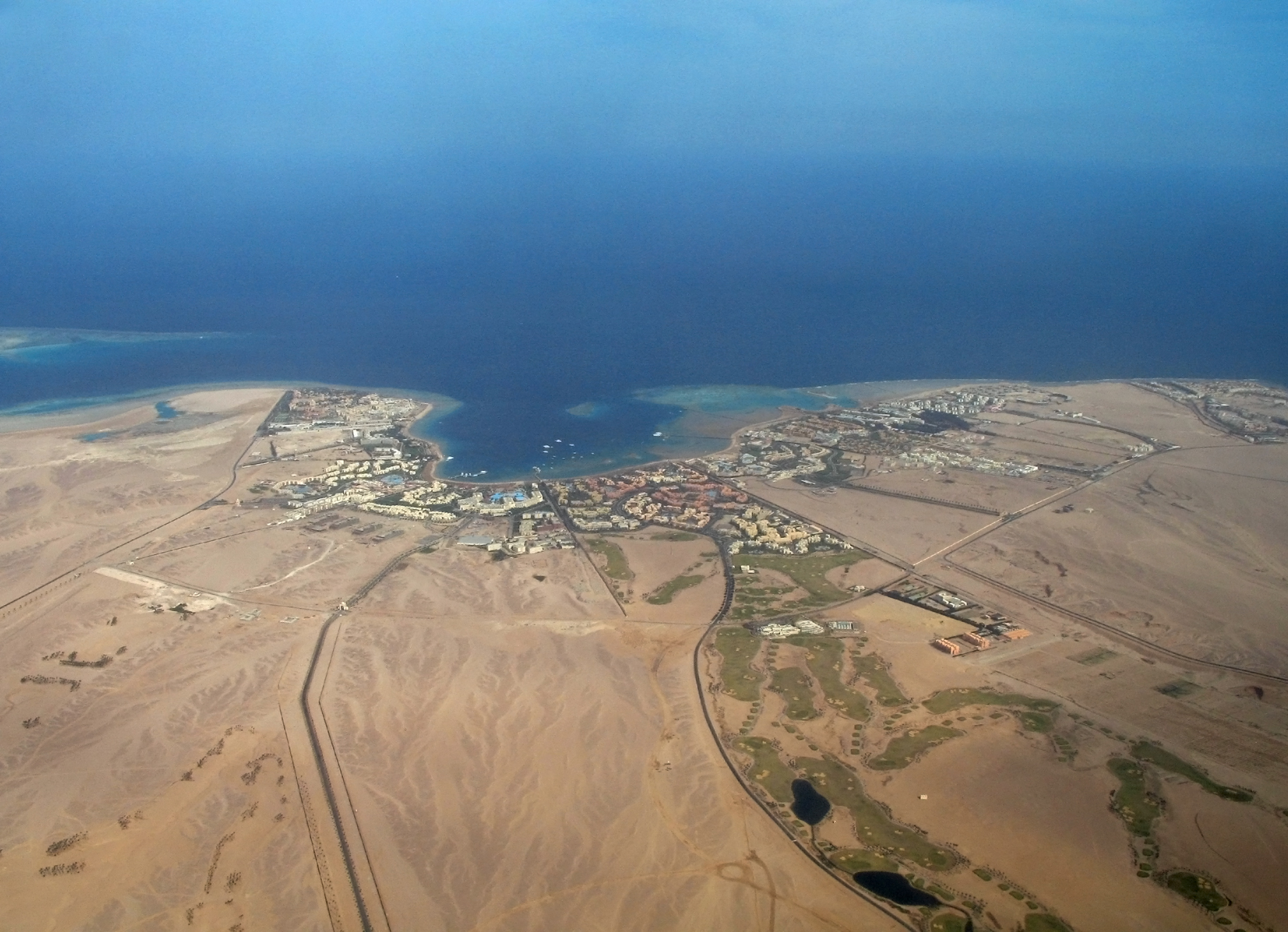
خليج مكادي "الغردقة"
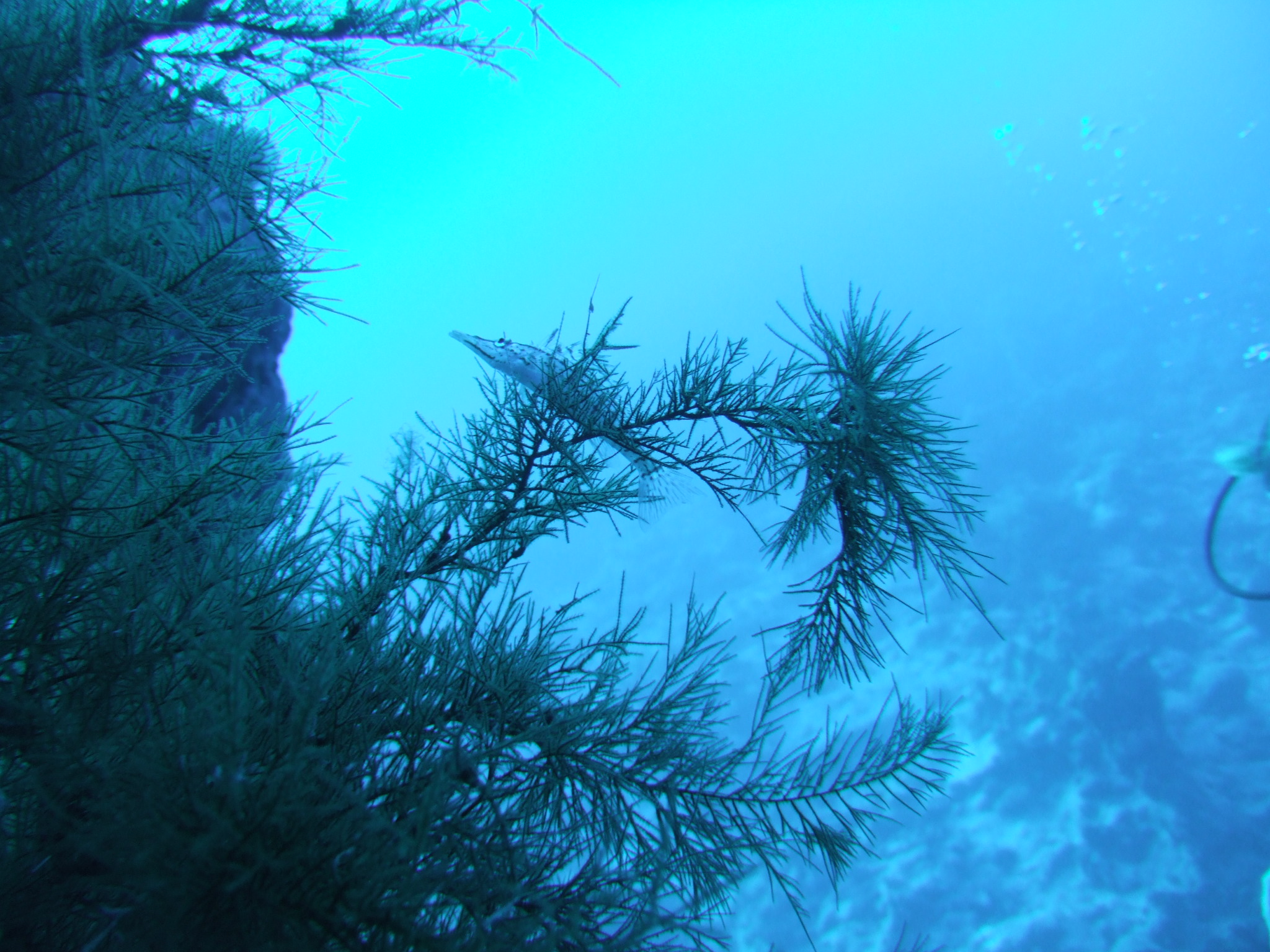
أبو رمادا "الغردقة"
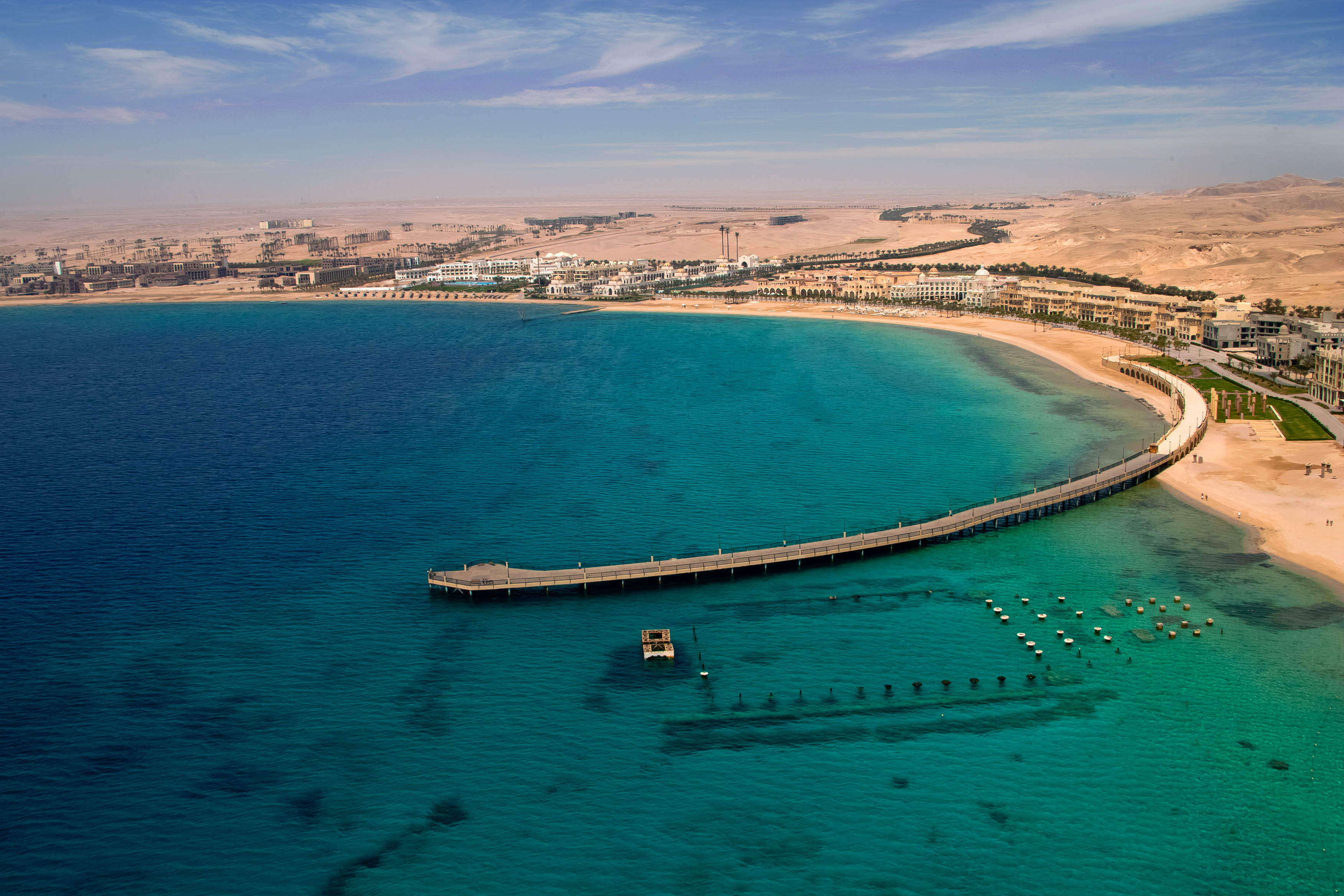
سهل حشيش "الغردقة"
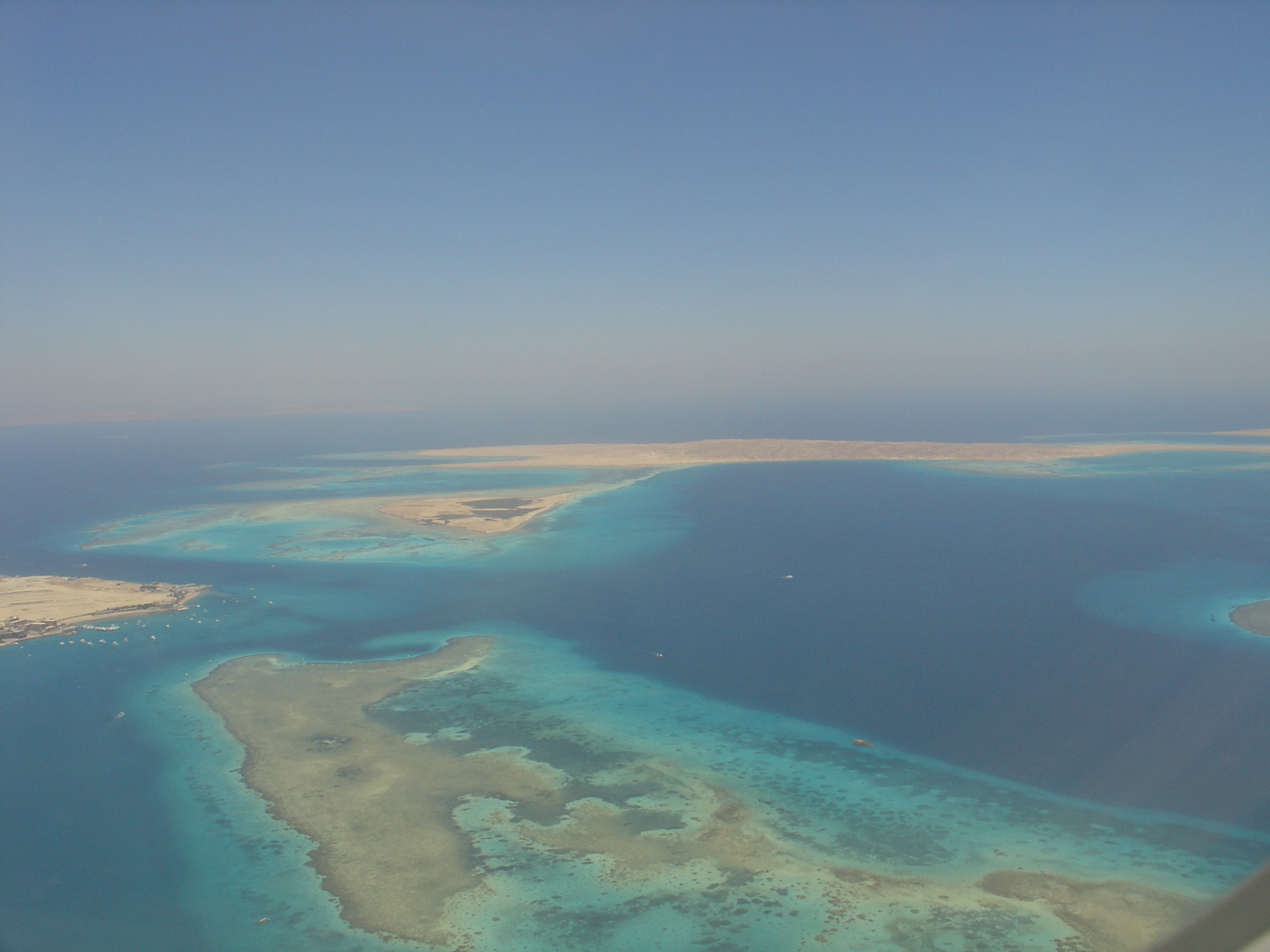
جزر الجفتون "الغردقة"
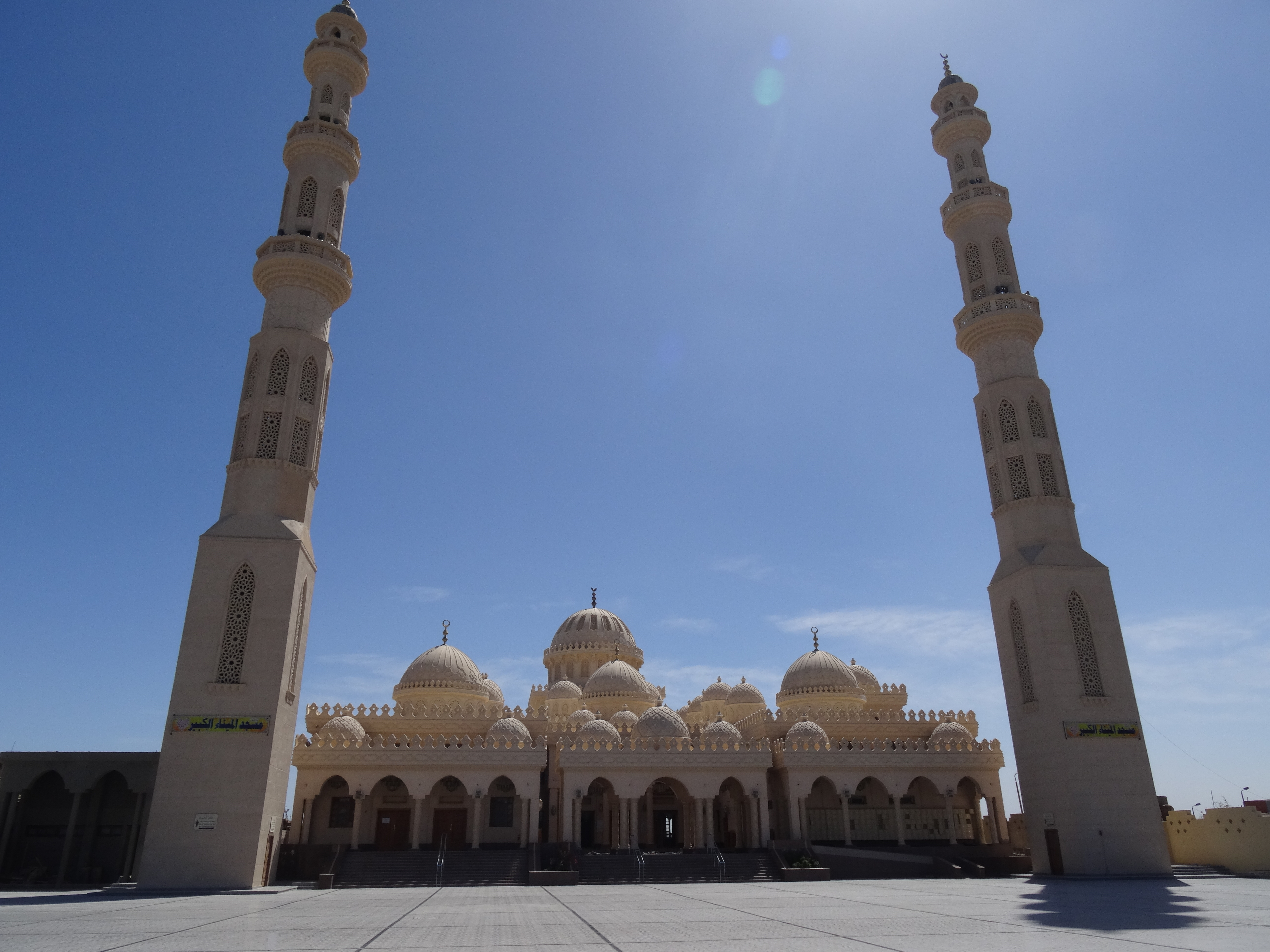
مسجد الميناء "الغردقة"
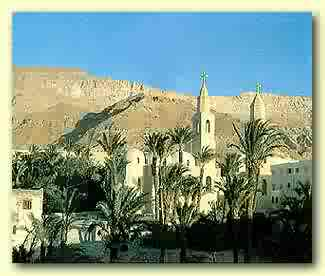
دير الأنبا أنطونيوس "الغردقة"
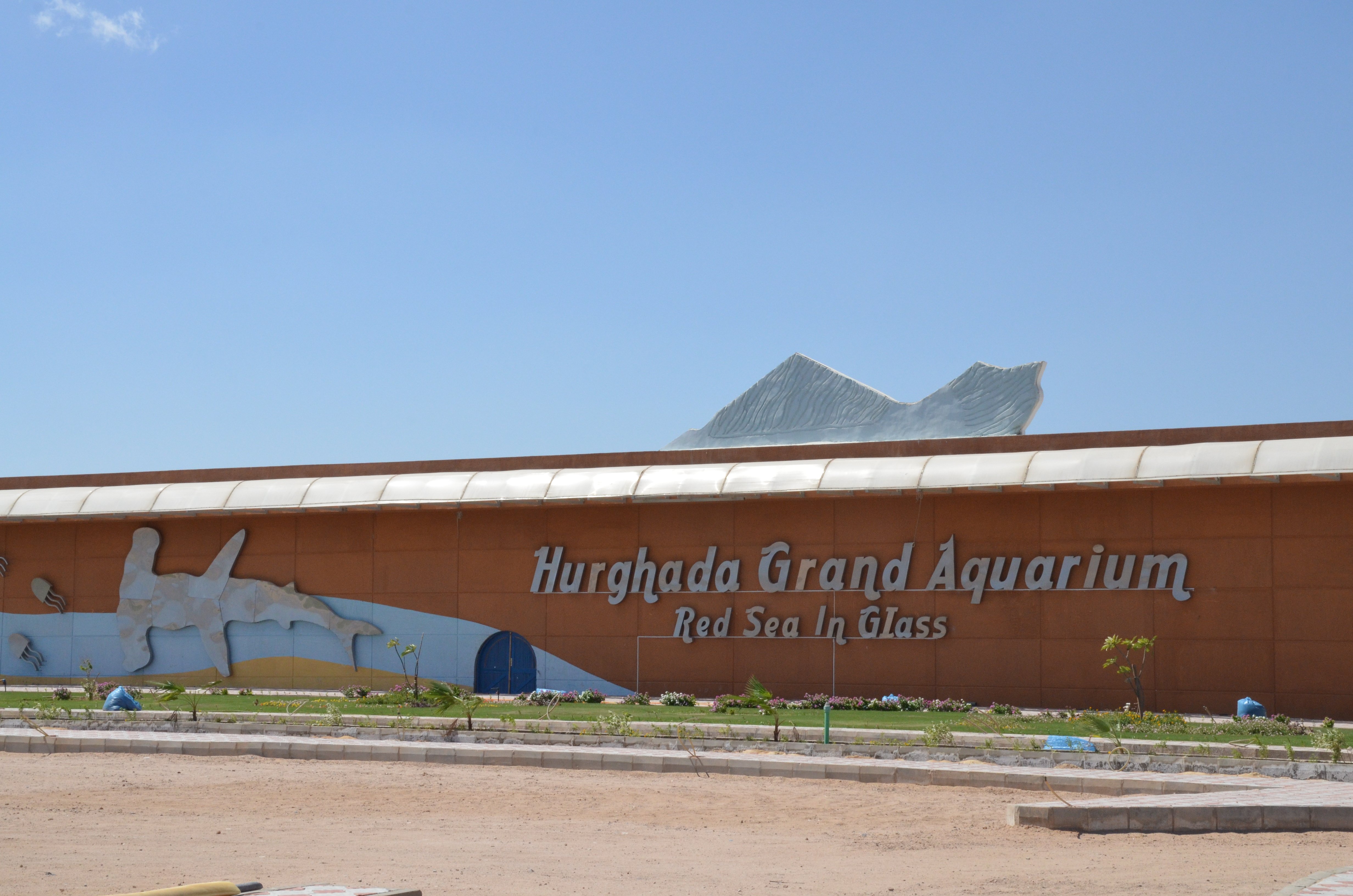
جراند أكواريم "الغردقة"
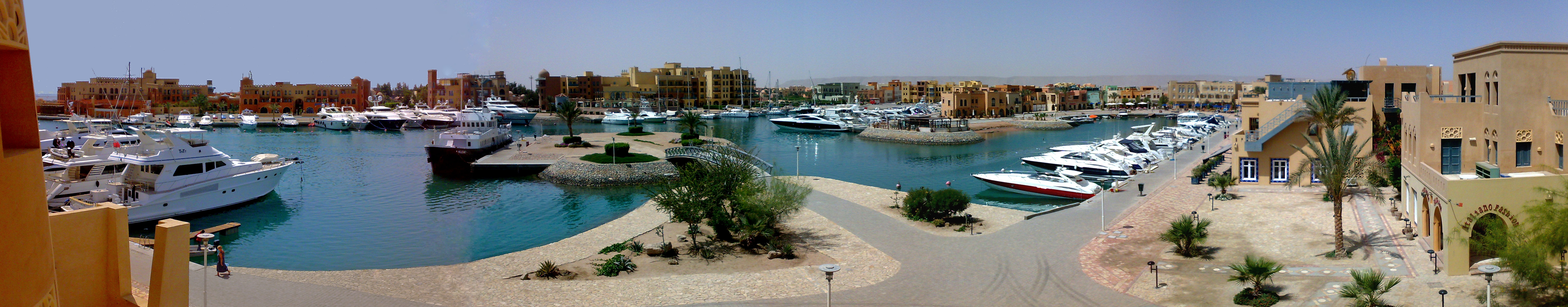
مارينا الجونة أو مارينا أبو تيج "الغردقة"
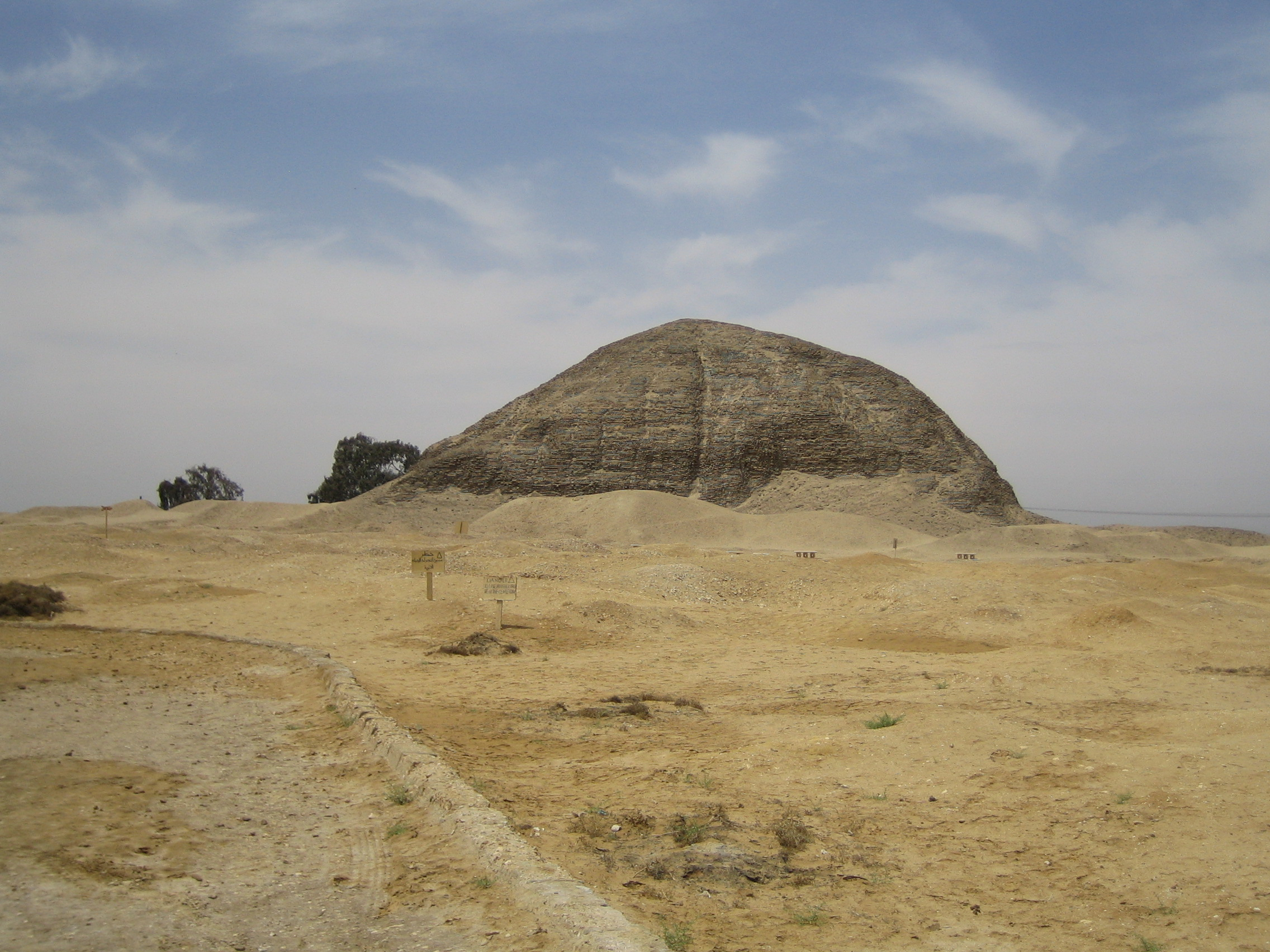
هرم هوارة "الفيوم"
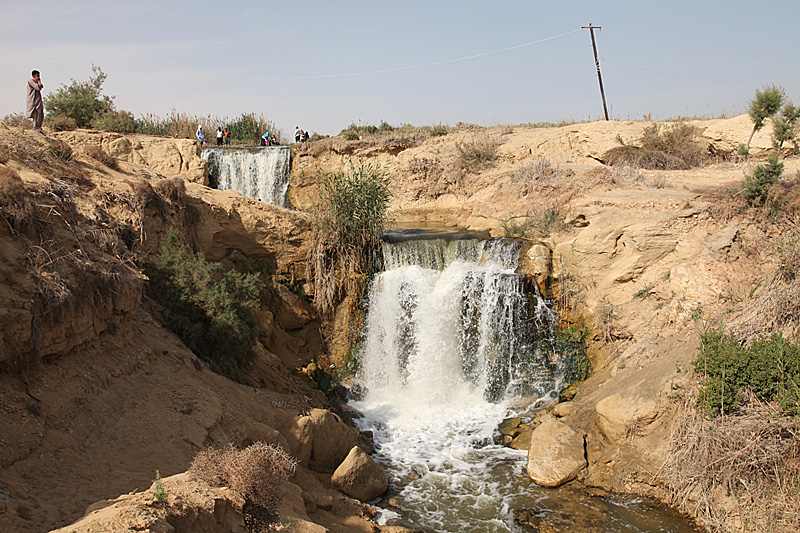
وادي الريان "الفيوم"
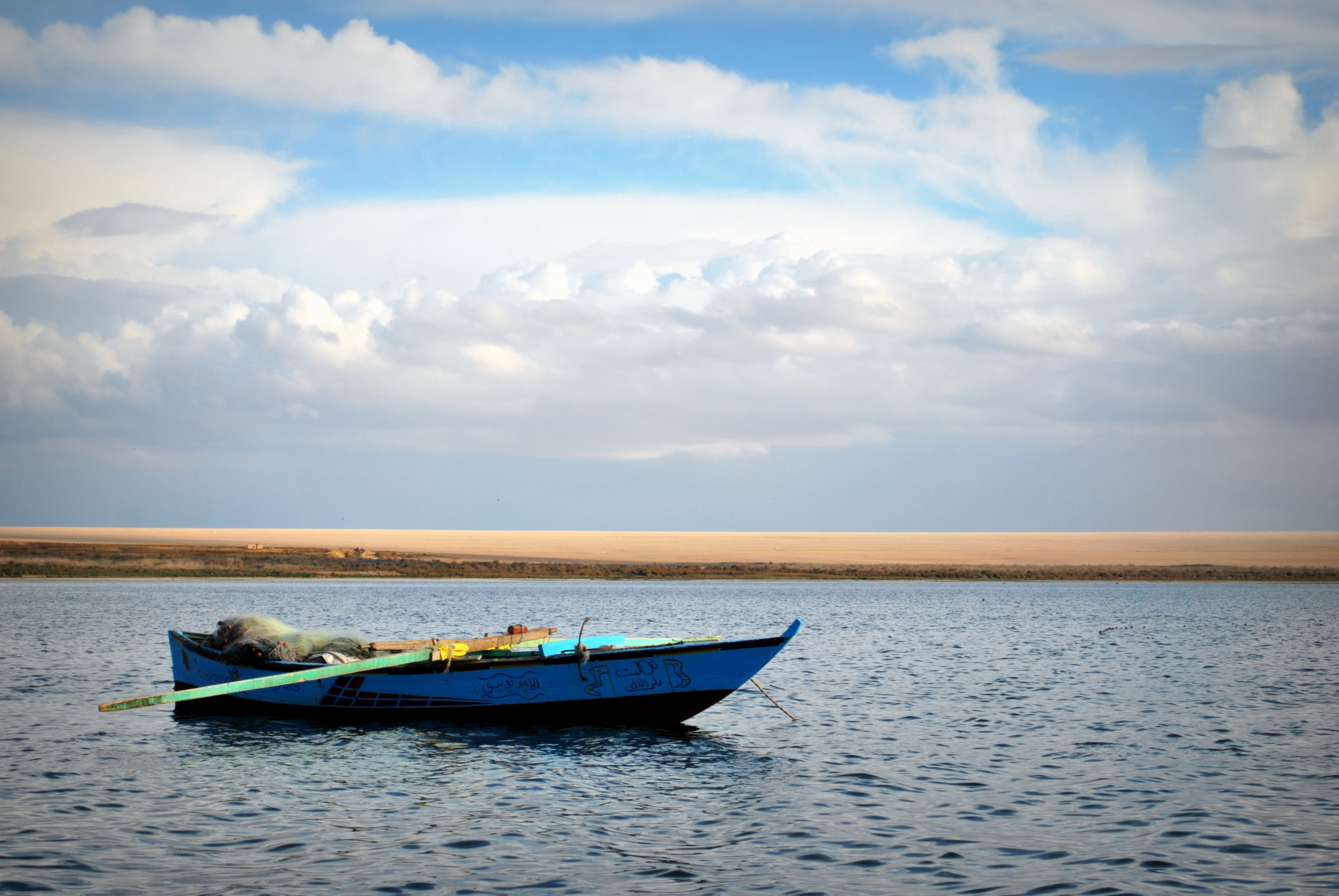
وادي الريان "الفيوم"
وادي الحيتان "الفيوم"
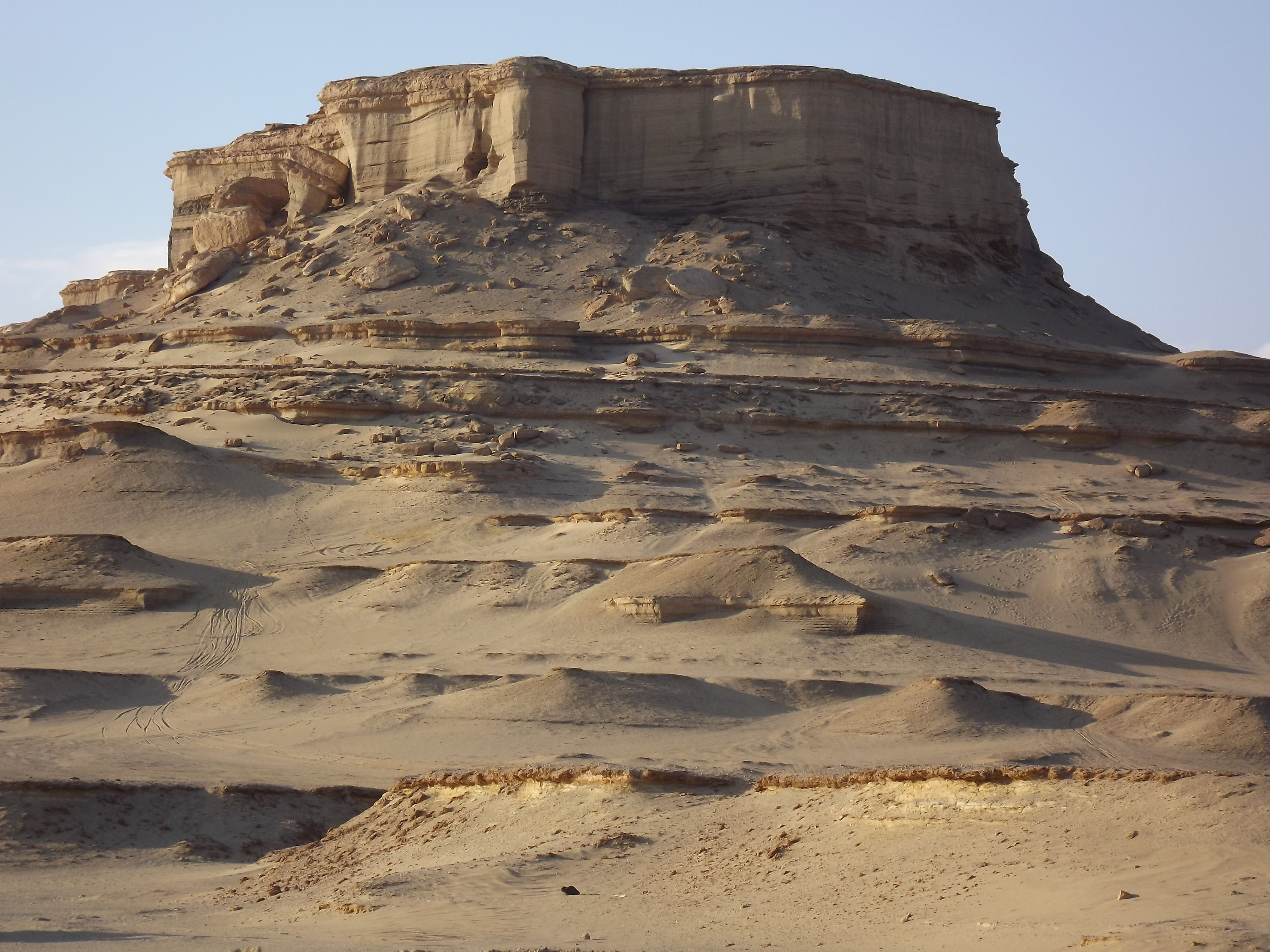
محمية قارون "الفيوم"
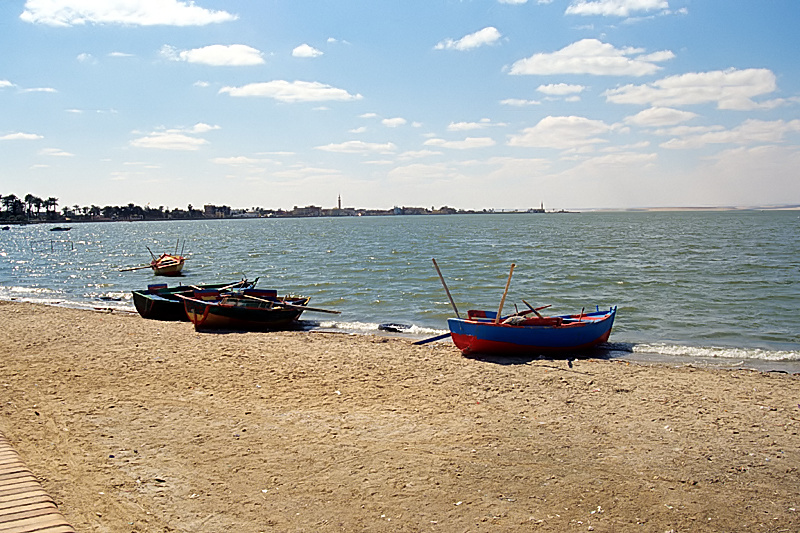
محمية قارون "الفيوم"
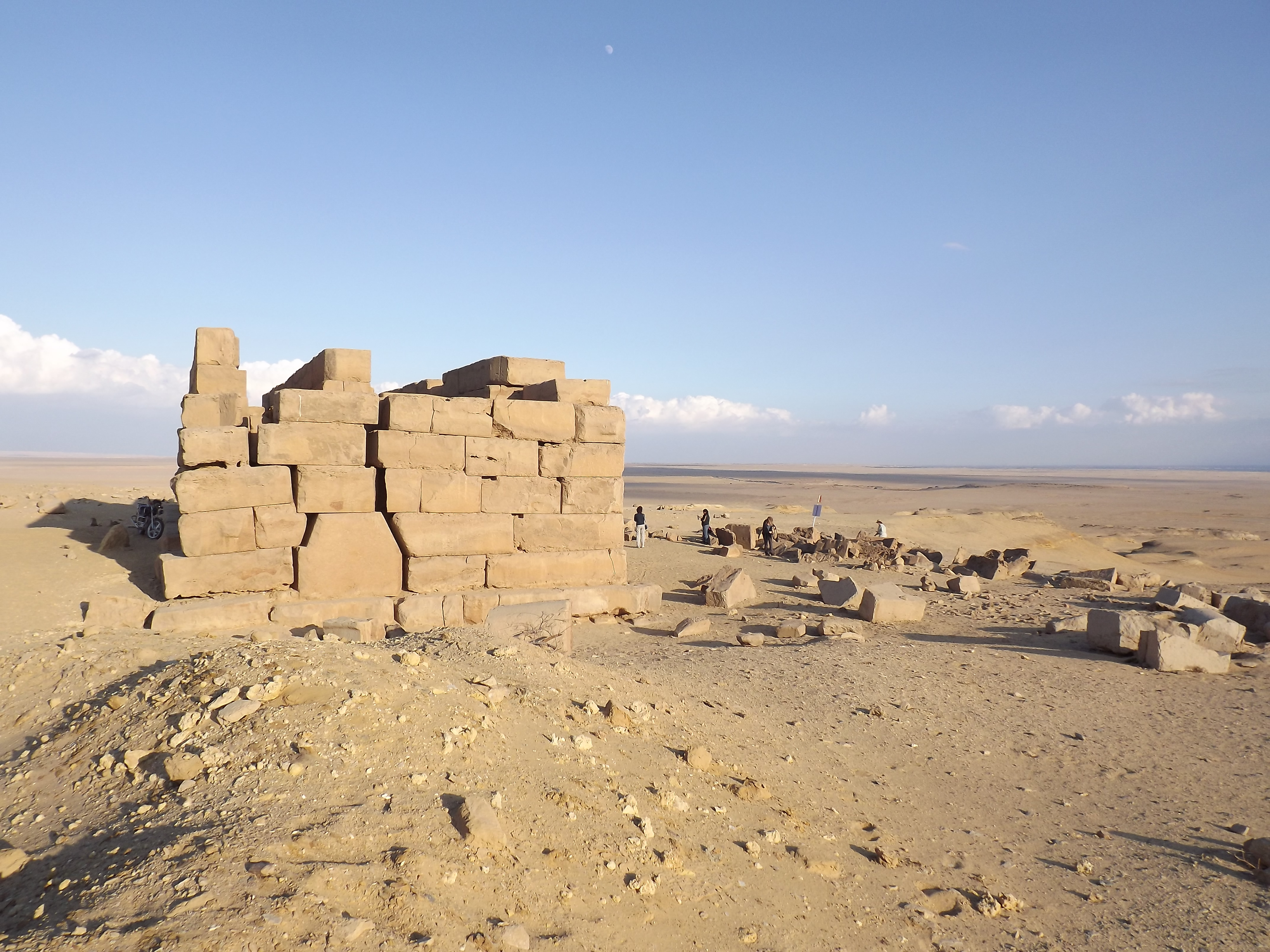
محمية قارون "الفيوم"
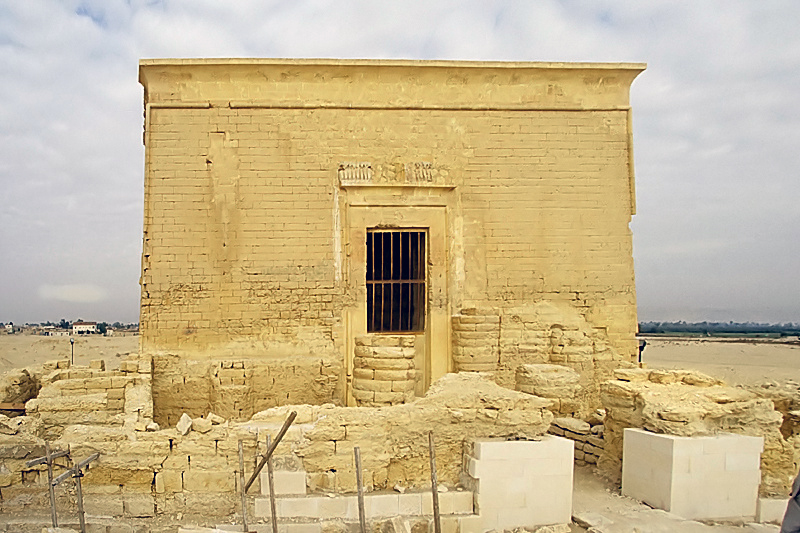
قصر قارون "الفيوم"
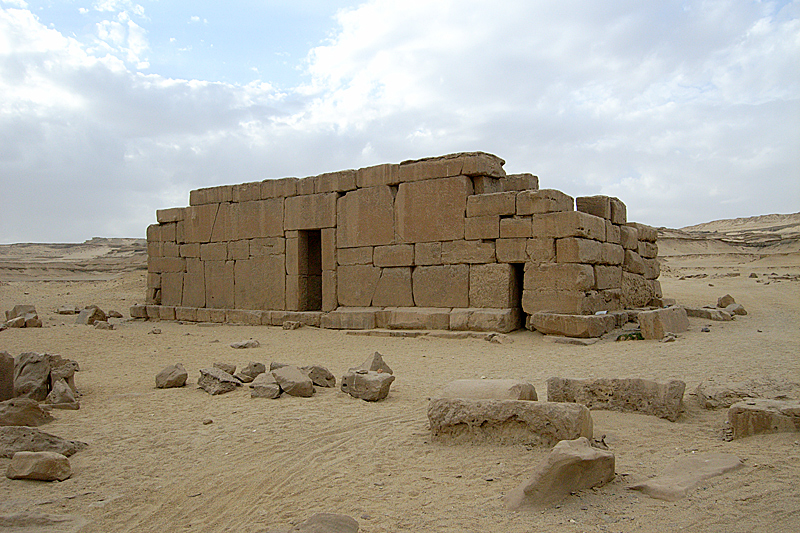
قصر الصاغة "الفيوم"
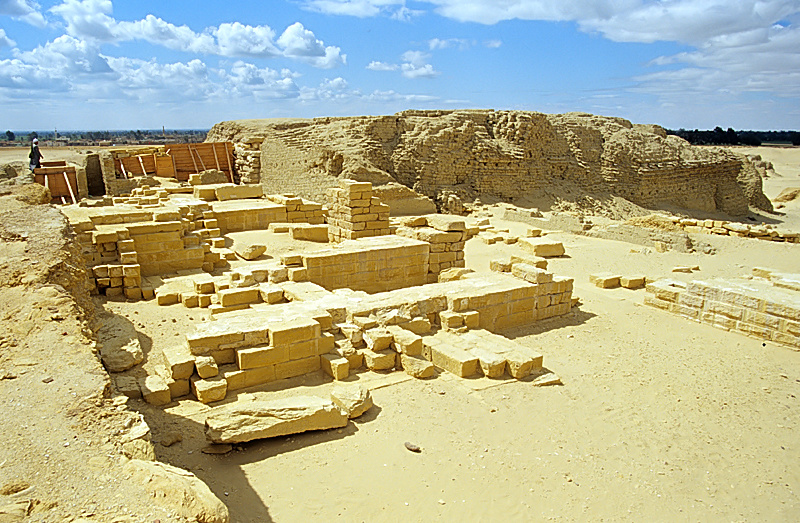
أطلال أم الأثل "الفيوم"
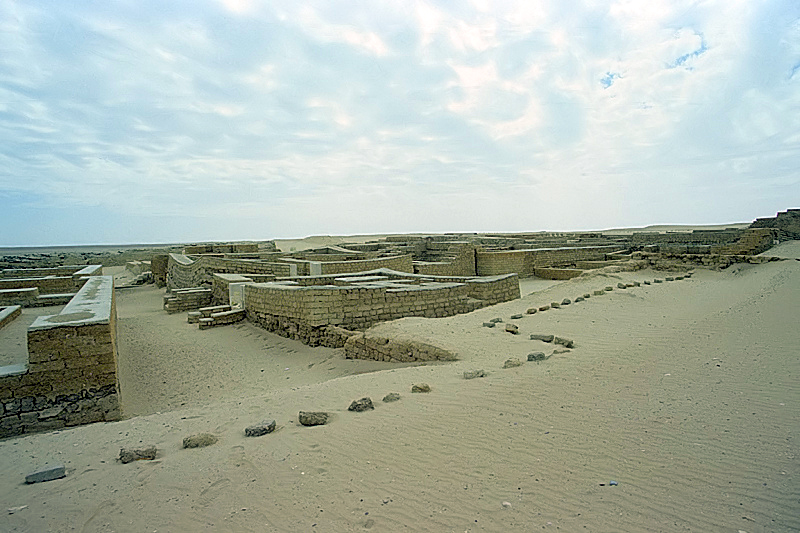
منطقة أم البريجات الأثرية "الفيوم"
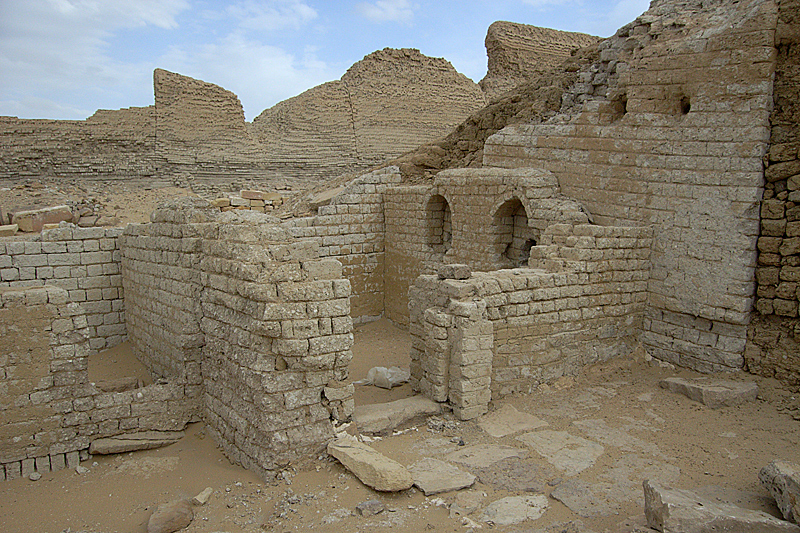
أطلال ديمية السباع "الفيوم"
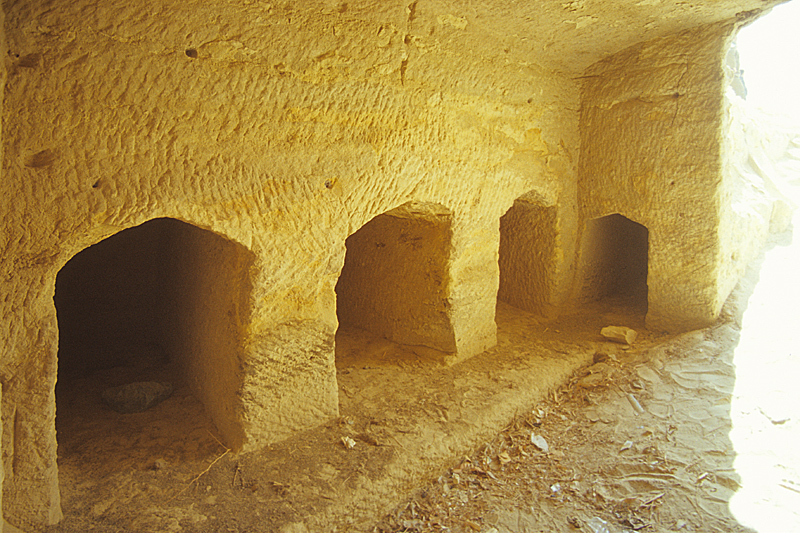
مقابر اللاهون "الفيوم"
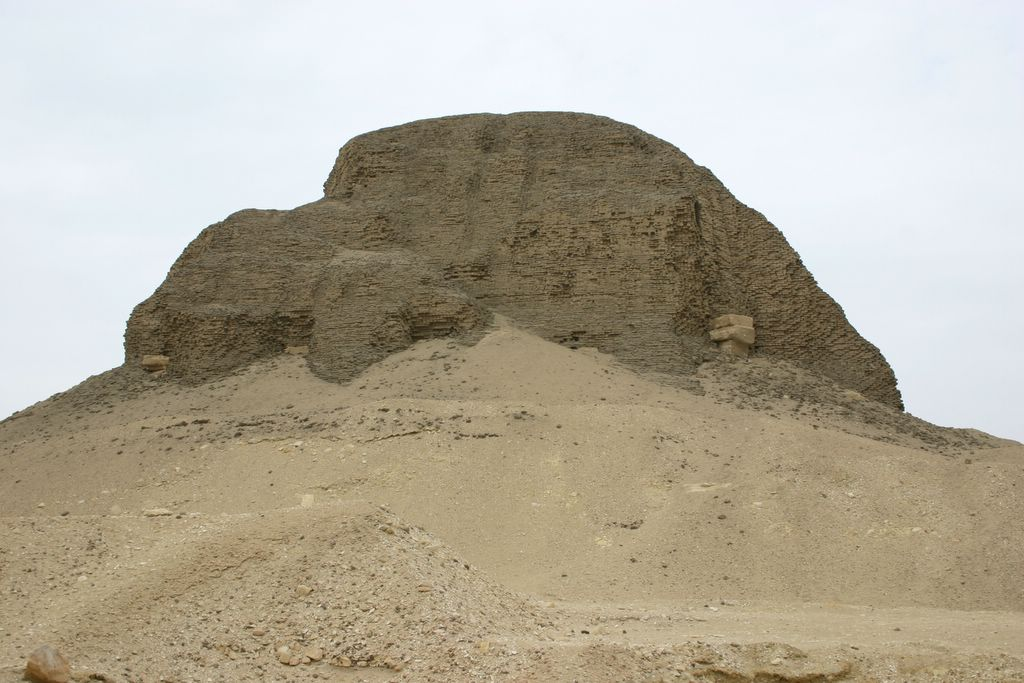
هرم اللاهون "الفيوم"
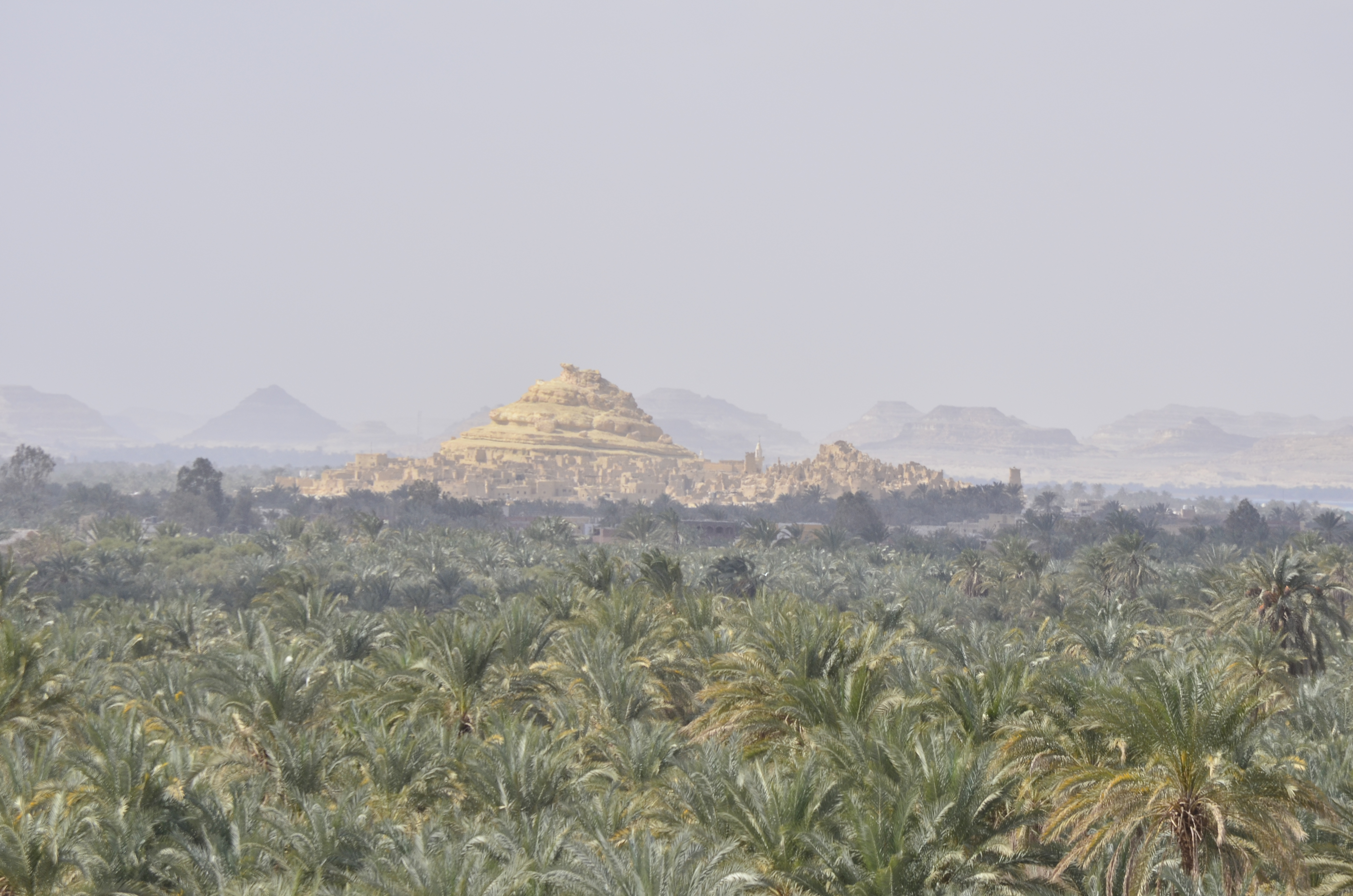
قلعة شالي الأثرية "واحة سيوة"
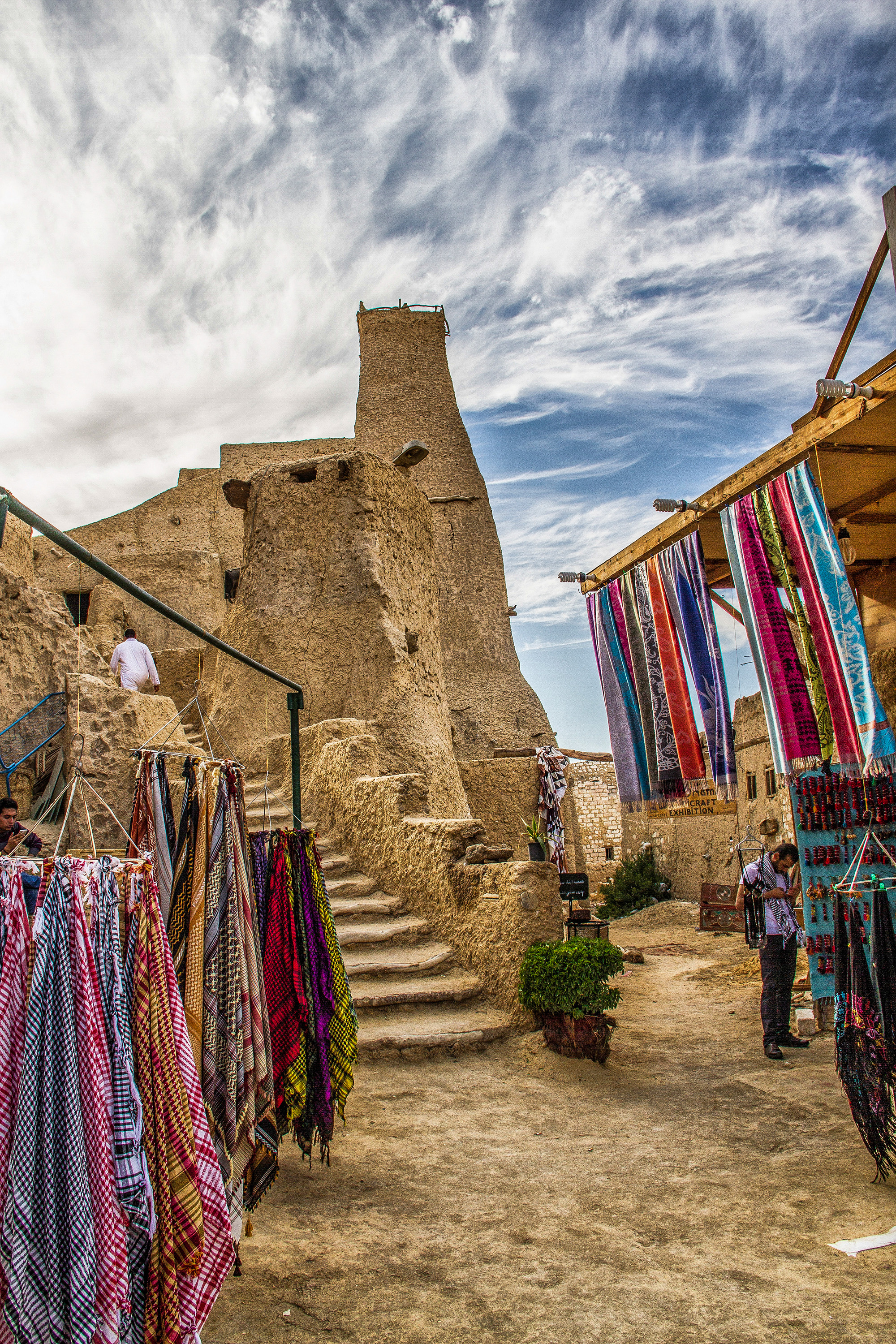
السوق القديم بشالي "واحة سيوة"
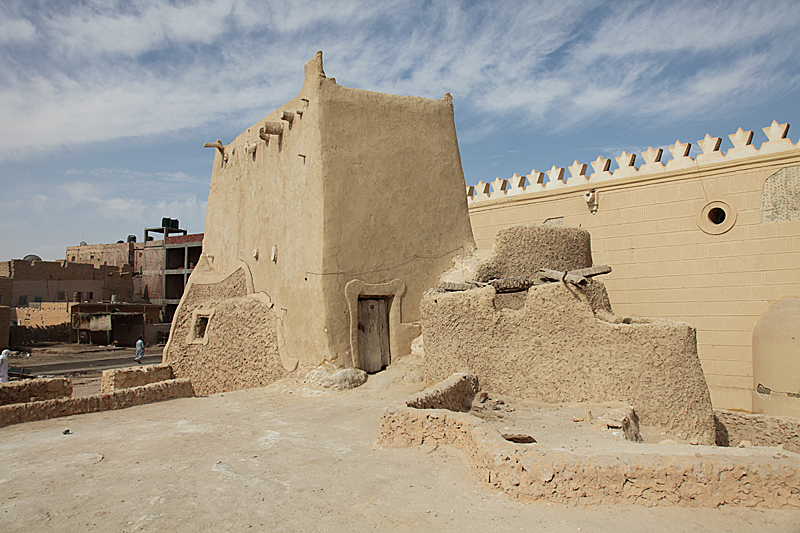
ضريح سليمان "واحة سيوة"
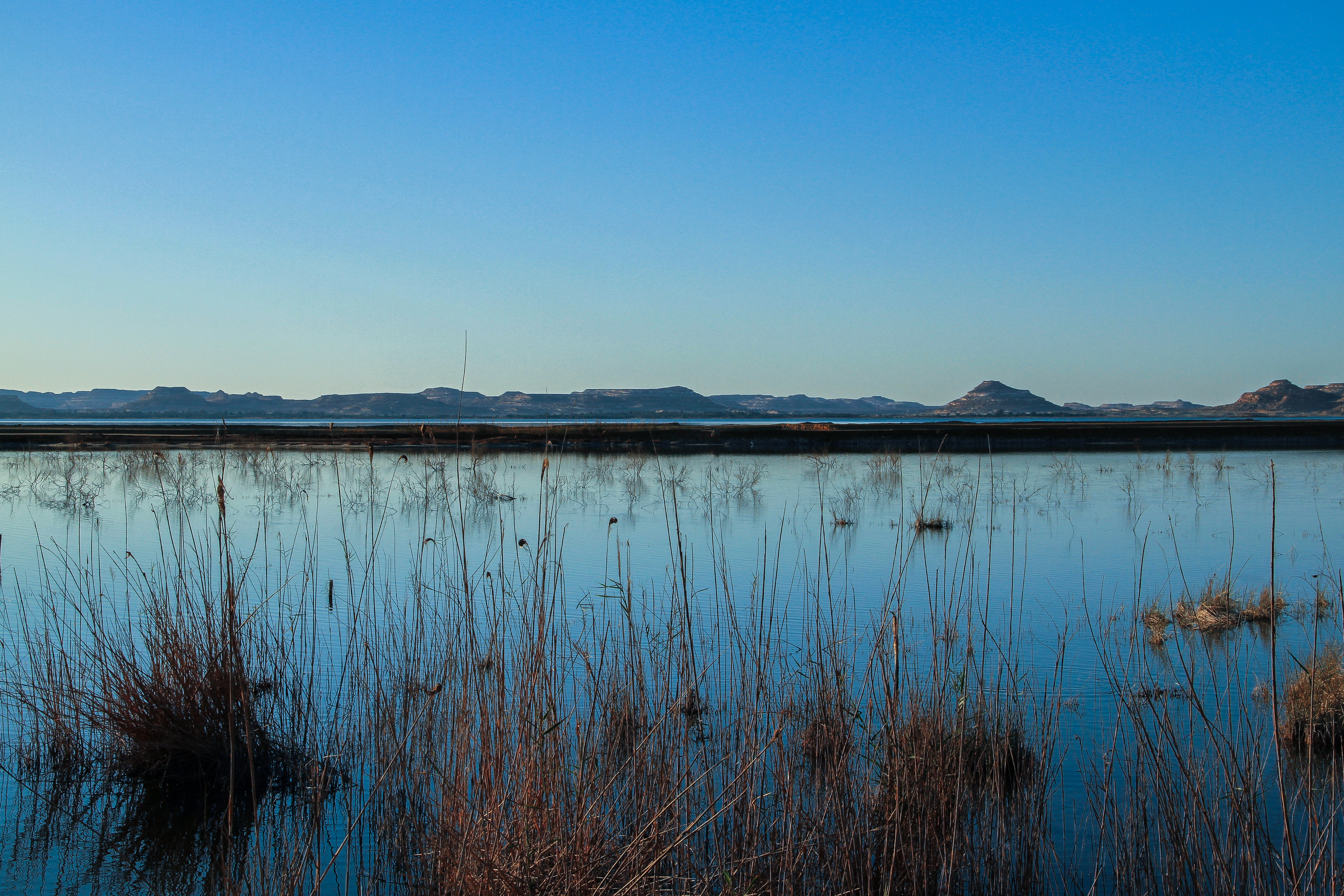
بحيرة فطناس "واحة سيوة"
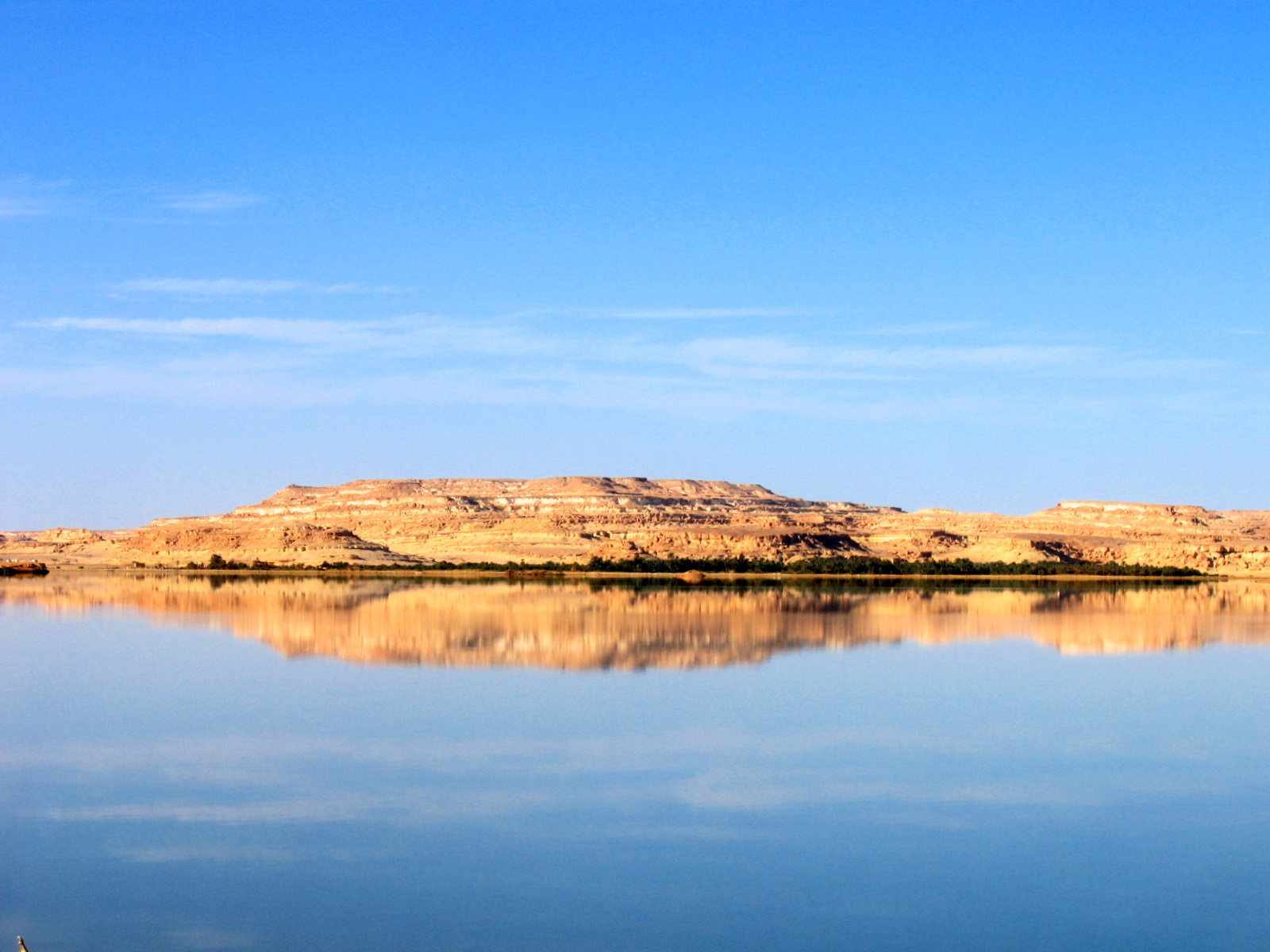
واحة سيوة
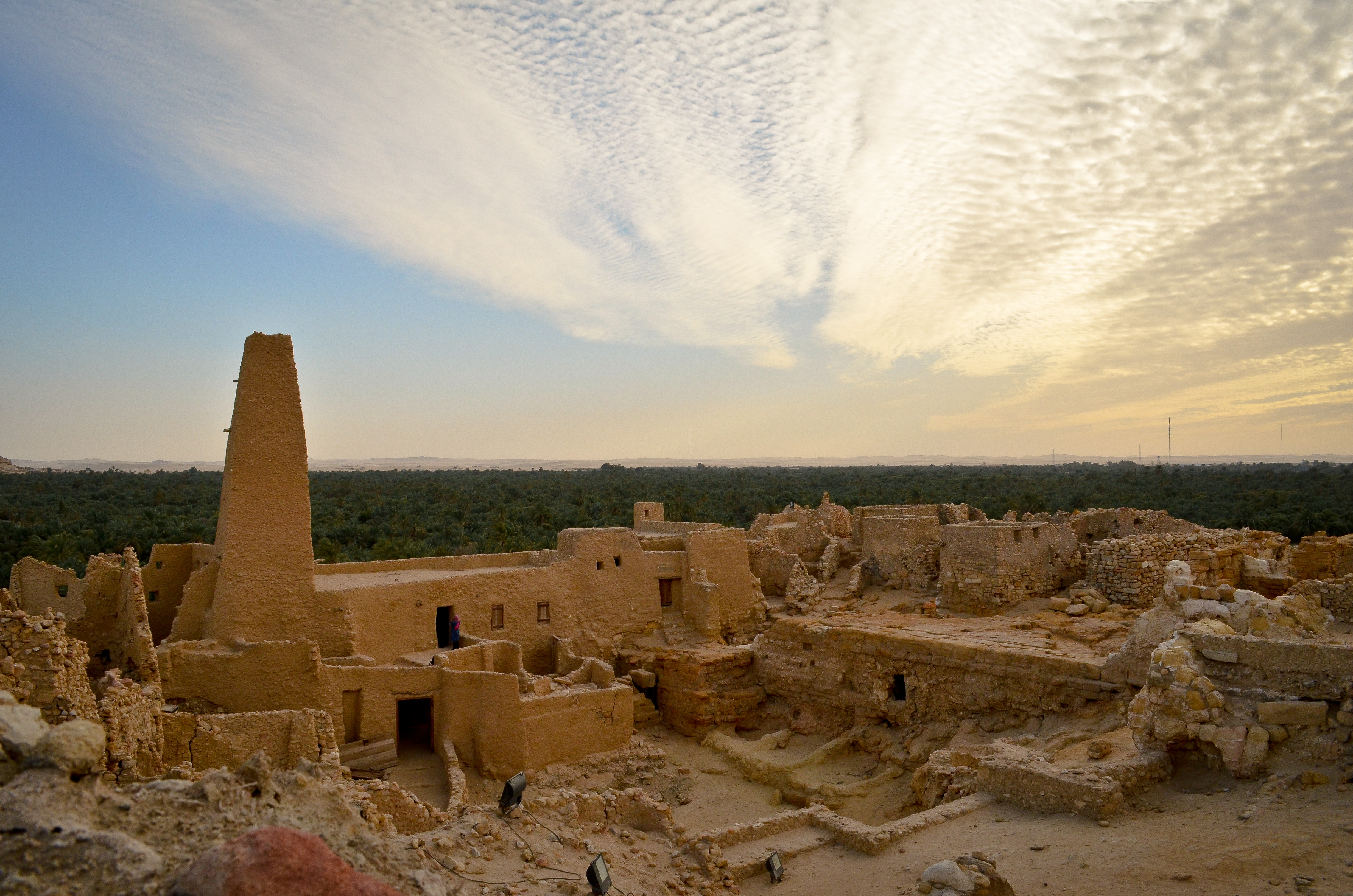
معبد آمون "واحة سيوة"
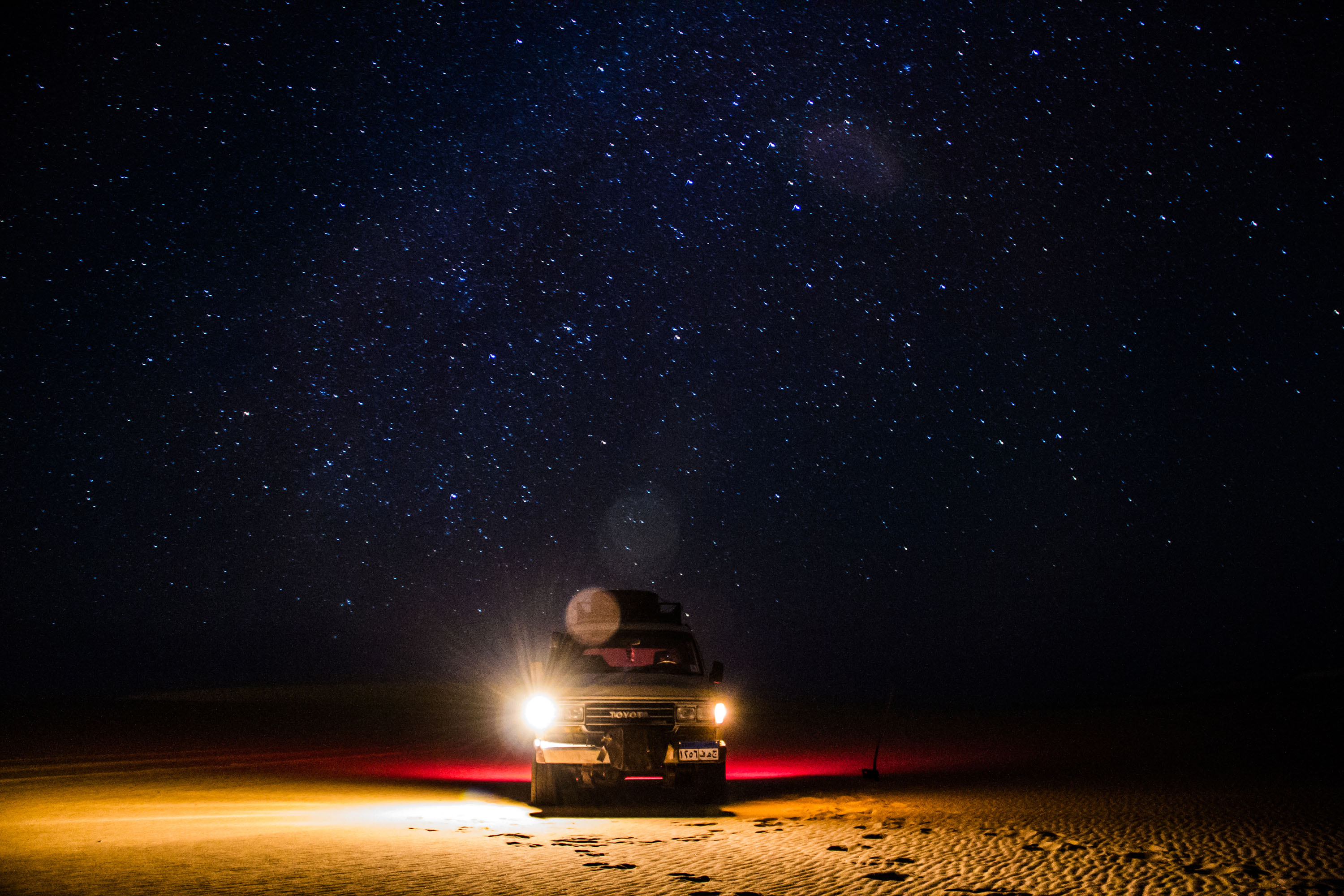
صحراء واحة سيوة ليلاً
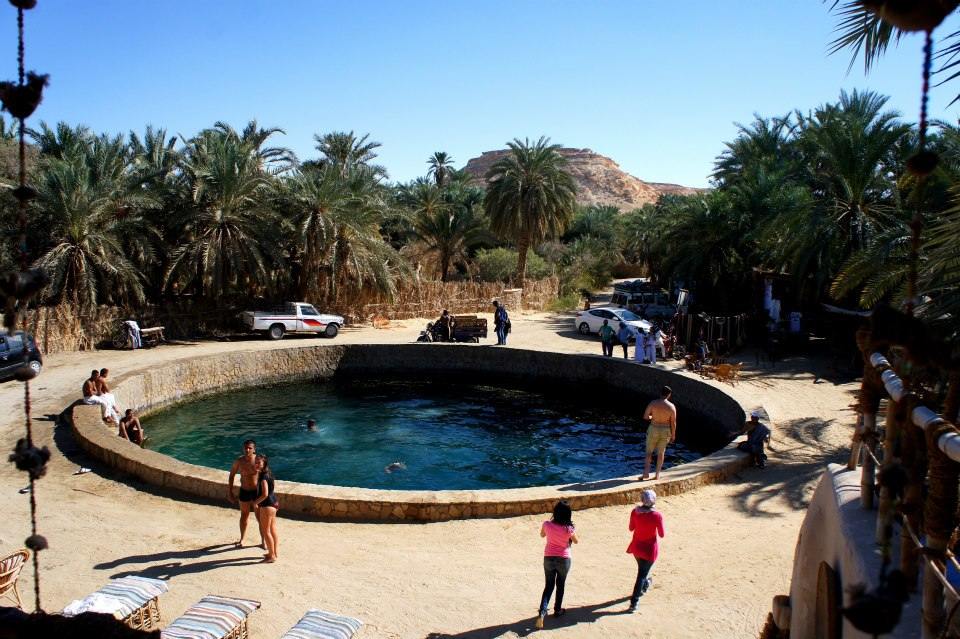
واحة سيوة
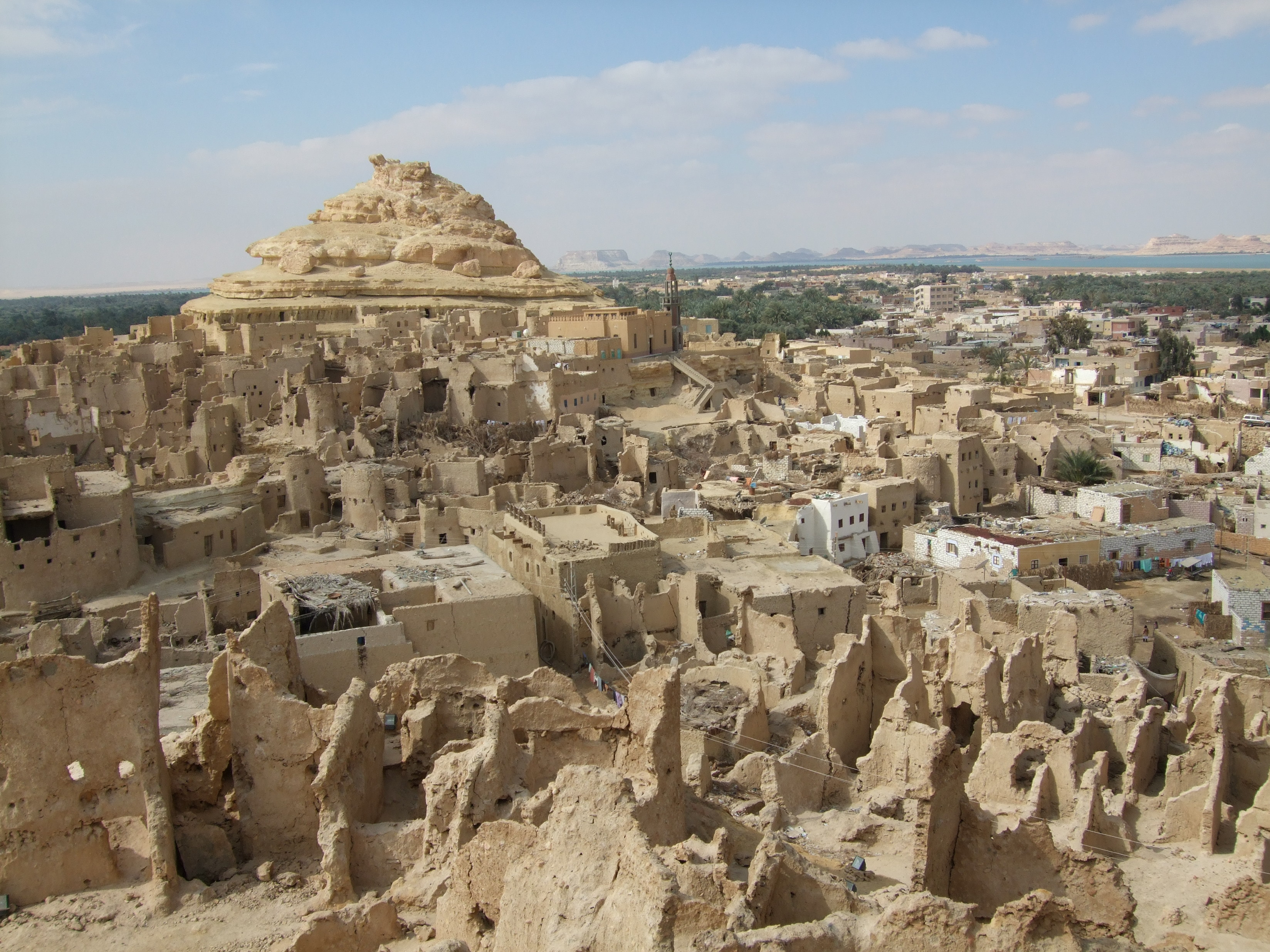
منازل واحة سيوة
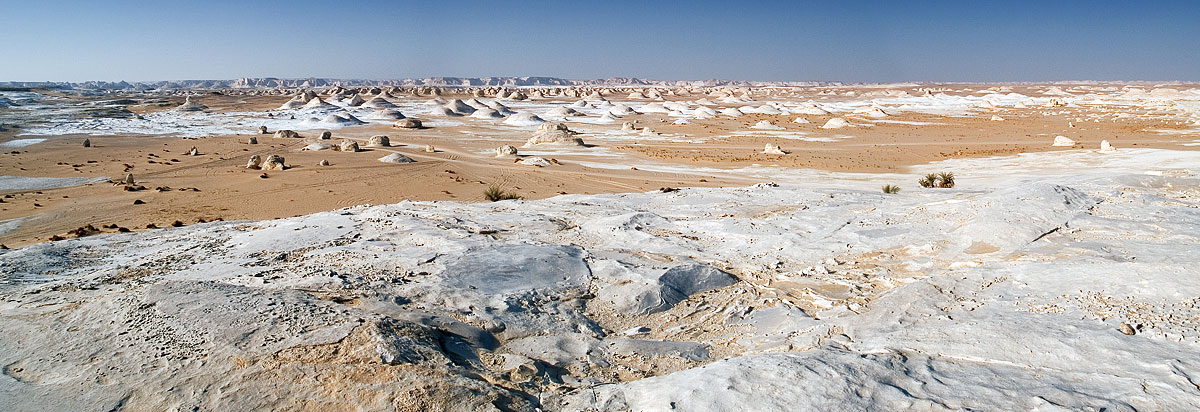
الصحراء البيضاء "واحة الفرافرة"
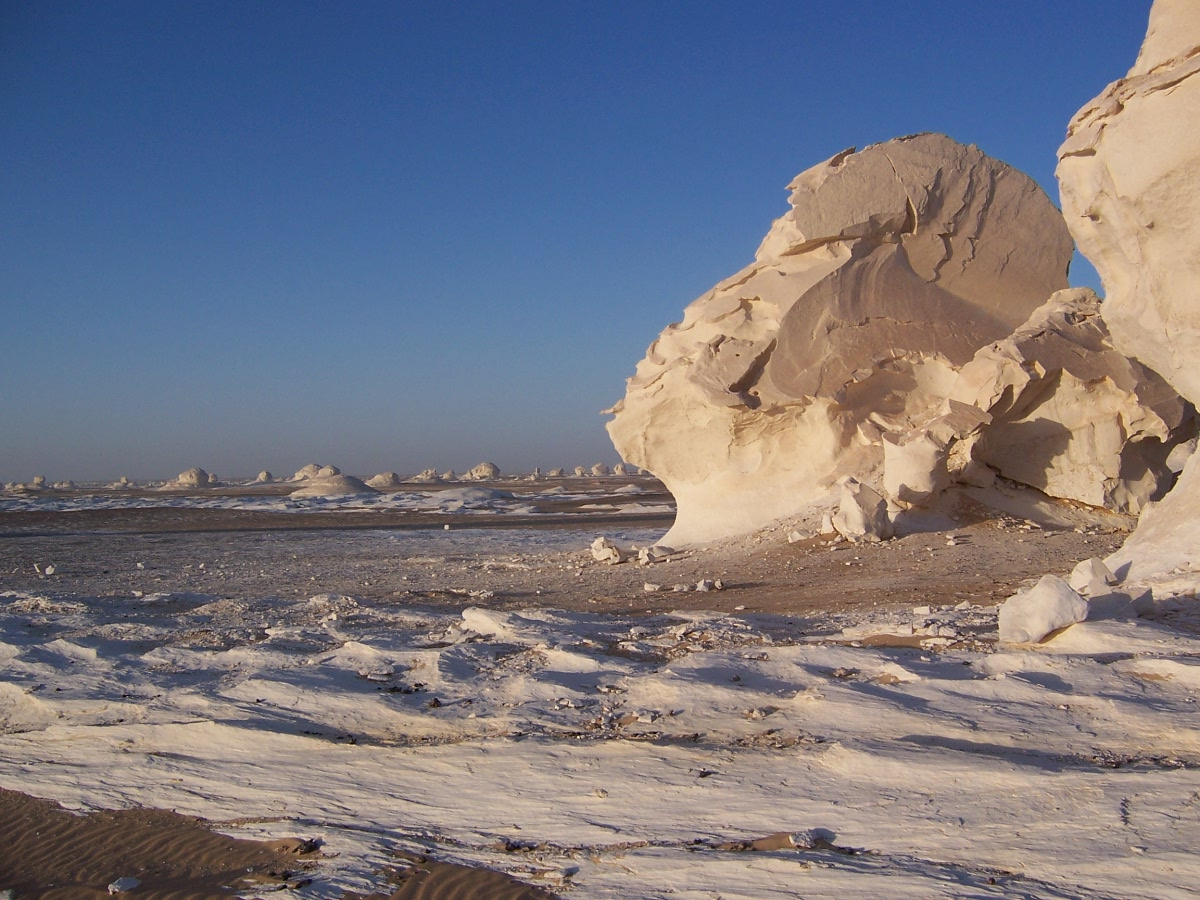
الصحراء البيضاء "واحة الفرافرة"
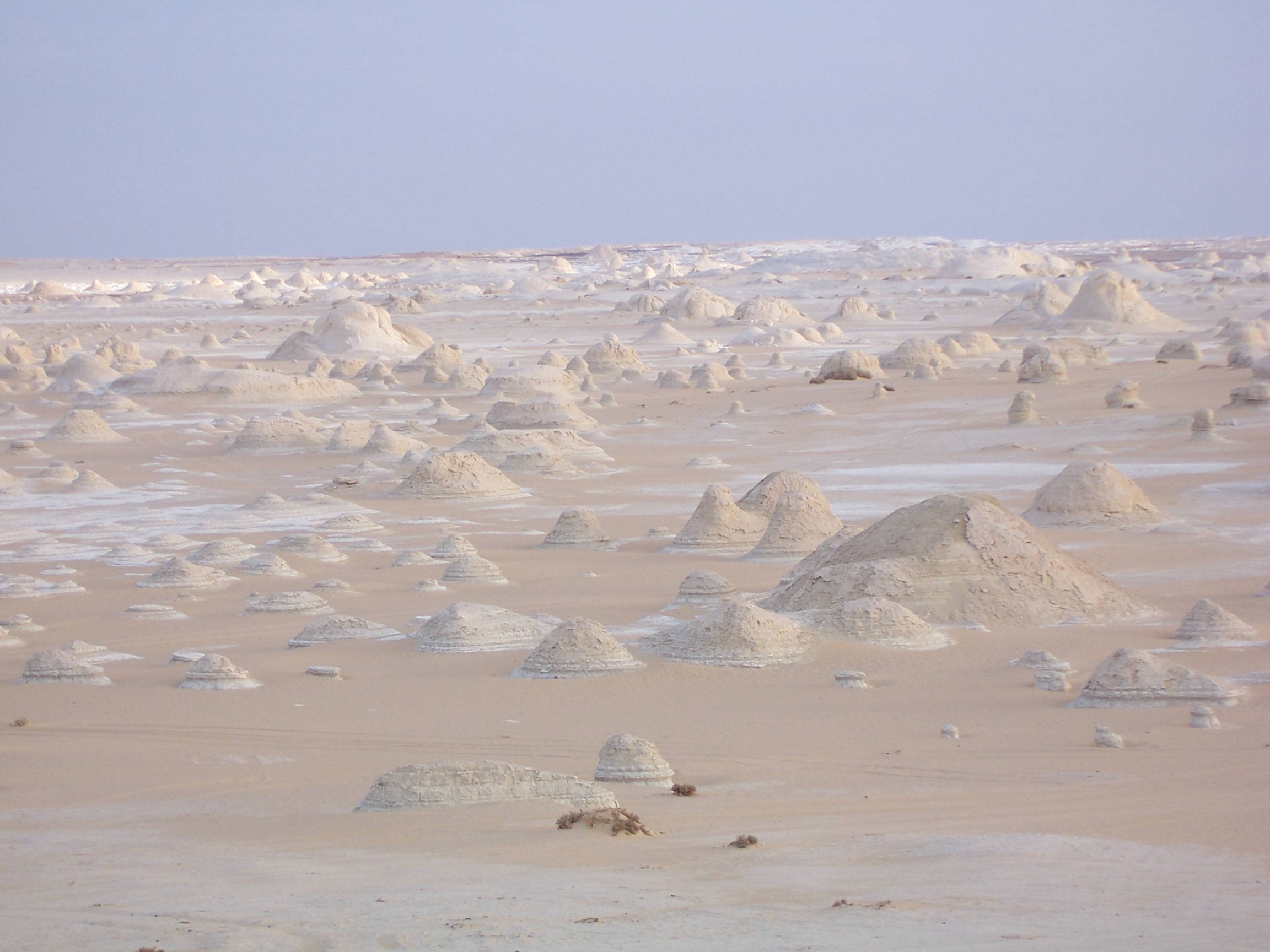
الصحراء البيضاء "واحة الفرافرة"
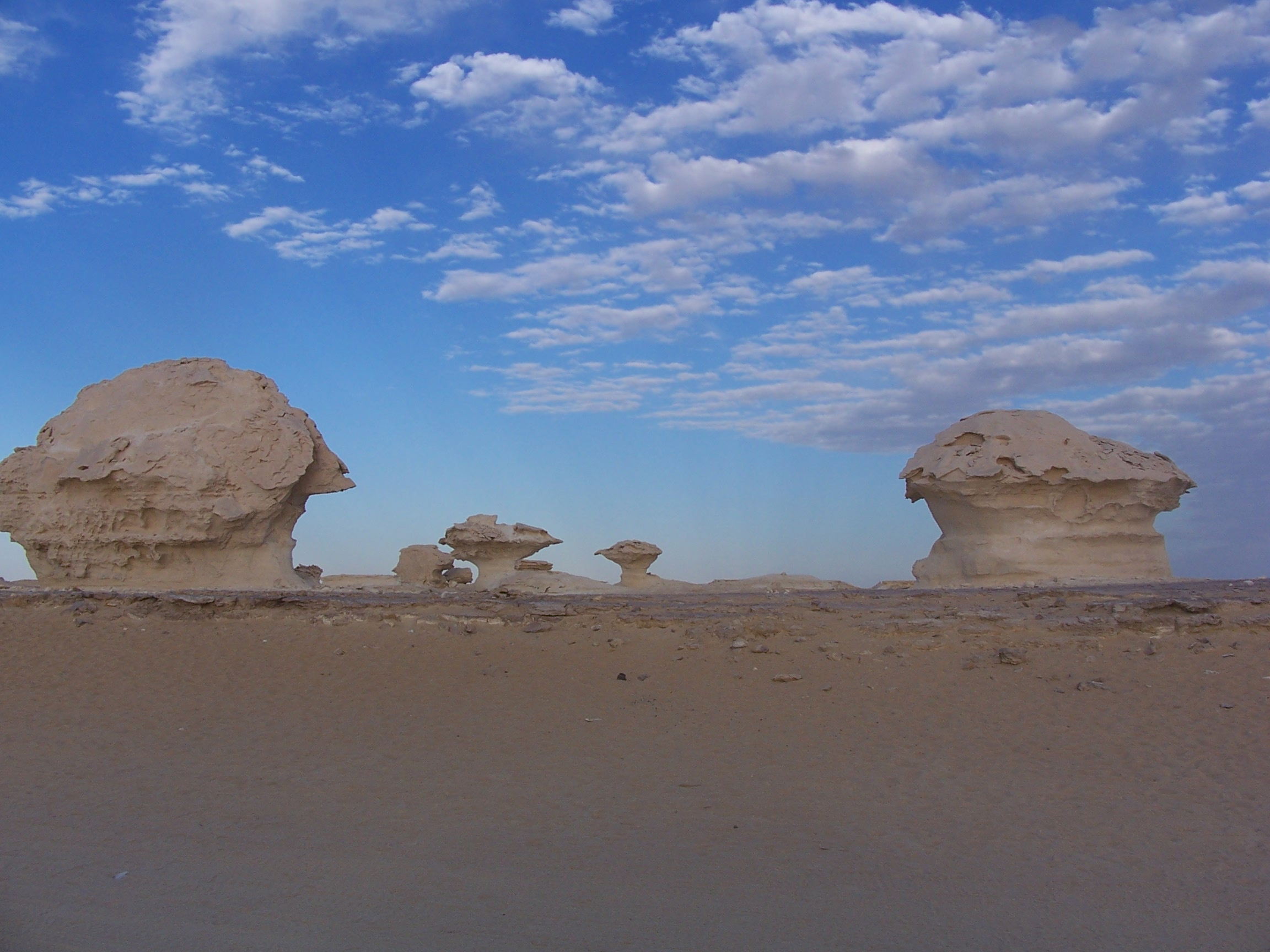
صخور عش الغراب "واحة الفرافرة"
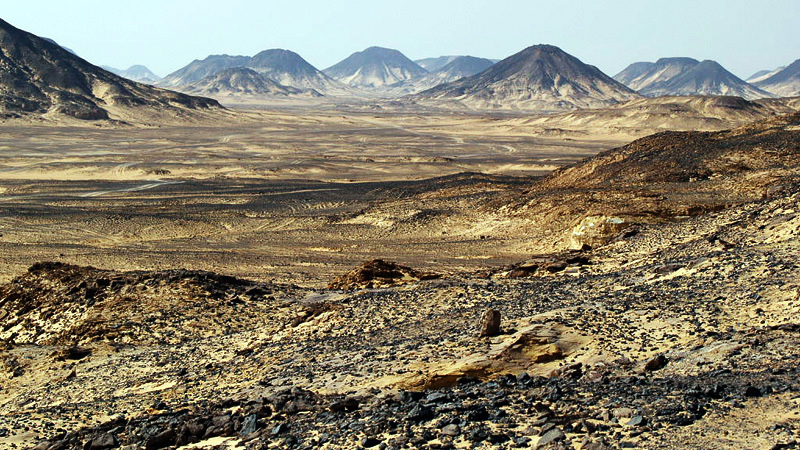
الصحراء السوداء "واحة الفرافرة"
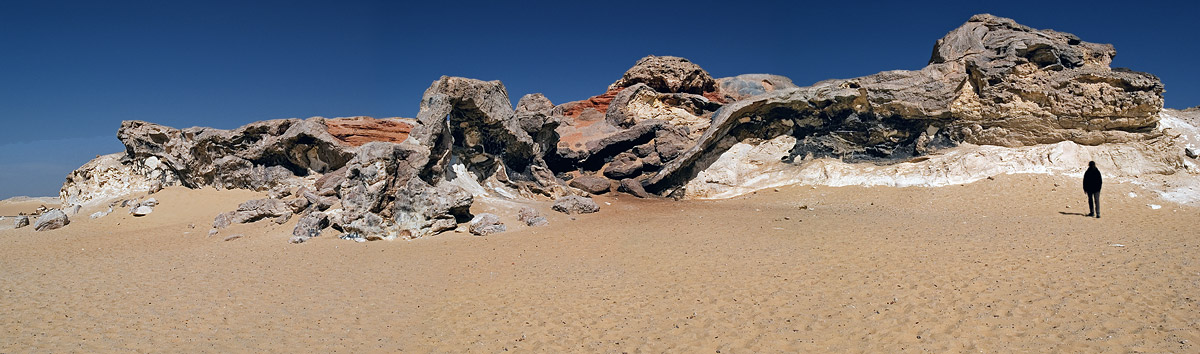
الجبل الكرستالي "واحة الفرافرة"
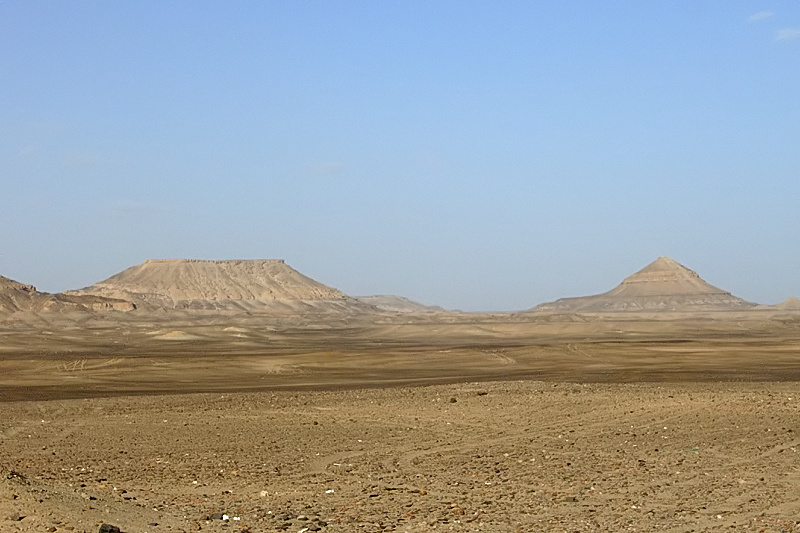
جبل الدست وجبل المغرفة "الواحات البحرية"
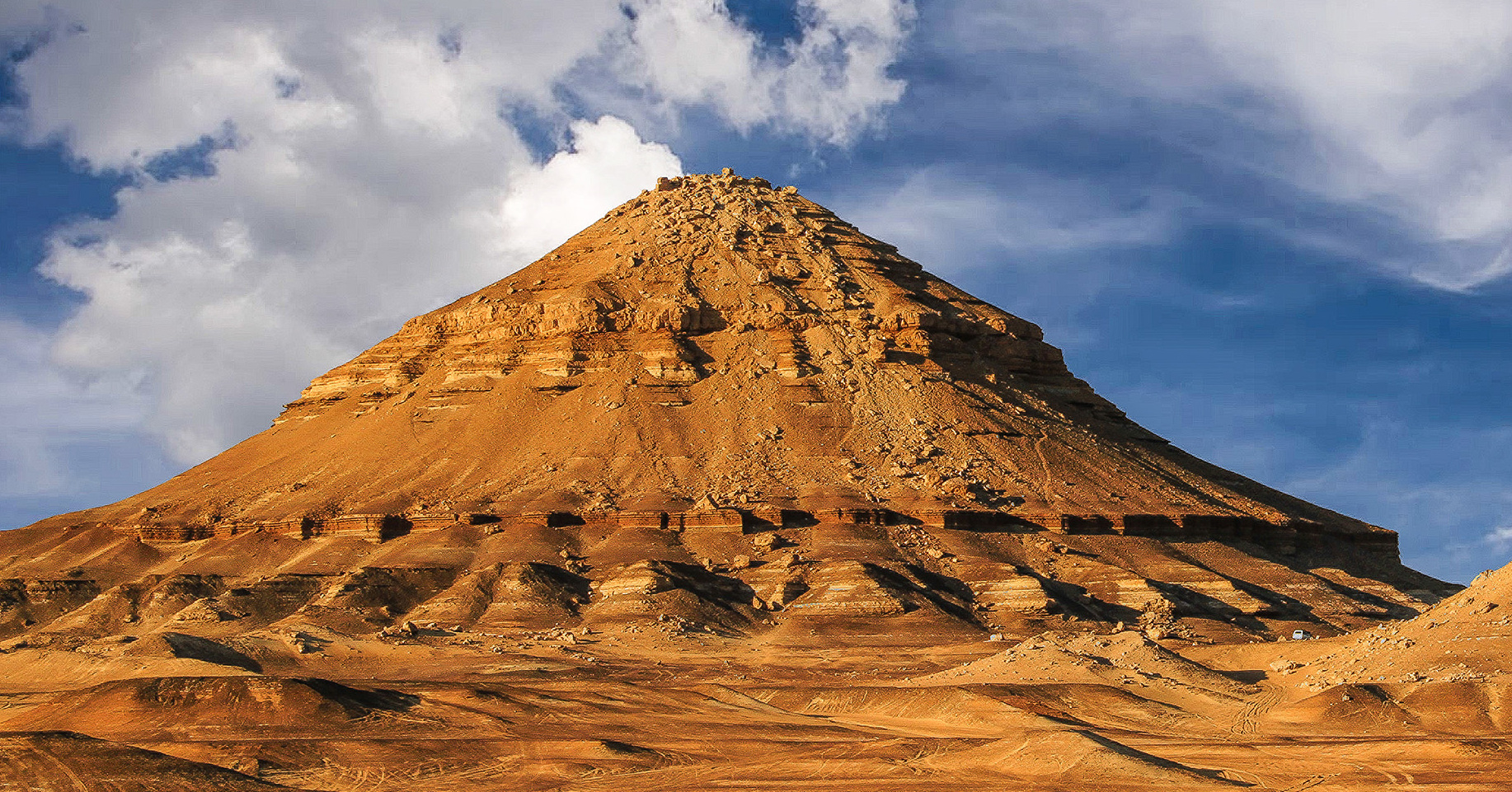
جبل الدست "الواحات البحرية"
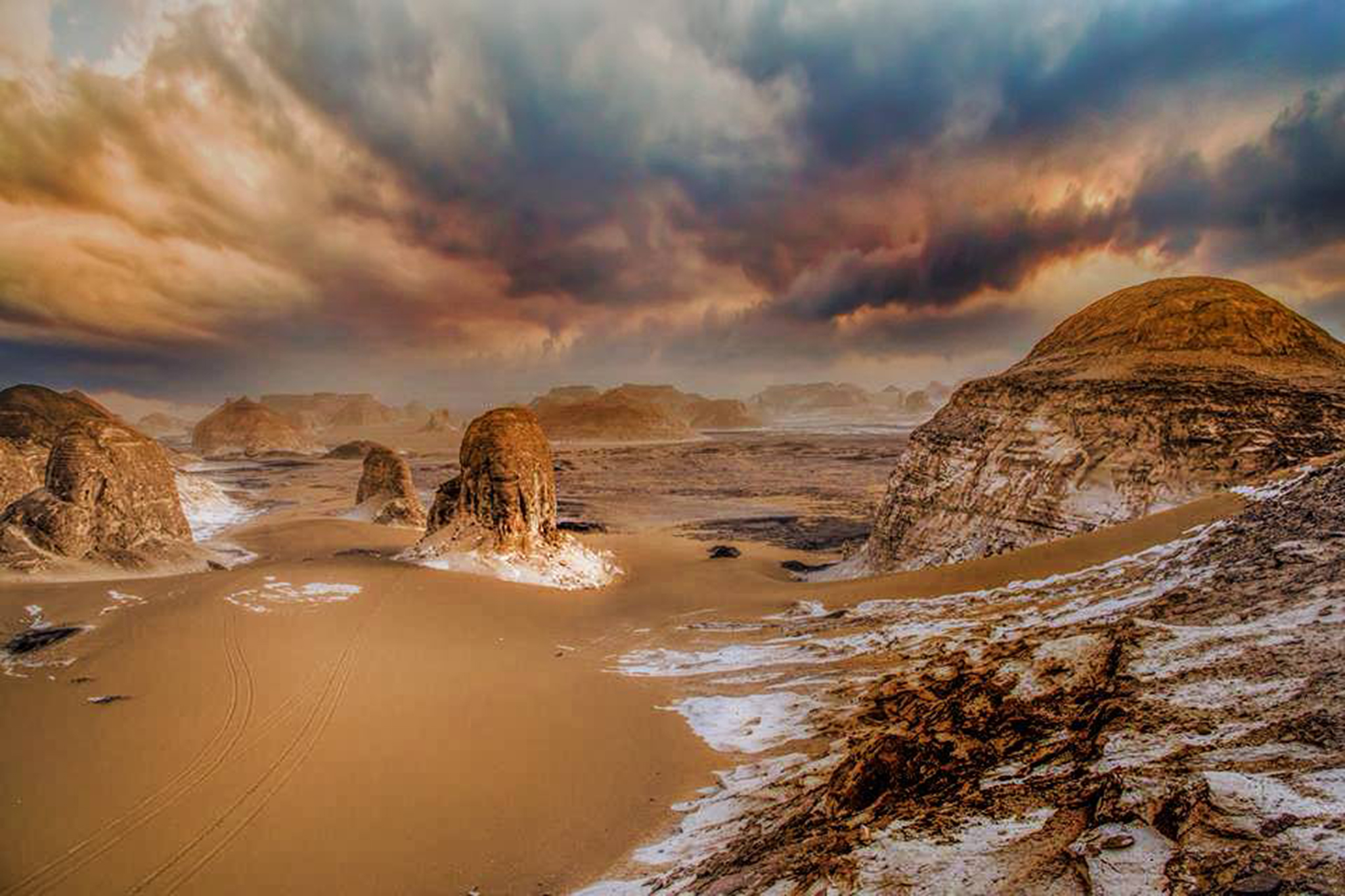
الصحراء البيضاء "الواحات البحرية"
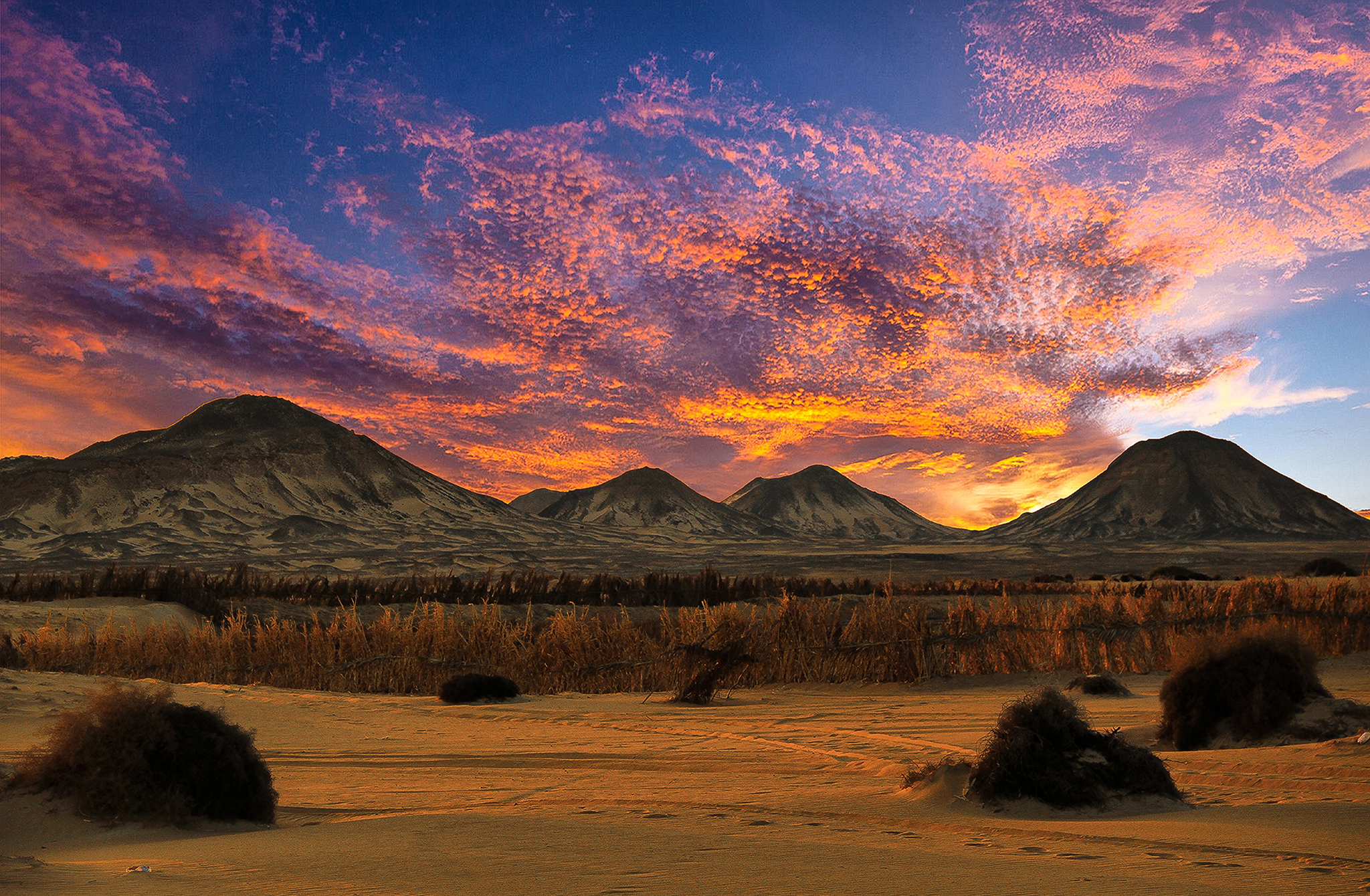
الصحراء السوداء "الواحات البحرية"
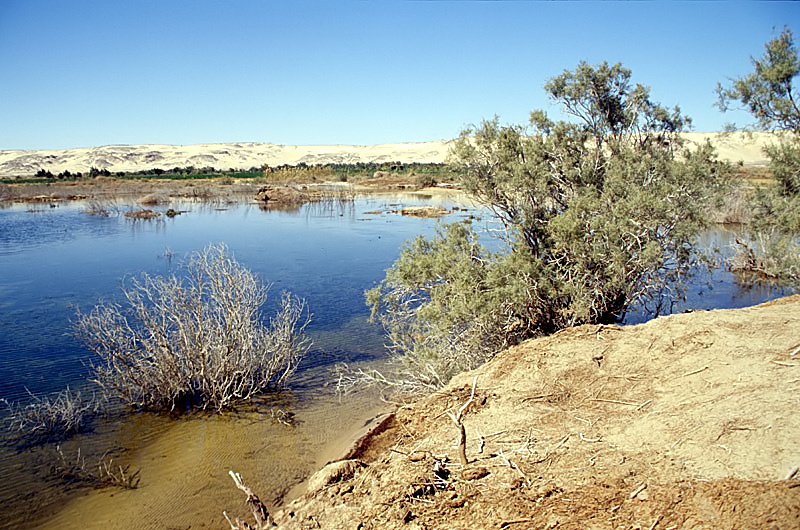
البحيرة المالحة "الواحات البحرية"
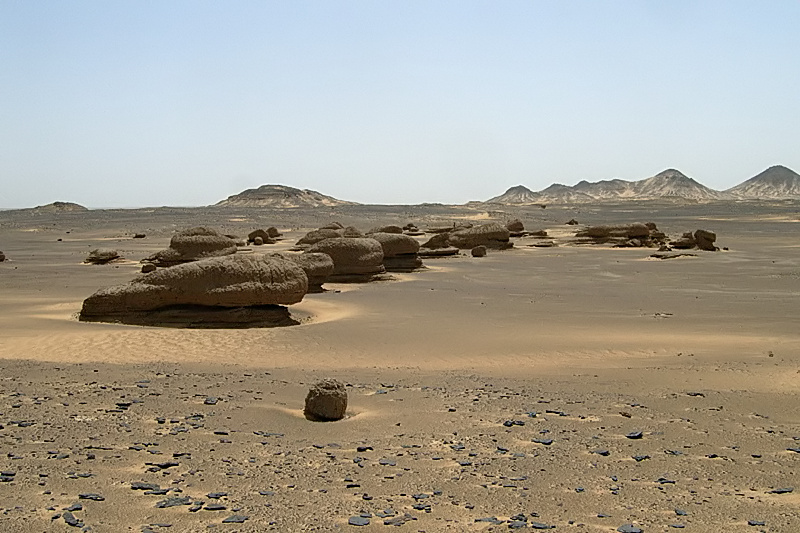
أسود الطين "الواحات البحرية"
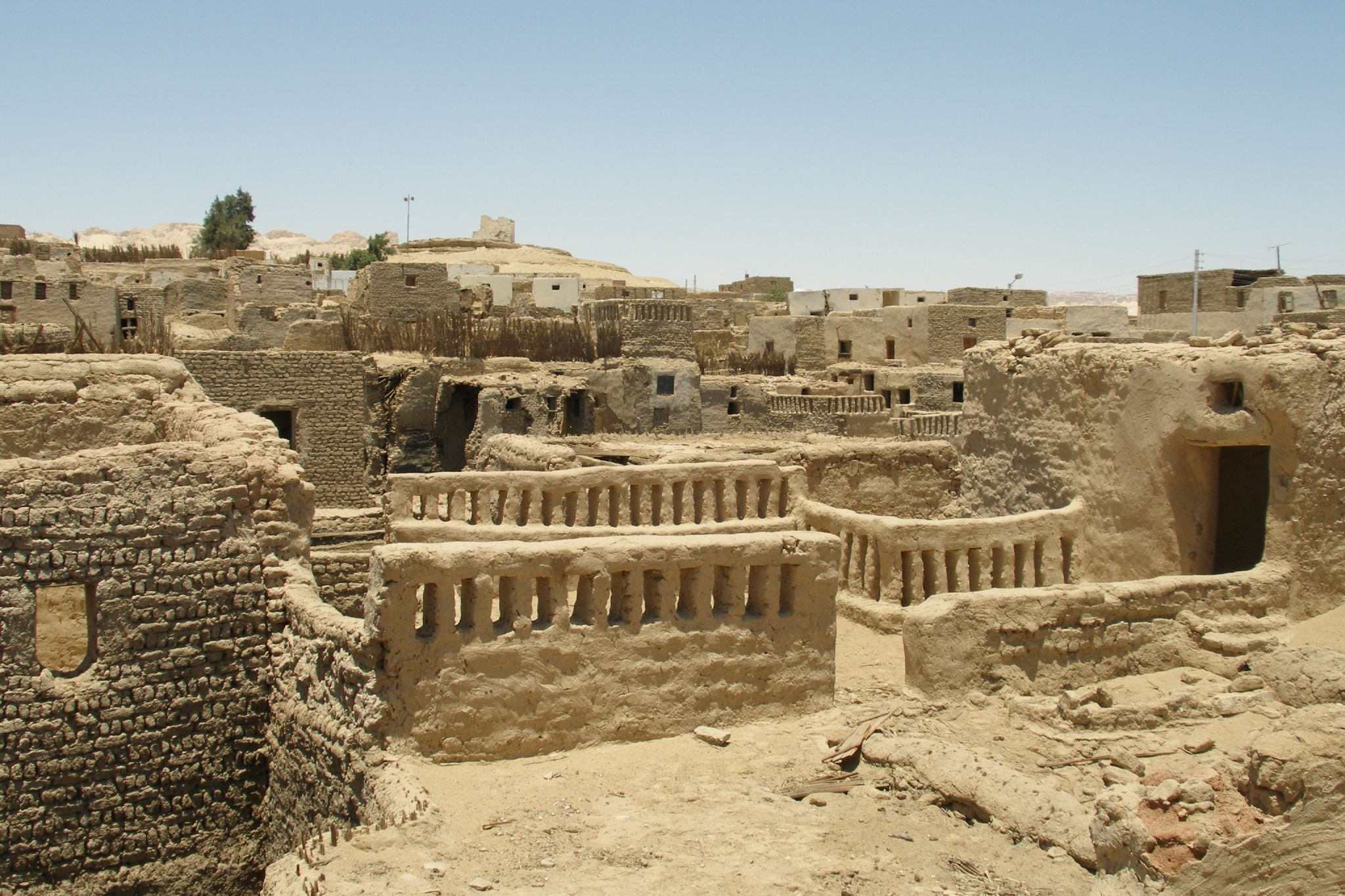
قرية القصر الأثرية "الواحات الداخلة"
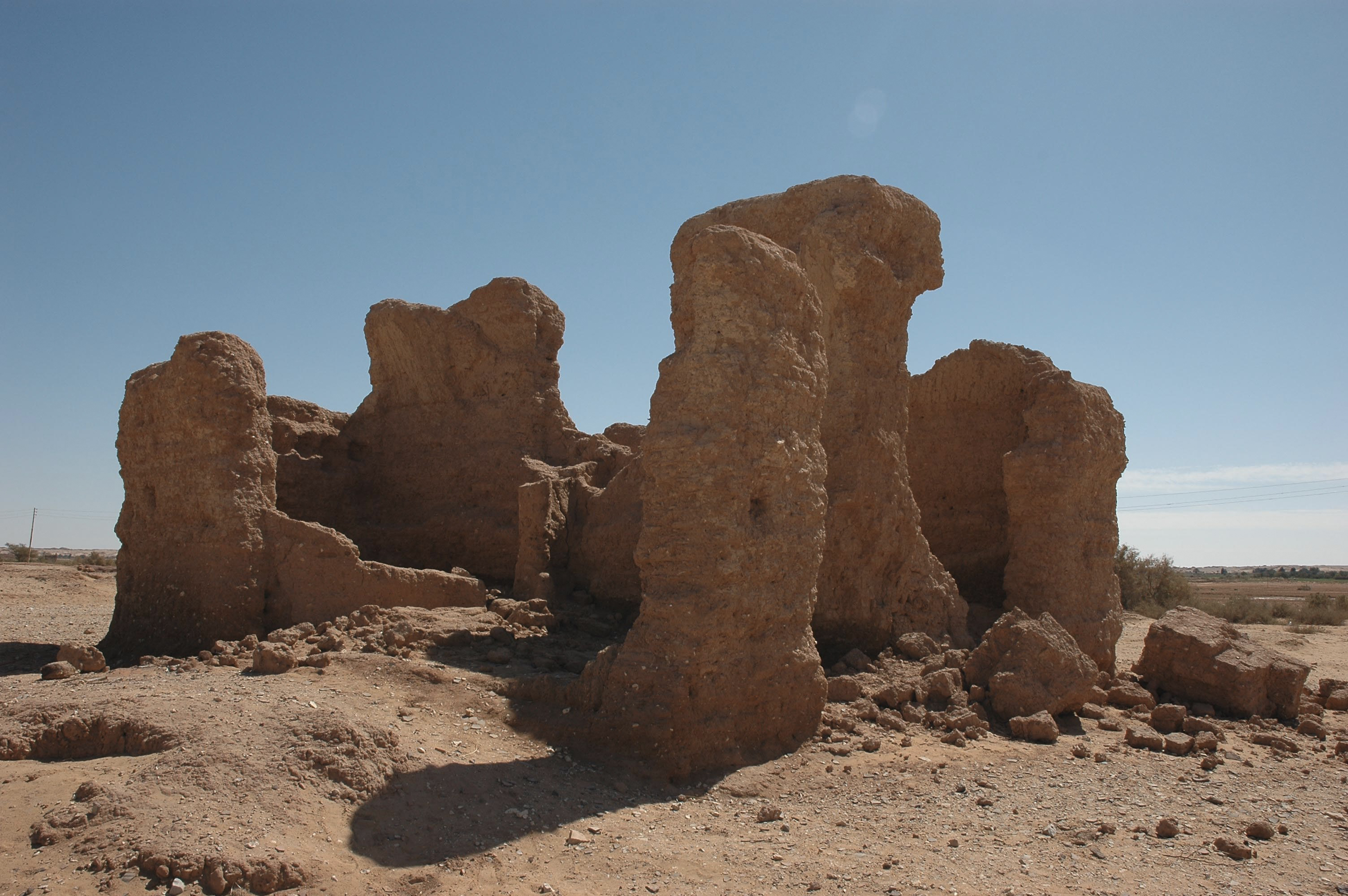
عين السبيل "الواحات الداخلة"
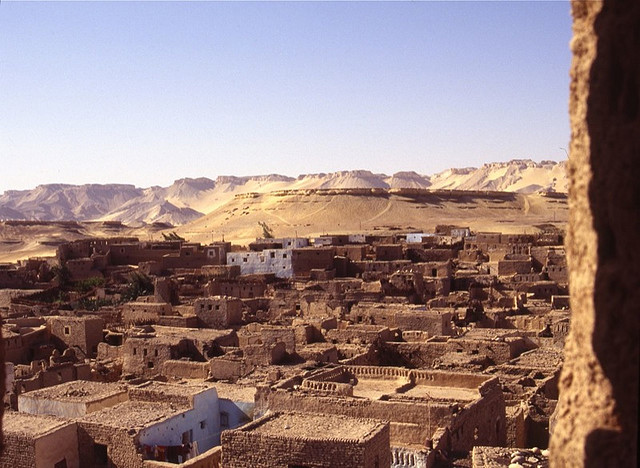
الواحات الخارجة
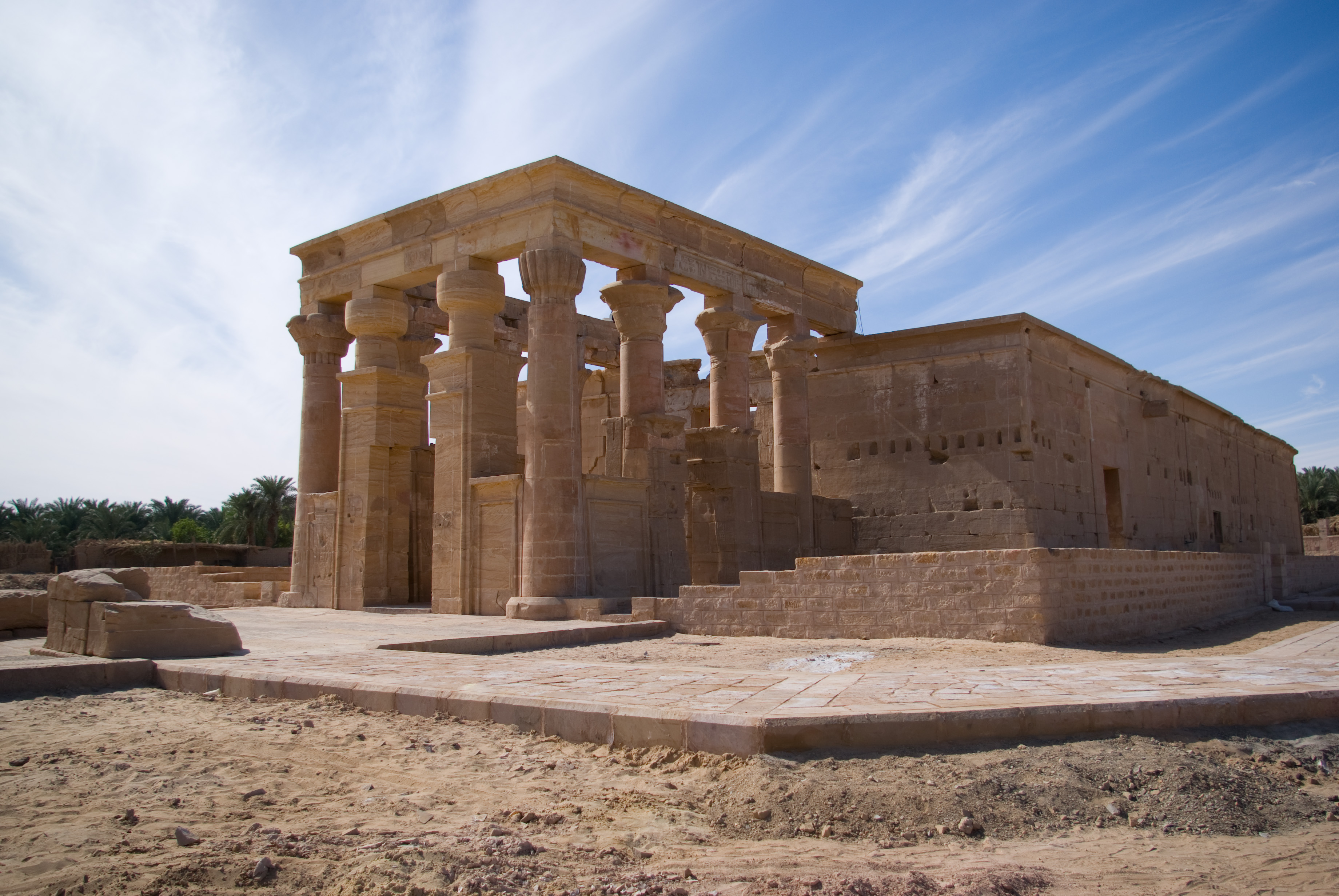
معبد هيبس "الواحات الخارجة"
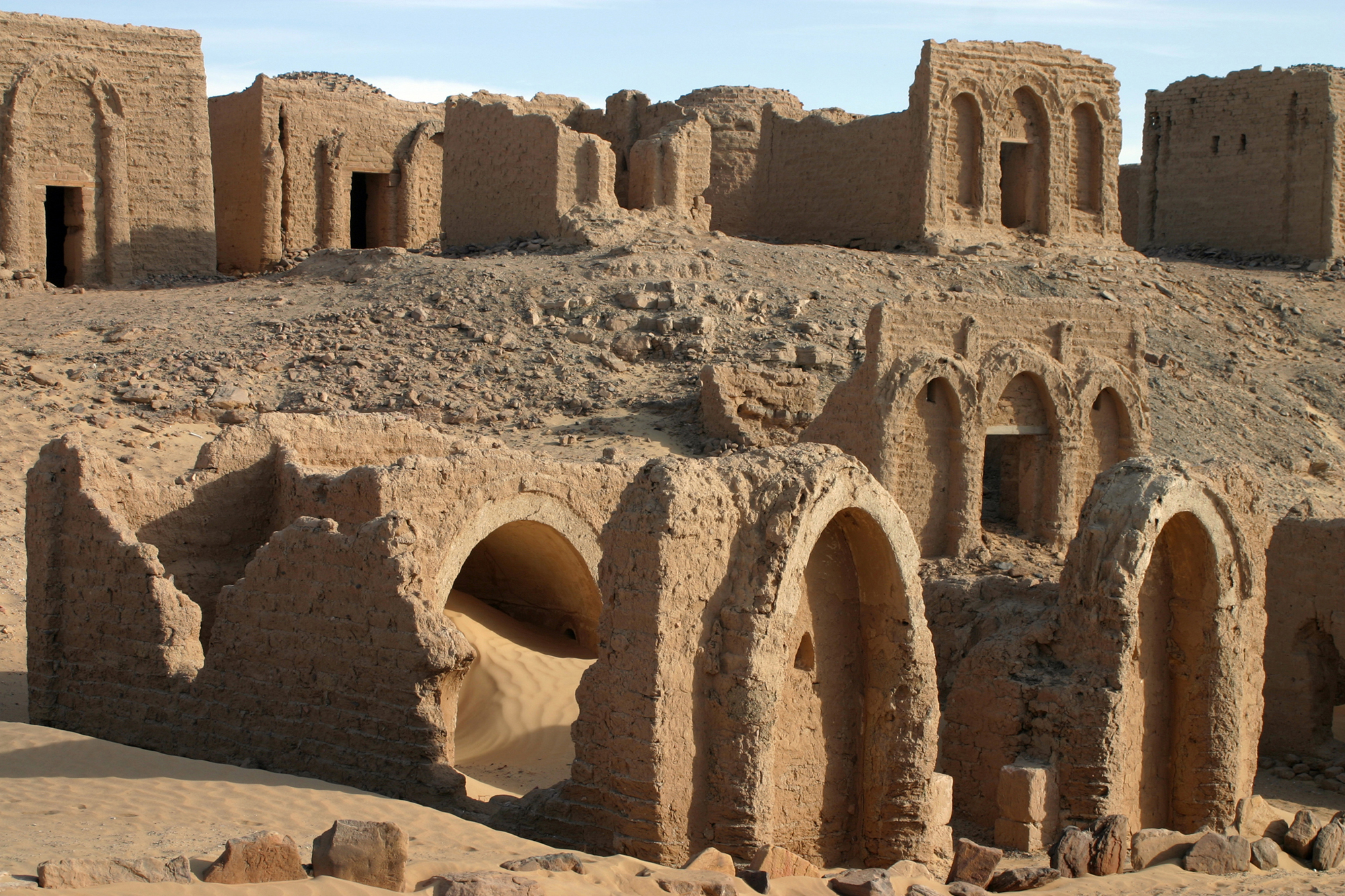
مقابر البجوات الأثرية "الواحات الخارجة"
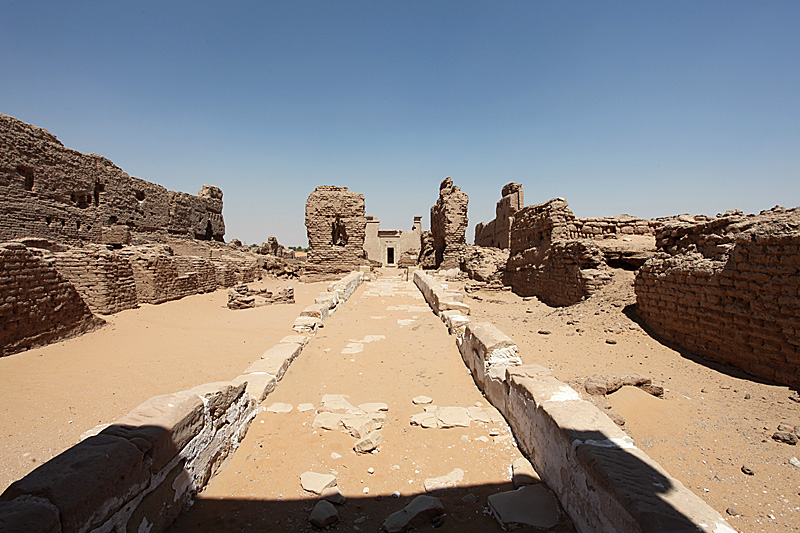
معبد قصر الزيان "الواحات الخارجة"
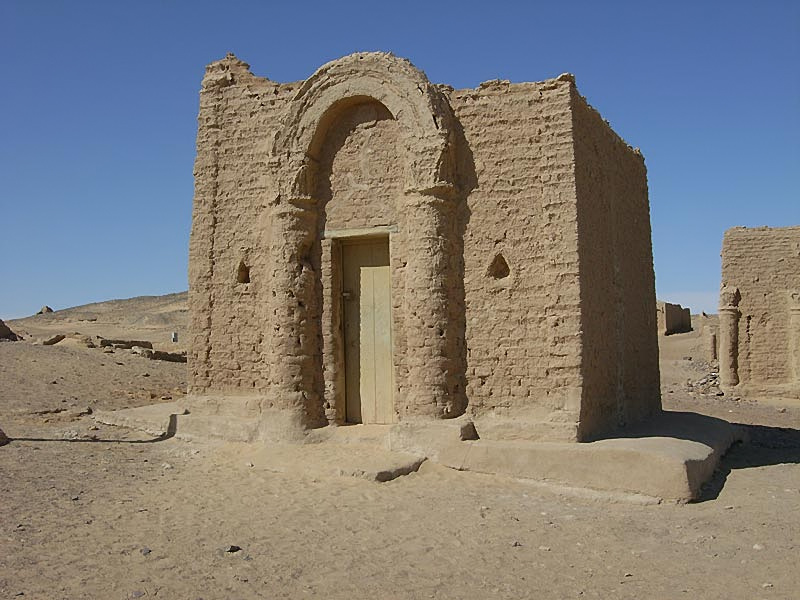
كنيسة السلام الأثرية "الواحات الخارجة"
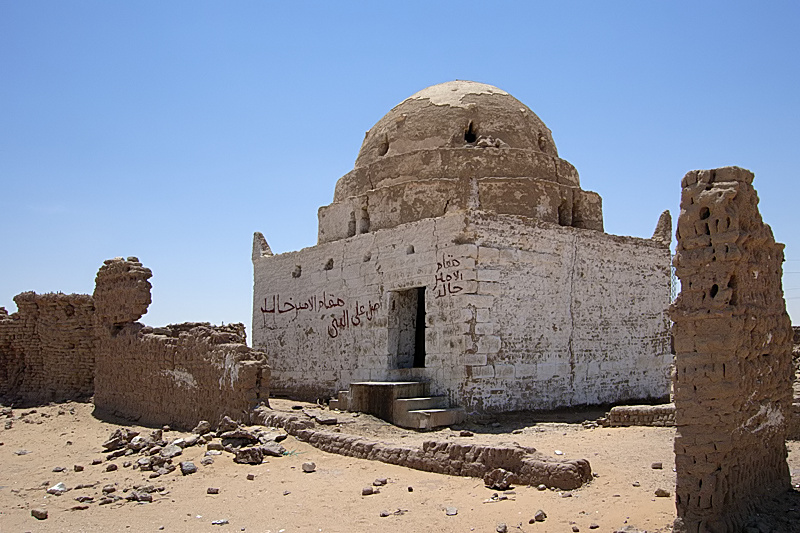
مقبرة الأمير خالد الأثرية "الواحات الخارجة"
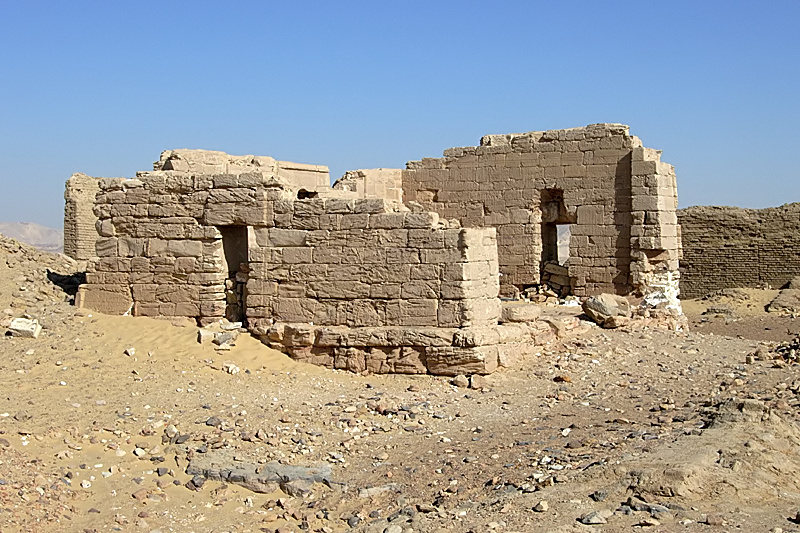
معبد نادورا "الواحات الخارجة"
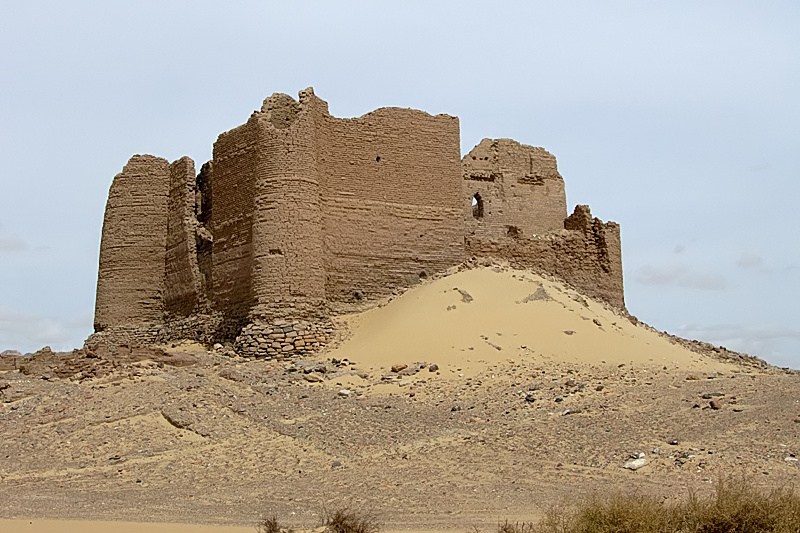
قلعة لابخة الأثرية "الواحات الخارجة"
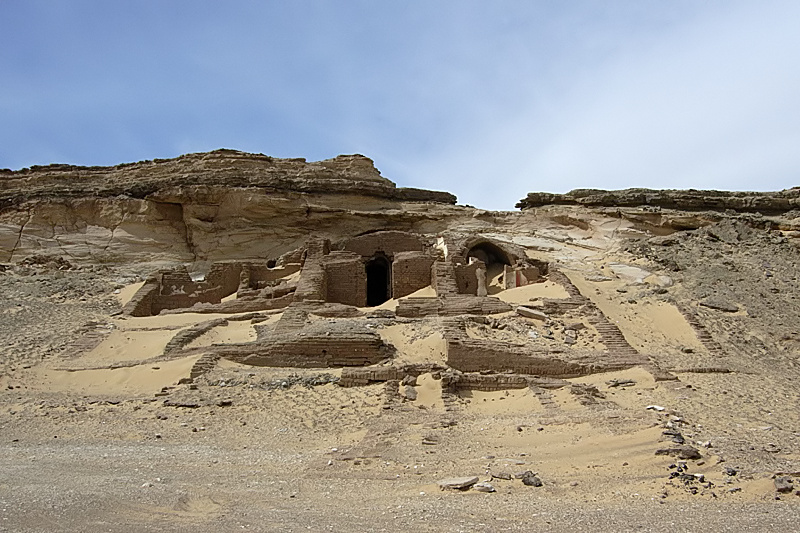
معبد لابخة "الواحات الخارجة"
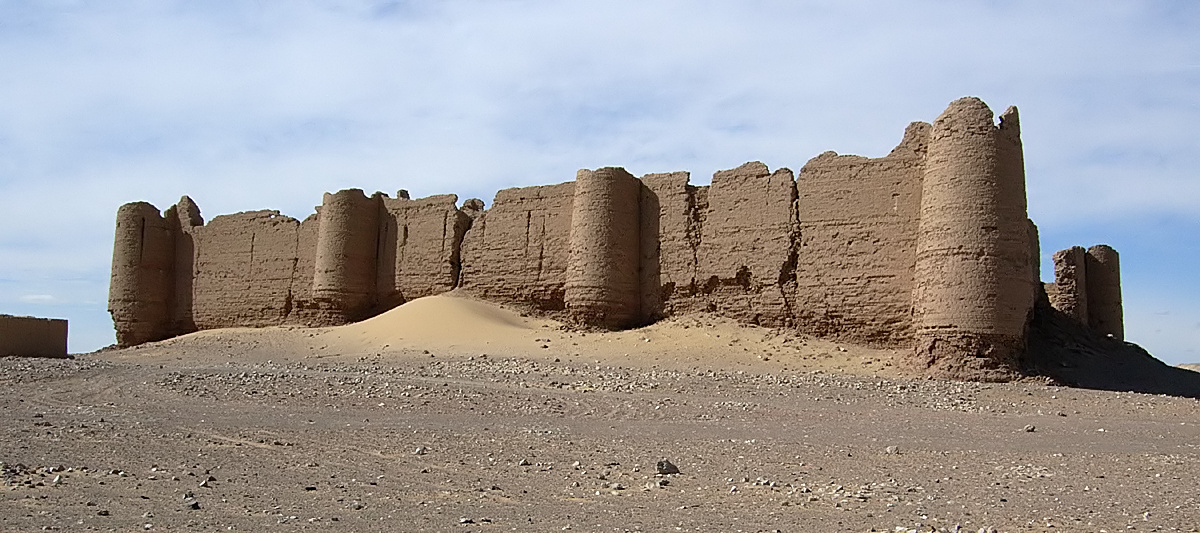
دير منيرا "الواحات الخارجة"
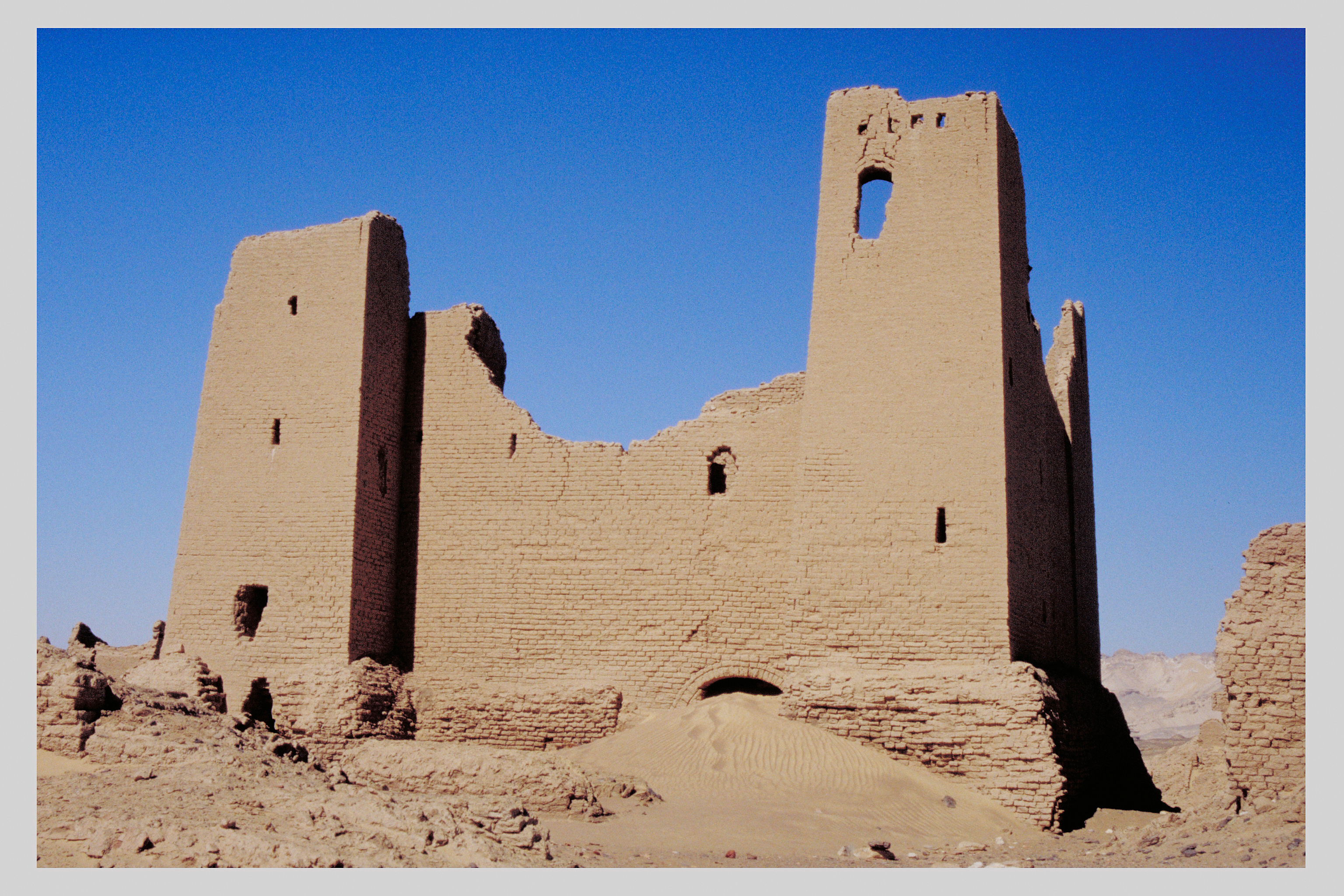
قلعة أم الدباديب "الواحات الخارجة"
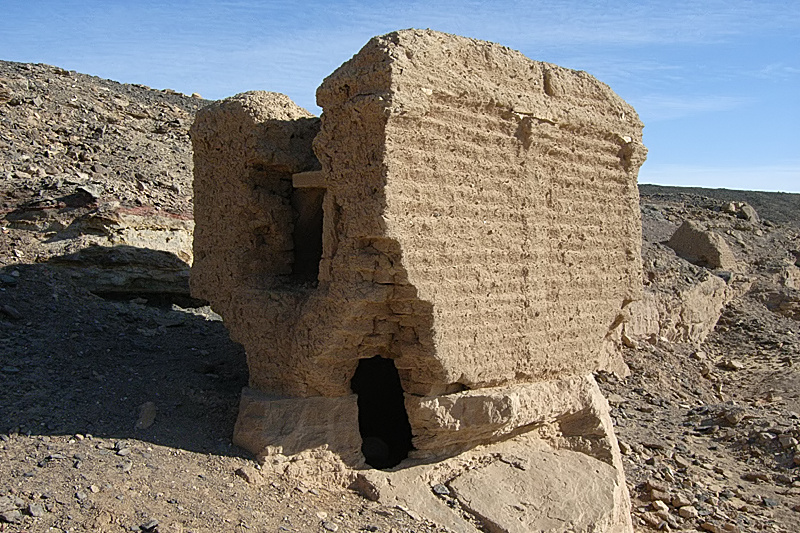
عين مصطفى كاشف "الواحات الخارجة"
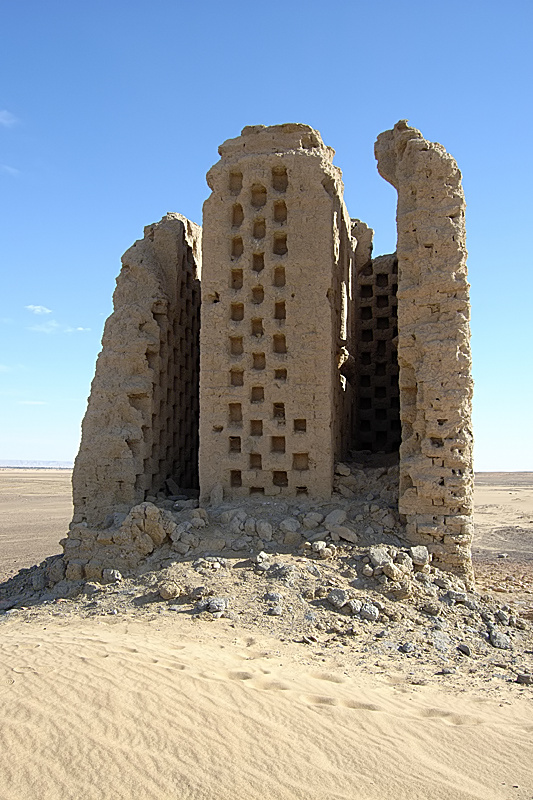
دابشية "الواحات الخارجة"
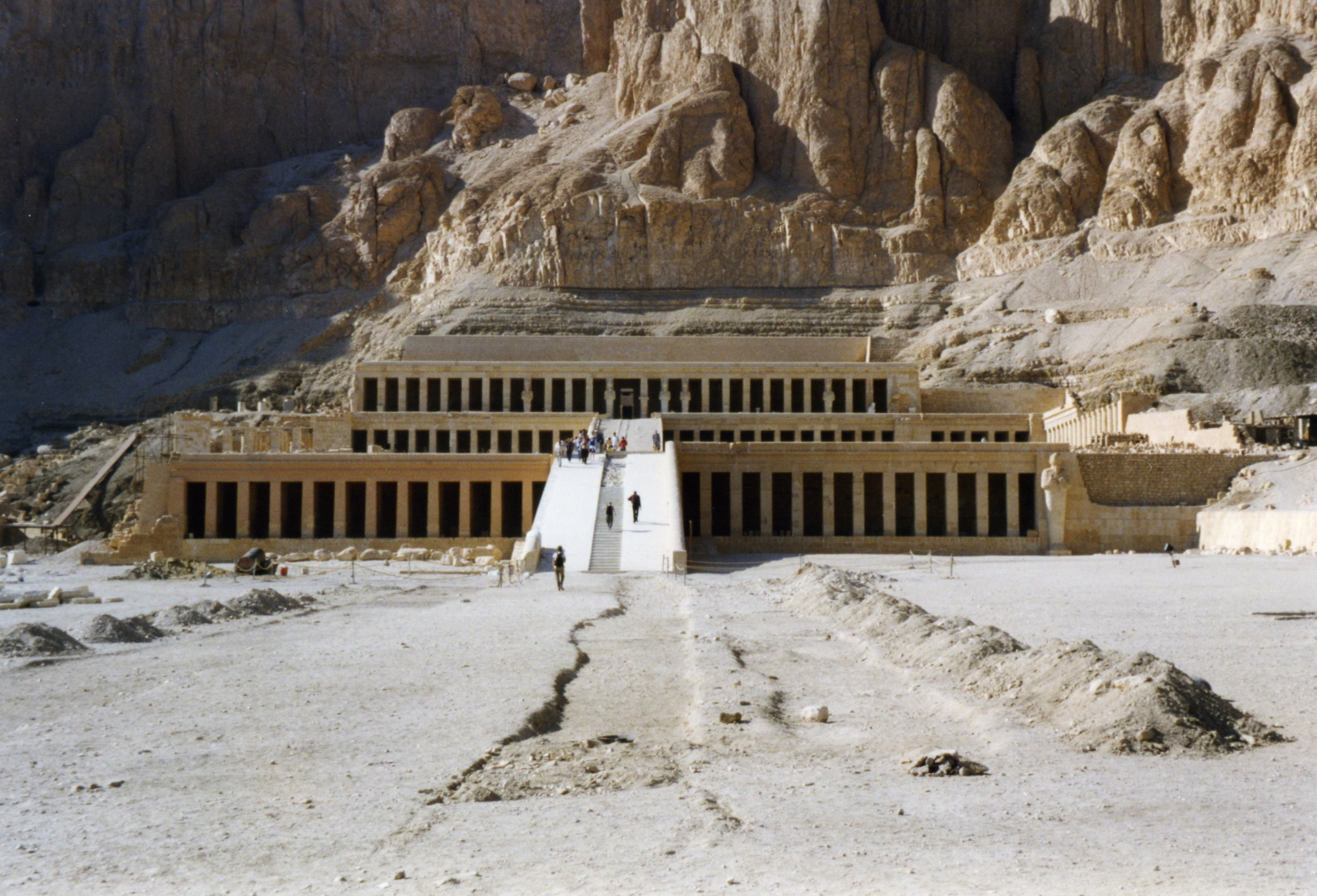
معبد حتشبسوت "الأقصر"
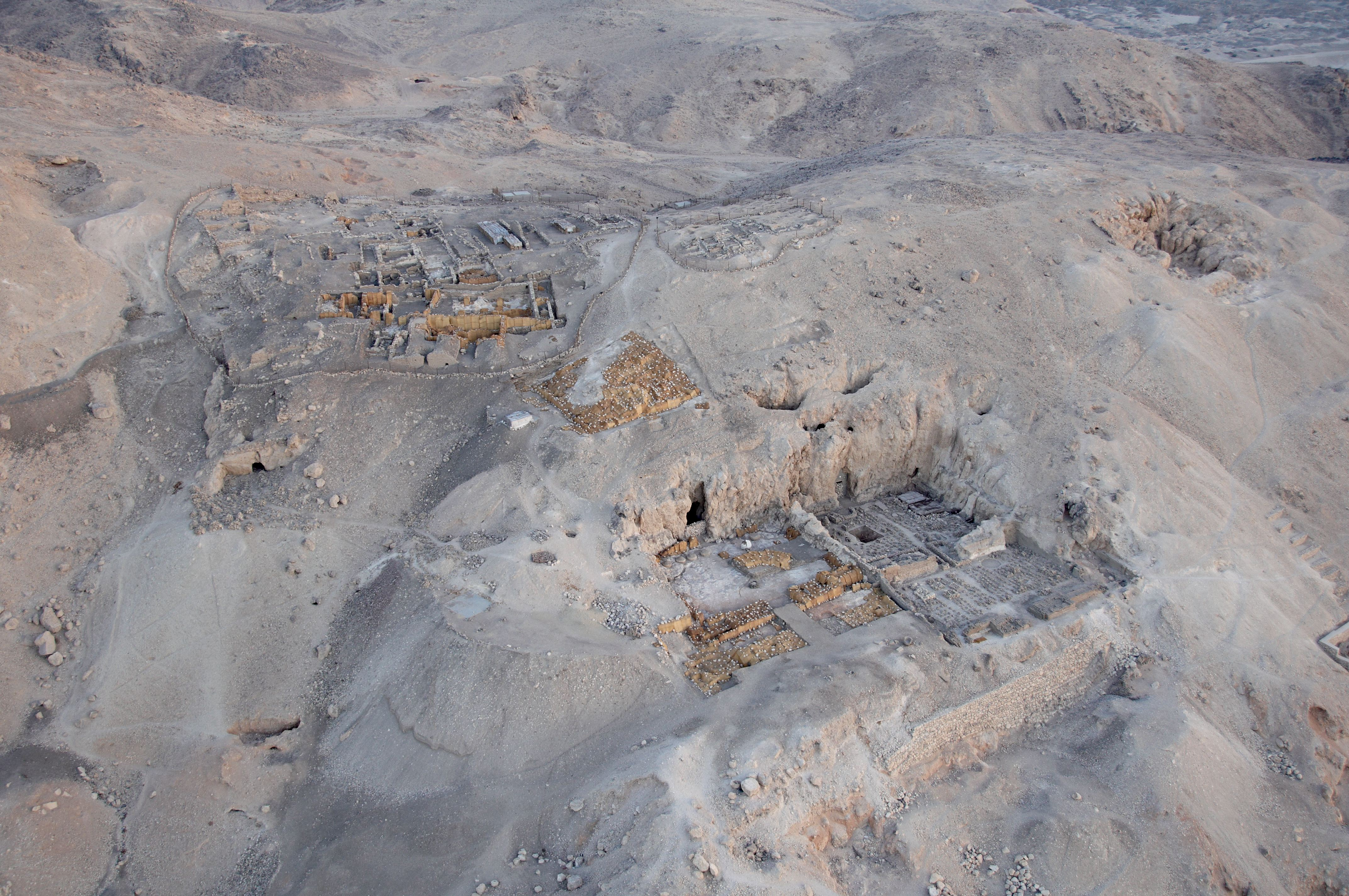
وادي الملوك "الأقصر"
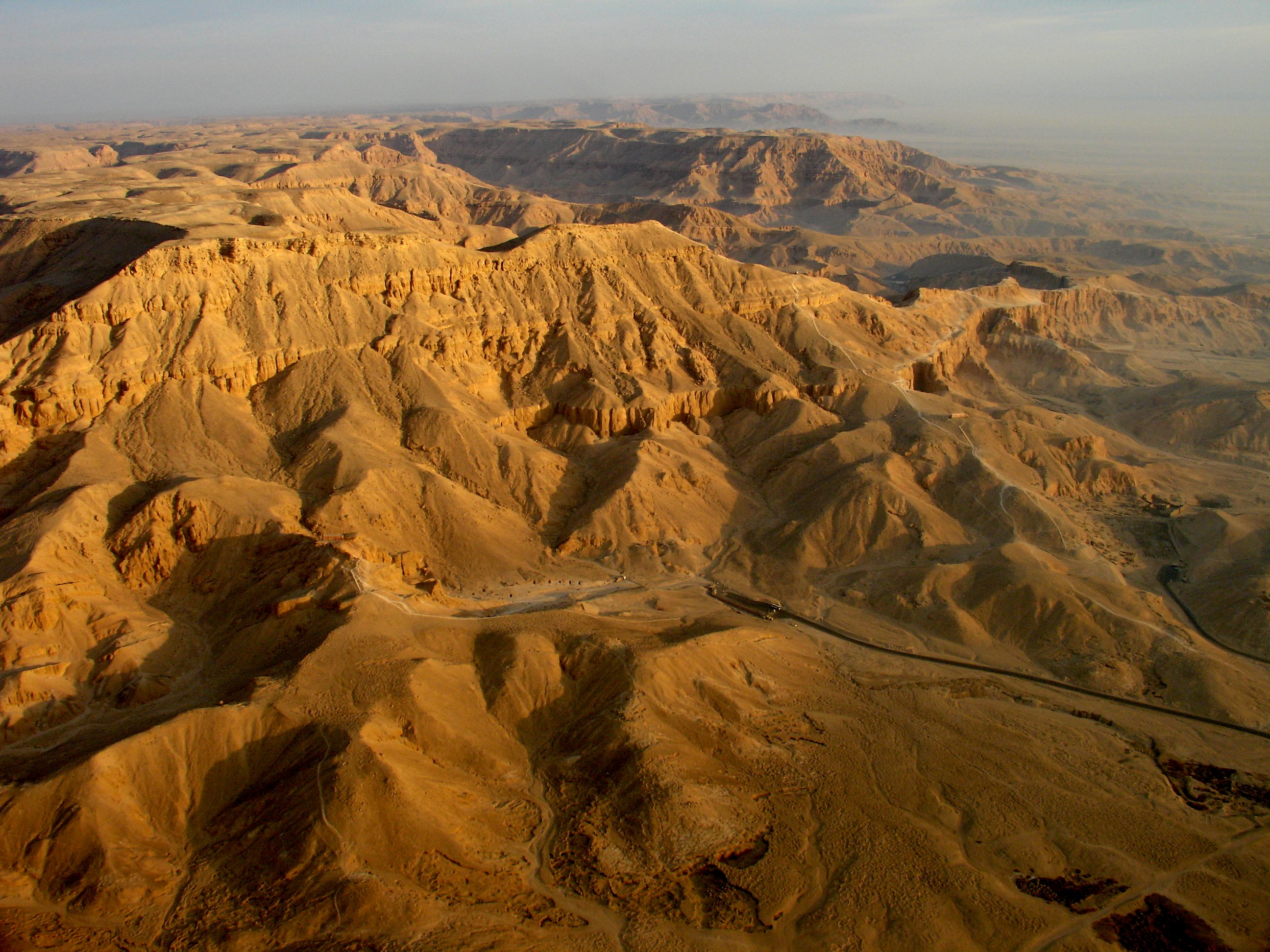
وادي الملكات "الأقصر"
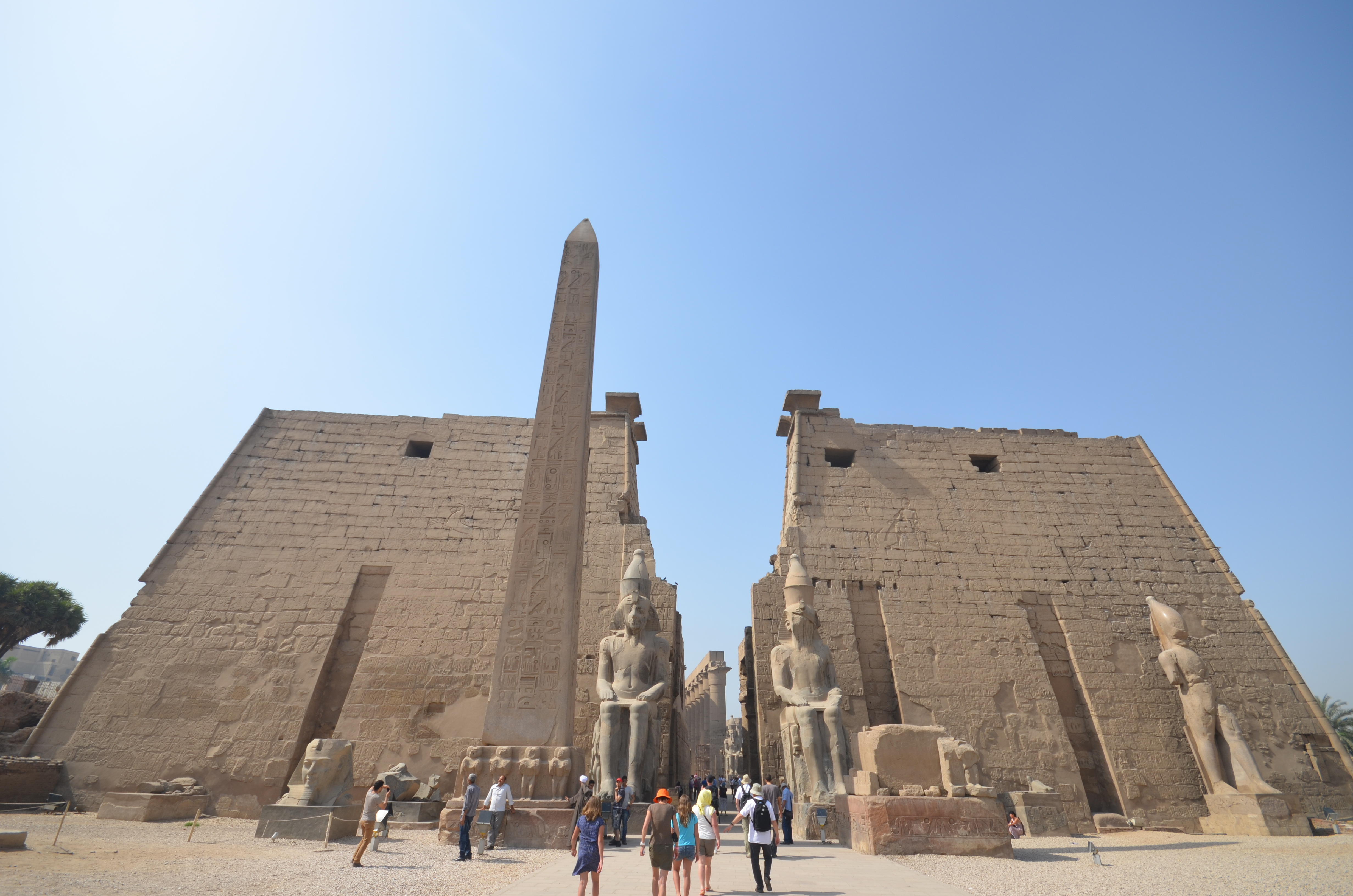
مدخل معبد الأقصر
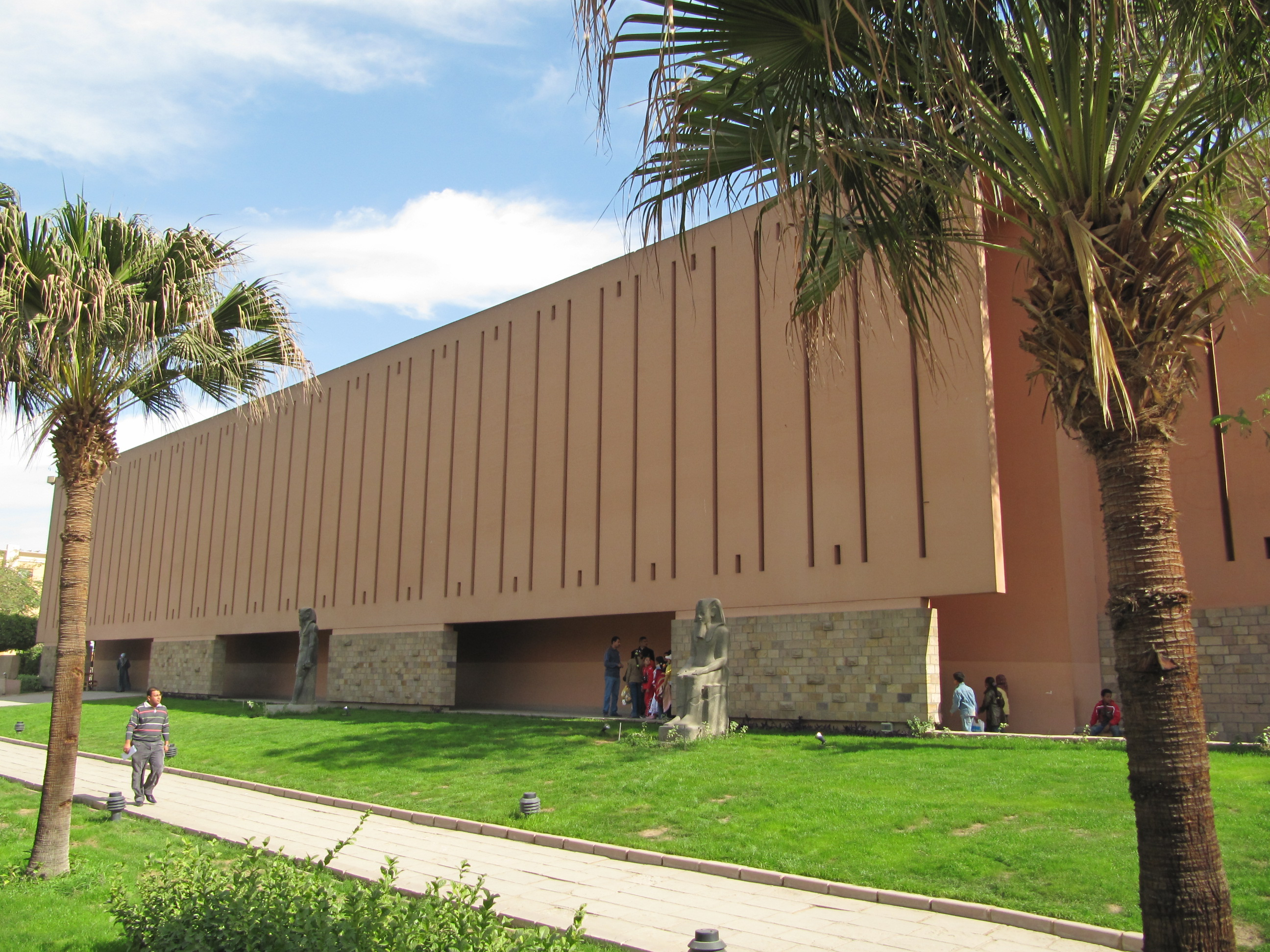
متحف الأقصر
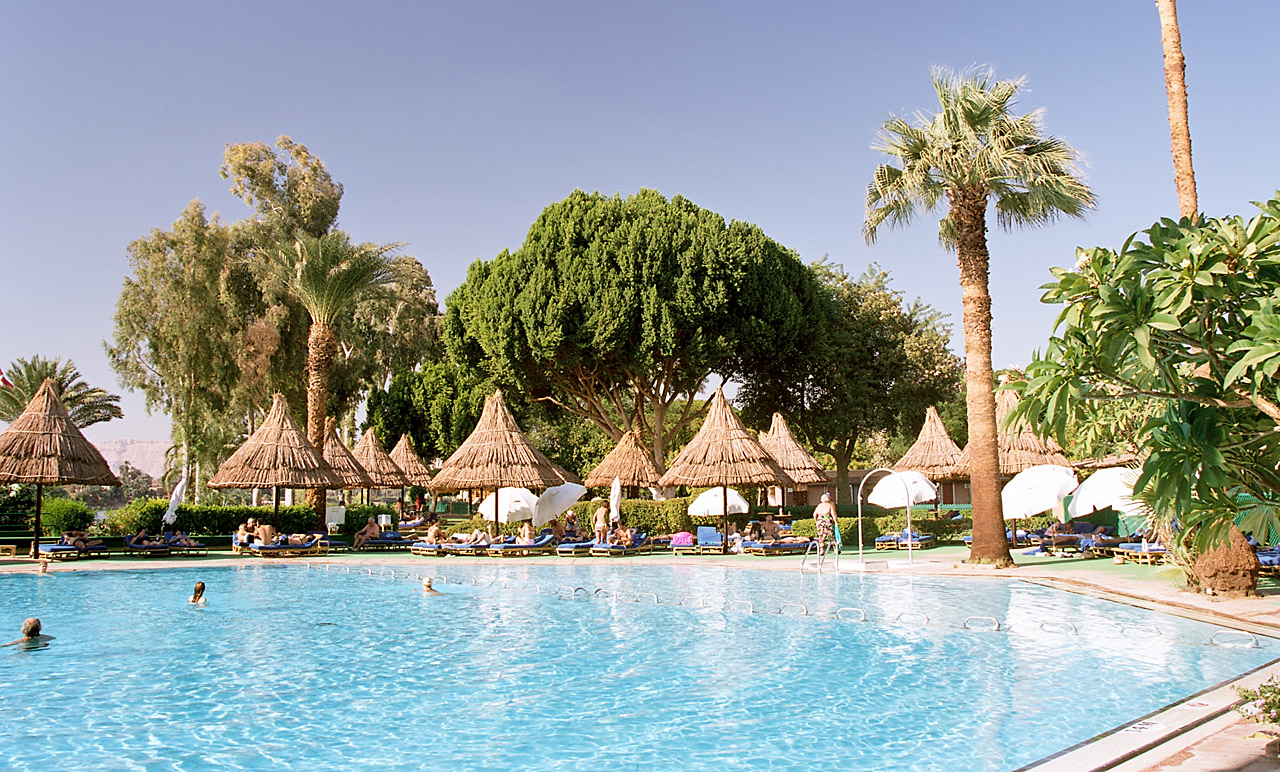
منتجع بجزيرة التمساح "الأقصر"
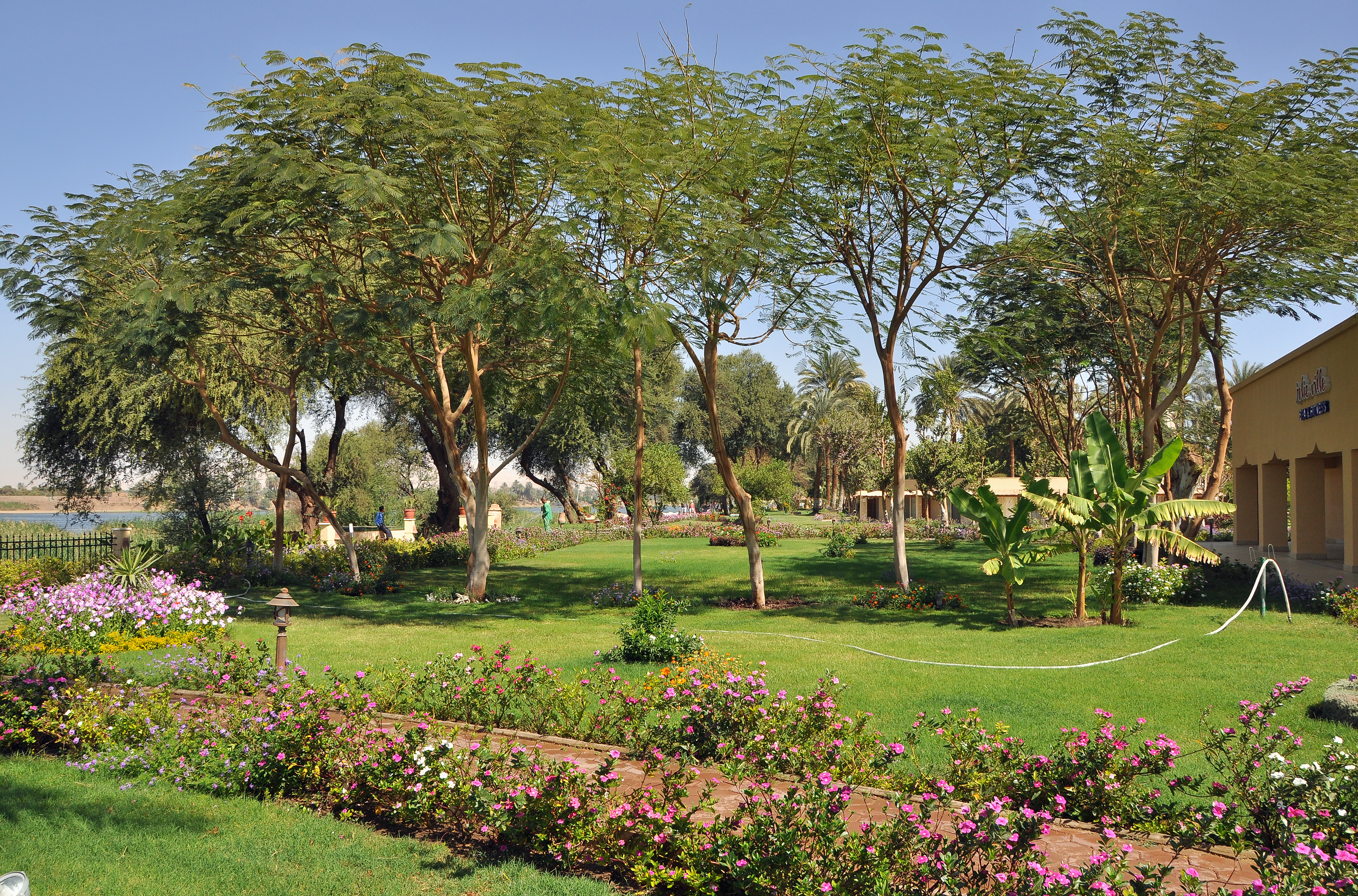
حديقة أحد الفنادق "الأقصر"
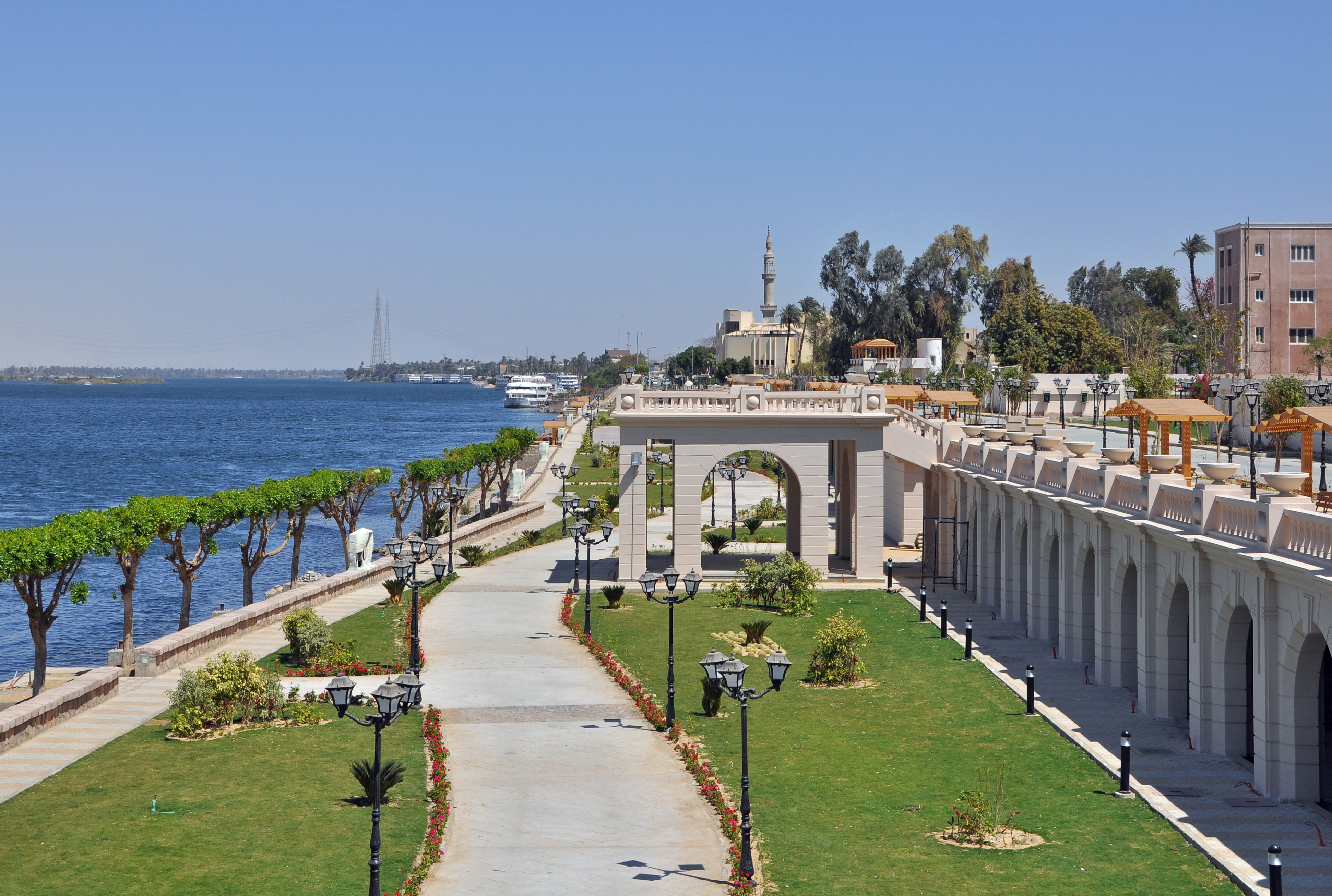
الكورنيش "الأقصر"
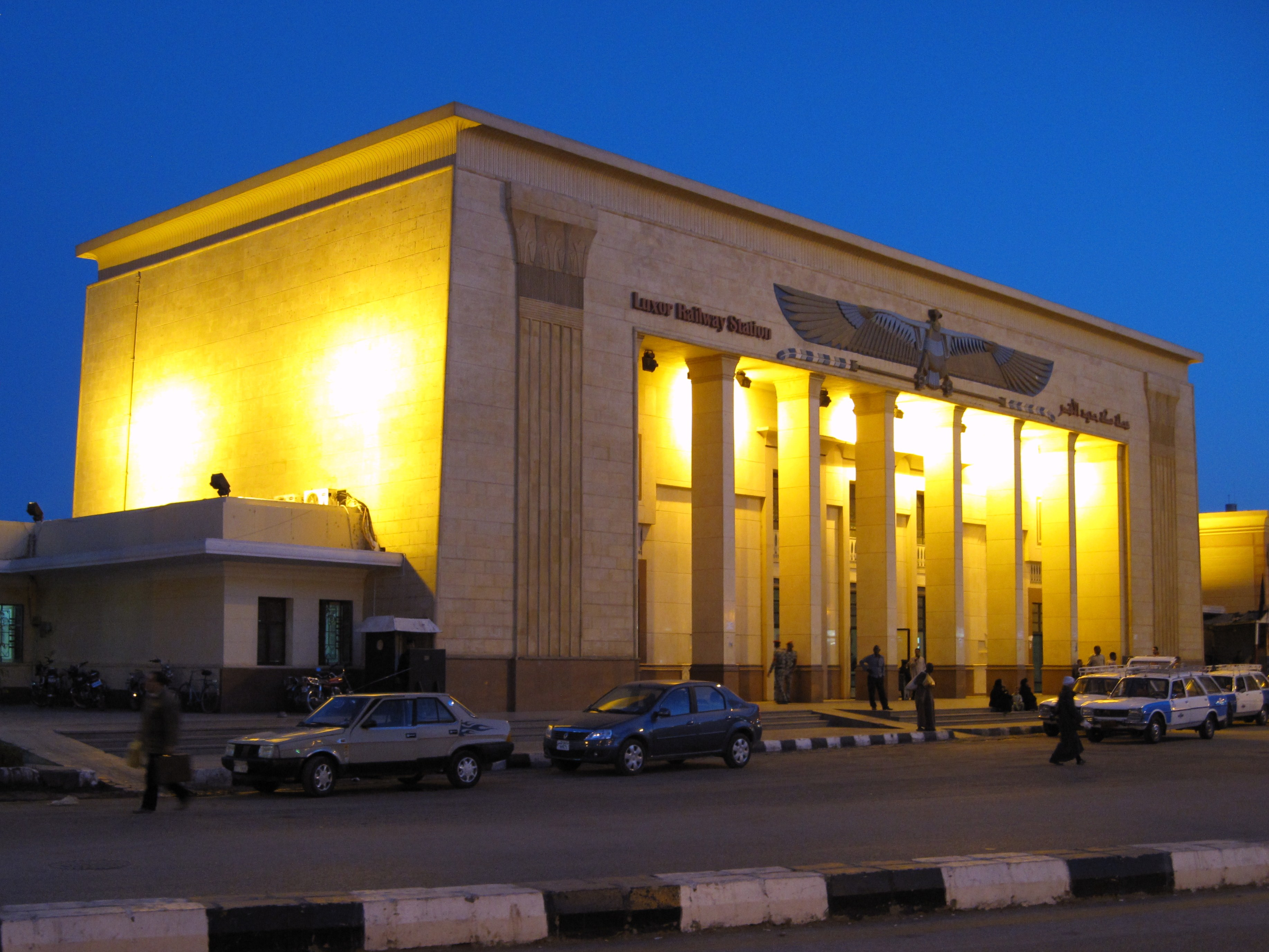
محطة قطار الأقصر
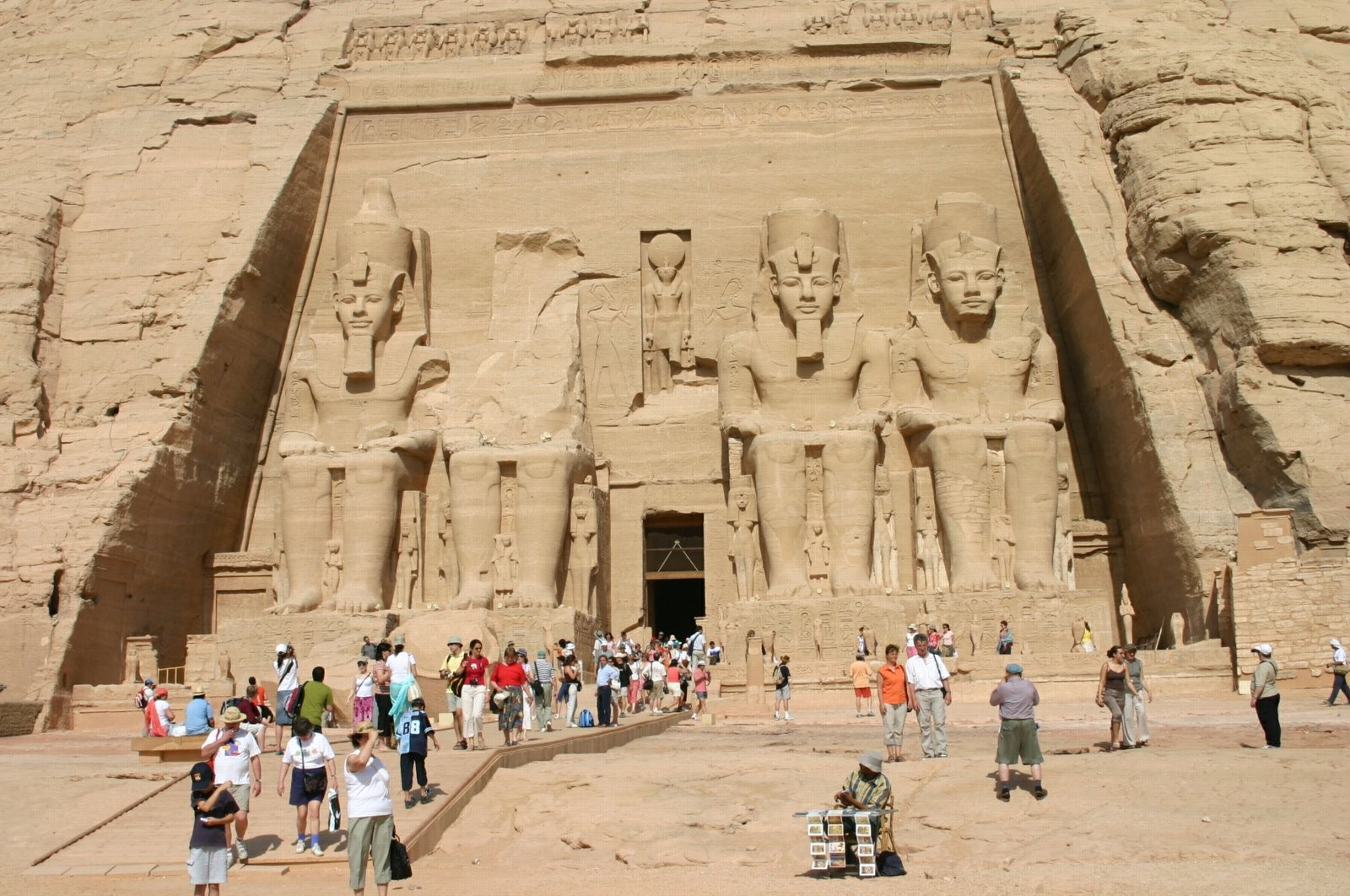
معبد أبو سمبل "أسوان"
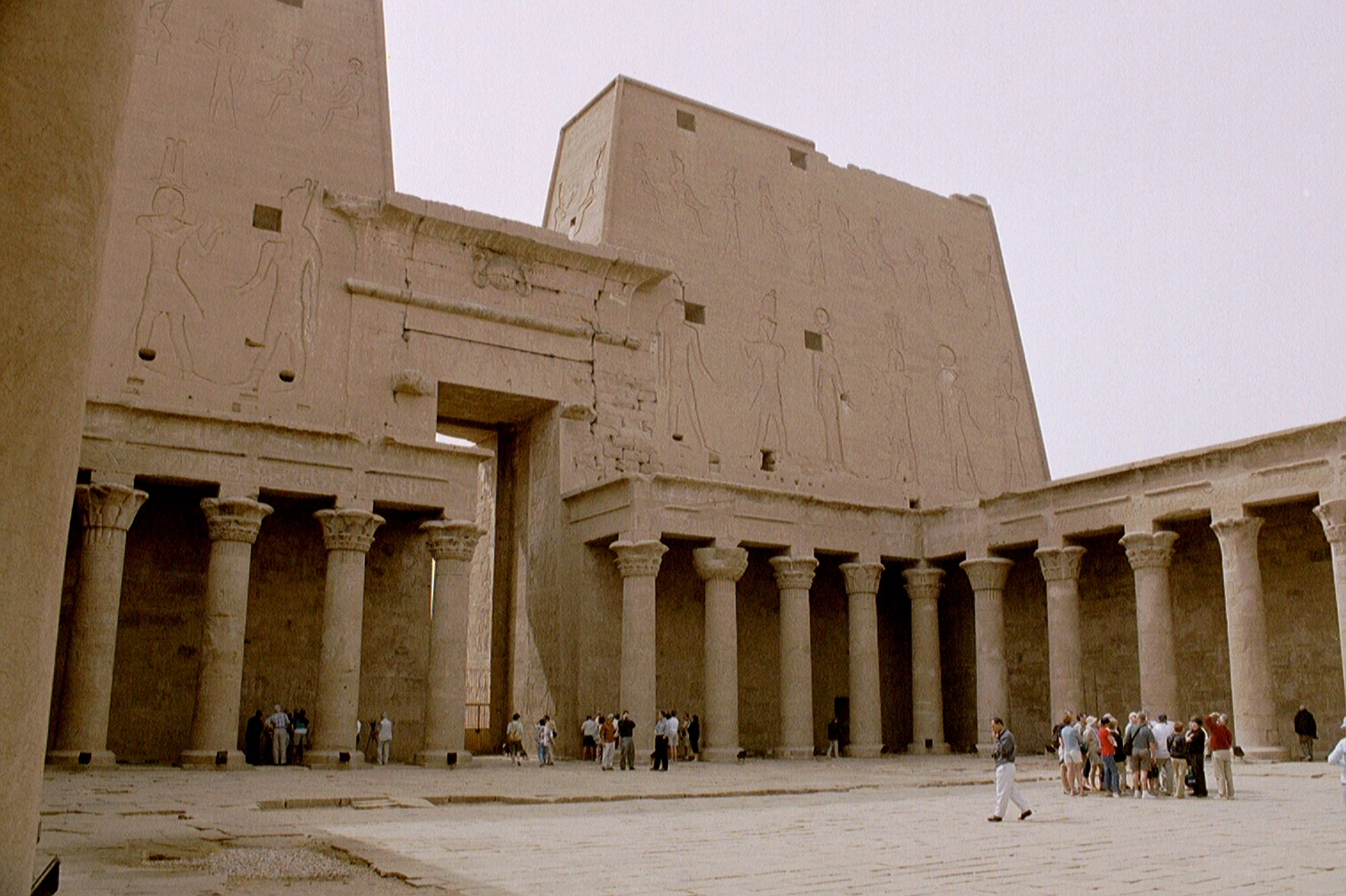
معبد إدفو "أسوان"
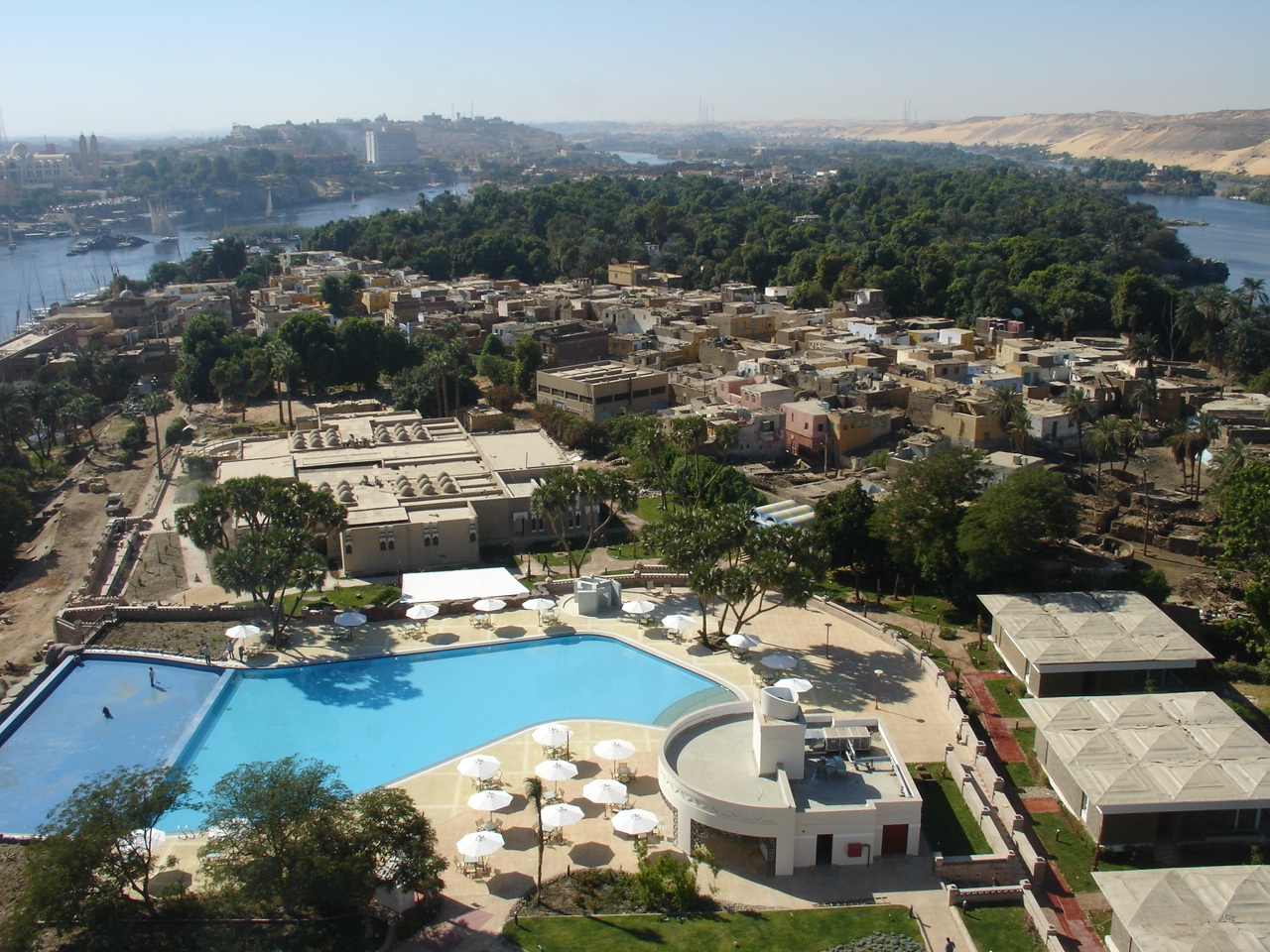
جزيرة إلفنتين "أسوان"
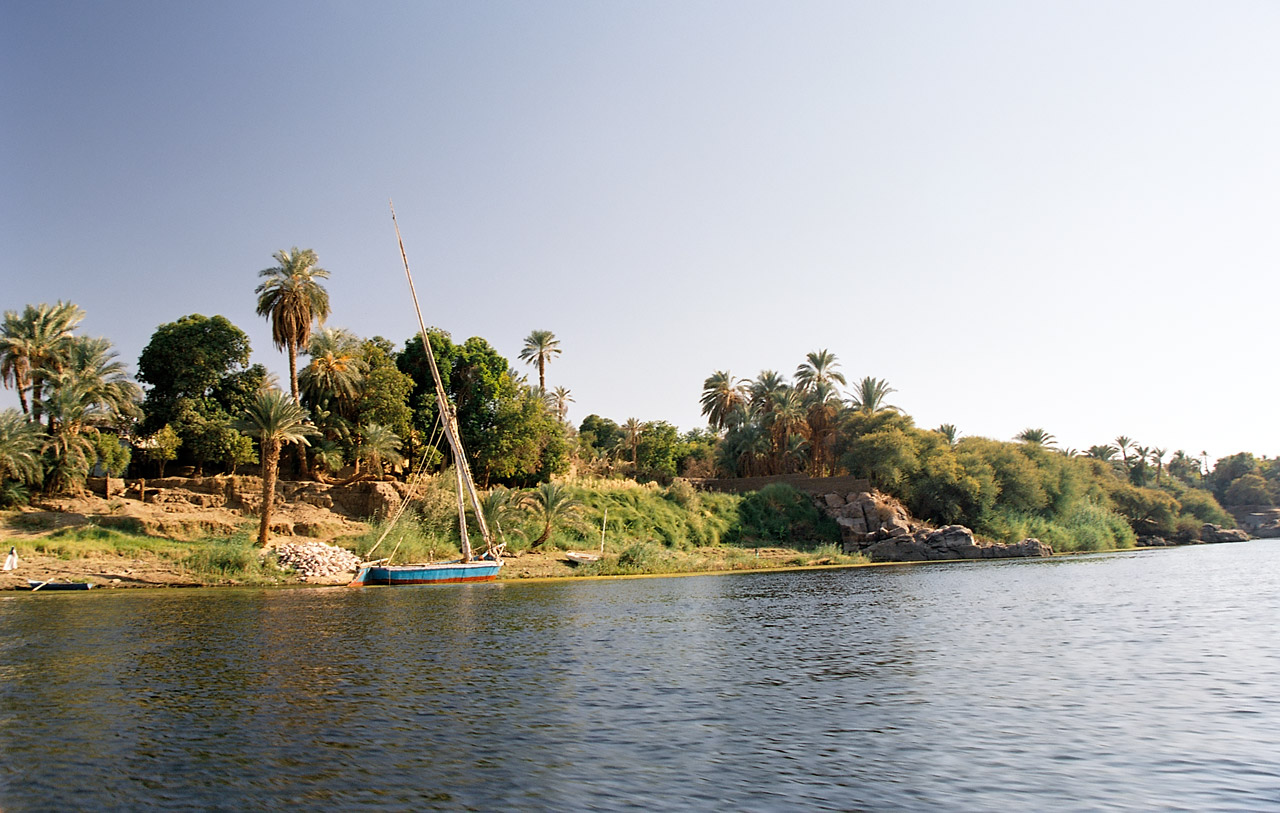
جزيرة إلفنتين "أسوان"
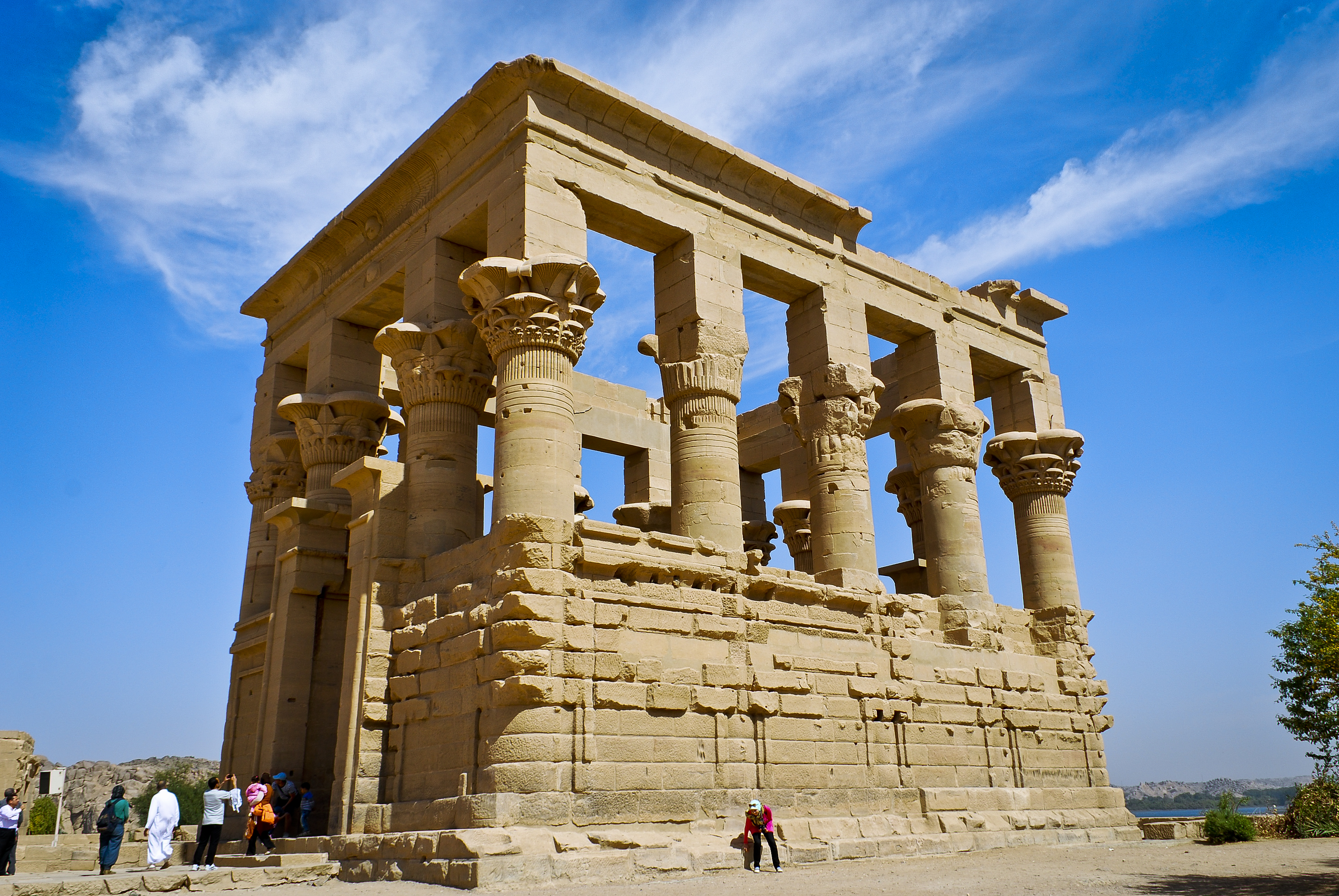
كشك تراجان بجزيرة فيلة "أسوان"
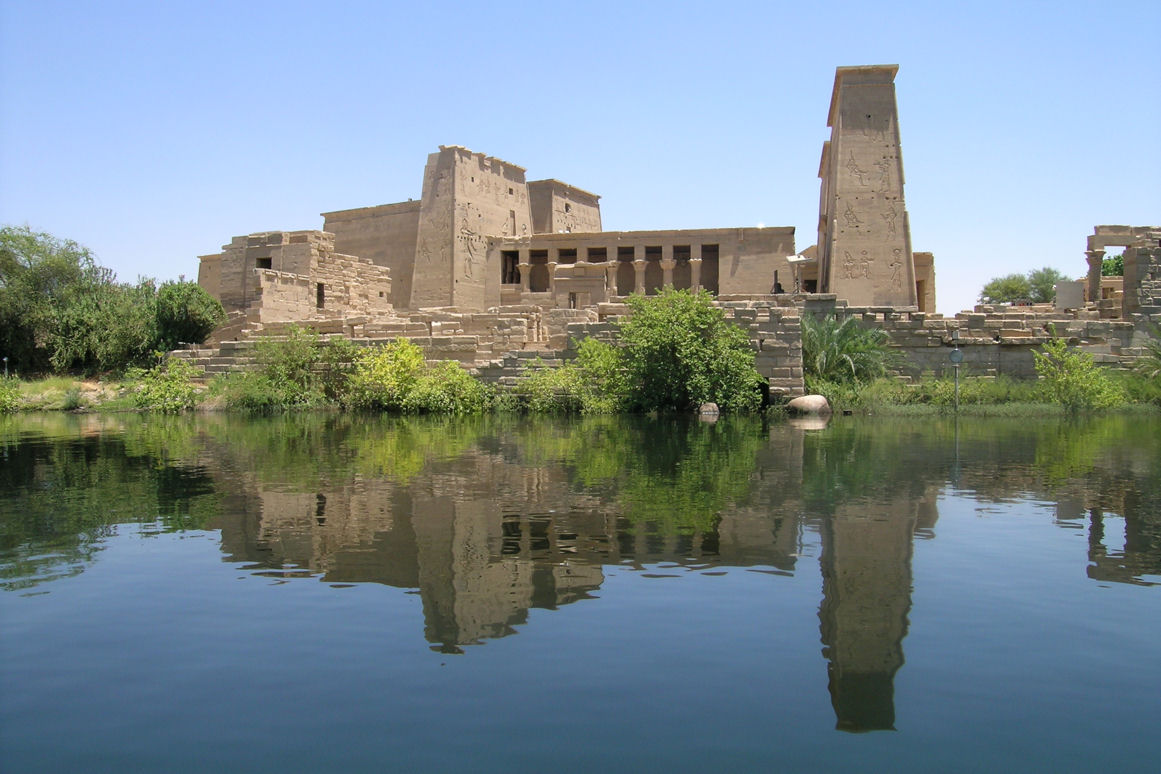
معبد فيلة بجزيرة أجيليكا "أسوان"
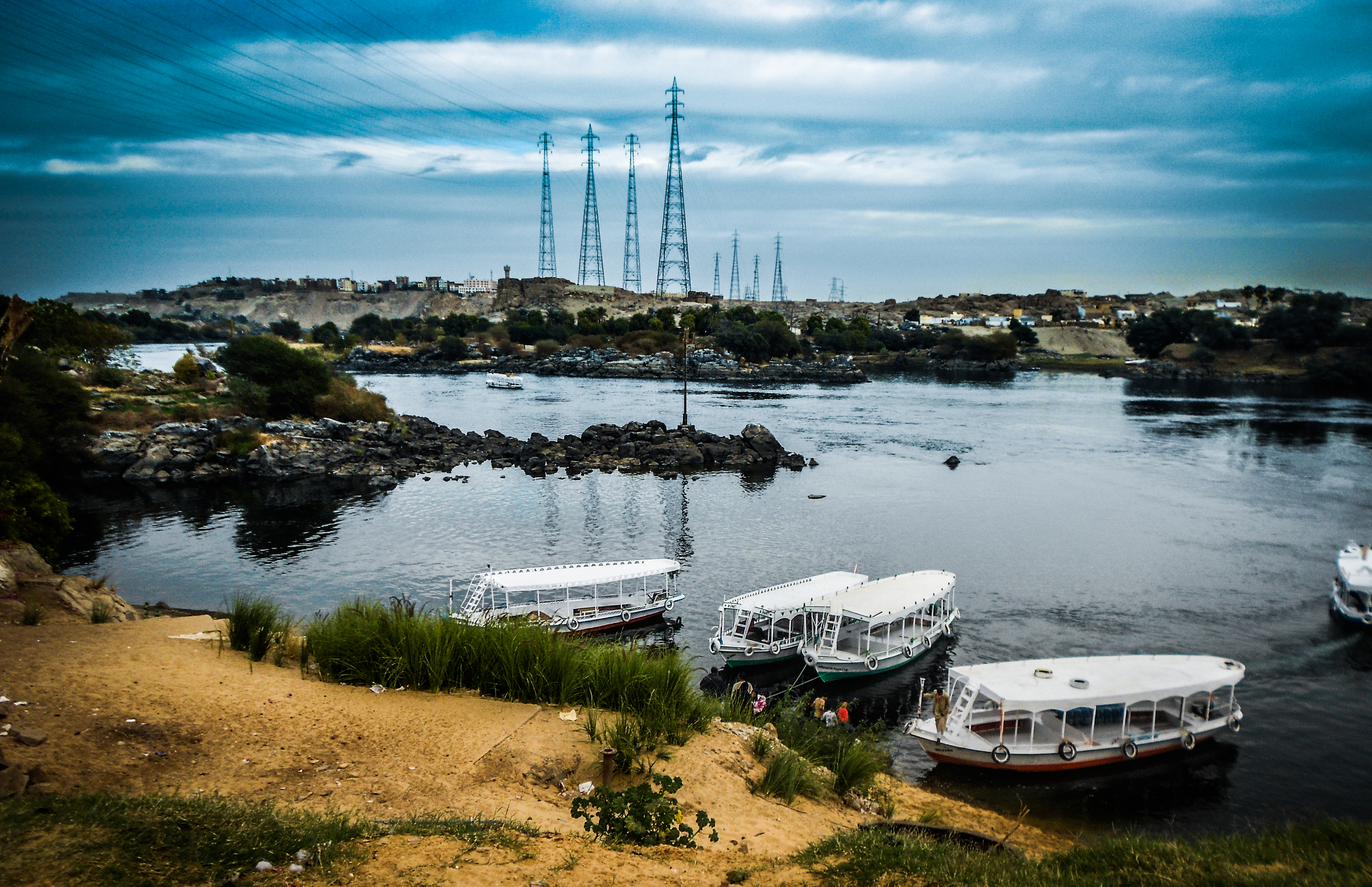
"أسوان"
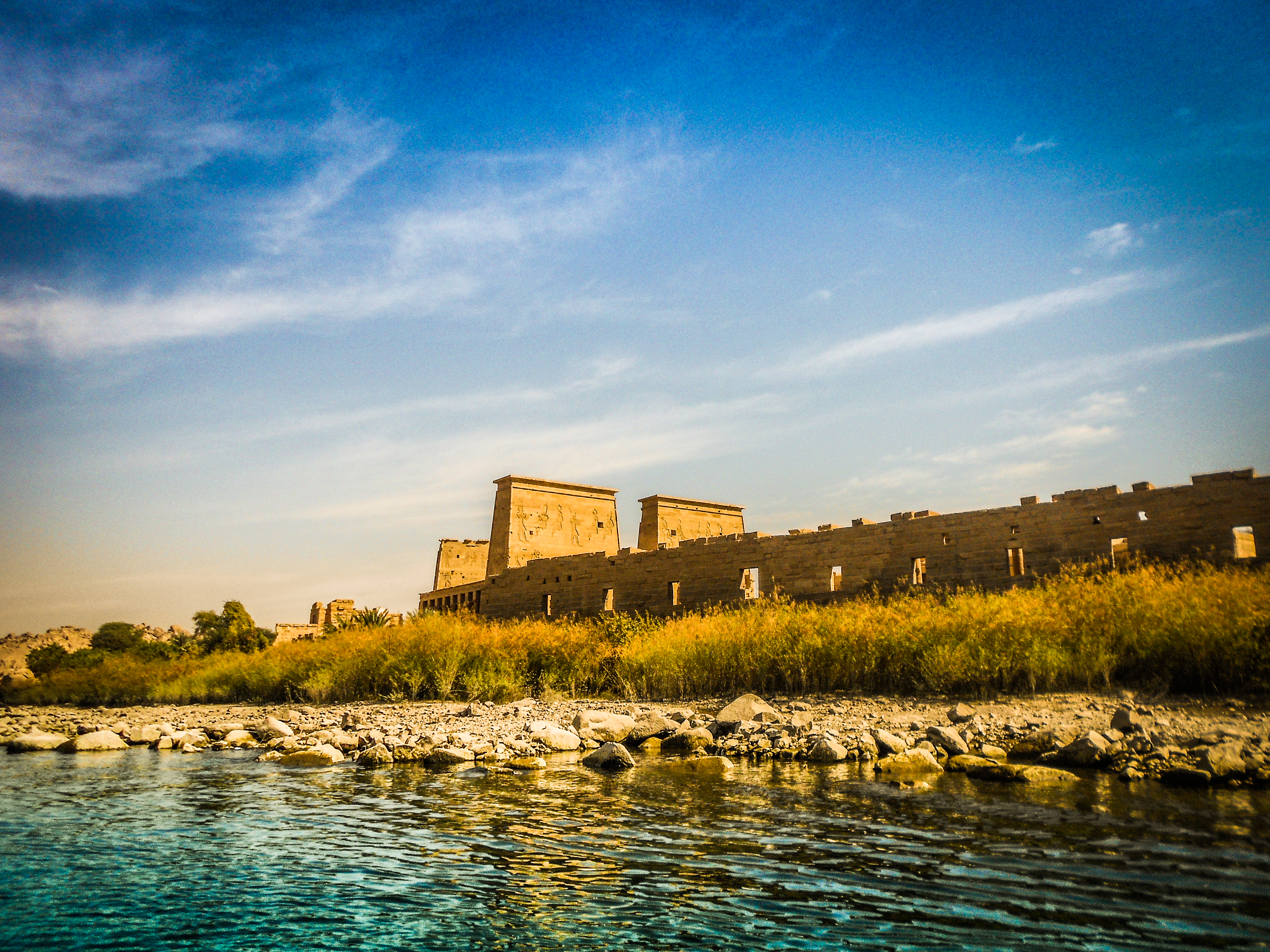
"أسوان"
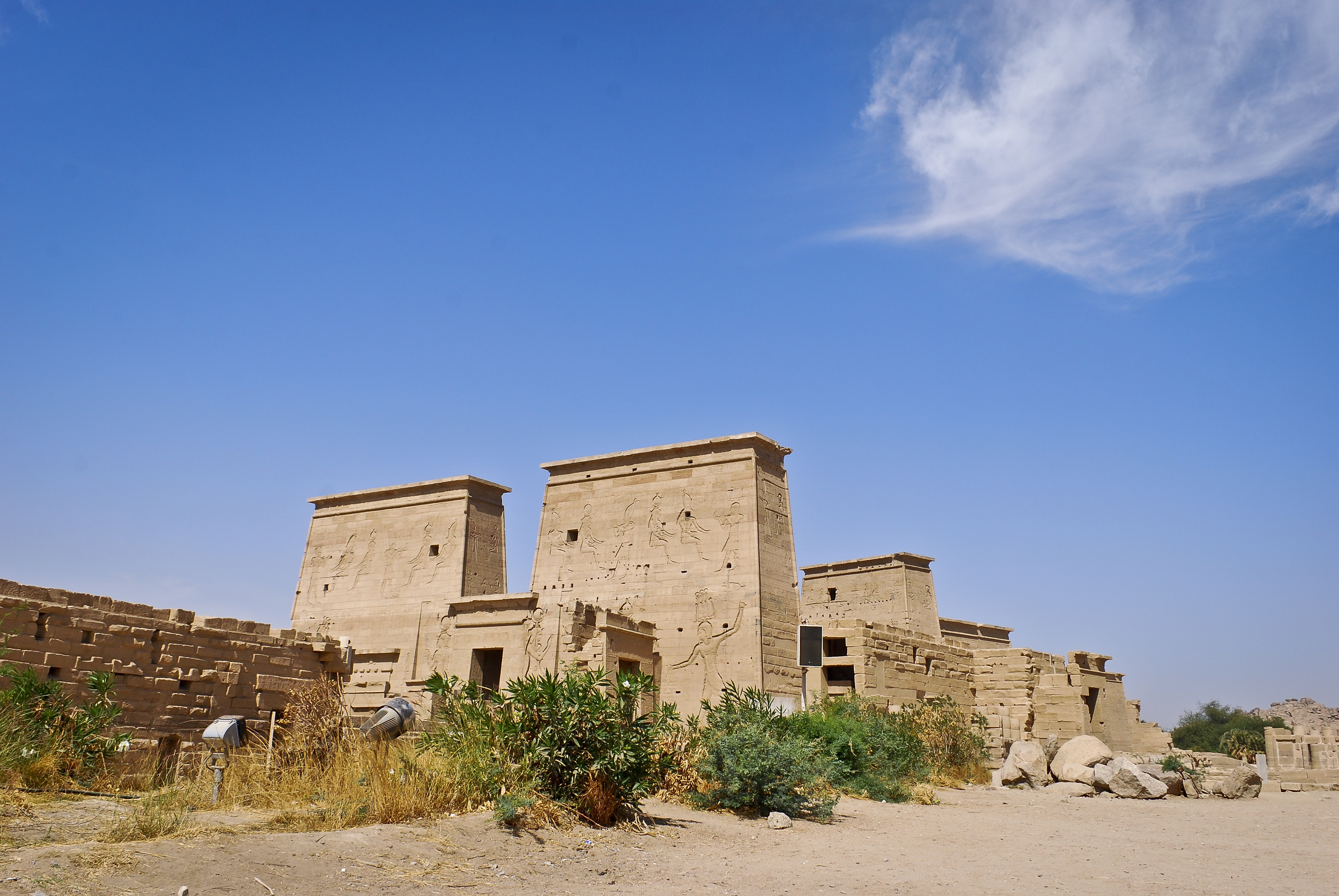
معبد فيلة "أسوان"
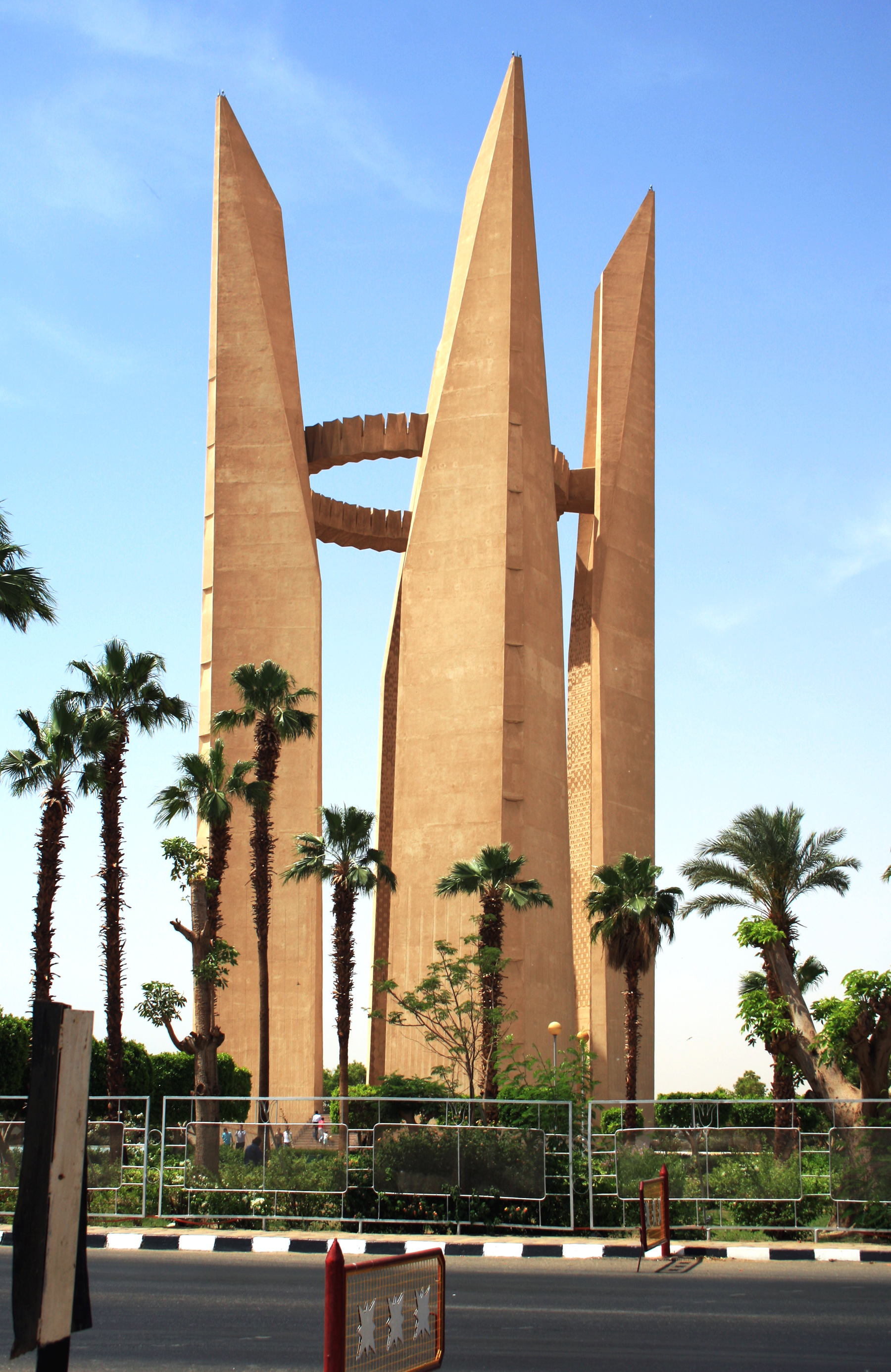
النصب التذكاري لسد أسوان
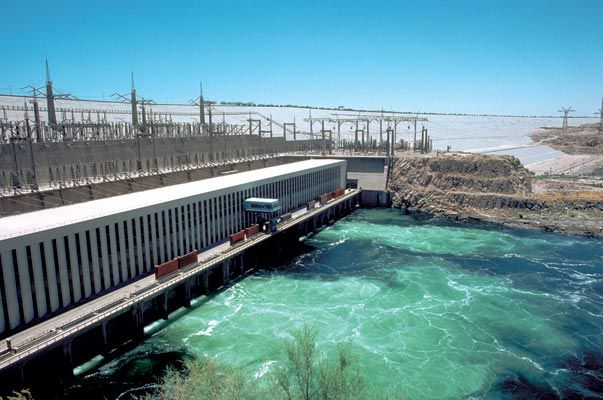
سد أسوان
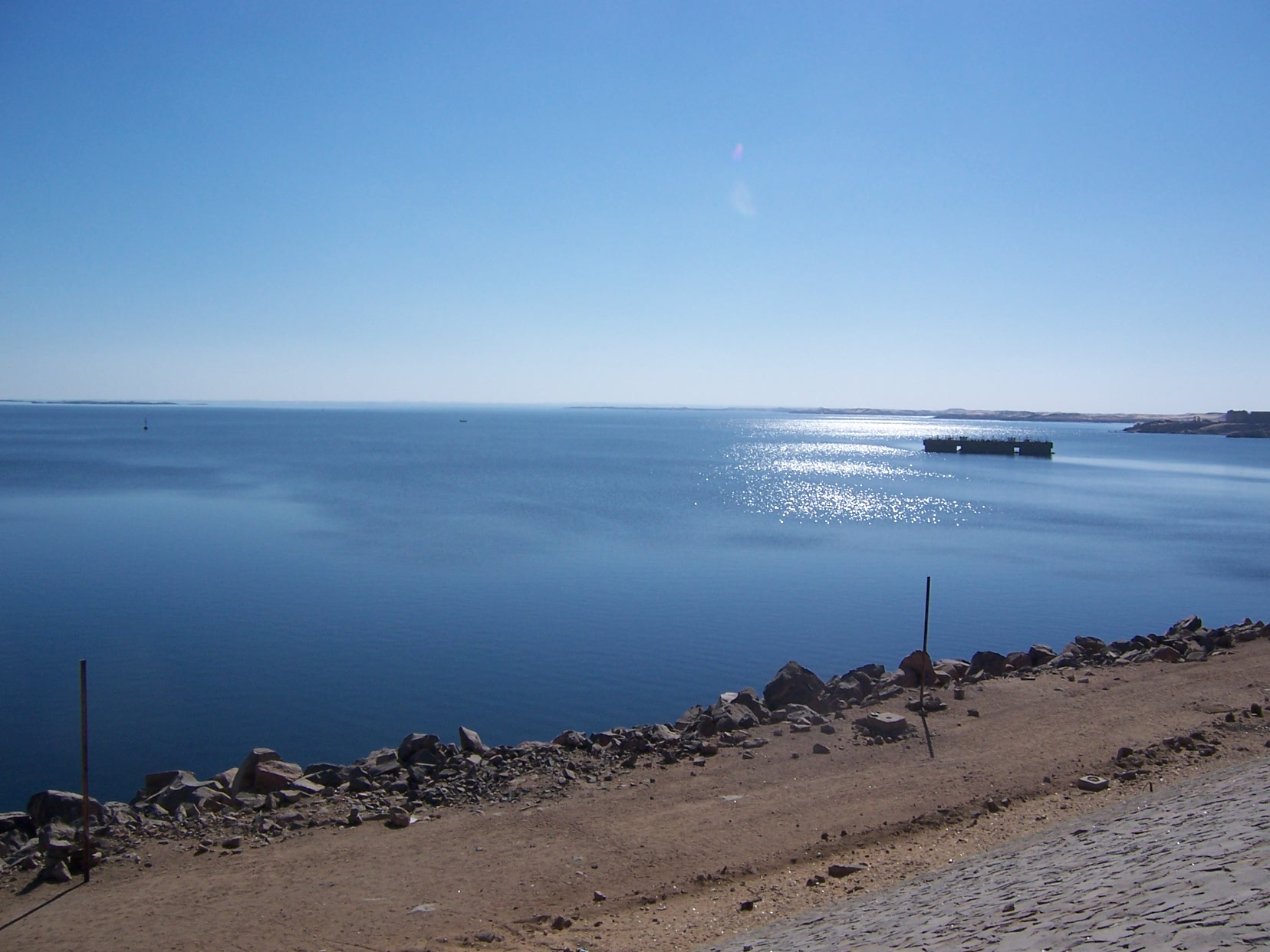
بحيرة ناصر "أسوان"
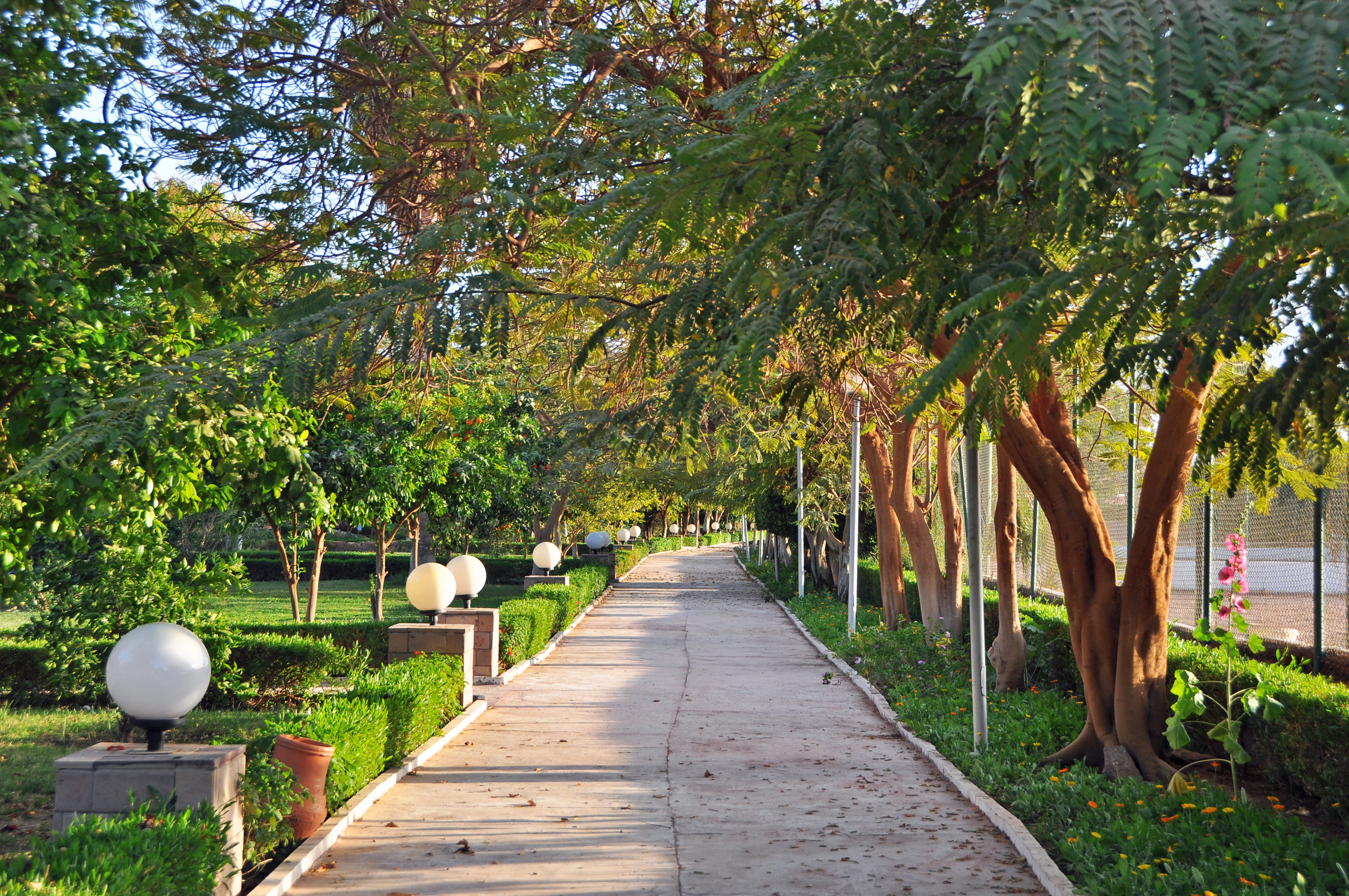
جزيرة إيزيس "أسوان"
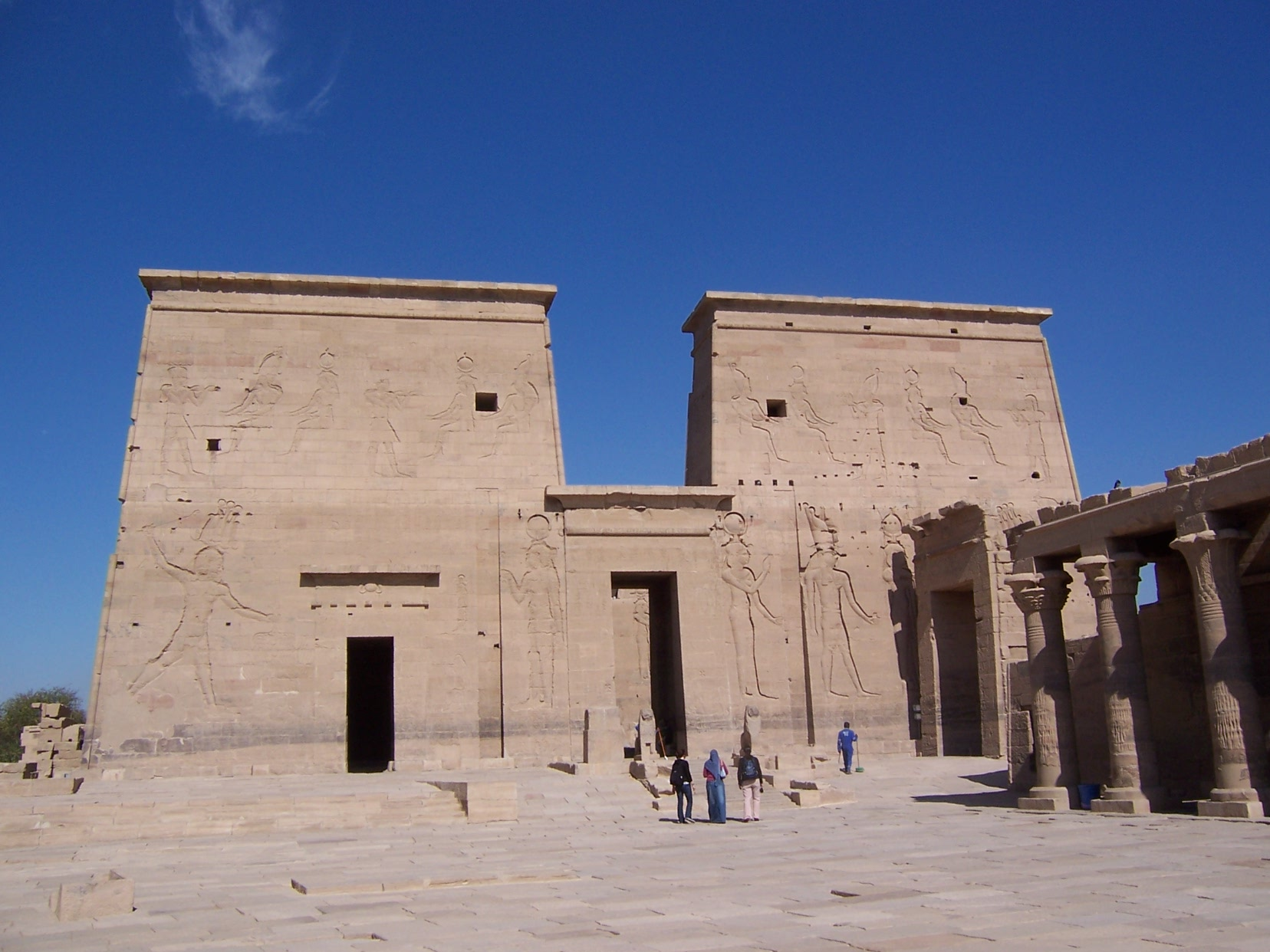
"أسوان"
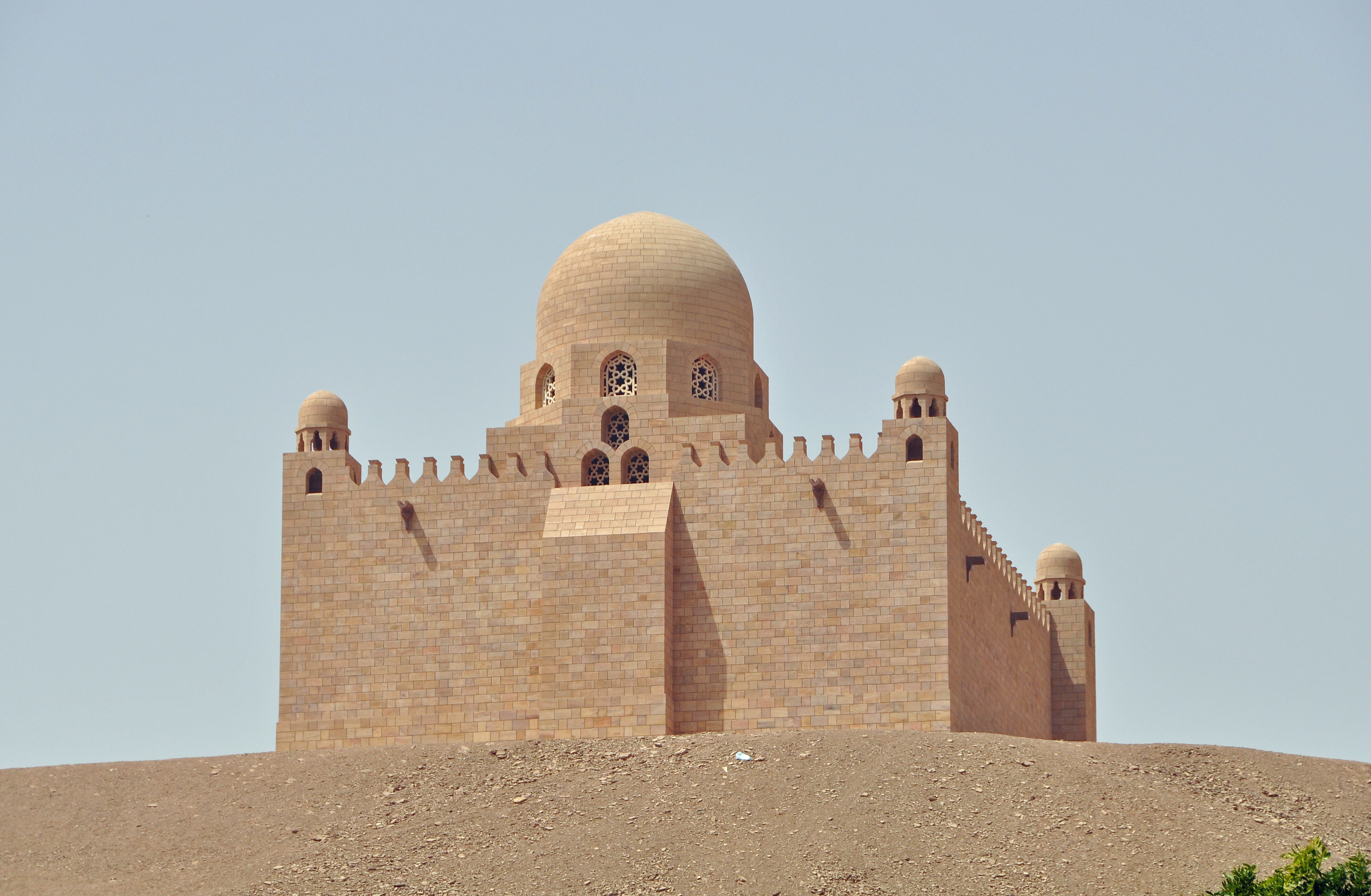
قبر أغاخان "أسوان"
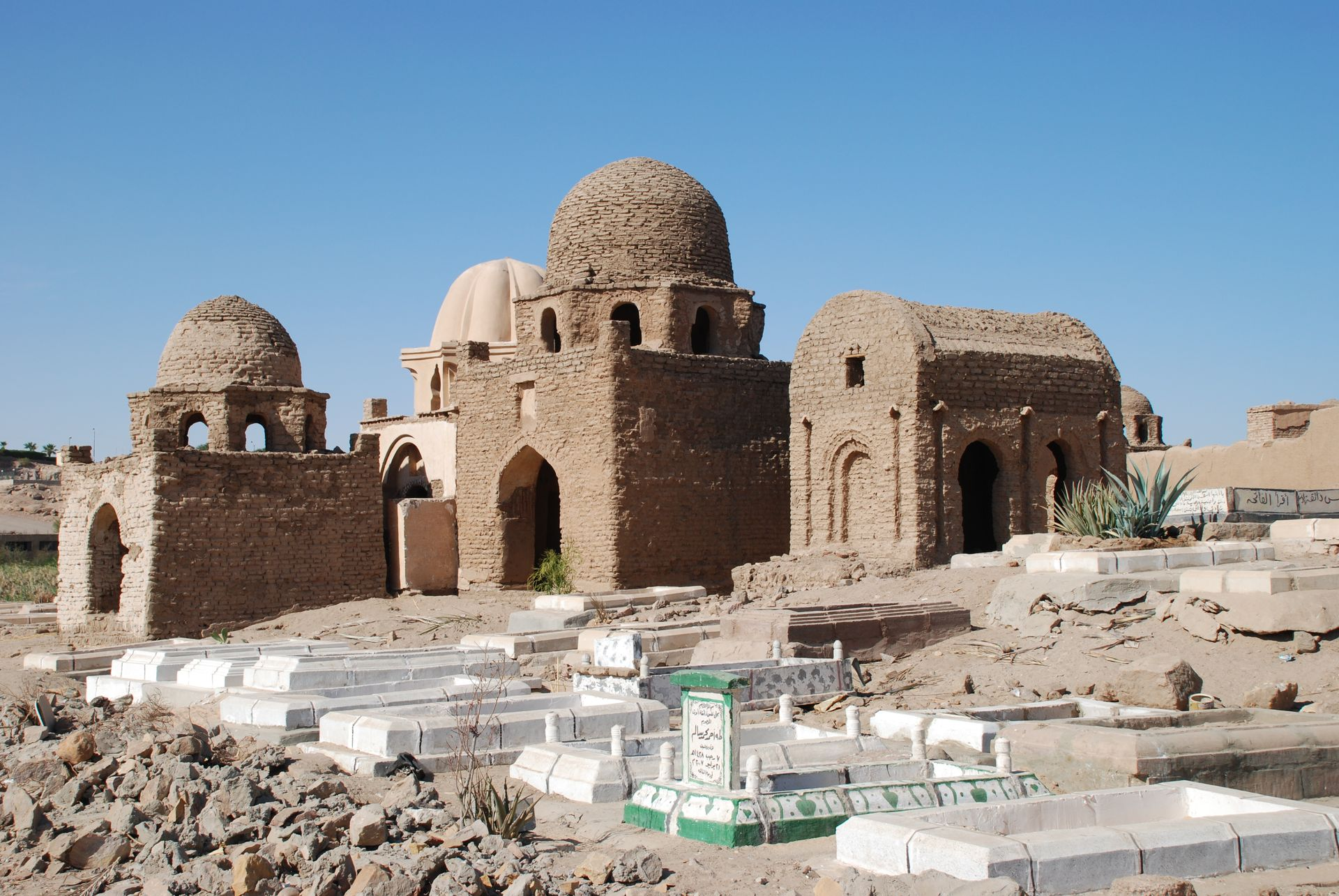
المقبرة الفاطمية "أسوان"
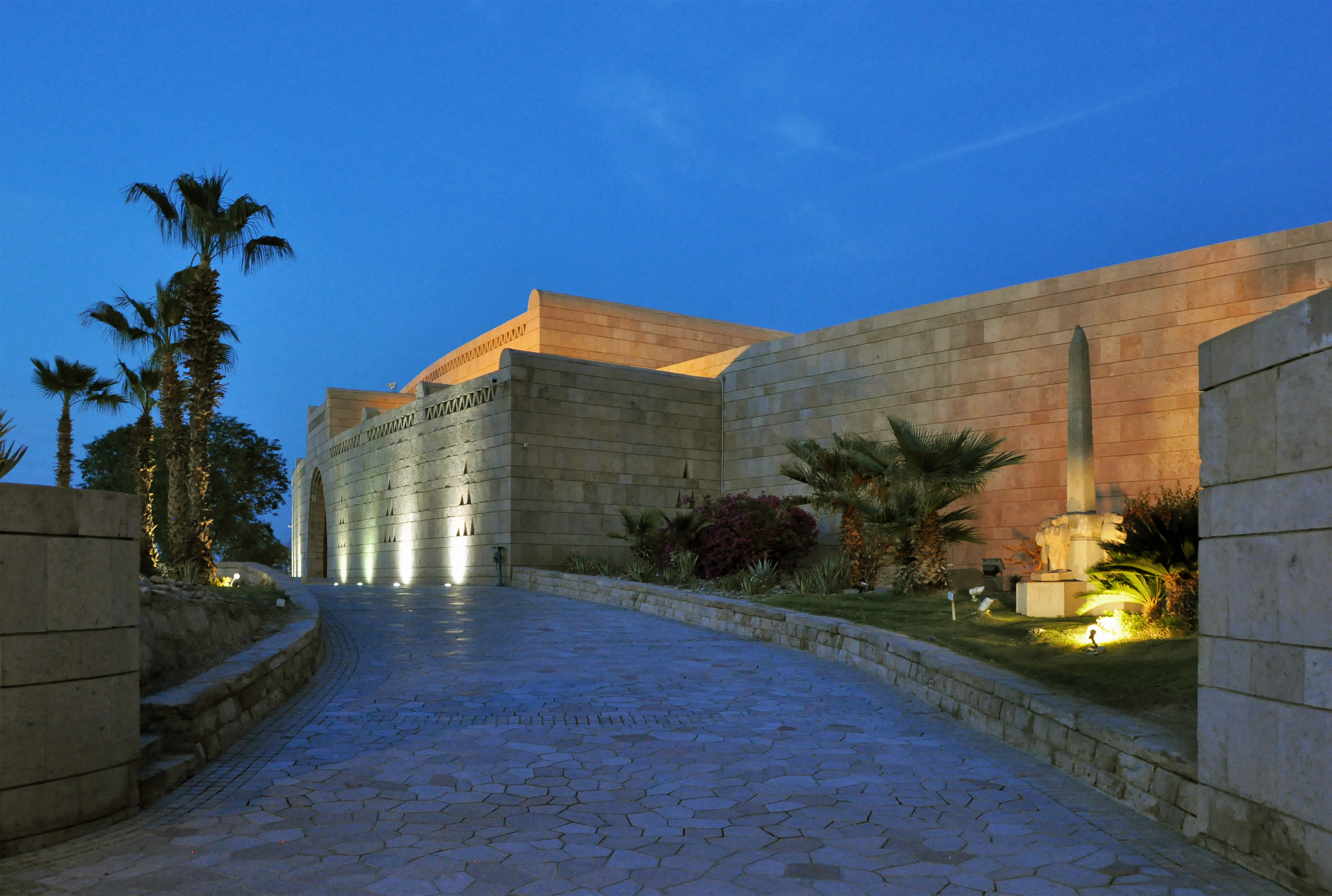
متحف النوبة "أسوان"
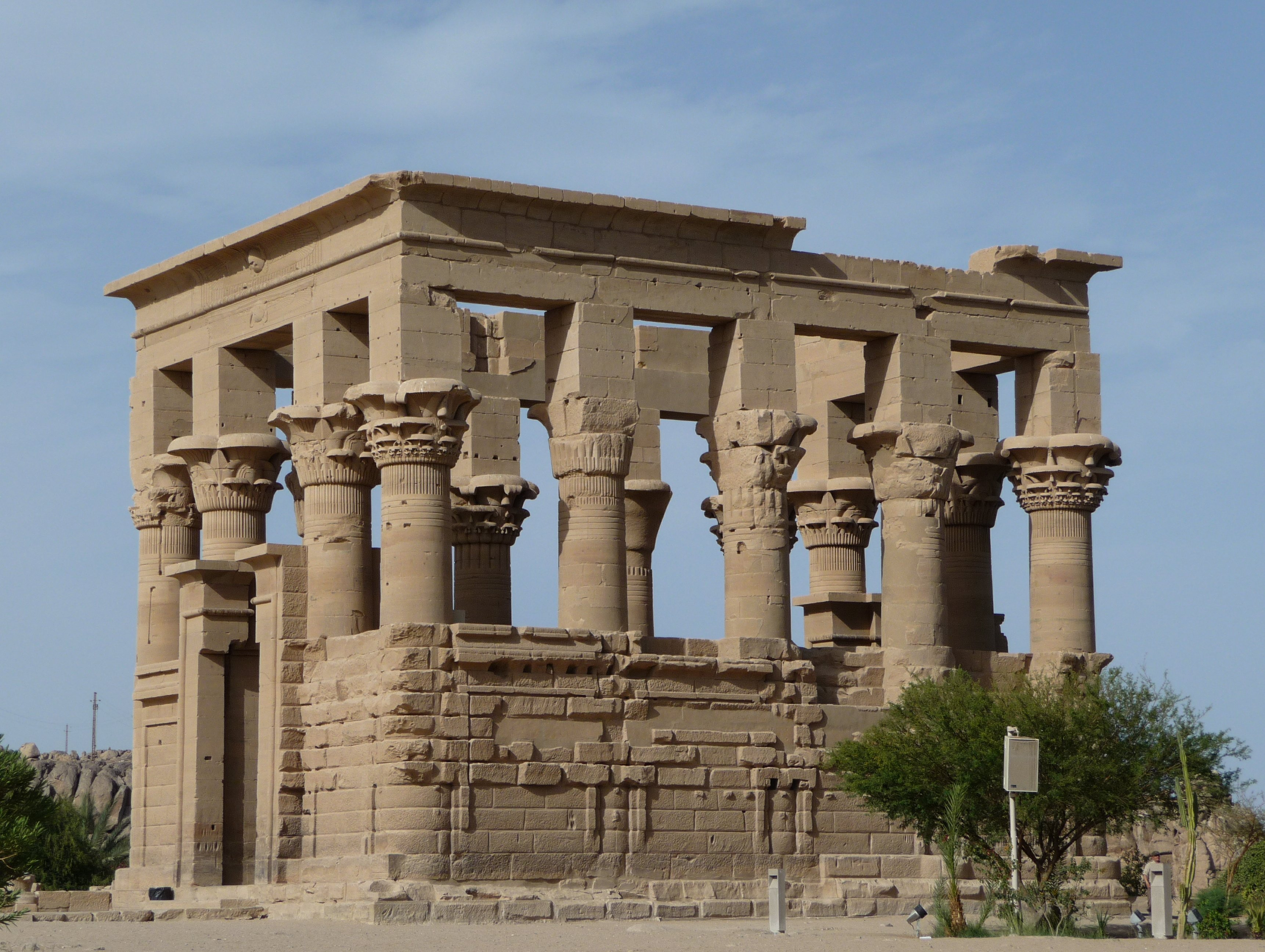
"أسوان"
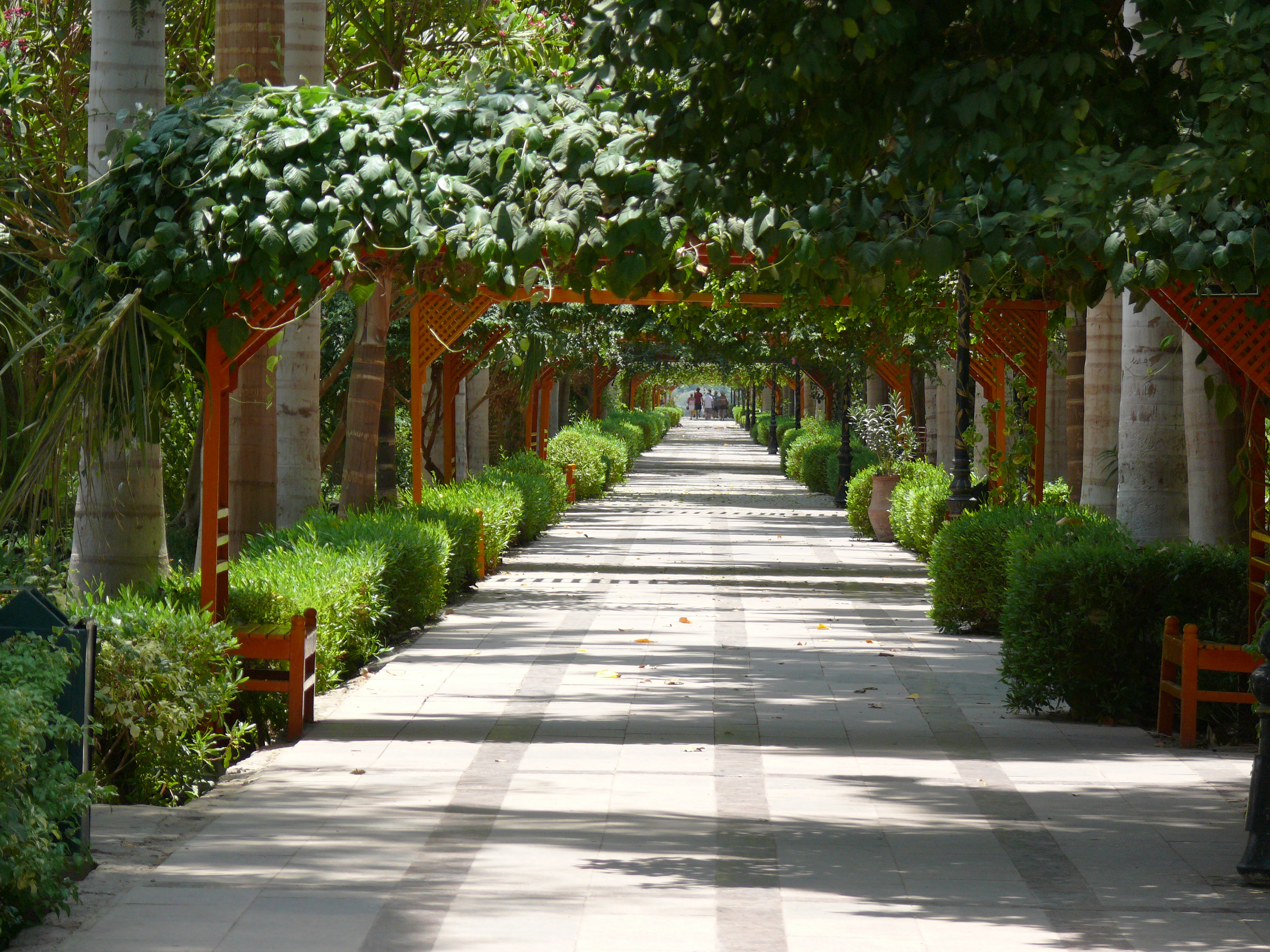
"أسوان"
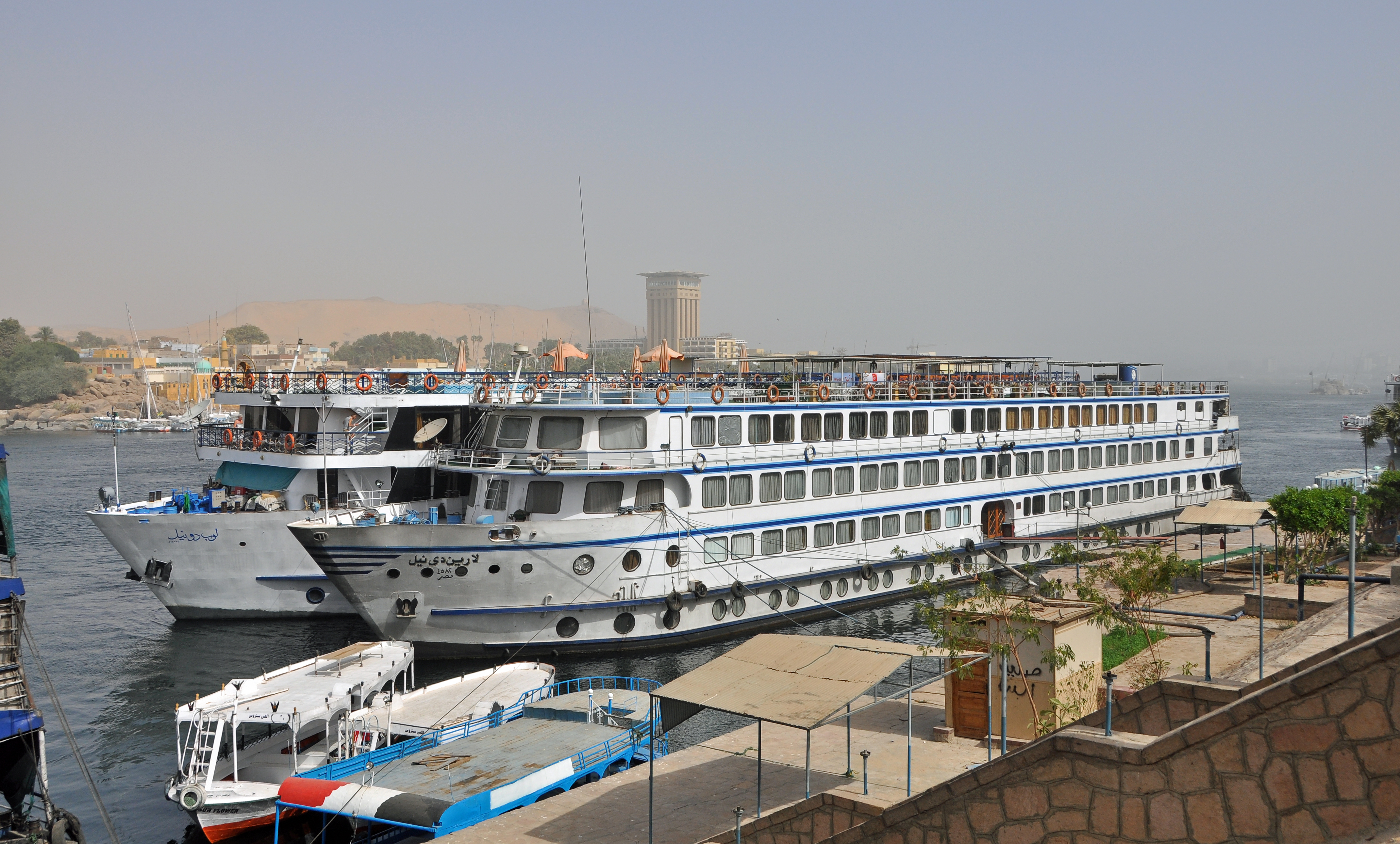
"أسوان"
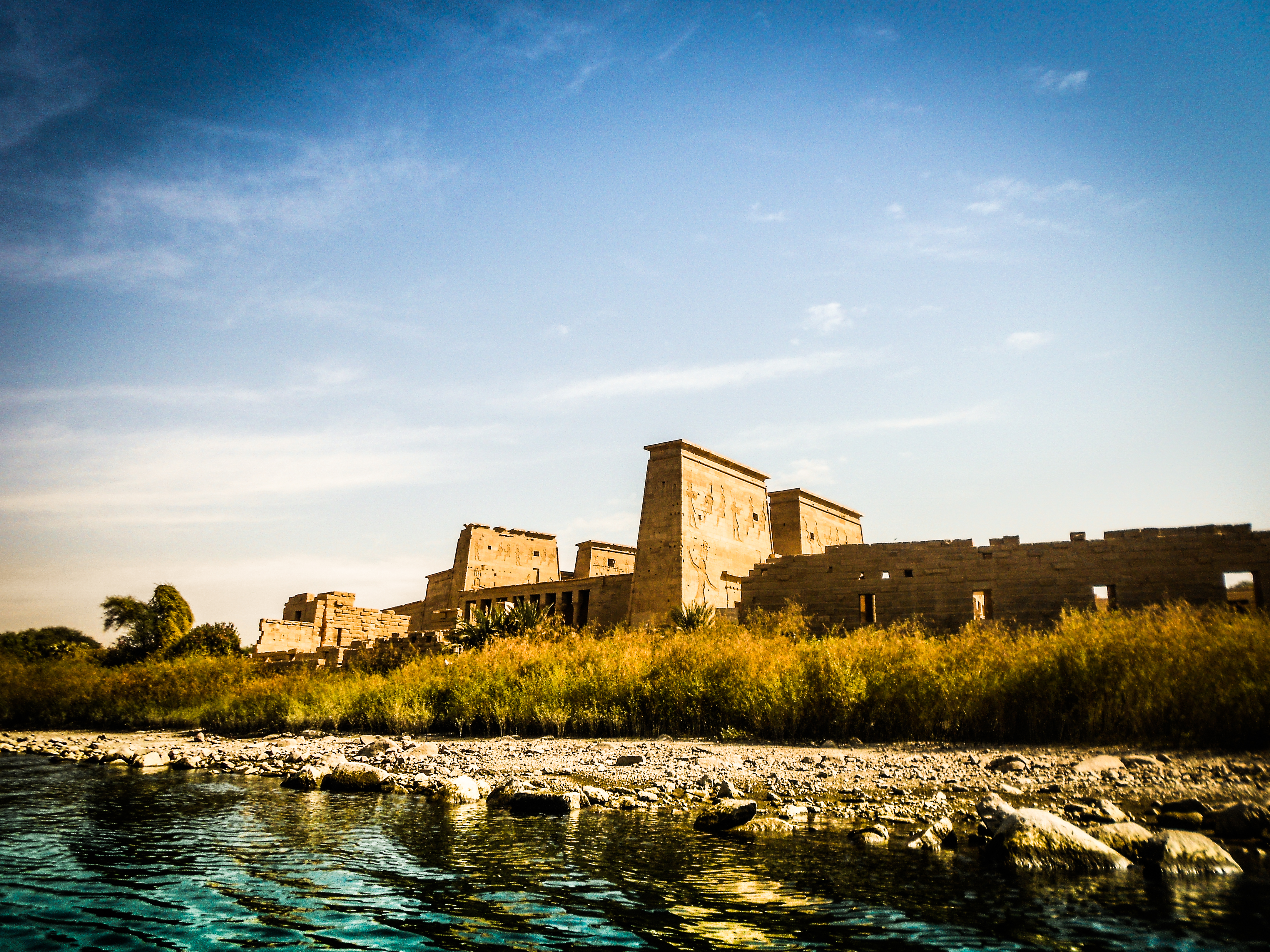
"أسوان"
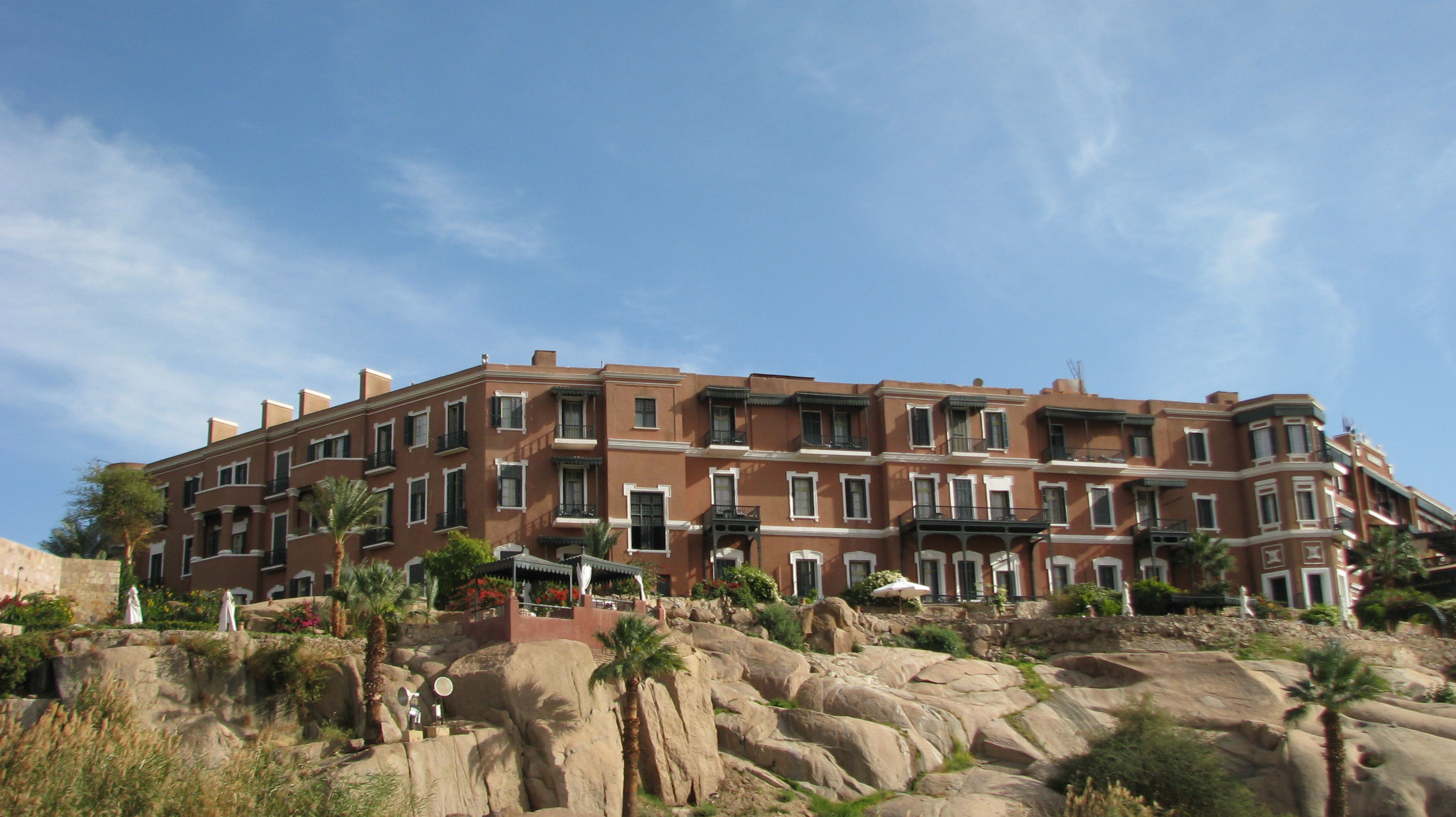
"أسوان"
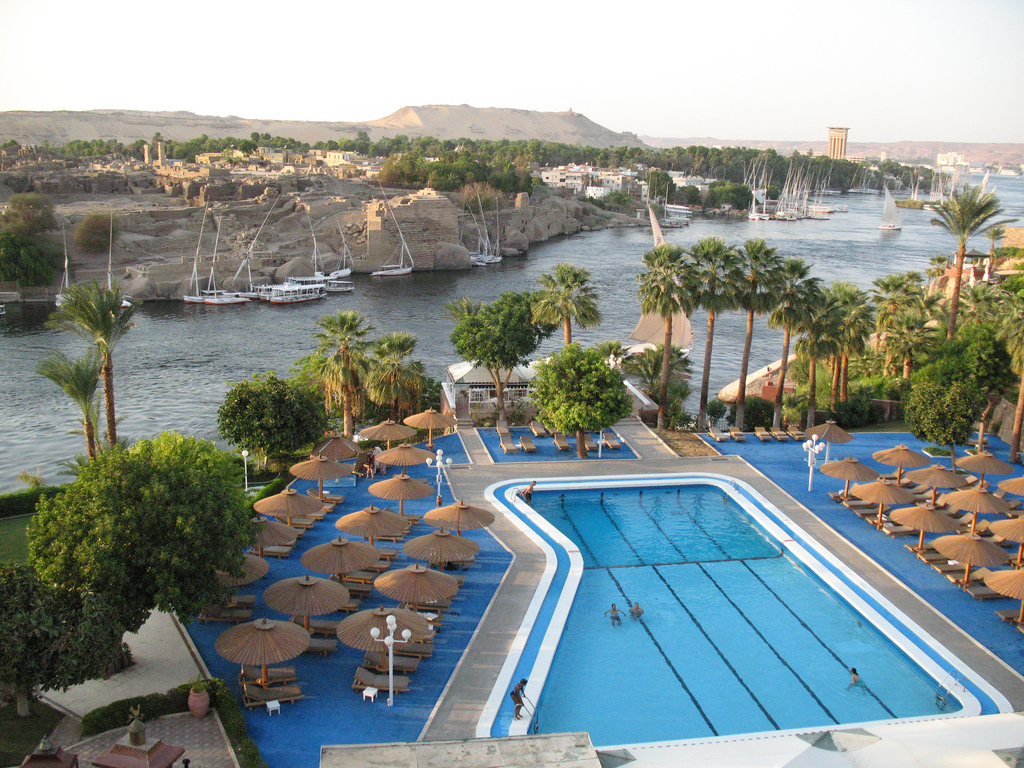
"أسوان"
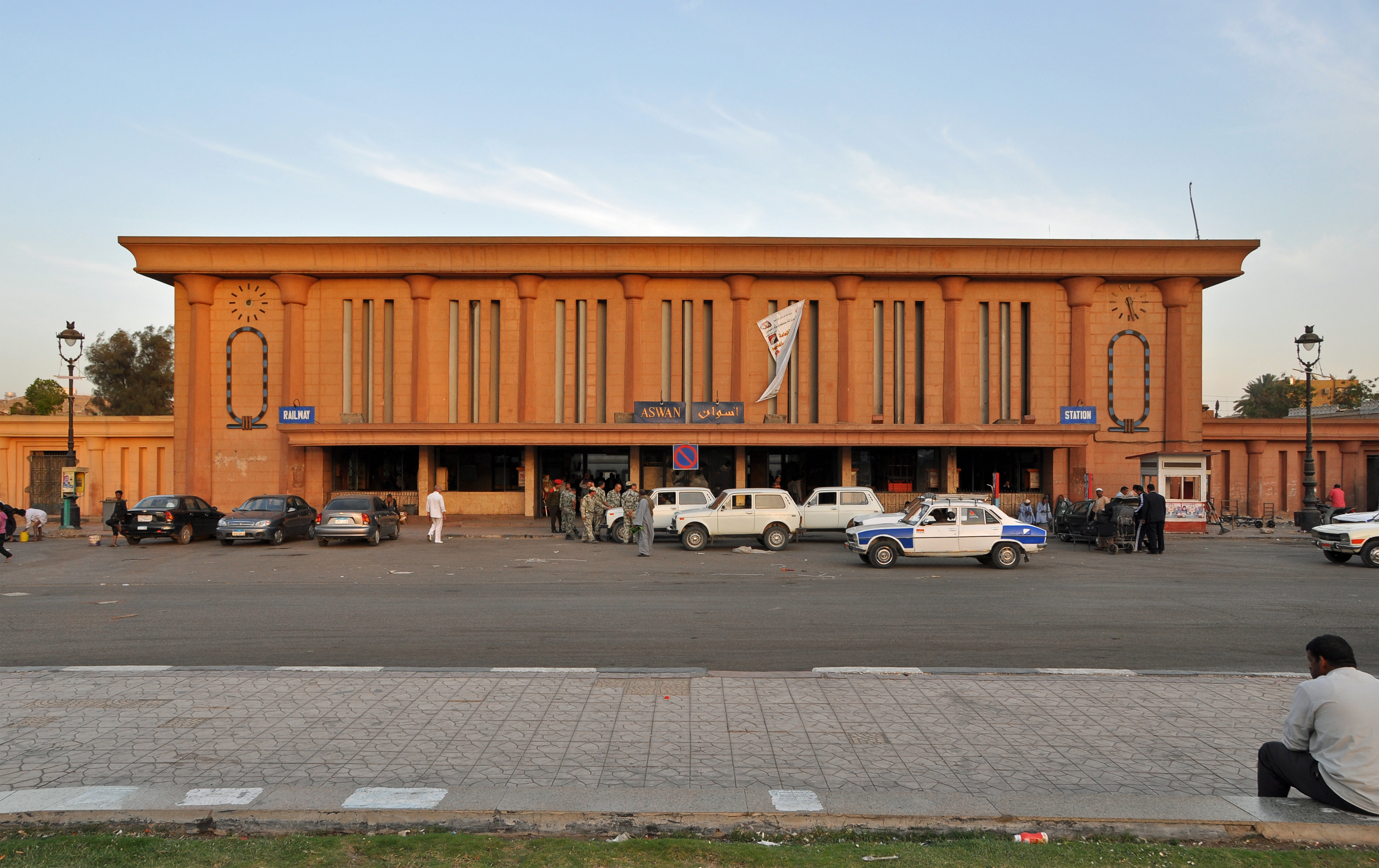
محطة قطار أسوان
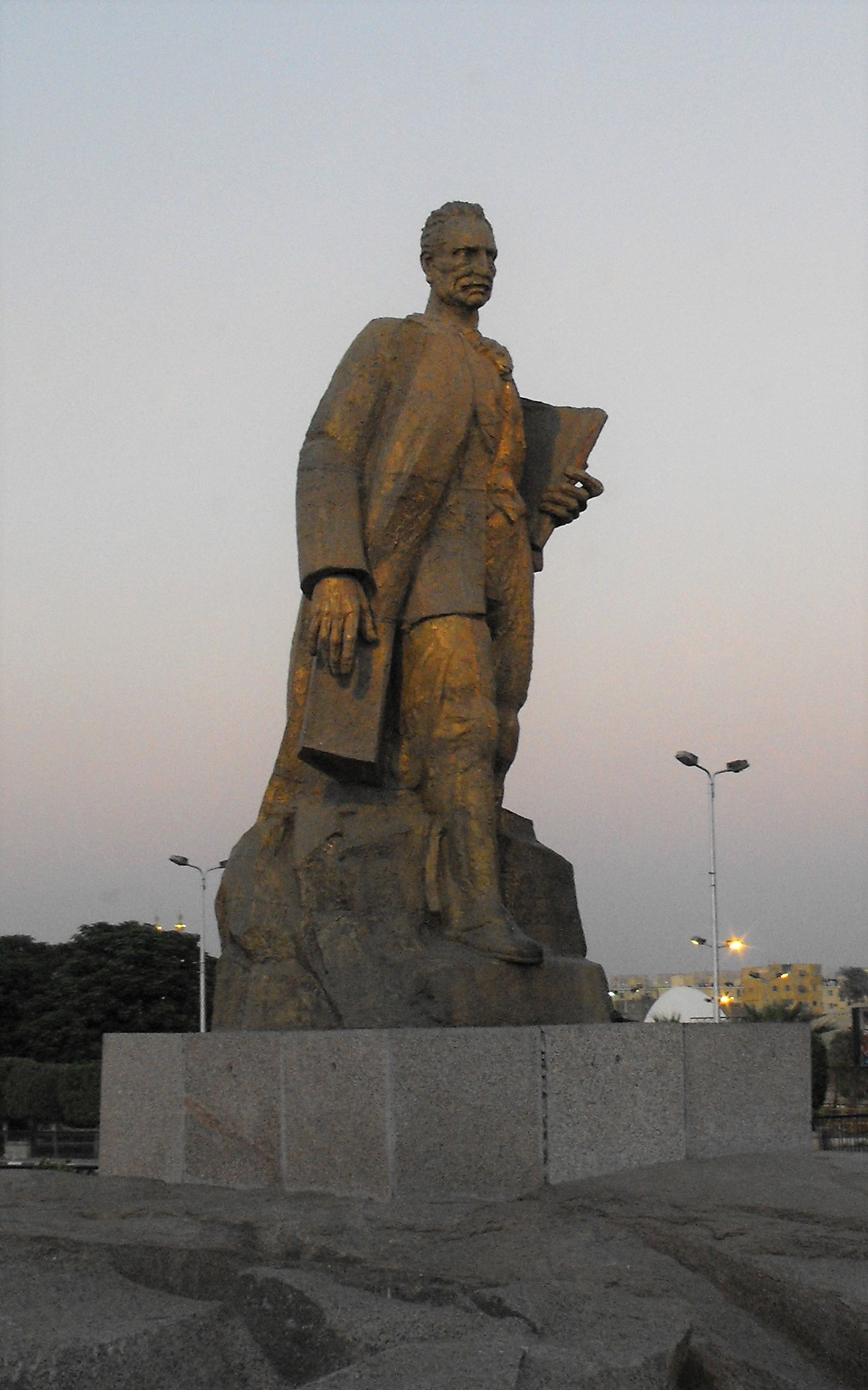
تمثال عباس العقاد "أسوان"
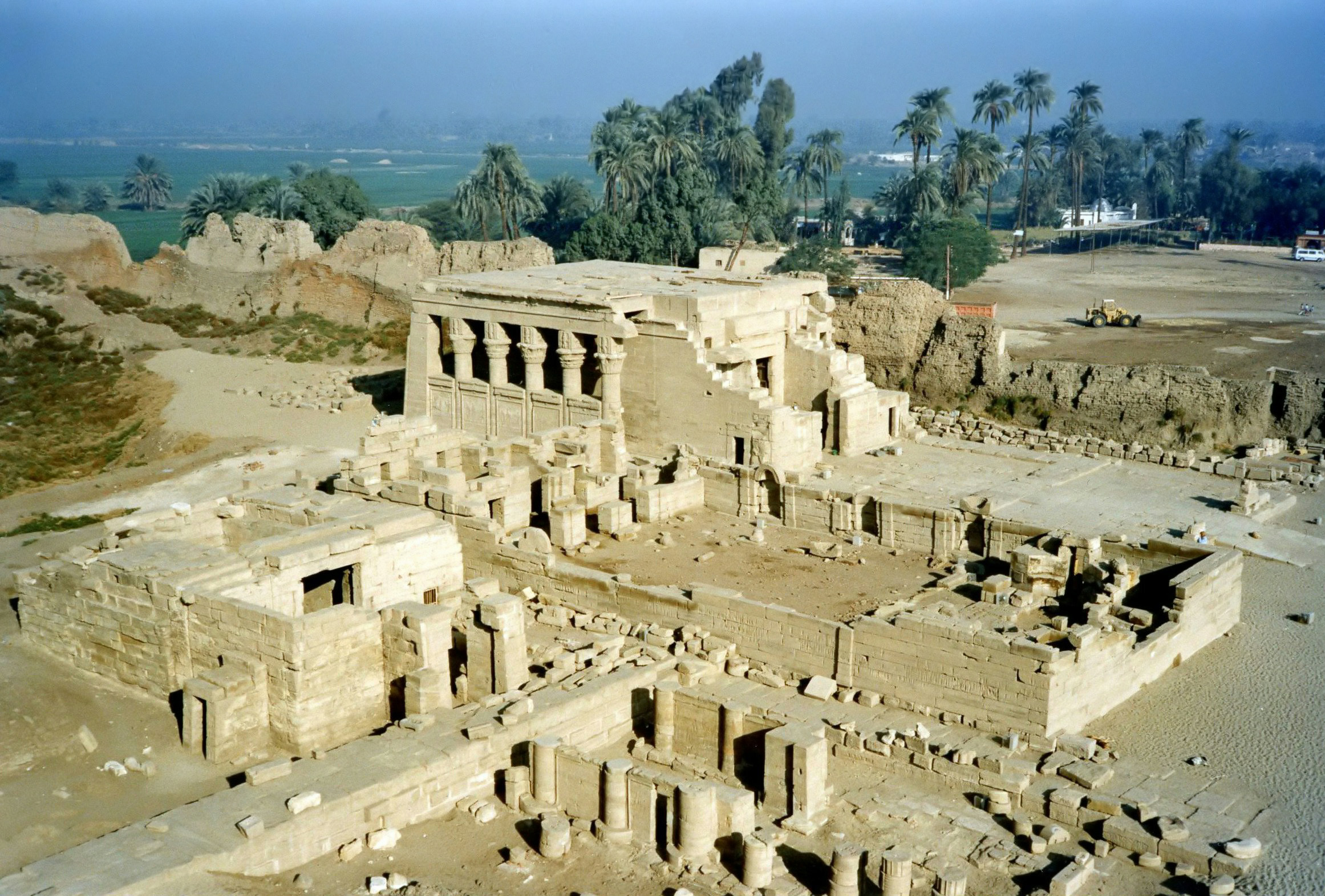
معبد دندرة "قنا"
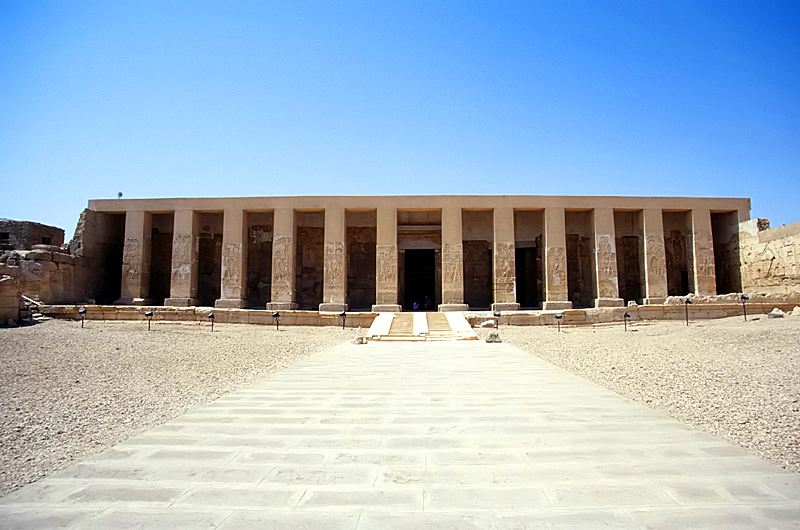
معبد أبيدوس "سوهاج"
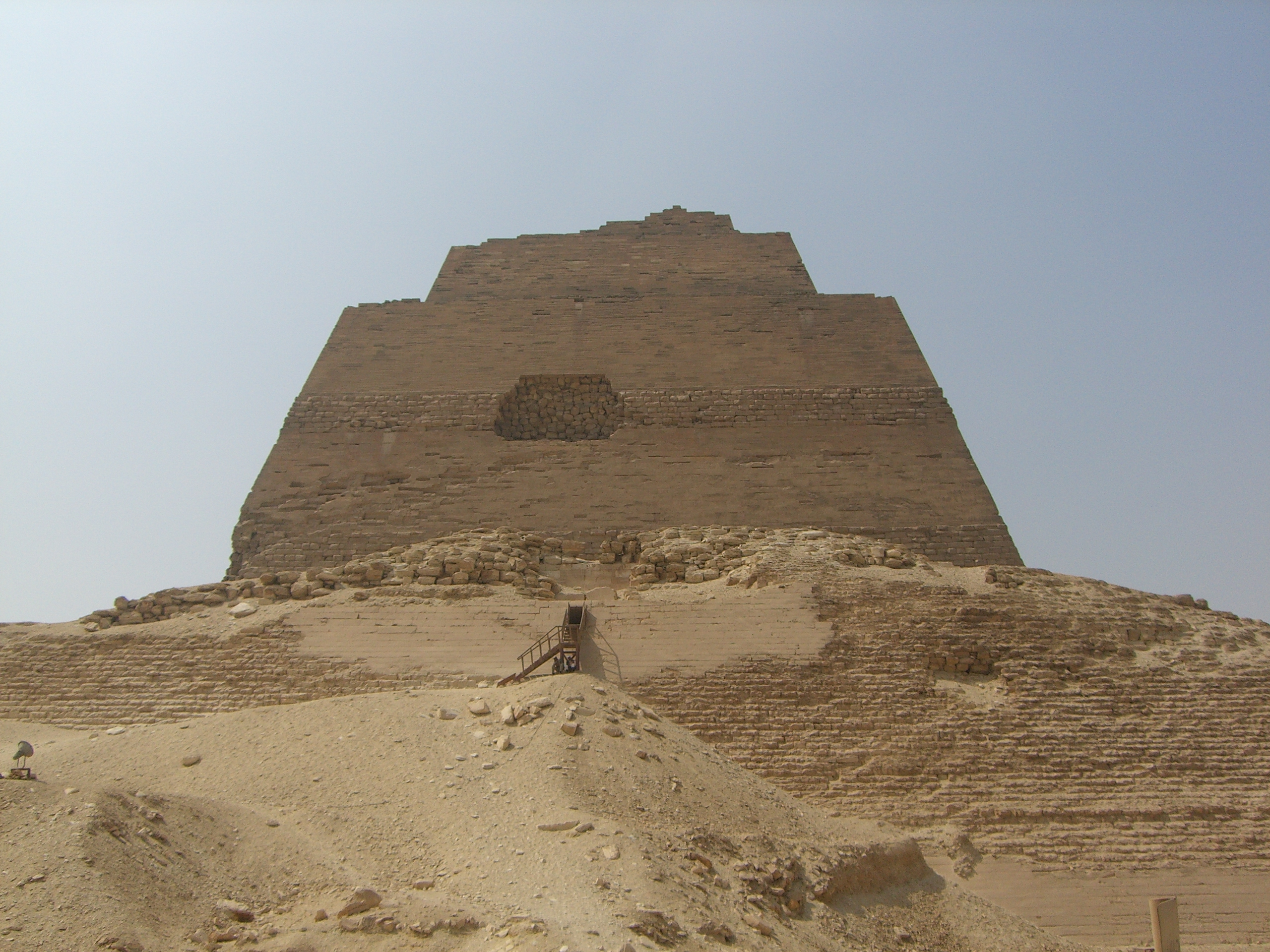
هرم ميدوم "بني سويف"
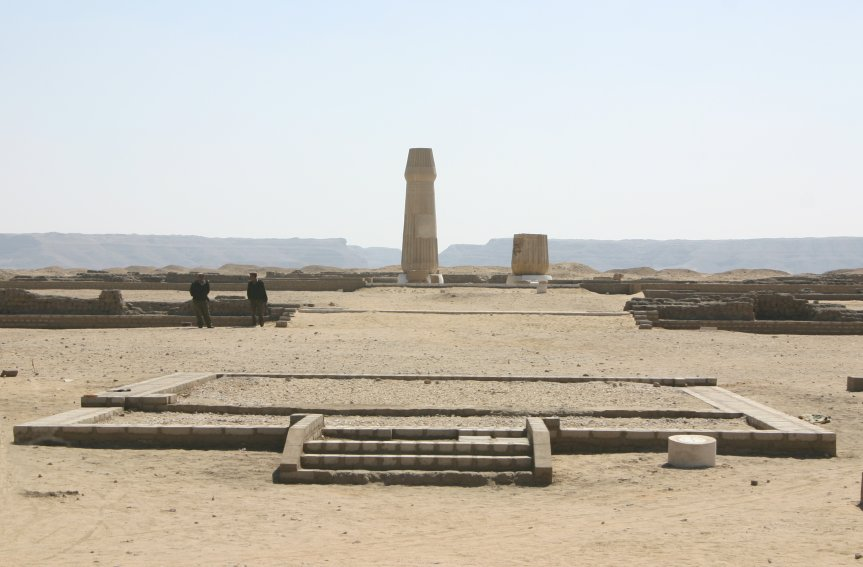
تل العمارنة "المنيا"
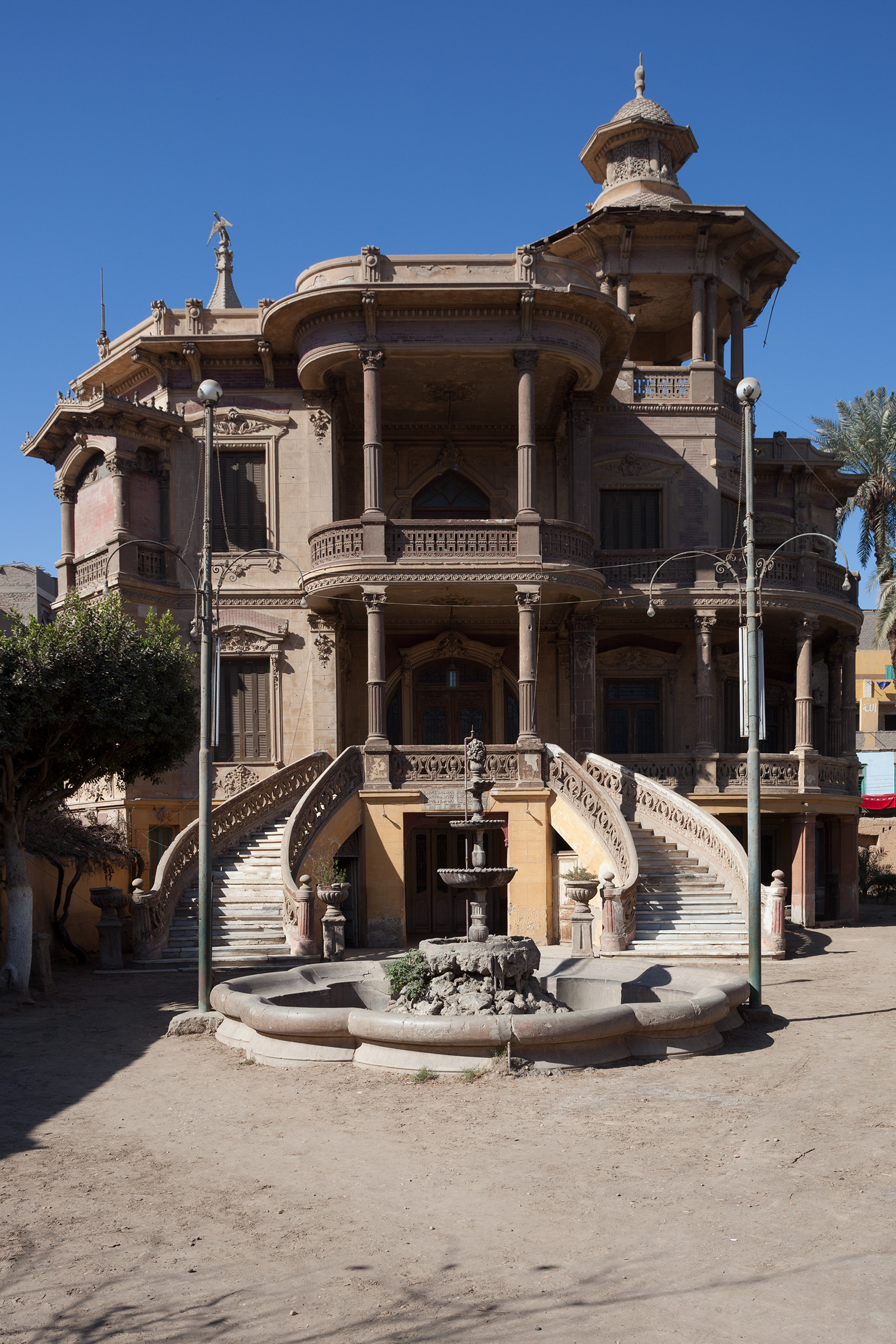
قصر عبد المجيد باشا "ملوي، المنيا"
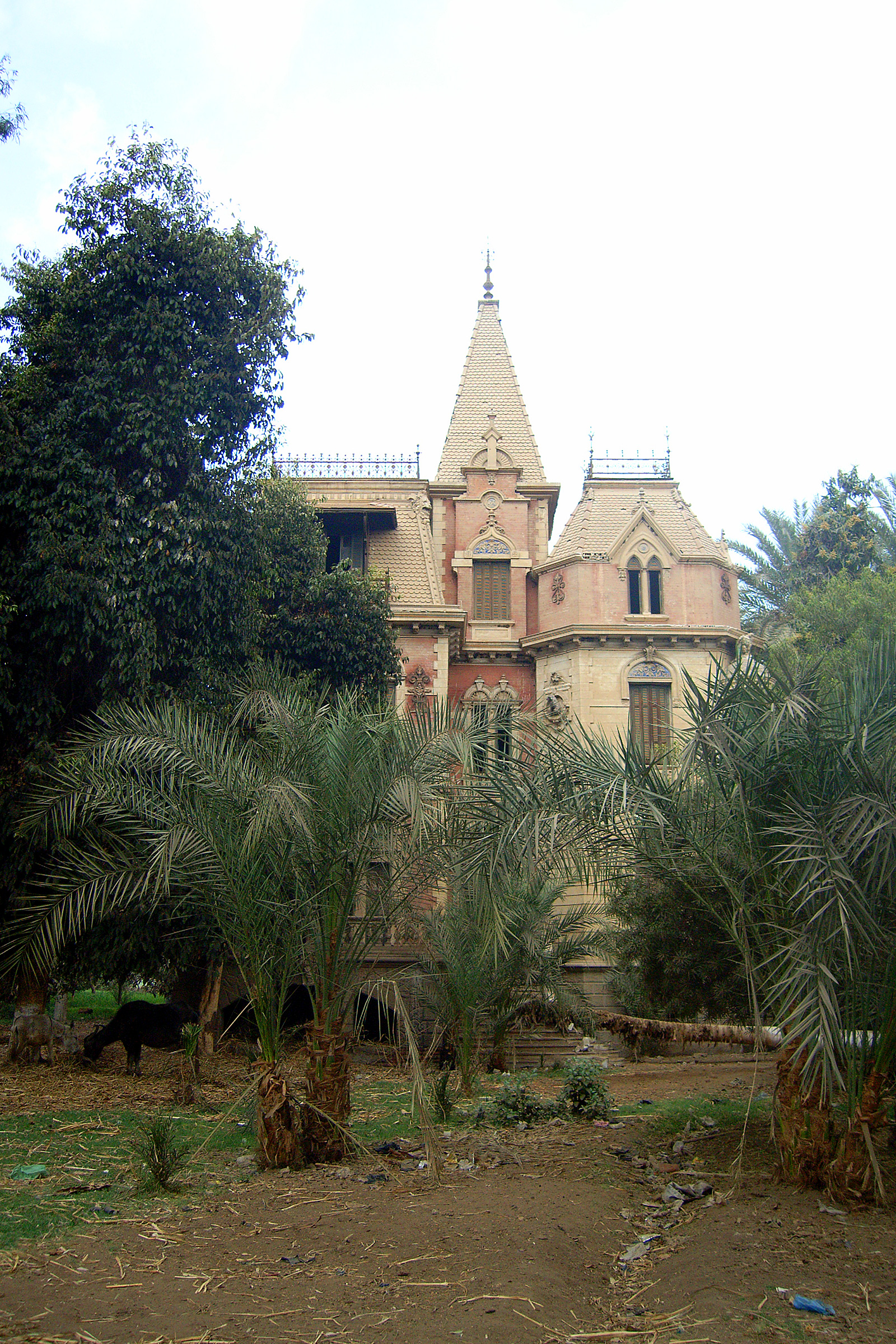
قصر فورتنيه "ملوي، المنيا"